# Kirchenkreis Stuttgart
Der Evangelische Kirchenkreis Stuttgart ist einer von 43 Kirchenbezirken bzw. Kirchenkreisen der Evangelischen Landeskirche in Württemberg. Er entstand durch kirchliches Gesetz vom 24. November 2004 mit Wirkung vom 1. Januar 2008 durch Vereinigung der bis dahin selbständigen Kirchenbezirke Stuttgart, Bad Cannstatt, Degerloch und Zuffenhausen, deren Gesamtrechtsnachfolger er ist. Der Kirchenkreis Stuttgart gliedert sich im Gegensatz zu den anderen Kirchenbezirken, die jeweils nur aus einem deckungsgleichen Dekanat bestehen, in die vier Dekanatsbezirke Bad Cannstatt, Degerloch, Stuttgart und Zuffenhausen mit jeweils einem Dekan an der Spitze. Somit ist die Zahl der Dekanate in Württemberg seit 2008 nicht mehr identisch mit der Zahl der Kirchenbezirke.

## Geographie
Der Evangelische Kirchenkreis Stuttgart liegt in der Mitte der württembergischen Landeskirche. Sein Gebiet umfasst die baden-württembergische Landeshauptstadt Stuttgart. Bei ca. 116.832 Gemeindeglieder im Evangelischen Kirchenkreis Stuttgart beträgt der Anteil an der Stuttgarter Gesamtbevölkerung ca. 23 %.

### Nachbarkirchenbezirke
Der Evangelische Kirchenkreis Stuttgart grenzt an folgende Kirchenbezirke (im Uhrzeigersinn beginnend im Nordwesten): Ditzingen und Ludwigsburg (beide Prälatur Stuttgart), Waiblingen (Prälatur Heilbronn), Esslingen und Bernhausen (beide Prälatur Stuttgart) sowie Böblingen und Leonberg (beide Prälatur Reutlingen).

## Geschichte
Der Evangelische Kirchenkreis Stuttgart entstand am 1. Januar 2008 durch Vereinigung der bis dahin selbständigen Kirchenbezirke Bad Cannstatt, Degerloch, Stuttgart und Zuffenhausen.
Um ein möglichst einheitliches Kirchenwesen innerhalb der Stadtgrenzen Stuttgarts zu schaffen, wurde bereits 1983 der Evangelische Stadtverband Stuttgart gegründet, dem die damaligen vier Stuttgarter Kirchenbezirke Stuttgart, Bad Cannstatt, Degerloch und Zuffenhausen angehörten. In ihm waren die Kirchengemeinden und diakonischen Einrichtungen im Stadtgebiet Stuttgart (z. B. die Evangelische Gesellschaft und das Haus der Familie) mit Sitz und Stimme vertreten. Geleitet wurde der Stadtverband von einem gewählten Vorsitzenden. Das war jeweils einer der vier Dekane (seit 1999 war es der Dekan von Stuttgart Hans-Peter Ehrlich). Der Stadtverband war die Vorstufe des zum 1. Januar 2008 gegründeten Kirchenkreises Stuttgart. Der Evangelische Stadtverband Stuttgart wurde durch die Neubildung des Kirchenkreises Stuttgart gegenstandslos und somit entsprechend Artikel 4 des kirchlichen Gesetzes vom 24. November 2004 aufgehoben. Der jetzige Kirchenkreis Stuttgart ist somit auch Gesamtrechtsnachfolger des Stadtverbands Stuttgart.
Da der Kirchenkreis Stuttgart sowohl von der Zahl seiner Gemeindeglieder als auch räumlich sehr groß ist, wurde die Zahl der bisherigen Dekanate in Stuttgart als Aufsichtsbezirke für die Gemeindepfarrer bzw. Visitationsbezirke der Kirchengemeinden beibehalten. Die bisherigen Dekane im Stadtgebiet bleiben daher mit ihren bisherigen Befugnissen (als Visitatoren bzw. Dienstvorgesetzte) weiterhin im Amt. Der Kirchenkreis Stuttgart ist somit der einzige Kirchenkreis bzw. Kirchenbezirk Württembergs mit mehreren Dekanen. Lediglich im Kirchenbezirk Ravensburg gab es zwischen 1992 und 2003 schon einmal zwei Dekane (wobei der ehemalige Dekan in Friedrichshafen heute noch als Codekan fungiert).

### Kirchengemeindeverband Bad Cannstatt
Mit Wirkung vom 15. August 2008 haben sich die Evangelische Gesamtkirchengemeinde Bad Cannstatt, bestehend aus den neun Kirchengemeinden Andreäkirchengemeinde, Blumhardtkirchengemeinde, Lutherkirchengemeinde, Sommerrainkirchengemeinde, Stadtkirchengemeinde, Steigkirchengemeinde, Steinhaldenfeldkirchengemeinde, Stephanuskirchengemeinde und Wichernkirchengemeinde sowie die Kirchengemeinden Stuttgart-Hedelfingen, Stuttgart-Hofen, Stuttgart-Mühlhausen, Stuttgart-Obertürkheim, Stuttgart-Rohracker/Frauenkopf, Stuttgart-Uhlbach und Stuttgart-Wangen zum Evangelischen Kirchengemeindeverband Bad Cannstatt (KGV Bad Cannstatt) zusammengeschlossen.
Der neuen Körperschaft des öffentlichen Rechts gehören somit fast alle Kirchengemeinden des früheren Kirchenbezirks Bad Cannstatt an. Nichtmitglieder des neuen Verbandes sind lediglich die Kirchengemeinden Stuttgart-Münster und Stuttgart-Neugereut sowie die Gesamtkirchengemeinde Untertürkheim, bestehend aus den drei Kirchengemeinden Gartenstadtkirchengemeinde Untertürkheim, Stadt- und Wallmerkirchengemeinde Untertürkheim und Kirchengemeinde Stuttgart-Rotenberg. Diese können jedoch gemäß § 2 der Verbandssatzung in den Verband aufgenommen werden.
Die Gründung des Verbandes beruht auf dem Kirchlichen Verbandgesetz der Evangelischen Landeskirche in Württemberg. Der Verband hat die Aufgabe der Koordination der Wahrnehmung der Rechte der Mitglieder im Evangelischen Kirchenkreis Stuttgart sowie eine gemeinsame Verwaltung der einzelnen Mitgliedskirchengemeinden zu bilden. Die Organe des Verbands sind die Verbandsversammlung und der Verbandsvorstand. Die Verbandsversammlung besteht aus den Vorsitzenden der Verbandsmitglieder sowie dem Dekan, dem Schuldekan und dem Verbandsrechner.

## Leitung des Kirchenkreises
Die Leitung des Kirchenkreises Stuttgart obliegt der Kirchenkreissynode (diese entspricht der Bezirkssynode), dem Kirchenkreisausschuss, der aus Delegierten der vier Dekanatsbezirke von der Kirchenkreissynode gebildet wird, (dieser entspricht dem Kirchenbezirksausschuss – KBA) und dem Kollegium der vier Dekane. Der geschäftsführende Dekan des Kirchenkreises Stuttgart trägt den Titel Stadtdekan (bisher bereits inoffizielle Bezeichnung des Dekans von Stuttgart). Er leitet stets zugleich das Dekanat Stuttgart-Mitte. Alle vier Dekane haben einen Schwerpunkt-Zuständigkeitsbereich. Im Dekanatamt Zuffenhausen ist der Bereich Diakonie, in Bad Cannstatt die Ambulante Pflege der Diakoniestationen und in Degerloch die Bildung und die Arbeitsgemeinschaft Christlicher Kirchen in Stuttgart (ACK) angesiedelt. Das nähere regelt eine Geschäftsordnung für die Dekanatsämter, die vom Oberkirchenrat erlassen wird.
Für die Wahl der Kirchenkreissynode ist der Kirchenkreis Stuttgart in 11 Wahlbezirke eingeteilt. In jedem Wahlbezirk sind je nach Größe drei bis sechs Kirchenkreissynodale zu wählen.

### Dekane des Kirchenkreises Stuttgart
- Stuttgart:
  - 2008–2012: Hans-Peter Ehrlich (* 1948)
  - seit 2013: Søren Schwesig (* 1963), Stadtdekan und Pfarrer an der Gedächtniskirche in Stuttgart
- Bad Cannstatt:
  - 2008–2009: Gustav-Adolf Dinkelaker (1944–2011)
  - seit 2010: Eckart Schultz-Berg (* 1960), Dekan und Pfarrer an der Stadtkirche in Bad Cannstatt
- Degerloch:
  - 2008–2016: Dr. Wolfgang Röhl (* 1952)
  - seit 2017: Kerstin Vogel-Hinrichs (* 1963), Dekanin und Pfarrerin an der Michaelskirche in Degerloch
- Zuffenhausen:
  - 2008–2011: Wiebke Wähling (* 1947)
  - 2012–2018: Klaus Käpplinger (* 1962)
  - seit 2019: Elke Dangelmaier-Vinçon (* 1962), Dekanin und Pfarrerin an der Johanneskirche in Zuffenhausen

## Kirchengemeinden
Im Evangelischen Kirchenkreis Stuttgart gibt es heute insgesamt 49 Kirchengemeinden. Das Dekanat Bad Cannstatt umfasst 15 Kirchengemeinden: Gesamtkirchengemeinde Bad Cannstatt (Lenore-Volz-, Luther-, Neugereut-Steinhaldenfeld-Hofen-, Stadt-, Steigkirchengemeinde), Gesamtkirchengemeinde Hedelfingen-Rohracker-Frauenkopf, Mühlhausen, Münster, Gesamtkirchengemeinde Obertürkheim-Uhlbach, Gesamtkirchengemeinde Untertürkheim (Stadt- und Wallmerkirchengemeinde, Gartenstadt, Rotenberg) und Wangen. Das Dekanat Degerloch umfasst 11 Kirchengemeinden: Degerloch, Möhringen und Fasanenhof, Riedenberg, Rohr-Dürrlewang, Sarah, Sonnenberg, Vaihingen-Büsnau sowie die Verbundkirchengemeinde Plieningen-Birkach (Asemwald, Birkach, Plieningen-Hohenheim, Schönberg). Das Dekanat Stuttgart umfasst 15 Kirchengemeinden, zusammengefasst in einer Gesamtkirchengemeinde: Botnang, Christus, Friedens, Heslach, Hospital, Leonhards, Ludwig-Hofacker, Magdalenen, Markus-Haigst, Nord, Ost, West, Petrus, Stifts sowie Thomas. Das Dekanat Zuffenhausen umfasst 8 Kirchengemeinden: Feuerbach, Gesamtkirchengemeinde Himmelsbogen (Himmelsleiter, Zazenhausen, Zuffenhausen), Gesamtkirchengemeinde Stuttgart-Weilimdorf (Dietrich-Bonhoeffer, Oswald-Wolfbusch, Stephanus) sowie Stammheim. All diese Kirchengemeinden sind jedoch weiterhin rechtlich selbständige Körperschaften des öffentlichen Rechts.
Die jeweils in Klammern hinter dem Namen der Kirchengemeinde angegebenen Gemeindegliederzahlen beziehen sich auf das Jahr 2005 und sind gerundet. Auf eine ausführliche Beschreibung der einzelnen Kirchen wurde weitgehend verzichtet, weil alle Kirchengebäude im Artikel Kirchen in Stuttgart beschrieben sind.

### Kirchengemeinde Asemwald
Die Kirchengemeinde Asemwald umfasst den Stadtteil Asemwald und das Gebiet zwischen Dinkelstraße und Filderhauptstraße des Stadtbezirks Plieningen. Kirchlich gehörte der in den 1960er Jahren entstandene Stadtteil Asemwald zunächst zur Kirchengemeinde und Pfarrei Plieningen, ab 1970 zu Hohenheim. Mit Wirkung vom 1. Januar 1975 wurde die Kirchengemeinde Hohenheim in zwei selbständige Kirchengemeinden, Asemwald und Hohenheim, aufgeteilt und beide in der ebenfalls neu gebildeten Gesamtkirchengemeinde Hohenheim zusammengeschlossen. Mit Wirkung vom 1. Januar 1985 wurde die Gesamtkirchengemeinde Hohenheim dann wieder aufgelöst. Das Pfarramt Asemwald betreut auch die am 1. April 1959 gebildete Kirchengemeinde Schönberg, wo es bereits seit 1958 eine eigene Kirche, die Himmelfahrtskirche, gibt, und die bis 1985 von der Pfarrei Birkach betreut wurde. 1997 wurde in Asemwald auch eine eigene Kirche, die Asemwaldkirche, erbaut.

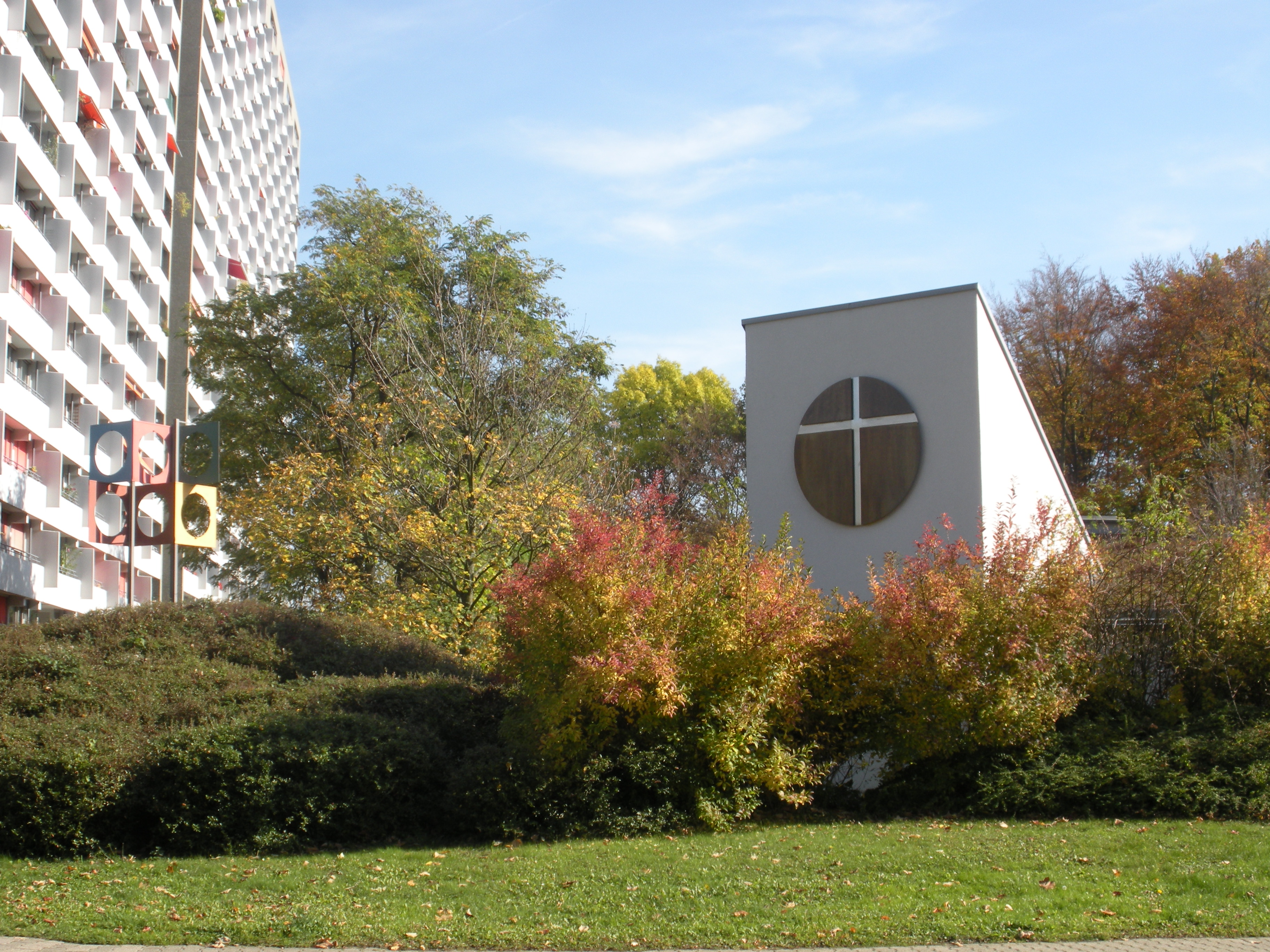
Evang. Kirche Stuttgart-Asemwald – Turm
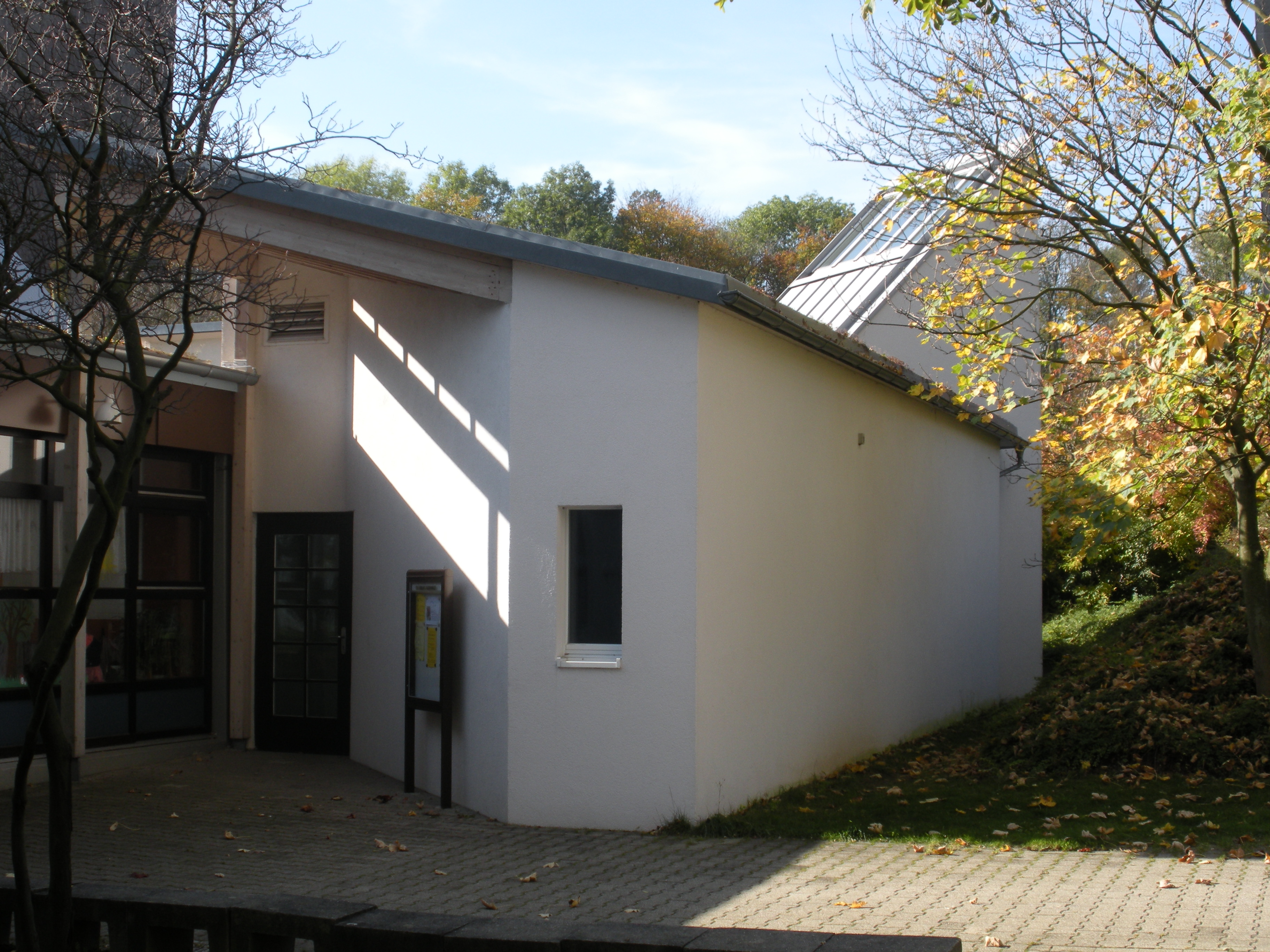
Evang. Kirche Stuttgart-Asemwald

### Gesamtkirchengemeinde Bad Cannstatt
Die Gesamtkirchengemeinde Bad Cannstatt (ca. 16.200) umfasst den Stadtbezirk Bad Cannstatt. Zur Gesamtkirchengemeinde Bad Cannstatt gehören heute die nachfolgenden neun Kirchengemeinden, wobei die Lutherkirchengemeinde um 1900, die Steigkirchengemeinde durch Bekanntmachung des Oberkirchenrats vom 26. September 1928, die Andreä- (damals Winterhaldenkirchengemeinde) und die Wichernkirchengemeinde durch Bekanntmachung vom 19. Juli 1939, die Stephanus- und die Steinhaldenfeldkirchengemeinde durch Bekanntmachung vom 10. Juli 1957, die Blumhardtkirchengemeinde durch Bekanntmachung vom 17. Dezember 1965 und die Sommerrainkirchengemeinde 1988 gebildet wurden.

#### Andreäkirchengemeinde Bad Cannstatt

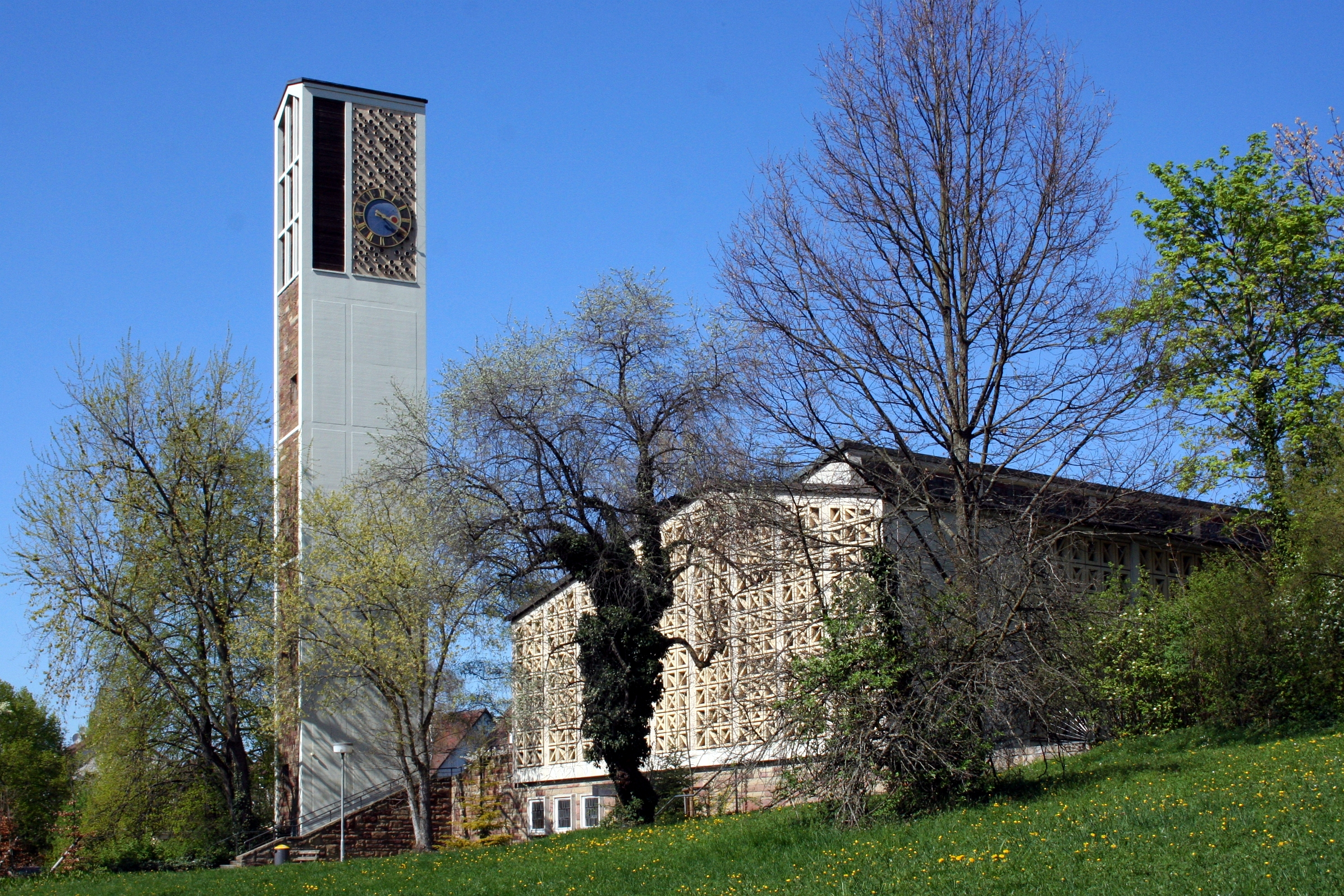
Evang. Andreäkirche Stuttgart-Bad Cannstatt

Die Andreäkirchengemeinde Bad Cannstatt (ca. 2.000) umfasst den Südosten des Stadtbezirks Bad Cannstatt. Die Anfänge der Gemeinde gehen auf das Jahr 1906 zurück. Damals entstand im Gewann „Winterhalde“ ein neues Wohngebiet, das zunächst zur Lutherkirche gehörte. In einem Privathaus wurden 1906 die ersten Bibelstunden abgehalten und 1907 wurde ein Kindergarten eingerichtet, der 1908 einen Neubau erhielt. Hier fanden auch bald Gottesdienste statt. Der Raum wurde aber bald zu klein, so dass der Evangelische Verein Cannstatt eine ehemalige Kantine anmietete, in der die Gottesdienste abgehalten wurden. Nach dem Ersten Weltkrieg konnte der Verein das Gebäude erwerben und in unmittelbarer Nachbarschaft 1919 eine provisorische Holzkirche errichten. Sie wurde als „Winterhaldenkirche“ bezeichnet und hatte 200 Sitzplätze. Durch Bekanntmachung des Oberkirchenrats vom 28. Juli 1939 wurde die Winterhaldengemeinde ebenso wie die Wichernkirchengemeinde von der Luthergemeinde abgetrennt und als weitere selbständige Teilkirchengemeinde der Gesamtkirchengemeinde Bad Cannstatt errichtet, nachdem das Kultministerium mit Schreiben vom 1. Juli 1939 die Winterhaldenkirchengemeinde als Körperschaft des öffentlichen Rechts anerkannt hatte. Gleichzeitig wurde das bisherige IV. Stadtpfarramt der Lutherkirche in Stadtpfarramt der Winterhaldenkirchengemeinde umbenannt.
Im Zweiten Weltkrieg wurde die Winterhaldenkirche am 16. Juli 1944 zerstört. Dann fanden die Gottesdienste meist bei der katholischen Gemeinde statt, bis 1947 an der Beuthener Straße eine Notkirche errichtet wurde, die den Namen Andreäkirche erhielt. Die Winterhaldenkirchengemeinde wurde somit in Andreäkirchengemeinde umbenannt. Die heutige Kirche entstand dann 1955/56. Durch Bekanntmachung des Oberkirchenrats vom 13. Februar 1975 gab es eine Gebietsveränderung von der Andreäkirchengemeinde zugunsten der Stephanuskirchengemeinde. Mit Wirkung vom 25. September 1998 wurde das Gebiet der Andreäkirchengemeinde um das Gebiet Brenzstraße erweitert.

#### Blumhardtkirchengemeinde Bad Cannstatt

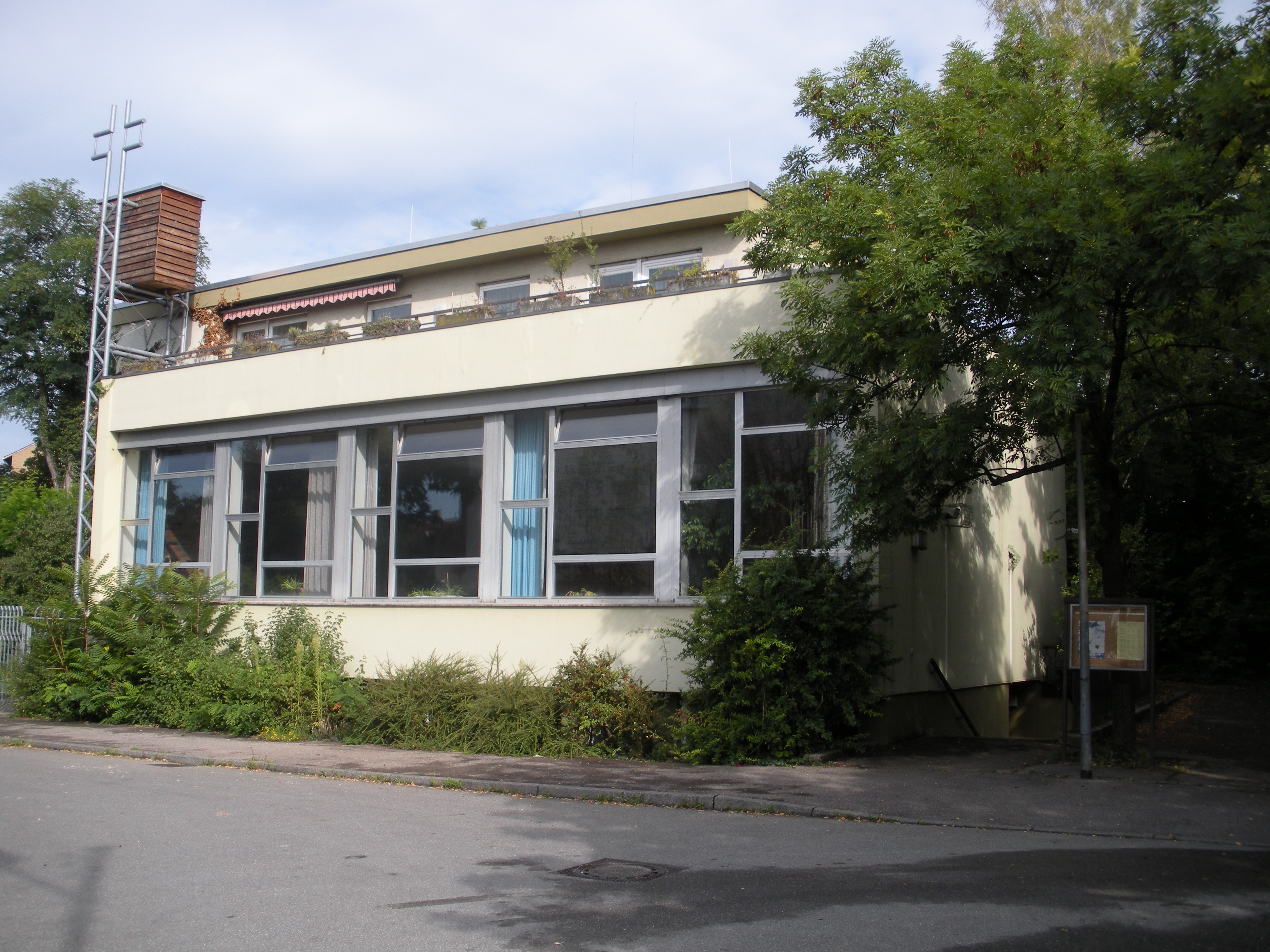
Evang. Blumhardtkirche Stuttgart-Bad Cannstatt

Die Blumhardtkirchengemeinde Bad Cannstatt (ca. 500) umfasst den Süden des Stadtbezirks Bad Cannstatt. Die Gemeinde ist noch relativ jung. Sie wurde erst durch Bekanntmachung des Oberkirchenrats vom 17. Dezember 1965 als weitere Teilkirchengemeinde innerhalb der Gesamtkirchengemeinde Bad Cannstatt errichtet. Das Kultusministerium hatte die Blumhardtkirchengemeinde Bad Cannstatt mit Schreiben vom 24. August 1965 als Körperschaft des öffentlichen Rechts anerkannt. Heute wird sie vom Pfarrer der benachbarten Luthergemeinde betreut.

#### Lutherkirchengemeinde Bad Cannstatt
Die Lutherkirchengemeinde Bad Cannstatt (ca. 2.900) umfasst die östliche Mitte des Stadtbezirks Bad Cannstatt. Sie ist die zweitälteste evangelische Kirchengemeinde Bad Cannstatts. Die Lutherkirche wurde 1898–1900 erbaut. Sie zählt zu den ersten aus Backstein gebauten Kirchen Süddeutschlands. Im Februar 1944 wurden Chor und Sakristei der Kirche zerstört, doch konnte die Kirche 1950 wiedereingeweiht werden. In den 1970er Jahren wurde sie innen renoviert.
In unmittelbarer Nachbarschaft der Lutherkirche befindet sich eine Friedhofskirche auf dem Uff-Kirchhof. An jenem Platz war im Mittelalter der später abgegangene Ort Uffkirchen zu finden, die Pfarrei mit ihrer Kirche „Zu unseren lieben Frauen“ erstreckte sich bis Fellbach und Obertürkheim. Später wurde der Friedhof von Cannstatt genutzt und die Friedhofskirche Uff-Kirche genannt, sie hat keine eigene Pfarrgemeinde mehr.

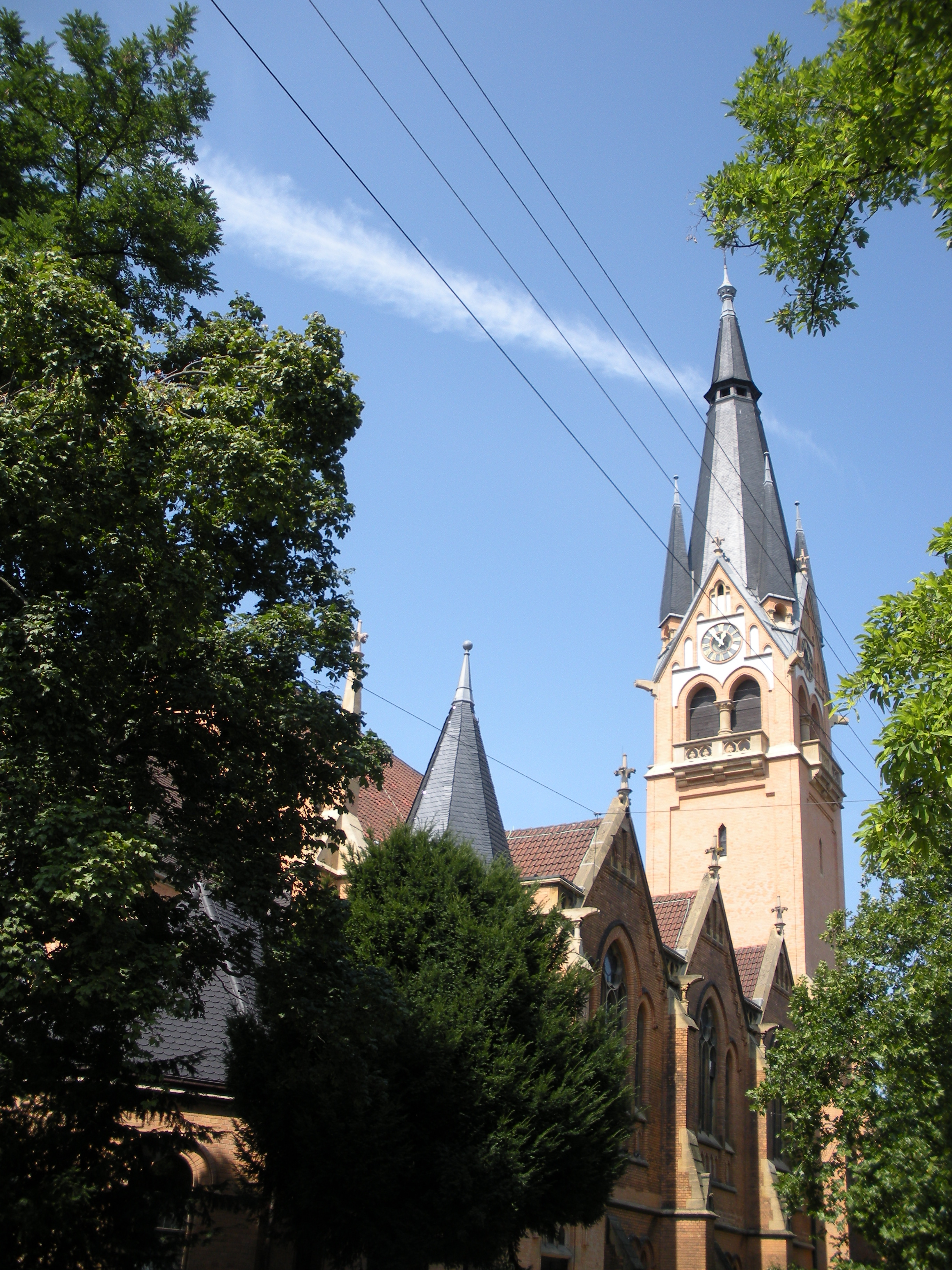
Evang. Luther-Kirche Stuttgart-Bad Cannstatt
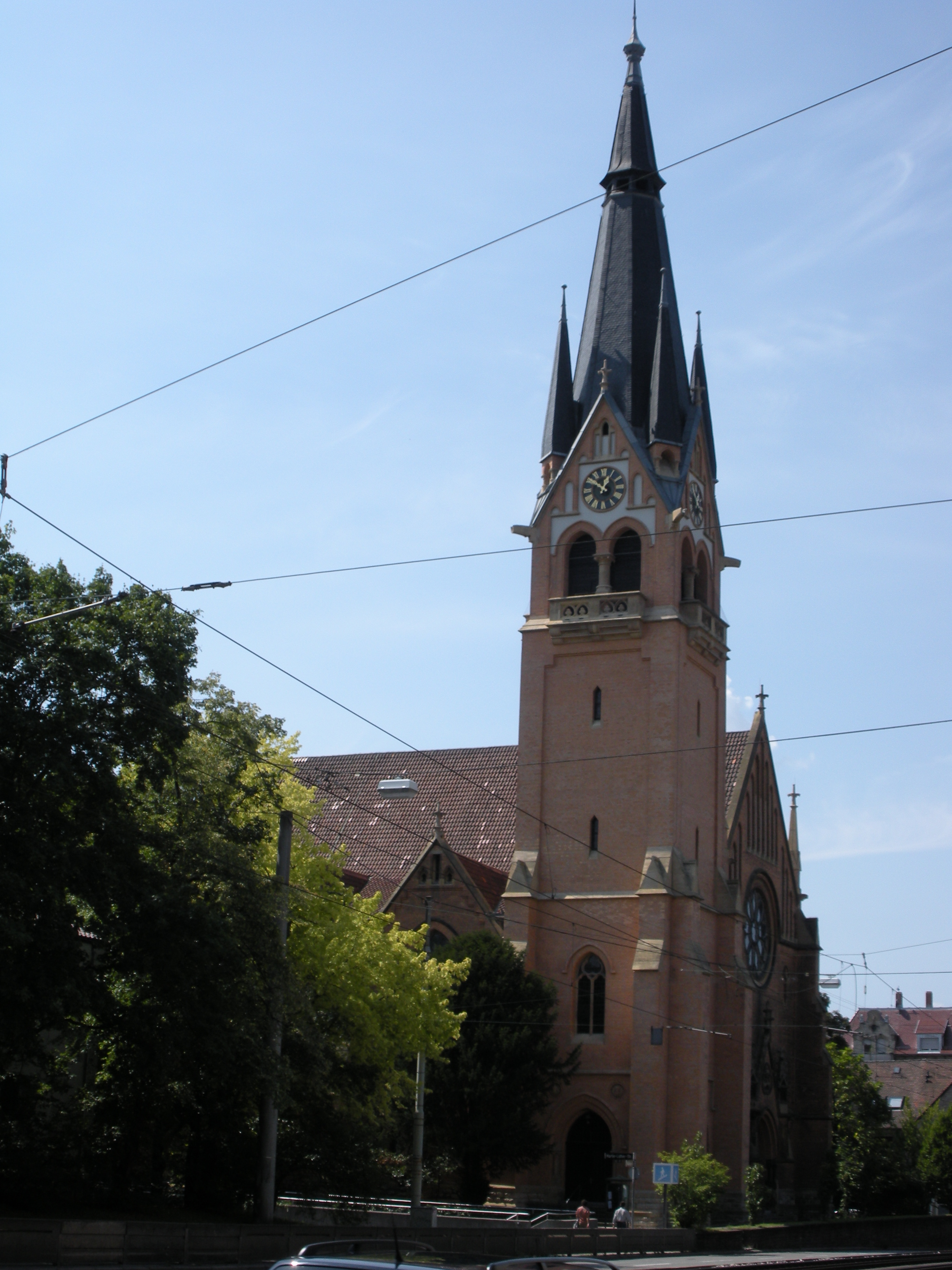
Evang. Luther-Kirche Stuttgart-Bad Cannstatt
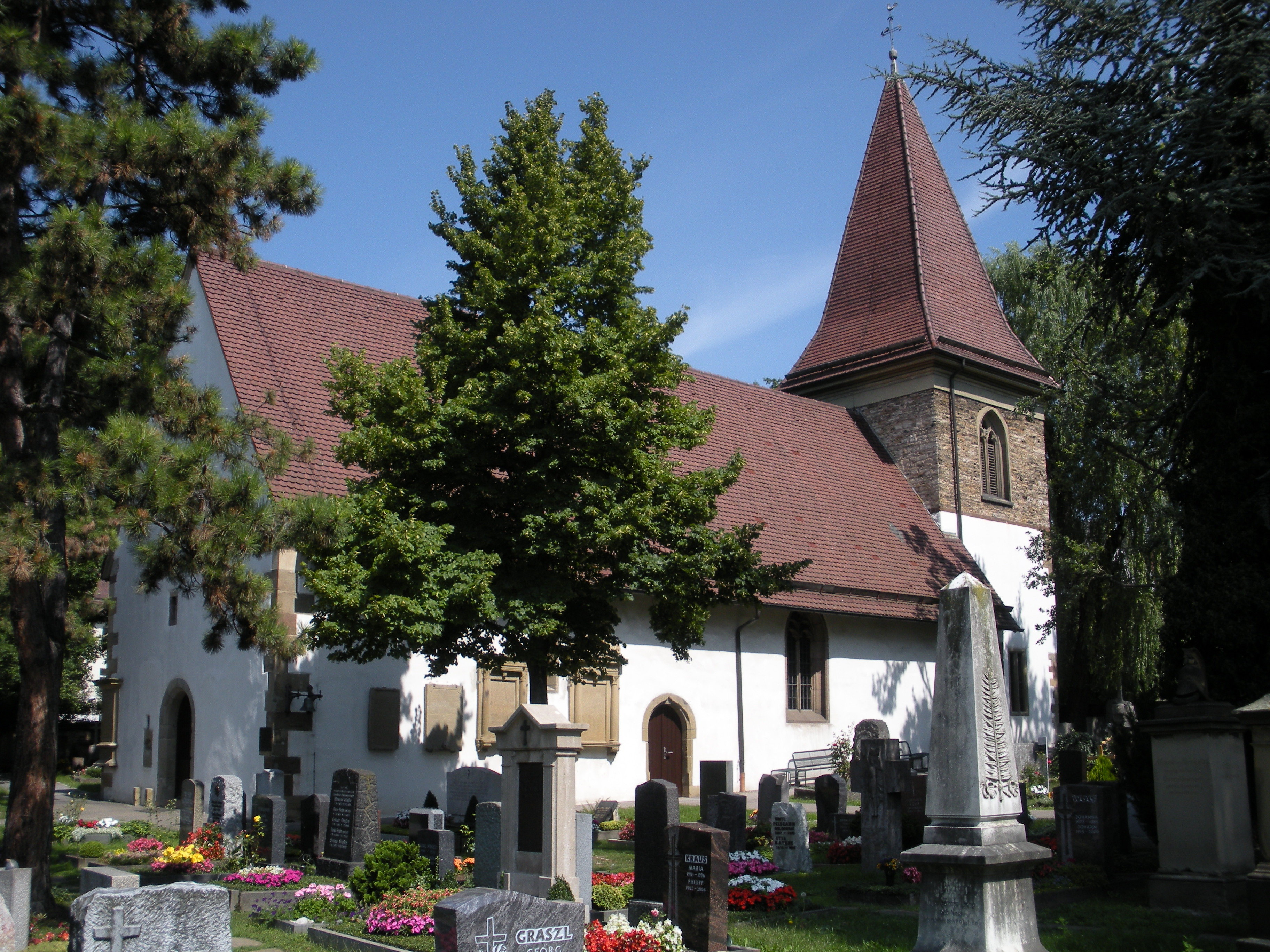
Uffkirche Stuttgart-Bad Cannstatt
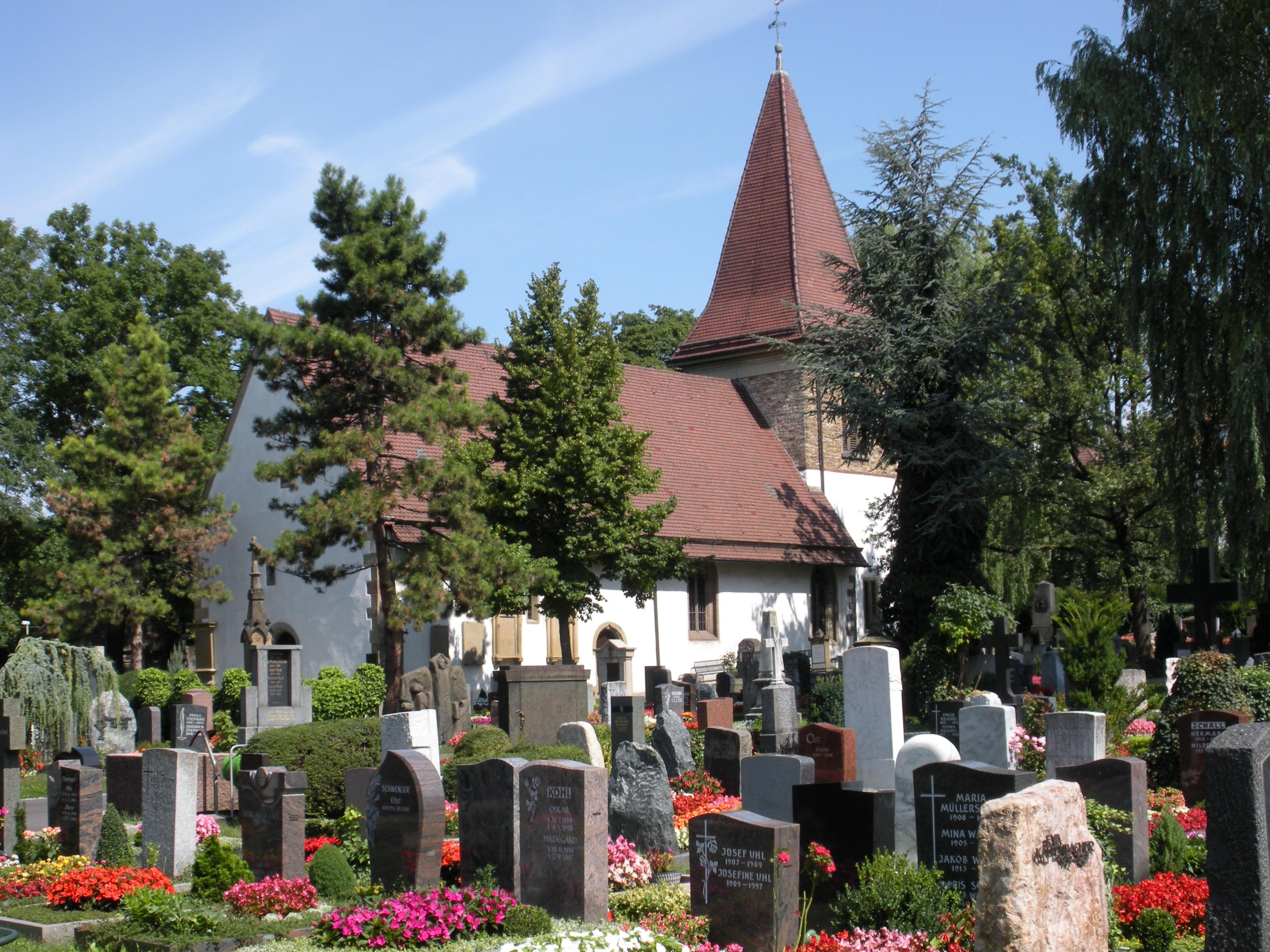
Uffkirche Stuttgart-Bad Cannstatt

#### Sommerrainkirchengemeinde Bad Cannstatt
Die Sommerrainkirchengemeinde Bad Cannstatt (ca. 1.300) umfasst den Stadtteil Sommerrain innerhalb des Stadtbezirks Bad Cannstatt. Die Kirchengemeinde wurde erst 1988 durch Abtrennung von der Wichernkirchengemeinde errichtet. Das Kultusministerium hatte mit Schreiben vom 10. Mai 1988 die neue Sommerrainkirchengemeinde als Körperschaft des öffentlichen Rechts anerkannt. Doch wurde bereits 1966 die Sommerrainkirche im gleichnamigen Stadtteil, der seit 1932 entstand, erbaut. Die Sommerrainkirche hat einen 36 Meter hohen Turm. Neben dem Kirchenraum gibt es einen Gemeindesaal, einen Kindergarten, die Pfarrwohnung sowie Gruppenräume.

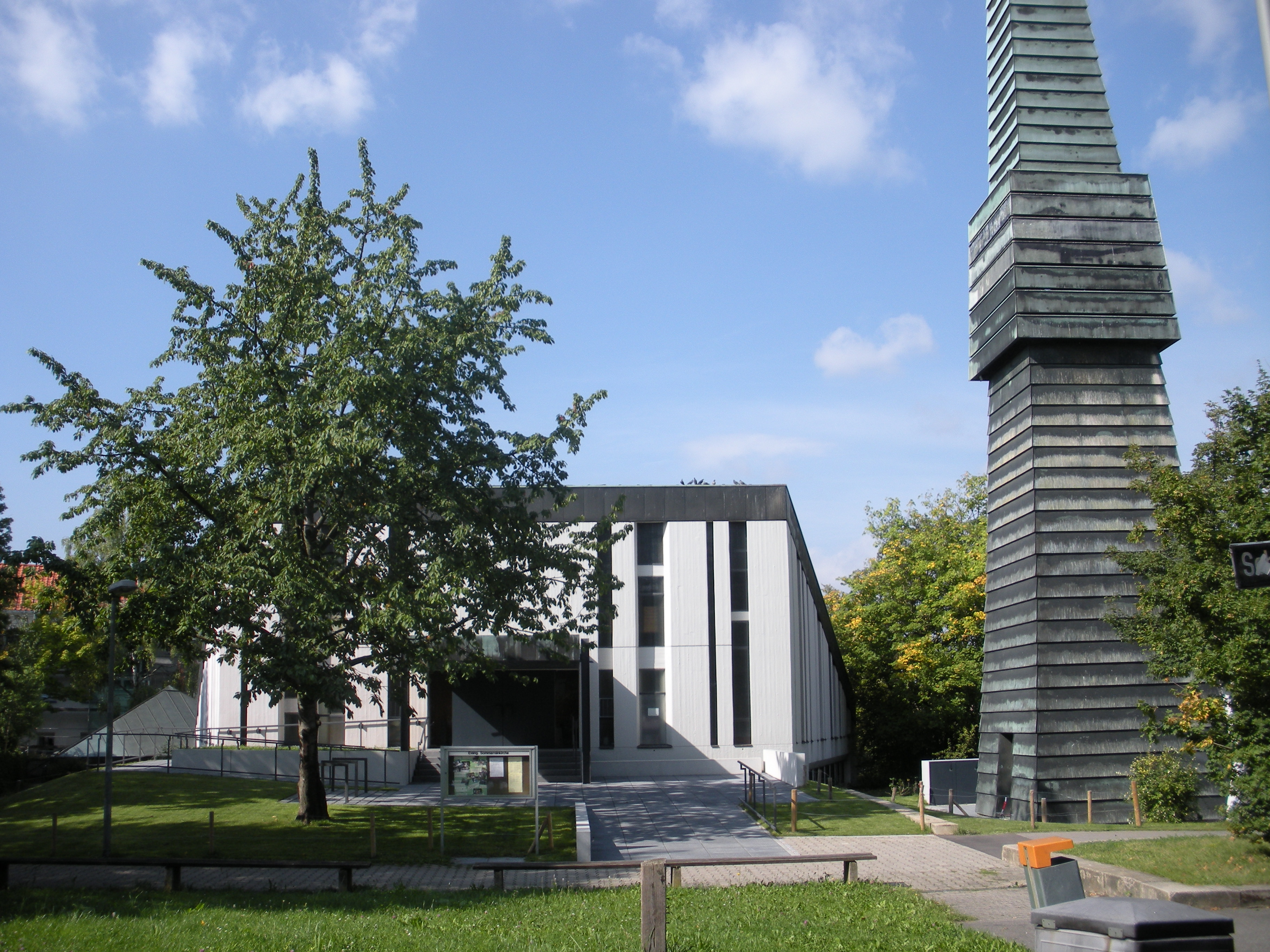
Evang. Sommerrainkirche Stuttgart-Sommerrain
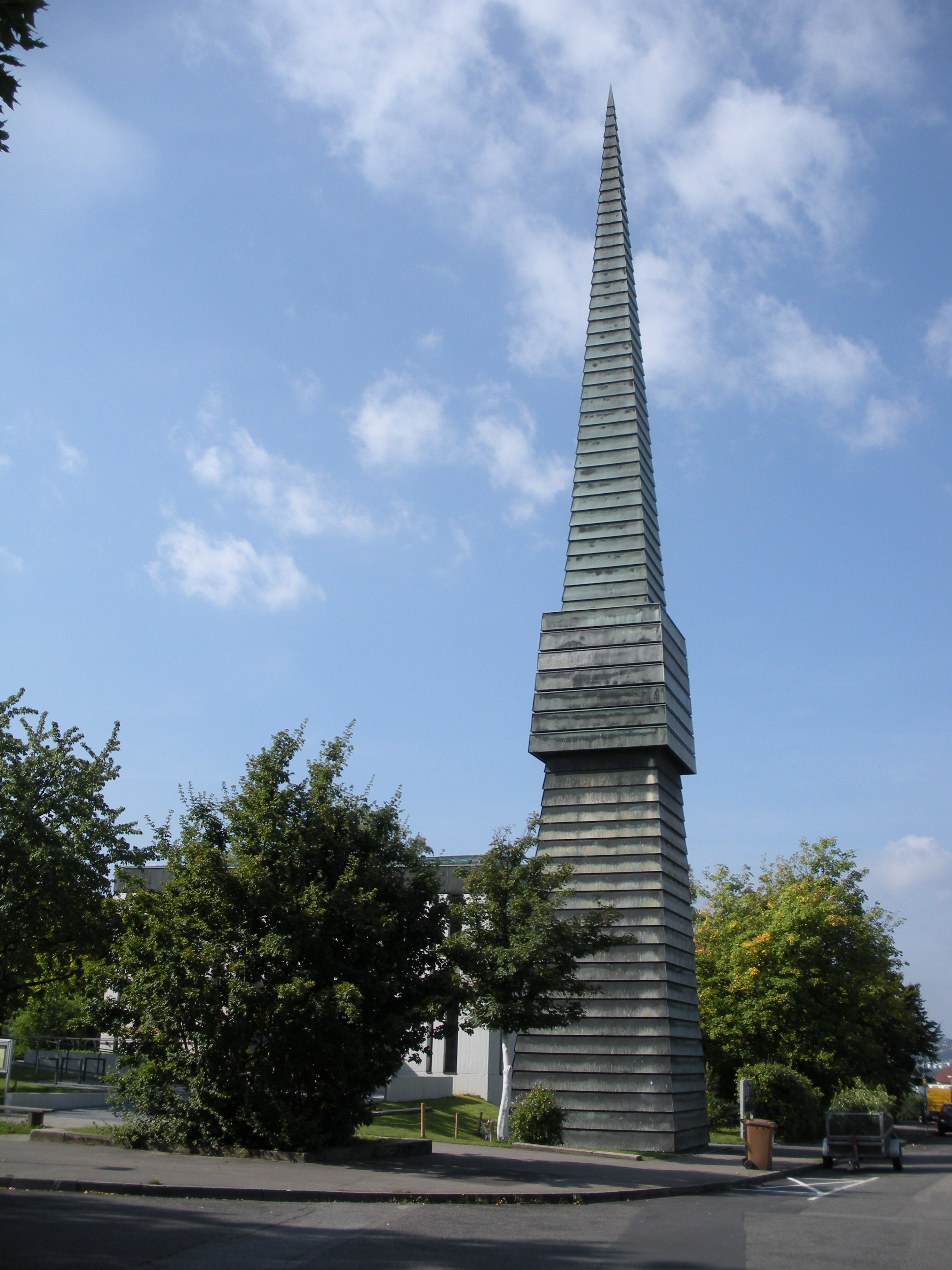
Evang. Sommerrainkirche Stuttgart-Sommerrain

#### Stadtkirchengemeinde Bad Cannstatt
Die Stadtkirchengemeinde Bad Cannstatt (ca. 1.600) umfasst die Mitte des Stadtbezirks Bad Cannstatt. Sie ist die älteste evangelische Kirchengemeinde Bad Cannstatts und seit der Reformation Sitz des Dekans für das gesamte Umland. Die heutige Stadtkirche wurde 1471–1506 von Aberlin Jörg d. Ä. als dreischiffige Hallenkirche in spätgotischem Stil erbaut. Der Turm wurde 1613 im Renaissance-Stil von Heinrich Schickhardt erbaut. Doch ist wohl im 9. Jahrhundert an dieser Stelle eine erste Steinkirche erbaut worden, die nach Zerstörung im 11. Jahrhundert in Form einer frühromanischen Basilika wieder aufgebaut wurde. Auch diese Kirche wurde im 13. Jahrhundert zerstört, dann wieder aufgebaut, bis Aberlin Jörg die heutige Kirche errichtete. Im Zweiten Weltkrieg blieb die Kirche unzerstört. Im 20. Jahrhundert wurden vom Gebiet der Stadtkirchengemeinde zunächst die Lutherkirchengemeinde und 1928 die Steigkirchengemeinde als selbständige Kirchengemeinden abgetrennt. Von diesen wurden spätere weitere Teilkirchengemeinde abgetrennt, die jedoch bis heute die Gesamtkirchengemeinde Bad Cannstatt bilden.
Durch Bekanntmachung des Oberkirchenrats vom 26. Juli 1962 gab es eine Gebietsumgliederung im Gebiet der Haldenstraße von der Steigkirchengemeinde zugunsten der Stadtkirchengemeinde Bad Cannstatt.

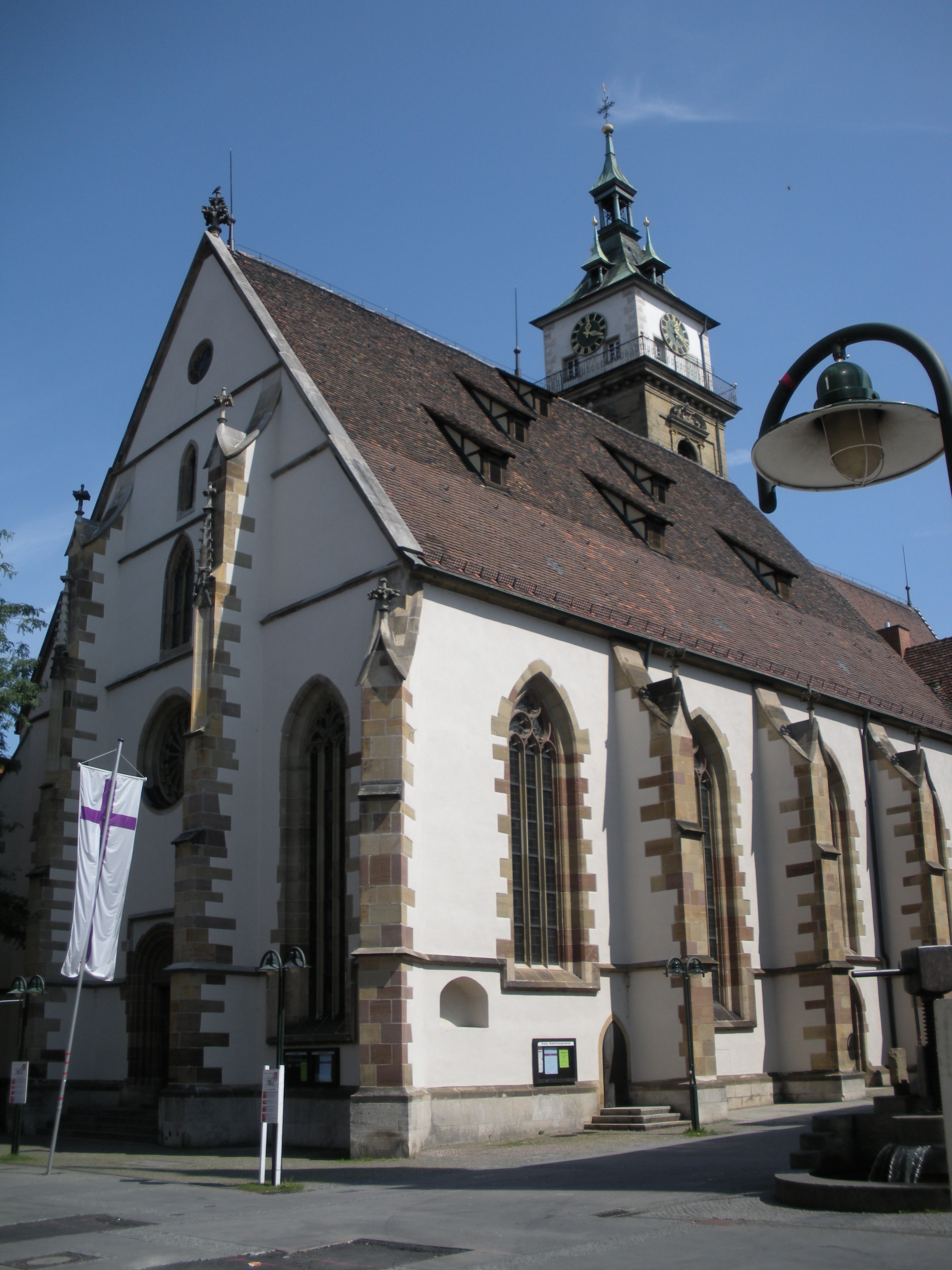
Evang. Stadtkirche Stuttgart-Bad Cannstatt
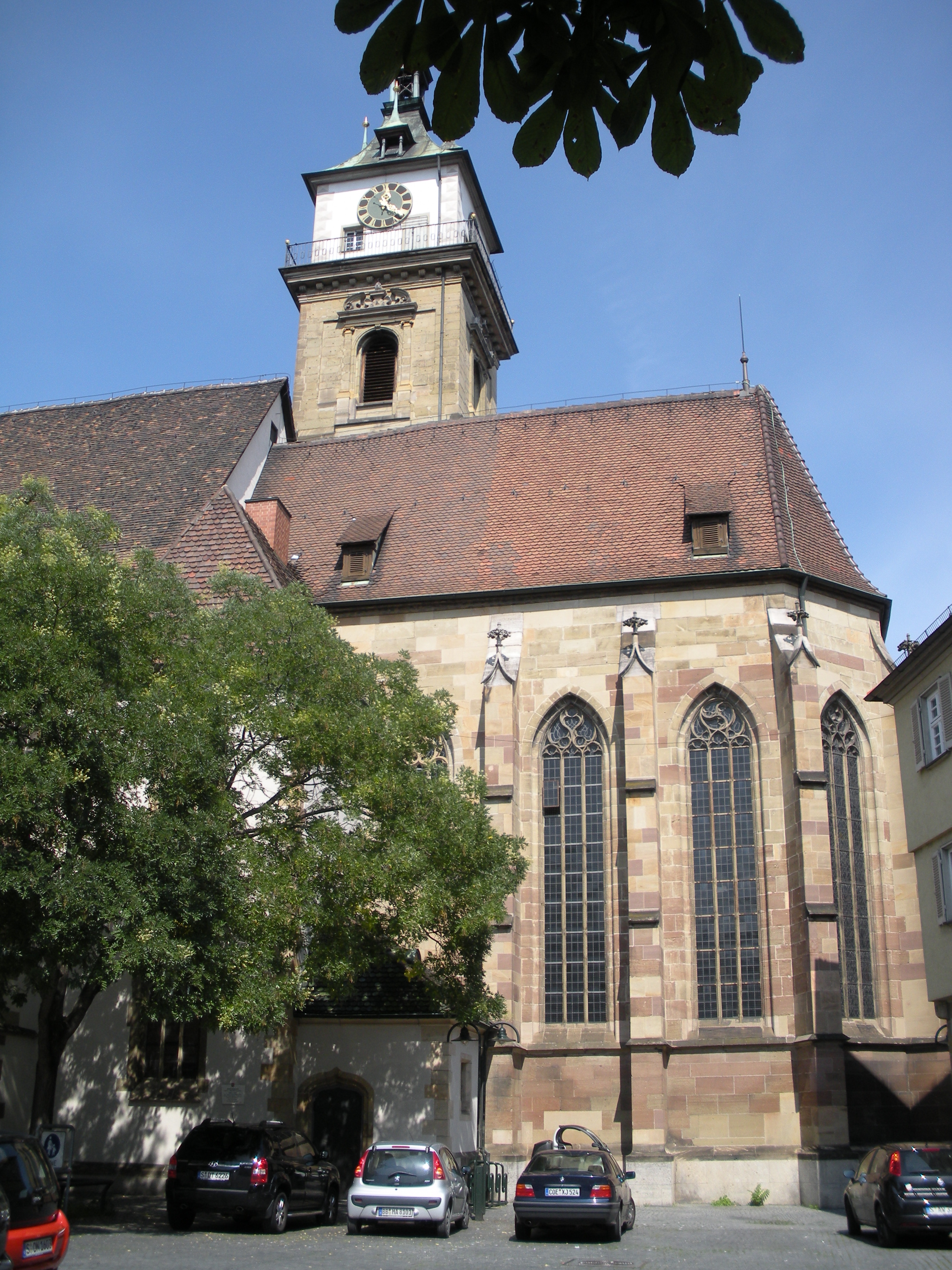
Evang. Stadtkirche Stuttgart-Bad Cannstatt
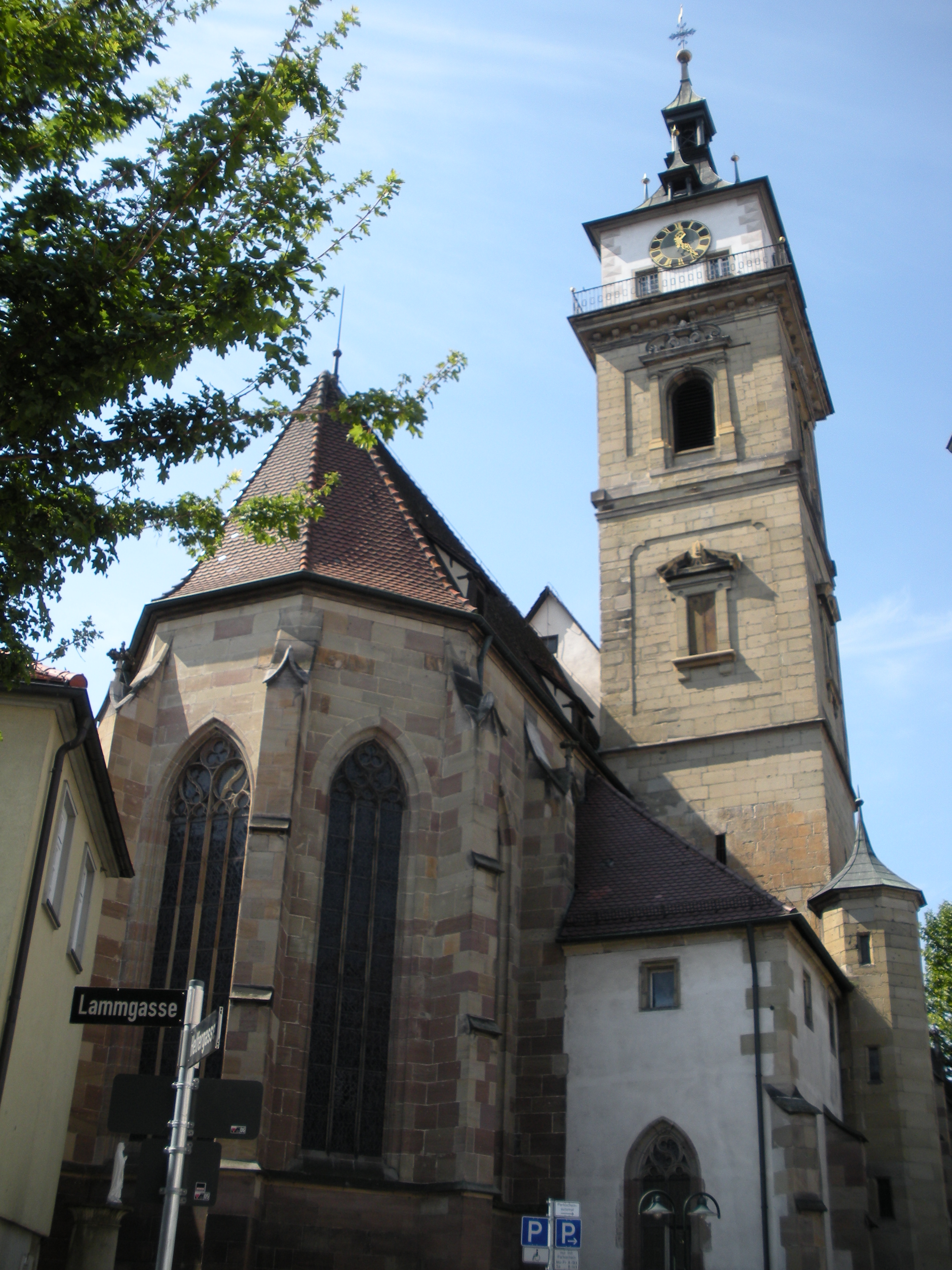
Evang. Stadtkirche Stuttgart-Bad Cannstatt

#### Steigkirchengemeinde Bad Cannstatt
Die Steigkirchengemeinde Bad Cannstatt (ca. 3.400) umfasst die Stadtteile Birkenäcker und Burgholzhof des Stadtbezirks Bad Cannstatt. Für die rasch wachsende Bevölkerung in Bad Cannstatt wurde im Jahr 1928 auf dem Gewann „Steig“ eine neue Kirche, die Steigkirche, erbaut und durch Bekanntmachung des Oberkirchenrats vom 26. September 1928 die selbständige Steigkirchengemeinde als weitere Teilkirchengemeinde der Gesamtkirchengemeinde Bad Cannstatt durch Abtrennung von Gebieten der Stadtkirchengemeinde Bad Cannstatt gebildet. Das Kultministerium hatte mit Schreiben vom 30. August 1928 die Steigkirchengemeinde als Körperschaft des öffentlichen Rechts anerkannt. Als Pfarramt wurde ihr das 2. Stadtpfarramt an der Stadtkirche Bad Cannstatt (künftig Stadtpfarramt der Steigkirche) zugeordnet.
Im Zweiten Weltkrieg wurde die Steigkirche zerstört. An ihrer Stelle wurde später ein Gemeindehaus erbaut. Durch Bekanntmachung des Oberkirchenrats vom 26. Juli 1962 gab es eine Gebietsumgliederung im Gebiet der Haldenstraße zugunsten der Stadtkirchengemeinde Bad Cannstatt. Die heutige Kirche auf der Steig wurde 1966 als Teil eines modernen Gemeindezentrums erbaut.
Nach Aufsiedelung des neuen Stadtteils Burgholzhof wurde auch dieses Gebiet der Steigkirchengemeinde Bad Cannstatt zugeordnet. Doch wurde dort am 22. Februar 2000 ein Ökumenisches Zentrum zusammen mit der katholischen Gemeinde St. Rupert eröffnet.

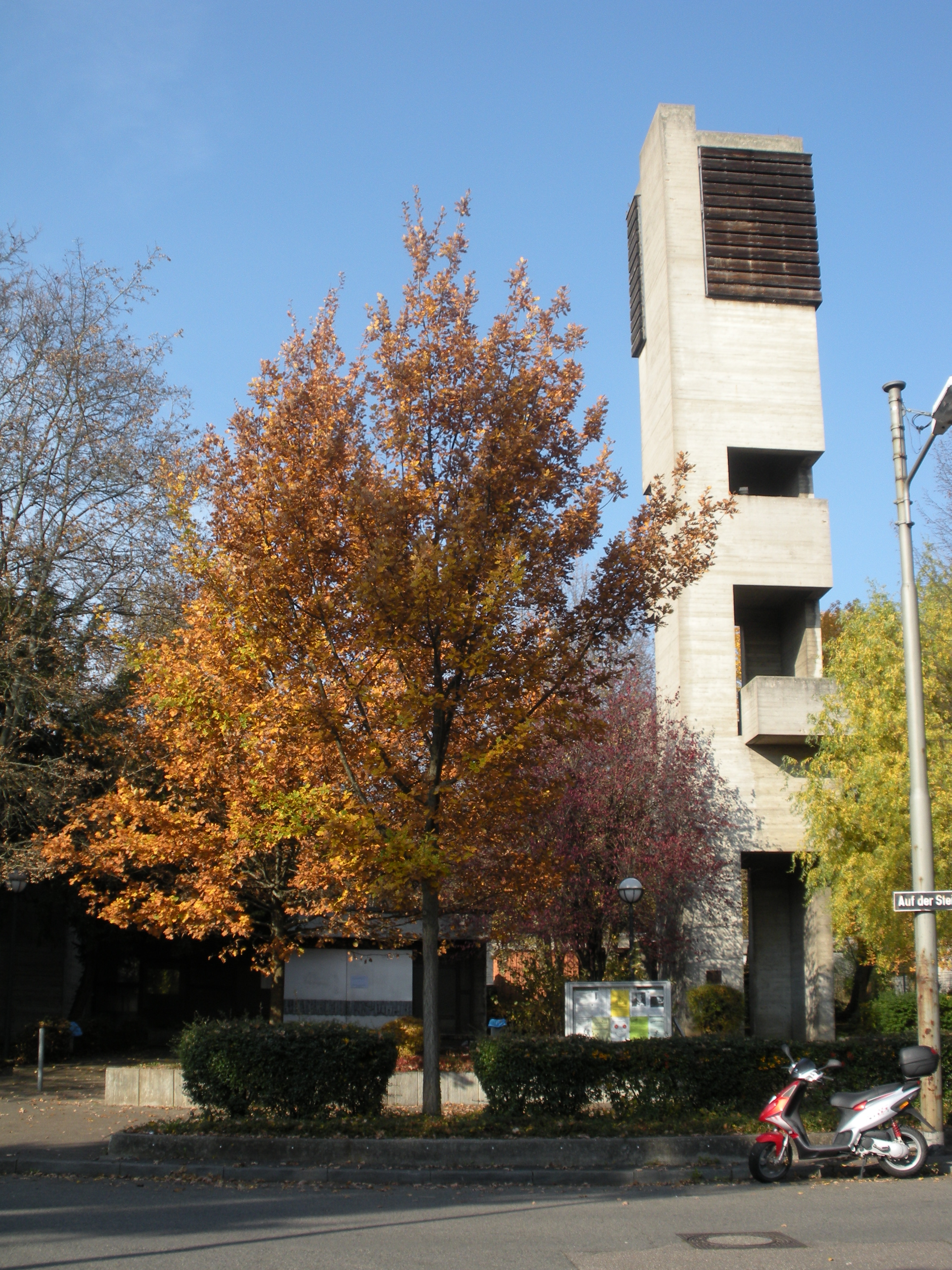
Evang. Steigkirche Stuttgart-Bad Cannstatt
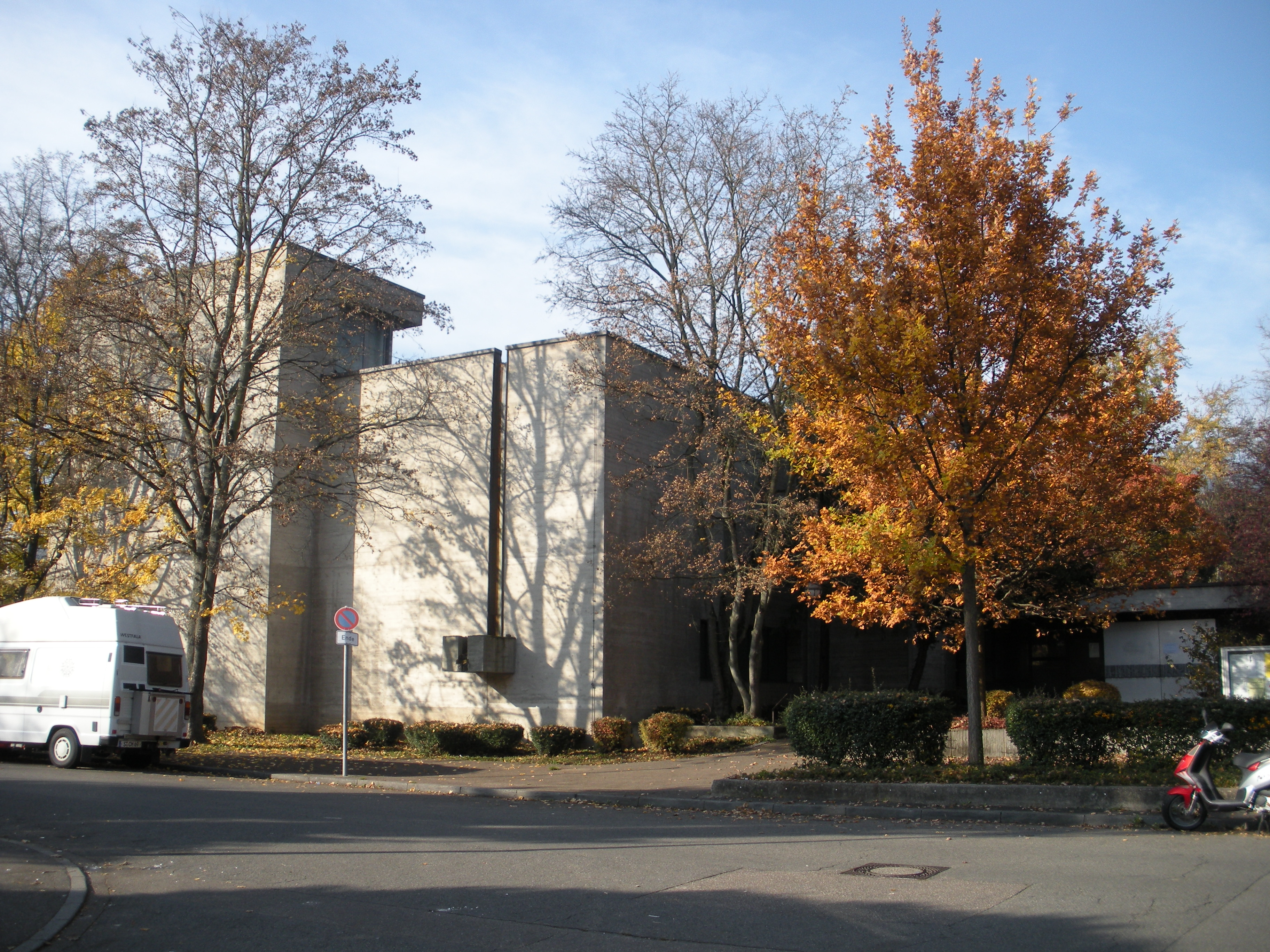
Evang. Steigkirche Stuttgart-Bad Cannstatt – Kirchensaal
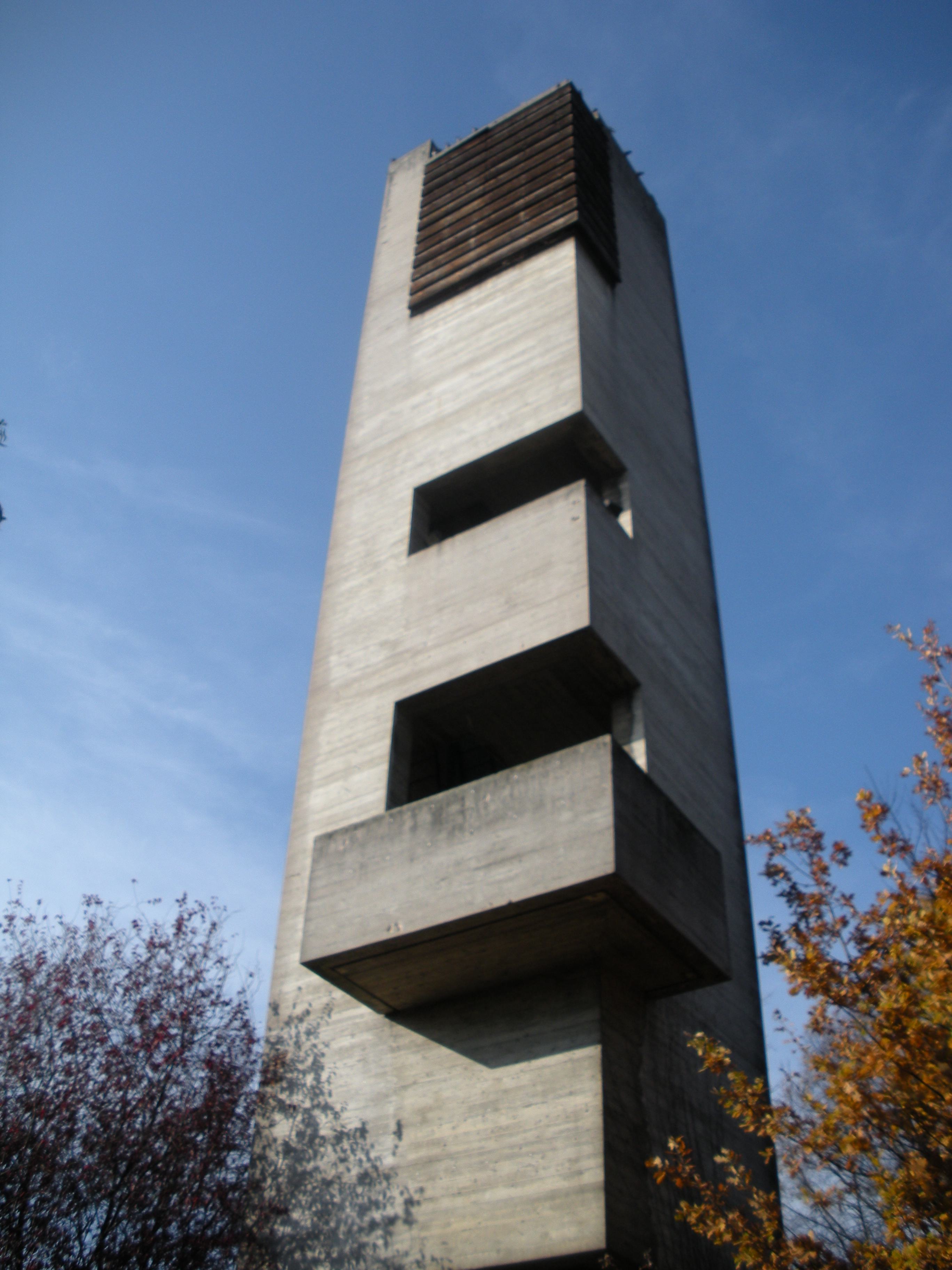
Evang. Steigkirche Stuttgart-Bad Cannstatt – Turm

#### Steinhaldenfeldkirchengemeinde Bad Cannstatt

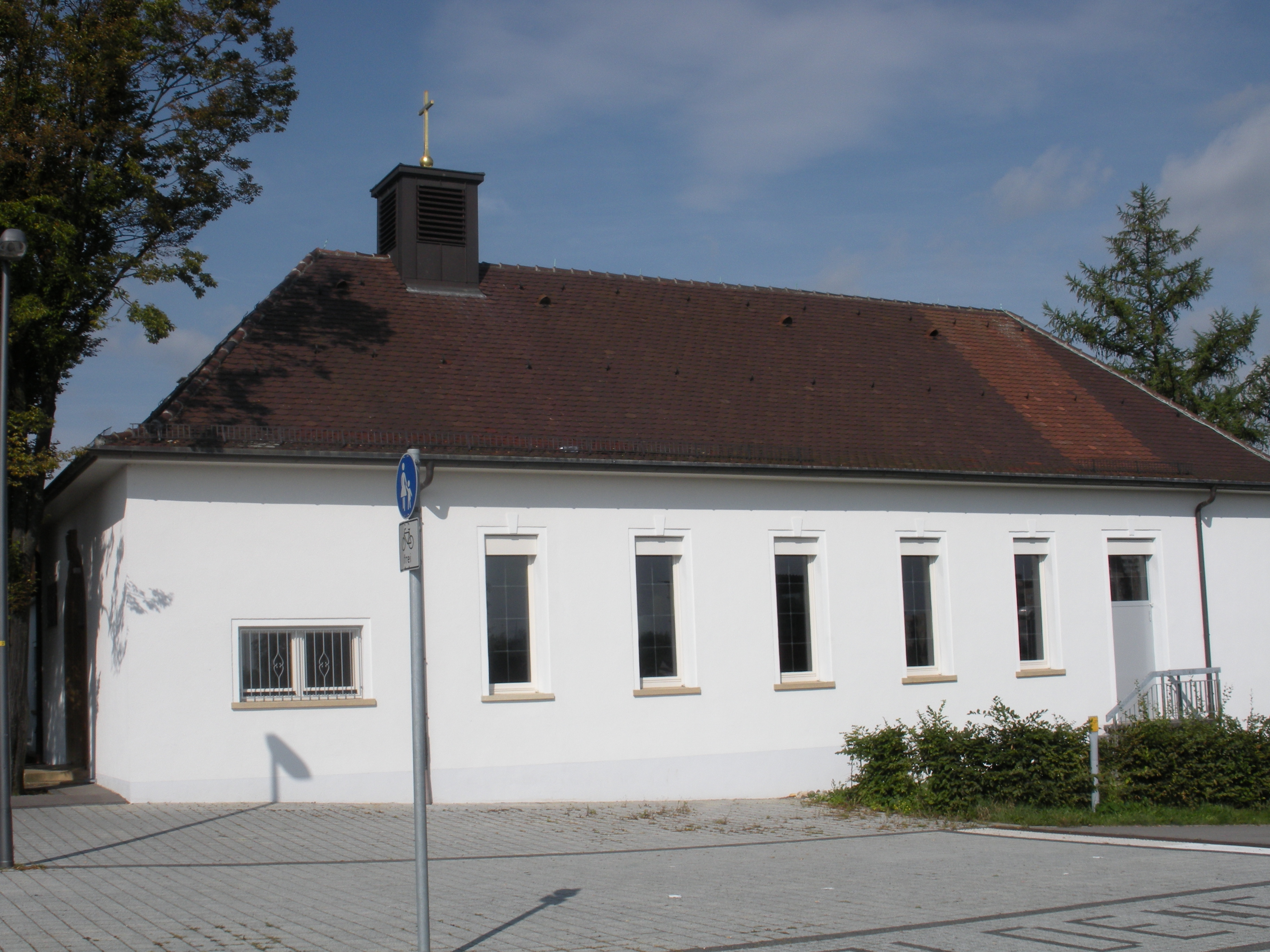
Evang. Kirche Stuttgart-Steinhaldenfeld (Bad Cannstatt)

Die Steinhaldenfeldkirchengemeinde Bad Cannstatt (ca. 1.100) umfasst den Stadtteil Steinhaldenfeld innerhalb des Stadtbezirks Bad Cannstatt. Für den Anfang der 1930er Jahre entstandenen Stadtteil wurde 1934 eine evangelische Kirche erbaut und durch Bekanntmachung vom 10. Juli 1957 die selbständige evangelische Steinhaldenfeldkirchengemeinde innerhalb der Gesamtkirchengemeinde Bad Cannstatt errichtet, nachdem das Kultusministerium mit Schreiben vom 20. März 1957 die neue Kirchengemeinde als Körperschaft des öffentlichen Rechts anerkannt hatte.

#### Stephanuskirchengemeinde Bad Cannstatt
Die Stephanuskirchengemeinde Bad Cannstatt (ca. 1.900) umfasst im Wesentlichen die Stadtteile Muckensturm und Schmidener Vorstadt im Nordosten des Stadtbezirks Bad Cannstatt. Die Wohngebiete wurden vor allem nach dem Zweiten Weltkrieg stark aufgesiedelt. 1953 wurde als Treffpunkt der Gemeinde das Karl-Hartenstein-Haus mit Kindergarten, Gemeindesaal und Pfarrhaus erbaut. Vier Jahre später, durch Bekanntmachung vom 10. Juli 1957 wurde die Stephanuskirchengemeinde – benannt nach einem frühchristlichen Märtyrer – zur eigenständigen evangelischen Kirchengemeinde innerhalb der Gesamtkirchengemeinde Bad Cannstatt erhoben, nachdem das Kultusministerium mit Schreiben vom 20. März 1957 die neue Kirchengemeinde als Körperschaft des öffentlichen Rechts anerkannt hatte. Da das Hartenstein-Haus aber bald zu klein wurde, entstand 1960 die heutige Stephanuskirche. Das Kirchenschiff ist in Form eines Zeltes gefertigt, daneben steht ein schlanker Betonturm. Durch Bekanntmachung des Oberkirchenrats vom 13. Februar 1975 gab es eine Gebietsveränderung von der Andreäkirchengemeinde zugunsten der Stephanuskirchengemeinde. Im Gegenzug wurden Gebiete der Stephanuskirchengemeinde in die Wichernkirchengemeinde umgegliedert.

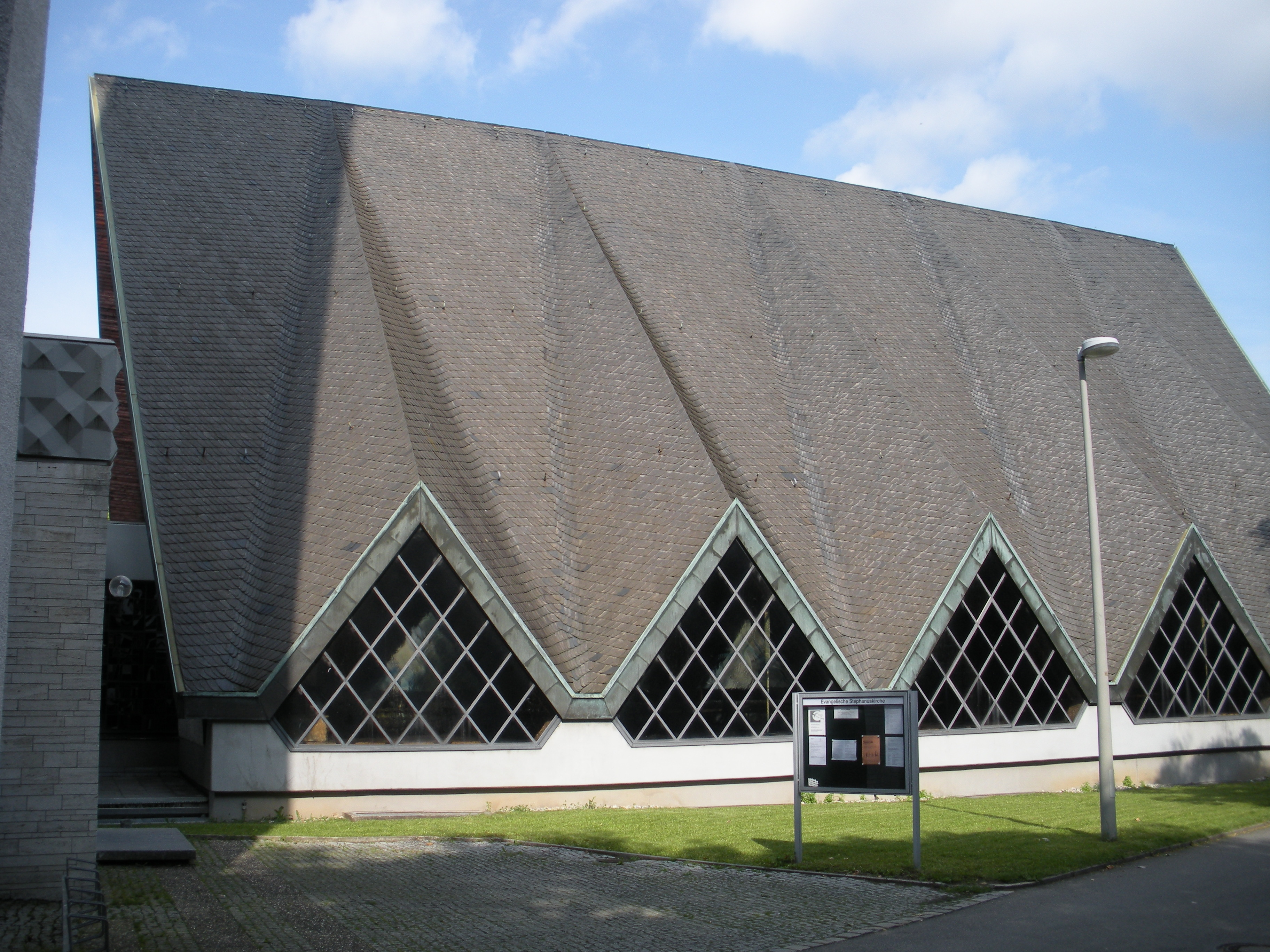
Evang. Stephanuskirche Stuttgart-Bad Cannstatt
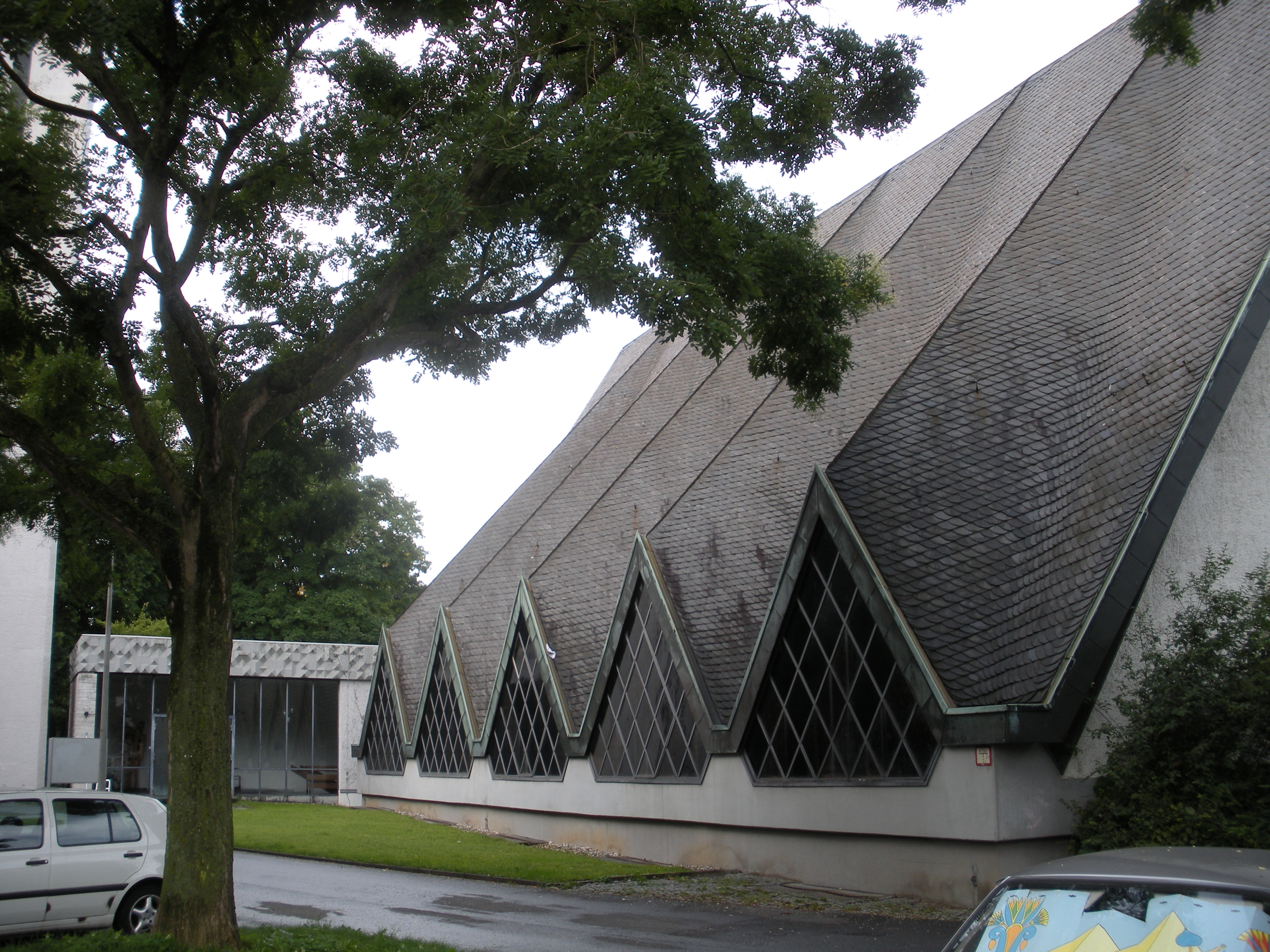
Evang. Stephanuskirche Stuttgart-Bad Cannstatt
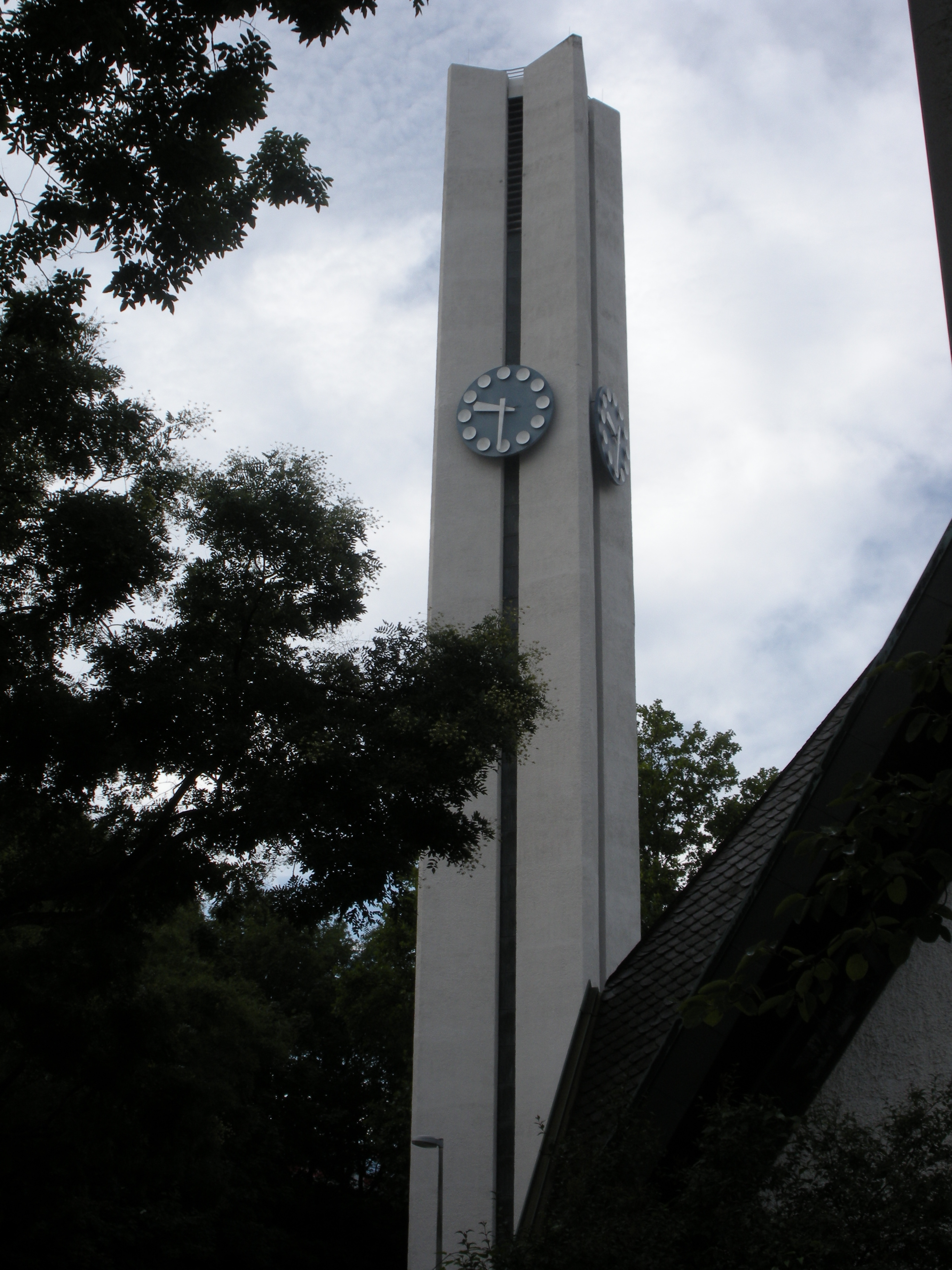
Evang. Stephanuskirche Stuttgart-Bad Cannstatt – Turm

#### Wichernkirchengemeinde Bad Cannstatt

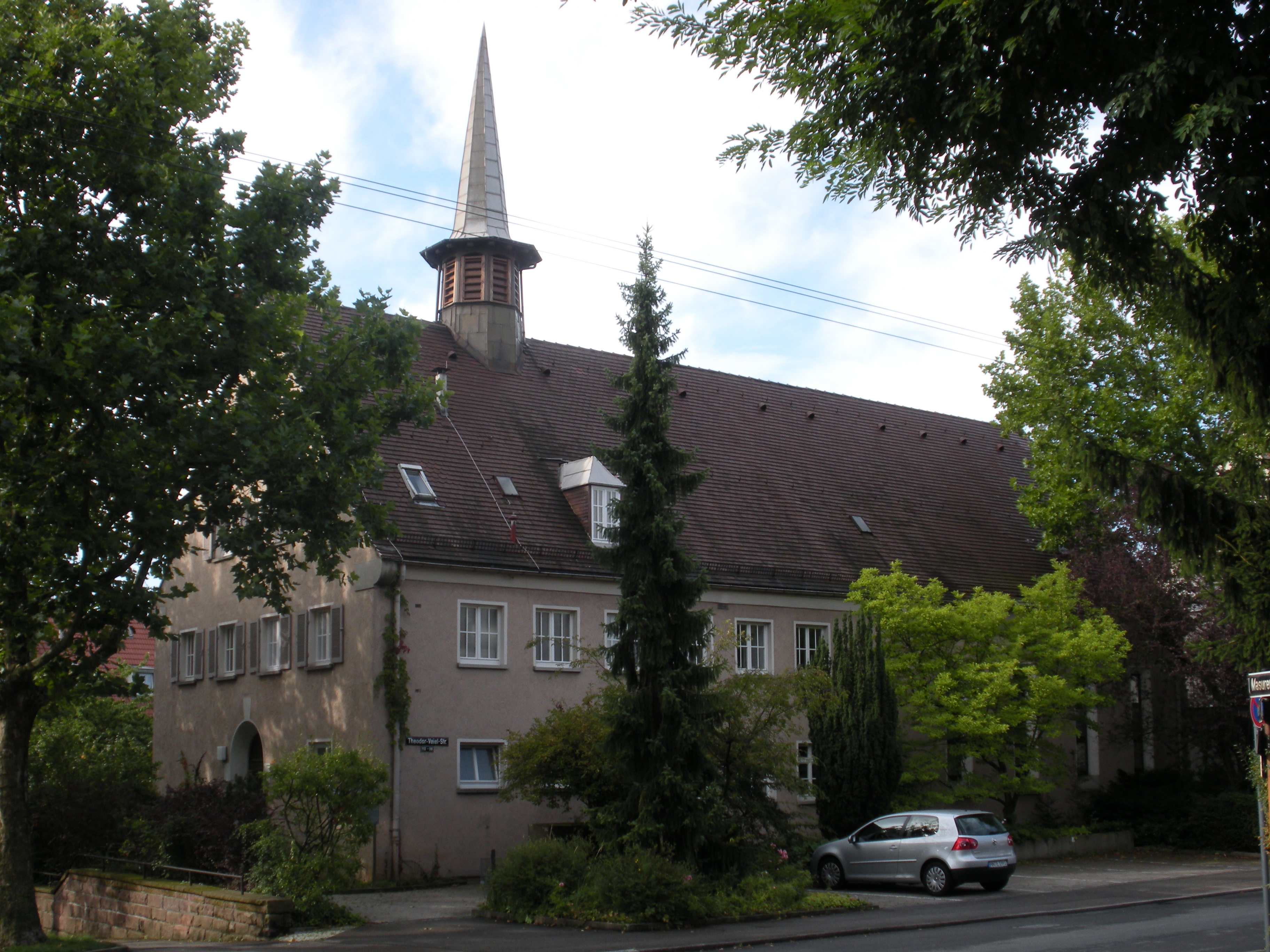
Evang. Wichernkirche Stuttgart-Bad Cannstatt

Die Wichernkirchengemeinde Bad Cannstatt (ca. 1.900) umfasst im Wesentlichen den Stadtteil Espan im Osten des Stadtbezirks Bad Cannstatt. Der Stadtteil wurde seit den 1930er Jahren aufgesiedelt. Die nach Johann Hinrich Wichern, dem Gründer der „Inneren Mission“ benannte Kirche mit benachbartem Kindergarten, wurde am 10. Oktober 1937 eingeweiht. Die Kirche hat lediglich einen Dachreiter als Glockenstube. Durch Bekanntmachung des Oberkirchenrats vom 28. Juli 1939 wurde die Wichernkirchengemeinde ebenso wie die Winterhaldengemeinde von der Luthergemeinde abgetrennt und als weitere selbständige Teilkirchengemeinde der Gesamtkirchengemeinde Bad Cannstatt errichtet, nachdem das Kultministerium mit Schreiben vom 1. Juli 1939 die Wichernkirchengemeinde als Körperschaft des öffentlichen Rechts anerkannt hatte. Gleichzeitig wurde das bisherige V. Stadtpfarramt der Lutherkirche in Stadtpfarramt der Wichernkirchengemeinde umbenannt.
1976 erhielt die Wichernkirche einen Anbau mit Gemeindesaal, Clubraum, Küche und Kindergarten. Durch Bekanntmachung des Oberkirchenrats vom 13. Februar 1975 gab es eine Gebietsveränderung von der Stephanuskirchengemeinde zugunsten der Wichernkirchengemeinde.

### Gesamtkirchengemeinde Degerloch
Die Gesamtkirchengemeinde Degerloch (ca. 5.700) umfasst den Stadtbezirk Degerloch. Sie wurde durch Bekanntmachung des Oberkirchenrats vom 17. Dezember 1965 gebildet, als die bis dahin alleinige Kirchengemeinde Degerloch in damals vier Teilkirchengemeinden Michaelskirchengemeinde Degerloch, Heilig-Geist-Kirchengemeinde Degerloch, Versöhnungskirchengemeinde Degerloch und Hoffeld-Kirchengemeinde Degerloch aufgeteilt und diese in der neu gebildeten Gesamtkirchengemeinde Degerloch zusammengeschlossen wurden. Die Heilig-Geist-Kirchengemeinde Degerloch wurde mit Wirkung vom 11. November 2001 wieder aufgelöst und ihr Gebiet der Michaelskirchengemeinde Degerloch angegliedert, so dass die Gesamtkirchengemeinde Degerloch heute nur noch aus drei Teilkirchengemeinden besteht.

#### Hoffeld-Kirchengemeinde Degerloch

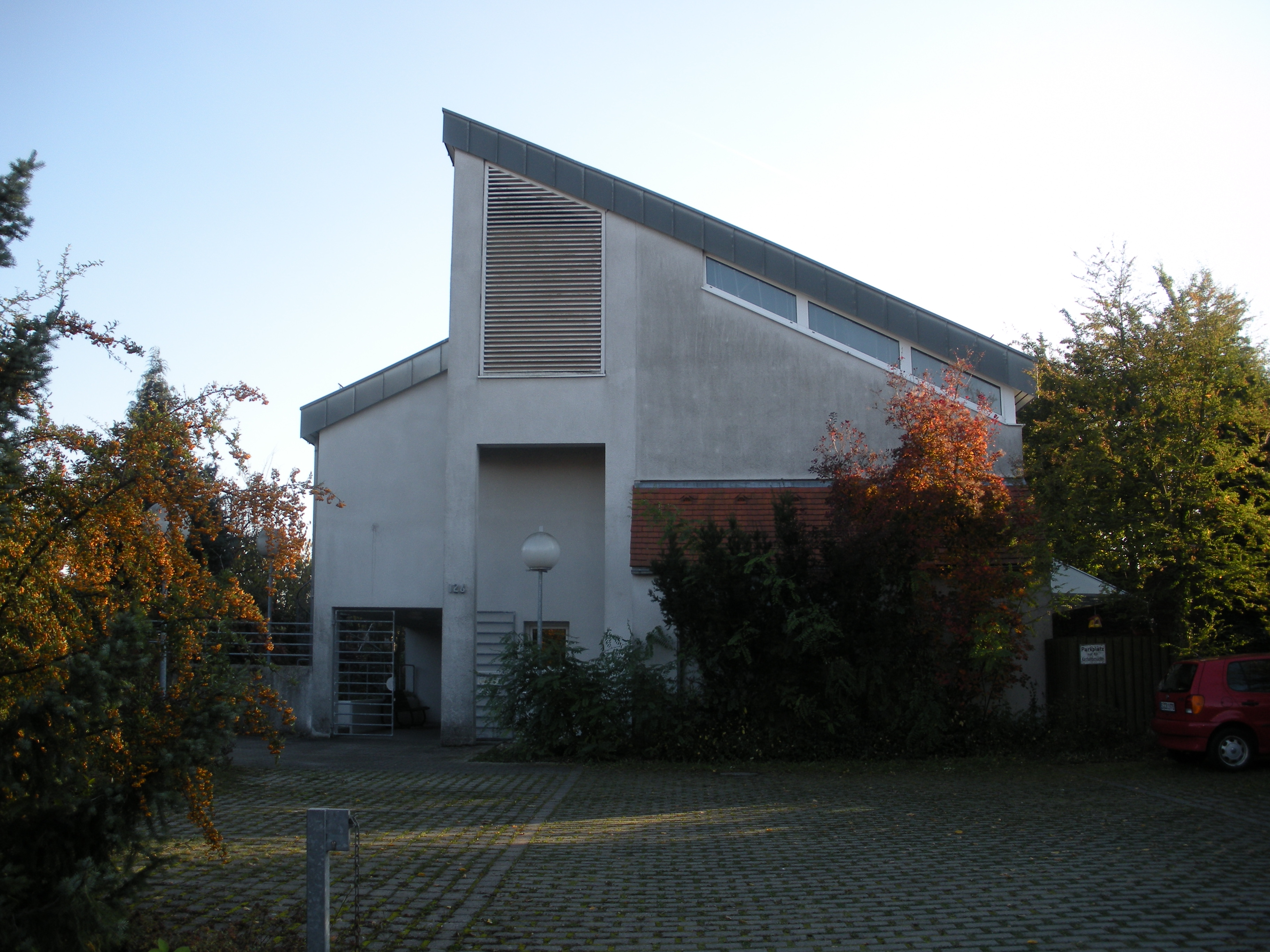
Evang. Kirche Stuttgart-Hoffeld

Die Hoffeldkirchengemeinde Degerloch (ca. 1.200) umfasst den gleichnamigen Stadtteil innerhalb des Stadtbezirks Degerloch. Für den ab 1932 aufgesiedelten neuen Stadtteil Hoffeld wurde bereits 1934 eine eigene Kirche erbaut. Die evangelischen Bewohner gehörten zur Kirchengemeinde Degerloch. Durch Bekanntmachung des Oberkirchenrats vom 17. Dezember 1965 entstand die selbständige Hoffeld-Kirchengemeinde Degerloch, als die bis dahin alleinige Kirchengemeinde Degerloch in damals vier Teilkirchengemeinden aufgeteilt und diese in der neu gebildeten Gesamtkirchengemeinde Degerloch zusammengeschlossen wurden.

#### Michaelskirchengemeinde Degerloch
Die Michaelskirchengemeinde Degerloch (ca. 3.100) umfasst den Großteil des gleichnamigen Stadtbezirks Degerloch. Degerloch gehörte kirchlich zunächst zu Möhringen. 1468 wurde Degerloch eine eigene Pfarrei und sogleich wurde ein eigenes gotisches Kirchlein gebaut, das 1621 erweitert wurde, aber für die im 19. Jahrhundert rasch wachsende Gemeinde bald zu klein war. Schließlich wurde 1890 ein Neubau in neuromanischem Stil erbaut. Durch weiteren Zuwachs wurden dann 1932 die Hoffeldkirche, 1955 die Heilig-Geist-Kirche und 1960 die Versöhnungskirche gebaut. An allen drei Kirchen wurden durch Bekanntmachung des Oberkirchenrats vom 17. Dezember 1965 selbständige Kirchengemeinden gebildet, als die bis dahin alleinige Kirchengemeinde Degerloch in damals vier Teilkirchengemeinden aufgeteilt und diese in der neu gebildeten Gesamtkirchengemeinde Degerloch zusammengeschlossen wurden. Seither gibt es auch die heutige Michaelskirchengemeinde Degerloch, welche mit Wirkung vom 11. November 2001 um das Gebiet der seinerzeit aufgelösten Heilig-Geist-Kirchengemeinde Degerloch vergrößert wurde.
Seit 1938 ist die Michaelskirche in Degerloch Sitz des Dekans des Kirchenbezirks Degerloch bzw. seit 1. Januar 2008 des Dekanatsbezirks Degerloch innerhalb des Kirchenkreises Stuttgart.

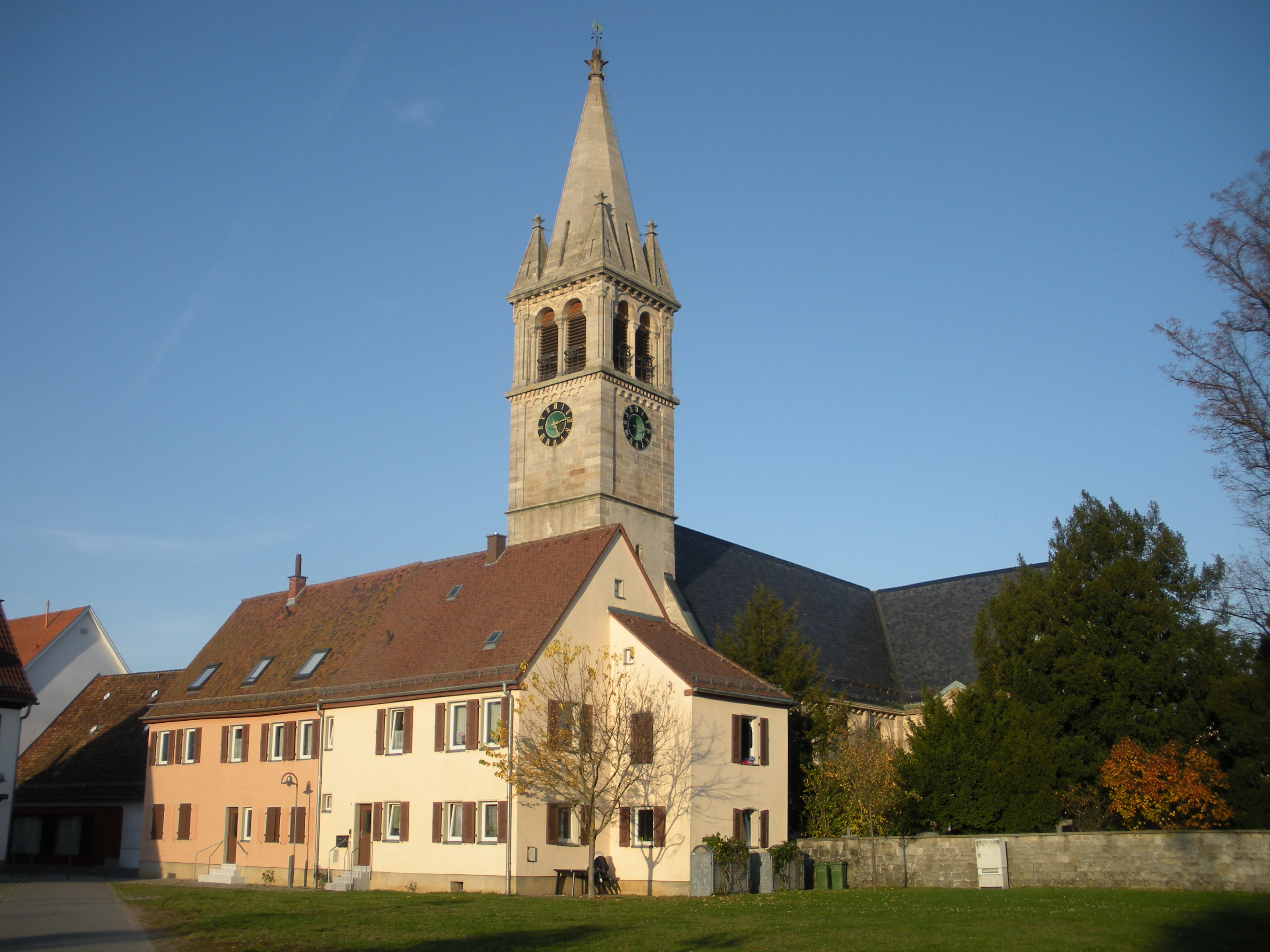
Evang. Michaelskirche Stuttgart-Degerloch
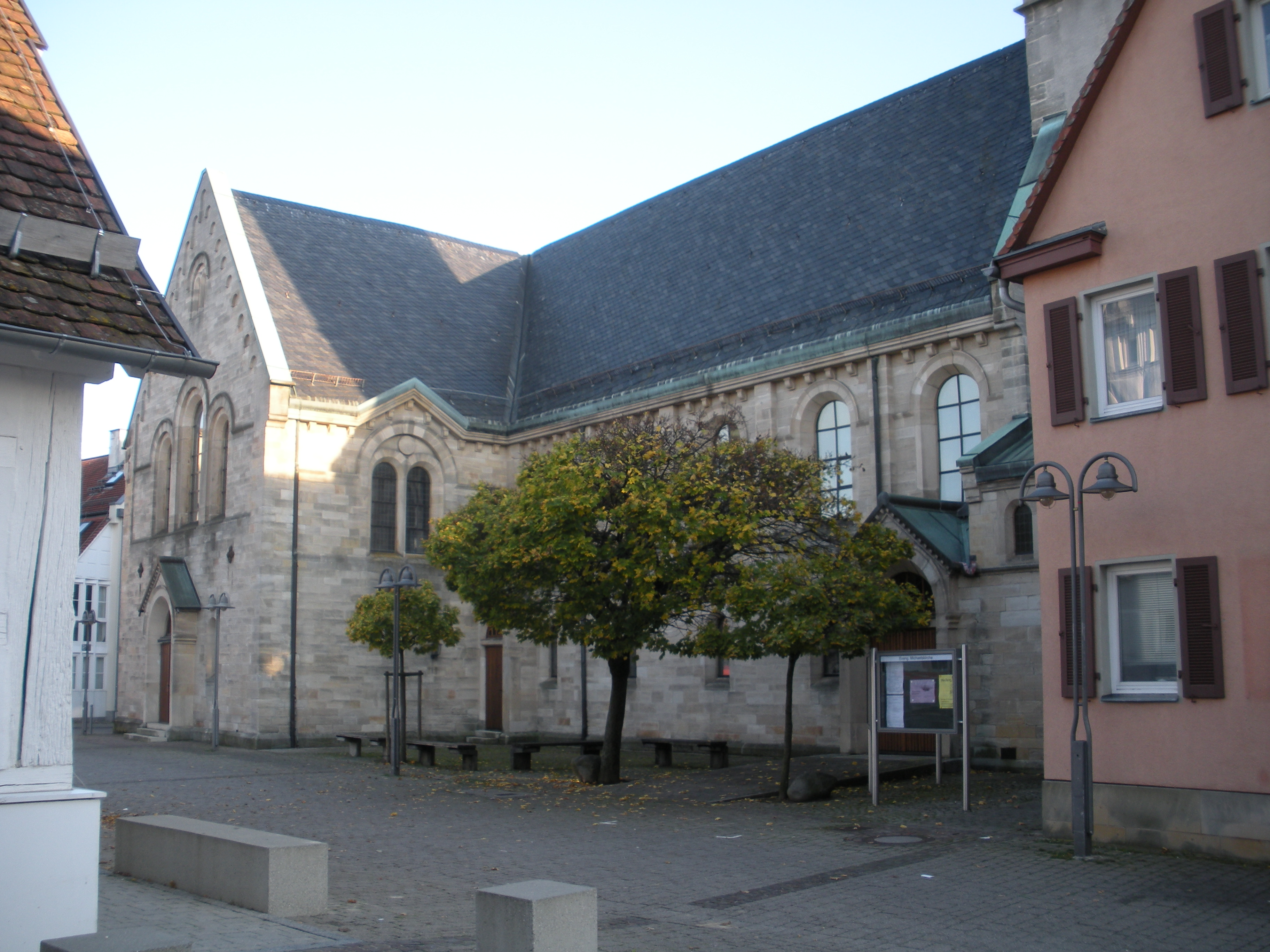
Evang. Michaelskirche Stuttgart-Degerloch
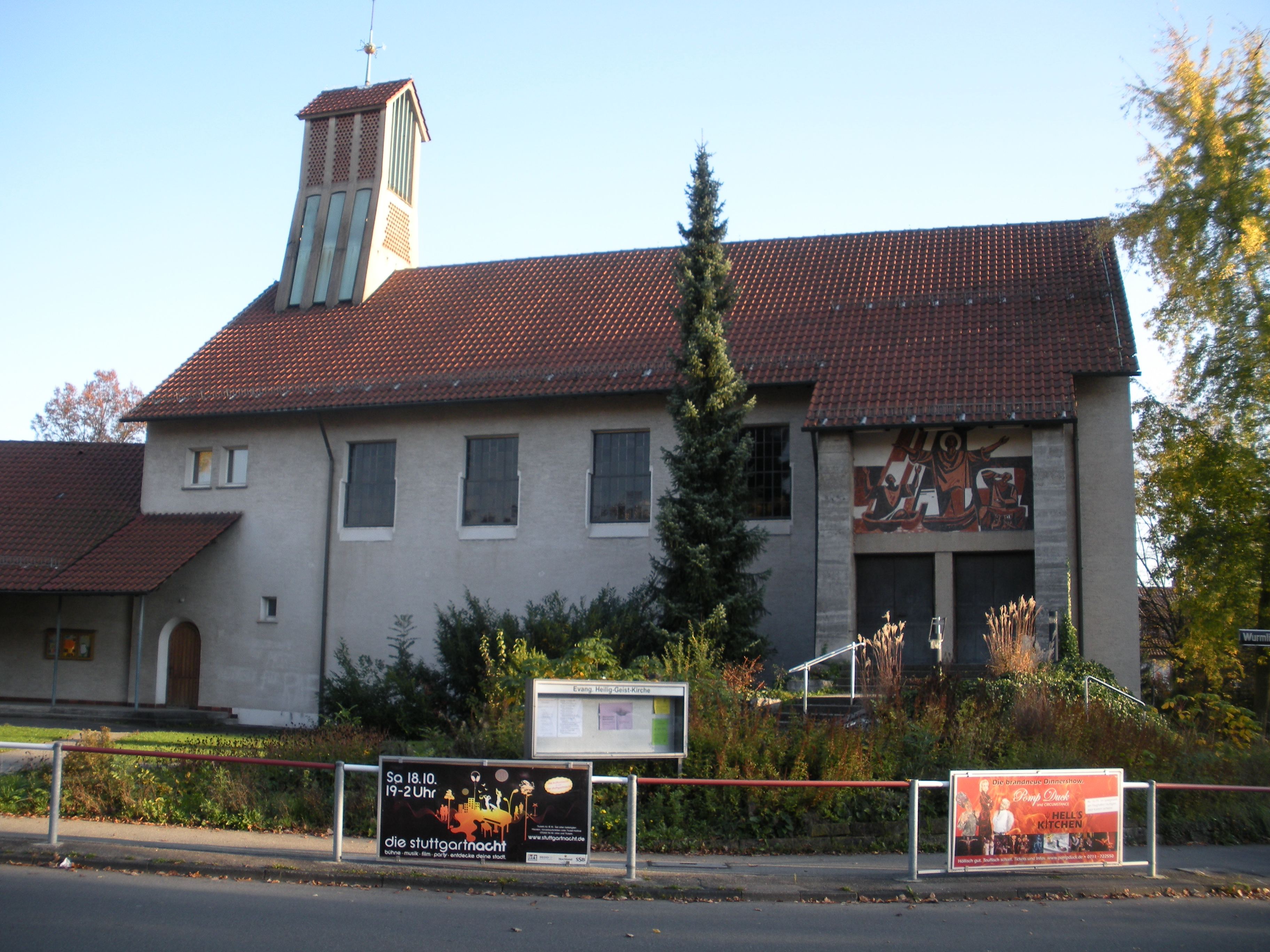
Evang. Heilig-Geist-Kirche Stuttgart-Degerloch
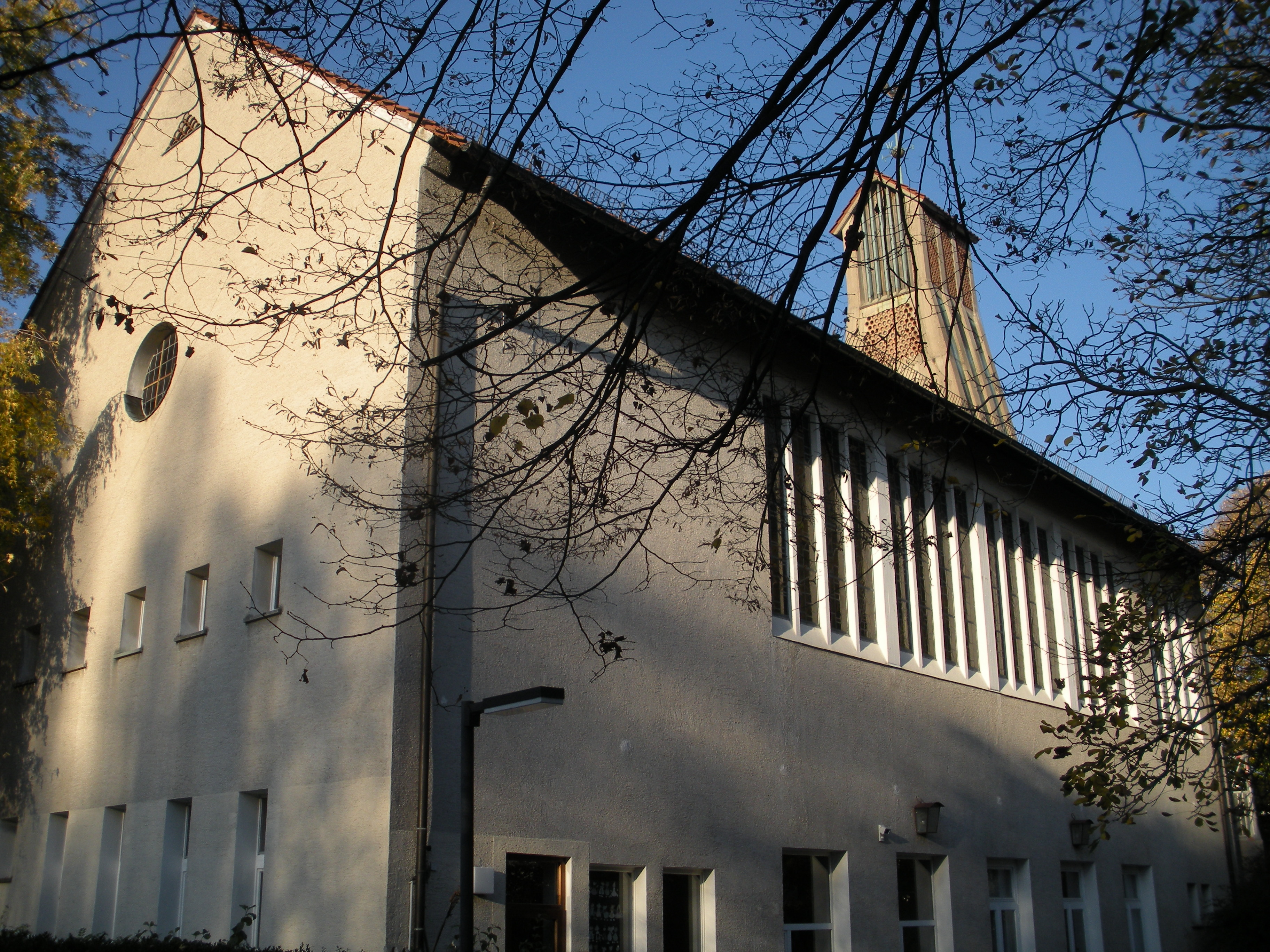
Evang. Heilig-Geist-Kirche Stuttgart-Degerloch

#### Versöhnungskirchengemeinde Degerloch
Die Versöhnungskirchengemeinde Degerloch (ca. 1.400) umfasst einen Teil des gleichnamigen Stadtbezirks Degerloch. Für den rasch wachsenden Stadtteil Degerloch wurde 1960 die Versöhnungskirche als vierte Kirche (nach Michaels-, Hoffeld- und Heilig-Geist-Kirche) erbaut. Durch Bekanntmachung des Oberkirchenrats vom 17. Dezember 1965 wurde die heutige Versöhnungskirchengemeinde Degerloch gebildet, als die bis dahin alleinige Kirchengemeinde Degerloch in damals vier Teilkirchengemeinden aufgeteilt und diese in der neu gebildeten Gesamtkirchengemeinde Degerloch zusammengeschlossen wurden.

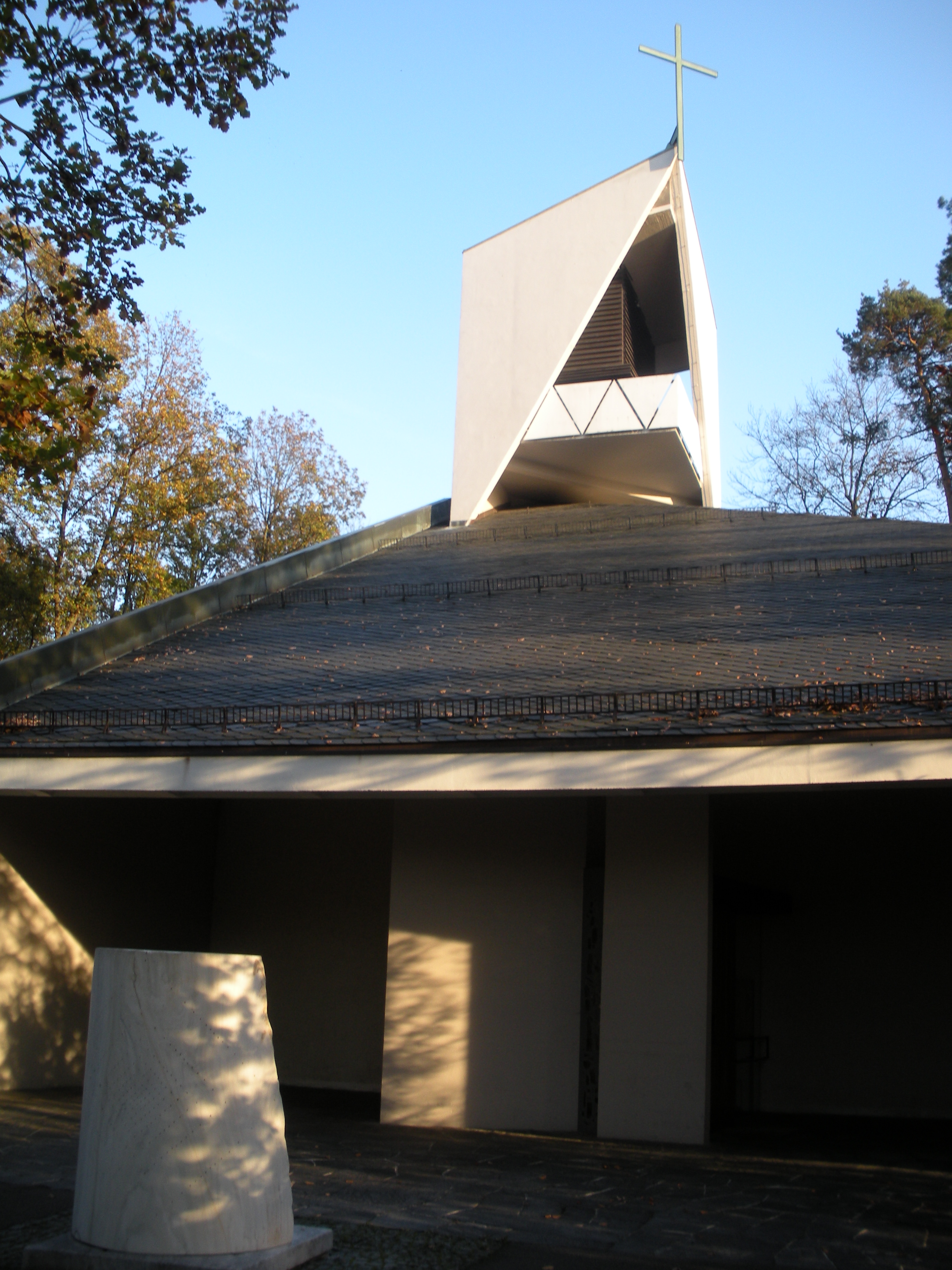
Evang. Versöhnungskirche Stuttgart-Degerloch
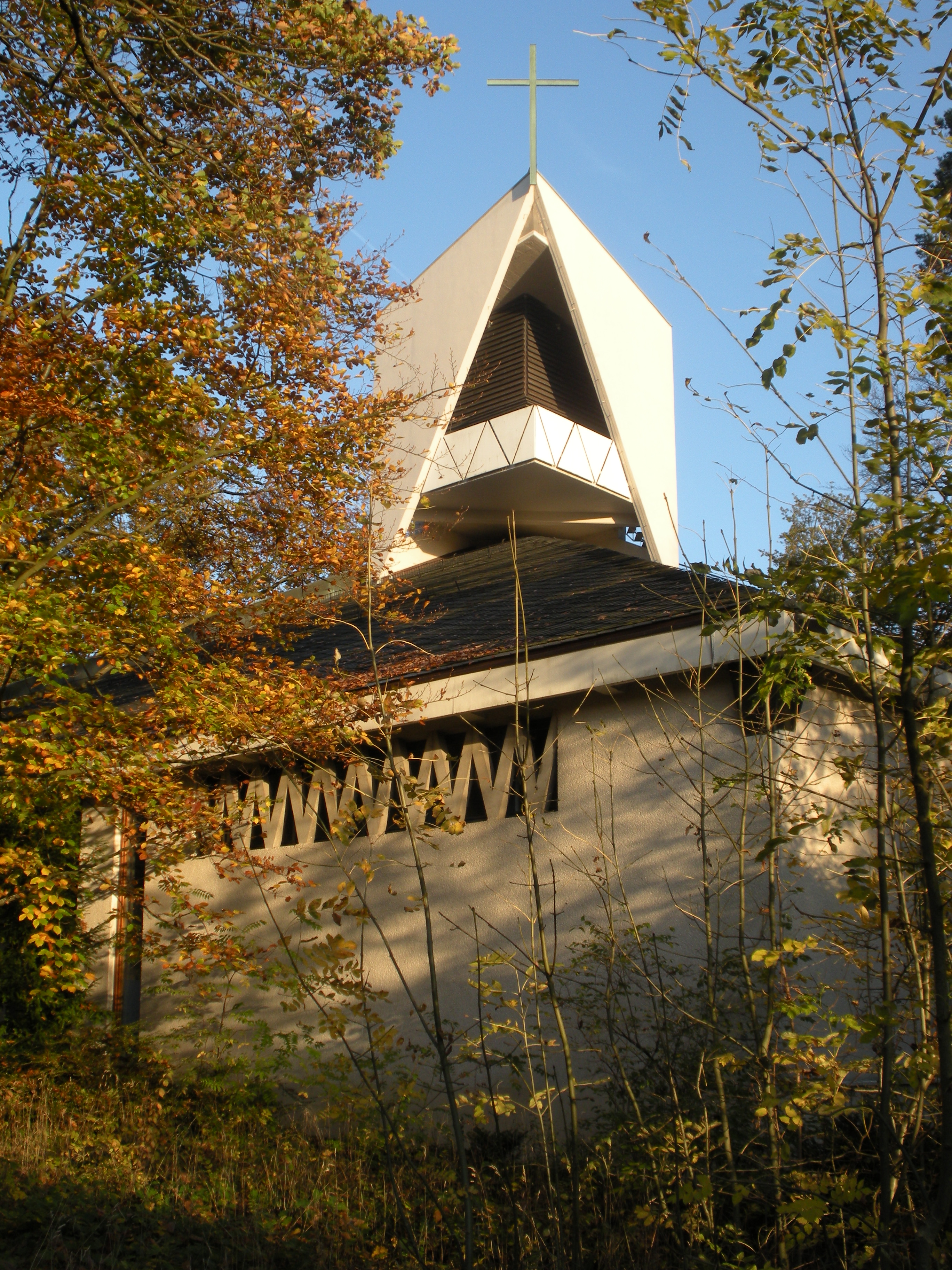
Evang. Versöhnungskirche Stuttgart-Degerloch
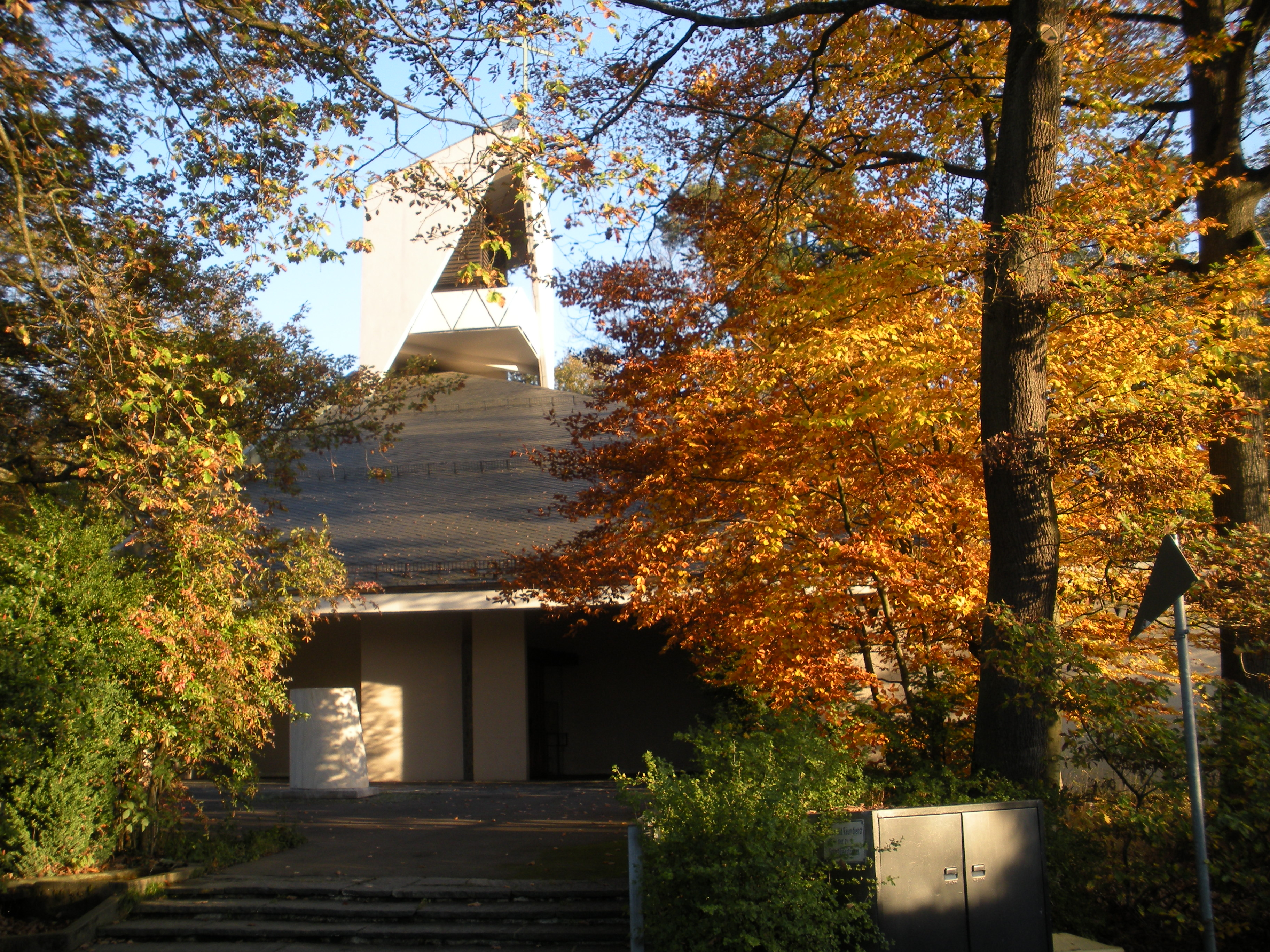
Evang. Versöhnungskirche Stuttgart-Degerloch

### Kirchengemeinde Dürrlewang
Die Kirchengemeinde Dürrlewang (ca. 1.200) umfasst den gleichnamigen Stadtteil innerhalb des Stadtbezirks Vaihingen. Die Kirchengemeinde wurde nach Aufsiedelung des Stadtteils Dürrlewang in den 1960er Jahren bzw. nach dem Bau der Stephanuskirche 1966 als eigenständige Kirchengemeinde gebildet, als die damalige Kirchengemeinde Stuttgart-Rohr durch Bekanntmachung des Oberkirchenrats vom 21. April 1967 in zwei Teilkirchengemeinden (Rohr und Dürrlewang) aufgeteilt und diese gleichzeitig in der neu gebildeten Gesamtkirchengemeinde Rohr-Dürrlewang zusammengeschlossen wurden. Das Kultusministerium hatte die Gesamtkirchengemeinde und deren Teilkirchengemeinden mit Schreiben vom 22. März 1967 als Körperschaften des öffentlichen Rechts anerkannt. Durch Bekanntmachung des Oberkirchenrats vom 28. August 1984 wurde die Gesamtkirchengemeinde Rohr-Dürrlewang jedoch wieder aufgelöst.
Mit Wirkung vom 4. Dezember 1977 erhielt die Kirchengemeinde Dürrlewang einige Gebiete von der Martinskirchengemeinde Möhringen.

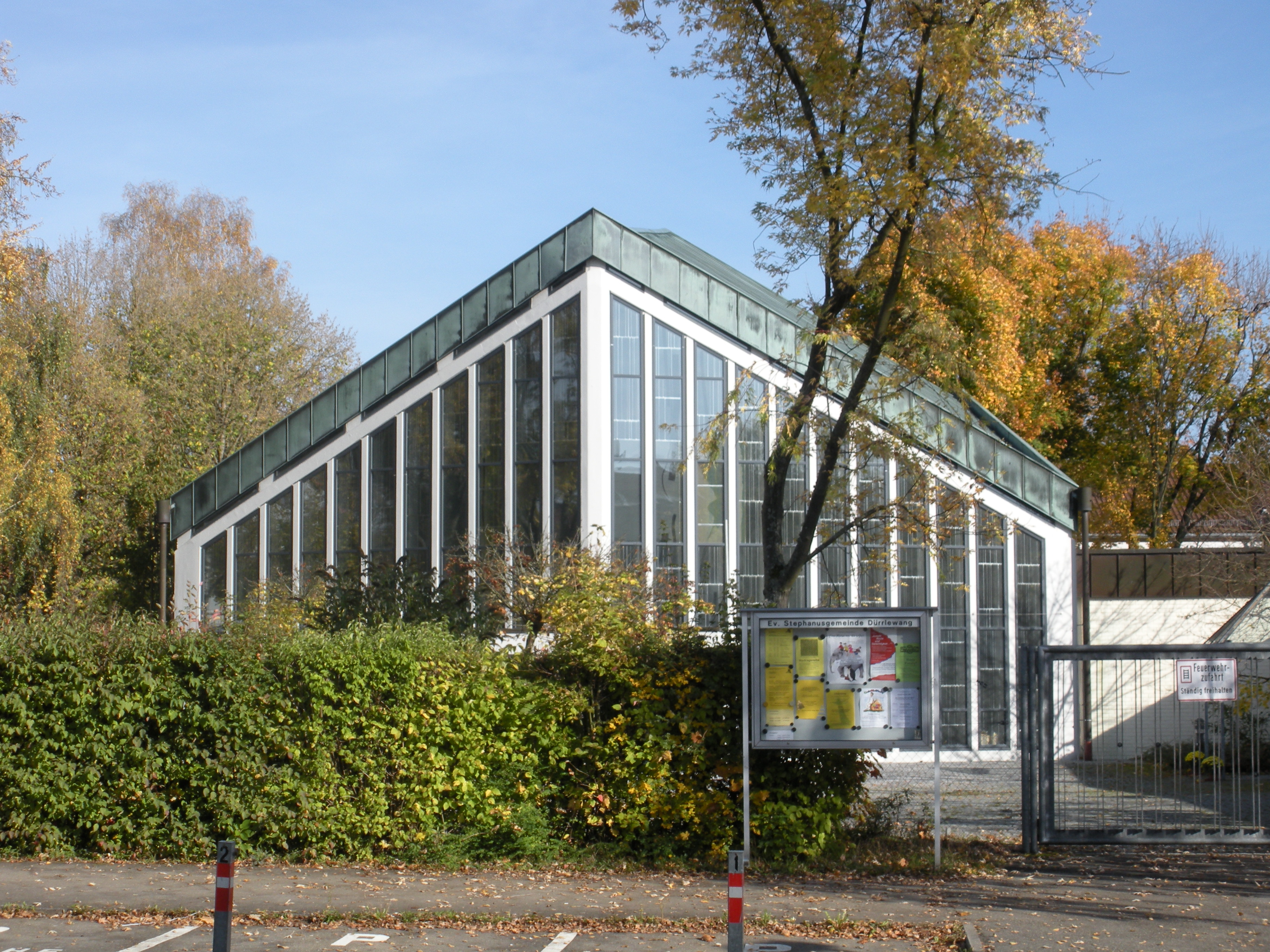
Evang. Stephanuskirche Stuttgart-Dürrlewang
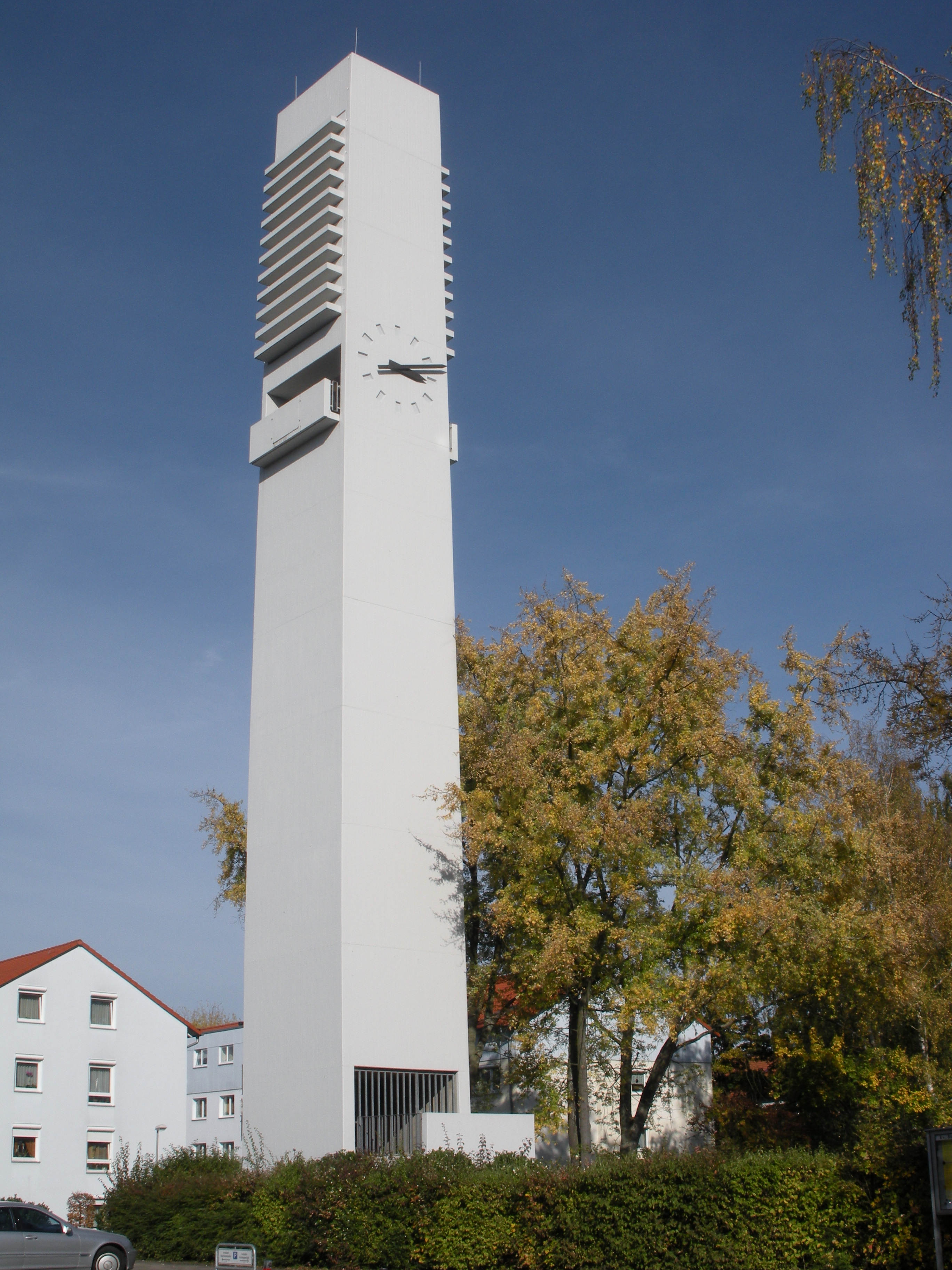
Evang. Stephanuskirche Stuttgart-Dürrlewang – Turm

### Kirchengemeinde Fasanenhof
Die Kirchengemeinde Fasanenhof (ca. 2.050) umfasst die Stadtteile Fasanenhof und Fasanenhof-Ost innerhalb des Stadtbezirks Möhringen. Für den seit den 1950er Jahren aufgesiedelten Fasanenhof wurde 1967 eine eigene Kirche, die Dietrich-Bonhoeffer-Kirche erbaut. Zunächst gehörte die evangelischen Bewohner des Fasanenhofs zur Kirchengemeinde Echterdingen (heute Kirchenbezirk Bernhausen). Durch Bekanntmachung des Oberkirchenrats vom 4. April 1960 wurden sie in die Kirchengemeinde Möhringen umgegliedert und durch Bekanntmachung vom 26. Juli 1962 wurde für den Stadtteil Fasanenhof dann die selbständige Kirchengemeinde Stuttgart-Fasanenhof gebildet, nachdem das Kultusministerium die neue Kirchengemeinde mit Schreiben vom 22. Mai 1962 als Körperschaft des öffentlichen Rechts anerkannt hatte.

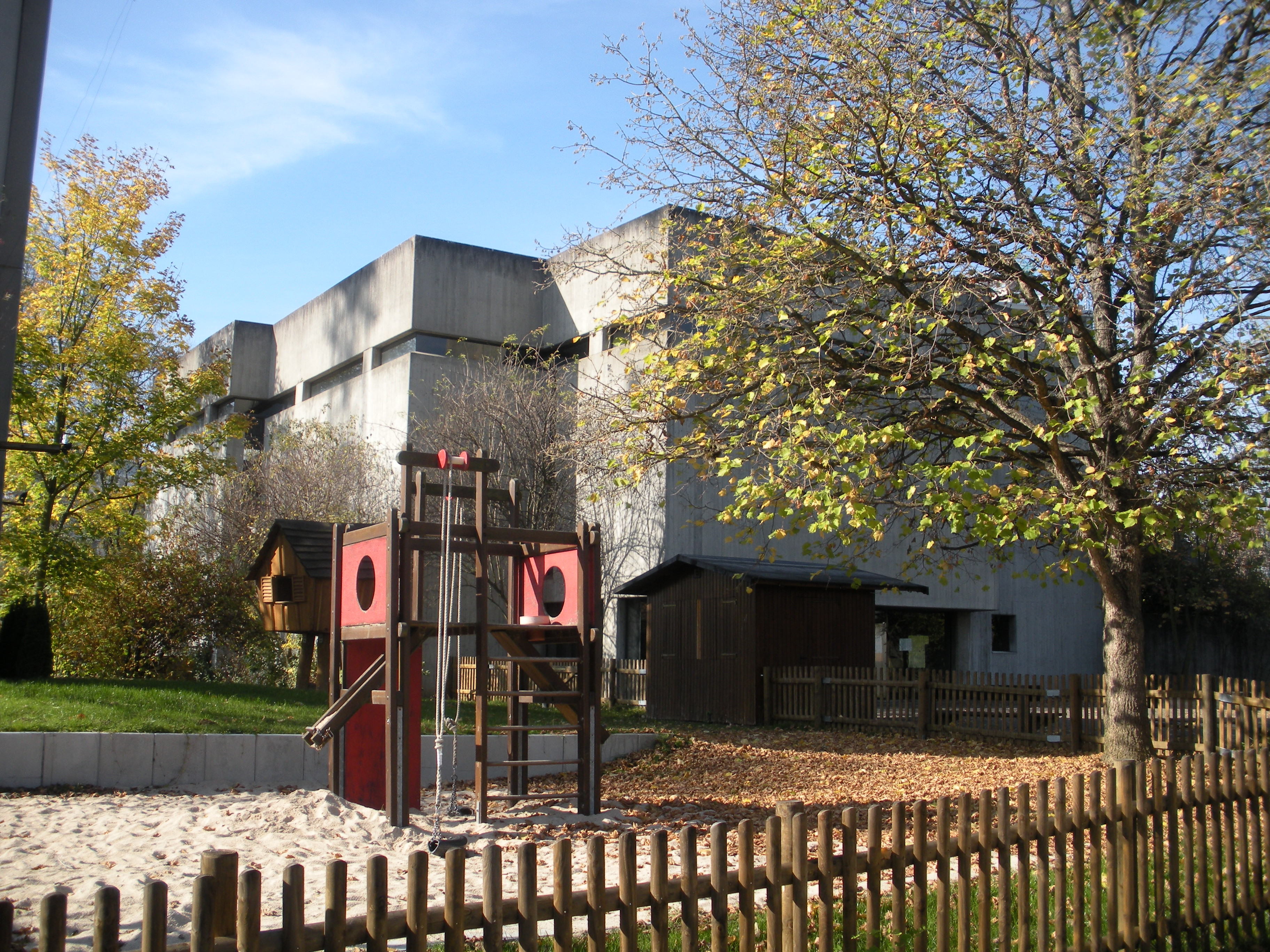
Evang. Dietrich-Bonhoeffer-Kirche Stuttgart-Fasanenhof – Kirchensaal
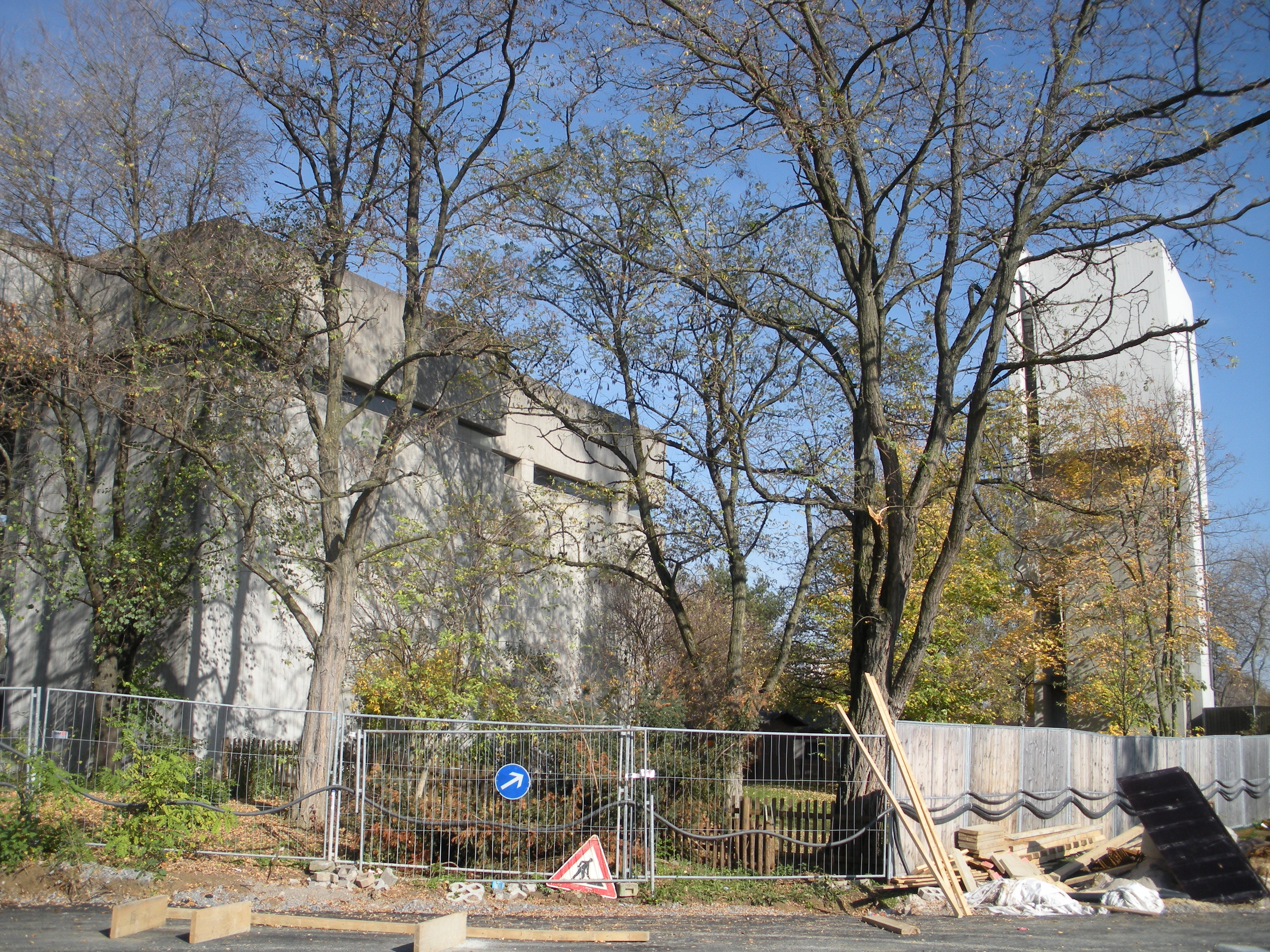
Evang. Dietrich-Bonhoeffer-Kirche Stuttgart-Fasanenhof
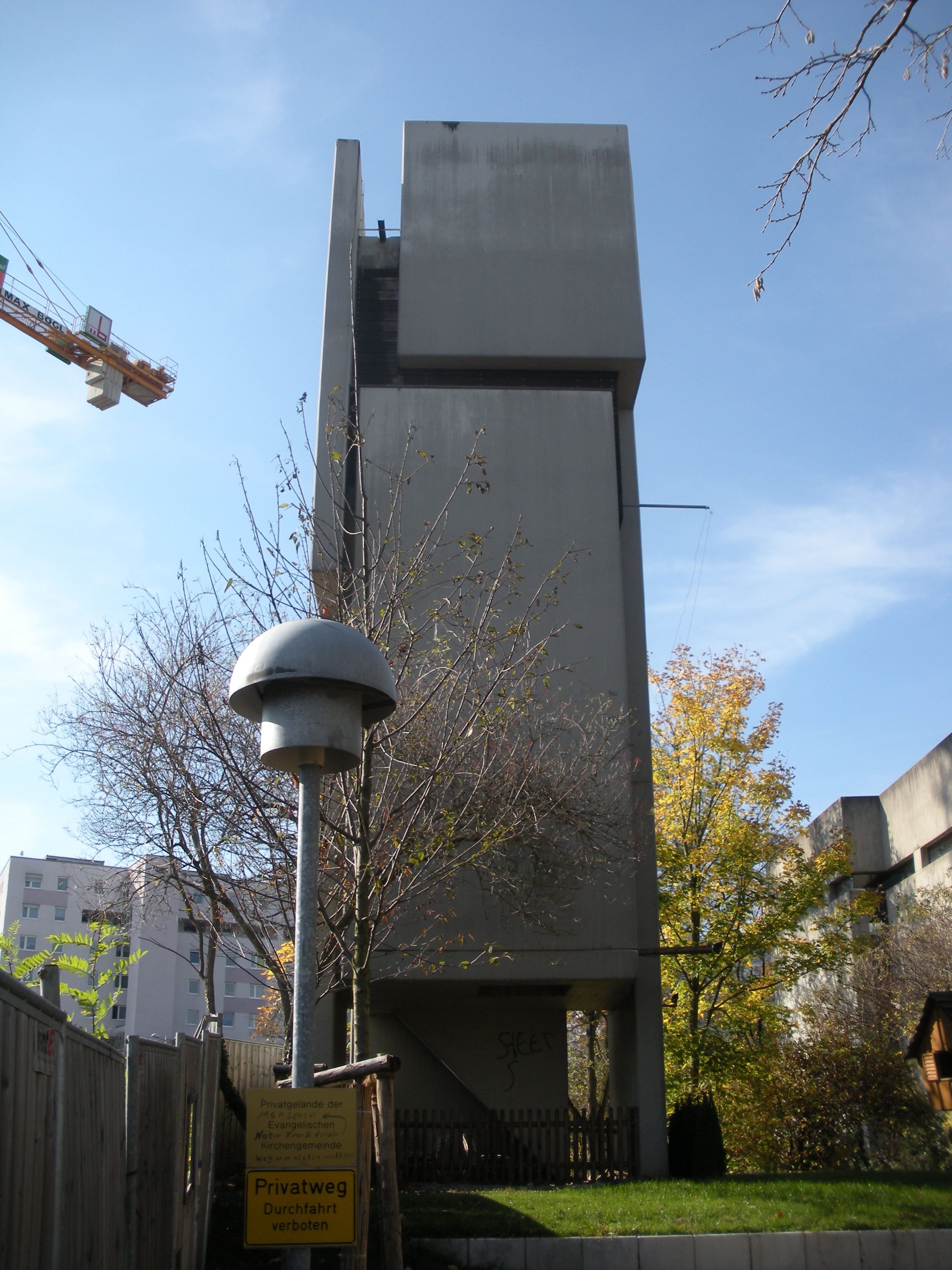
Evang. Dietrich-Bonhoeffer-Kirche Stuttgart-Fasanenhof – Turm
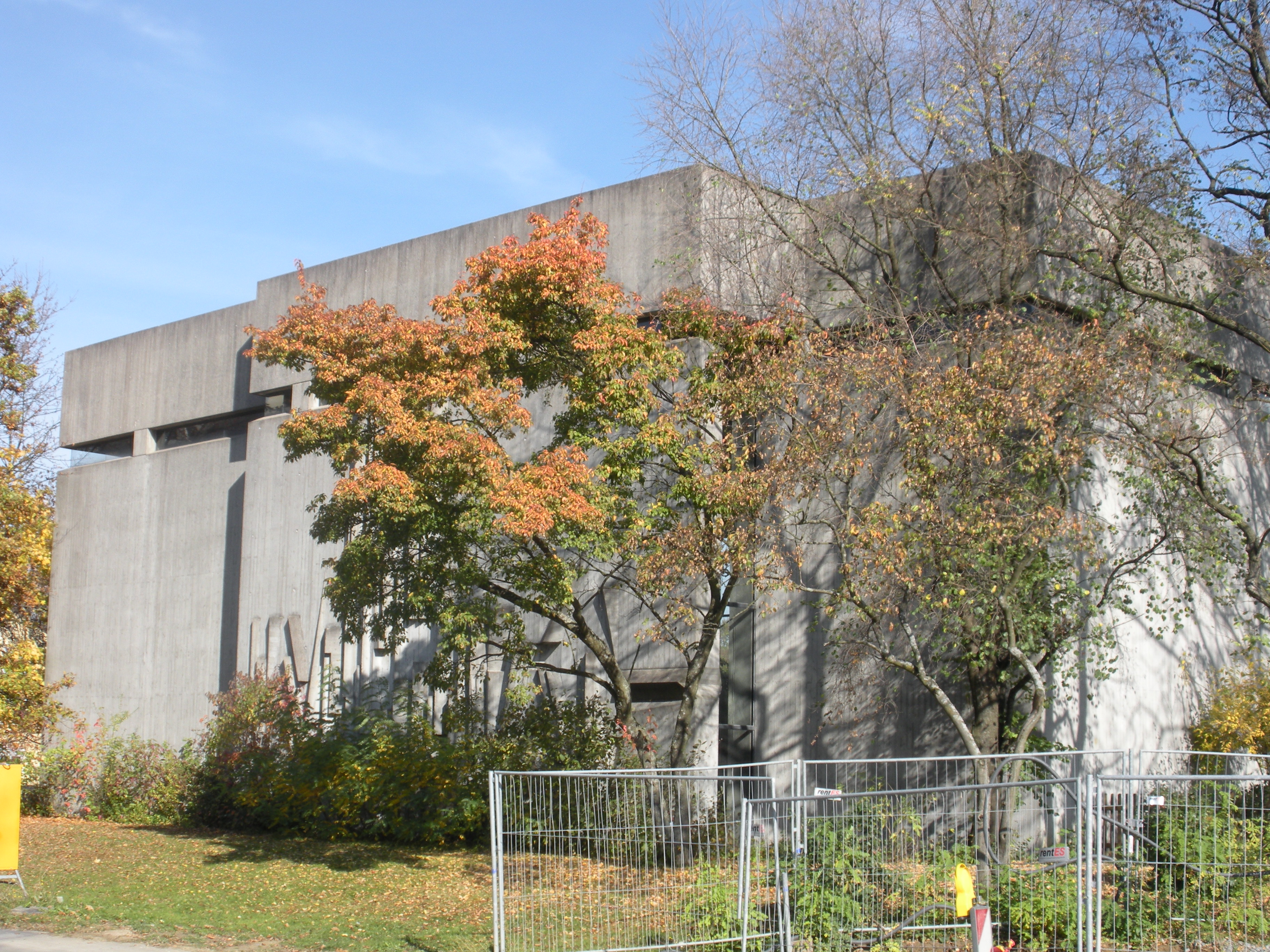
Evang. Dietrich-Bonhoeffer-Kirche Stuttgart-Fasanenhof

### Kirchengemeinde Feuerbach
Die heutige Kirchengemeinde Feuerbach (ca. 8.000) umfasst den Stadtbezirk Feuerbach. Sie entstand am 1. Januar 2005 durch Vereinigung der vier bis dahin selbständigen Kirchengemeinden Stadtkirchengemeinde Feuerbach, Lutherkirchengemeinde Feuerbach, Föhrichkirchengemeinde Feuerbach und Gustav-Werner-Kirchengemeinde Feuerbach. Diese waren durch Bekanntmachung des Oberkirchenrats vom 11. Januar 1960 gebildet worden, als die bis dahin alleinige Kirchengemeinde Feuerbach in vier Teilkirchengemeinden aufgeteilt und diese gleichzeitig in der neu gebildeten Gesamtkirchengemeinde Stuttgart-Feuerbach zusammengeschlossen wurden. Das Kultusministerium hatte seinerzeit die Gesamtkirchengemeinde Stuttgart-Feuerbach und deren Teilkirchengemeinden mit Schreiben vom 21. April 1959 als Körperschaften des öffentlichen Rechts anerkannt. Die Aufteilung der Kirchengemeinde war als erforderlich erachtet worden, nachdem der Stadtteil Feuerbach durch Zuzüge stark angewachsen und die bisherige Kirchengemeinde Feuerbach zu groß geworden war. Seit 2005 sind die bisherigen Teilkirchengemeinden wieder in einer Körperschaft vereint. Diese verfügt jedoch weiterhin über vier Kirchen.
Die Stadtkirche St. Mauritius ist die älteste Kirche in Feuerbach. Sie wurde bereits 1075 erstmals urkundlich erwähnt, doch stammt der heutige Bau einer Hallenkirche aus den Jahren 1789/90. Zuvor gab es dort eine kleine Holzkirche. Sie war bis ins 20. Jahrhundert die einzige Kirche Feuerbachs und Mittelpunkt der Kirchengemeinde Feuerbach, die bis 1922 noch zum damaligen Kirchenbezirk Plieningen (später Degerloch) gehörte und mit Wirkung vom 1. April 1922 in den damaligen Kirchenbezirk Cannstatt (später Bad Cannstatt) umgegliedert wurde.
Die Lutherkirche geht zurück auf die als „Luthersaal“ eingerichtete Predigstelle im ehemaligen Gasthaus „Zum goldenen Schlüssel“. Erst 1983 wurde das Burgenlandzentrum erbaut, in dem ein Gottesdienstraum und weitere Gemeinderäume eingebaut wurden. Hier fand die Luthergemeinde eine neue Heimat.
Die Föhrichkirche wurde 1929 als Behelfskirche und reine Holzkirche erbaut. Sie sollte, sobald das Geld für eine „richtige“ Kirche beieinander ist, durch einen Neubau ersetzt werden. Doch daraus wurde nichts! So besteht die Kirche bis heute und steht mittlerweile unter Denkmalschutz.
Die Gustav-Werner-Kirche wurde 1954/55 für den Westen des Stadtteils Feuerbach mit Gemeindehaus und Kindergarten erbaut.
Durch Bekanntmachung vom 28. März 1934 gab es eine Gebietsveränderung zugunsten der damaligen Brenzkirchengemeinde im Bereich Sonnenbergwerg, Falkenrain, Steinberg und Stuttgarter Weg. Durch weitere Bekanntmachung vom 20. September 1948 gab es eine Gebietsveränderungen zugunsten der benachbarten Kirchengemeinde Botnang im Bereich Waldhof, Laylen, Im Klingler und Feuerbachtalstraße. 1951 gab es dann einen Gebietsaustausch mit der Kirchengemeinde Zuffenhausen und 1959 gab es eine erneute Gebietsveränderung der damaligen Martinskirchengemeinde zugunsten der Kirchengemeinde Stuttgart-Feuerbach.

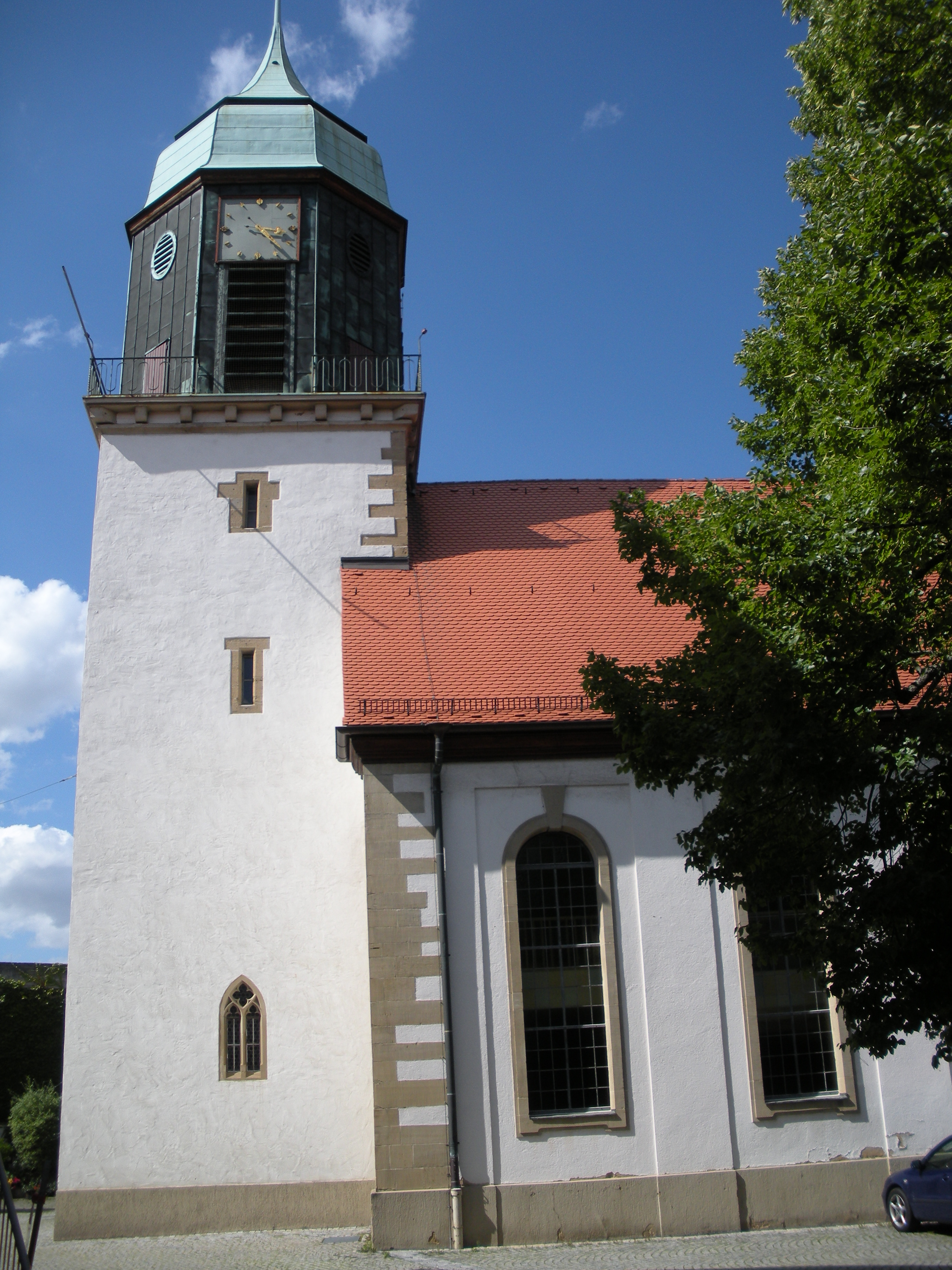
Evang. Stadtkirche Stuttgart-Feuerbach
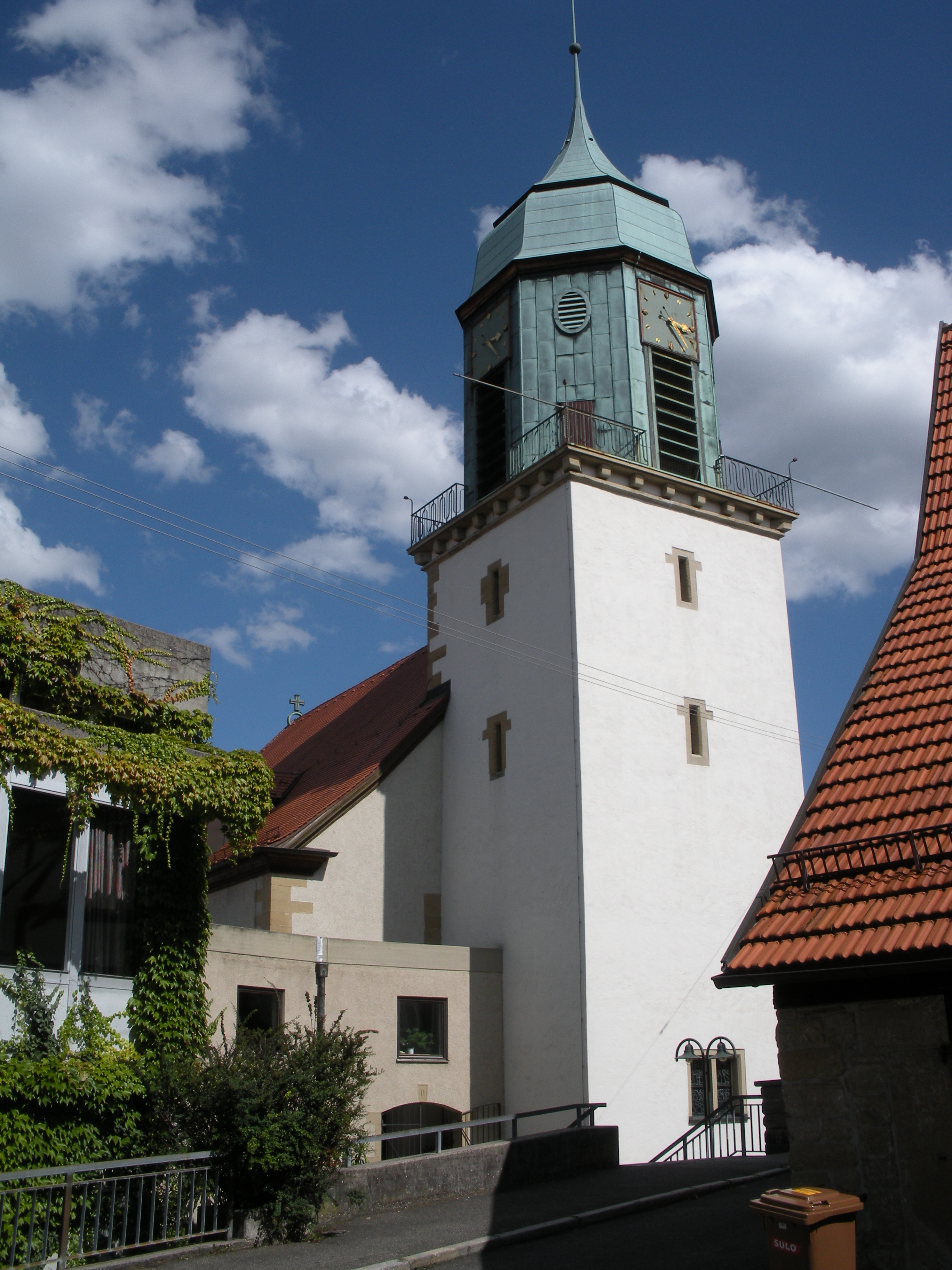
Evang. Stadtkirche Stuttgart-Feuerbach – Turm
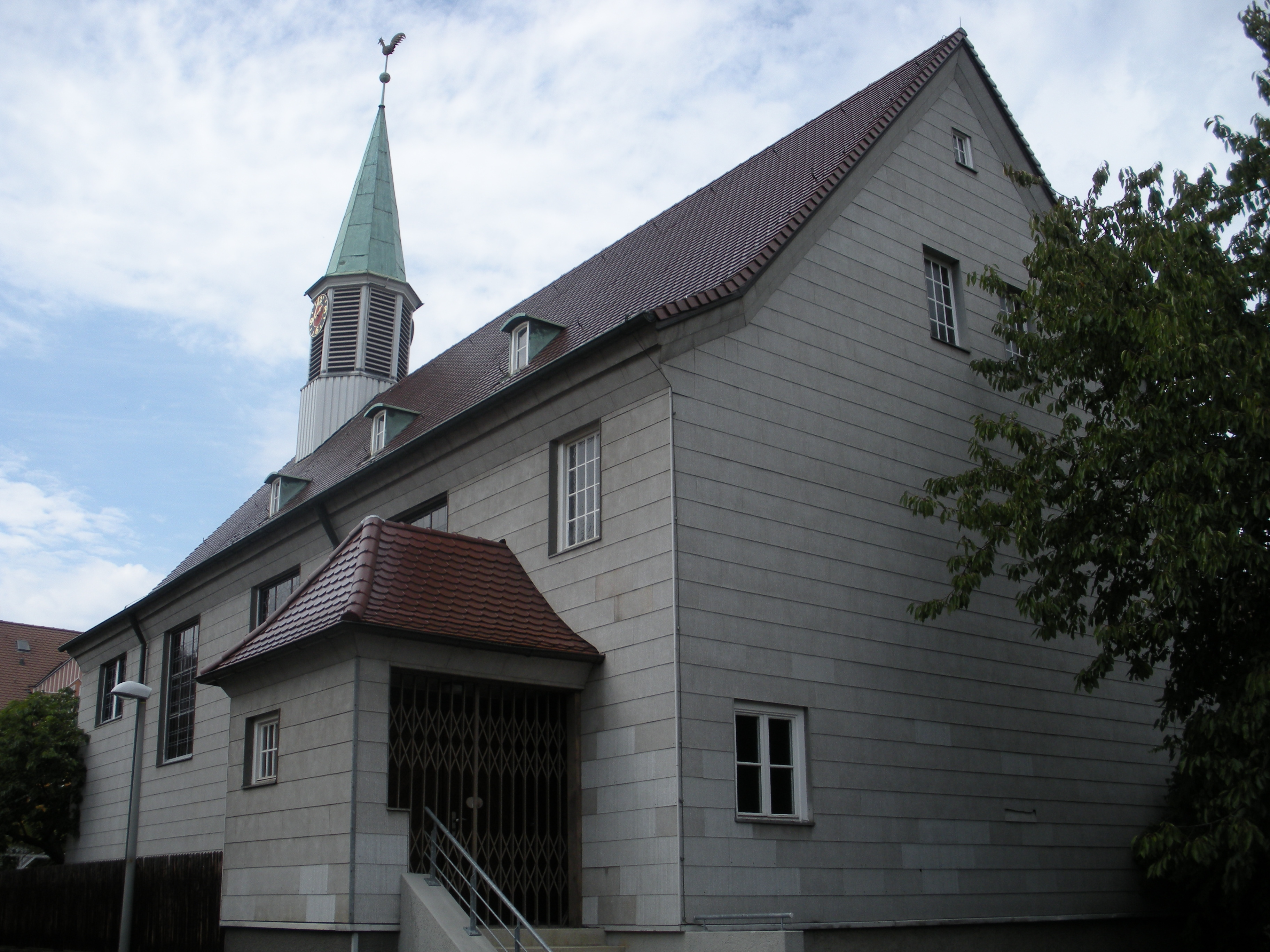
Evang. Föhrichkirche Stuttgart-Feuerbach
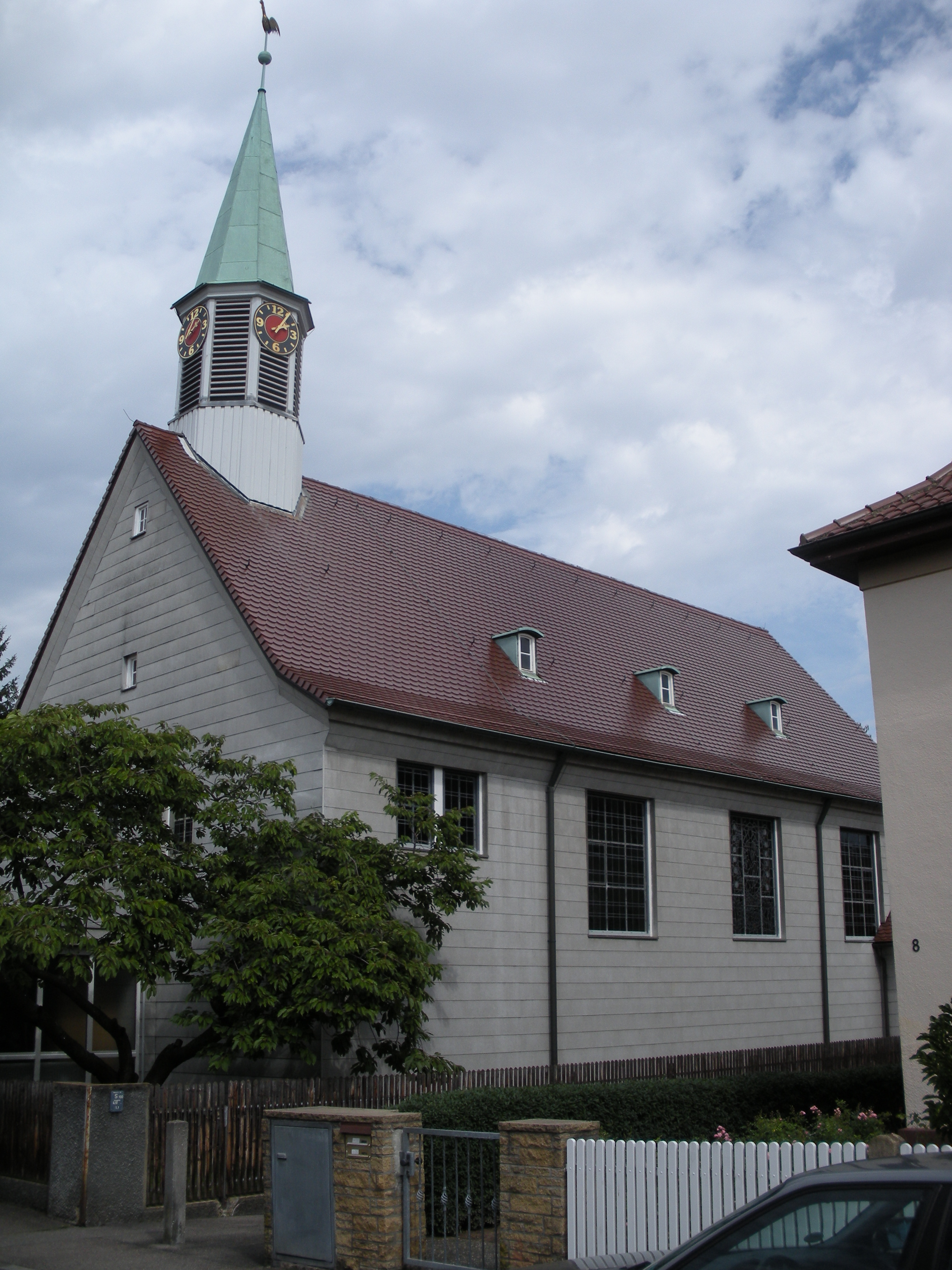
Evang. Föhrichkirche Stuttgart-Feuerbach
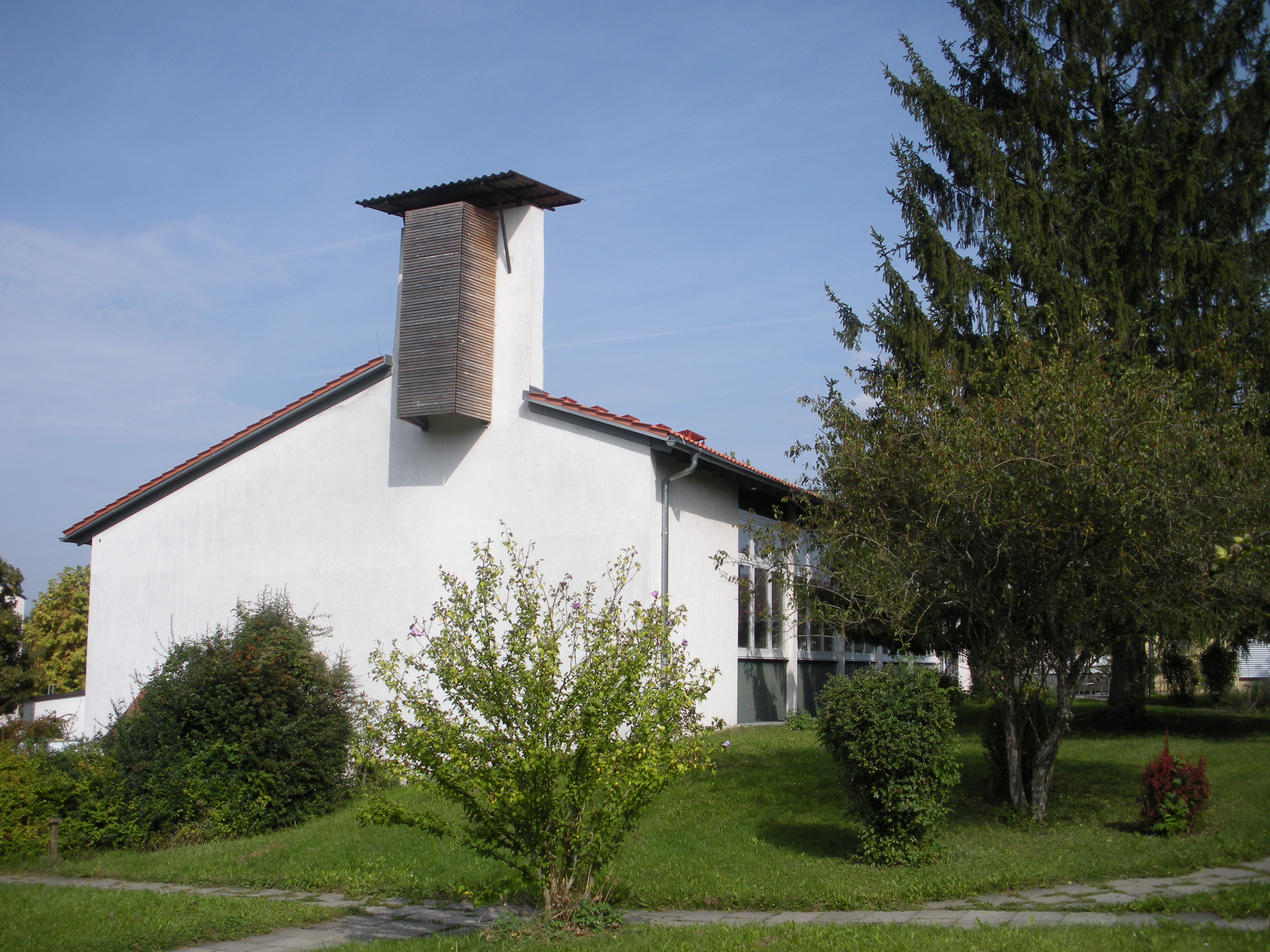
Evang. Gustav-Werner-Kirche Stuttgart-Feuerbach
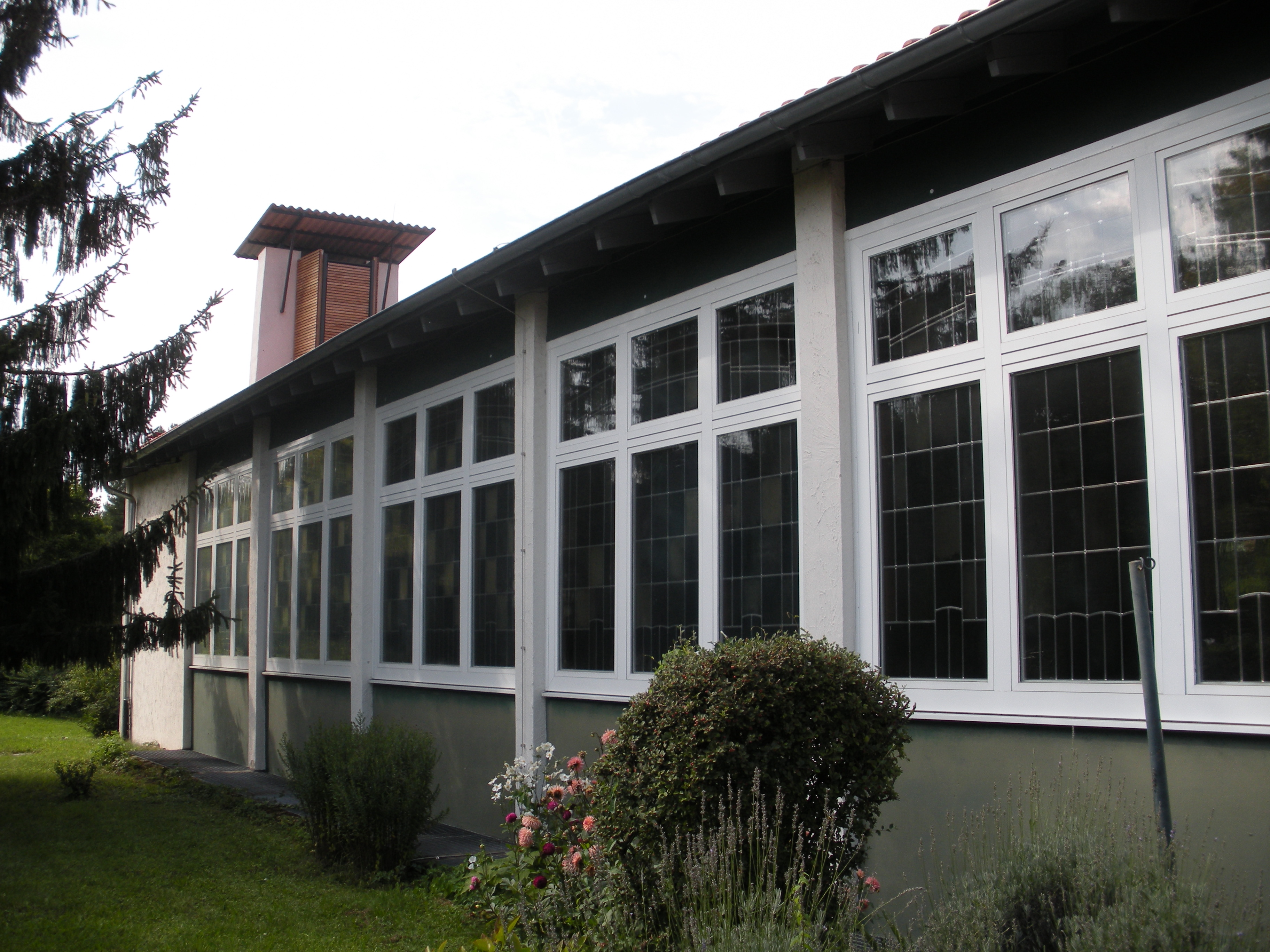
Evang. Gustav-Werner-Kirche Stuttgart-Feuerbach
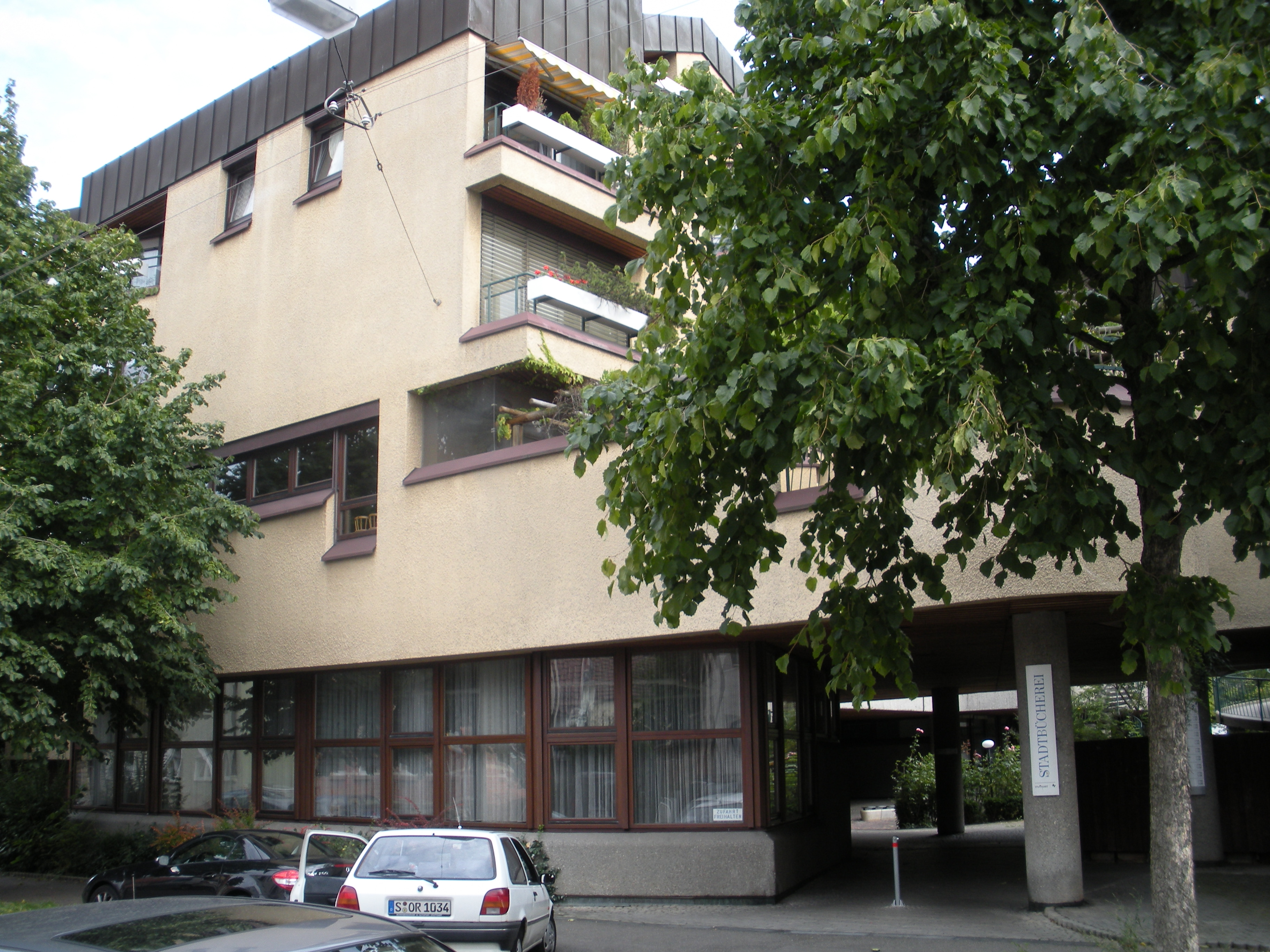
Evang. Lutherkirche Stuttgart-Feuerbach
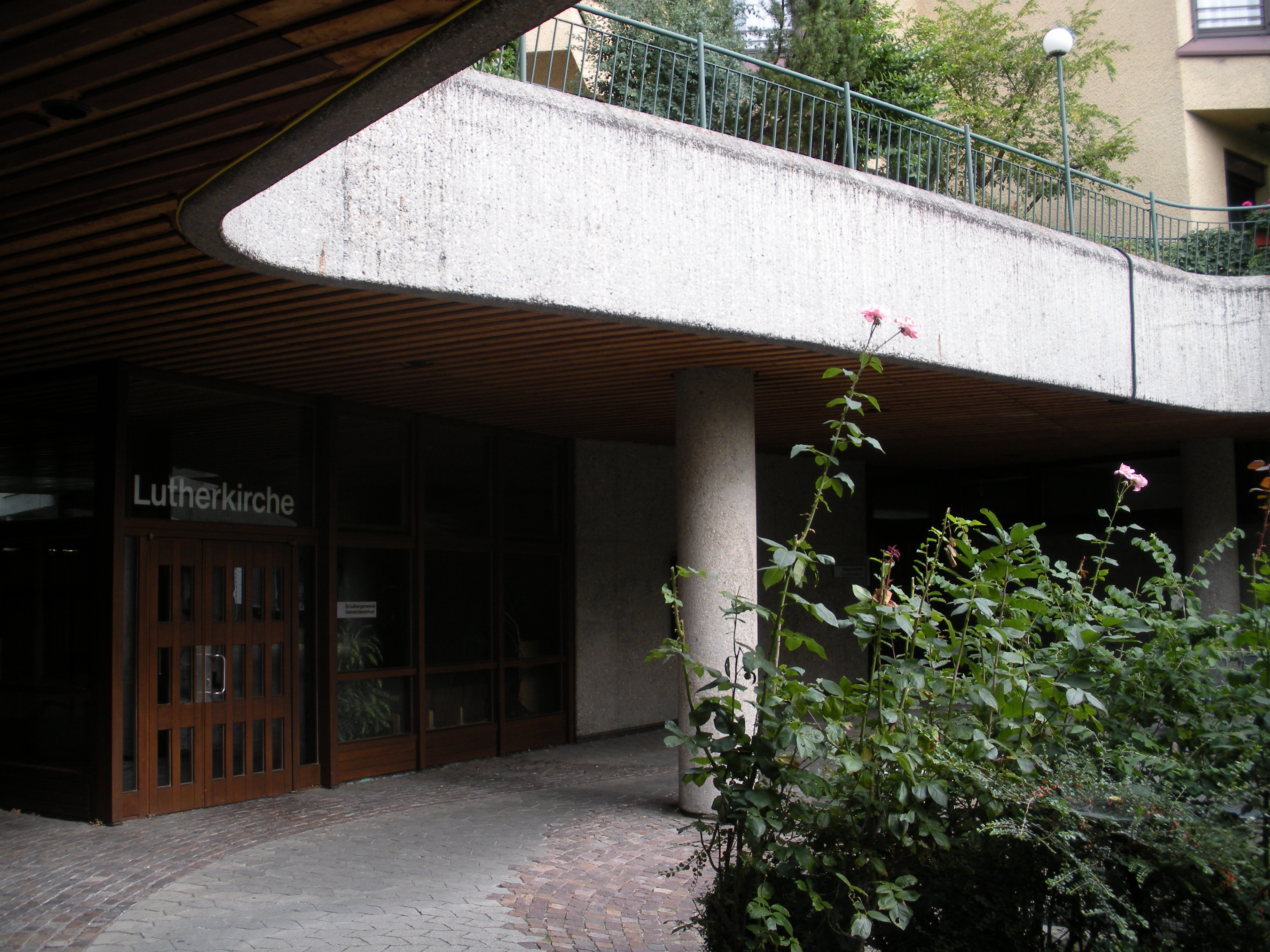
Evang. Lutherkirche Stuttgart-Feuerbach

### Kirchengemeinde Himmelsleiter Stuttgart
Die „Evang. Kirchengemeinde Himmelsleiter Stuttgart“ (ca. 5.200 Mitglieder) besteht seit dem 1. Januar 2013 und wurde aus den früheren selbständigen Kirchengemeinden Freiberg, Mönchfeld und Rot gebildet. In den Jahren 2005 bis 2012 bildeten diese schon eine Gesamtkirchengemeinde. Namensgeber war ein Gewann und eine Straße, welche die Stadtteile verbindet.
Der Bereich der früheren Kirchengemeinde Stuttgart-Freiberg umfasst den gleichnamigen Stadtteil des Stadtbezirks Mühlhausen. Sie wurde durch Bekanntmachung des Oberkirchenrats vom 21. April 1967 für den seit 1965 aufgesiedelten neuen gleichnamigen Stadtteil auf einer Anhöhe über dem Max-Eyth-See gegründet. Das Kultusministerium hatte die Kirchengemeinde Stuttgart-Freiberg mit Schreiben vom 4. November 1966 als Körperschaft des öffentlichen Rechts anerkannt. Das eigene Gemeindezentrum Michaelshaus konnte 1976 erbaut werden. Als Besonderheit hat das Gemeindezentrum keinen herkömmlichen Glockenturm, sondern ein 1989 erstelltes Glockenspiel.

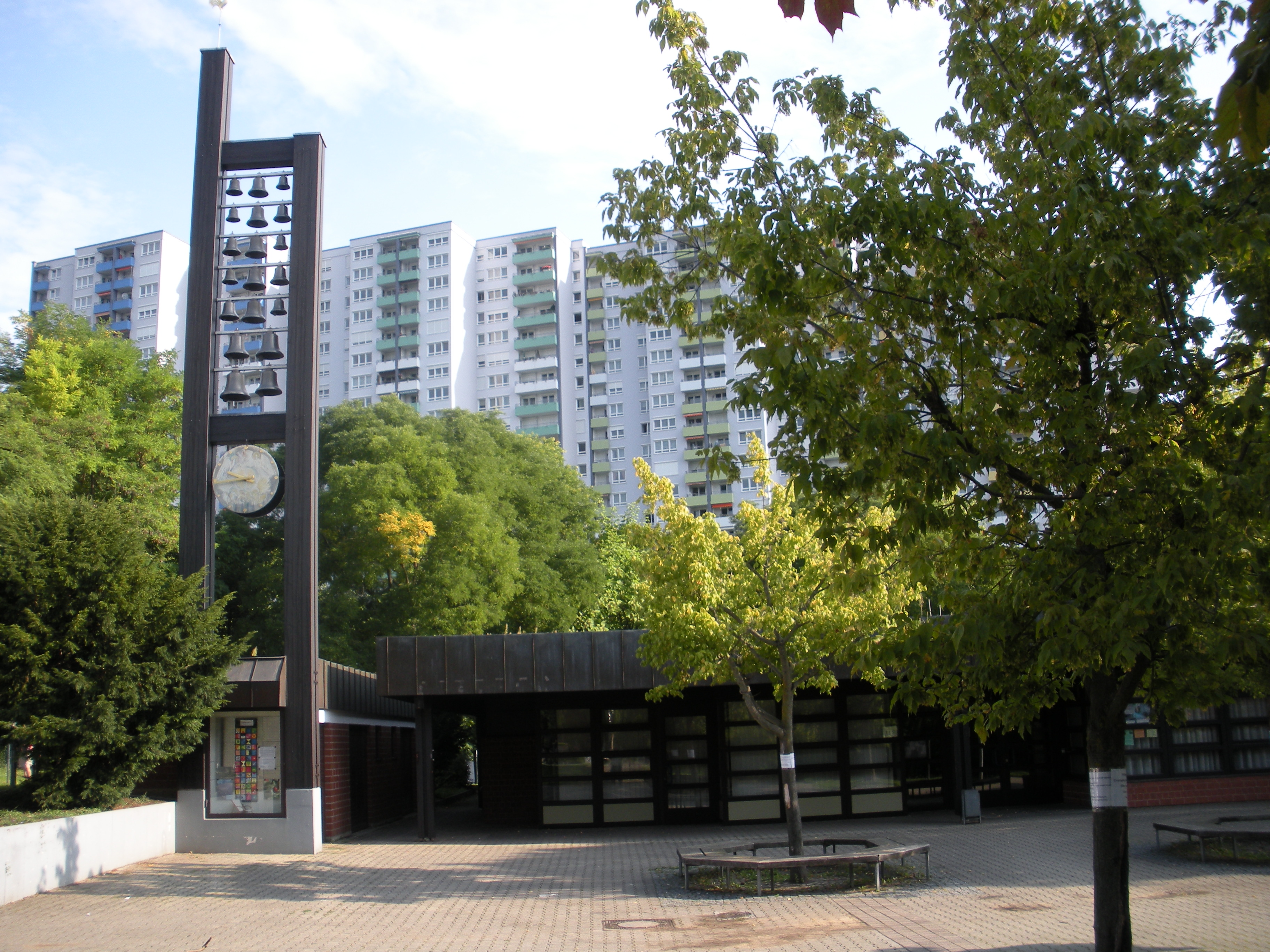
Evang. Kirche Freiberg Stuttgart-Freiberg
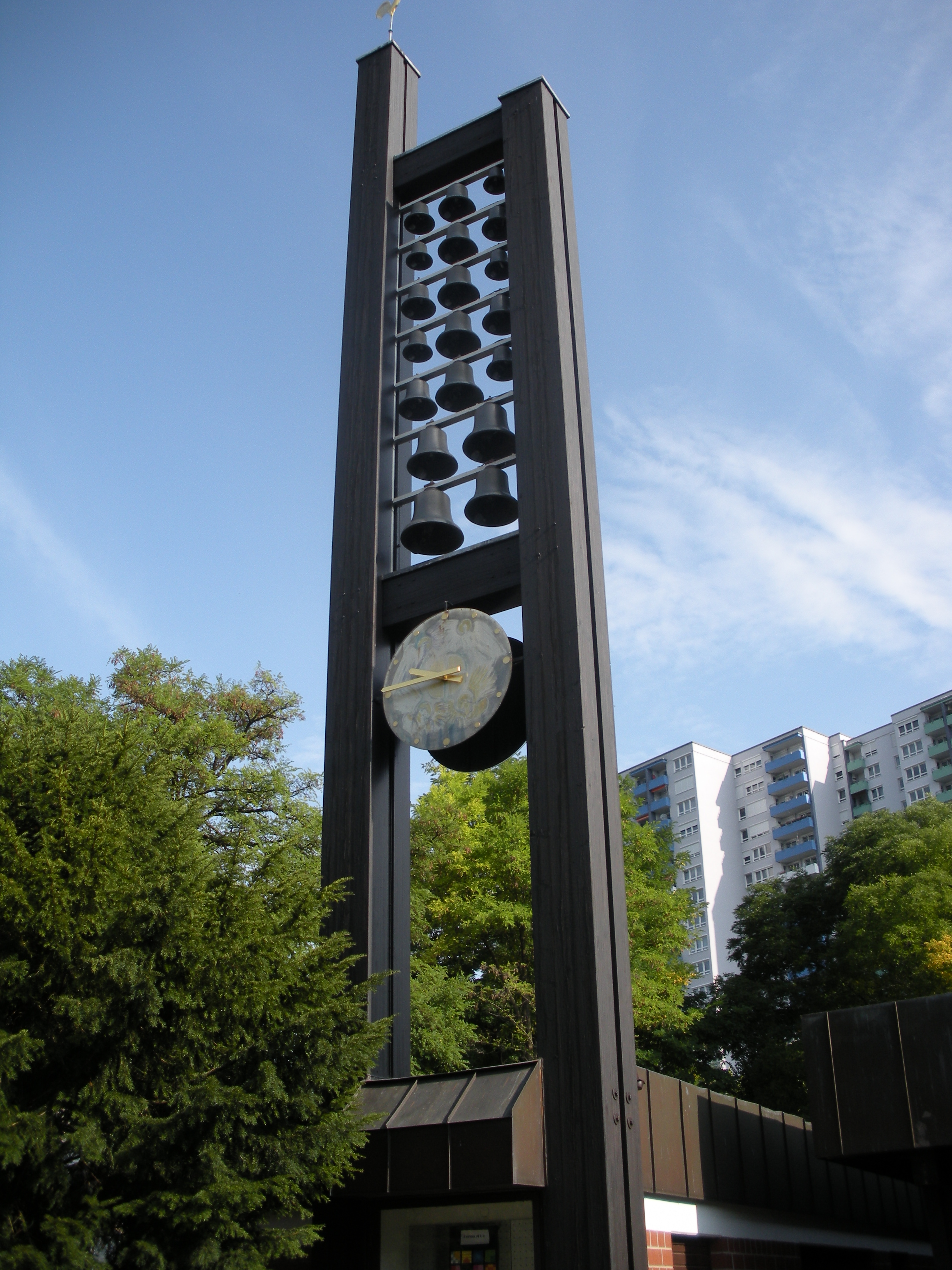
Evang. Kirche Stuttgart-Freiberg – Turm

Die Bereich der früheren Kirchengemeinde Mönchfeld umfasst den gleichnamigen Stadtteil des Stadtbezirks Mühlhausen. Die Kirchengemeinde wurde zeitgleich mit dem Kirchenbezirk Zuffenhausen am 1. Januar 1965 gebildet. Das Kultusministerium hatte die Kirchengemeinde Mönchfeld mit Schreiben vom 4. Dezember 1964 als Körperschaft des öffentlichen Rechts anerkannt. Zuvor gehörten die evangelischen Gemeindeglieder des von 1957 bis 1963 neu entstandenen Stadtteils Mönchfeld zur Nachbarkirchengemeinde Mühlhausen. Bereits 1961 konnte ein Gemeindehaus und ein Kindergarten gebaut werden. Die Kirche in Mönchfeld wurde 1966 eingeweiht. 2009 wurde der freistehende Turm der Kirche abgebrochen, da das Gelände neu bebaut werden soll.

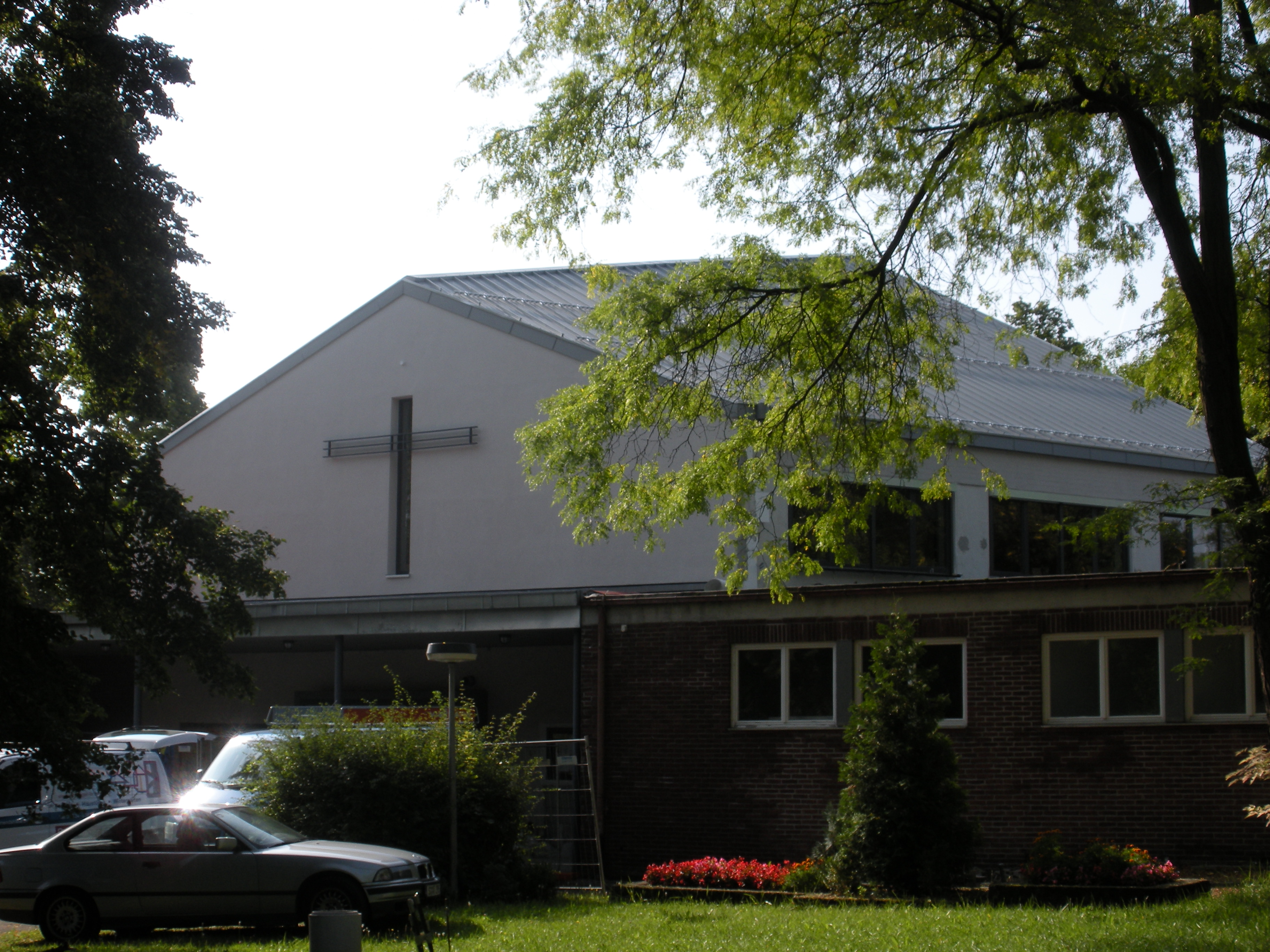
Evang. Kirche Stuttgart-Mönchfeld
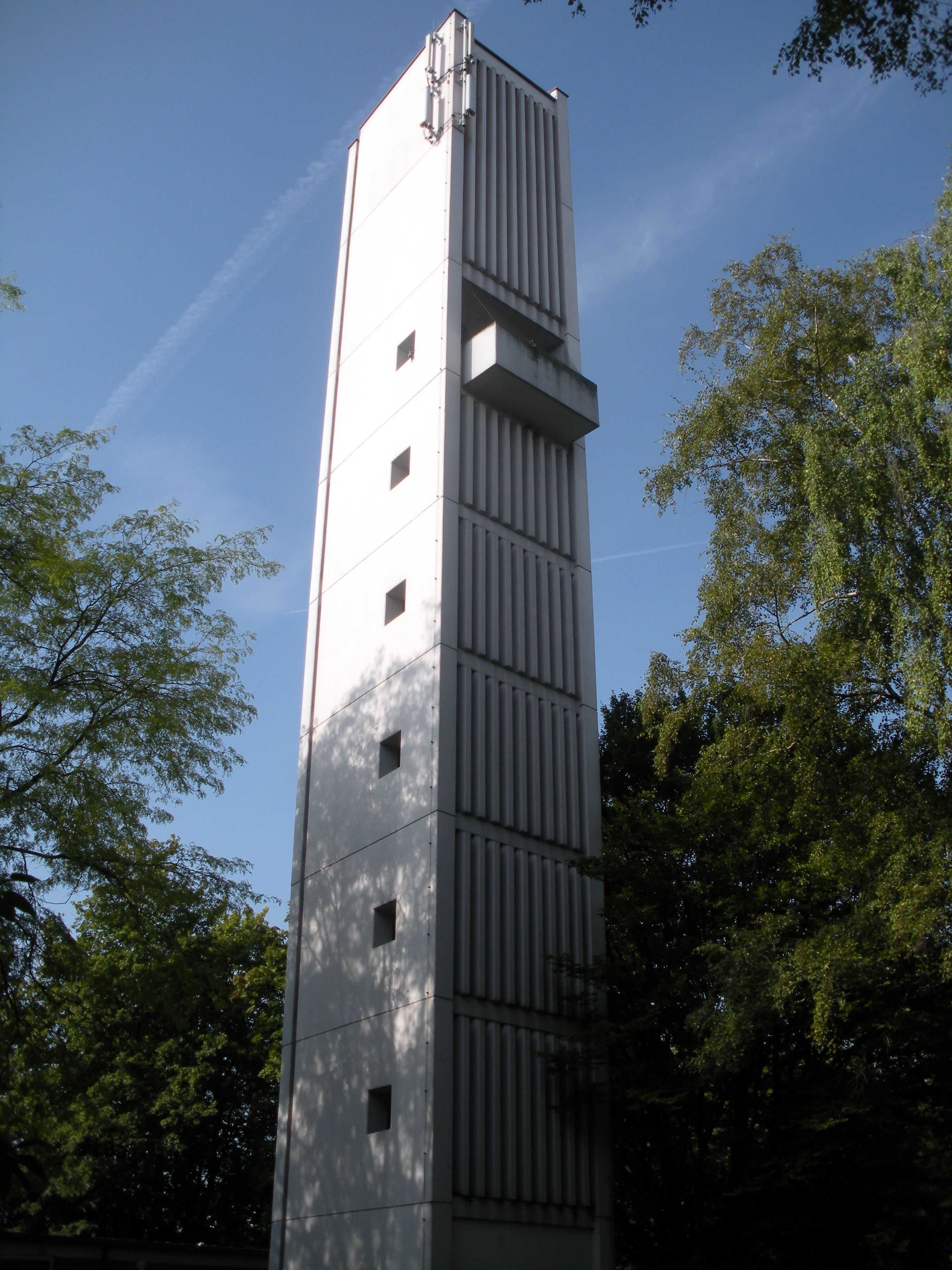
Evang. Kirche Stuttgart-Mönchfeld – Turm

Die Bereich der früheren Kirchengemeinde Stuttgart-Rot umfasst den gleichnamigen Stadtteil des Stadtbezirks Zuffenhausen und wurde 1964 im Rahmen der Gesamtkirchengemeinde Zuffenhausen gebildet. 1969 schied die Kirchengemeinde Stuttgart-Rot durch Bekanntmachung des Oberkirchenrats vom 23. April 1969 aus dem Verband der Gesamtkirchengemeinde Zuffenhausen aus und wurde zur selbständigen Kirchengemeinde erhoben.
Die zugehörige Auferstehungskirche Rot wurde bereits 1956 erbaut. 1969 erbaute sich die Gemeinde in der Auricher Straße ihr Gemeindehaus, das den Namen „Comeniushaus“ erhielt und eine weitere Predigtstelle der Kirchengemeinde im Rot war. Im Jahr 2005 verkaufte die Kirchengemeinde das Hauptgebäude des Comeniushauses an die Landeshauptstadt Stuttgart, die es zu einem Bürgerhaus umbaute. Das Nebengebäude blieb jedoch unter der Bezeichnung „Comeniushaus“ erhalten und dient nach dem Umbau als neues Gemeindezentrum der Kirchengemeinde Rot.
Durch Verfügung des Oberkirchenrats vom 4. August 1976 gab es eine Gebietsveränderung im Bereich der damaligen Pauluskirchengemeinde Zuffenhausen zur Kirchengemeinde im Rot (Mönchsberg- und Markelsheimer Straße). Eine nochmalige kleine Gebietsveränderung im Bereich der Pauluskirchengemeinde zugunsten der Kirchengemeinde im Rot gab es durch Bekanntmachung des Oberkirchenrats vom 30. März 1981. Mit Wirkung vom 5. Juli 1999 wurde schließlich auch das Wohngebiet bzw. der heutige Stadtteil „Im Raiser“ der Pauluskirchengemeinde abgetrennt und der Kirchengemeinde im Rot angegliedert. Mit Wirkung vom 24. November 2006 wurde der Name der Kirchengemeinde im Rot in „Stuttgart-Rot“ geändert.

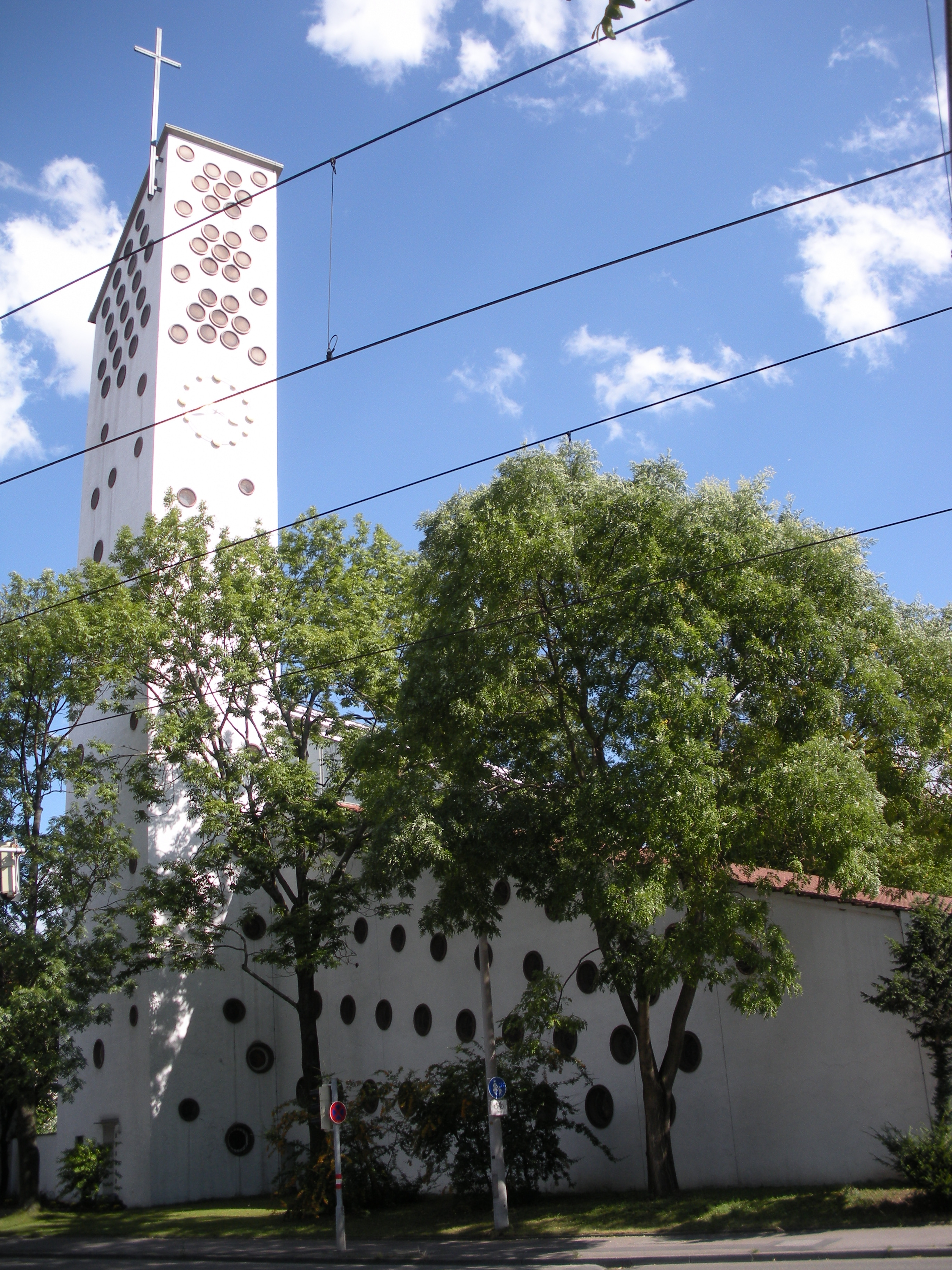
Evang. Auferstehungskirche Stuttgart-Rot
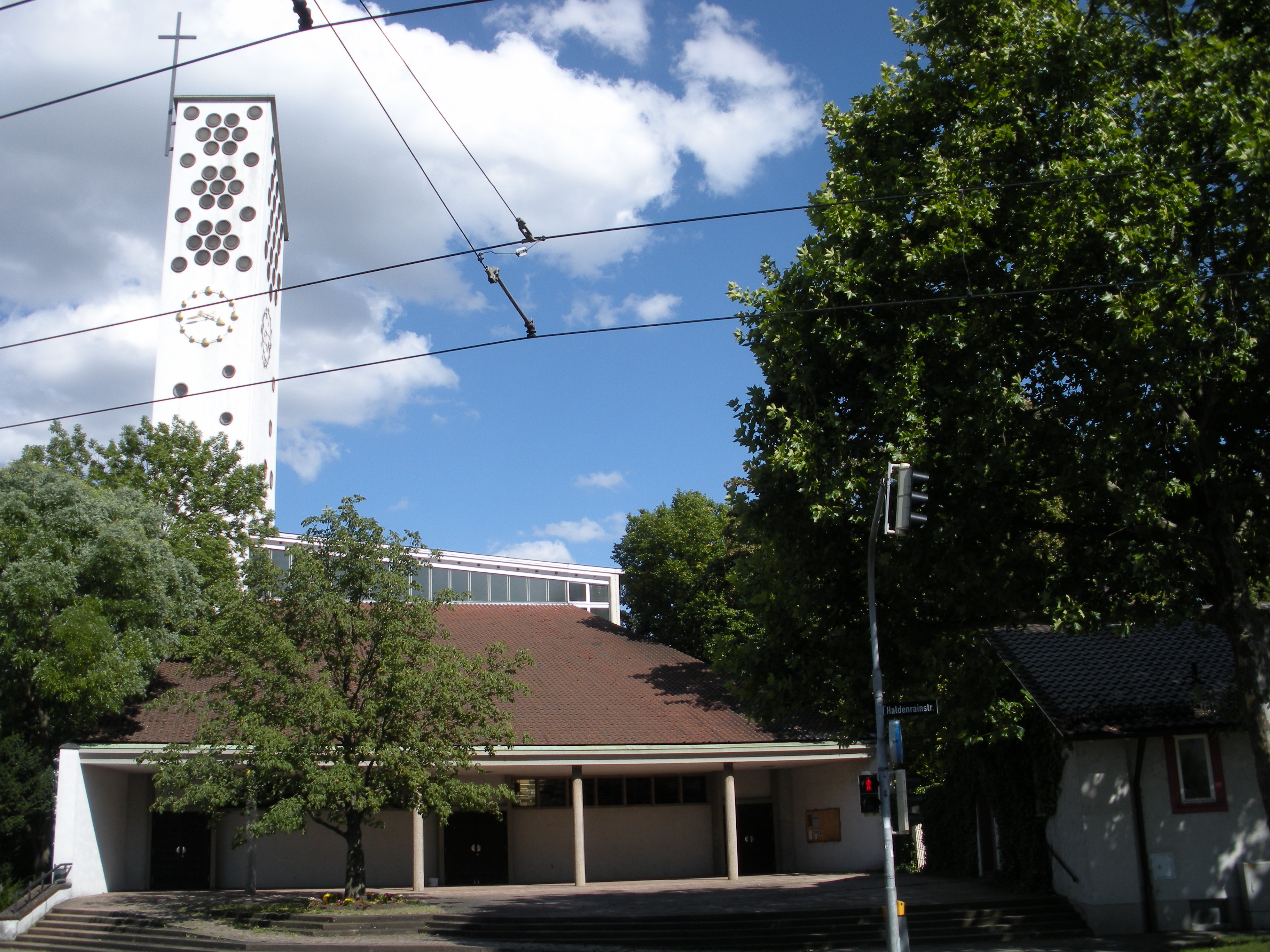
Evang. Auferstehungskirche Stuttgart-Rot

#### Kirchengemeinde Zazenhausen
Die Kirchengemeinde Zazenhausen (ca. 730) umfasst den gleichnamigen Stadtteil des Stadtbezirks Zuffenhausen. Zazenhausen ist ein kleines, altes Dorf, das bereits 788 erstmals urkundlich erwähnt wurde. Schon früh gab es dort eine kleine Kapelle, die 1581 durch die heutige Nazariuskirche ersetzt und nach dem Märtyrer Nazarius aus dem frühen 4. Jahrhundert benannt wurde. Seit der Reformation ist Zazenhausen evangelisch.

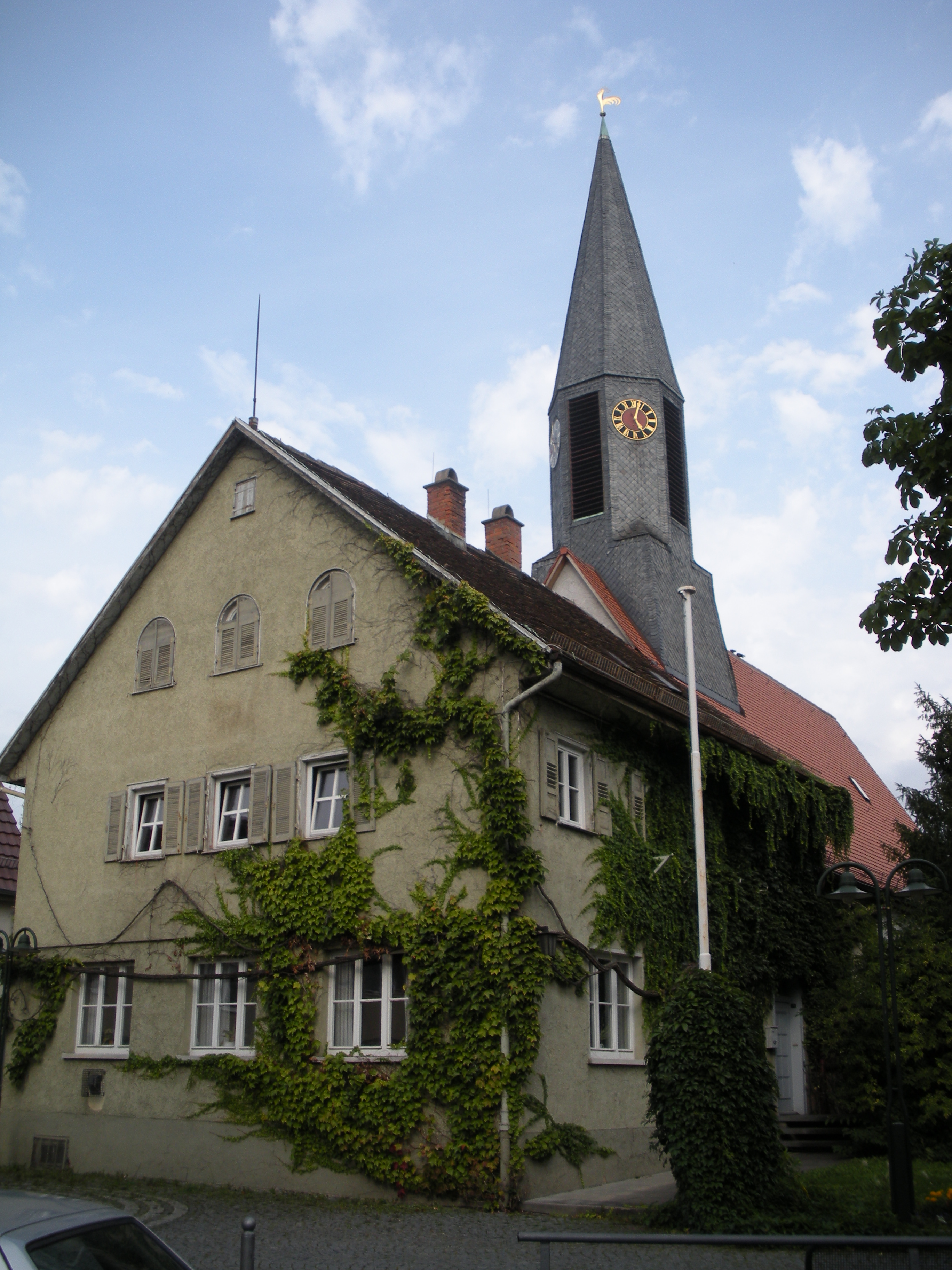
Altes Rathaus und Evang. Nazariuskirche Stuttgart-Zazenhausen
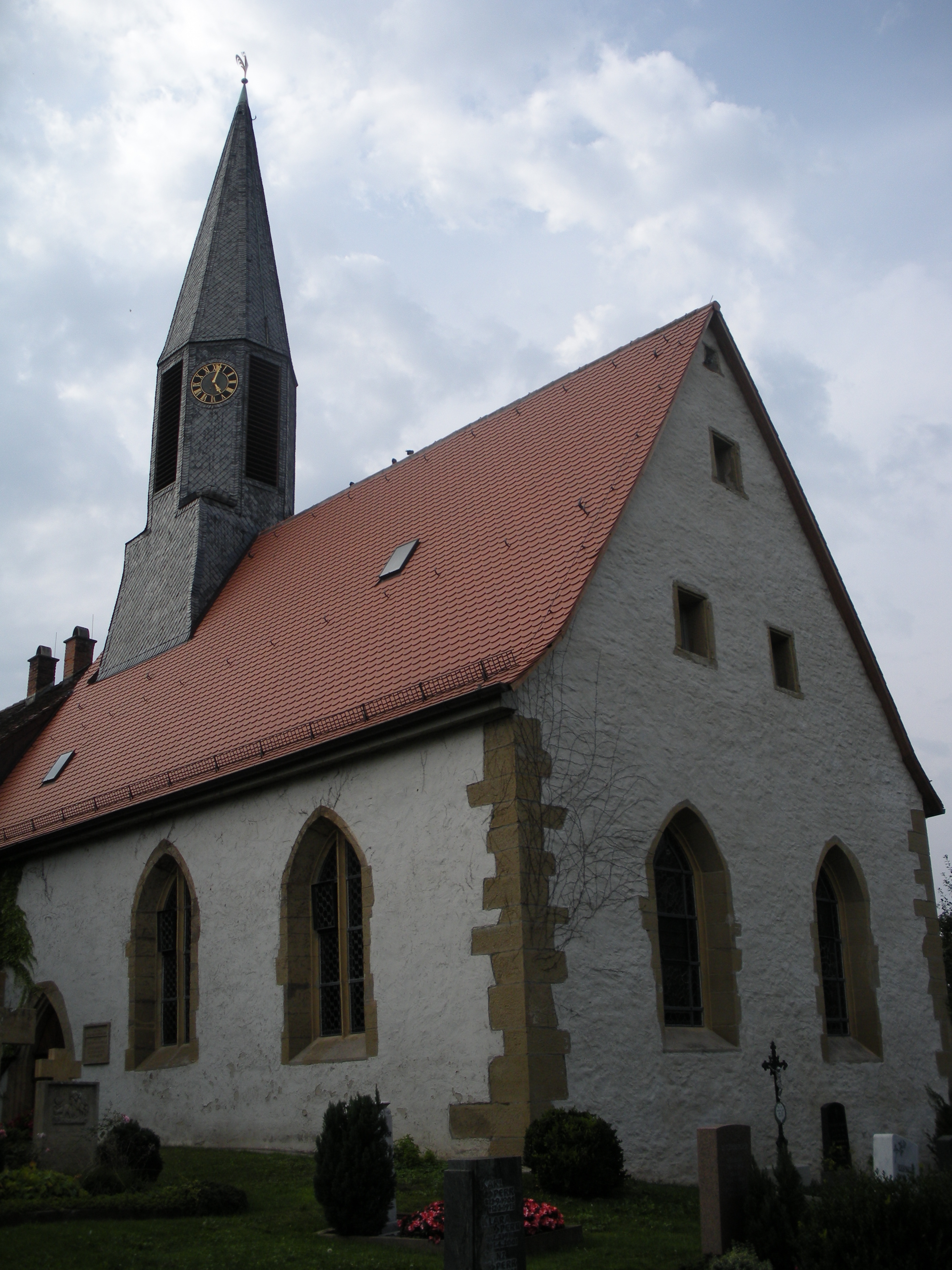
Evang. Nazariuskirche Stuttgart-Zazenhausen
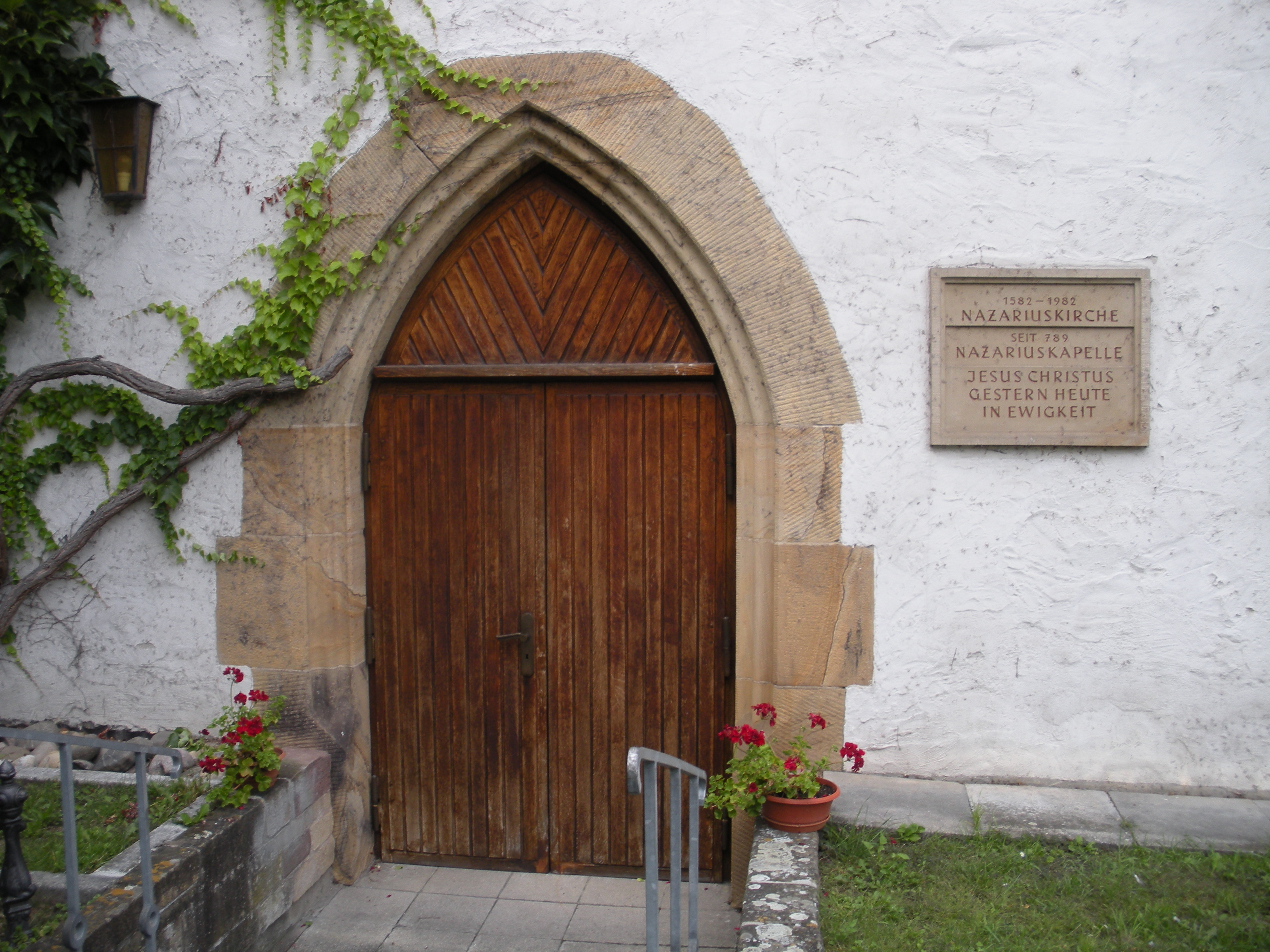
Evang. Nazariuskirche Stuttgart-Zazenhausen – Eingangstür

### Kirchengemeinde Möhringen
Die Kirchengemeinde Möhringen umfasst den Hauptort des Stadtbezirks Möhringen, der heute aus den Stadtteilen Möhringen-Mitte, Möhringen-Nord, Möhringen-Ost, Möhringen-Süd, Sternhäule und Wallgraben-Ost besteht. Die Kirchengemeinde hat drei Predigtstellen, an denen bis 2007 jeweils eigenständige Kirchengemeinden bestanden.
Schon im 6. Jahrhundert wurde in Möhringen eine kleine Holzkirche erbaut. Im 13. Jahrhundert gab es dann eine Steinkirche, die St. Martin geweiht war. Möhringen gehörte bis 1802 zum Katharinenspital Esslingen, so dass von dort die Reformation eingeführt wurde. Nach dem Übergang an Württemberg wurde Möhringen eine Kirchengemeinde im Dekanat Esslingen. 1840 war die Kirche in Möhringen so baufällig geworden, dass ein Neubau erforderlich wurde. Die heutige Martinskirche wurde 1852–1855 von Christian Friedrich Leins im neugotischen Stil errichtet. Die Kirche wurde wegen ihrer Größe (Kirchenschiff mit Emporen hatten ursprünglich 1700 Sitzplätze) im Volksmund auch als „Filderdom“ bezeichnet.
Durch Bekanntmachung des Oberkirchenrats vom 9. Juli 1956 wurde das Gebiet Ernsthalde von der Kirchengemeinde Möhringen gelöst und der Kirchengemeinde Vaihingen zugeordnet. Durch Bekanntmachung vom 4. April 1960 wurde der Stadtteil Fasanenhof von der Kirchengemeinde Echterdingen in die Kirchengemeinde Möhringen umgegliedert und durch weitere Bekanntmachung vom 26. Juli 1962 wurde für den Stadtteil Fasanenhof dann die selbständige Kirchengemeinde Stuttgart-Fasanenhof gebildet, nachdem das Kultusministerium die neue Kirchengemeinde mit Schreiben vom 22. Mai 1962 als Körperschaft des öffentlichen Rechts anerkannt hatte.
Infolge starken Wachstums der Gemeinde wurden in Möhringen im 20. Jahrhundert zwei weitere Kirchen bzw. Gemeindezentren errichtet und mit Wirkung vom 5. Dezember 1971 wurde die bis dahin alleinige Kirchengemeinde Stuttgart-Möhringen in die vier Teilkirchengemeinden Martinskirchengemeinde Nord Möhringen, Martinskirchengemeinde Süd Möhringen, Christuskirchengemeinde Möhringen und Salzäckerkirchengemeinde Möhringen (ab 1988 Auferstehungskirchengemeinde Möhringen) aufgeteilt und diese gleichzeitig zur Gesamtkirchengemeinde Möhringen zusammengeschlossen. Das Kultusministerium hatte die Gesamtkirchengemeinde Möhringen und die vier Teilkirchengemeinden mit Schreiben vom 11. November 1971 als Körperschaften des öffentlichen Rechts anerkannt. Mit Wirkung vom 4. Dezember 1977 gab es Gebietsänderungen der Martinskirchengemeinde Möhringen zugunsten der Kirchengemeinde Vaihingen und der Kirchengemeinde Dürrlewang und mit Wirkung vom 11. November 2001 wurde die Martinskirchengemeinde Möhringen Süd aufgelöst und der Martinskirchengemeinde Möhringen Nord angegliedert, die gleichzeitig in Martinskirchengemeinde Möhringen umbenannt wurde. Schließlich wurden die Auferstehungskirchengemeinde Möhringen, die Christuskirchengemeinde Möhringen und die Martinskirchengemeinde Möhringen mit Wirkung vom 11. November 2007 aufgelöst und die Gesamtkirchengemeinde Möhringen in Kirchengemeinde Stuttgart-Möhringen umbenannt. Seither sind alle evangelischen Bewohner Möhringens wieder in einer Körperschaft vereinigt.
Dennoch gibt es neben der alten Martinskirche in Möhringen noch zwei weitere evangelische Kirchen:
Die Christuskirche wurde 1957 als zweite evangelische Kirche und die Auferstehungskirche 1986 im Wohngebiet Salzäcker als dritte evangelische Kirche Möhringens erbaut. Dabei war die Auferstehungskirchengemeinde bereits mit Wirkung vom 5. Dezember 1971 unter der Bezeichnung Salzäckerkirchengemeinde Möhringen errichtet und erst durch Bekanntmachung vom 26. Februar 1988 in Auferstehungskirchengemeinde Möhringen umbenannt worden.

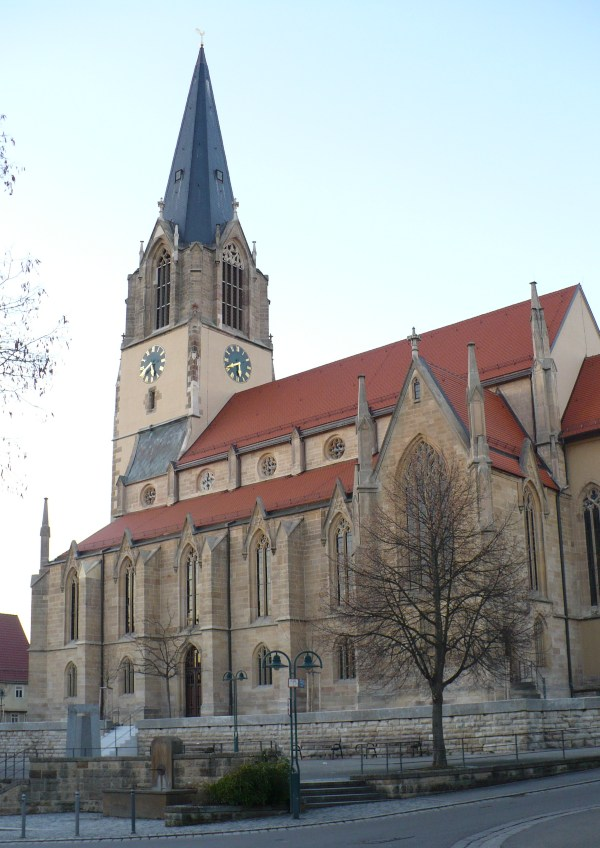
Evang. Martinskirche Stuttgart-Möhringen
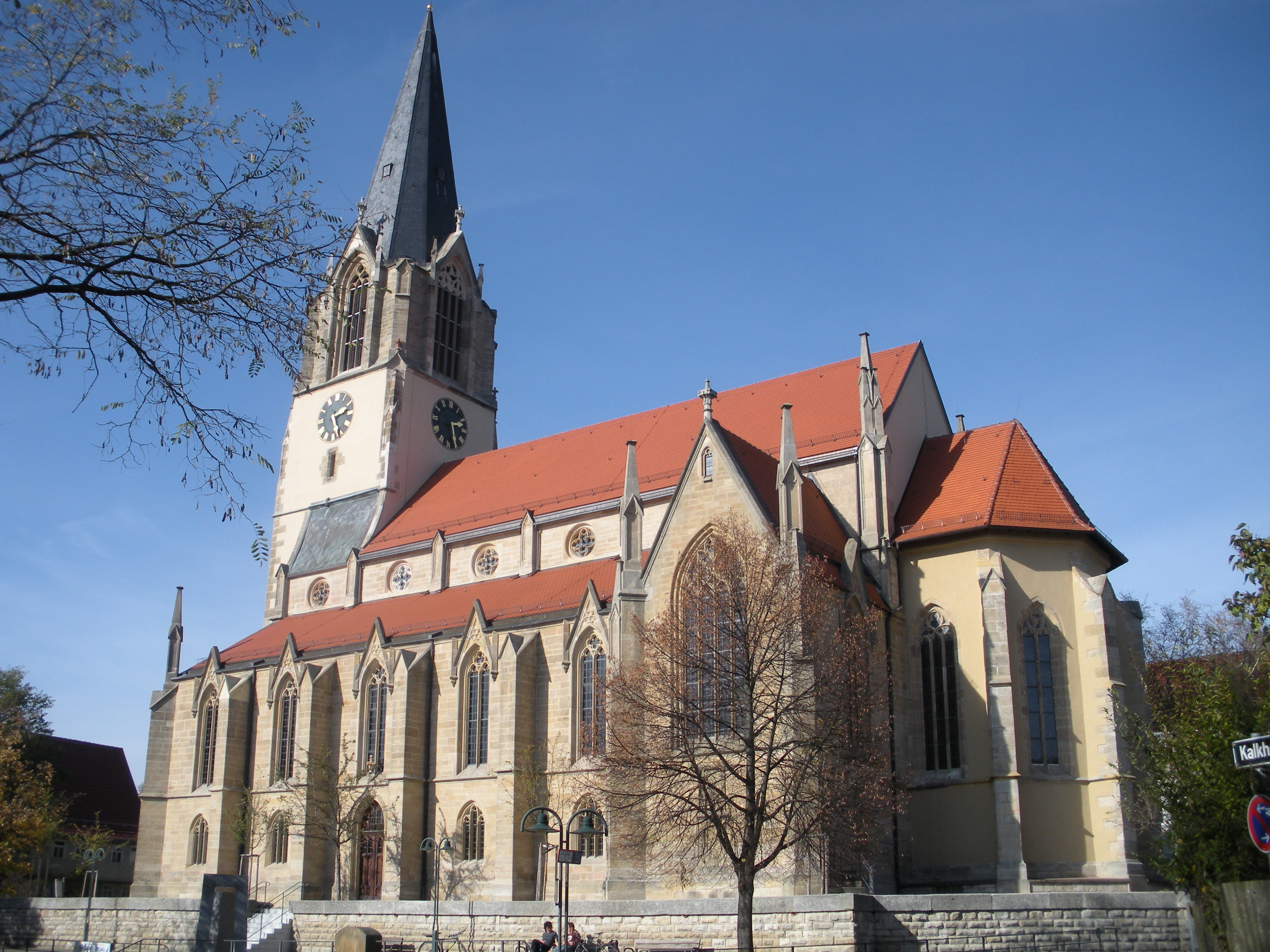
Evang. Martinskirche Stuttgart-Möhringen
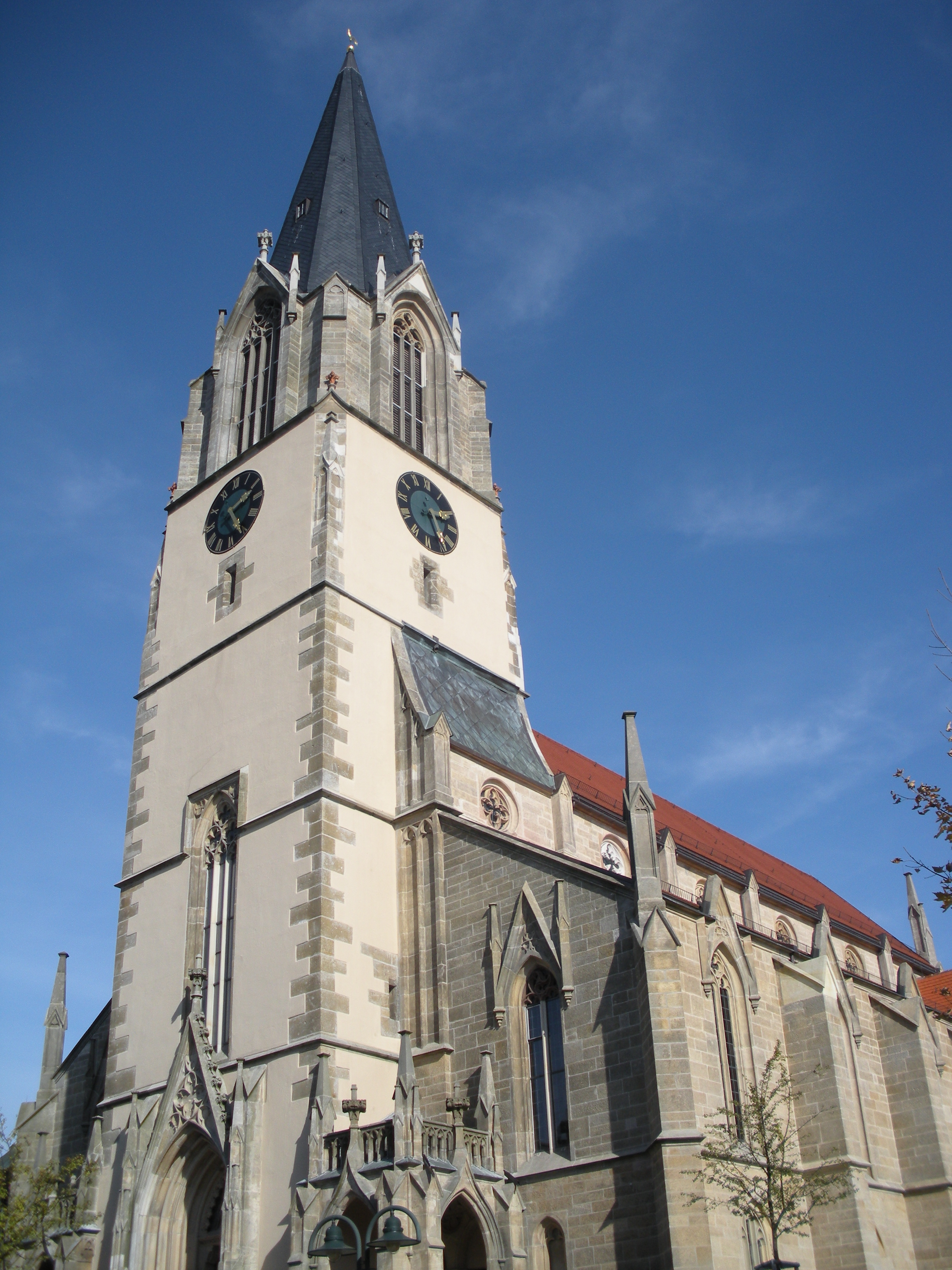
Evang. Martinskirche Stuttgart-Möhringen
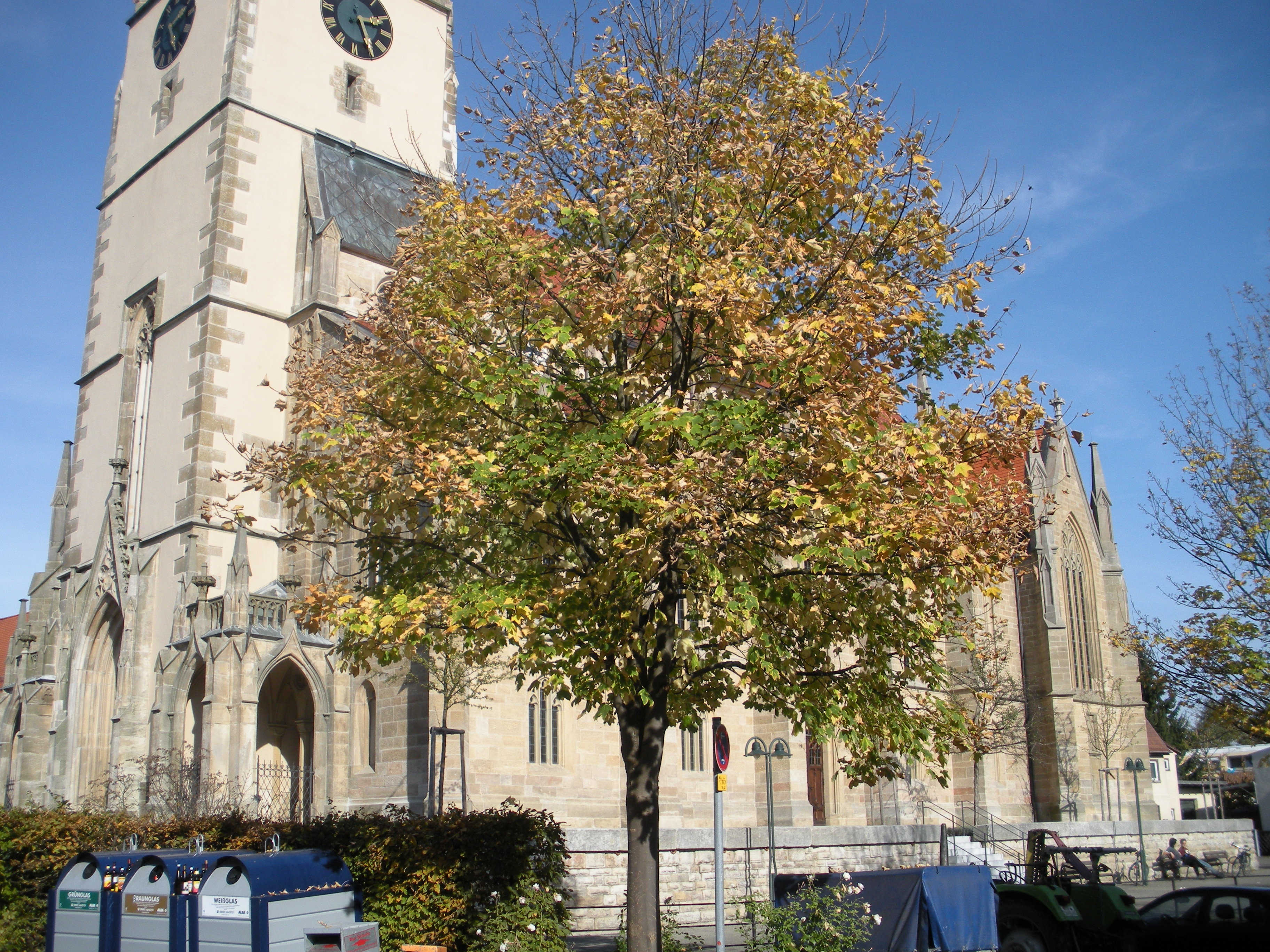
Evang. Martinskirche Stuttgart-Möhringen
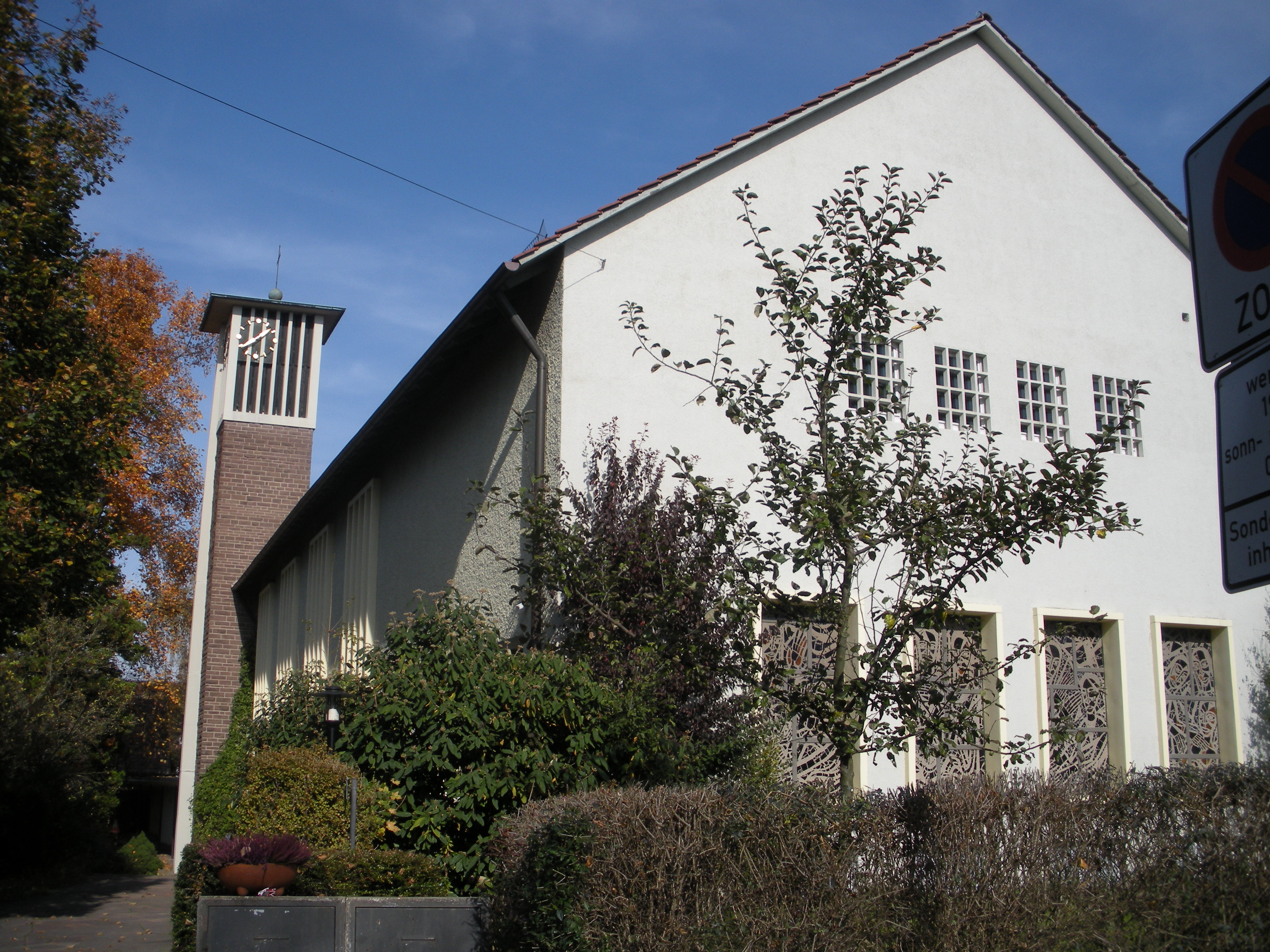
Evang. Christuskirche Stuttgart-Möhringen
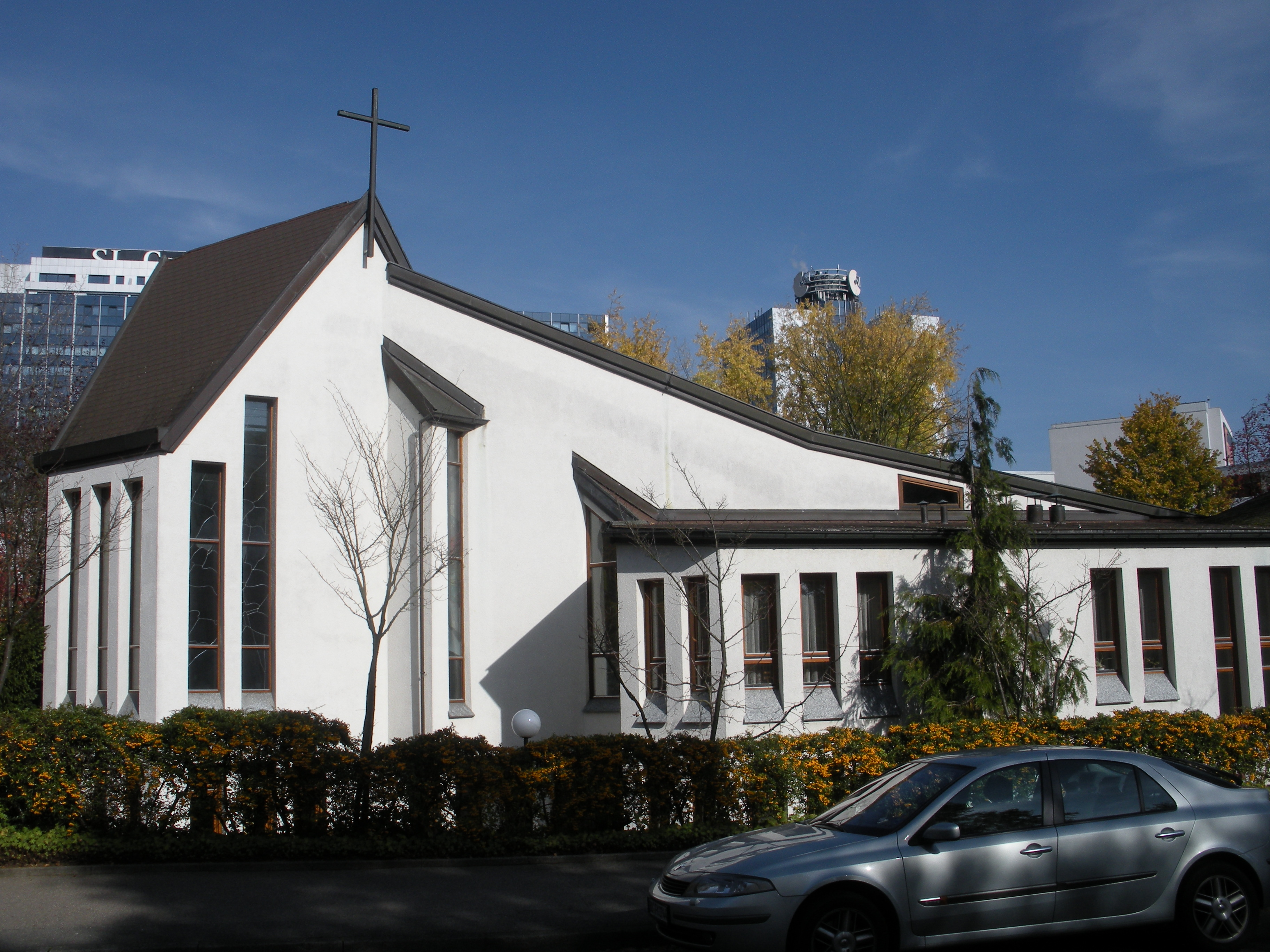
Evang. Auferstehungskirche Stuttgart-Möhringen
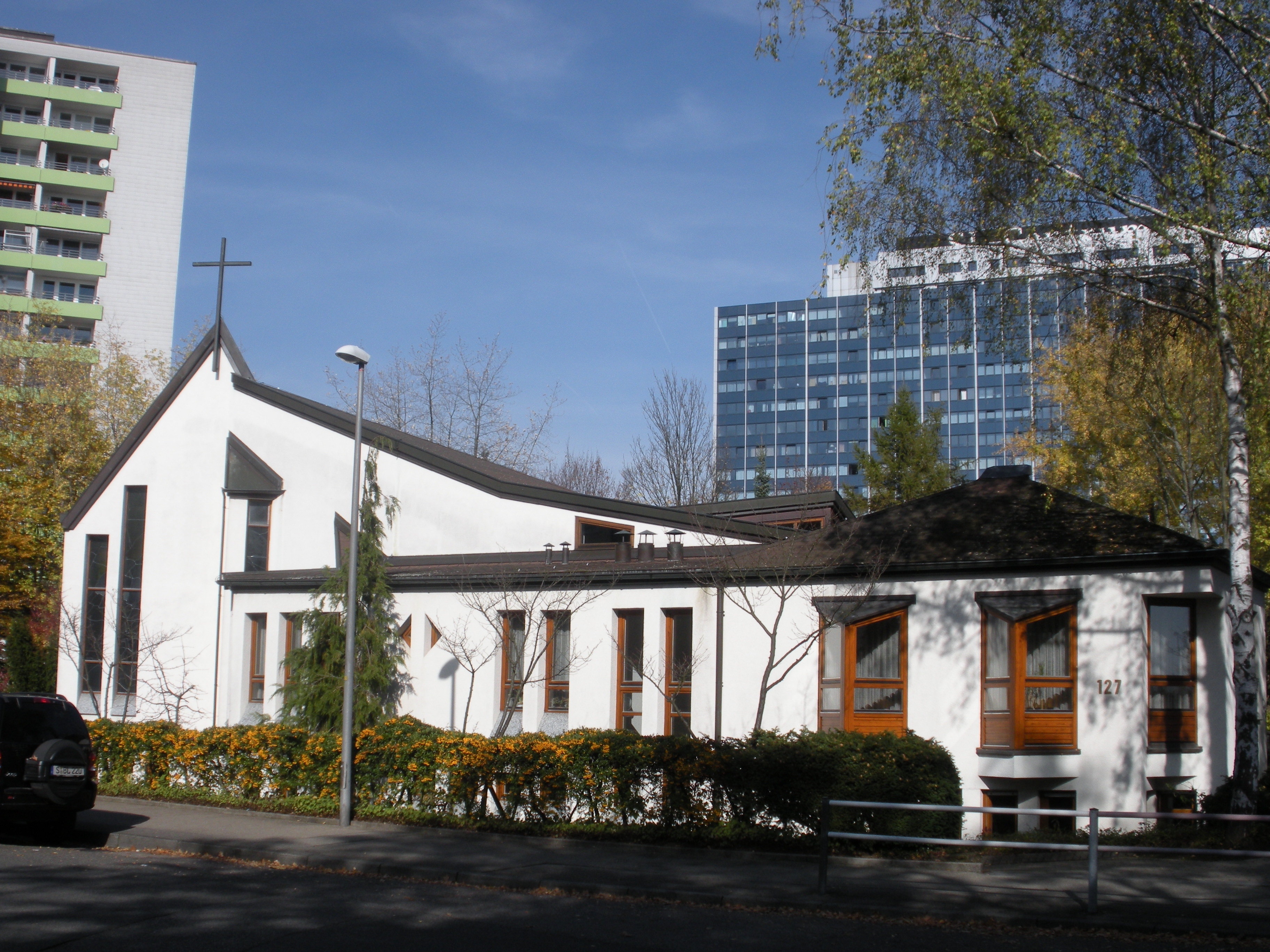
Evang. Auferstehungskirche Stuttgart-Möhringen

### Kirchengemeinde Plieningen-Hohenheim
Die Kirchengemeinde Plieningen-Hohenheim (ca. 3.900) umfasst den Stadtbezirk Plieningen mit seinen Stadtteilen Plieningen, Chausseefeld, Hohenheim und Steckfeld. Sie wurde am 11. November 2007 durch Zusammenschluss der bis dahin selbständigen Kirchengemeinden Plieningen und Hohenheim gebildet. Das Ministerium für Kultus, Jugend und Sport hat die Kirchengemeinde Plieningen-Hohenheim als Körperschaft des öffentlichen Rechts anerkannt.
In Plieningen befindet sich die älteste Kirche der Stadt Stuttgart. Sie hat ihren Ursprung als romanischer Steinbau in der St.-Martinus-Kirche, welche im 12. Jahrhundert erbaut wurde. Zu ihrer Pfarrei gehörten die umliegenden Dörfer, z. B. auch Riedenberg, bis dieses der Pfarrei Birkach zugeordnet wurde. Die heutige Martinskirche in Plieningen wurde 1517 im Stil der Spätgotik vollendet. Die Kirche wurde 1919 Sitz des Dekans für das Amtsoberamt Stuttgart, bevor der Sitz 1938 nach Degerloch verlegt wurde (siehe Kirchenbezirk Degerloch).
Die Stadtteile Hohenheim und Steckfeld wurden seit den 1930er Jahren aufgesiedelt, Chausseefeld entstand erst in den 1980er Jahren. Diese Gebiete gehörten daher zunächst zur Kirchengemeinde Plieningen. Doch gab es bereits seit 1844 eine evangelische (Filial-)Kirchengemeinde Hohenheim, jedoch war diese Teil der Evangelischen Kirchengemeinde Plieningen. Die Gottesdienste fanden im Betsaal im Schloss Hohenheim statt. Zuständig war der zweite Pfarrer von Plieningen. Am 1. November 1947 (Bekanntmachung vom 18. März 1949) schlossen sich die evangelischen Bewohner von Steckfeld und einiger umliegender Gehöfte und Gebäude der Filialkirchengemeinde Hohenheim an, so dass diese schließlich am 20. Oktober 1954 zur selbständigen Kirchengemeinde Hohenheim erklärt werden konnte (Bekanntmachung des Oberkirchenrats vom 13. Januar 1955). Am 1. Mai 1955 wurde in Hohenheim dann auch eine ständige Pfarrstelle errichtet. Gottesdienste wurde weiterhin im Betsaal des Schlosses gefeiert. Ende der 1950er Jahre entschloss man sich zum Bau einer eigenen Kirche. 1961 wurde ein Architektenwettbewerb ausgeschrieben. Sieger wurde Dipl.-Ing. Heinz Rall. Die Grundsteinlegung für das Gemeindezentrum erfolgte am 3. Oktober 1965 und am 25. Juni 1967 wurde die Kirche in Hohenheim feierlich eingeweiht. Ab 1970 gehörten auch die evangelischen Bewohner des neu entstandenen Wohngebiets Asemwald zur Kirchengemeinde Hohenheim, bis dort am 1. Januar 1975 die Kirchengemeinde Asemwald gebildet wurden. Im November 2007 schloss sich die Kirchengemeinde Hohenheim mit der Kirchengemeinde Plieningen zusammen.
Die Kirchengemeinde Plieningen-Hohenheim ist Träger des Kindergartens im Mönchhof.

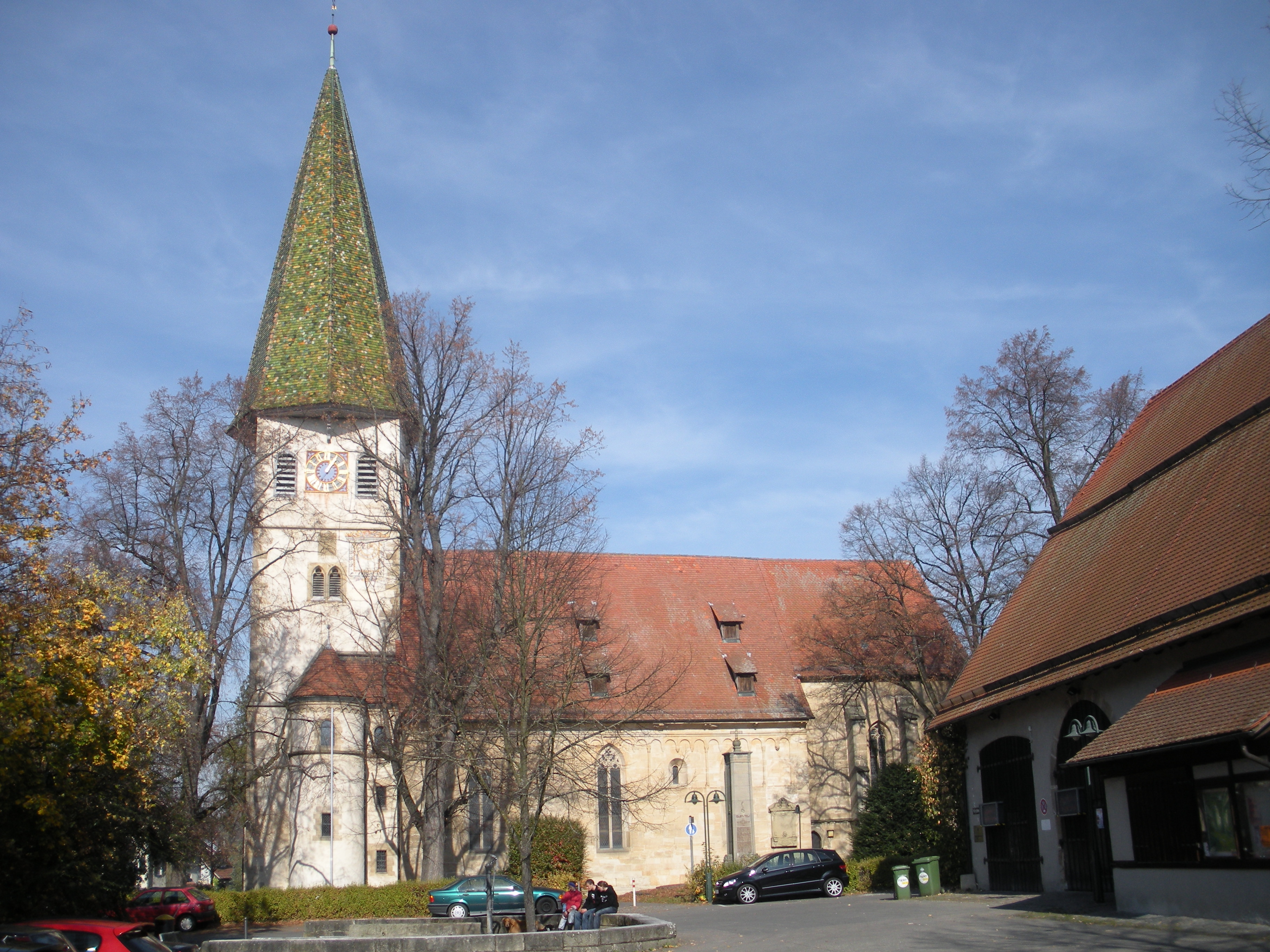
Evang. Martinskirche Stuttgart-Plieningen
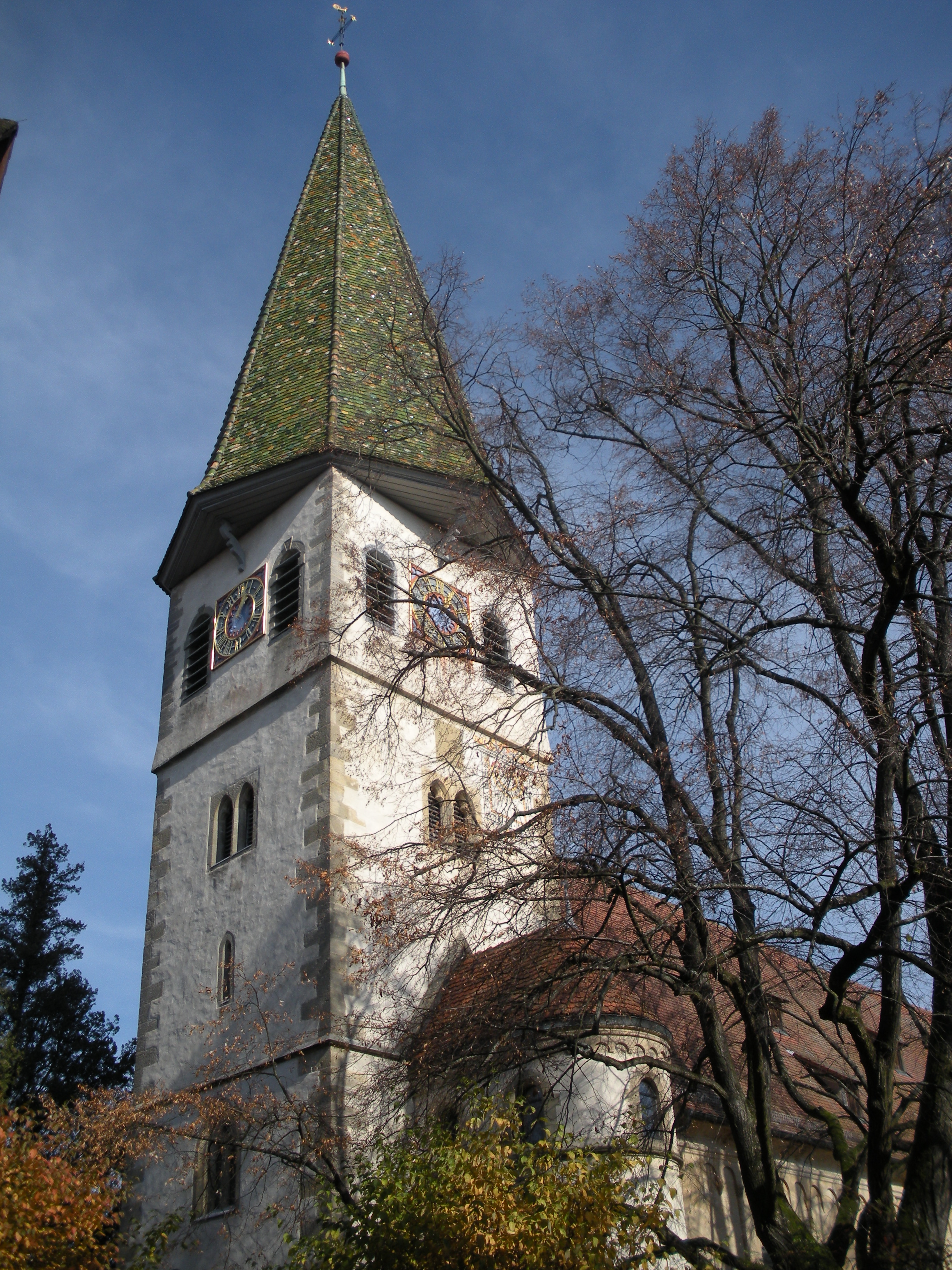
Evang. Martinskirche Stuttgart-Plieningen
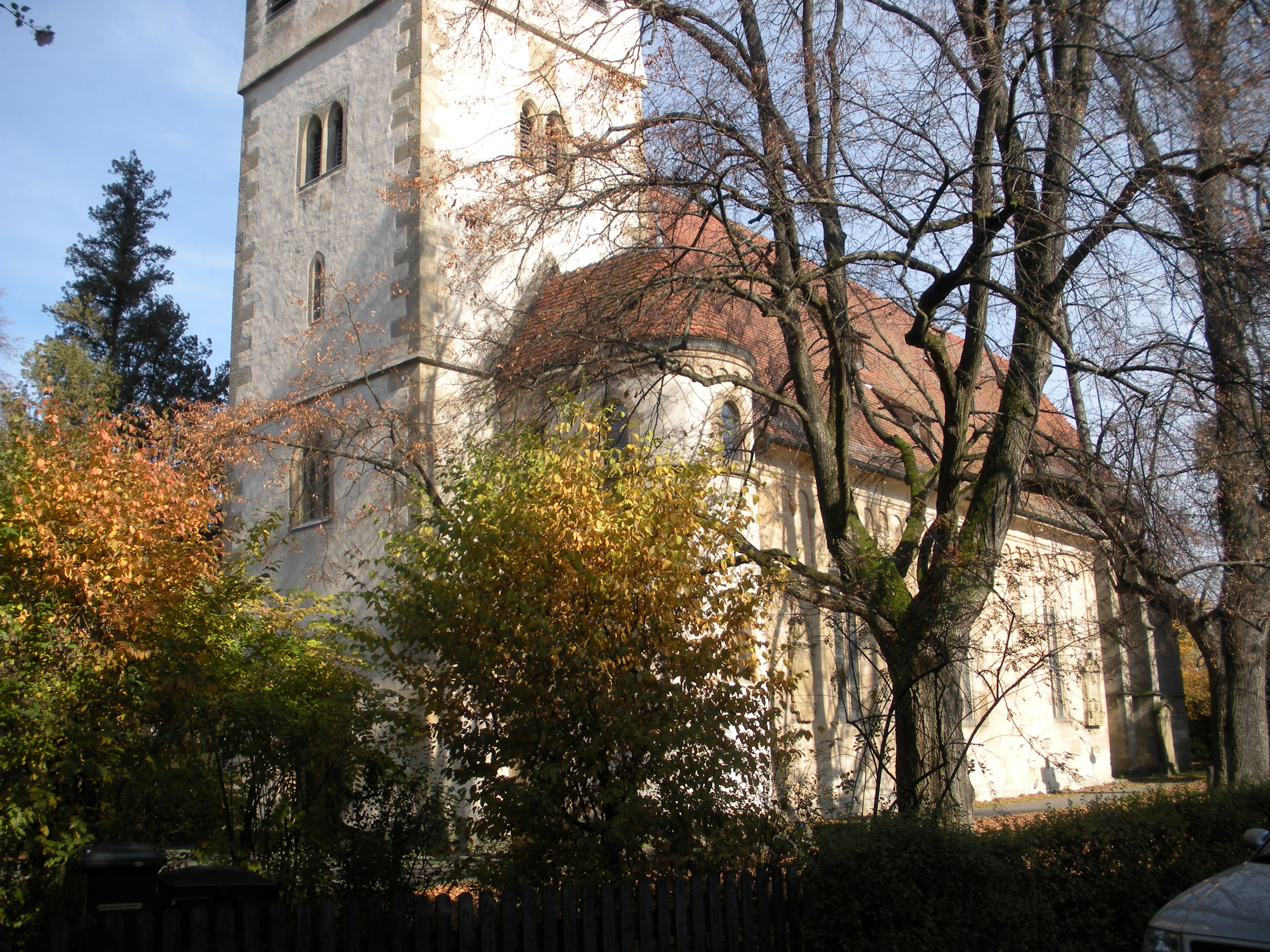
Evang. Martinskirche Stuttgart-Plieningen
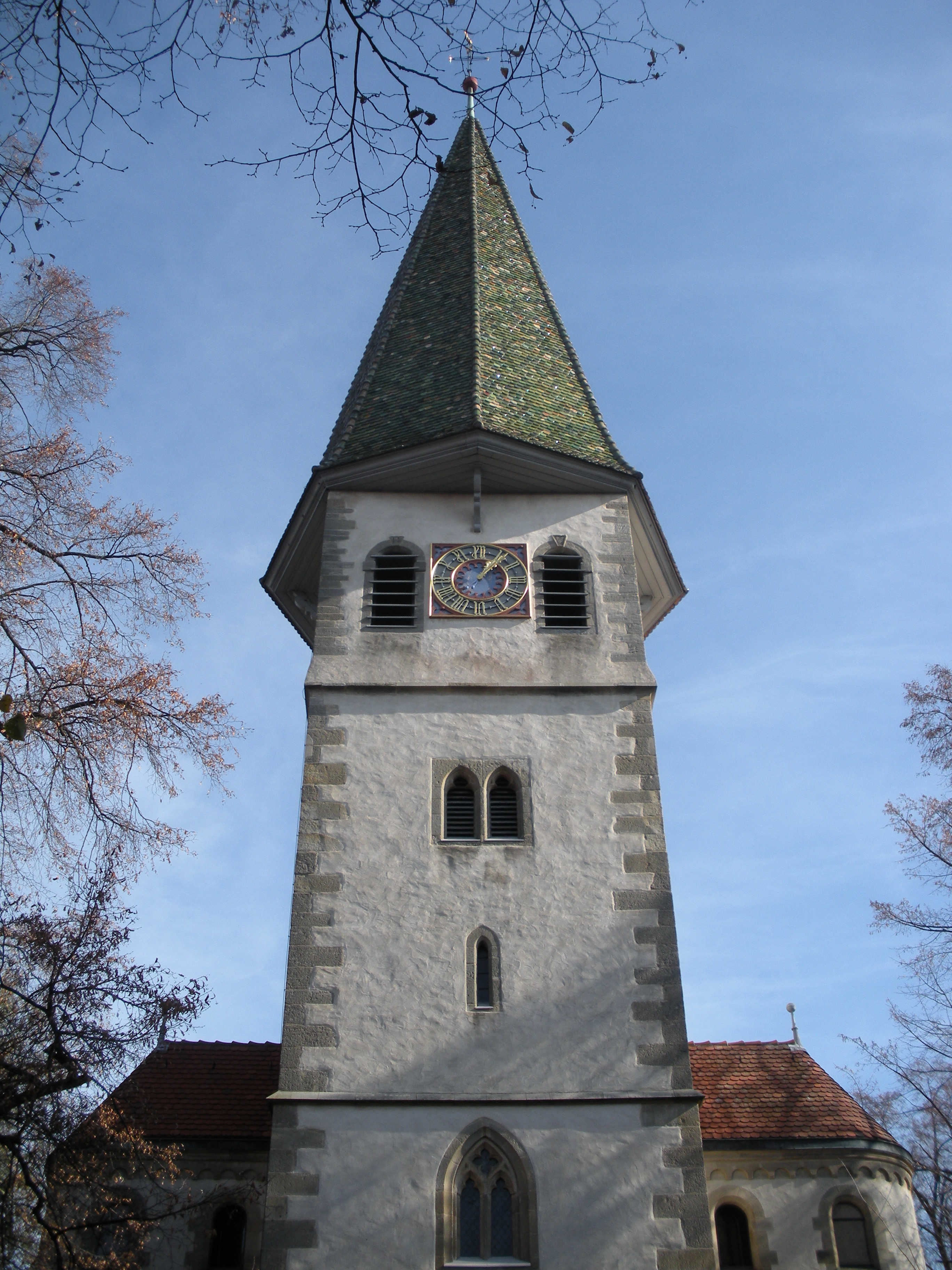
Evang. Martinskirche Stuttgart-Plieningen
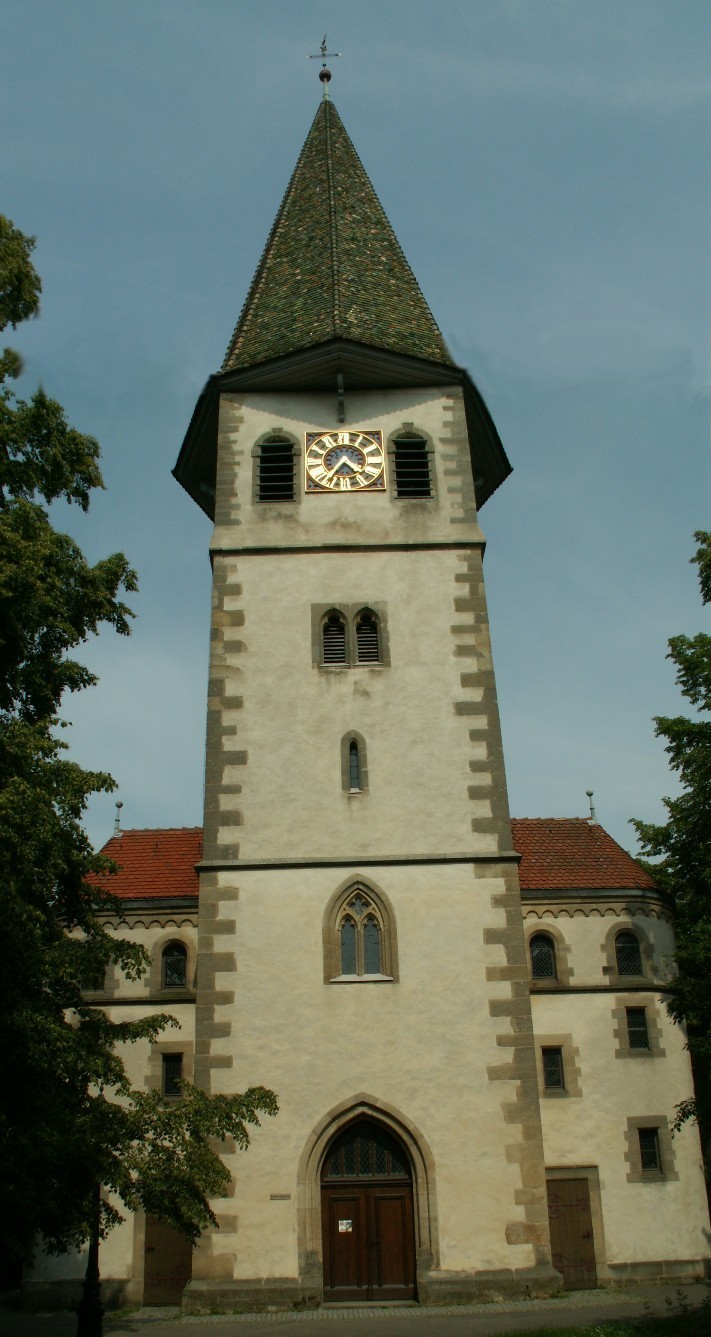
Evang. Martinskirche Stuttgart-Plieningen
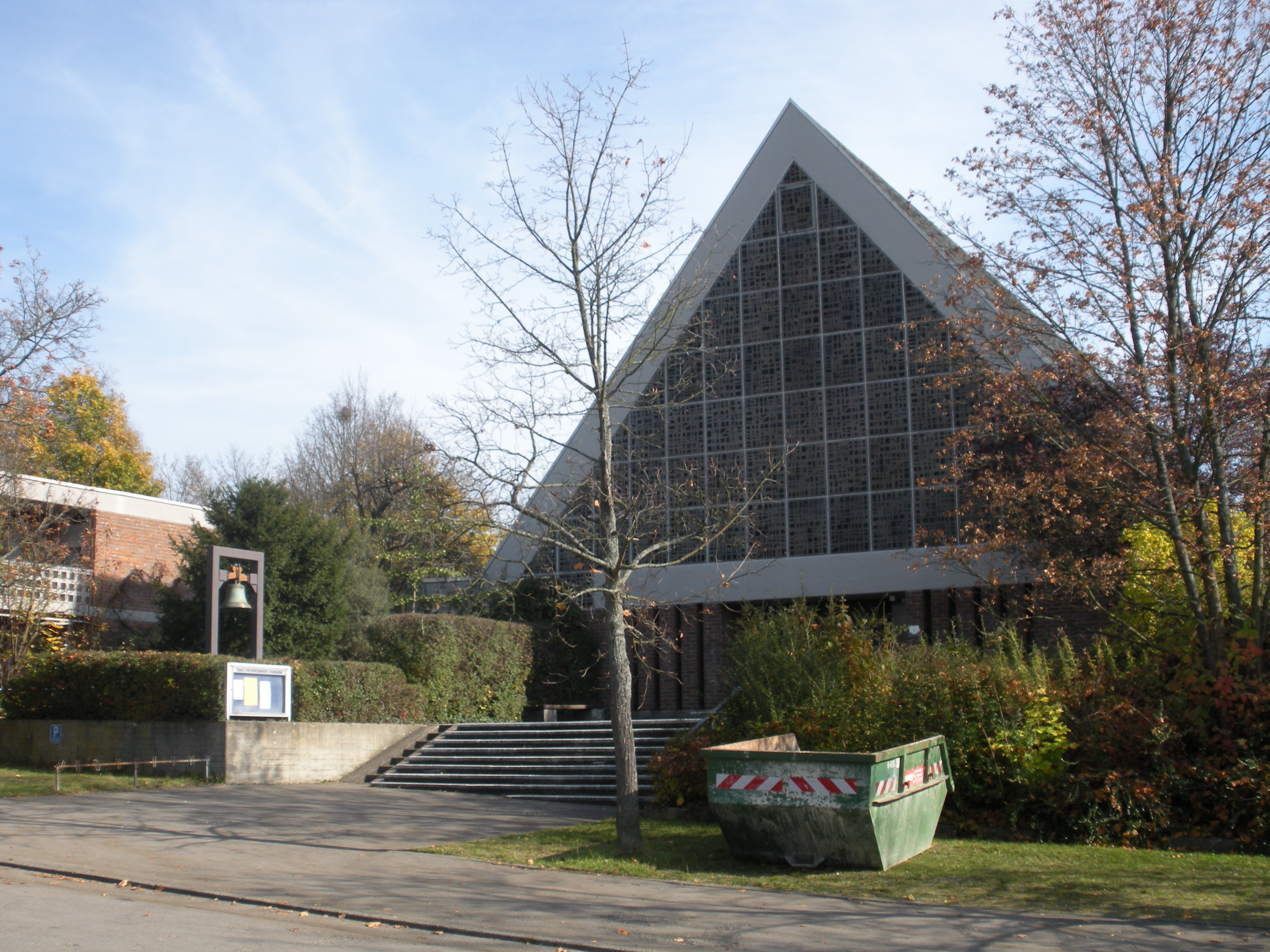
Evang. Kirche Stuttgart-Hohenheim
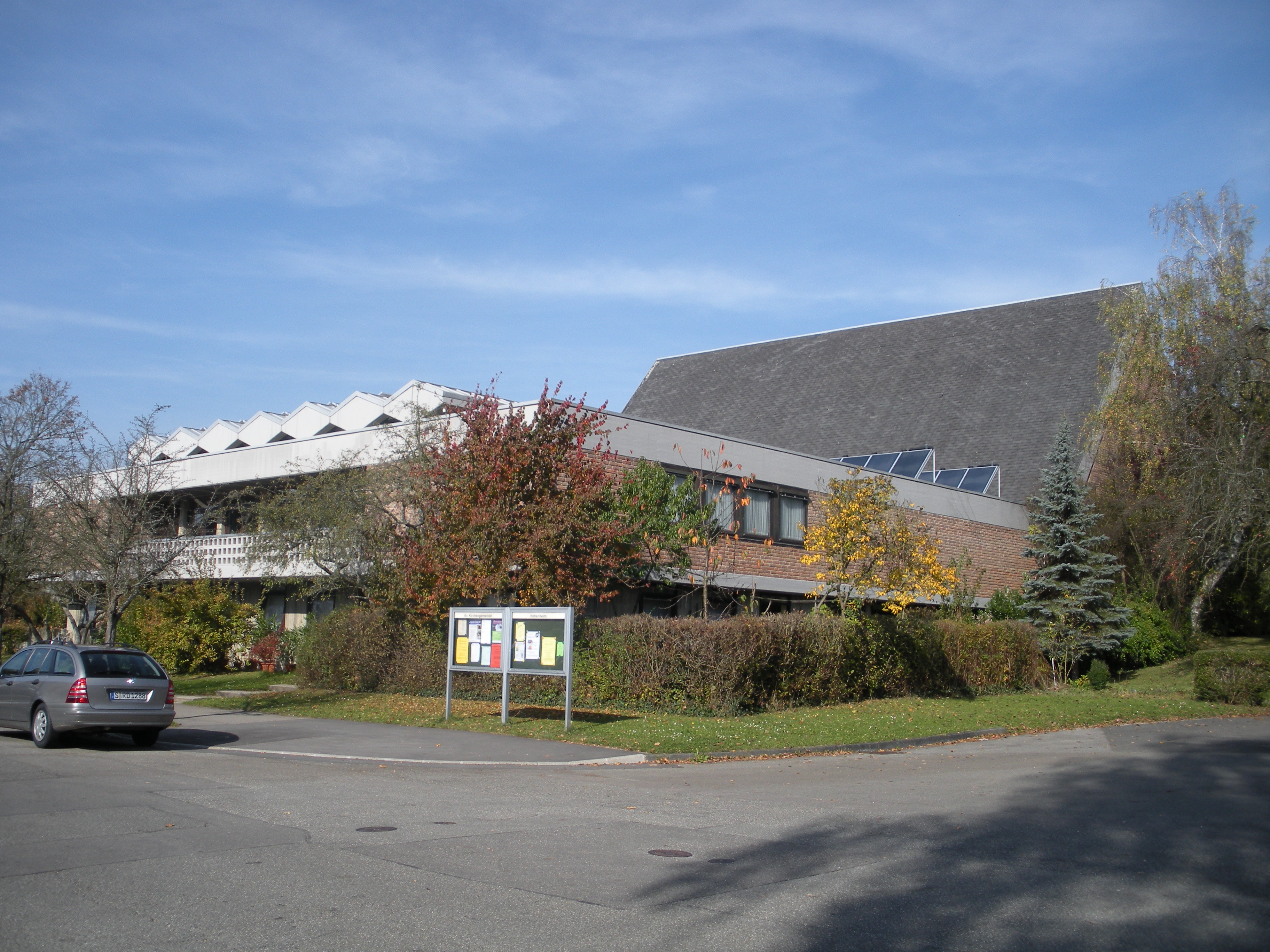
Evang. Kirche Stuttgart-Hohenheim
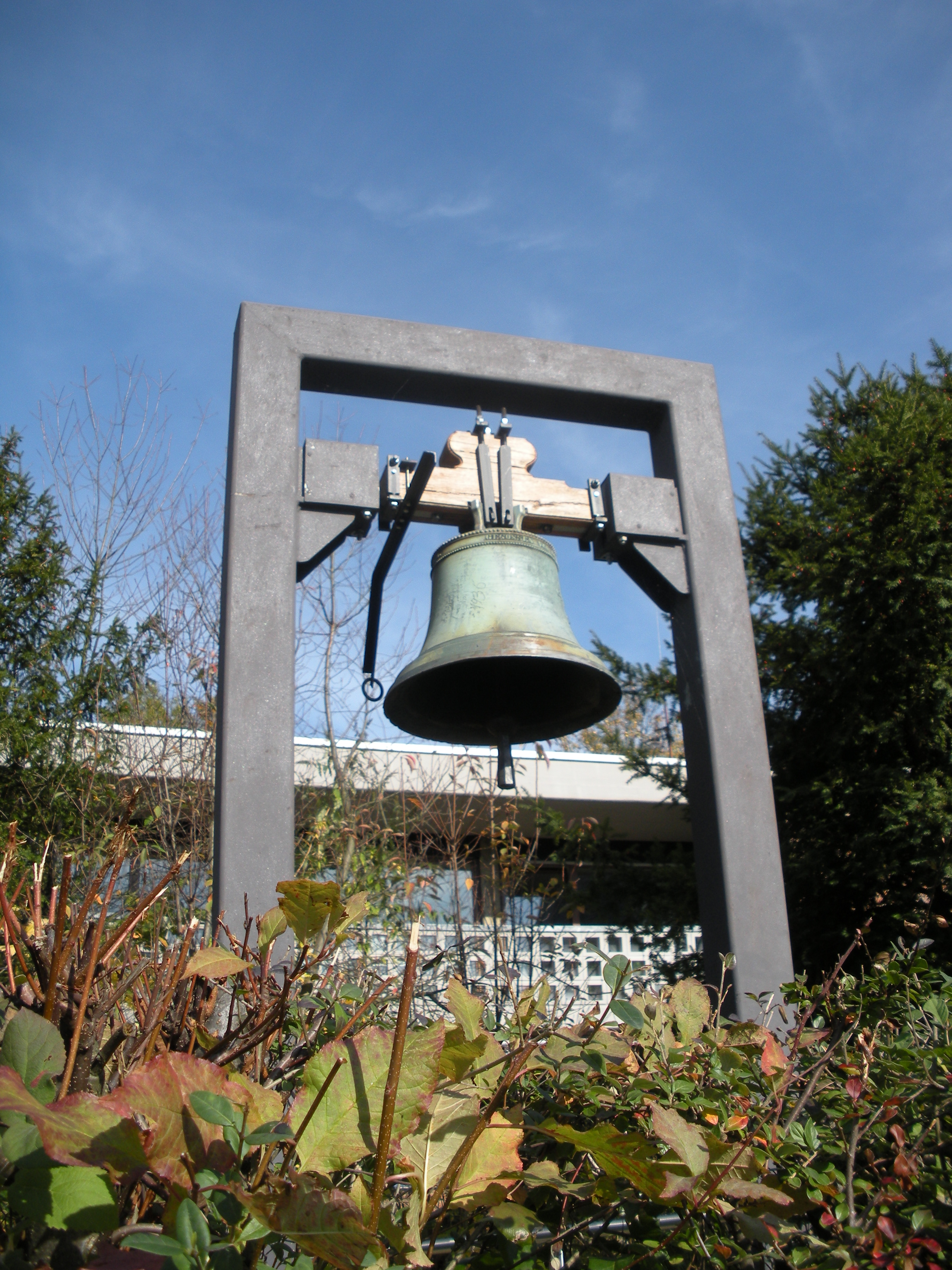
Evang. Kirche Stuttgart-Hohenheim – Glockenturm

### Kirchengemeinde Riedenberg
Die Kirchengemeinde Riedenberg (ca. 2.500) umfasst den gleichnamigen Stadtteil innerhalb des Stadtbezirks Sillenbuch. Kirchlich gehörte der bereits um 1100 erwähnte Ort zunächst zu Plieningen, dann zur Kirchengemeinde Birkach. Mit Wirkung vom 1. April 1947 wurde der Ort der Kirchengemeinde Sillenbuch zugeordnet, jedoch gleichzeitig als eigenständige Filialkirchengemeinde von Sillenbuch errichtet, die mit der Kirchengemeinde Sillenbuch die ebenfalls neu gebildete Gesamtkirchengemeinde Sillenbuch bildete. Das Kultministerium hatte die neue Filialkirchengemeinde Riedenberg und die Gesamtkirchengemeinde Sillenbuch mit Schreiben vom 8. April 1947 als Körperschaften des öffentlichen Rechts anerkannt. Im Oktober 1955 konnte die eigene Emmauskirche in Riedenberg einweiht werden. Mit Wirkung vom 1. April 1960 wurde die Filialkirchengemeinde Riedenberg zur selbständigen Kirchengemeinde erhoben und gleichzeitig die Gesamtkirchengemeinde Sillenbuch-Riedenberg aufgehoben.

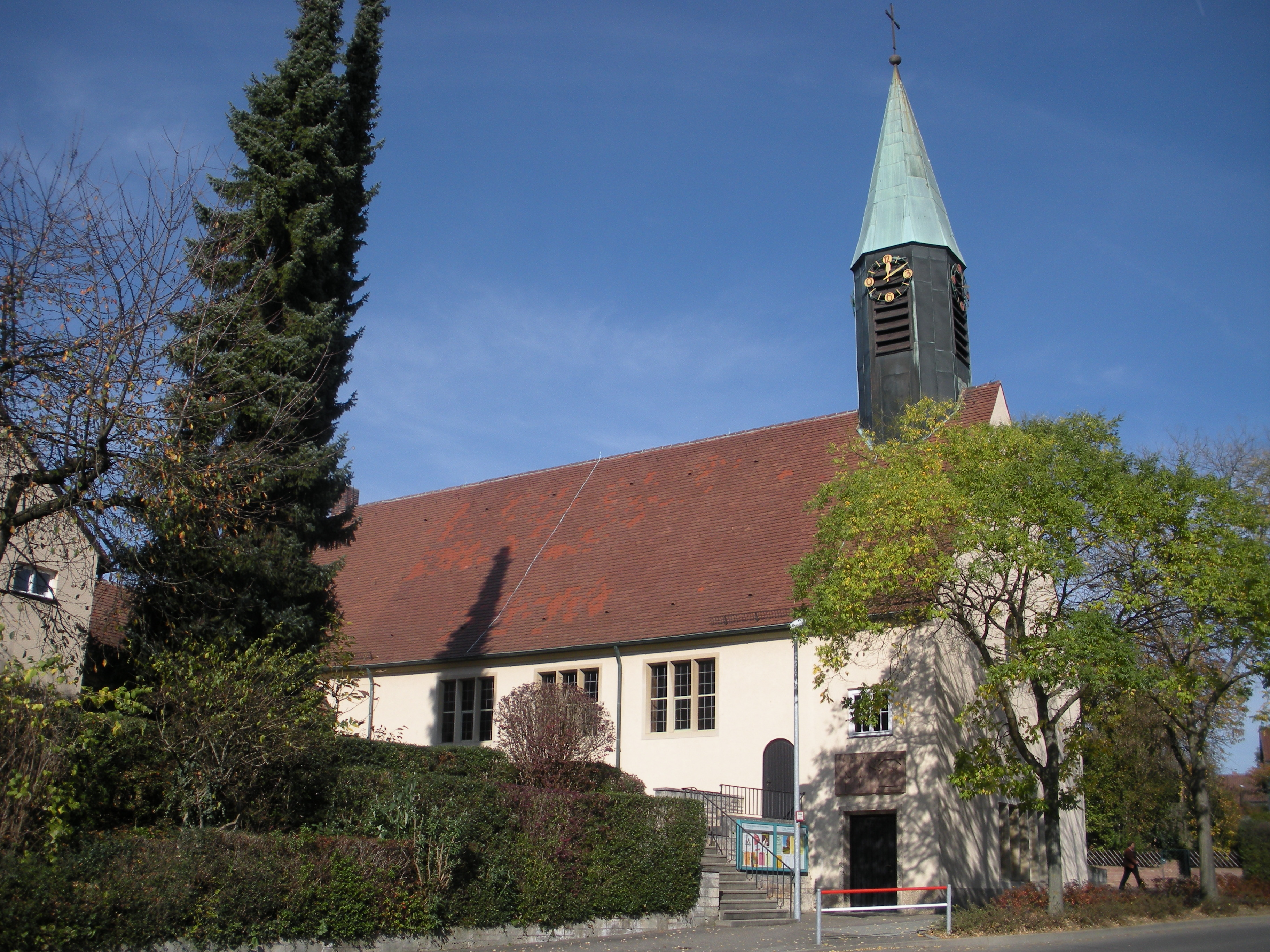
Evang. Emmauskirche Stuttgart-Riedenberg
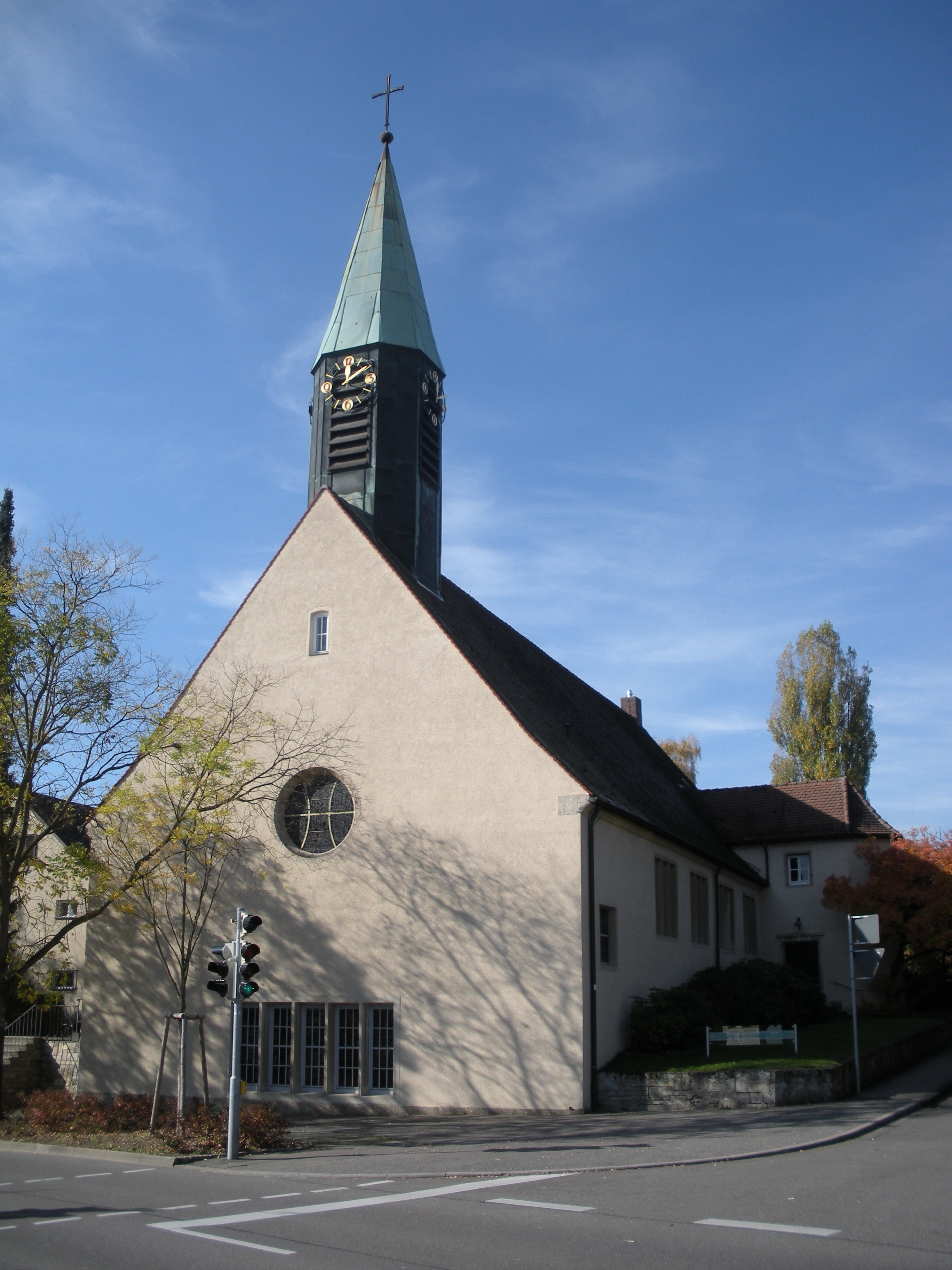
Evang. Emmauskirche Stuttgart-Riedenberg

### Kirchengemeinde Rohr-Dürrlewang
Die Kirchengemeinde Rohr (ca. 3.250) umfasst den gleichnamigen Stadtteil innerhalb des Stadtbezirks Vaihingen. Von der alten Laurentiuskirche des Dorfes Rohr besteht heute nur noch der Turm, der 1740 einen Fachwerkaufsatz bekam. Das heutige Schiff ist ein modernes Gemeindezentrum von 1980 mit Gemeinderäumen, Wohnungen, einem Kindergarten und einer Diakoniestation.
Die heutige Kirchengemeinde Rohr entstand durch Bekanntmachung des Oberkirchenrats vom 21. April 1967, als die damalige Kirchengemeinde Stuttgart-Rohr in zwei Teilkirchengemeinden (Stuttgart-Rohr und Stuttgart-Dürrlewang) aufgeteilt und diese gleichzeitig in der neu gebildeten Gesamtkirchengemeinde Rohr-Dürrlewang zusammengeschlossen wurden. Das Kultusministerium hatte die Gesamtkirchengemeinde und deren Teilkirchengemeinden mit Schreiben vom 22. März 1967 als Körperschaften des öffentlichen Rechts anerkannt. Durch Bekanntmachung des Oberkirchenrats vom 28. August 1984 wurde die Gesamtkirchengemeinde Rohr-Dürrlewang jedoch wieder aufgelöst.

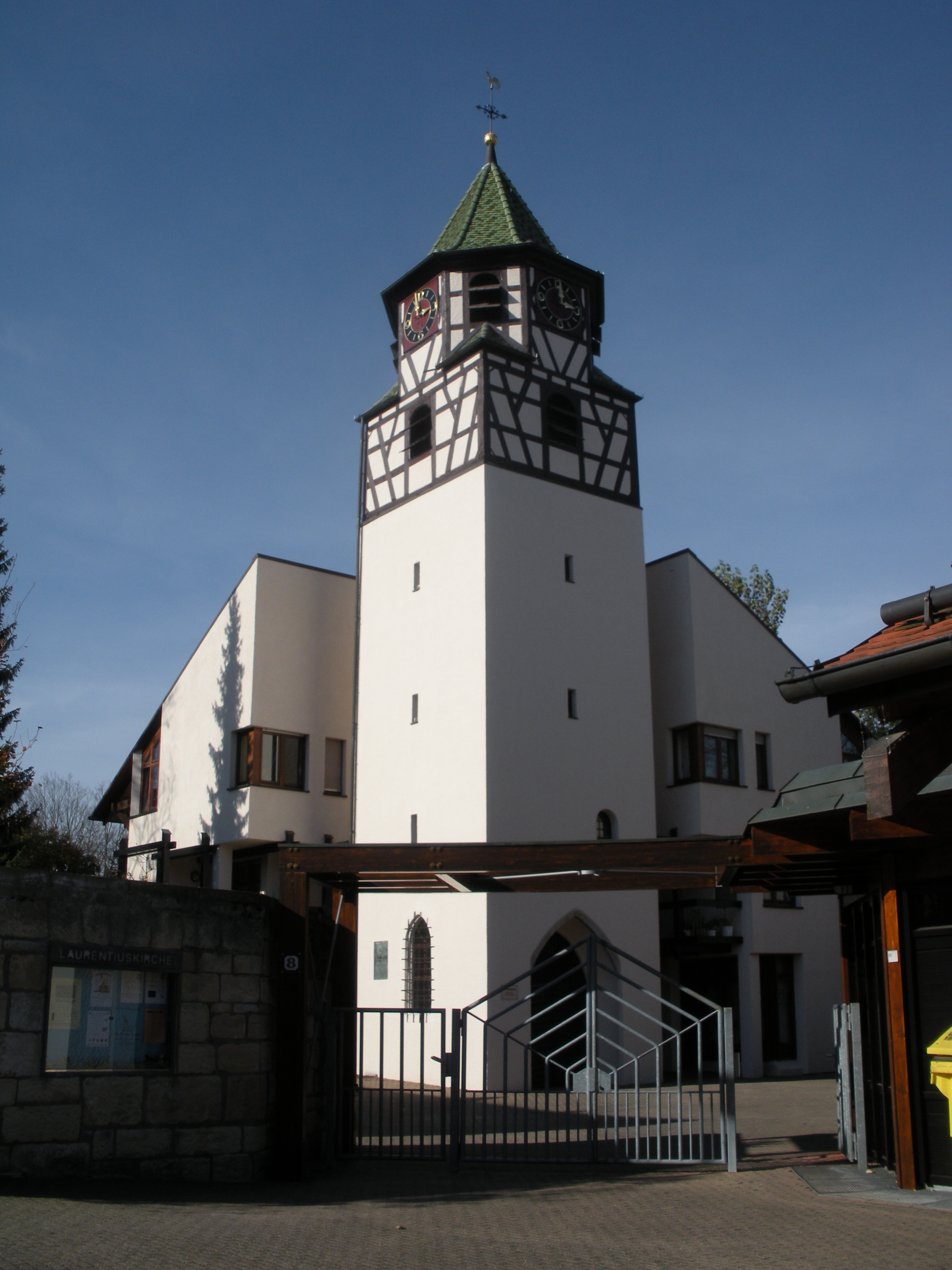
Evang. Laurentiuskirche Stuttgart-Rohr
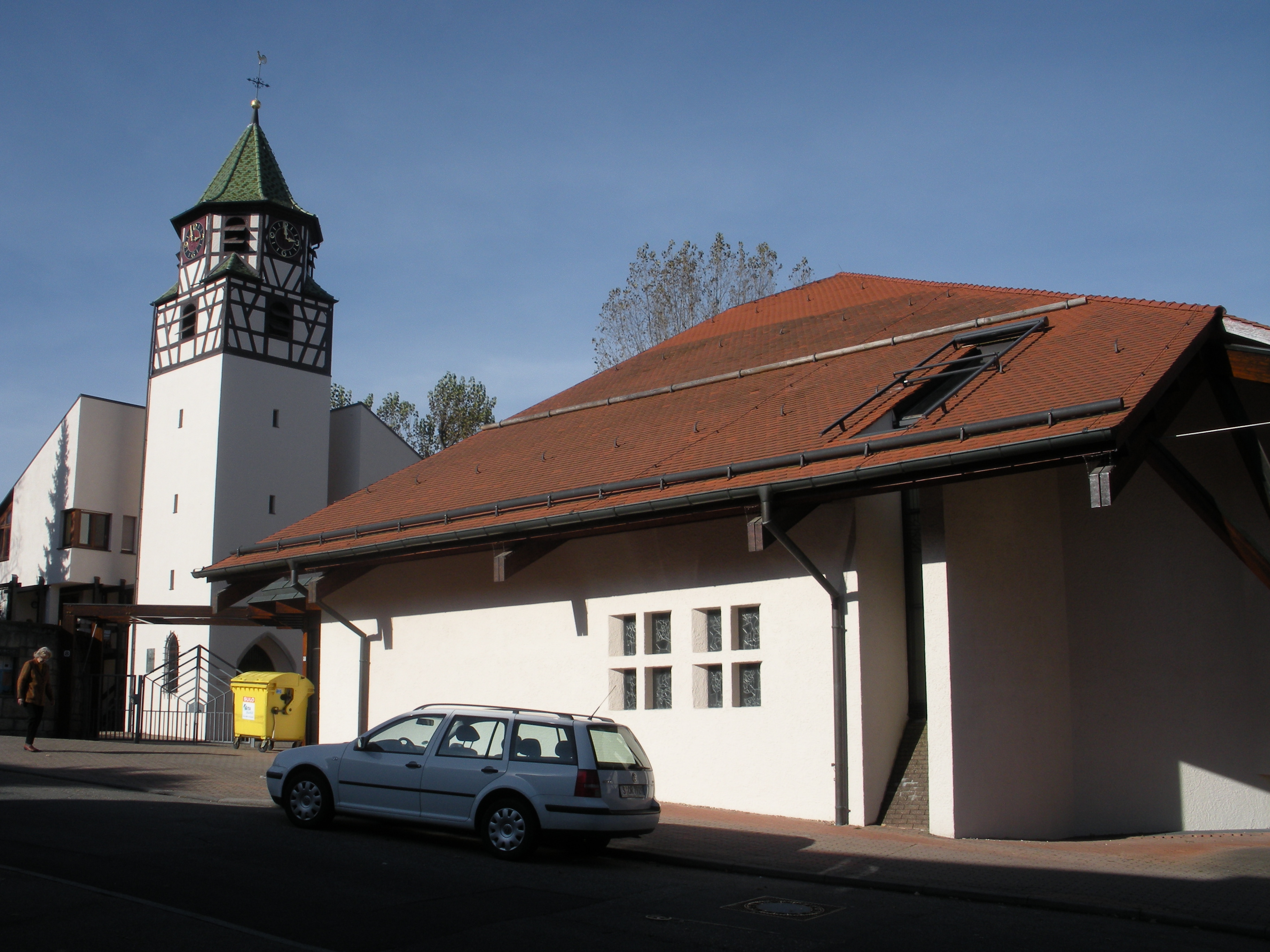
Evang. Laurentiuskirche Stuttgart-Rohr
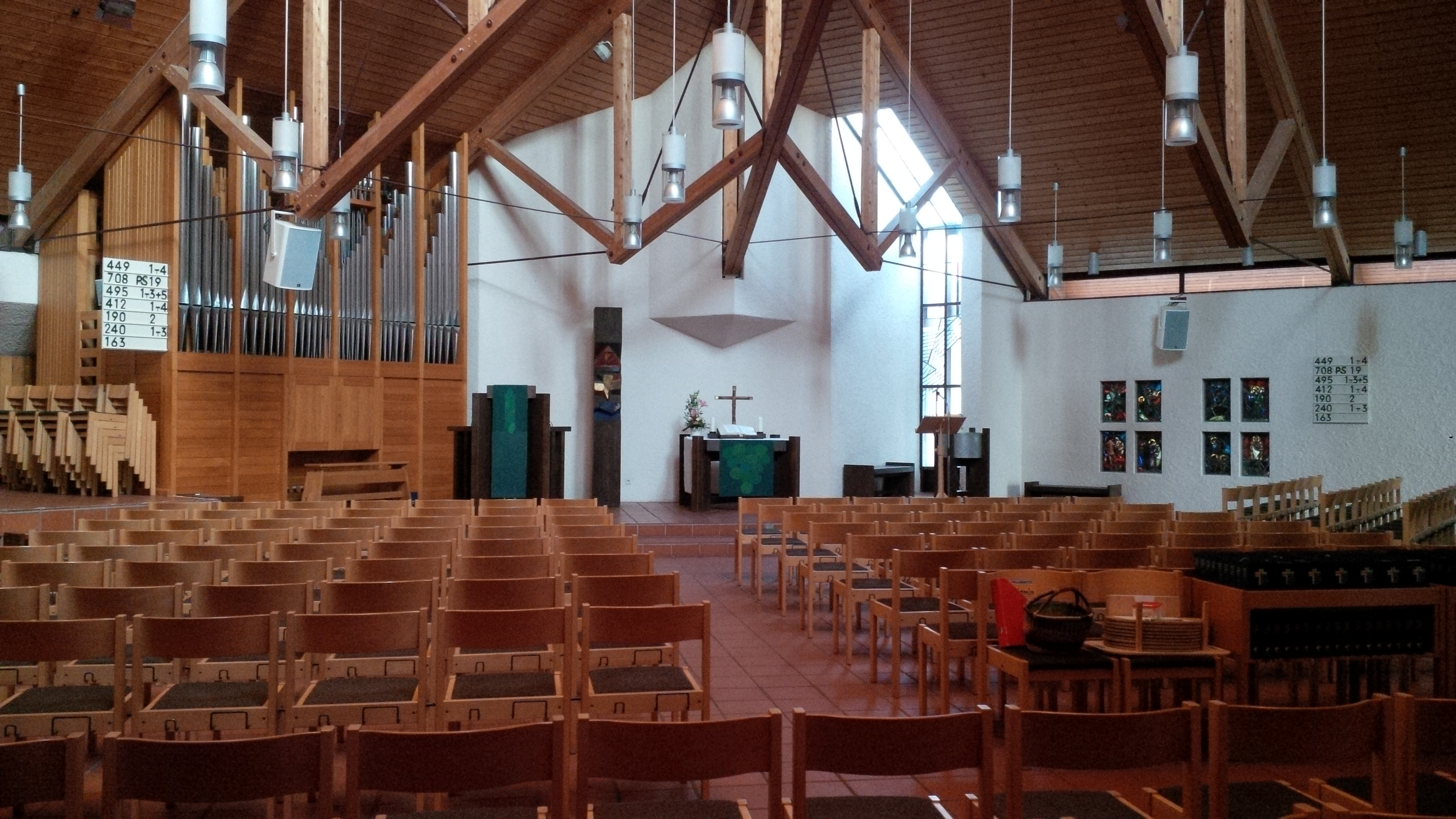
Evang. Laurentiuskirche Stuttgart-Rohr

### Sarahkirchengemeinde Stuttgart
Die Sarahkirchengemeinde wurde nach einem Grundsatzbeschluss der beteiligten Kirchengemeinderats-Gremien im Januar 2018 durch Verfügung des Oberkirchenrats vom 1. Januar 2021 aus den bisherigen Stuttgarter Kirchengemeinden Sillenbuch, Alt-Heumaden und Heumaden-Süd gebildet. Namensgeberin ist die biblische Gestalt Sarah. Als Glaubenszeugin (Hebräer 11,11 ) und sehr menschliche Figur soll sie für den Glauben im Alltag und für den Aufbruch in Neues stehen.
Sillenbuch gehörte kirchlich zunächst zu Hedelfingen, dann zu Rohracker. Infolge starken Zuzugs wurde durch Bekanntmachung des Oberkirchenrats vom 28. November 1931 die selbständige Kirchengemeinde Sillenbuch gebildet. 1933 erhielt der Ort auch eine eigene Kirche, die Martin-Luther-Kirche. Bis 1947 gehörte die Kirchengemeinde Sillenbuch zum Kirchenbezirk Bad Cannstatt. Mit Wirkung vom 1. April 1947 wurde diese in den Kirchenbezirk Degerloch umgegliedert. Gleichzeitig wurde der Ort Riedenberg, der bis dahin zur Kirchengemeinde Birkach gehörte, der Kirchengemeinde Sillenbuch zugeordnet, mit der Maßgabe, dass dort die eigenständige Filialkirchengemeinde Riedenberg gebildet wurde, die mit der Kirchengemeinde Sillenbuch die ebenfalls neu gebildete Gesamtkirchengemeinde Sillenbuch bildete. Das Kultministerium hatte die neue Filialkirchengemeinde Riedenberg und die Gesamtkirchengemeinde Sillenbuch mit Schreiben vom 8. April 1947 als Körperschaften des öffentlichen Rechts anerkannt. Mit Wirkung vom 1. April 1960 wurde die Filialkirchengemeinde Riedenberg zur selbständigen Kirchengemeinde erhoben und gleichzeitig die Gesamtkirchengemeinde Sillenbuch-Riedenberg aufgehoben. Die Kirchengemeinde Sillenbuch ist auch Träger zweier Kindergärten.

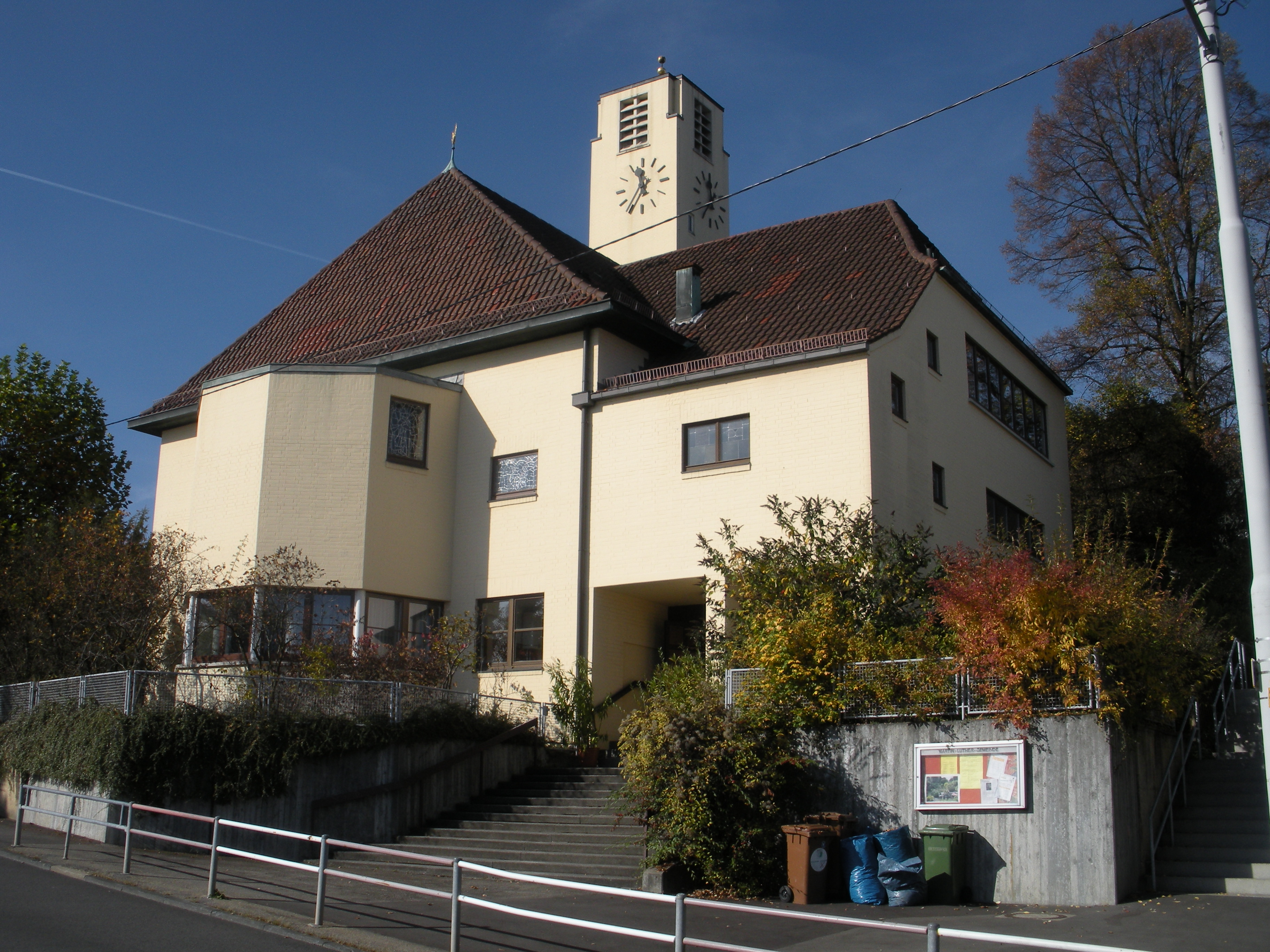
Evang. Martin-Luther-Kirche Stuttgart-Sillenbuch
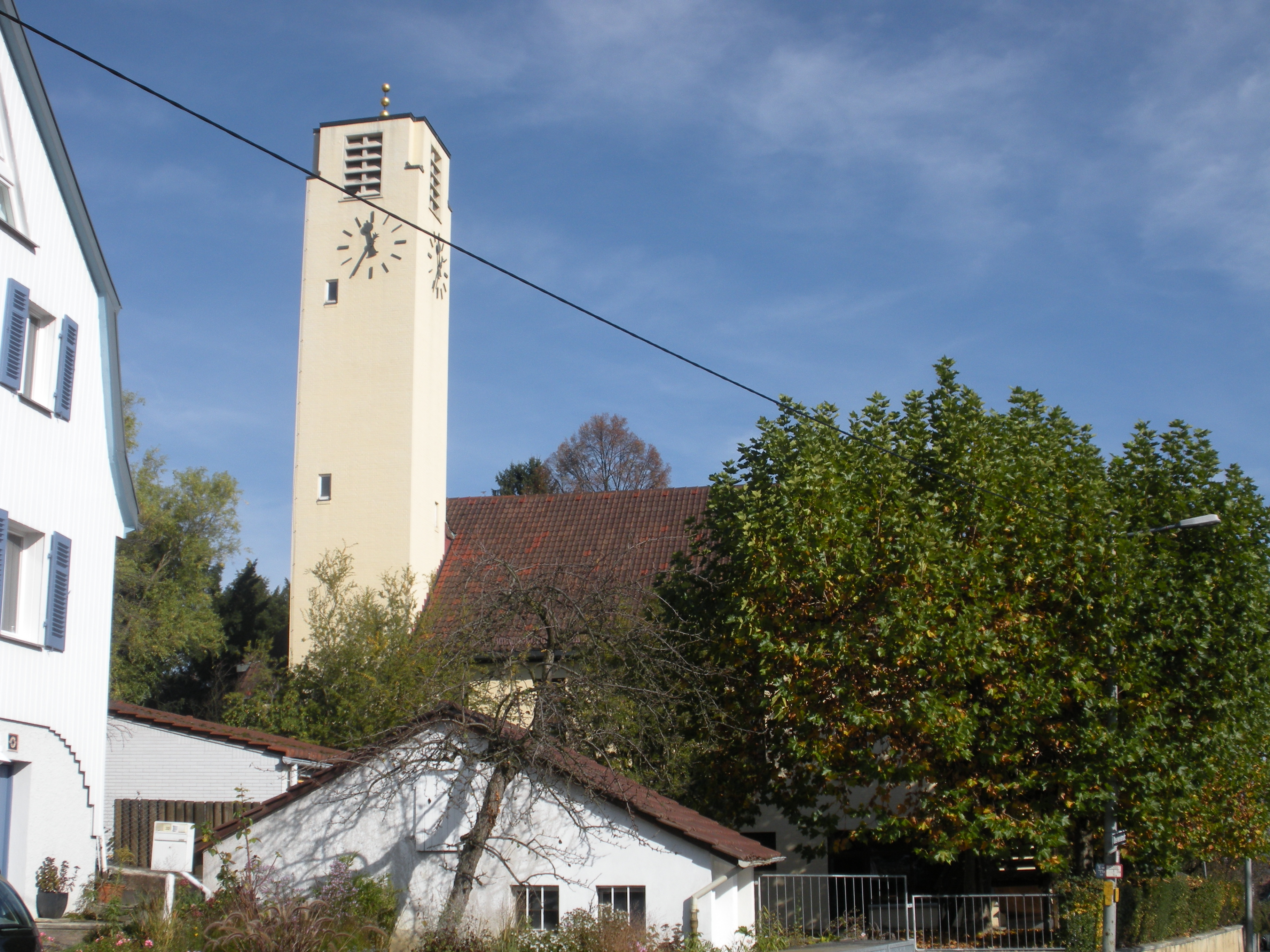
Evang. Martin-Luther-Kirche Stuttgart-Sillenbuch

Kirchlich gehörte Heumaden bis 1475 zur Nachbarpfarrei Ruit, wurde dann selbständig. Ihre Kirche ist die ehemals St. Blasius und St. Ottolia geweihte Kirche mit spätgotischem Chor. Als seit den 1930er Jahren Heumaden in Richtung Süden stark wuchs, wurde dort Anfang der 1960er Jahre eine weitere Kirche, die Gnadenkirche mit Gemeindezentrum erbaut. Durch Bekanntmachung des Oberkirchenrats vom 17. Dezember 1965 wurde dann die bis dahin alleinige Kirchengemeinde Heumaden in die zwei Teilkirchengemeinden Heumaden-Nord und Heumaden-Süd aufgeteilt und diese in der neu gebildeten Gesamtkirchengemeinde Heumaden zusammengeschlossen. Das Kultusministerium hatte die Gesamtkirchengemeinde Heumaden und deren Teilkirchengemeinden mit Schreiben vom 24. Juni 1965 als Körperschaften des öffentlichen Rechts anerkannt. Die alte Kirche in Heumaden wurde dann Mittelpunkt der Kirchengemeinde Heumaden-Nord. Mit Wirkung vom 1. Januar 1980 wurde die Gesamtkirchengemeinde Heumaden aufgelöst und durch Bekanntmachung des Oberkirchenrats vom 2. September 1986 wurde die Kirchengemeinde Heumaden-Nord in „Kirchengemeinde Alt-Heumaden“ umbenannt.
Bis 1939 gehörte die Kirchengemeinde Heumaden zum Kirchenbezirk Plieningen bzw. Degerloch. Mit Wirkung vom 1. April 1939 wurde sie in den Kirchenbezirk Cannstatt umgegliedert, jedoch mit Wirkung vom 1. April 1947 wieder dem Kirchenbezirk Degerloch zugeordnet.

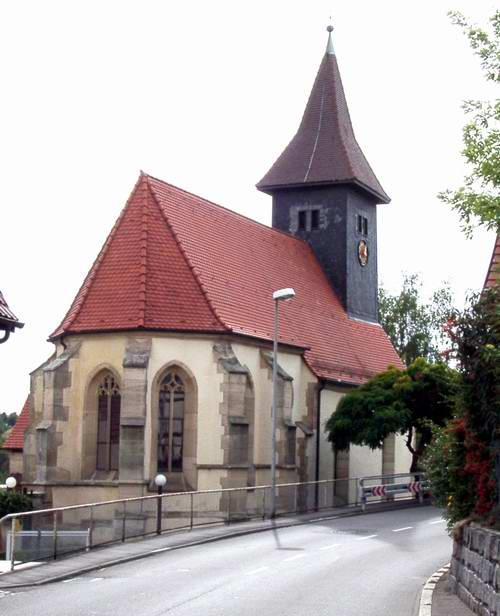
Alte evang. Kirche Stuttgart-Heumaden
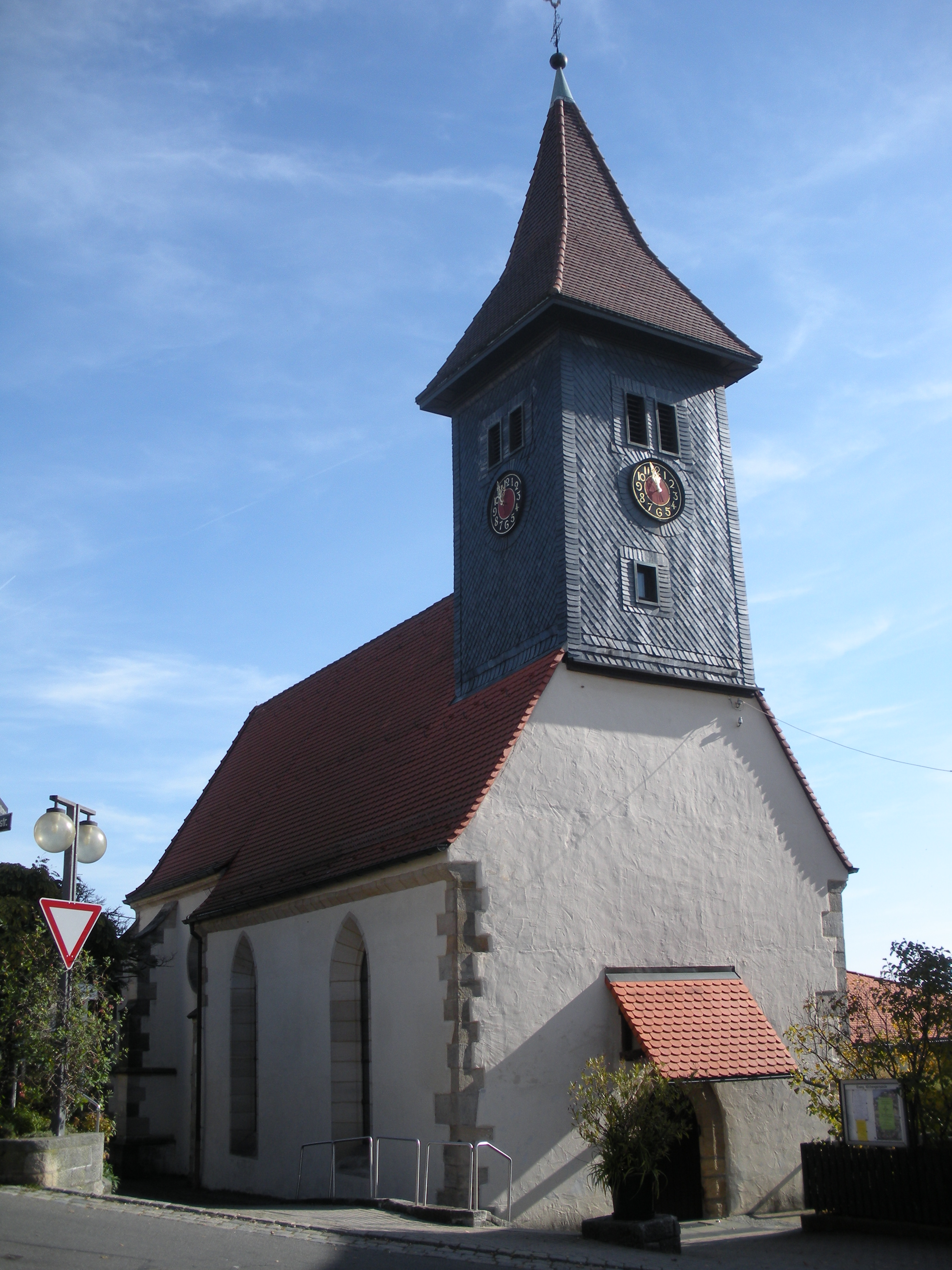
Alte evang. Kirche Stuttgart-Heumaden
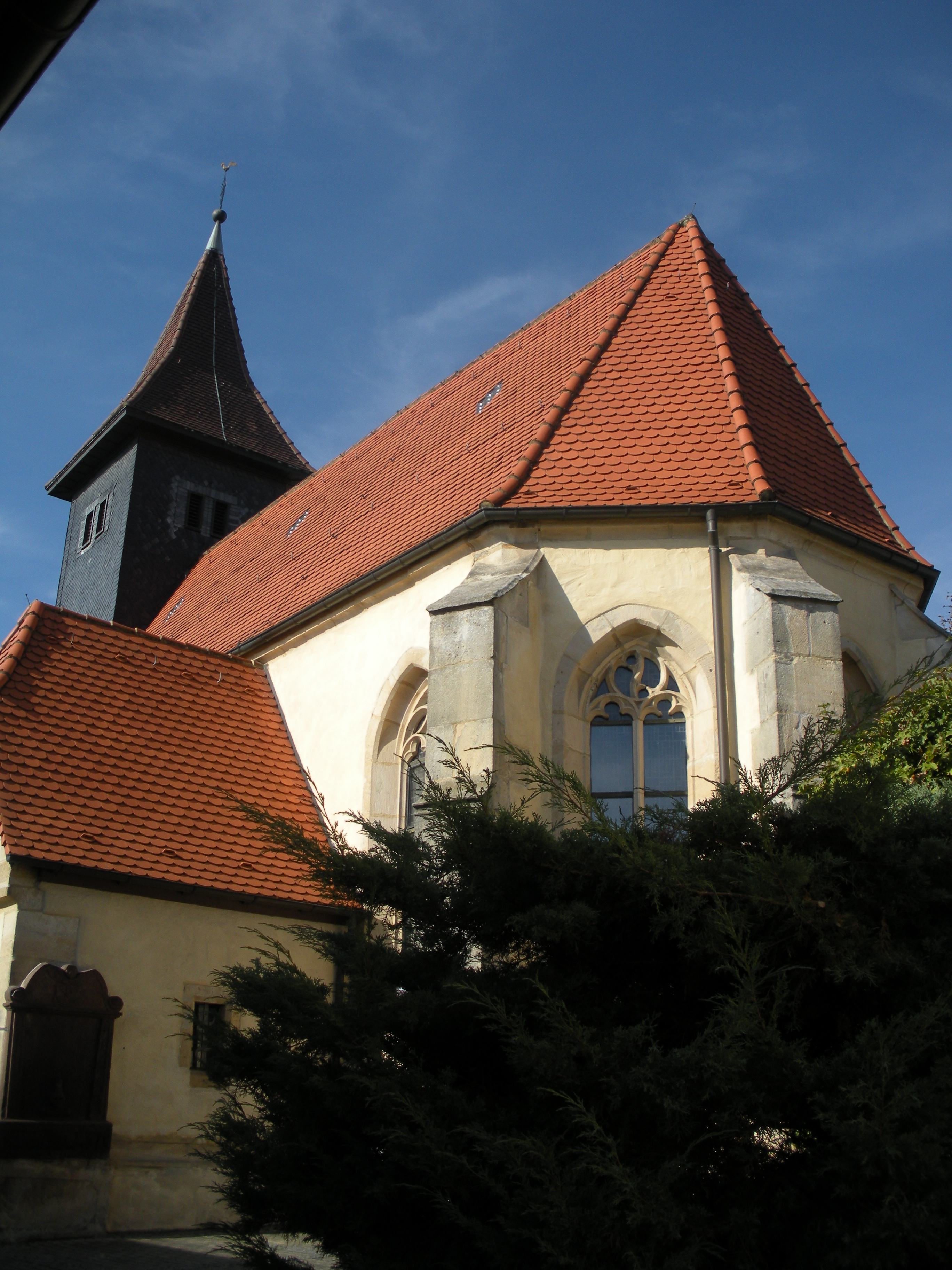
Alte evang. Kirche Stuttgart-Heumaden
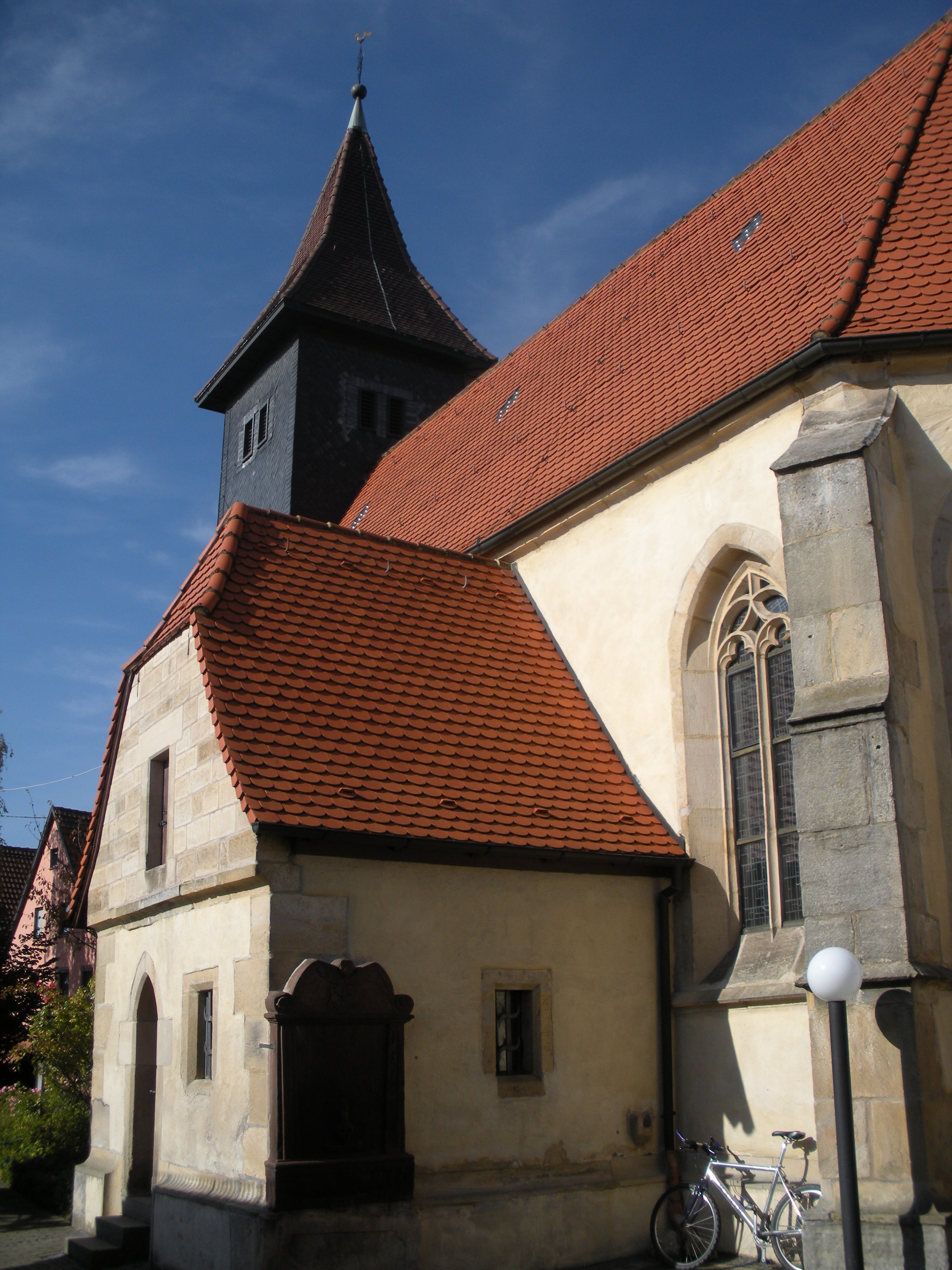
Alte evang. Kirche Stuttgart-Heumaden

Die Gnadenkirche mit Gemeindezentrum wurde für den rasch wachsenden Stadtteil Heumaden Anfang der 1960er Jahre erbaut. Sie war Mittelpunkt der früheren Kirchengemeinde Heumaden-Süd.

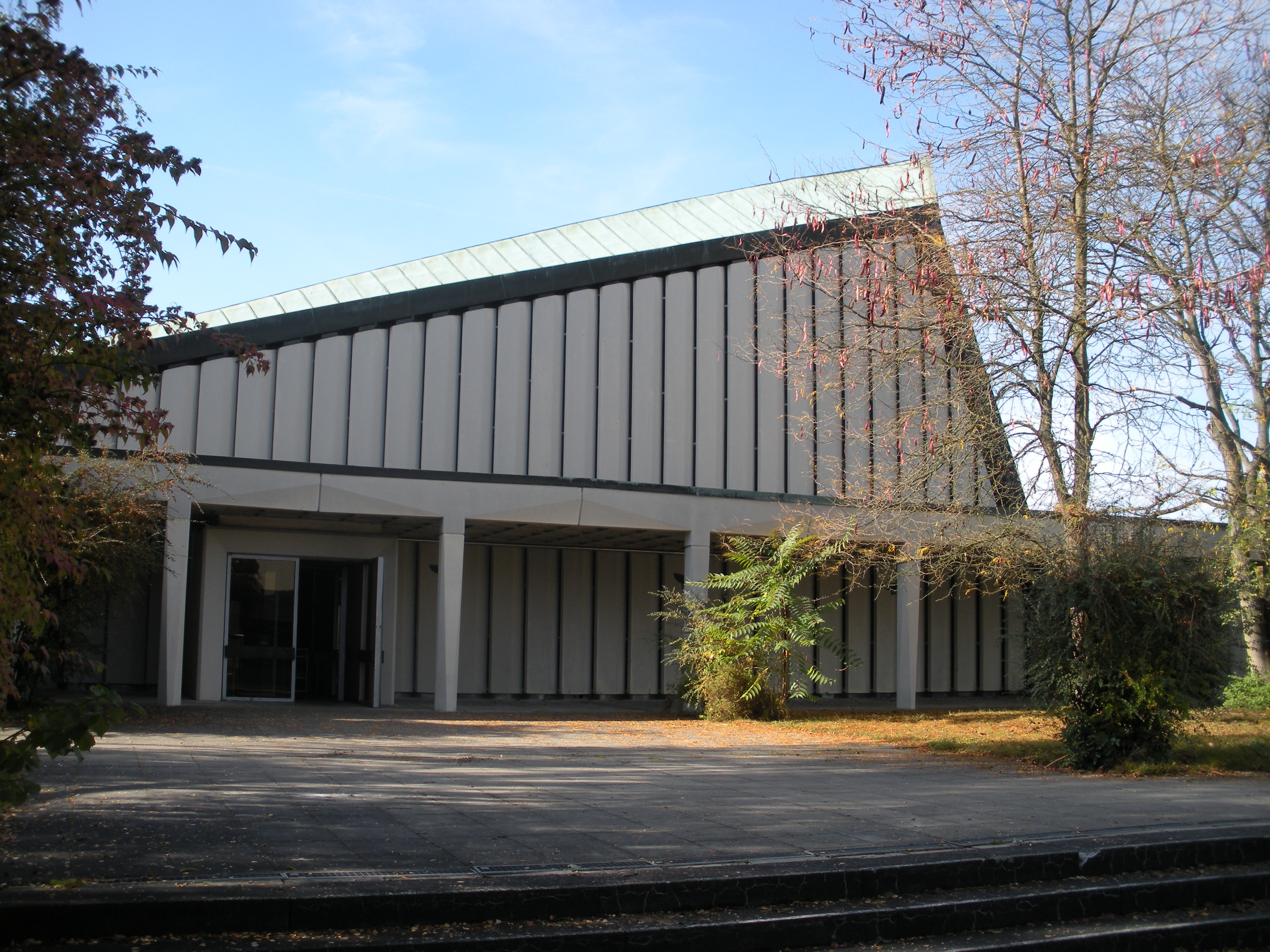
Evang. Gnadenkirche Stuttgart-Heumaden
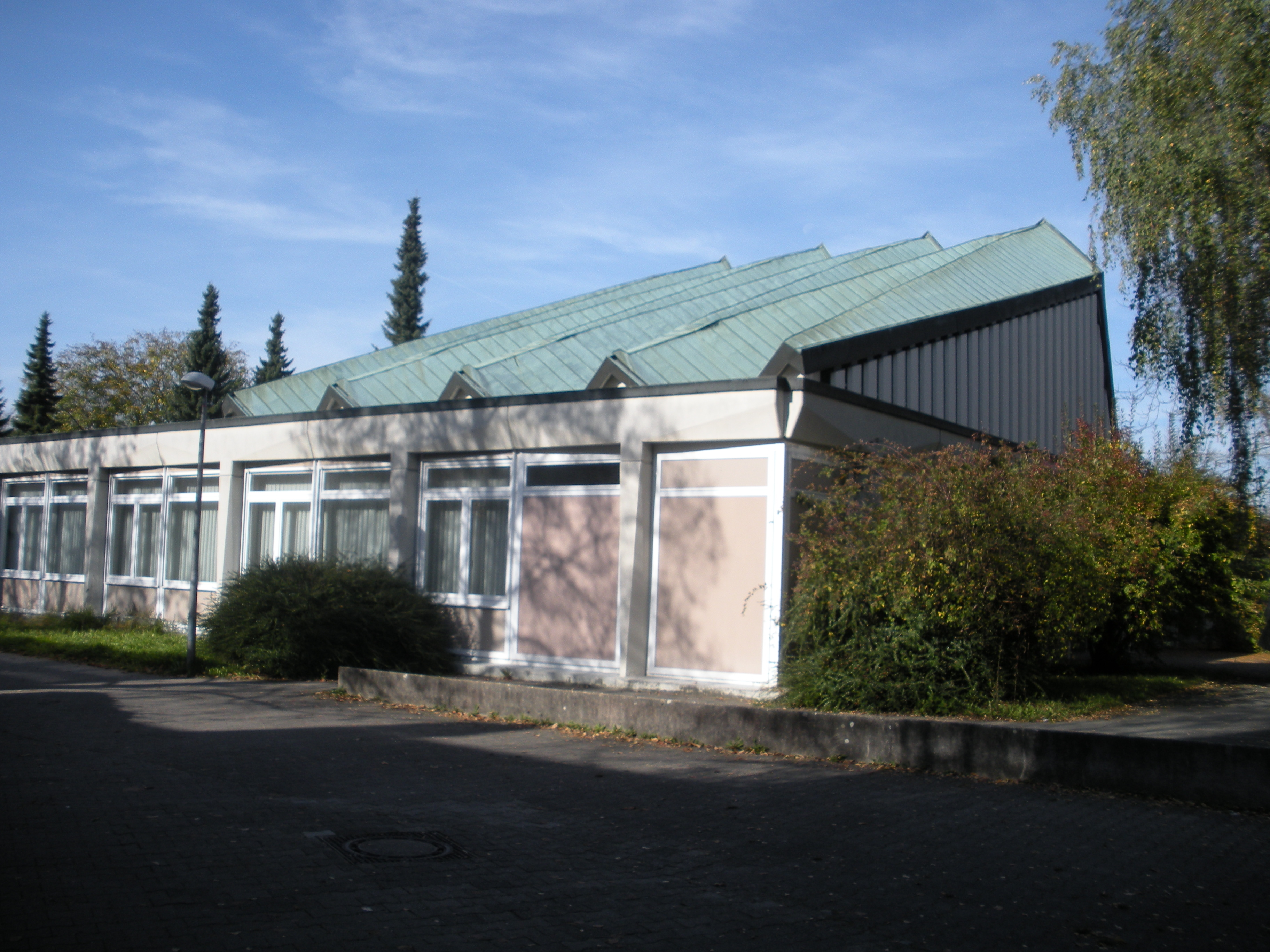
Evang. Gnadenkirche Stuttgart-Heumaden
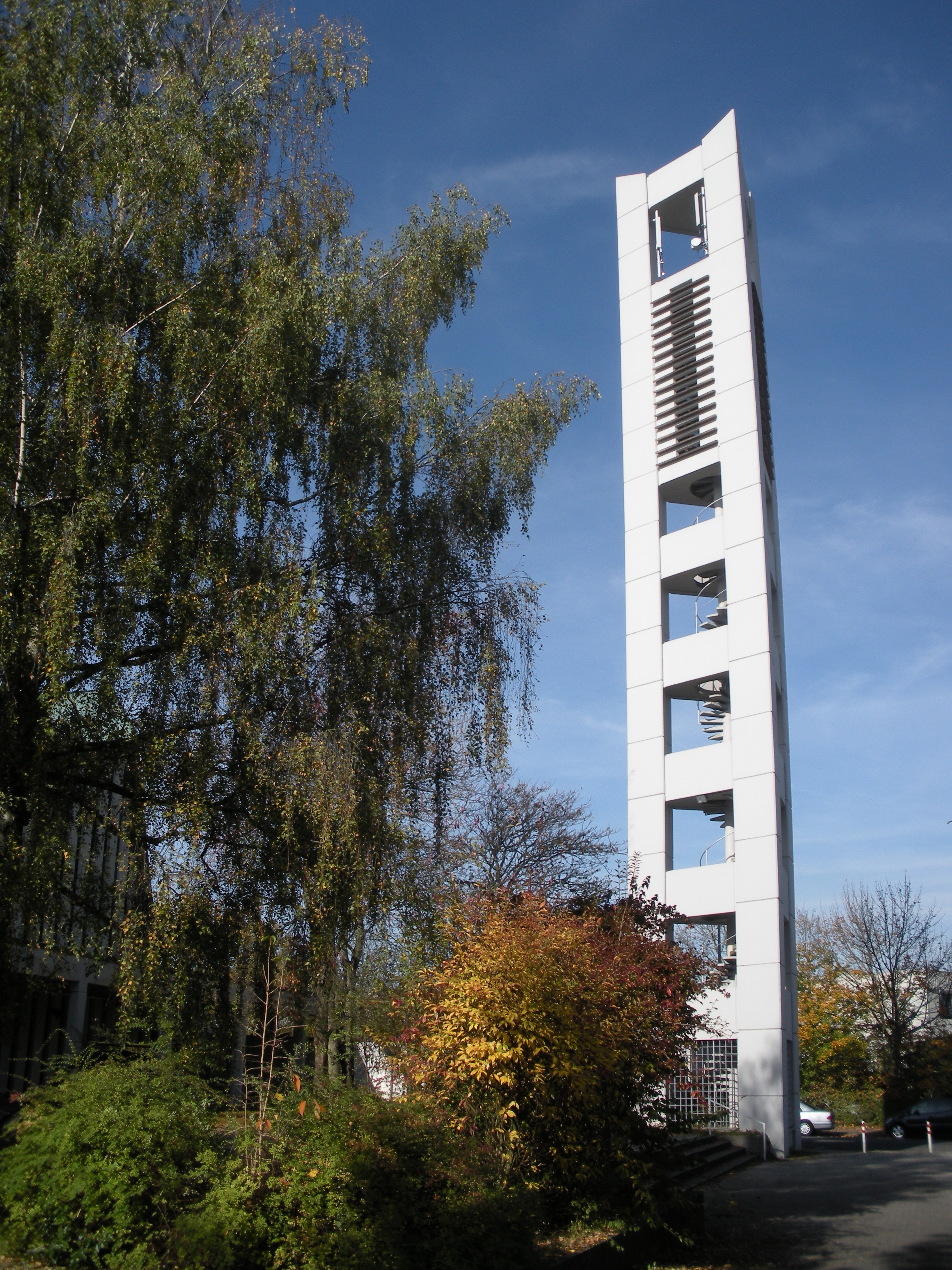
Evang. Gnadenkirche Stuttgart-Heumaden – Turm
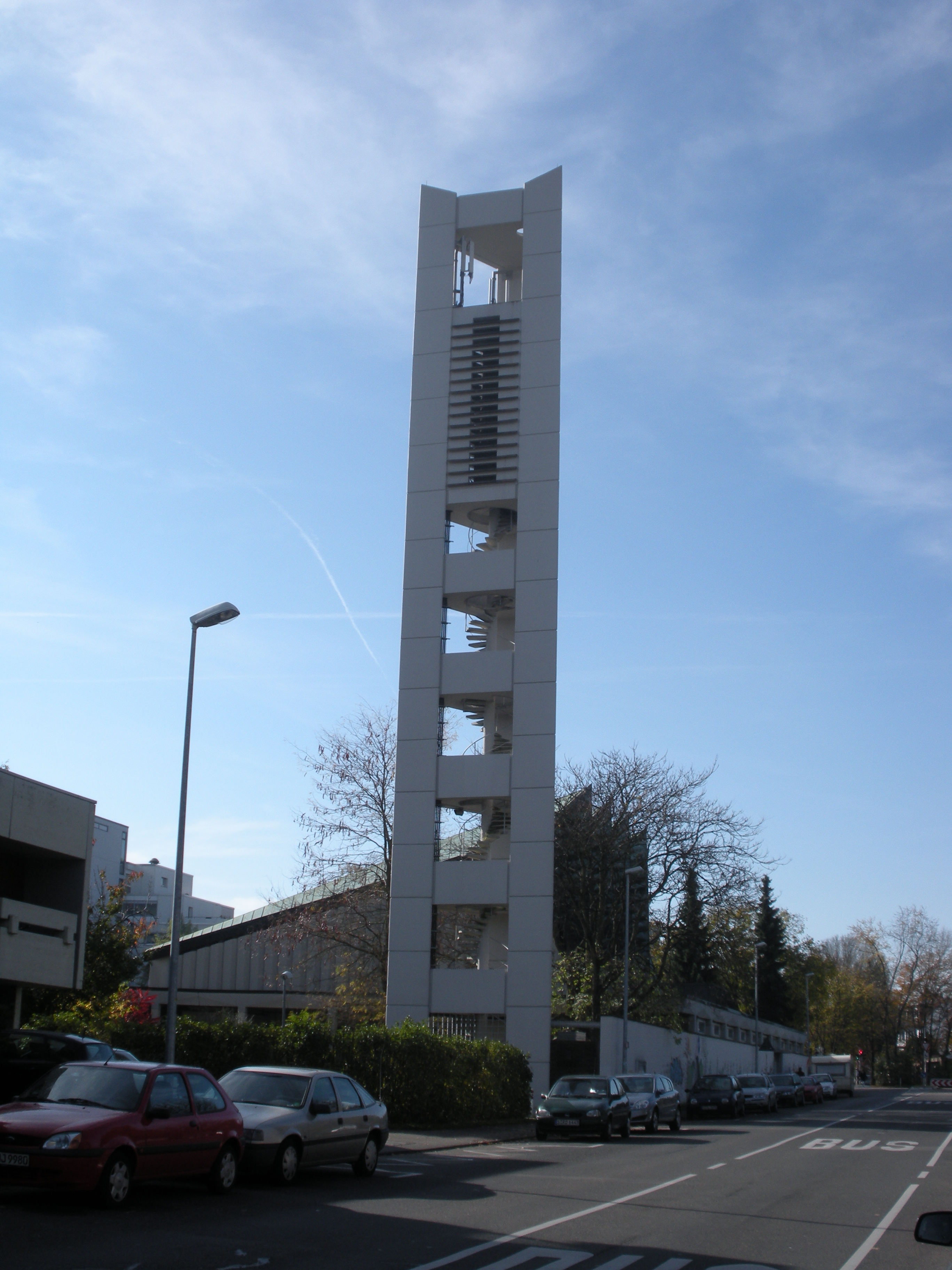
Evang. Gnadenkirche Stuttgart-Heumaden

Die Sarahkirchengemeinde ist Teil des Kirchenkreises Degerloch.

### Kirchengemeinde Schönberg
Die Kirchengemeinde Schönberg umfasst den Stadtteil Schönberg des Stadtbezirks Birkach. Kirchlich gehörte der hauptsächlich in den 1950er Jahren erbaute Stadtteil Schönberg zunächst zu Birkach. 1958 erhielt Schönberg seine eigene Kirche, die Himmelfahrtskirche und mit Wirkung vom 1. April 1959 wurde die selbständige Filialkirchengemeinde Schönberg der Kirchengemeinde Birkach errichtet. 1985 wurde Schönberg dann der Pfarrei Asemwald zugeordnet. Diese Pfarrei betreut die Gemeindeglieder des in den 1960er Jahren entstandenen Stadtteils Asemwald bzw. die 1975 errichtete gleichnamige eigenständige Kirchengemeinde.

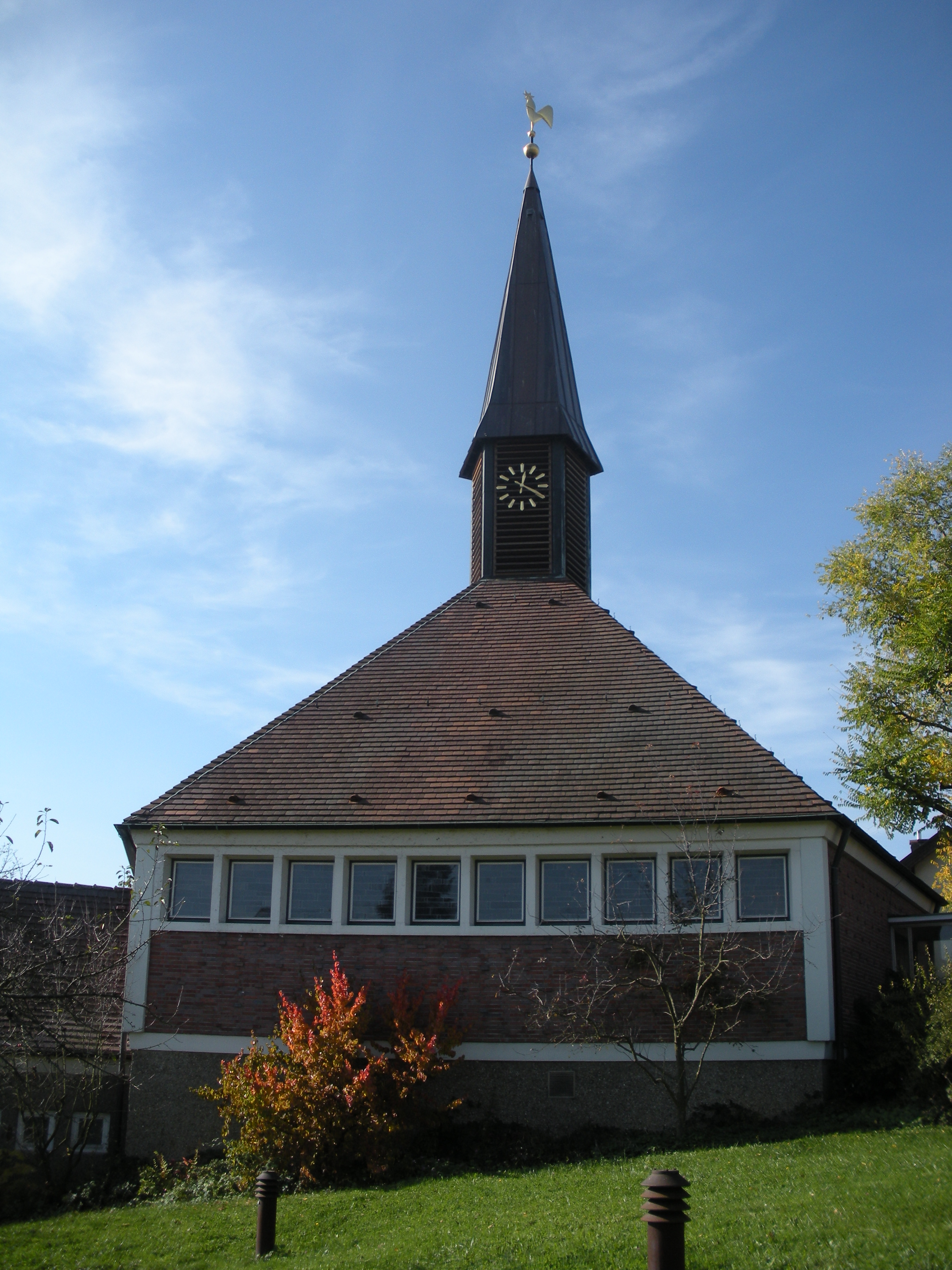
Evang. Himmelfahrtskirche Stuttgart-Schönberg
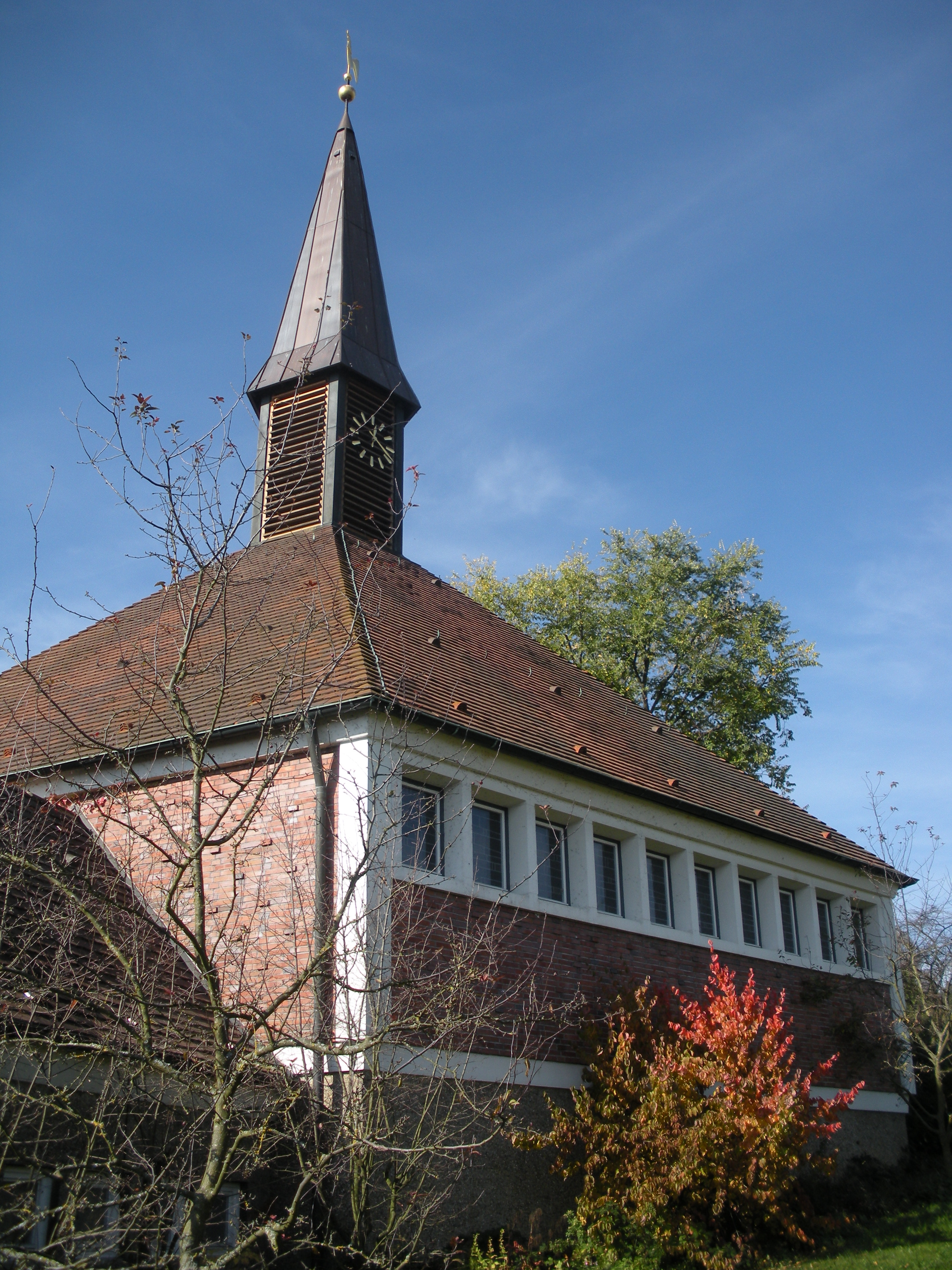
Evang. Himmelfahrtskirche Stuttgart-Schönberg

### Kirchengemeinde Stammheim
Die Kirchengemeinde Stammheim (ca. 4.300) umfasst den gleichnamigen Stadtbezirk. Das alte Dorf Stammheim hatte ursprünglich eine Kirche, die von 1487 bis 1522 unter den Ortsherren erbaut und bald danach evangelische Pfarrkirche wurde. Im Zweiten Weltkrieg wurde das Gotteshaus stark beschädigt und musste teilweise abgebrochen werden, übrig blieb nur der Chor. Die heutige Johanneskirche entstand somit 1954. Infolge starken Wachstums der Gemeinde wurde in Stammheid-Süd ein Gemeindehaus in Fertigteilen errichtet, das den Namen „Arche“ erhielt. Auch hier finden regelmäßig Gottesdienste statt.
Durch Verfügung des Oberkirchenrats vom 7. November 2002 wurde ein Gebiet im Norden der Kirchengemeinde Zuffenhausen und zwar die Straßenzüge „Im Grasgarten“, „In den Hochwiesen“, „Im Gütle“ und „Im Wiesert“ von dieser Kirchengemeinde gelöst und der Kirchengemeinde Stammheim angegliedert. Mit Wirkung vom 12. Januar 2007 erfolgte dann eine erneute kleine Grenzkorrektur in der Stammheimer Straße zur benachbarten Kirchengemeinde Zuffenhausen.

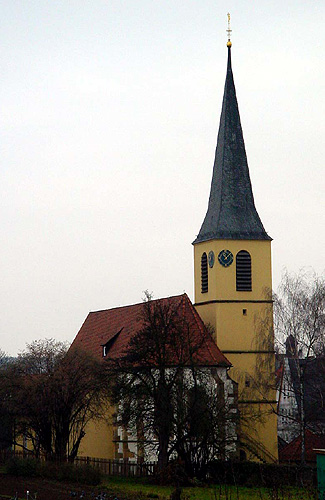
Evang. Johanneskirche Stuttgart-Stammheim
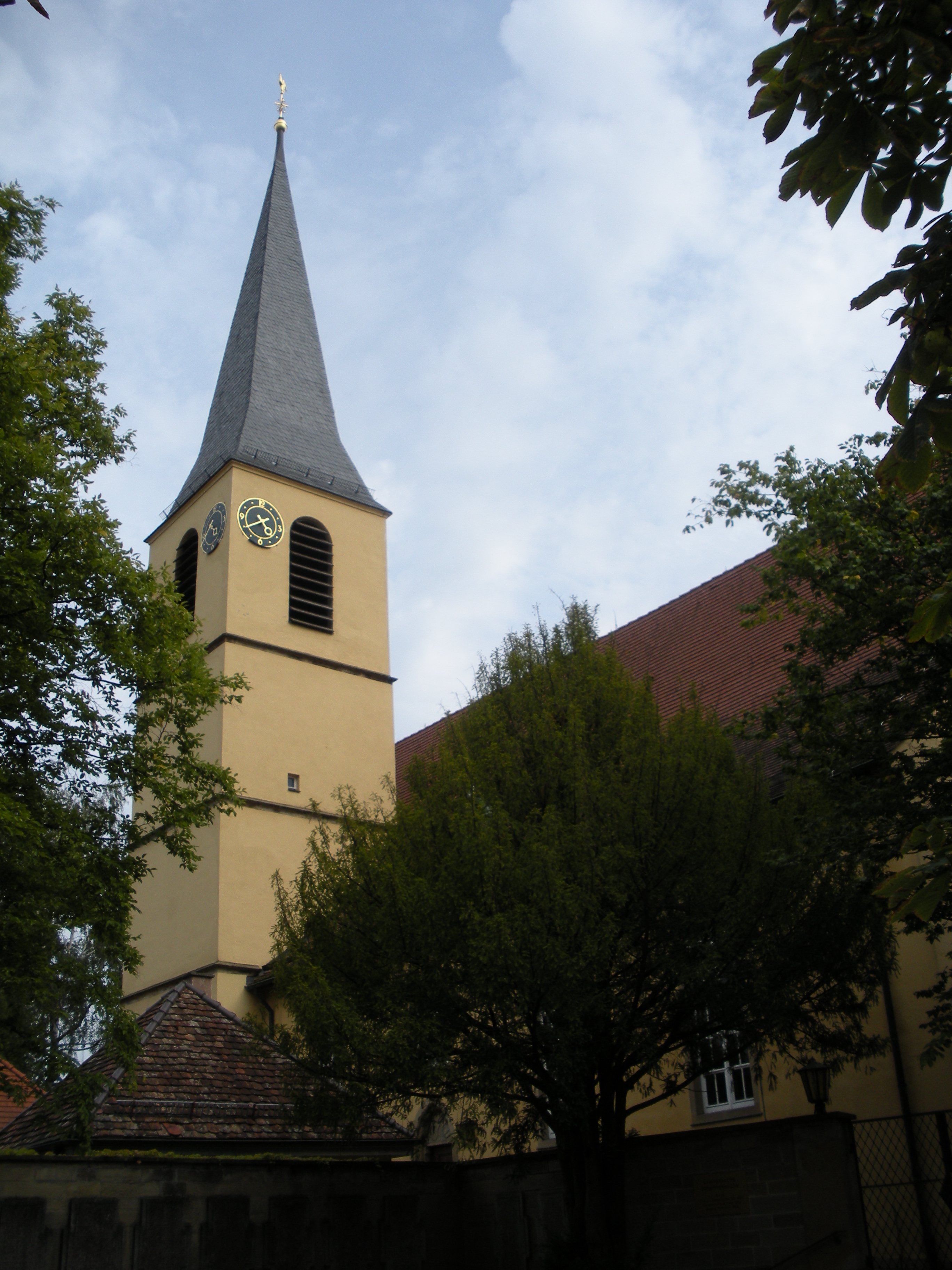
Evang. Johanneskirche Stuttgart-Stammheim
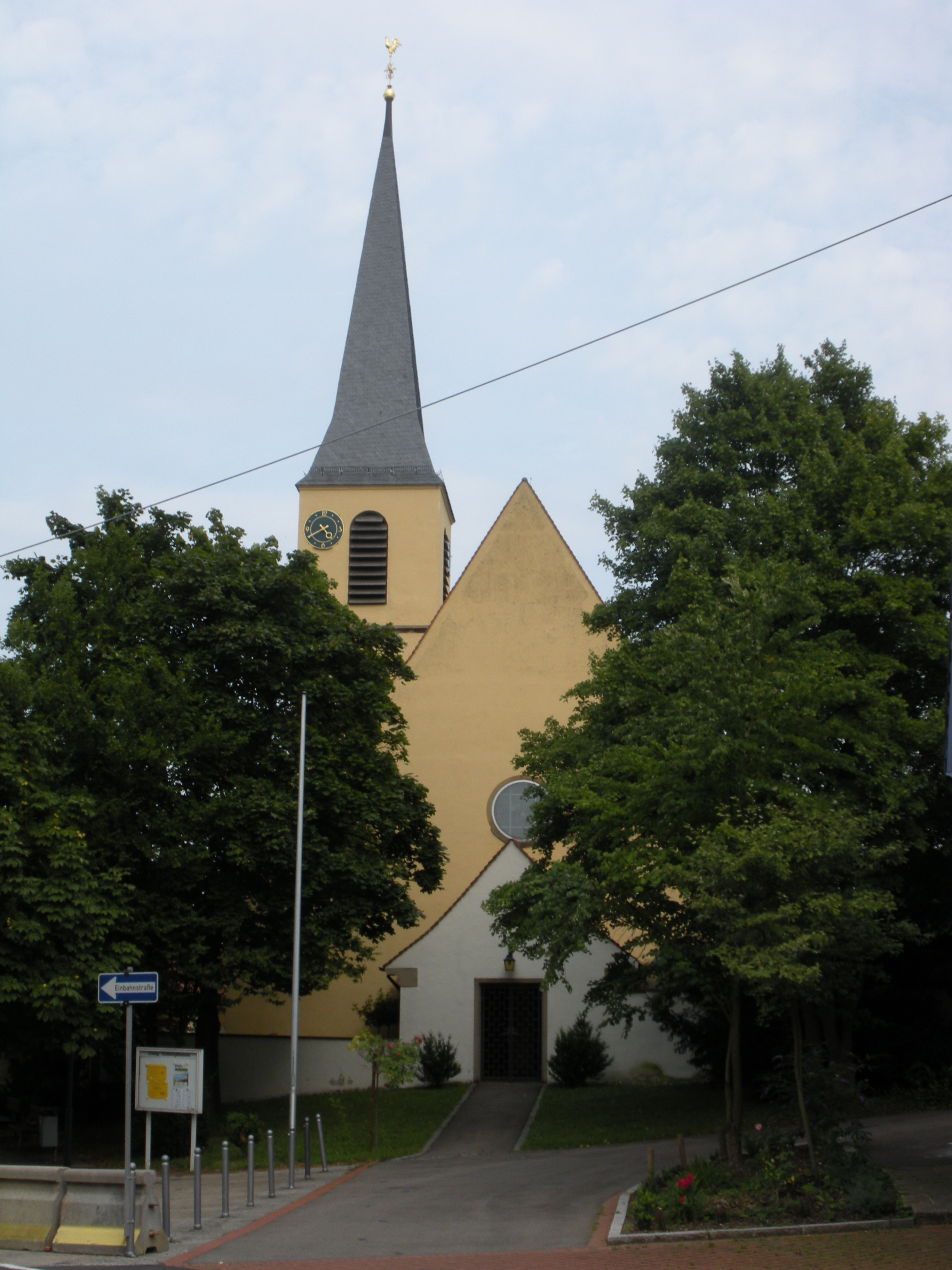
Evang. Johanneskirche Stuttgart-Stammheim

### Gesamtkirchengemeinde Stuttgart
Die Gesamtkirchengemeinde Stuttgart besteht aus den nachfolgenden 15 Kirchengemeinden. Das Gebiet ist deckungsgleich mit dem früheren Kirchenbezirk Stuttgart.

#### Kirchengemeinde Botnang
Die Kirchengemeinde Botnang (ca. 3.748) umfasst den gleichnamigen Stadtbezirk und den Stadtteil Solitude des Stadtbezirks Stuttgart-West. Das alte Dorf Botnang wurde schon 1540 evangelisch. Schon seit dem 15. Jahrhundert gab es dort auch eine Kirche, die im Zweiten Weltkrieg zerstört und 1955 vereinfacht wieder aufgebaut wurde. Sie trägt den Namen Auferstehungskirche. Infolge starken Zuwachses erhielt die Kirchengemeinde 1967 eine weitere Kirche, die Nikodemuskirche mit Gemeindezentrum und Kindergarten.
Die Kirchengemeinde Botnang wurde durch Bekanntmachung des Evang. Konsistoriums mit Wirkung vom 1. April 1922 in die Gesamtkirchengemeinde Stuttgart aufgenommen. Durch Bekanntmachung des Oberkirchenrats vom 20. September 1948 gab es eine Gebietsveränderungen der damaligen Kirchengemeinde Feuerbach zugunsten der Kirchengemeinde Botnang im Bereich Waldhof, Laylen, Im Klingler und Feuerbachtalstraße. Durch weitere Bekanntmachung vom 5. Oktober 1957 wurde der Wohnplatz Solitude von der Kirchengemeinde Gerlingen losgelöst und der Kirchengemeinde Botnang zugeordnet. Die Schlosskirche Solitude gehört somit als dritte Predigtstelle zum Gebiet der Kirchengemeinde Botnang. Hier finden im Sommerhalbjahr regelmäßig Gottesdienste statt.

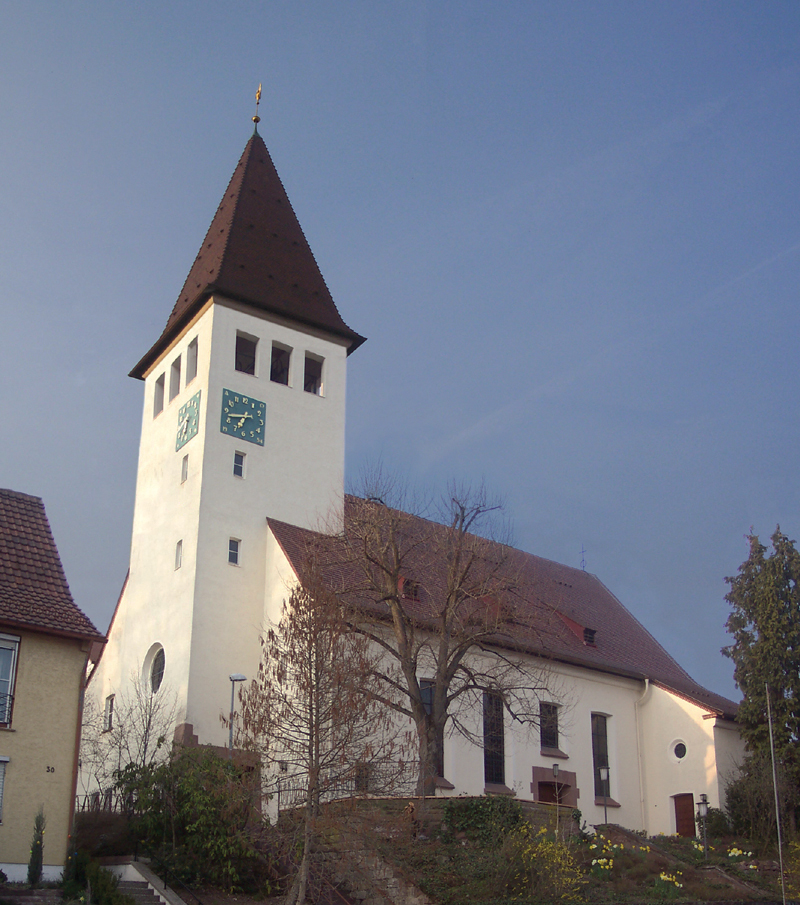
Evang. Auferstehungskirche Stuttgart-Botnang
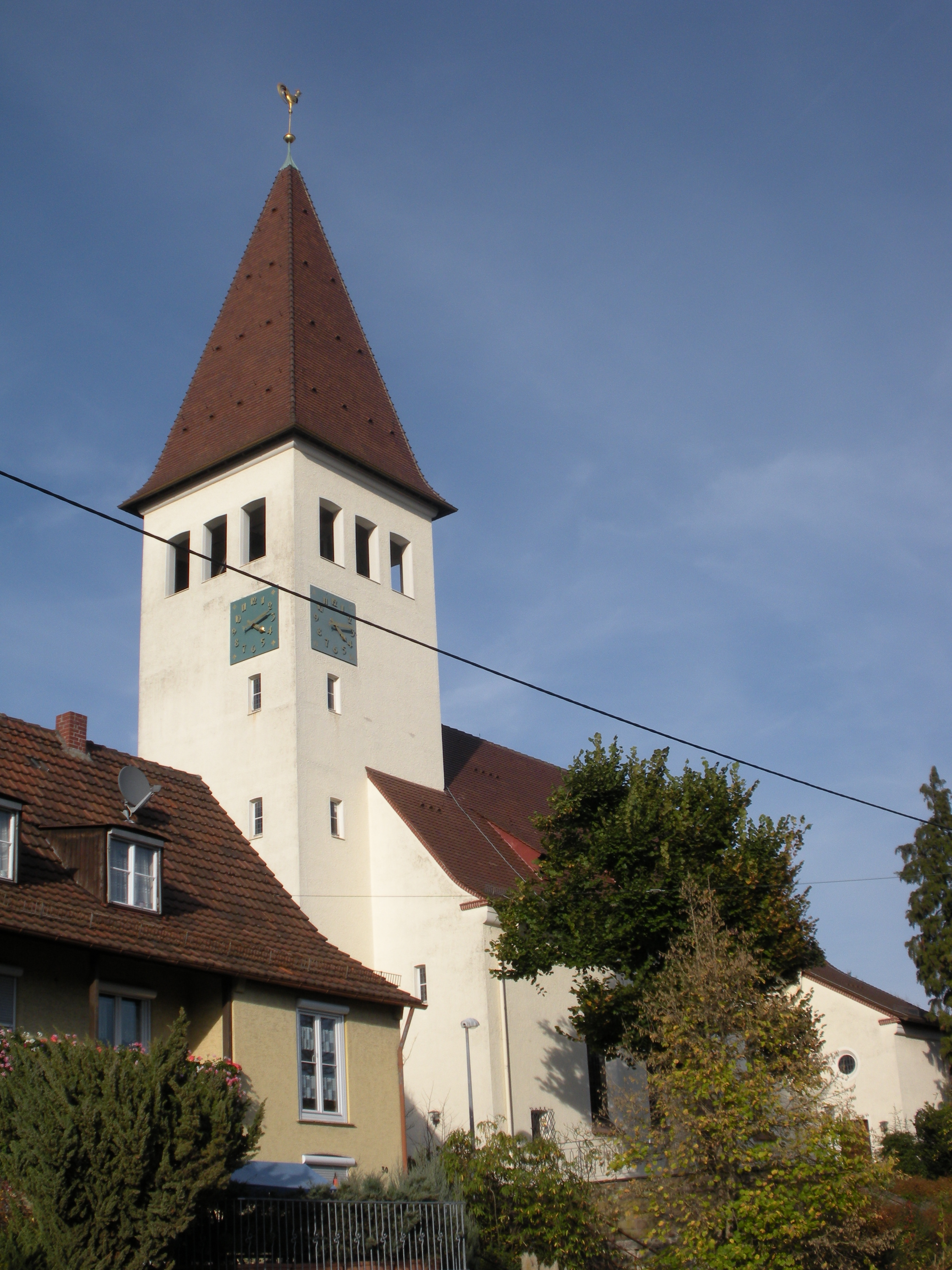
Evang. Auferstehungskirche Stuttgart-Botnang
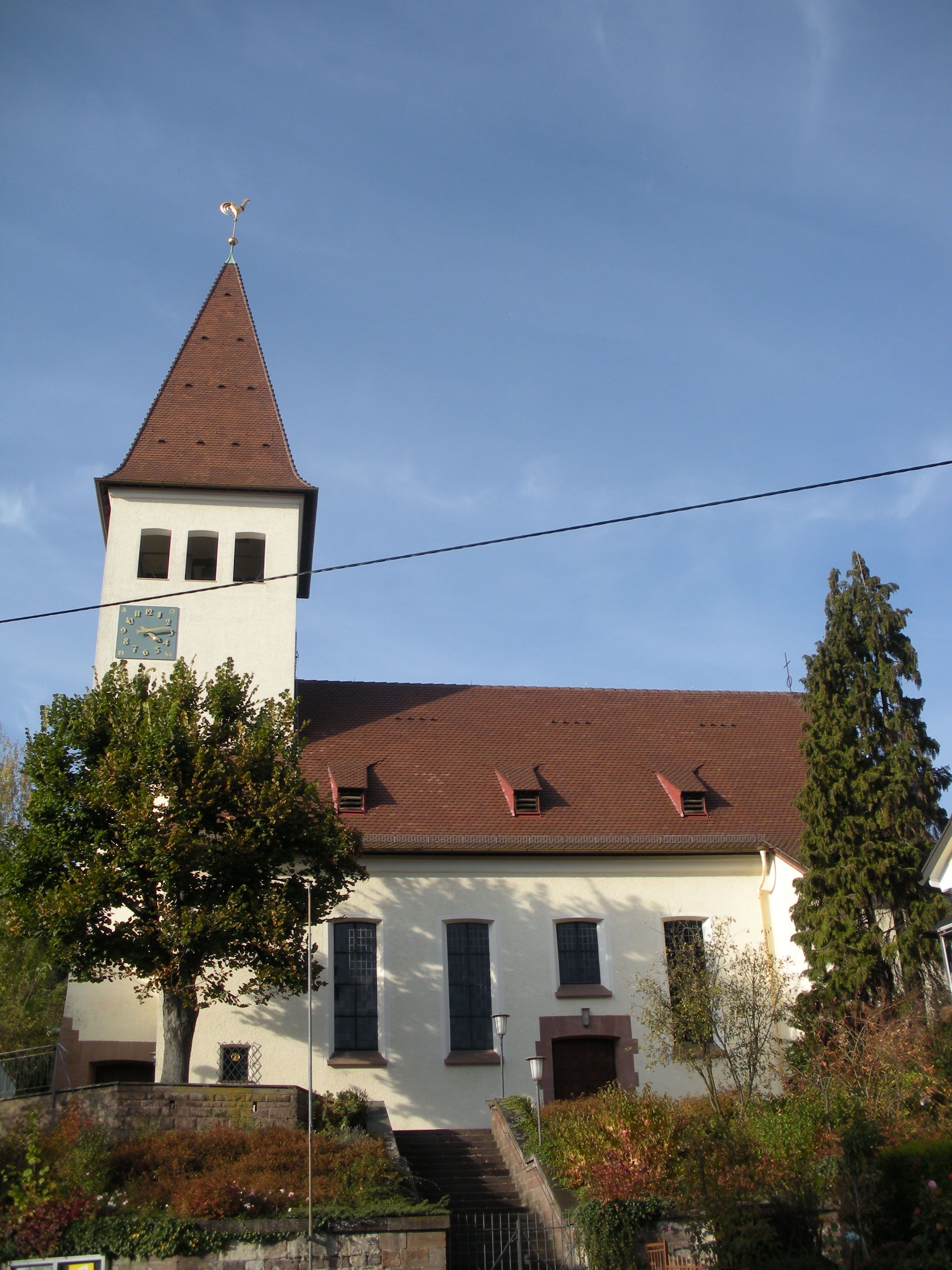
Evang. Auferstehungskirche Stuttgart-Botnang
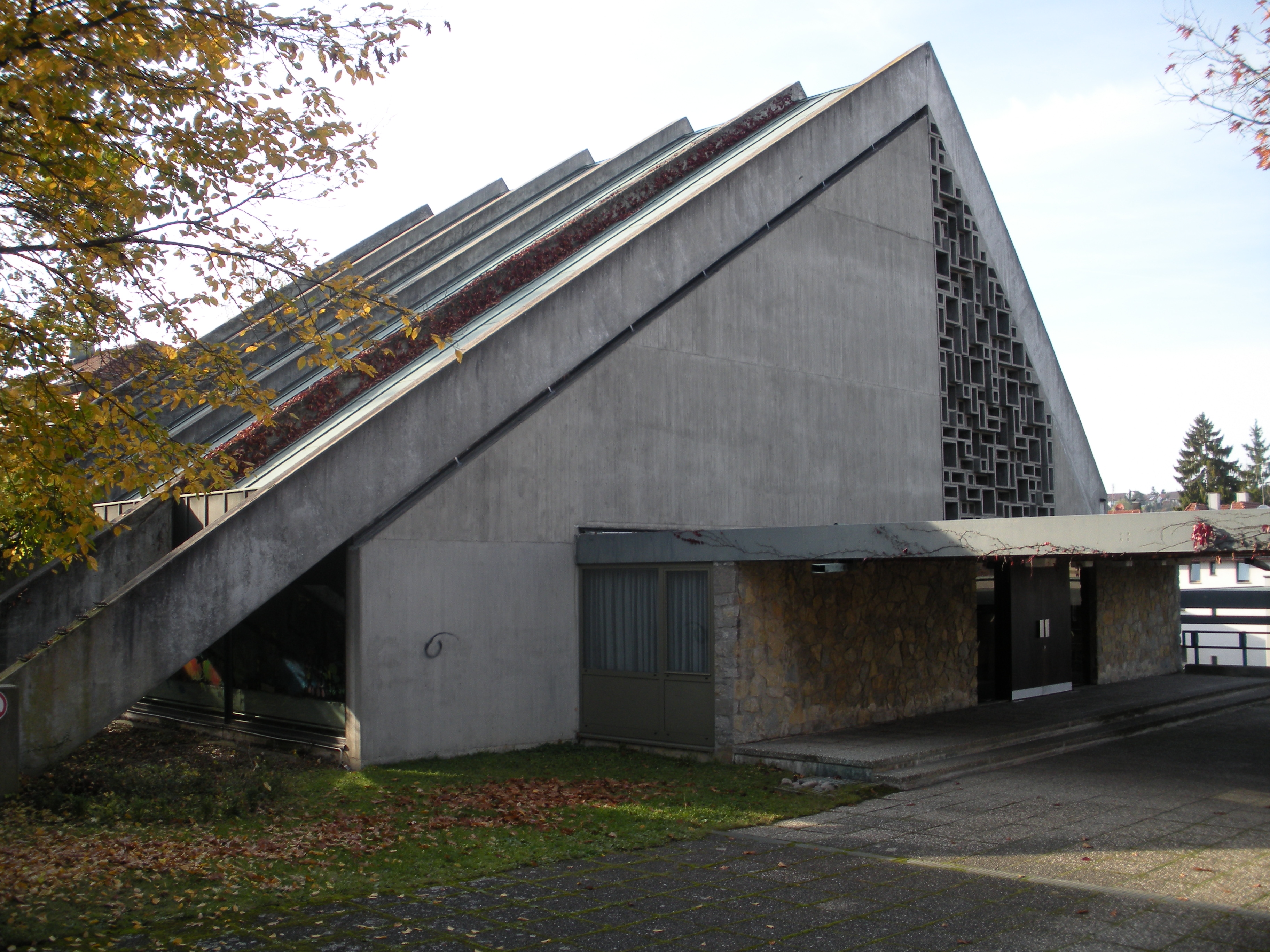
Evang. Nikodemuskirche Stuttgart-Botnang
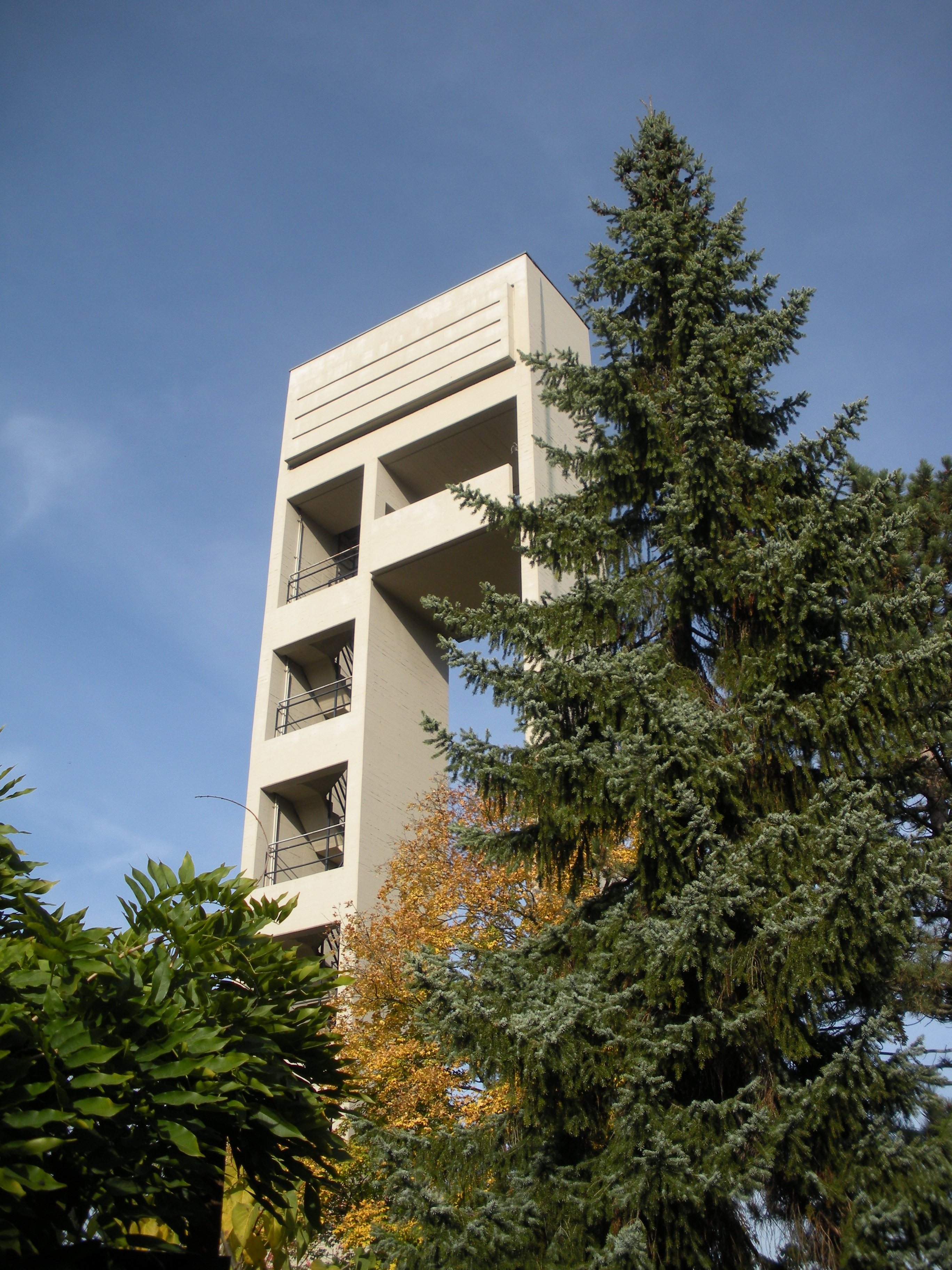
Evang. Nikodemuskirche Stuttgart-Botnang
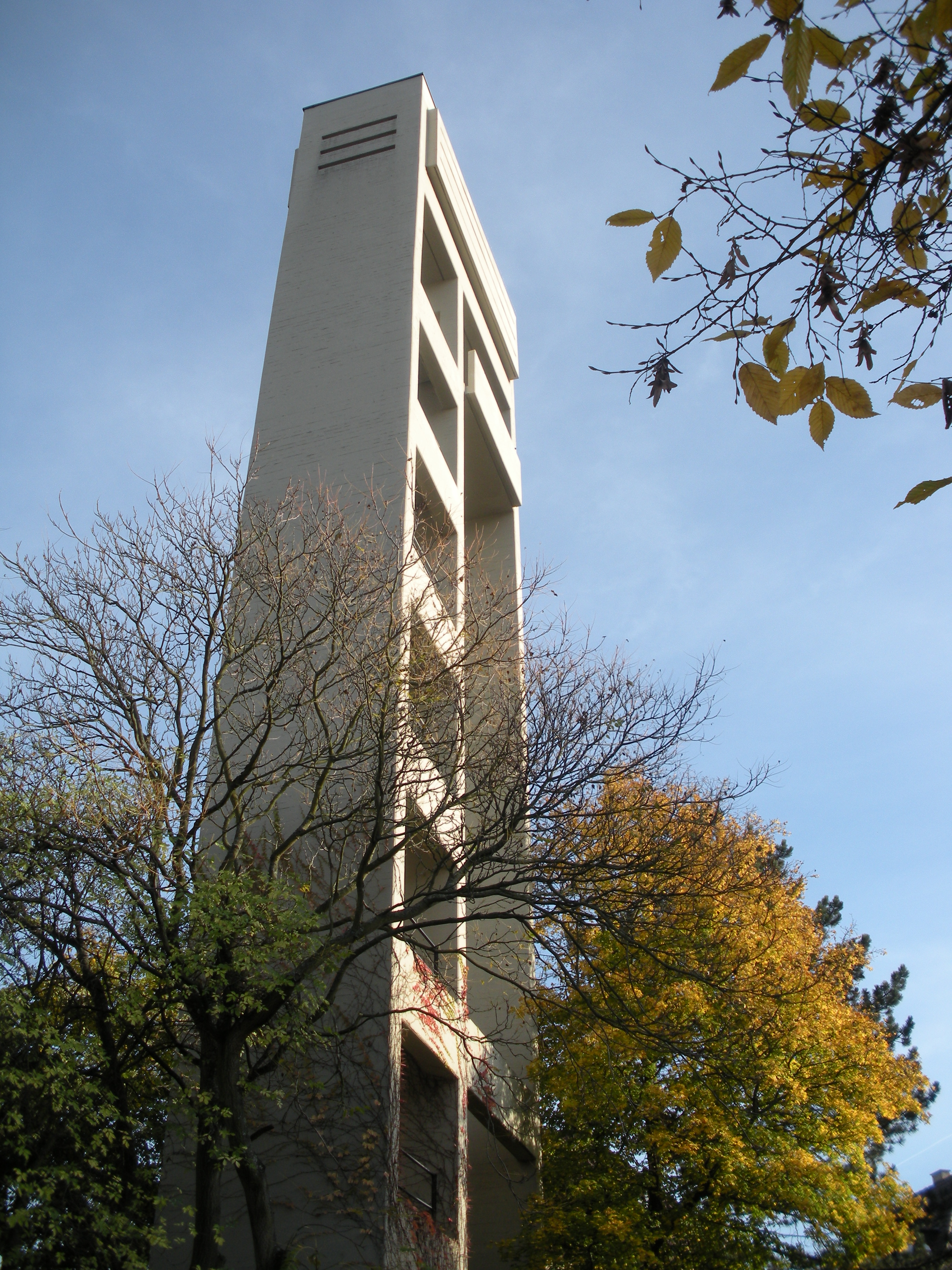
Evang. Nikodemuskirche Stuttgart-Botnang – Turm
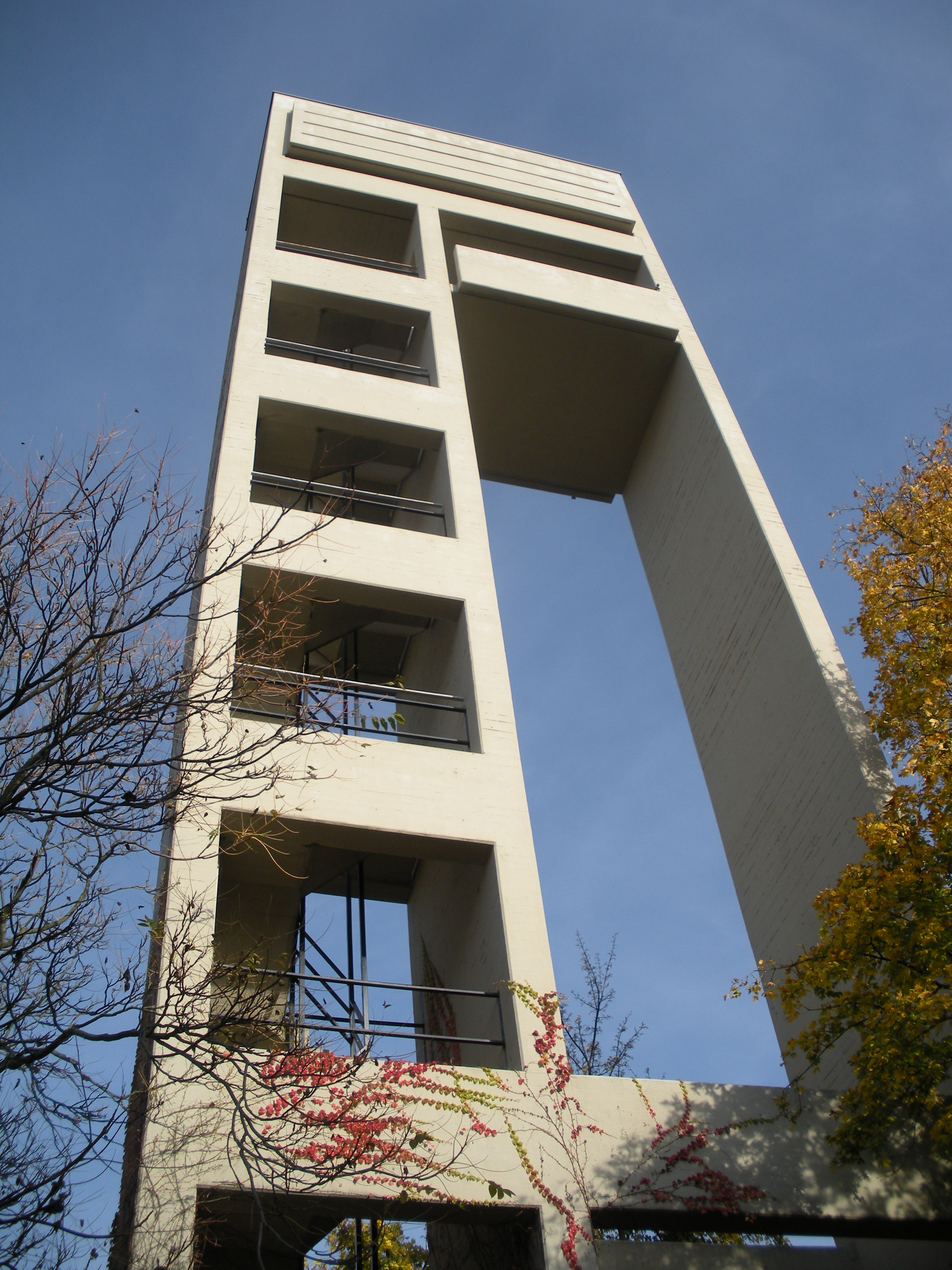
Evang. Nikodemuskirche Stuttgart-Botnang

#### Christuskirchengemeinde Stuttgart
Die Christuskirchengemeinde Stuttgart (ca. 1.394) wurde durch Bekanntmachung des Oberkirchenrats vom 22. Januar 1931 unter der Bezeichnung „Kirchengemeinde auf der Gänsheide“ als weitere Teilkirchengemeinde innerhalb der Gesamtkirchengemeinde Stuttgart mit eigener Pfarrei gebildet, nachdem das Kultministerium mit Schreiben vom 19. Januar 1931 die neue Teilkirchengemeinde als Körperschaft des öffentlichen Rechts anerkannt hatte. Bis dahin gehörte das Gemeindegebiet zur Stuttgarter Stiftsgemeinde. Bereits seit 1914 gab es auf der Gänsheide für die wachsende Gemeindegliederzahl einen Betsaal, der jedoch 1943 zerstört wurde. Die heutige Christuskirche wurde zusammen mit einem Gemeindehaus in den Jahren 1954 bis 1956 erbaut und danach erhielt die Kirchengemeinde auch ihren heutigen Namen. Die Christuskirche wird auch für Gottesdienste des benachbarten Oberkirchenrats der Evangelischen Landeskirche in Württemberg verwendet.
Durch Bekanntmachung des Oberkirchenrats vom 7. Januar 1957 gab es eine Gebietsveränderung zwischen der Christus- und der Ludwig-Hofacker-Kirchengemeinde. Durch Bekanntmachung vom 11. Oktober 1960 gab es eine weitere Gebietsveränderung im Bereich Gerok-, Wagenburgstraße und Am Hohengehren zwischen der Friedens- und der Christuskirchengemeinde Stuttgart zugunsten der Christuskirchengemeinde.

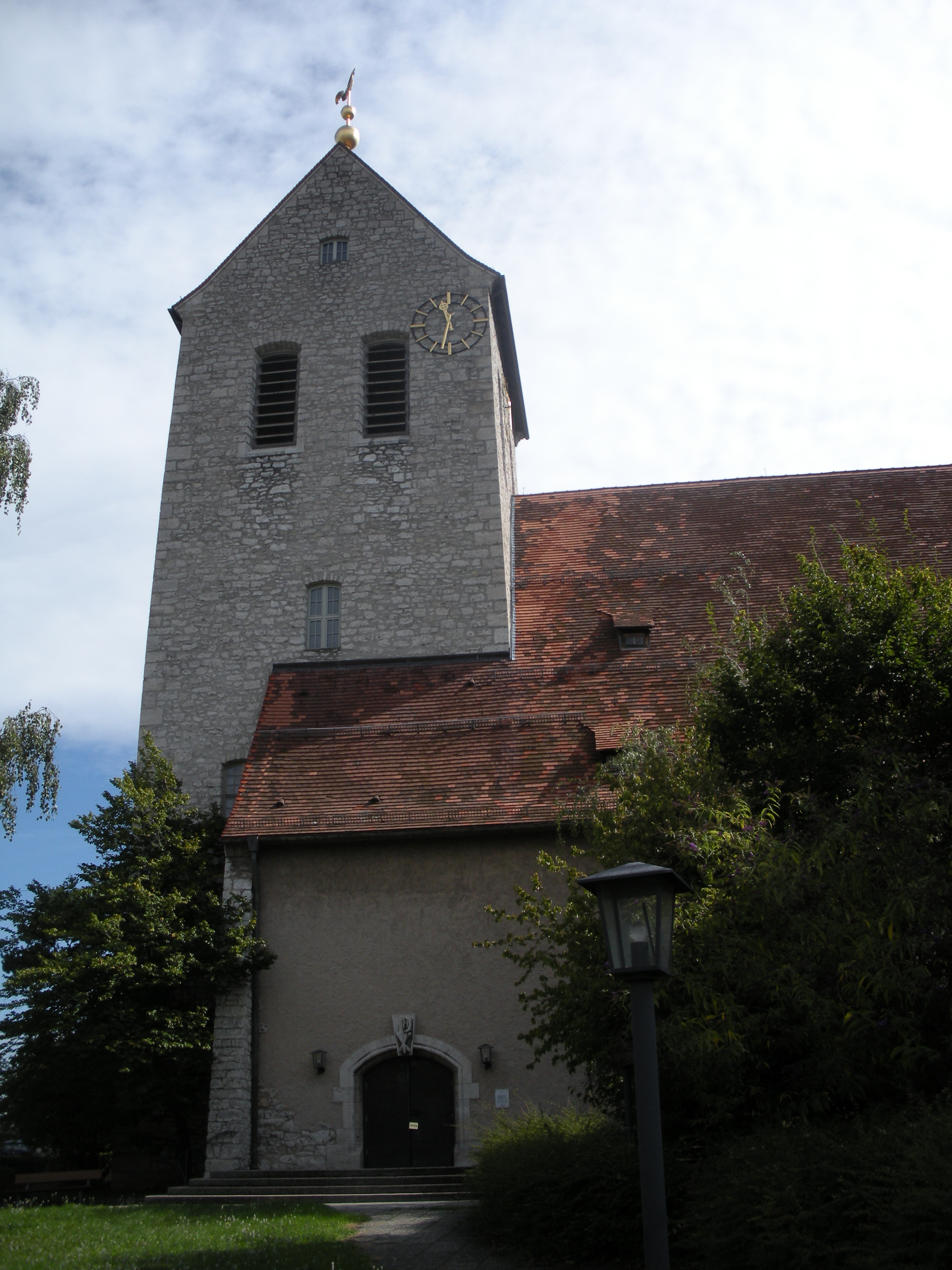
Evang. Christuskirche Stuttgart-Ost
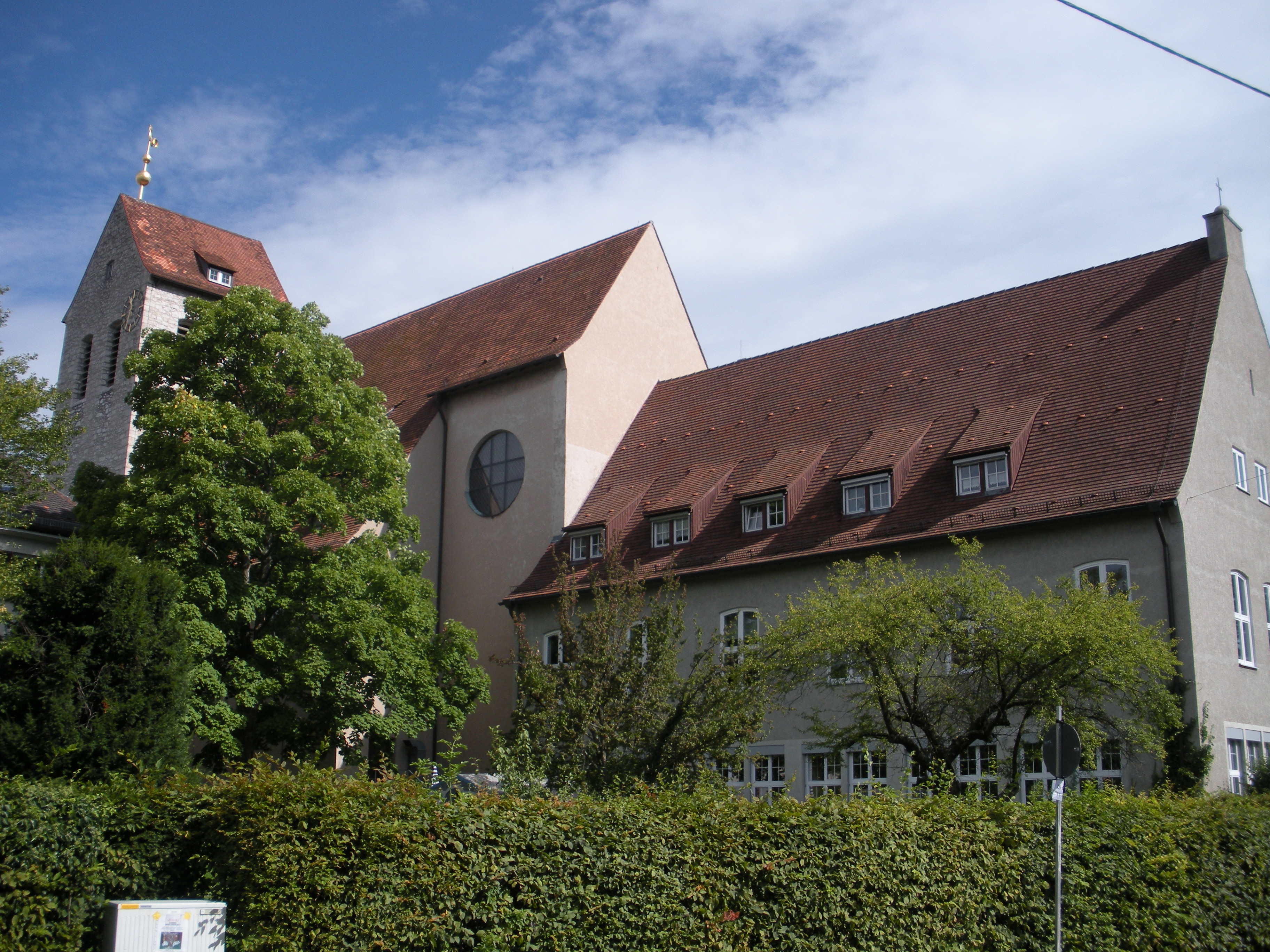
Evang. Christuskirche Stuttgart-Ost
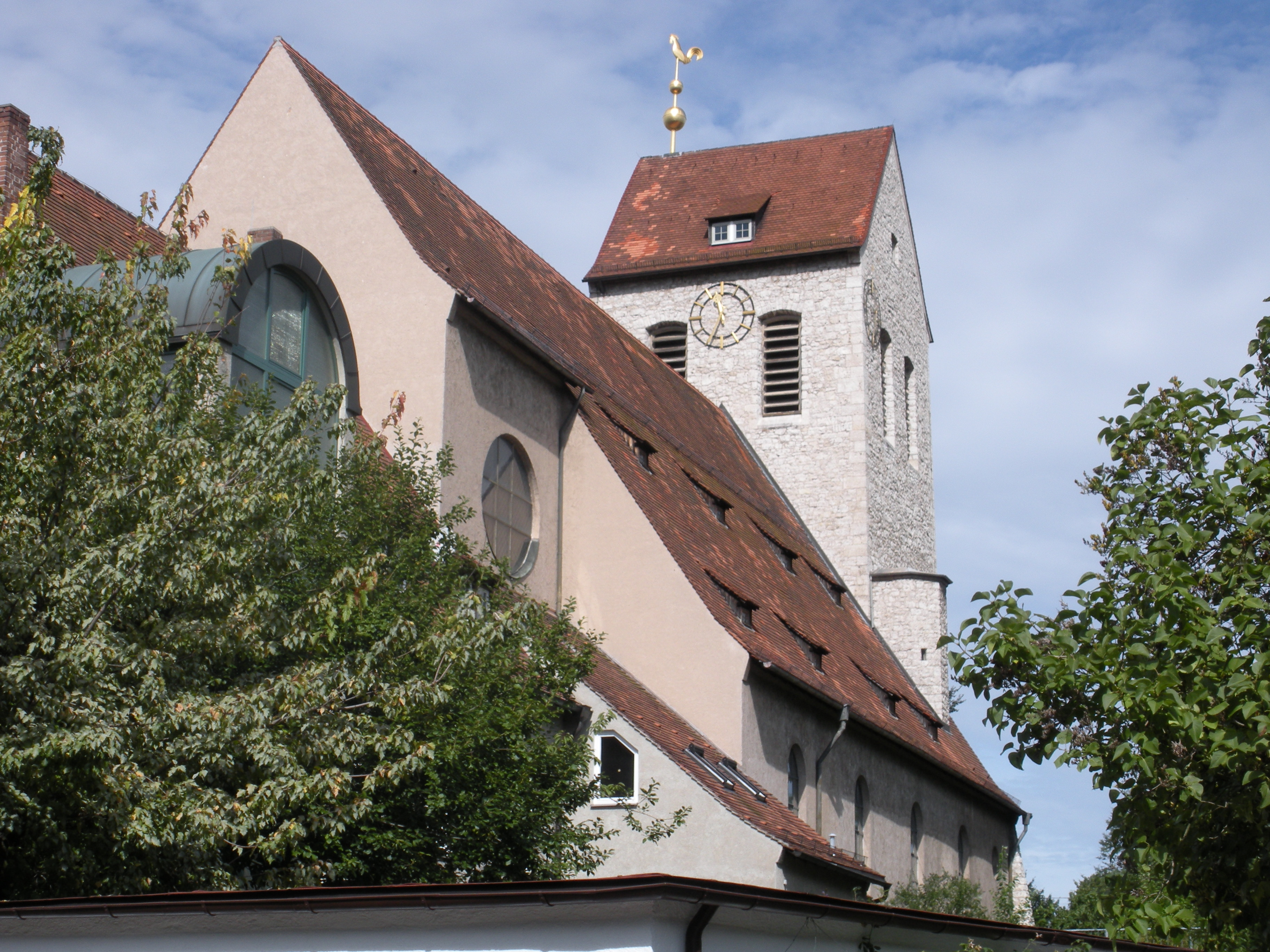
Evang. Christuskirche Stuttgart-Ost
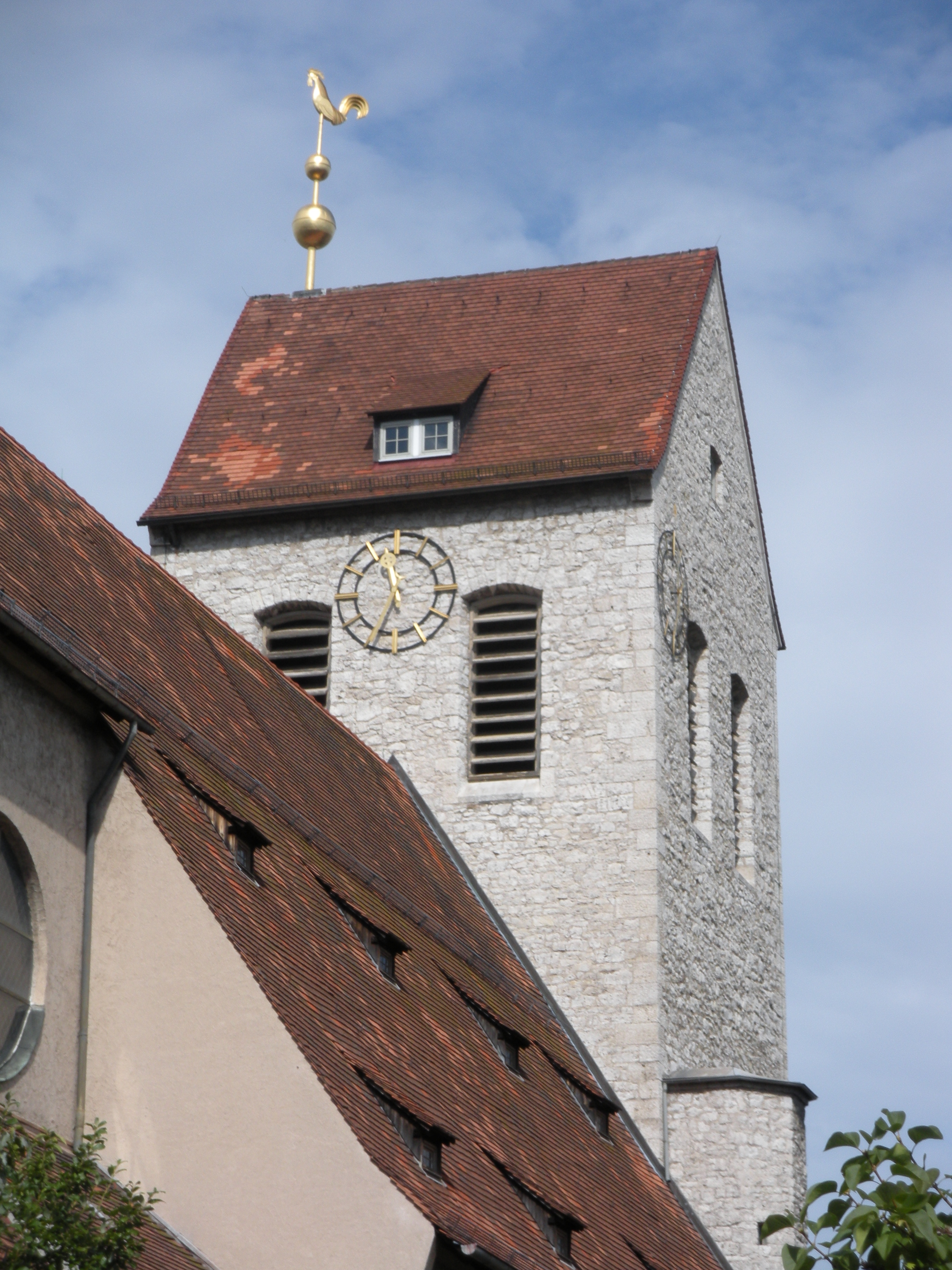
Evang. Christuskirche Stuttgart-Ost

#### Friedenskirchengemeinde Stuttgart
Die Friedenskirchengemeinde (ca. 2.700) wurde durch Verfügung des Oberkirchenrats und Anerkennung des Ministeriums für Kultus, Jugend und Sport Baden-Württemberg mit Wirkung vom 1. Januar 2024 aus den bisherigen Stuttgarter Kirchengemeinden Friedens- und Heilandskirchengemeinde gebildet. Die ehemalige Friedenskirchengemeinde Stuttgart umfasst Teile des Stadtbezirks Stuttgart-Mitte. Das Gebiet gehörte ursprünglich zur Stiftsgemeinde und wurde bald nach dem Bau der Friedenskirche 1890–1892 als eigenständige Kirchengemeinde abgetrennt. Die Kirche wurde im neoromanischen Stil von Architekt Dollinger erbaut. Sie brannte 1944 bis auf den Turm ab. 1966 wurde ein neues Schiff als moderner Betonbau angebaut.
Durch Bekanntmachung des Konsistoriums vom 24. März 1914 wurde aus Gebietsteilen der Friedenskirchengemeinde Stuttgart die neue Heilandskirchengemeinde gebildet.
Durch Bekanntmachung des Oberkirchenrats vom 11. Oktober 1960 gab es eine Gebietsveränderung im Bereich Gerok-, Wagenburgstraße und Am Hohengehren zwischen der Friedens- und der Christuskirchengemeinde Stuttgart zugunsten der Christuskirchengemeinde.
Die ehemalige Heilandskirchengemeinde Stuttgart-Berg umfasst Teile des Stadtbezirks Stuttgart-Ost. Sie wurde 2013 aus der früheren Heilandskirchengemeinde und der Kirchengemeinde Berg gebildet. Das Gebiet um die Heilandskirche wurde Mitte des 19. Jahrhunderts entlang der Neckarstraße aufgesiedelt. Es gehörte dann zum Gebiet der Friedenskirchengemeinde Stuttgart. Großherzogin Wera schenkte den Bewohnern einen Platz für eine schlichte „Wanderkirche“, die 1899 am Fuße der Villa Berg eingeweiht wurde. Doch wurde diese Kirche bald zu klein. So stiftete Großherzogin Wera eine neue Kirche mit der Auflage die Pfarrstelle an dieser Kirche stets „mit einem Theologen zu besetzen, der von Herzen auf dem positiven Boden und der kritiklosen Lehre der Heiligen Schrift und des Apostolischen Glaubensbekenntnisses steht“ (aus der Stiftungsurkunde vom 21. Juni 1911). Die Kirche konnte dann 1913 im neo-romanischen Stil erbaut werden, 1914 wurde die Heilandskirchengemeinde gebildet.
1944 wurde die Heilandskirche zerstört, 1964 aber in veränderter Form wieder aufgebaut.
Die frühere Kirchengemeinde Berg umfasste den gleichnamigen Stadtteil innerhalb des Stadtbezirks Stuttgart-Ost. Berg war politisch ein Kammerort und kam 1836 zur Stadt. Kirchlich gehörte der kleine Weiler Berg zunächst zur Pfarrei Altenburg. Nachdem die Stiftskirche zur Pfarrkirche erhoben worden war, gehörte Berg zur Stiftskirche, doch gab es in Berg schon seit dem 15. Jahrhundert eine eigene Kirche, die aber wegen Baufälligkeit im 19. Jahrhundert abgebrochen werden musste. An gleicher Stelle wurde von 1853 bis 1855 ein Neubau im neugotischen Stil, die heutige Berger Kirche, erstellt. Diese Kirche wurde nach Kriegsschäden im Zweiten Weltkrieg 1955 wieder aufgebaut. Eine eigene Pfarrei erhielt der Ort Berg 1862.

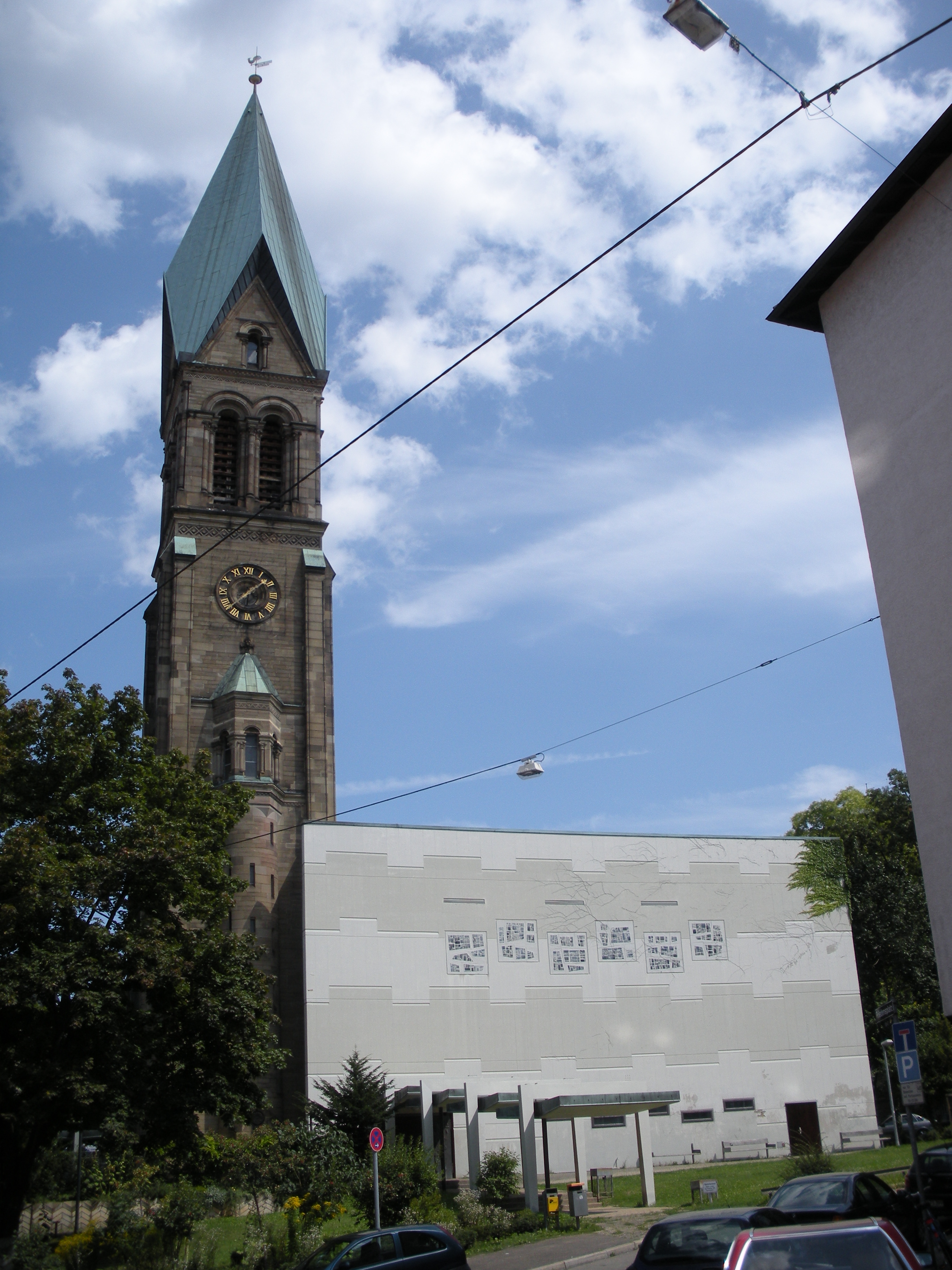
Evang. Friedenskirche Stuttgart
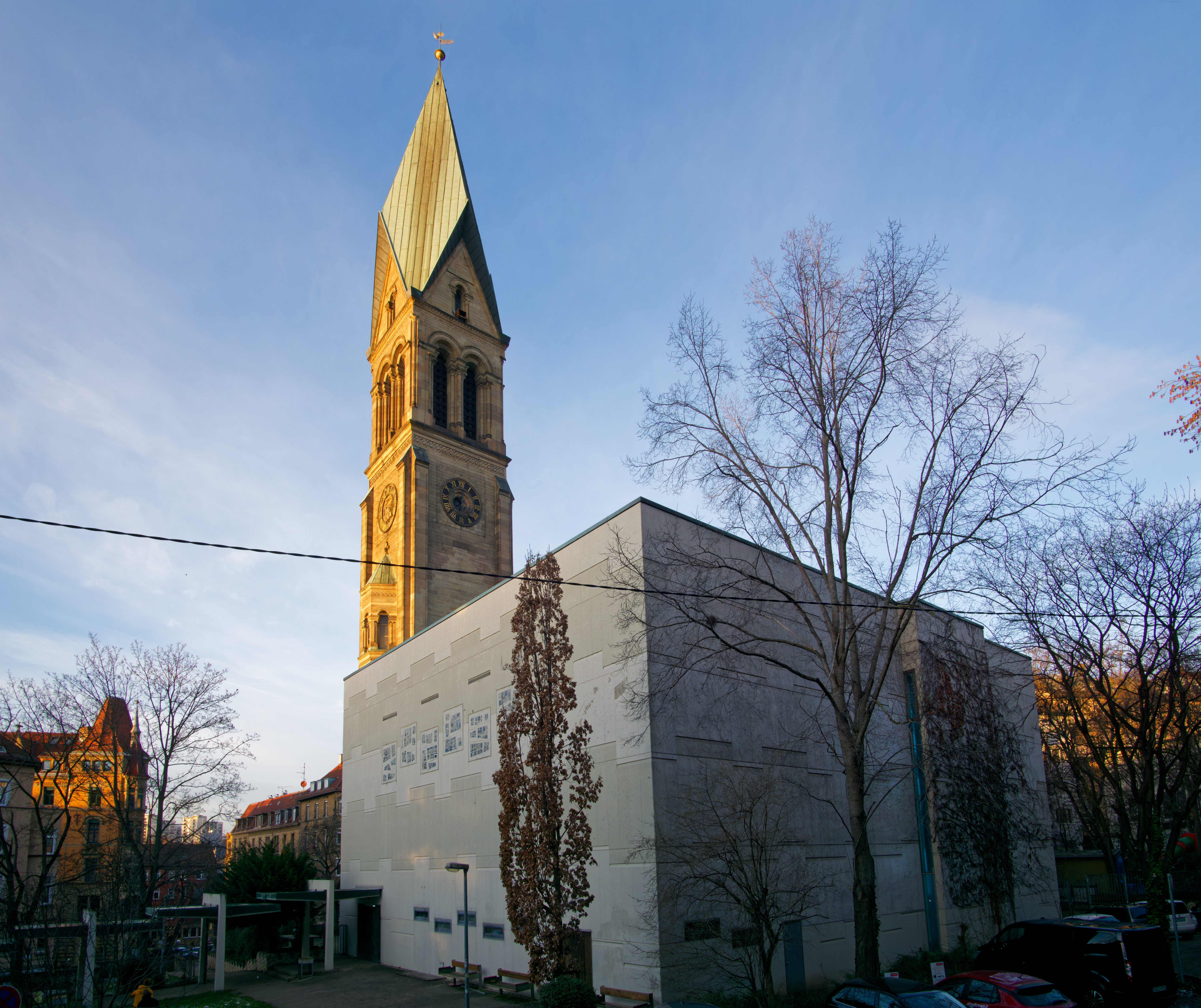
Evang. Friedenskirche Stuttgart
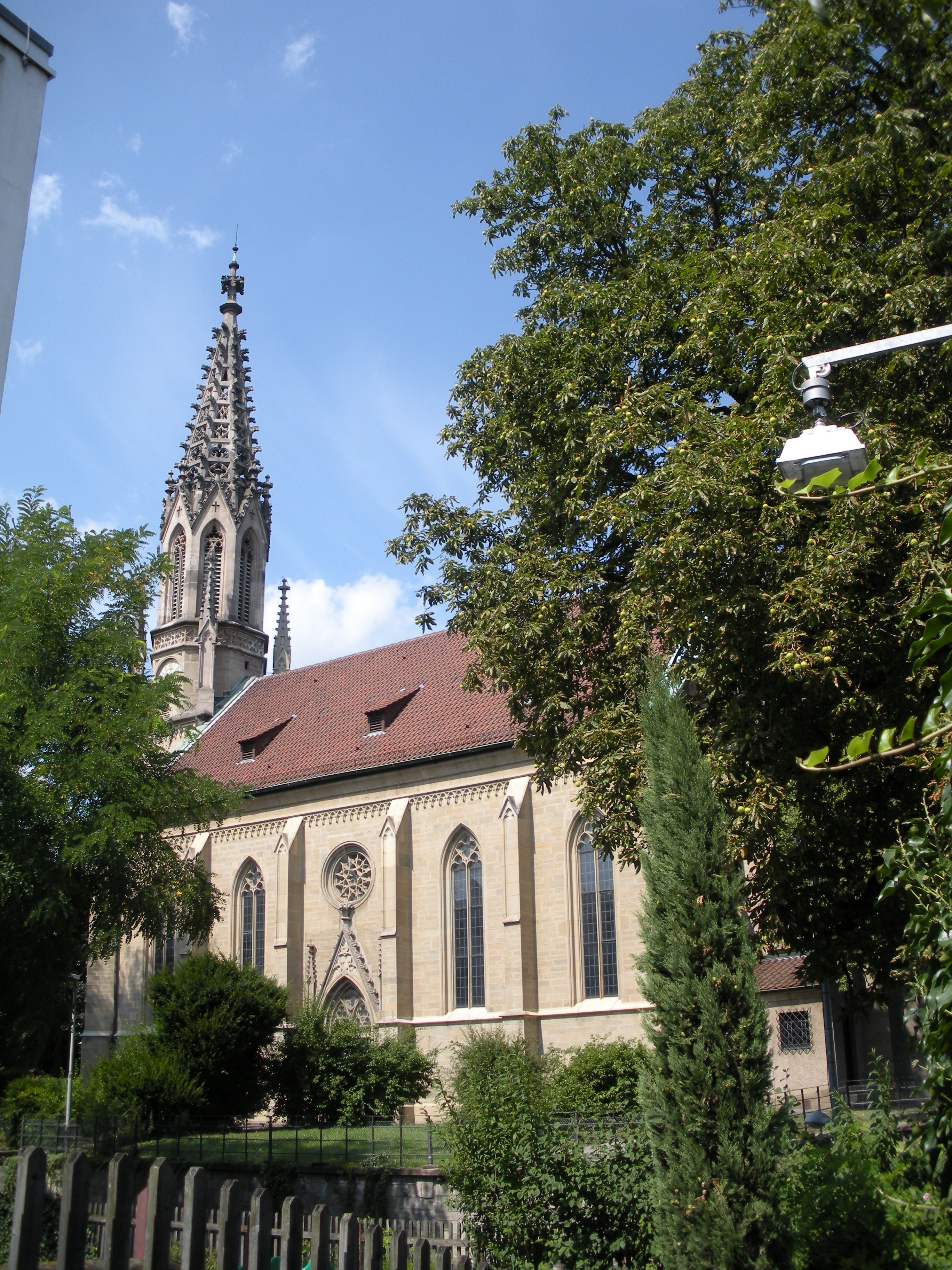
Berger Kirche (evang.) Stuttgart
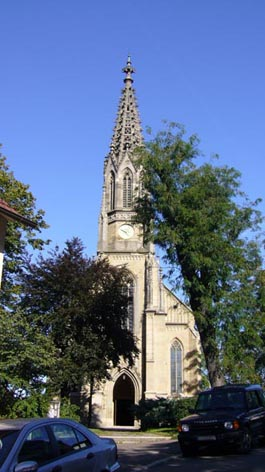
Berger Kirche (evang.) Stuttgart – Turm mit Eingangsseite

#### Hospitalkirchengemeinde Stuttgart
Die Hospitalkirchengemeinde Stuttgart (ca. 766) umfasst Teile des Stadtbezirks Stuttgart-Mitte. Die Hospitalkirche ist eine der ältesten Kirchen der Innenstadt. Sie wurde von 1471 bis 1493 unter Leitung von Aberlin Jörg für ein Dominikanerkloster erbaut. Der Turm wurde erst 1730 angebaut. Seit der Reformation war das Kloster in ein Hospital umgewandelt worden. Erst Anfang des 19. Jahrhunderts wurde die Hospitalkirche neben der Stiftskirche und zusammen mit der Leonhardskirche Pfarrkirche für einen Teil der heutigen Innenstadt sowie Sitz des Stuttgarter Stadtdekans. 1944 wurde die Kirche durch eine Bombe total zerstört. Turm und Chor wurden von 1951 bis 1960 wieder aufgebaut. Der Dekanatssitz wurde 1945 jedoch an die Leonhardskirche verlegt. Die Hospitalkirche ist Verwaltungszentrum der Evangelischen Gesamtkirchengemeinde Stuttgart. Im zugehörigen Hospitalhof tagt regelmäßig die Landessynode der Evangelischen Landeskirche in Württemberg.
Durch Bekanntmachung des Oberkirchenrats vom 22. Januar 1931 wurde die Garnisonskirchengemeinde Stuttgart als weitere Teilkirchengemeinde innerhalb der Gesamtkirchengemeinde Stuttgart gebildet, nachdem das Kultministerium mit Schreiben vom 19. Januar 1931 die neue Teilkirchengemeinde als Körperschaft des öffentlichen Rechts anerkannt hatte. Als Pfarramt der neuen Kirchengemeinde wurde ihr das 4. Stadtpfarramt an der Hospitalkirchengemeinde zugeteilt. Als Gemeindekirche diente die Ende des 19. Jahrhunderts erbaute Garnisonskirche. Diese wurde im Zweiten Weltkrieg zerstört und nicht wieder aufgebaut. Daher wurde durch Bekanntmachung des Oberkirchenrats vom 7. März 1947 die Garnisonskirchengemeinde Stuttgart aufgehoben und in die Hospitalkirchengemeinde Stuttgart eingegliedert. Gleichzeitig wurden in der Gesamtkirchengemeinde Stuttgart verschiedene Grenzverschiebungen vorgenommen.

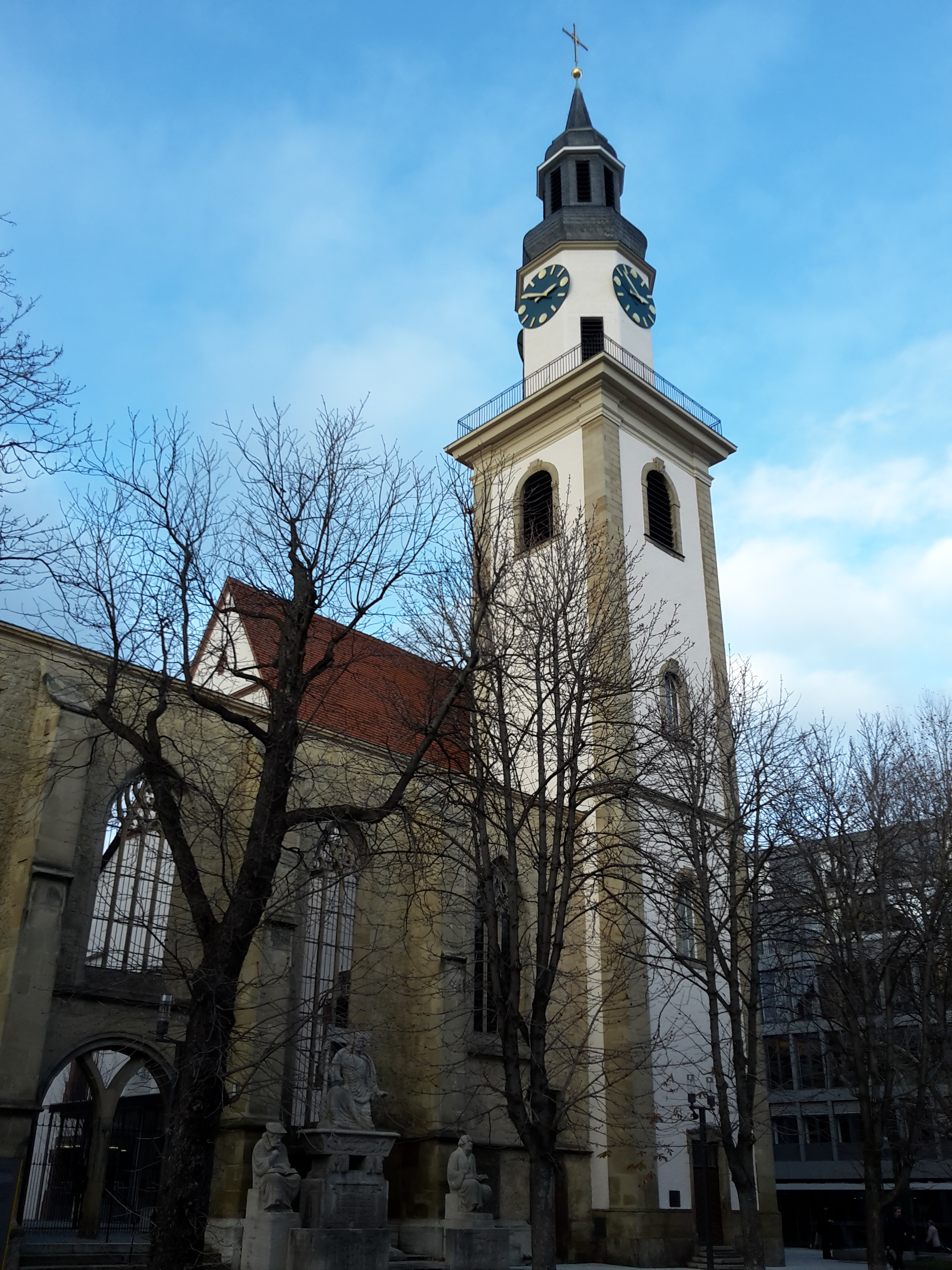
Evang. Hospitalkirche Stuttgart
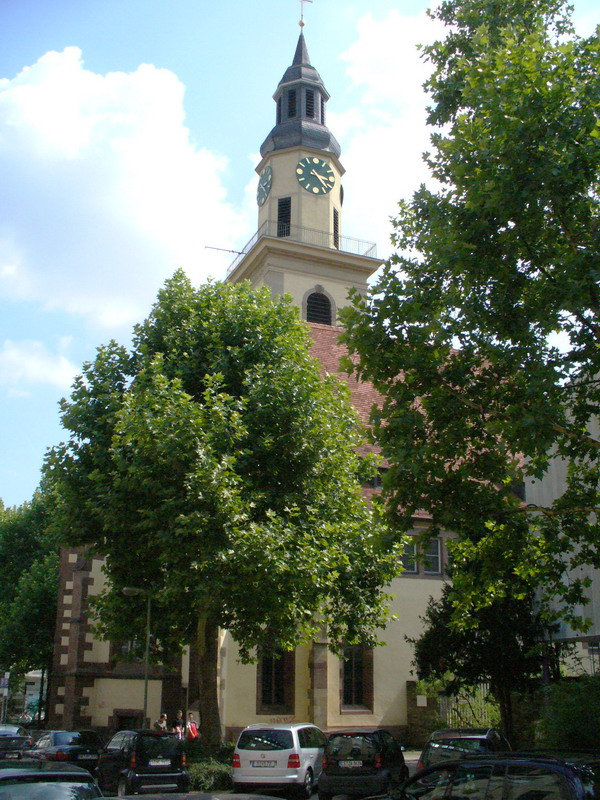
Hospitalkirche Stuttgart
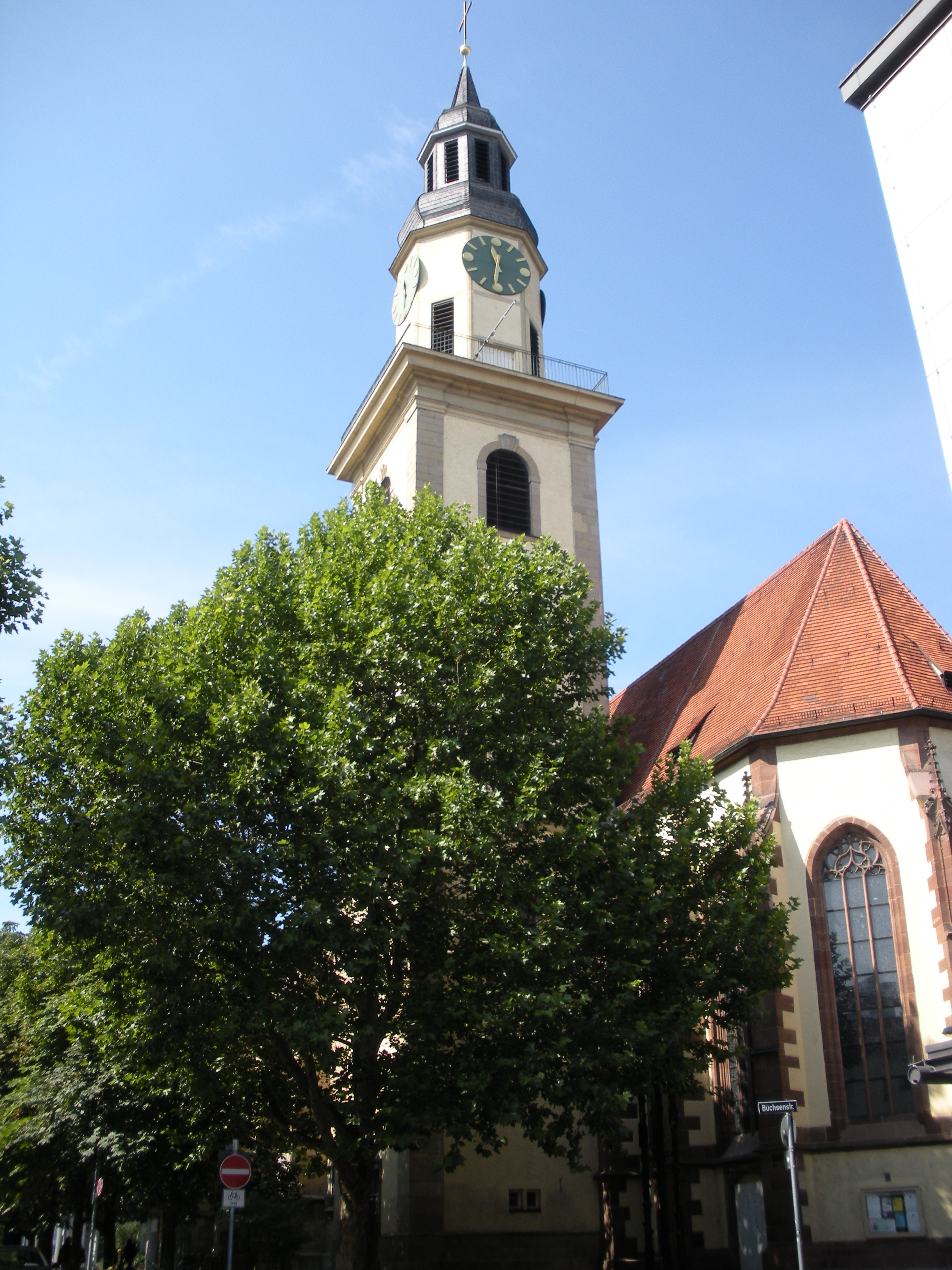
Evang. Hospitalkirche Stuttgart
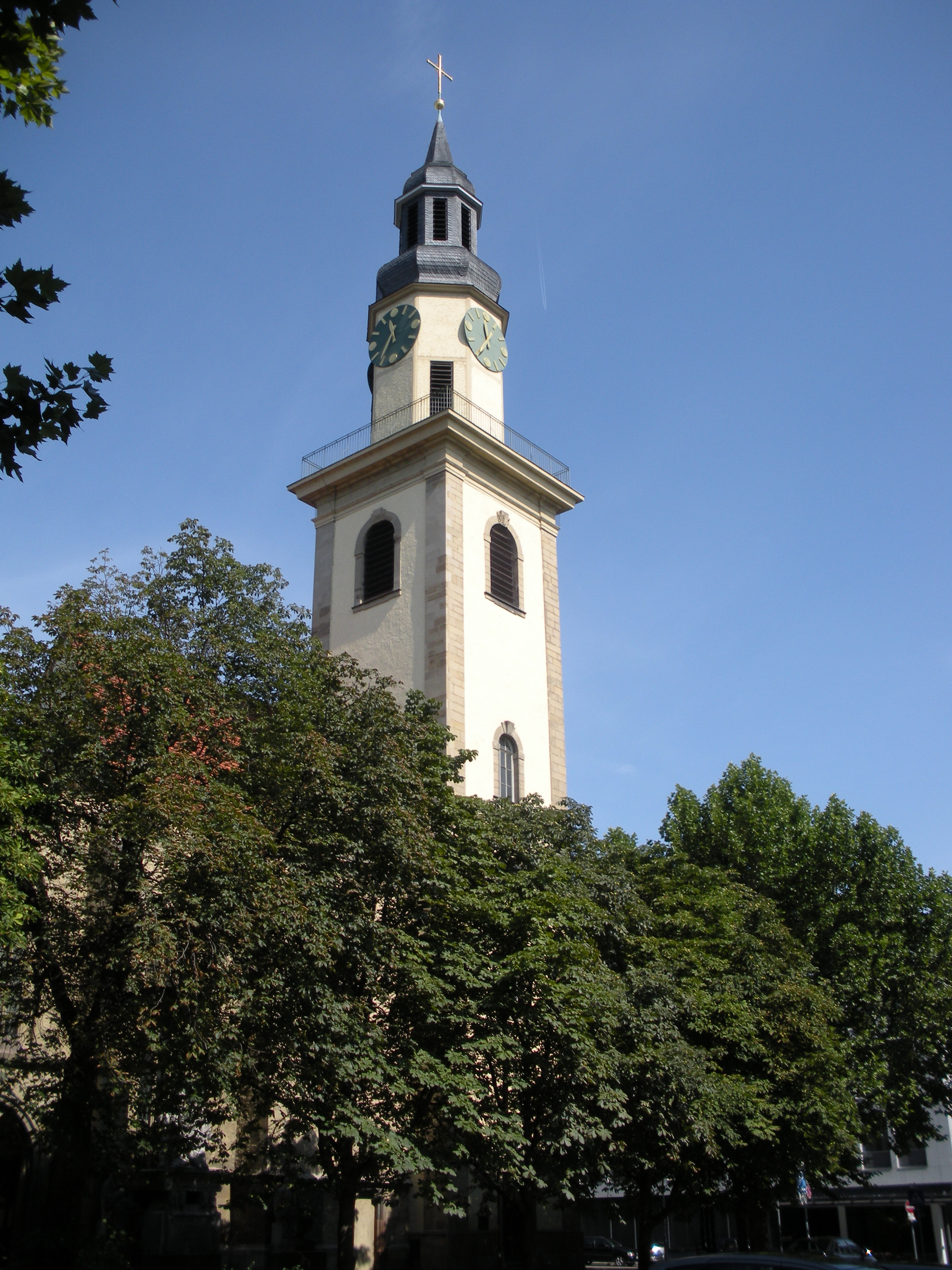
Evang. Hospitalkirche – Turm
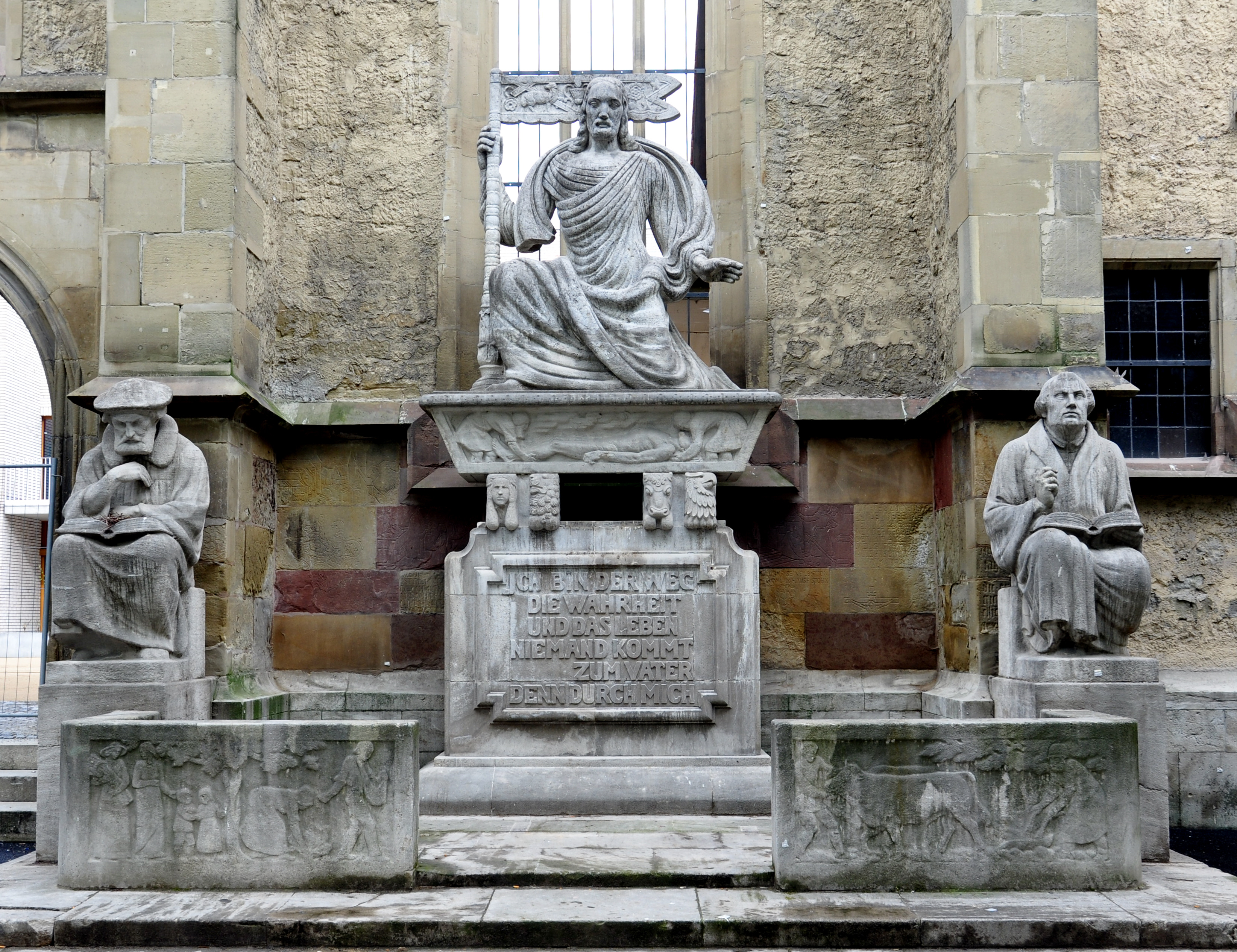
Reformationsdenkmal vor der Evang. Hospitalkirche
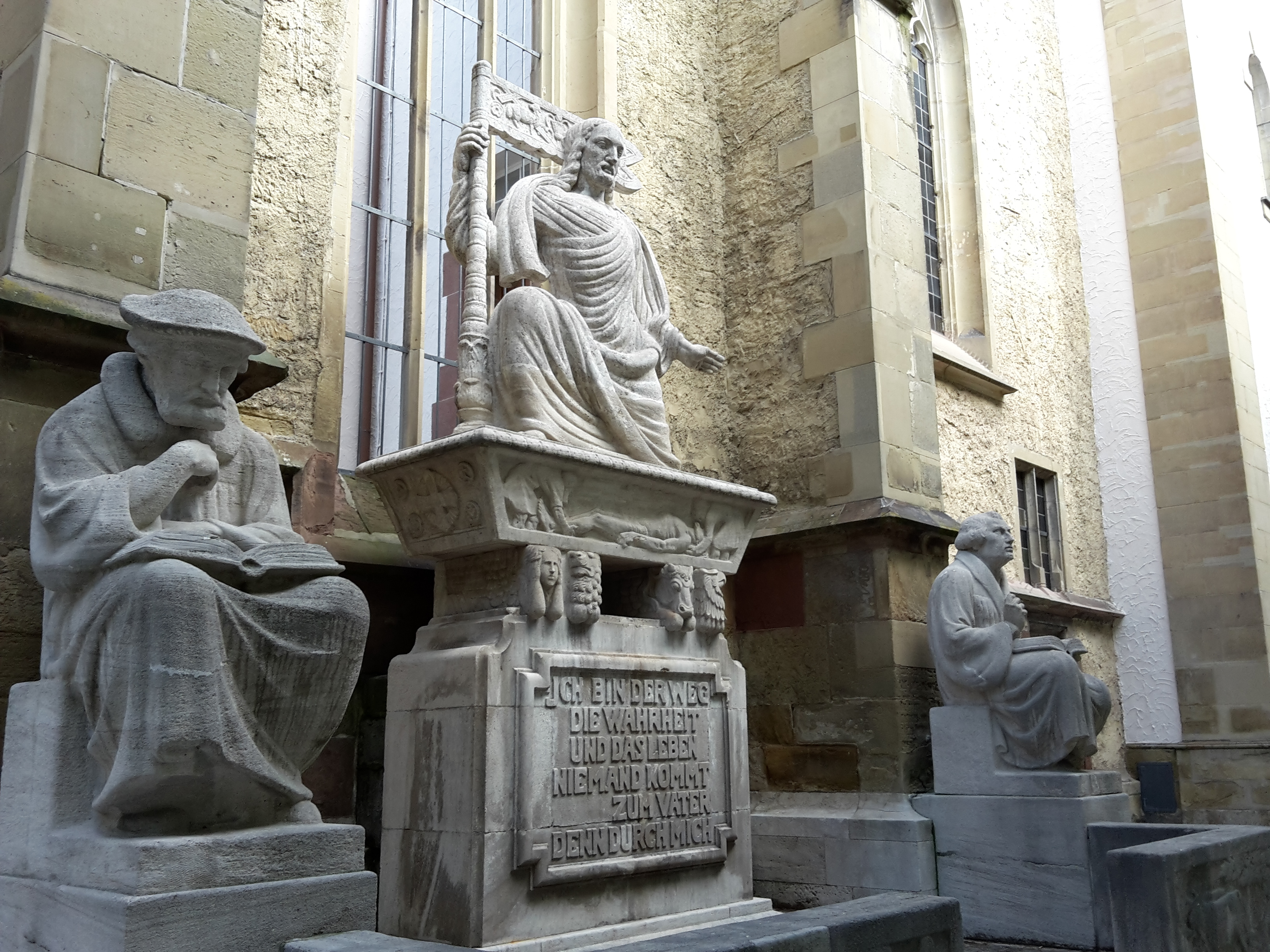
Reformationsdenkmal vor der Hospitalkirche Stuttgart

#### Leonhardskirchengemeinde Stuttgart
Die Leonhardskirchengemeinde Stuttgart (ca. 1.423) umfasst Teile des Stadtbezirks Stuttgart-Mitte. Die Leonhardskirche ist nach der Stiftskirche die zweitälteste Kirche der Stadt. Sie wurde 1337 als Feldkapelle für den heiligen Leonhard vor den Toren der Stadt errichtet und um 1408 durch eine einschiffige Kirche ersetzt, aus welcher 1463–1466 schließlich die heutige dreischiffige Kirche entstand. Im 19. Jahrhundert wurde die Leonhardskirche Sitz des Dekans für das Amtsoberamt Stuttgart, bis dieses 1919 nach Plieningen und 1938 nach Degerloch verlegt wurde. Nach Zerstörungen 1944 wurde die Leonhardskirche von 1948 bis 1954 vereinfacht wieder aufgebaut. Inzwischen war sie Sitz des Stadtdekanats geworden, nachdem die Hospitalkirche völlig zerstört worden war. Seit 1995 wird an der Leonhardskirche das soziale Projekt Vesperkirche Stuttgart durchgeführt.
1932 wurde im Bereich der Leonhardskirche eine weitere Kirche, die Ludwig-Hofacker-Kirche erbaut und an dieser 1937 eine eigene Kirchengemeinde errichtet.

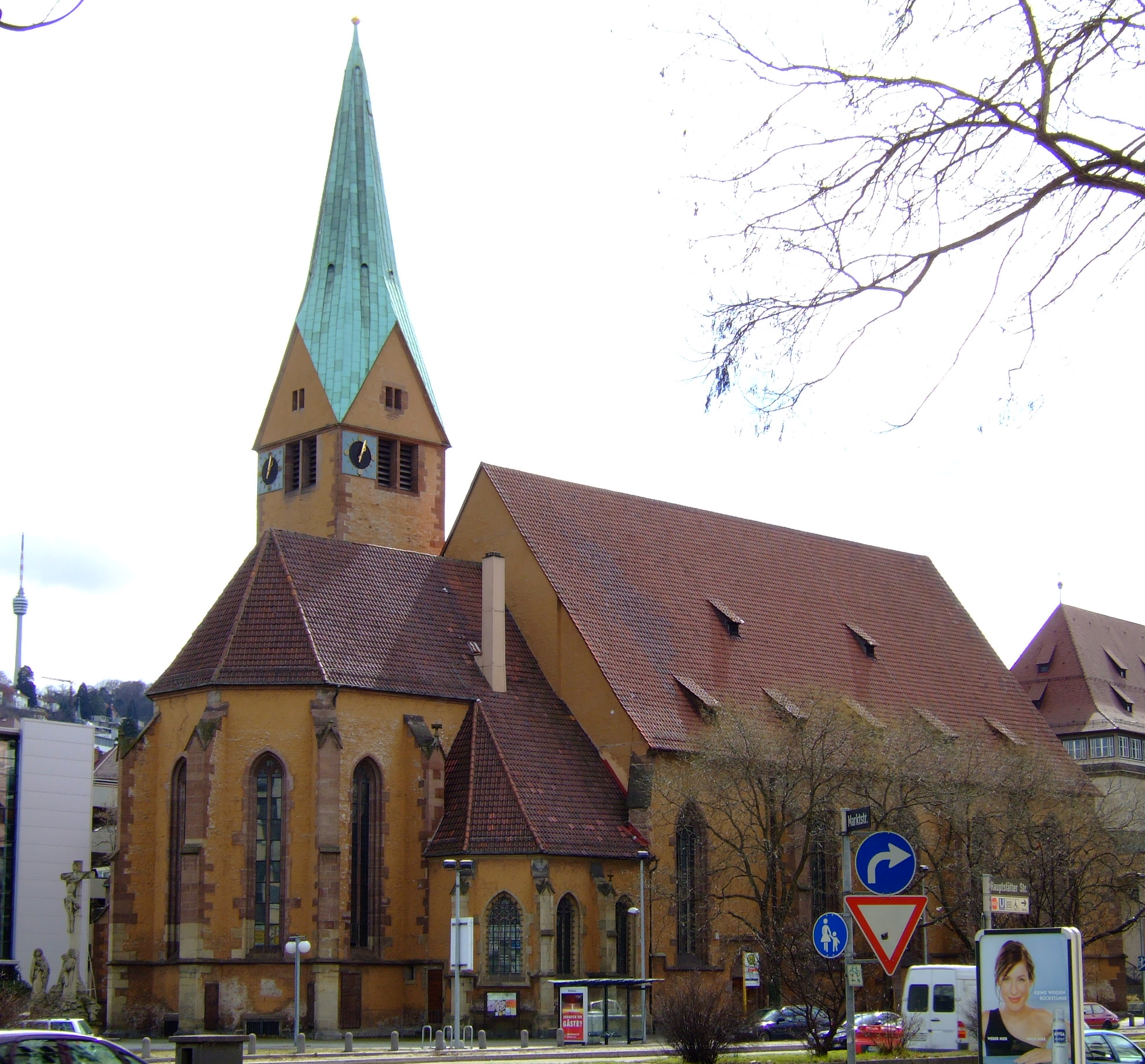
Evang. Leonhardskirche Stuttgart
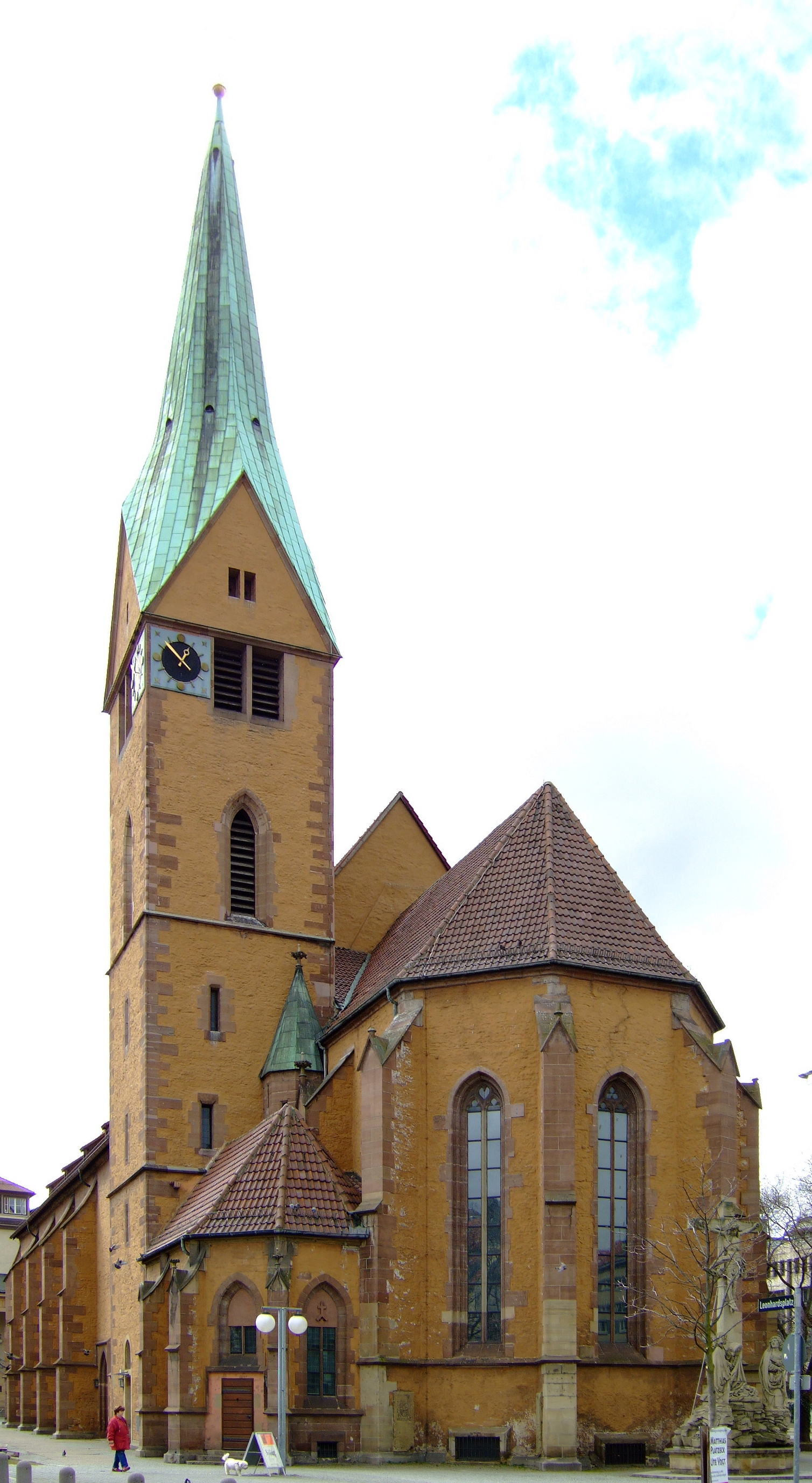
Evang. Leonhardskirche Stuttgart

#### Ludwig-Hofacker-Kirchengemeinde Stuttgart
Die Ludwig-Hofacker-Kirchengemeinde Stuttgart (ca. 1.100) umfasst Teile des Stadtbezirks Stuttgart-Mitte. In dem ursprünglich zur Leonhardskirchengemeinde gehörigen Gebiet wurde 1932 eine weitere Kirche erbaut. Durch Bekanntmachung des Oberkirchenrats vom 11. Mai 1937 wurde an dieser Kirche die selbständige Ludwig-Hofacker-Kirchengemeinde als weitere Teilkirchengemeinde der Gesamtkirchengemeinde Stuttgart errichtet, nachdem das Kultministerium mit Schreiben vom 28. April 1937 die neue Kirchengemeinde als Körperschaft des öffentlichen Rechts anerkannt hatte.
Die Ludwig-Hofacker-Kirche wurde im Zweiten Weltkrieg zerstört. Die heutige Hofacker-Kirche wurde 1950 als Notkirche von Otto Bartning erbaut. Die vom Pietismus geprägte Kirchengemeinde fühlt sich dem Erbe des Erweckungspredigers Ludwig Hofacker (1798 bis 1828) verpflichtet, dessen Namen sie führt.
Durch Bekanntmachung des Oberkirchenrats vom 7. Januar 1957 gab es eine Gebietsveränderung zwischen der Christus- und der Ludwig-Hofacker-Kirchengemeinde.

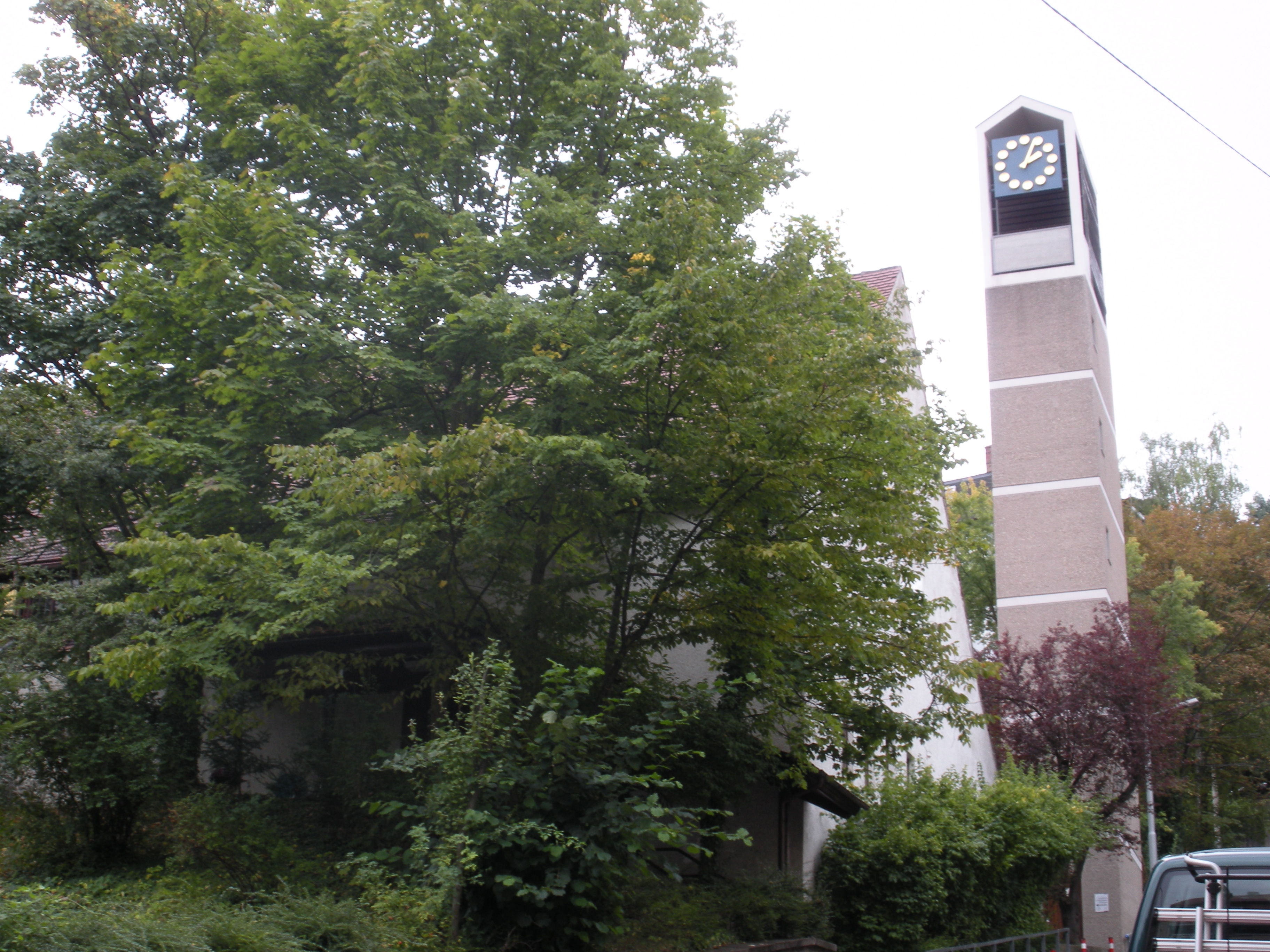
Evang. Ludwig-Hofacker-Kirche Stuttgart
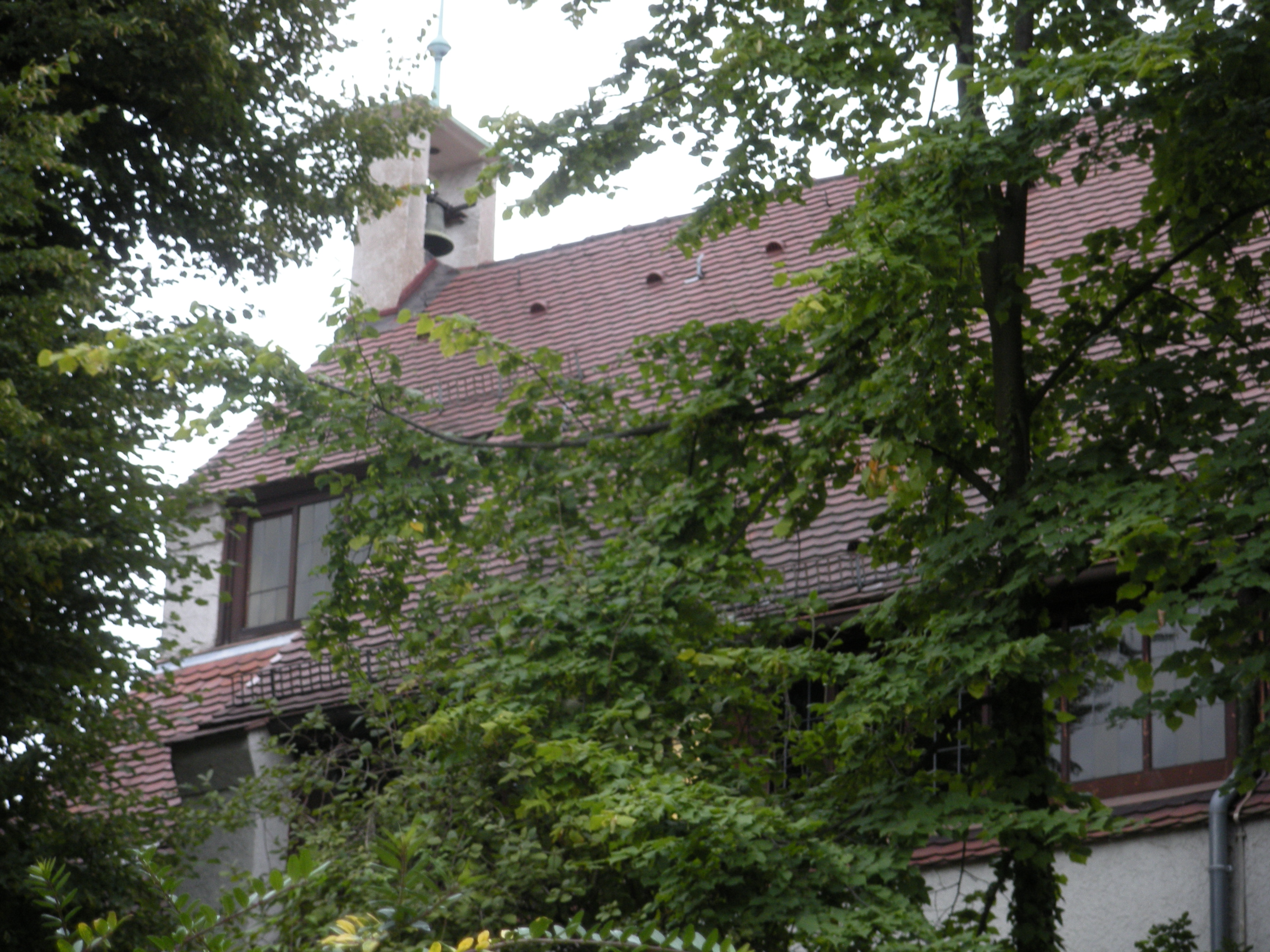
Evang. Ludwig-Hofacker-Kirche Stuttgart
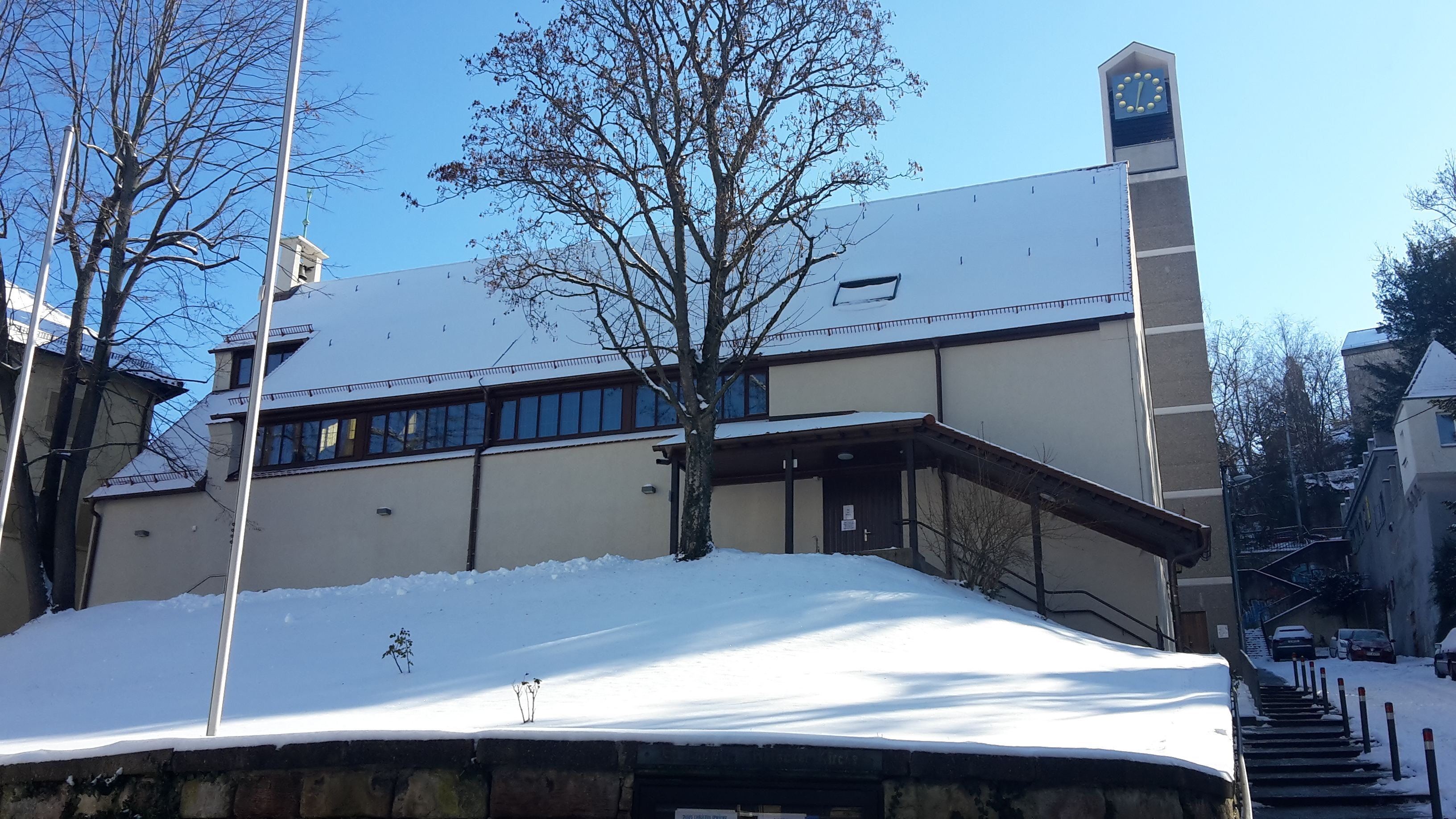
Evang. Ludwig-Hofacker-Kirche Stuttgart

#### Magdalenenkirchengemeinde Stuttgart
Die Magdalenenkirchengemeinde (ca. 5.109) wurde durch Verfügung des Oberkirchenrats vom 18. August 2020 und Anerkennung des Ministeriums für Kultus, Jugend und Sport Baden-Württemberg mit Wirkung vom 1. Januar 2021 aus den bisherigen Stuttgarter Kirchengemeinden Gedächtnis- und Rosenberg- sowie Waldkirchengemeinde gebildet.
Die ehemalige Gedächtnis- und Rosenbergkirchengemeinde Stuttgart umfasst Teile des Stadtbezirks Stuttgart-West. Die Kirchengemeinde wurde mit Wirkung vom 11. November 2001 durch Vereinigung der bis dahin selbständigen Gedächtniskirchengemeinde mit der Rosenbergkirchengemeinde gebildet. Beide Kirchengemeinden entstanden Ende des 19. Jahrhunderts bzw. Anfang des 20. Jahrhunderts, als für die wachsende Stuttgarter Bevölkerung neue Kirchengebäude errichtet und Kirchengemeinden gebildet wurden.
Die Gedächtniskirche wurde 1896–1899 als Saalkirche mit flach geneigtem Satteldach von Architekt Robert von Reinhardt erbaut. Sie war eine Stiftung des Kommerzienrats Julius von Jobst für seine Frau Mathilde. Im Zweiten Weltkrieg wurde sie zerstört und 1954–1957 in veränderter Form wieder aufgebaut. Dabei wurde der alte Kirchturm durch eine neue Klinkerfassade ummantelt. Seit 1970 ist die Gedächtniskirchengemeinde Sitz des Stuttgarter Stadtdekans.
1959 gab es einen Gebietsaustausch zwischen der Rosenberg- und der Gedächtniskirchengemeinde sowie eine weitere Gebietsveränderung der Pauluskirchengemeinde zugunsten der Rosenbergkirchengemeinde.
Die Rosenberggemeinde hat ihren Ursprung in einer schlichten „Wanderkirche“, die 1908 für die Gemeinde im Stuttgarter Westen aufgebaut wurde und für die durch Bekanntmachung des Konsistoriums vom 23. Juni 1908 eine eigene Stadtpfarrstelle errichtet wurde. Durch weitere Bekanntmachung vom 30. Juni 1910 wurde dann die selbständige Rosenbergkirchengemeinde durch Abtrennung von der Johanneskirchengemeinde gebildet. Fast vier Jahrzehnte diente die Wanderkirche der bis auf 8.000 Gemeindeglieder anwachsenden Gemeinde, bis sie 1943 durch Bomben zerstört wurde. Die Gottesdienste fanden dann im benachbarten Gemeindehaus und schließlich in Privatwohnungen statt. Erst 1956 konnte die Gemeinde ihre neue Rosenbergkirche einweihen. Der Glockenturm steht direkt an der Straße etwas abseits vom Schiff der Kirche. Da sich die Gemeindezahlen stark verringerten, wurde die Rosenbergkirchengemeinde ebenso wie die benachbarte Gedächtniskirchengemeinde mit Wirkung vom 11. November 2001 aufgelöst und aus beiden Gebieten die neue Gedächtnis- und Rosenbergkirchengemeinde gebildet.

Die ehemalige Waldkirchengemeinde Stuttgart umfasst Teile des Stadtbezirks Stuttgart-Nord. Die ursprünglich zur Gedächtniskirchengemeinde Stuttgart gehörigen Gemeindeglieder im Bezirk der 1928 als Ausflugs- und Hochzeitskirche und 1959 durch einen Anbau erweiterten Waldkirche am Kräherwald wurden mit Wirkung vom 1. April 1961 zur selbständigen Waldkirchengemeinde Stuttgart zusammengeschlossen. Die neue Waldkirchengemeinde Stuttgart wurde eine weitere Teilkirchengemeinde der Gesamtkirchengemeinde Stuttgart.

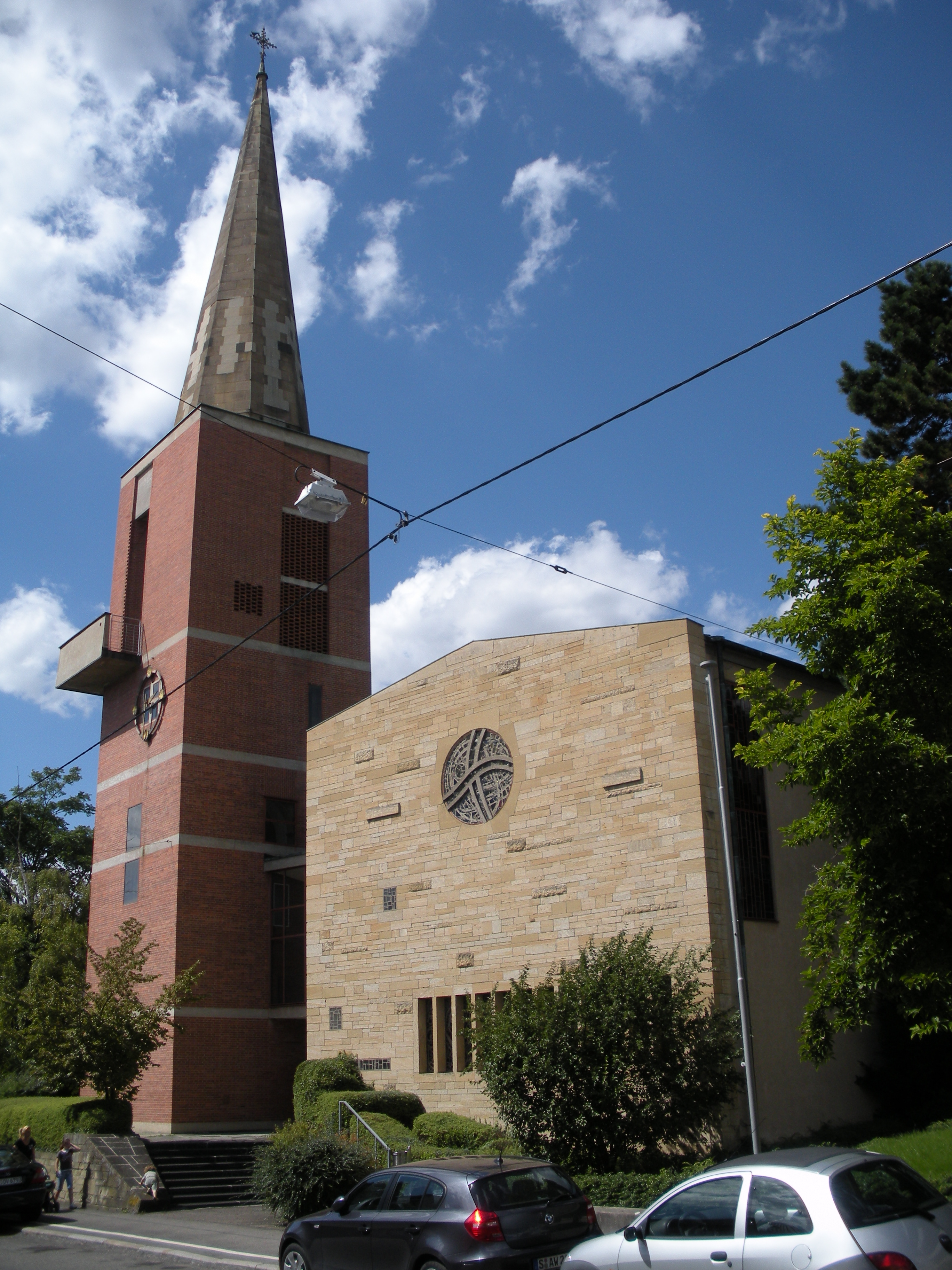
Evang. Gedächtniskirche Stuttgart-West
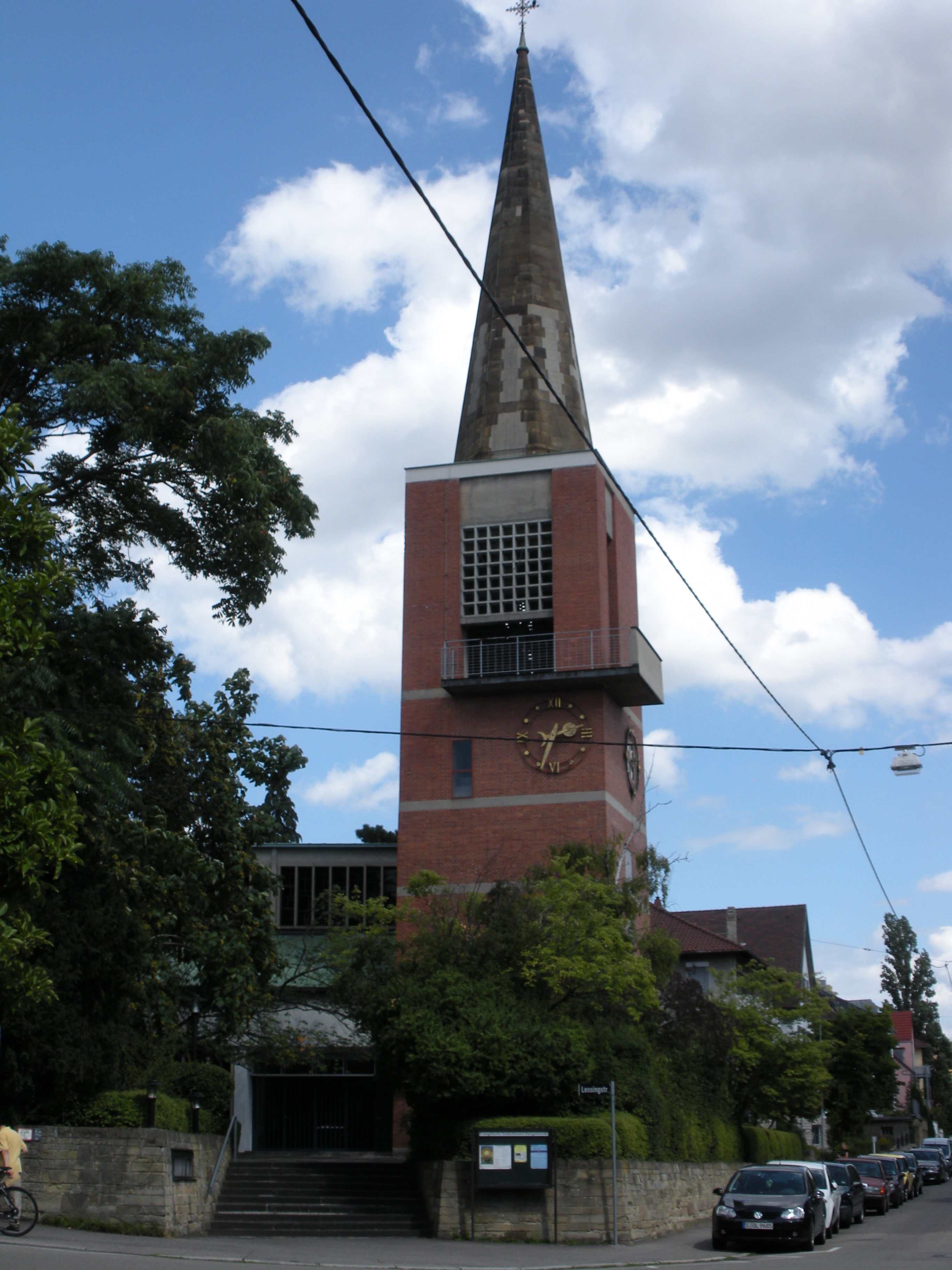
Evang. Gedächtniskirche Stuttgart-West – Turm
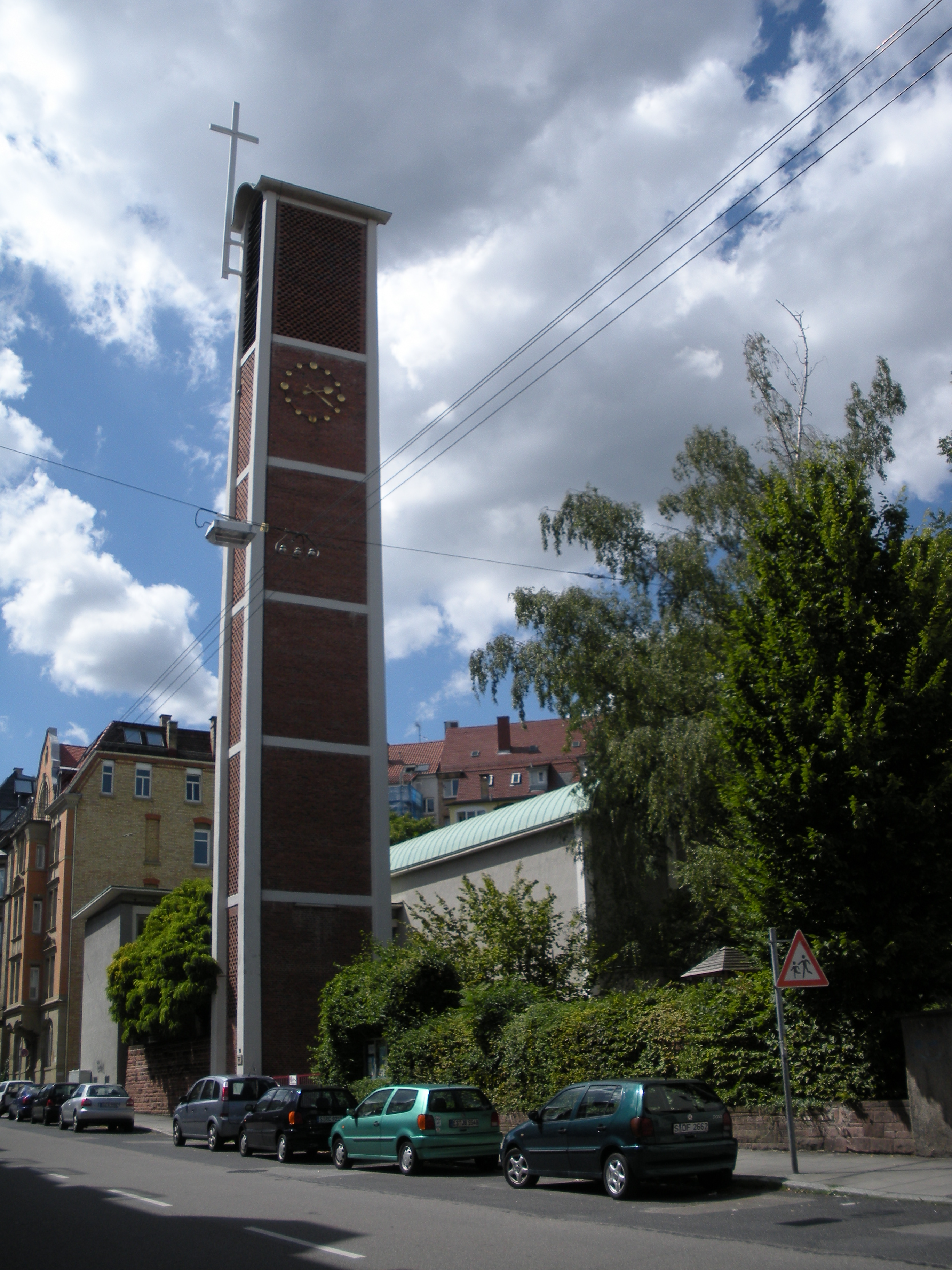
Evang. Rosenbergkirche Stuttgart-West – Turm
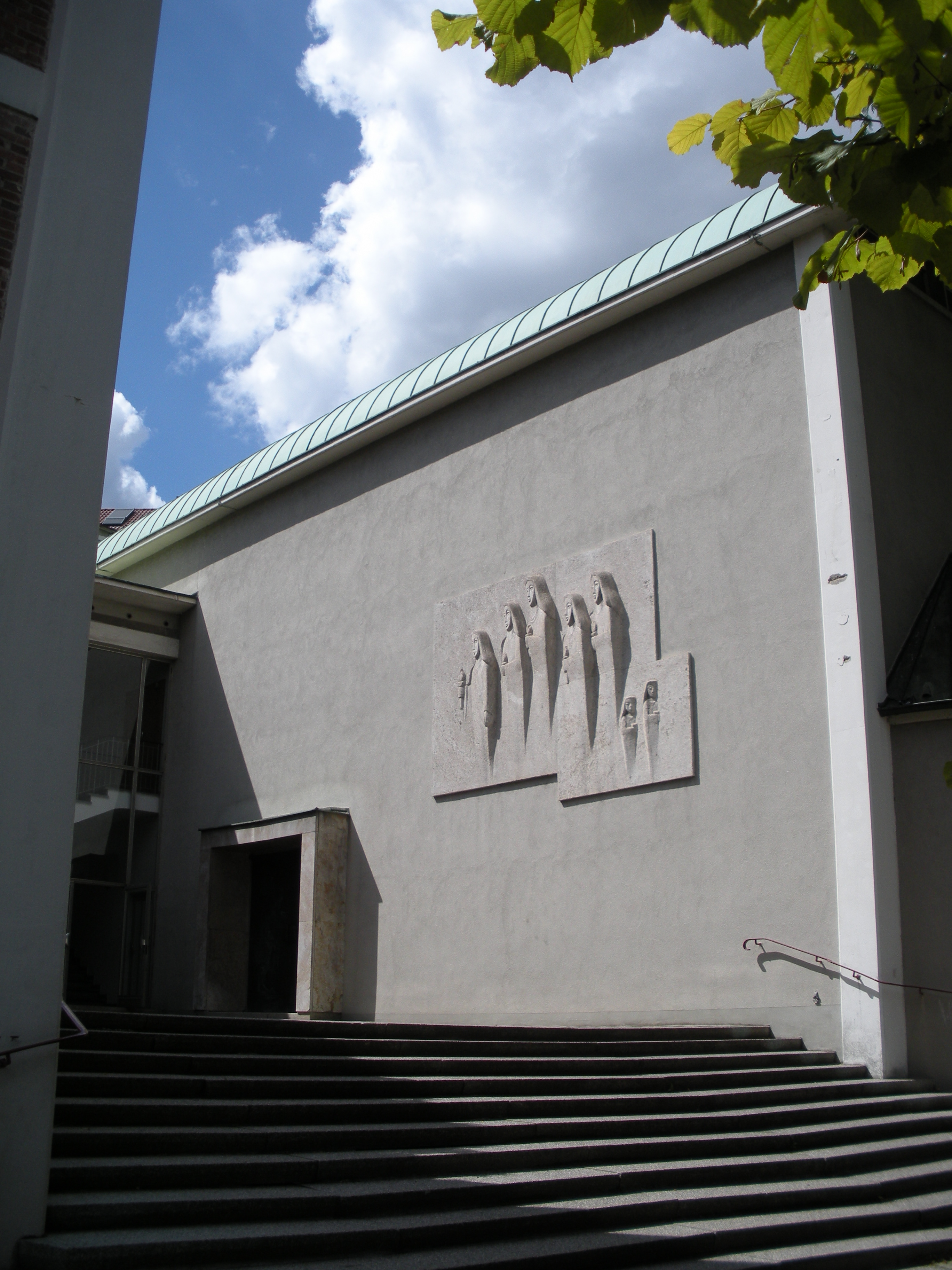
Evang. Rosenbergkirche Stuttgart-West
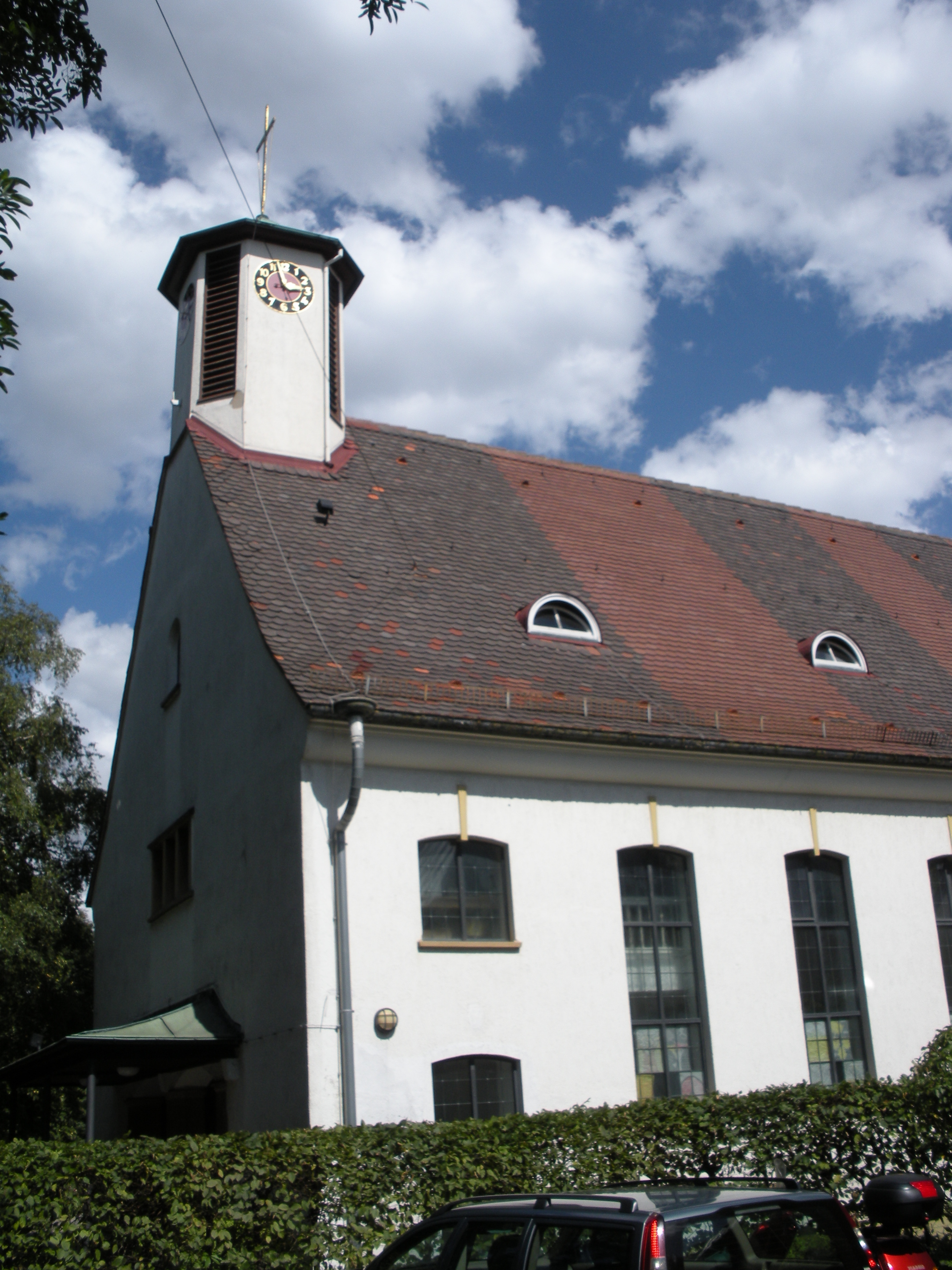
Evang. Waldkirche Stuttgart-Nord

#### Kirchengemeinde Markus-Haigst Stuttgart

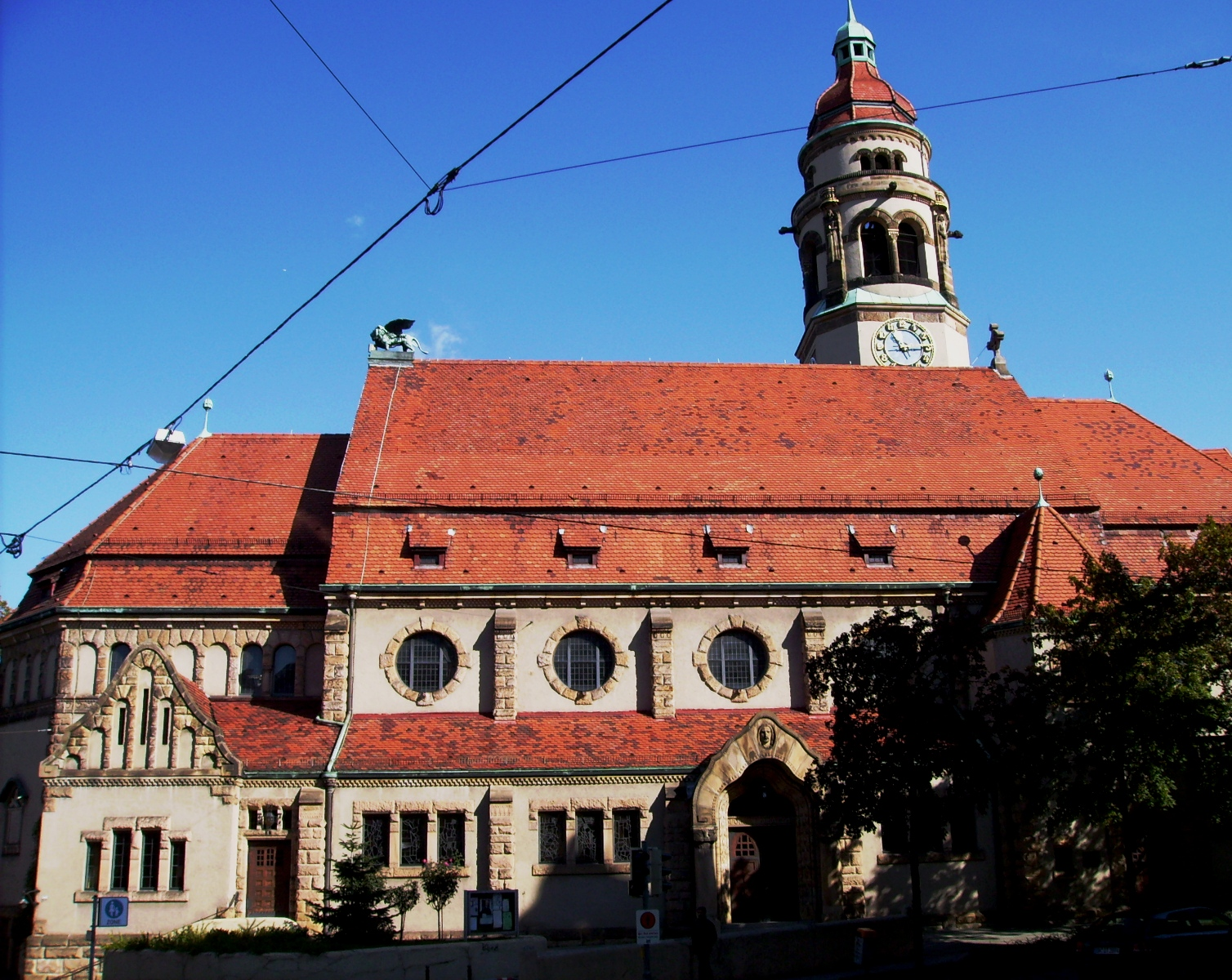
Evang. Markuskirche Stuttgart

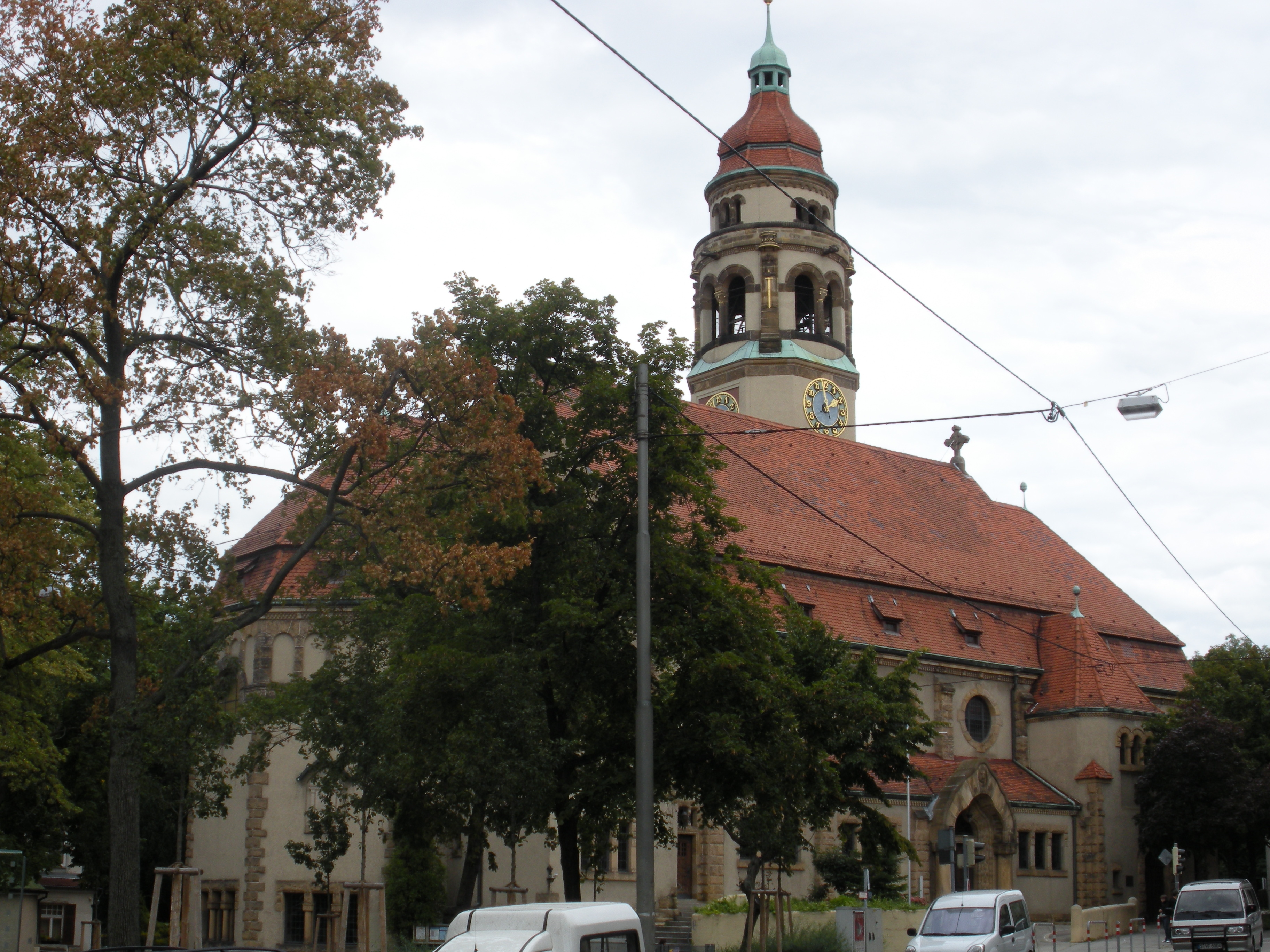
Evang. Markuskirche Stuttgart-Süd

Die Kirchengemeinde Markus-Haigst (ca. 3.852) wurde durch Verfügung des Oberkirchenrats vom 19. Oktober 2018 und Anerkennung des Ministeriums für Kultus, Jugend und Sport Baden-Württemberg mit Wirkung vom 1. Januar 2019 aus der Markuskirchengemeinde und der Haigstkirchengemeinde gebildet. Die Kirchengemeinde umfasst Teile des Stadtbezirks Stuttgart-Süd und Degerloch. Die Markuskirche wurde 1907 unter Architekt Heinrich Dolmetsch erstellt. Sie ist eine der weltweit ersten Kirchen, die ganz in Eisenbeton ausgeführt wurde.
Da die Kirche im Zweiten Weltkrieg nahezu unbeschädigt blieb, rückte sie 1945 für kurze Zeit in den Blickpunkt der Weltöffentlichkeit, als dort am 17. Oktober ein Abendgottesdienst gefeiert und einen Tag später dort das „Stuttgarter Schuldbekenntnis“ formuliert wurde.
Durch Bekanntmachung des Oberkirchenrats vom 31. Mai 1951 wurden Teile des Gebiets der Markuskirchengemeinde abgetrennt und mit weiteren Teilen der Matthäuskirchengemeinde zur neuen Haigstkirchengemeinde Stuttgart innerhalb der Gesamtkirchengemeinde Stuttgart zusammengeschlossen. Durch Bekanntmachung des Oberkirchenrats vom 2. Dezember 1975 wurden dann die Grenzen zwischen der Haigstkirchengemeinde Stuttgart und der Markuskirchengemeinde Stuttgart neu festgelegt und mit Wirkung vom 15. Mai 1996 wurden weitere Teile der Markuskirchengemeinde Stuttgart in die Haigstkirchengemeinde Stuttgart umgegliedert. Die Haigstkirchengemeinde wurde zum 1. Januar 2019 wieder der Markuskirchengemeinde angegliedert.
Die ehemalige Haigstkirchengemeinde Stuttgart umfasst den gleichnamigen Stadtteil innerhalb des Stadtbezirks Degerloch. Das Gebiet liegt entlang der Alten Weinsteige an der Grenze zu Stuttgart-Süd. Die evangelische Bevölkerung dieses Stadtteils gehörte zunächst zur Matthäus- bzw. zur Markuskirchengemeinde. Die neue Haigstkirchengemeinde gehörte als weitere Teilkirchengemeinde zur Gesamtkirchengemeinde Stuttgart. Zwei Jahre nach ihrer Gründung erbaute sich die Kirchengemeinde auch eine eigene Kirche.
Durch Bekanntmachung des Oberkirchenrats vom 13. Mai 1968 gab es eine Gebietsveränderung der Matthäuskirchengemeinde zugunsten der Haigstkirchengemeinde.

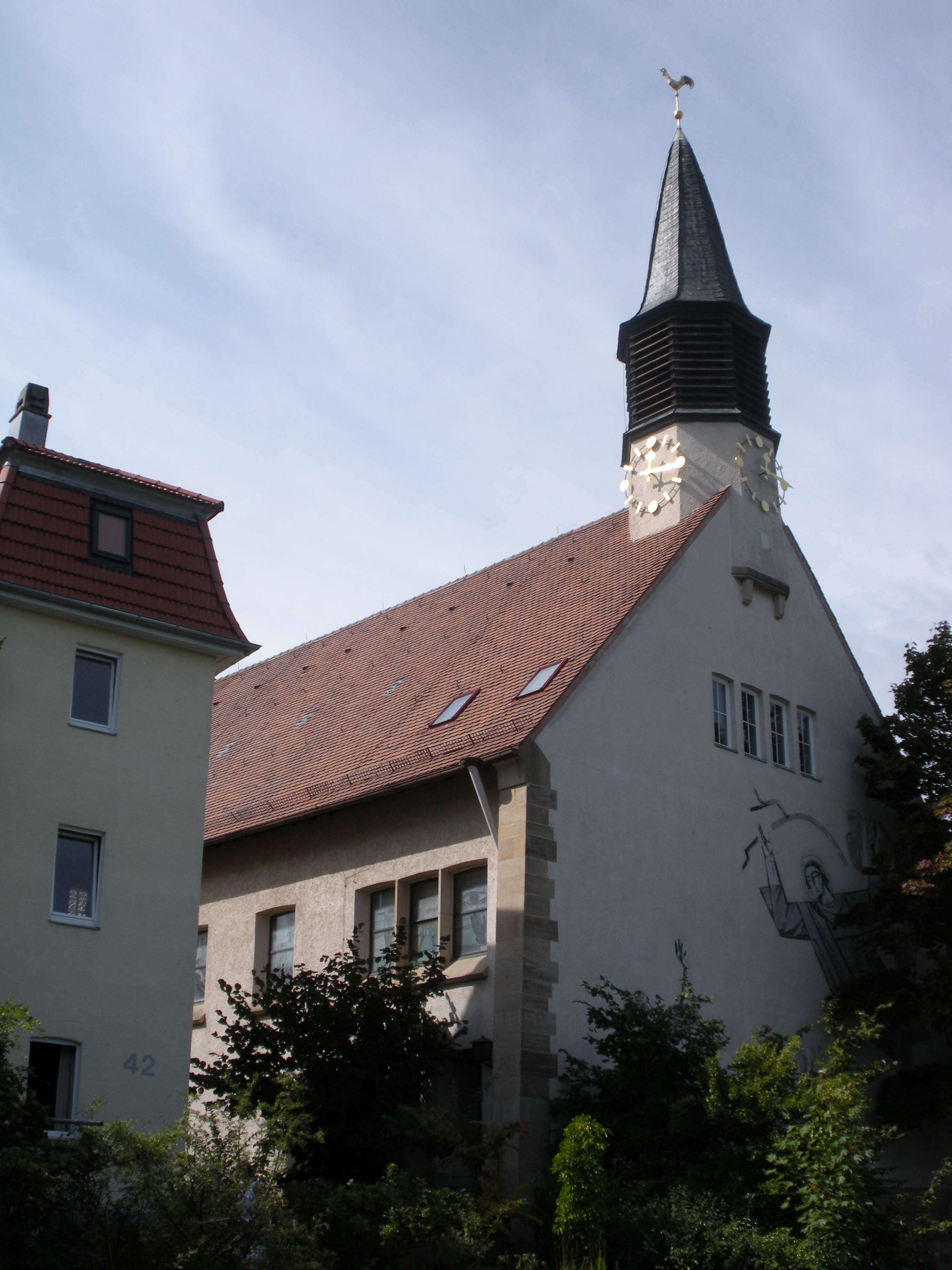
Evang. Haigstkirche Stuttgart-Degerloch
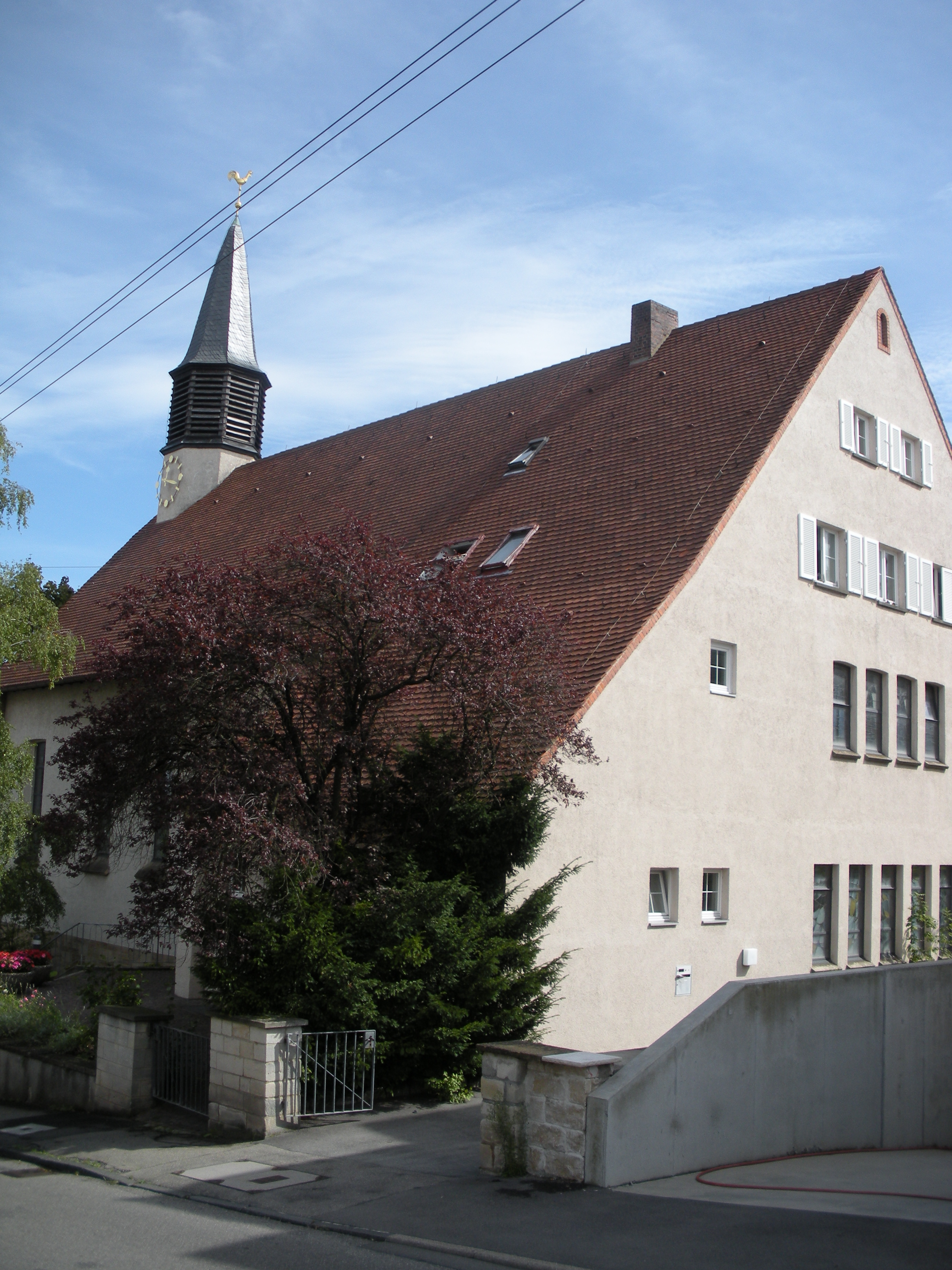
Evang. Haigstkirche Stuttgart-Degerloch

#### Petruskirchengemeinde Stuttgart-Gablenberg
Die Petruskirchengemeinde Stuttgart-Gablenberg (ca. 3.002) umfasst den gleichnamigen Stadtteil innerhalb des Stadtbezirks Stuttgart-Ost. Der stets zu Stuttgart gehörige Weiler Gablenberg bekam im 18. Jahrhundert ein kleines Kirchlein, an welcher 1853 eine eigene Pfarrei errichtet wurde. Da die Kirche bald zu klein war, wurde sie abgebrochen und von 1900 bis 1902 an gleicher Stelle durch einen Neubau im neugotischen Stil ersetzt, der den Namen Petruskirche erhielt. Das Besondere der Kirche ist, dass der Gottesdienstraum im Obergeschoss zu finden ist. Die Kirchengemeinde wurde zunächst nur „Kirchengemeinde Gablenberg“ genannt. Mit Wirkung vom 6. Dezember 1993 wurde sie in „Petruskirchengemeinde Stuttgart-Gablenberg“ umbenannt.

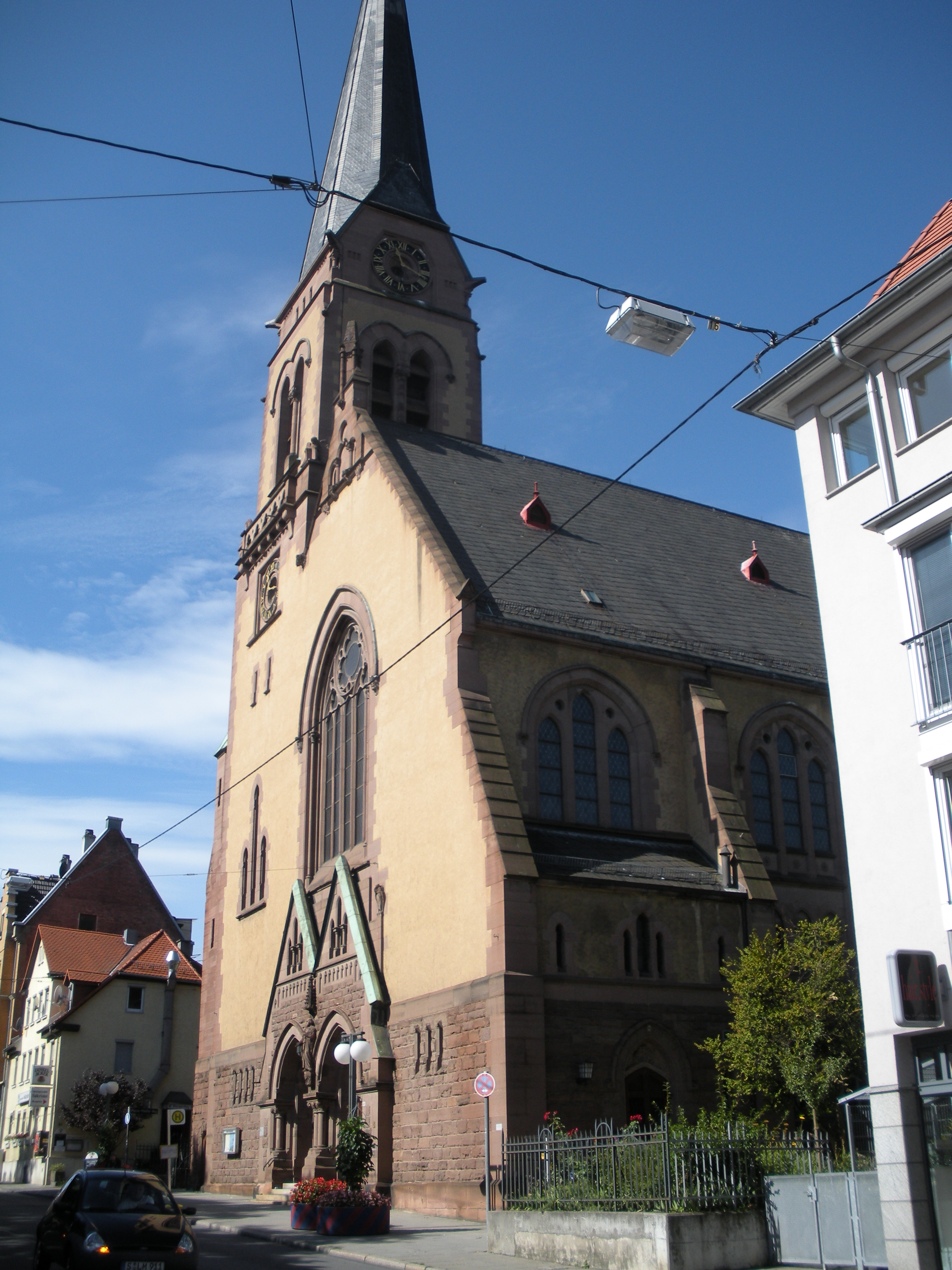
Evang. Petruskirche Stuttgart-Gablenberg
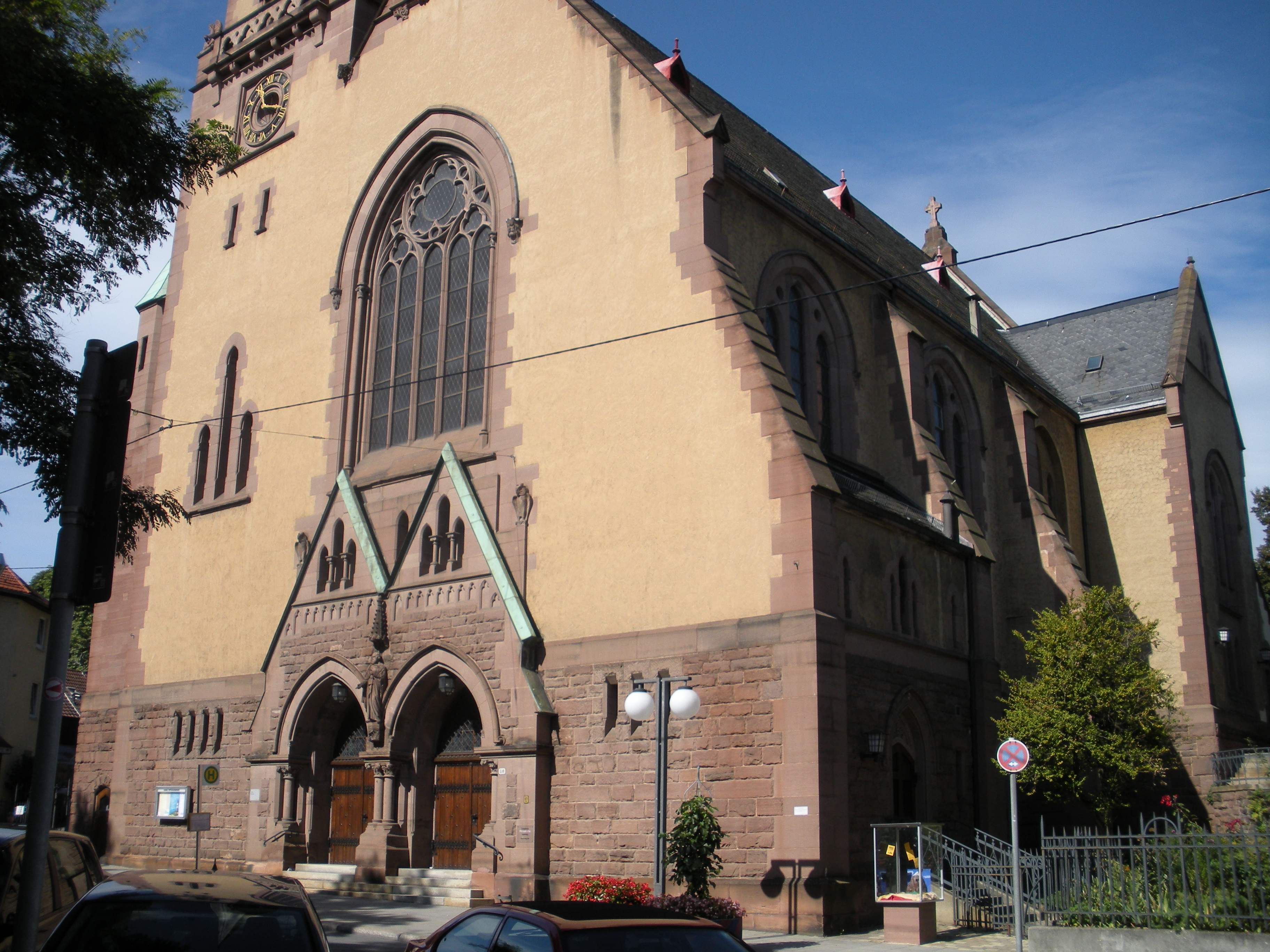
Evang. Petruskirche Stuttgart-Gablenberg
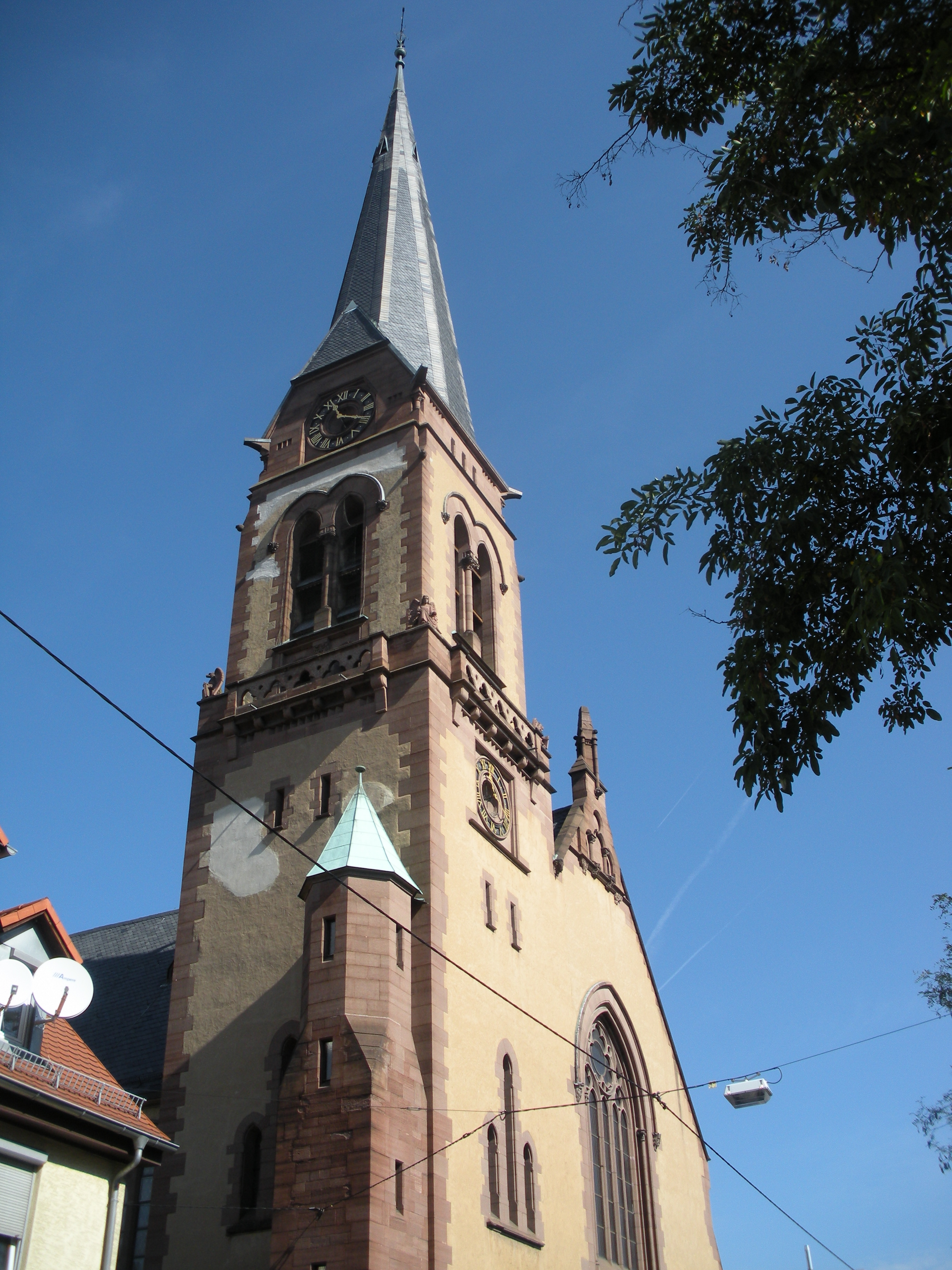
Evang. Petruskirche Stuttgart-Gablenberg
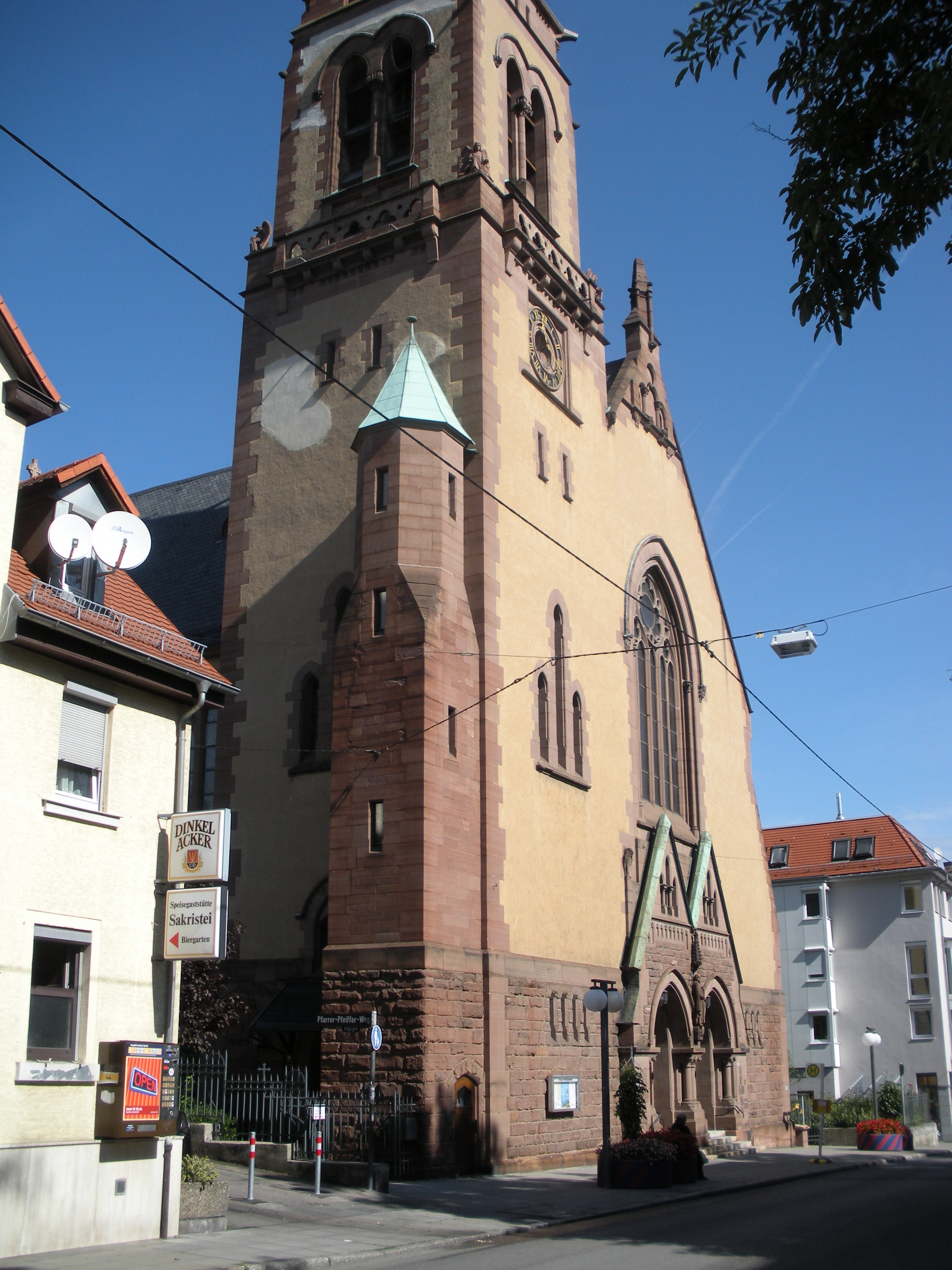
Evang. Petruskirche Stuttgart-Gablenberg
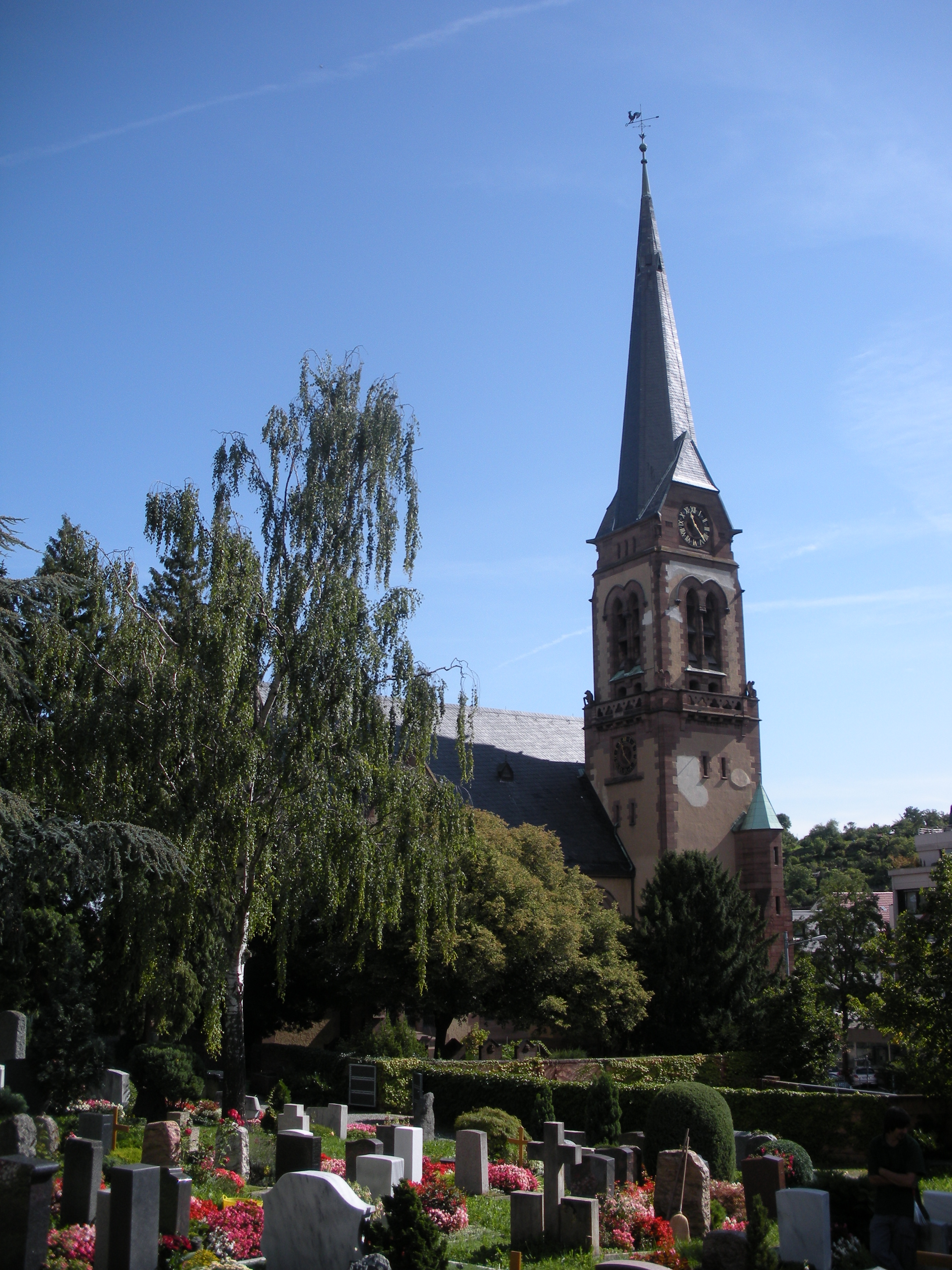
Evang. Petruskirche Stuttgart-Gablenberg – vom Friedhof aus gesehen
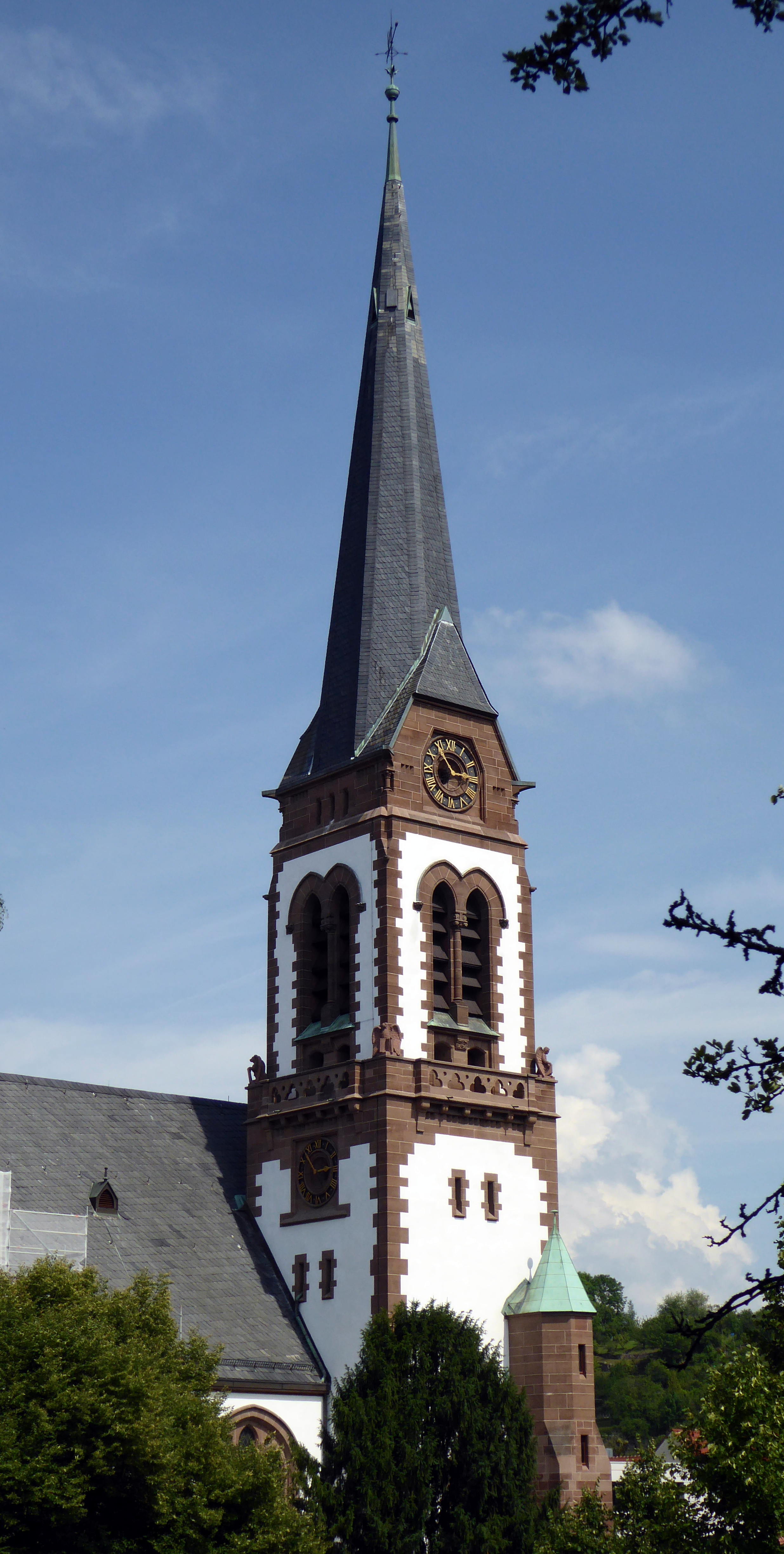
Stuttgart-Gablenberg evang. Petruskirche (renoviert 2017)
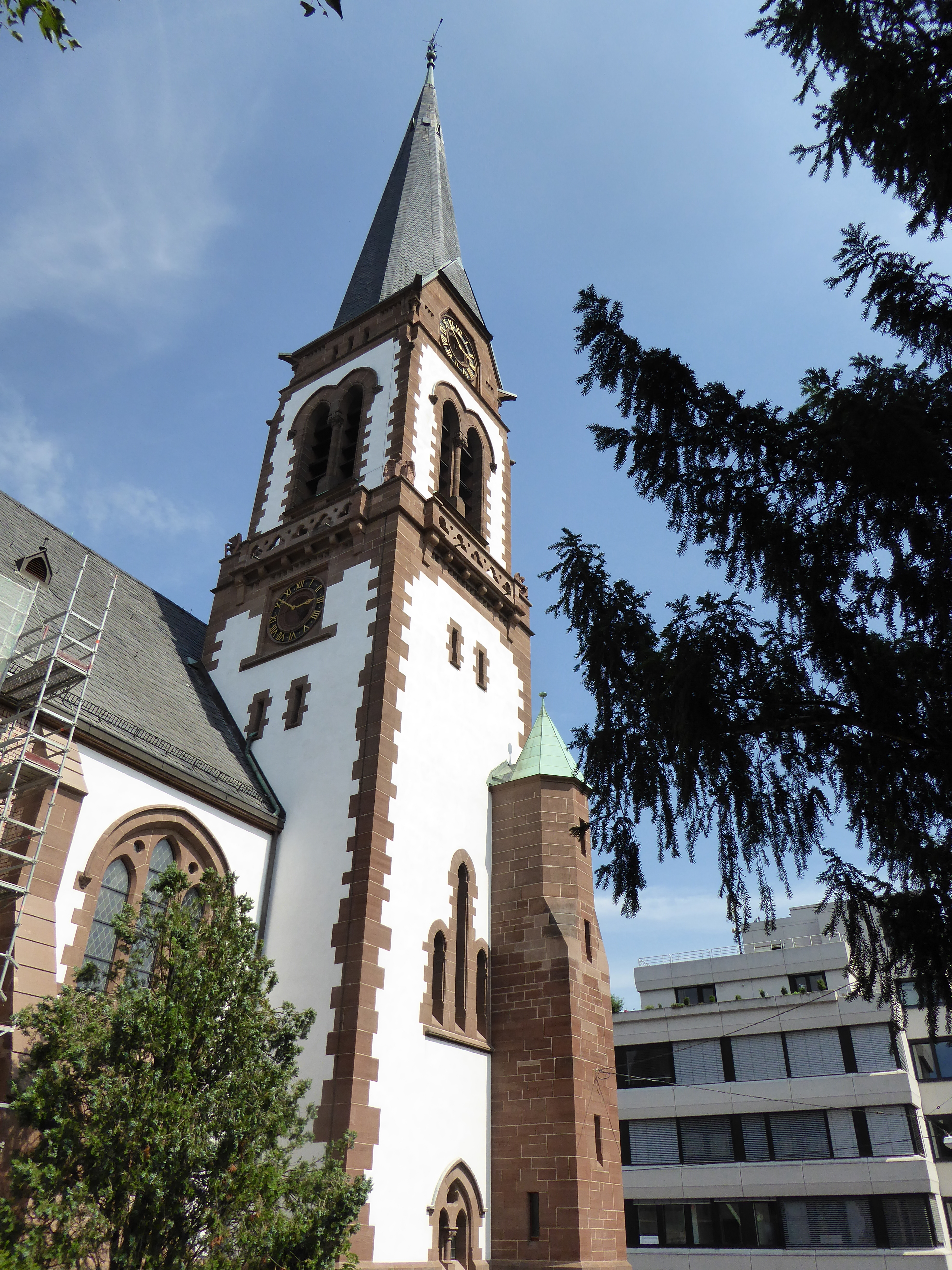
Stuttgart-Gablenberg evang. Petruskirche (renoviert 2017)
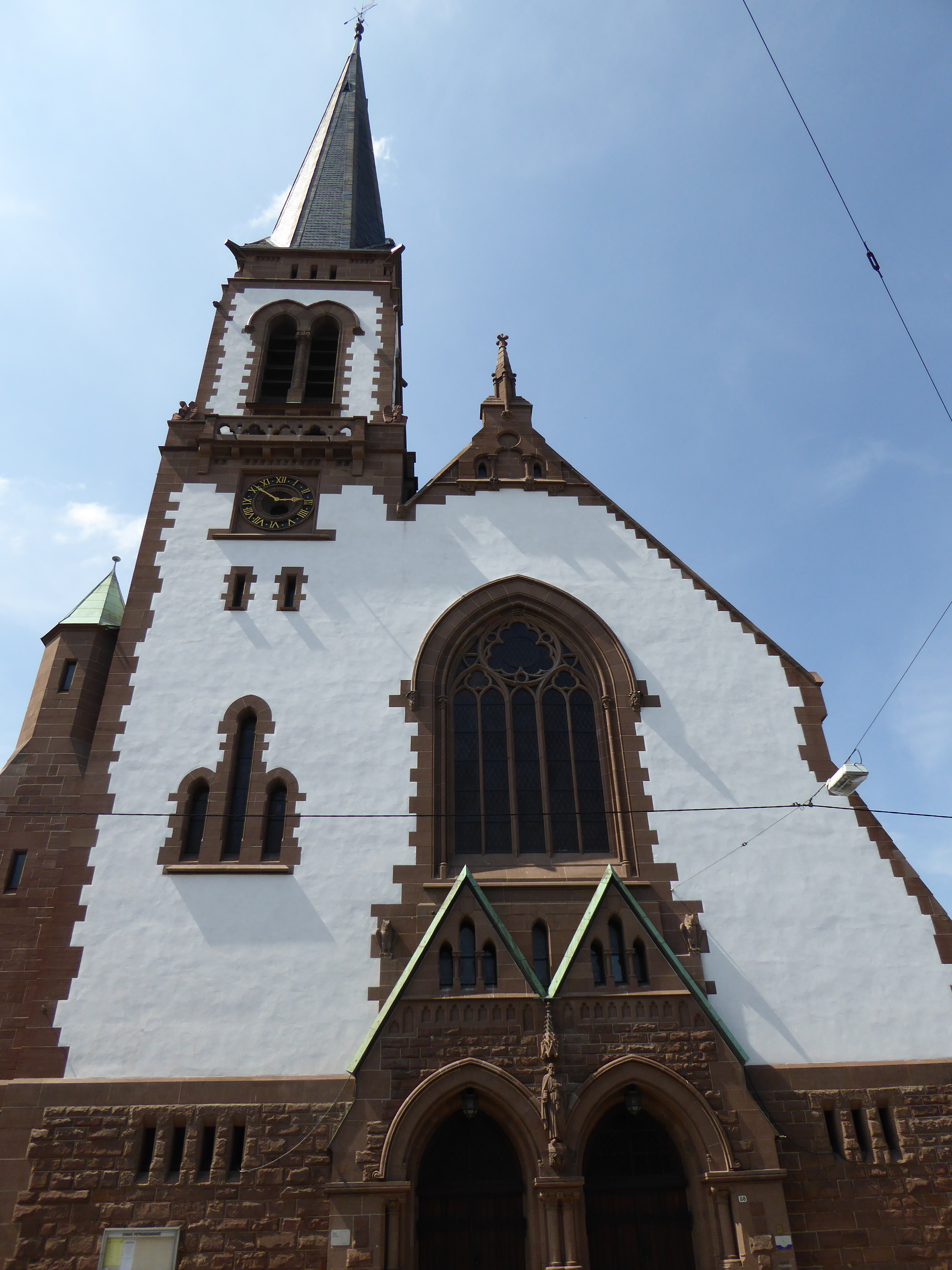
Stuttgart-Gablenberg evang. Petruskirche (renoviert 2017) – Ansicht von Gablenberger Hauptstrasse
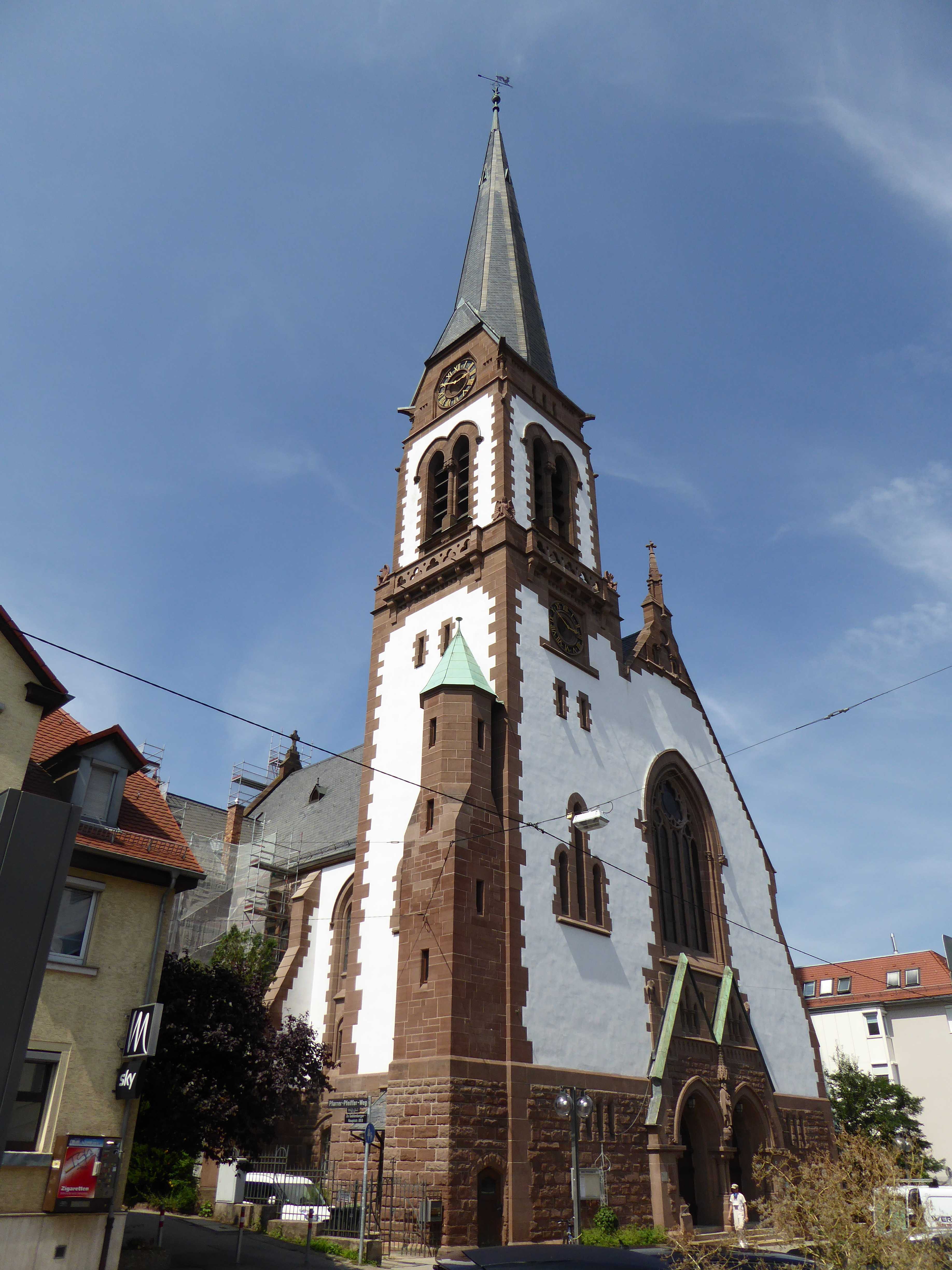
Stuttgart-Gablenberg evang. Petruskirche (renoviert 2017) – Ansicht von Gablenberger Hauptstrasse

#### Stiftskirchengemeinde Stuttgart

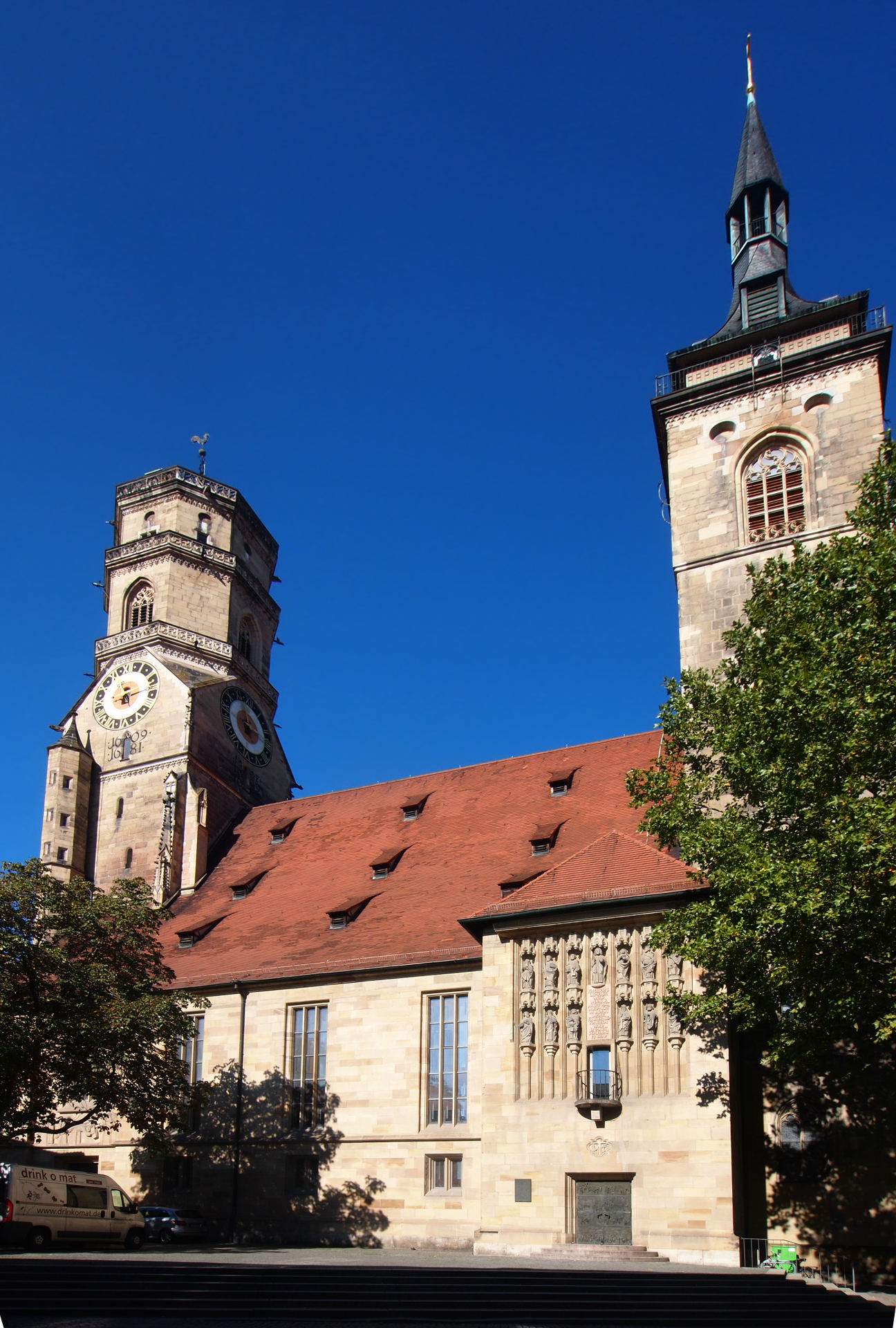
Evang. Stiftskirche Stuttgart

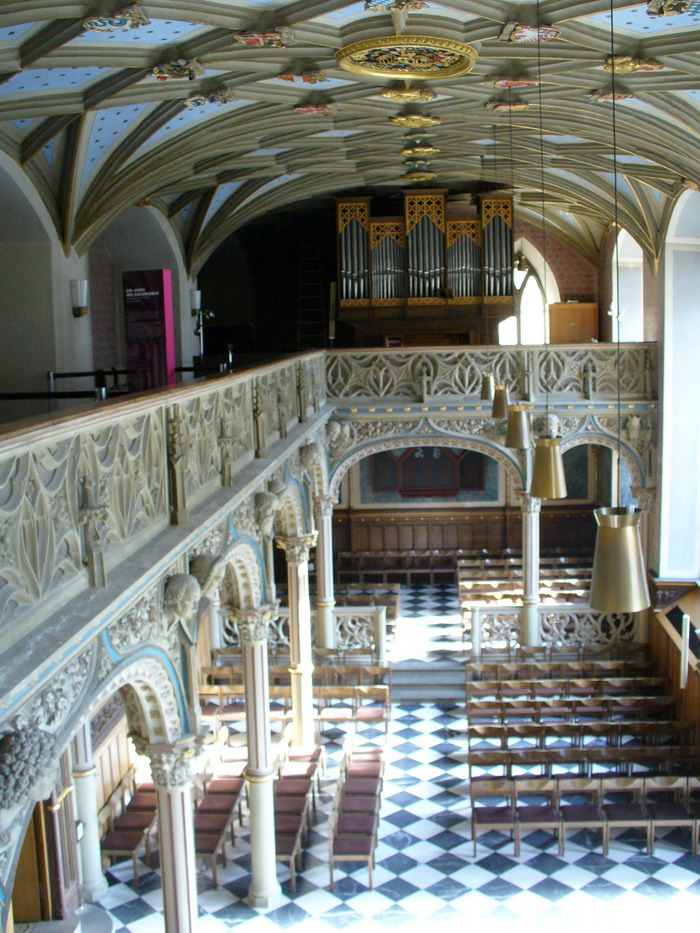
Innenansicht der Schlosskirche Stuttgart

Die Stiftskirchengemeinde Stuttgart (ca. 712) umfasst die innere Kernstadt Stuttgarts im Stadtbezirk Stuttgart-Mitte. Die Stiftskirche ist die älteste Kirche der Stuttgarter Innenstadt und die Hauptkirche der Evangelischen Landeskirche in Württemberg, in der am 16. Mai 1534 die erste evangelische Predigt in Württemberg gehalten und somit die Reformation eingeführt wurde. Die Stiftskirche war über viele Jahrhunderte die einzige Pfarrkirche der Stadt. Erst im 19. Jahrhundert wurden die Leonhardskirche und die Hospitalkirche zu Pfarrkirchen erhoben. Infolge starker Zuwanderung entstanden ab Ende des 19. Jahrhunderts in Stuttgart weitere Pfarreien und Kirchengemeinden. Da in der Innenstadt immer weniger Wohnungen zu finden sind, gehört die heutige Stiftsgemeinde zu den kleinsten evangelischen Kirchengemeinden der Stadt. Sie hat jedoch als Citykirche eine große über ihre Parochie hinausragende Aufgabe in der Innenstadt. Die Stiftsgemeinde nutzt gelegentlich auch die Schlosskirche im Alten Schloss für verschiedene Veranstaltungen.

#### Kirchengemeinde Stuttgart-Heslach
Die Kirchengemeinde Stuttgart-Heslach (ca. 3.980) entstand am 1. Januar 2006 durch Vereinigung der bisher selbständigen Matthäuskirchengemeinde mit der Kreuzkirchengemeinde. Sie liegt im Stadtbezirk Stuttgart-Süd.
Der stets zu Stuttgart gehörige Weiler Heslach besaß im 15. Jahrhundert eine Kapelle, die wegen Baufälligkeit 1503 durch einen Neubau „Unserer Lieben Frau“ ersetzt wurde. Diese Wallfahrtskirche überdauerte jedoch die Reformation nicht, sie wurde 1542 abgebrochen. 1548 konnte schließlich am Bihlplatz, unweit der heutigen Kreuzkirche, eine neue Kirche erbaut werden. Die zugehörige Gemeinde wurde zunächst vom Pfarrer in Botnang, ab 1751 vom Pfarrer der Stuttgarter Garnisonskirche (die nicht mehr existiert) betreut. 1826 wurde in Heslach eine eigene Pfarrei errichtet. Im 19. Jahrhundert vergrößerte sich der Stadtteil Heslach (ab 1889 als „Karlsvorstadt“ bezeichnet), so dass die Kirche zu klein wurde. Daher wurde 1881 an der Möhringer Straße, am heutigen Erwin-Schoettle-Platz, eine neue Kirche, die Matthäuskirche, erbaut und die alte Heslacher Kirche (erneut) abgebrochen. Doch reichte auch bald diese Kirche nicht mehr aus. So entstand 1908 unweit der heutigen Kreuzkirche eine Notkirche die so genannte (alte) Kreuzkirche und bald darauf ein eigener Seelsorgebezirk der Matthäuskirchengemeinde. Durch Bekanntmachung des Konsistoriums vom 26. Juni 1913 wurde aus diesem Seelsorgebezirk der Matthäuskirchengemeinde die neue Kreuzkirchengemeinde als weitere Teilkirchengemeinde der Gesamtkirchengemeinde Stuttgart gebildet. Die Kreuzkirchengemeinde musste jedoch noch bis 1931 auf einen Neubau ihrer Kreuzkirche warten.
Durch Bekanntmachung des Oberkirchenrats vom 31. Mai 1951 wurden Teile des Gebiets der Matthäuskirchengemeinde abgetrennt und mit weiteren Teilen der Markuskirchengemeinde zur neuen Haigstkirchengemeinde Stuttgart innerhalb der Gesamtkirchengemeinde Stuttgart zusammengeschlossen. Durch Bekanntmachung des Oberkirchenrats vom 13. Mai 1968 gab es eine (weitere) Gebietsveränderung der Matthäuskirchengemeinde zugunsten der Haigstkirchengemeinde. Im Gegenzug erhielt die Matthäuskirchengemeinde einige Gebiete der Johanneskirchengemeinde.
Infolge Rückgangs der Gemeindegliederzahlen vereinigten sich die beiden bisherigen Kirchengemeinden in Heslach, die Matthäus- und die Kreuzkirchengemeinde, zum 1. Januar 2006 zur heutigen Evangelischen Kirchengemeinde Stuttgart-Heslach.

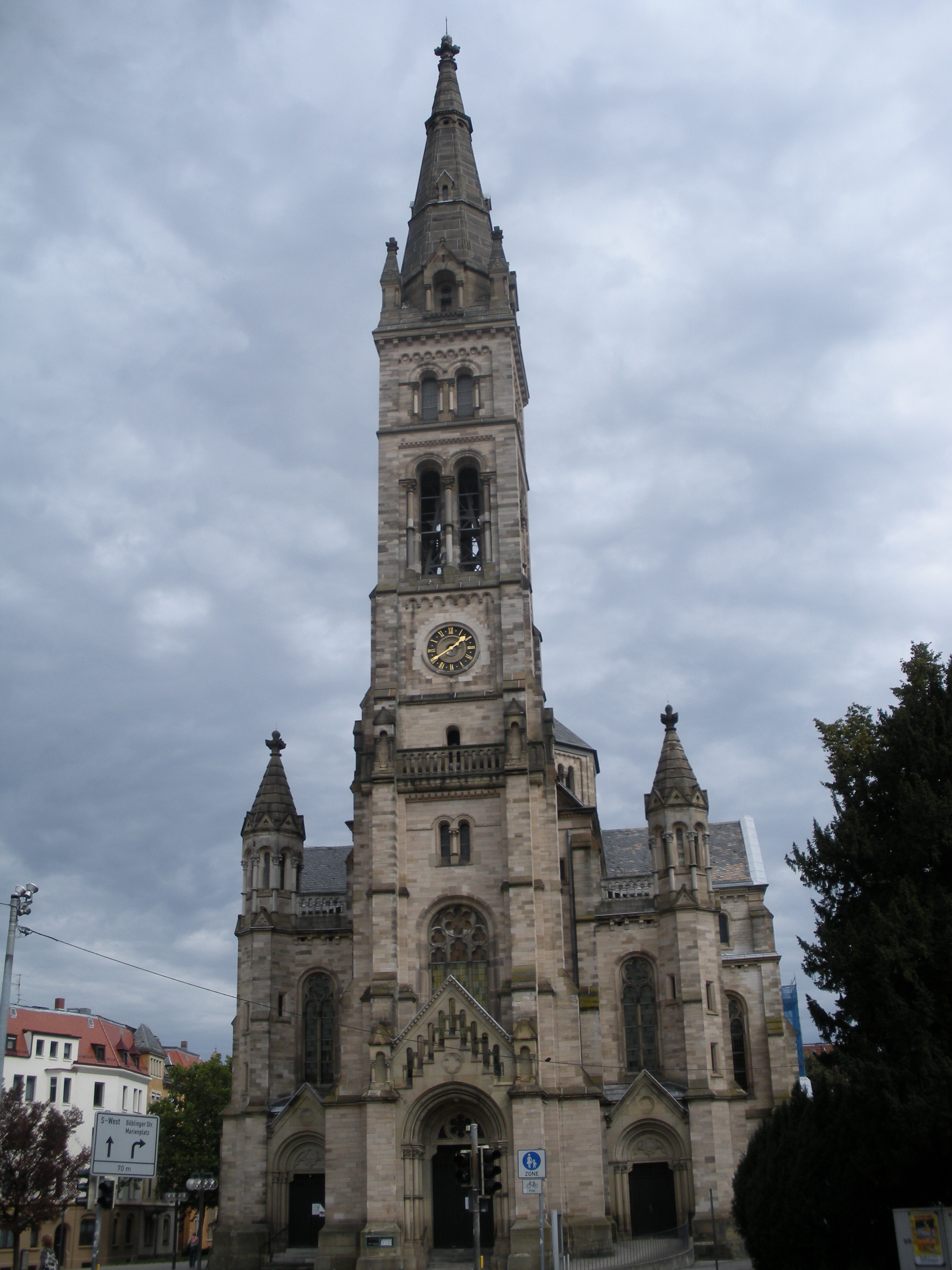
Evang. Matthäuskirche Stuttgart-Süd (Heslach)
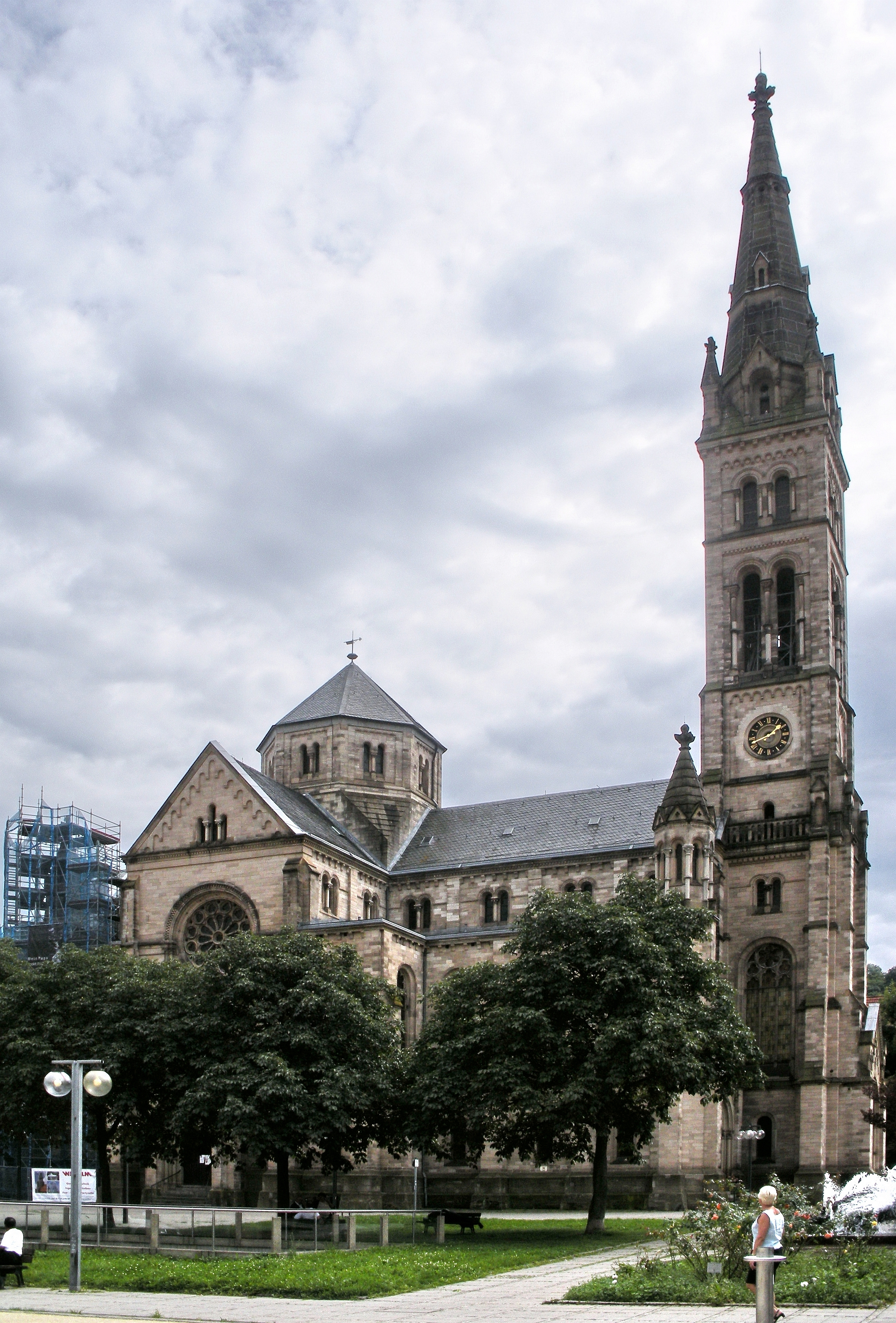
Evang. Matthäuskirche Stuttgart-Süd (Heslach)
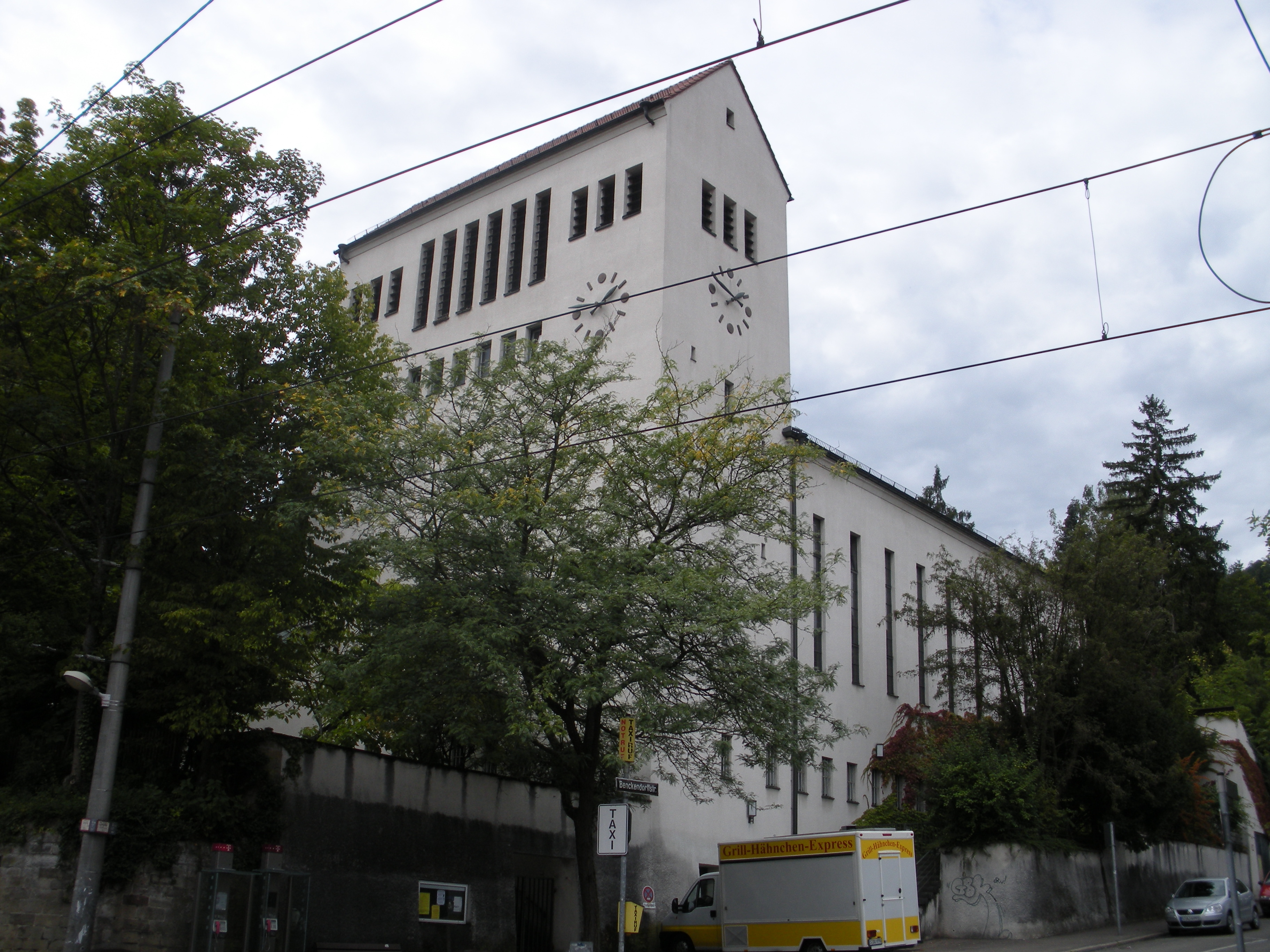
Evang. Kreuzkirche Stuttgart-Süd (Heslach)

#### Kirchengemeinde Stuttgart-Nord
Die Kirchengemeinde Stuttgart-Nord (ca. 4.913) entstand am 1. Januar 1997 durch Vereinigung der bis dahin selbständigen Martinskirchengemeinde mit der Erlöserkirchengemeinde und der Brenzkirchengemeinde. Sie liegt im gleichnamigen Stadtbezirk Stuttgart-Nord.
Die Martinskirchengemeinde war 1887 gegründet worden, als sich das Stadtgebiet Stuttgarts im 19. Jahrhundert in Richtung Norden ausdehnte. Die Gemeinde erhielt 1889 eine Kapelle und 1937 ihre heutige Kirche beim Pragfriedhof.
1908 wurde die Erlöserkirche an der Birkenwaldstraße errichtet und durch Bekanntmachung des Konsistoriums vom 30. Juni 1910 wurde dort die selbständige Erlöserkirchengemeinde durch Abtrennung von der Martinsgemeinde gebildet.
Als dritte Kirchengemeinde der heutigen „Nordgemeinde“ wurde durch Bekanntmachung des Oberkirchenrats vom 22. Januar 1931 unter der Bezeichnung Kirchengemeinde auf dem Weißenhof eine weitere Teilkirchengemeinde innerhalb der Gesamtkirchengemeinde Stuttgart gebildet, nachdem das Kultministerium mit Schreiben vom 19. Januar 1931 die neue Teilkirchengemeinde als Körperschaft des öffentlichen Rechts anerkannt hatte. In jener Zeit war dort die nach Johannes Brenz benannte Kirche erbaut worden. Später wurde die Kirchengemeinde entsprechend in Brenzkirchengemeinde umbenannt. 1970 errichtete die Brenzkirchengemeinde eine zweite Kirche, die Christophkirche.
Durch Bekanntmachung vom 28. März 1934 gab es eine Gebietsveränderung der damaligen Kirchengemeinde Feuerbach zugunsten der Brenzkirchengemeinde im Bereich Sonnenbergwerg, Falkenrain, Steinberg und Stuttgarter Weg. 1959 gab es eine Gebietsveränderung der damaligen Martinskirchengemeinde mit der Kirchengemeinde Stuttgart-Feuerbach. Ferner wurden durch Bekanntmachung des Oberkirchenrats vom 23. Juni 1959 die Neubaugebiete Tobel, Fleckenweinberg und Falkenrain der damaligen Brenzkirchengemeinde zugeordnet.
In den 1990er Jahren wurde die Zahl der Gemeindeglieder in allen drei Kirchengemeinden immer kleiner, so dass sich diese 1997 zur Evangelischen Kirchengemeinde Stuttgart-Nord mit nunmehr vier Predigtstellen zusammenschlossen.

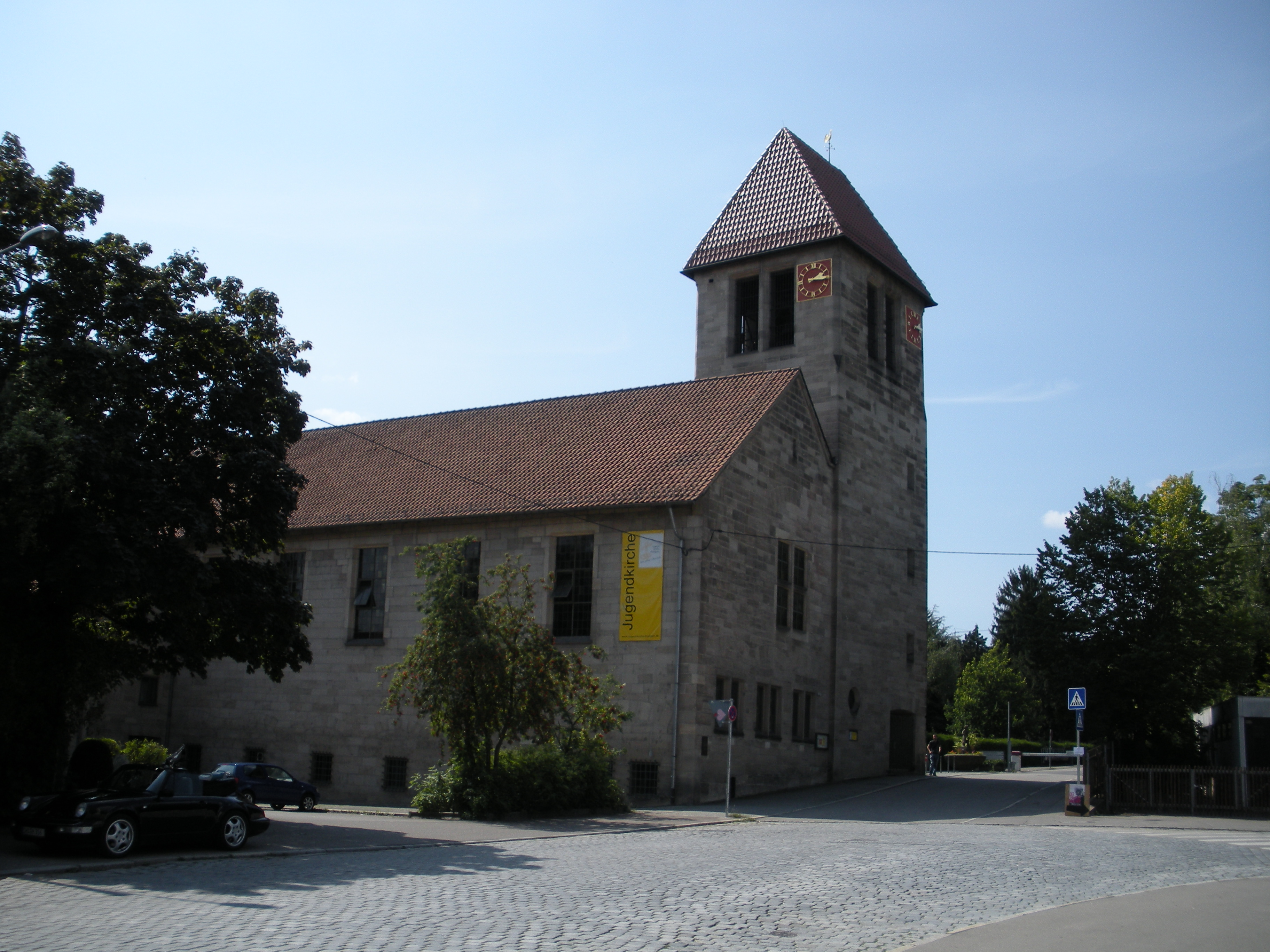
Evang. Martinskirche Stuttgart-Nord
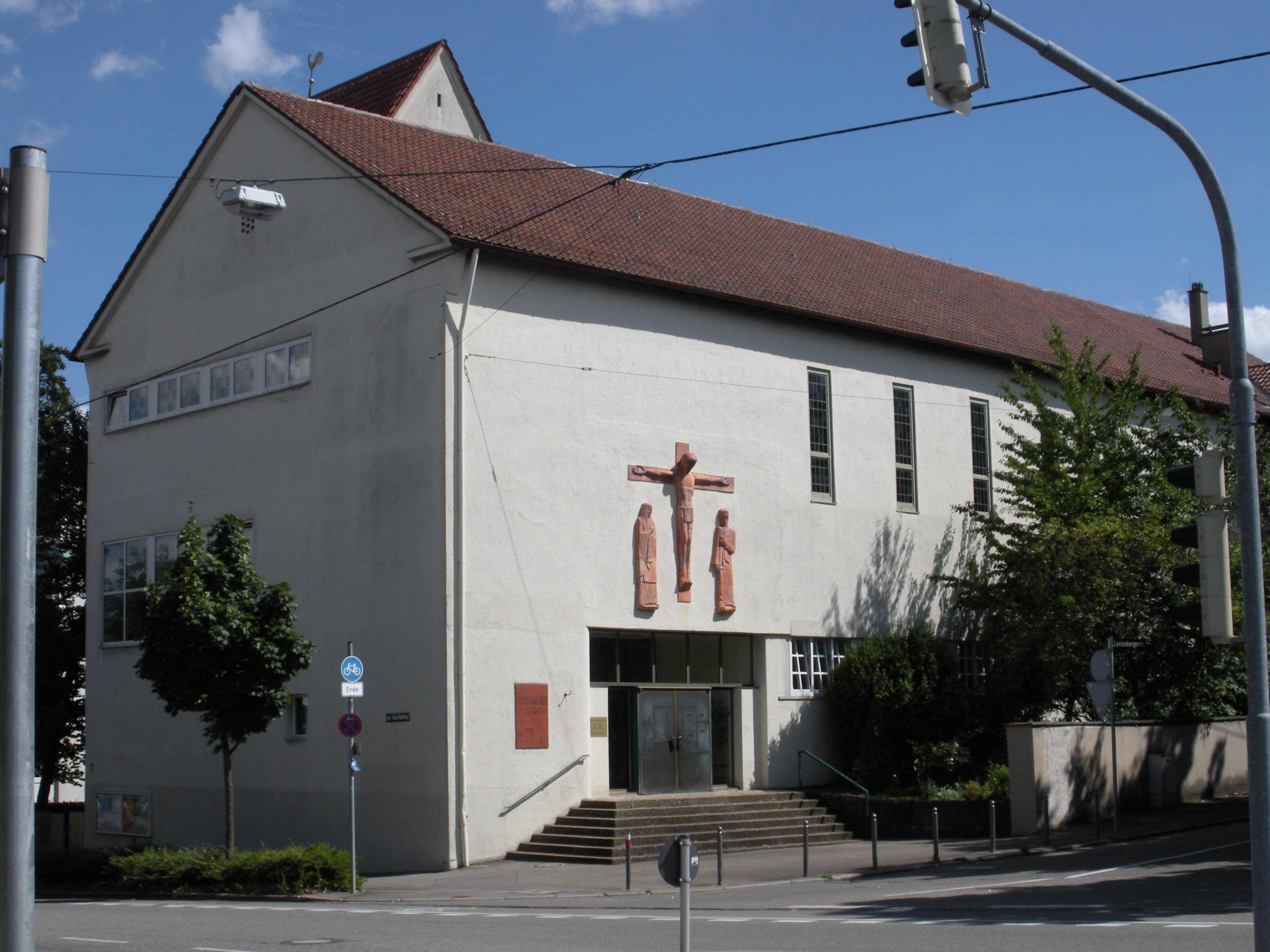
Evang. Brenzkirche Stuttgart-Nord
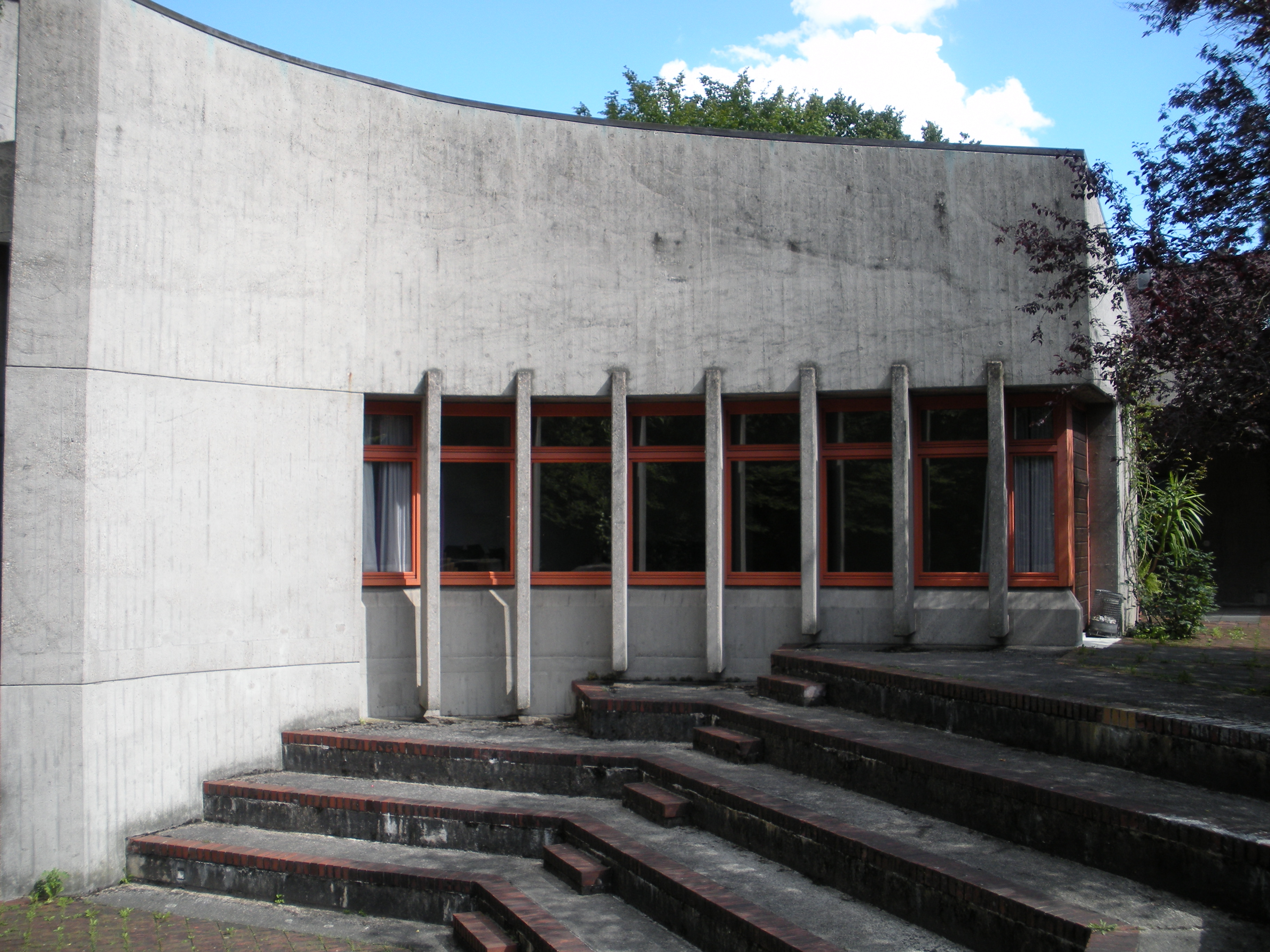
Evang. Christophkirche Stuttgart-Nord
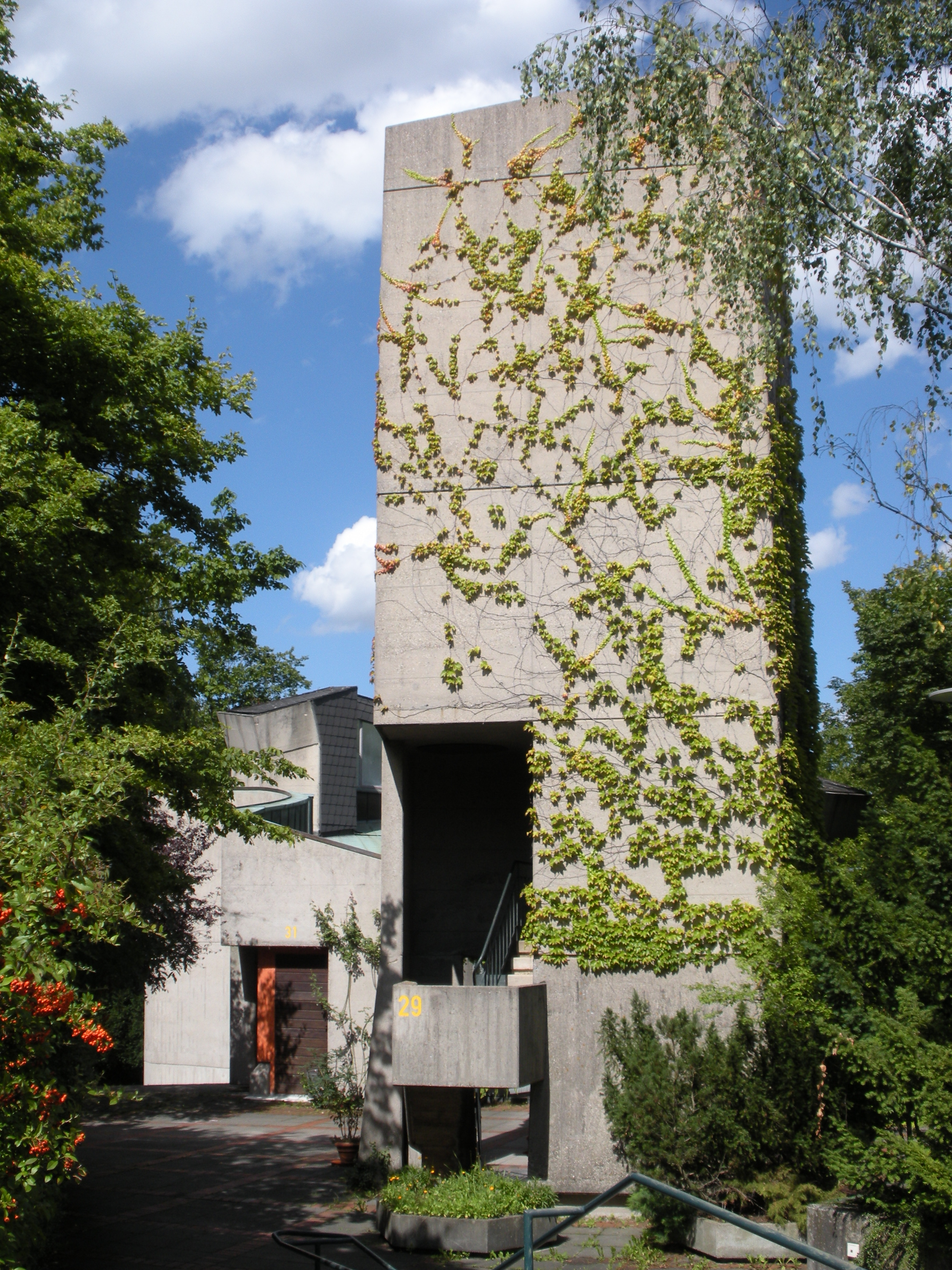
Evang. Christophkirche Stuttgart-Nord – Turm
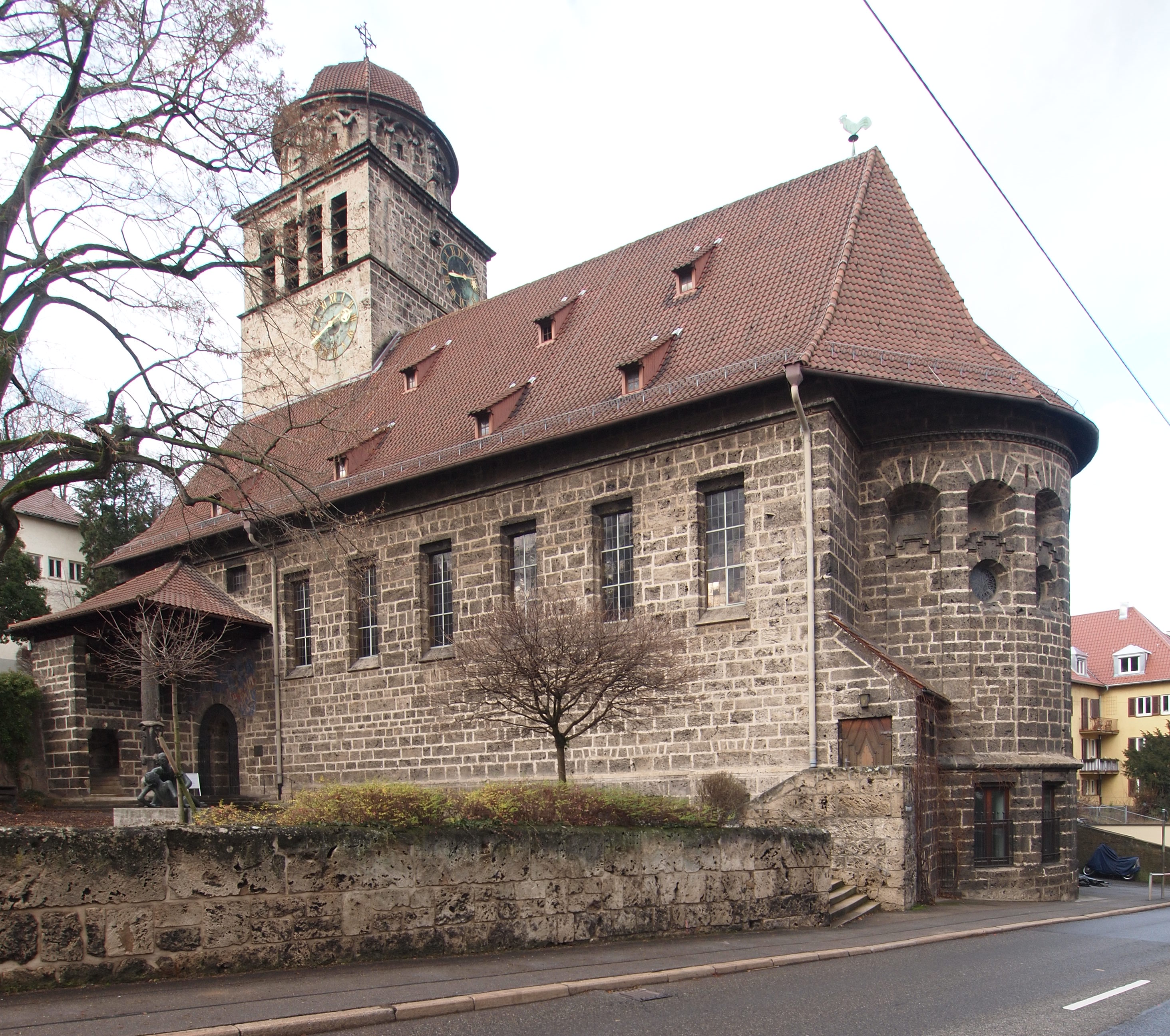
Evang. Erlöserkirche Stuttgart-Nord

#### Kirchengemeinde Stuttgart-Ost
Die Kirchengemeinde Stuttgart-Ost (ca. 3.765) entstand zum 1. Januar 2018 durch Zusammenschluss der davor selbständigen Kirchengemeinden Gaisburg sowie Lukas- und Lutherhauskirchengemeinde. Sie umfasst im Wesentlichen die Stadtteile Gaisburg und Ostheim (Stuttgart) innerhalb des Stadtbezirks Stuttgart-Ost. Seit dem 1. Januar 2025 gehört auch die Petruskirchengemeinde zu Stuttgart-Ost.
In Gaisburg sollen Mönche des Klosters Hirsau bei Calw ab 1140 einen Weinberg betrieben haben und in einer Kapelle auch gepredigt haben. Die der Hl. Barbara geweihte Kapelle wurde 1584 durch einen größeren Bau ersetzt, der über Jahrhunderte das kirchliche Leben des Dorfes bestimmte. Als Gaisburgs Bevölkerung im 19. Jahrhundert stark wuchs, wurde die Kirche zu klein. So wurde in den Jahren 1910–1913 durch Architekt Martin Elsaesser die heutige Gaisburger Kirche in einer Mischung aus Jugendstil, Neoklassizismus und Neobarock errichtet. 1913 erhielt die Kirche eine Orgel der Firma Weigle. Nach Zerstörungen im Zweiten Weltkrieg wurde die Kirche wieder aufgebaut. Die Kirchengemeinde Gaisburg gehört seit 1903 zur Gesamtkirchengemeinde Stuttgart.
Für den neu entstandenen Stadtteil Ostheim wurde 1899 die Lukaskirche mit 61 m hohem Turm errichtet und eine eigene Gemeinde gegründet. Im Zweiten Weltkrieg brannte die Kirche aus, wurde danach aber wieder instand gesetzt. Ein Gemeindehaus wurde 1938 in der Schwarenbergstraße gebaut und zwischenzeitlich 2014 privatisiert. An der Westseite der Lukaskirche wurde dafür ein neues Gemeindehaus errichtet.
In den 1920er Jahren entstand die Raitelsbergsiedlung.
1928 wurde dort eine eigene Kirche, die Lutherhauskirche als so genannte Reformkirche erbaut, das heißt, Kirchensaal, Gemeinderäume, Kindergarten und Wohnungen sind unter einem Dach vereint. Sie ist ein gut erhaltenes Beispiel für die Architektur der „Stuttgarter Schule“ mit expressionistischen Elementen. Der Kirchsaal wurde im Jahr 2009 aufgegeben und das gesamte Gebäude in Wohneigentum umgebaut. Der Gemeinde bleibt der Kindergarten und die Lutherstube als Gemeinderaum.
Die ehemalige Petruskirchengemeinde Stuttgart-Gablenberg (ca. 3.002) umfasst den gleichnamigen Stadtteil innerhalb des Stadtbezirks Stuttgart-Ost. Der stets zu Stuttgart gehörige Weiler Gablenberg bekam im 18. Jahrhundert ein kleines Kirchlein, an welcher 1853 eine eigene Pfarrei errichtet wurde. Da die Kirche bald zu klein war, wurde sie abgebrochen und von 1900 bis 1902 an gleicher Stelle durch einen Neubau im neugotischen Stil ersetzt, der den Namen Petruskirche erhielt. Das Besondere der Kirche ist, dass der Gottesdienstraum im Obergeschoss zu finden ist. Die Kirchengemeinde wurde zunächst nur „Kirchengemeinde Gablenberg“ genannt. Mit Wirkung vom 6. Dezember 1993 wurde sie in „Petruskirchengemeinde Stuttgart-Gablenberg“ umbenannt und ist seit dem 1. Januar 2025 Teil der Evangelischen Kirchengemeinde Stuttgart Ost.

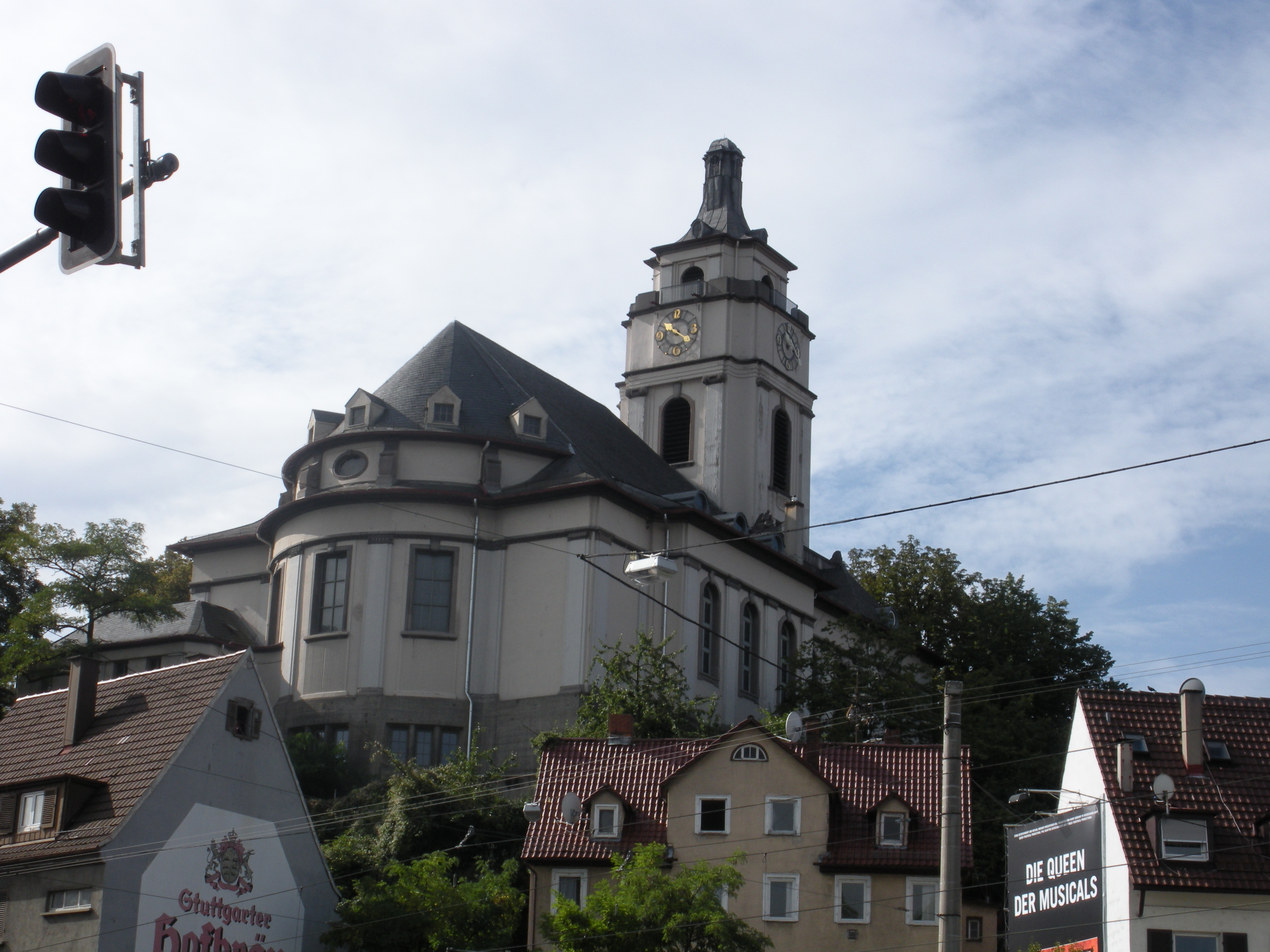
Evang. Kirche Stuttgart-Gaisburg
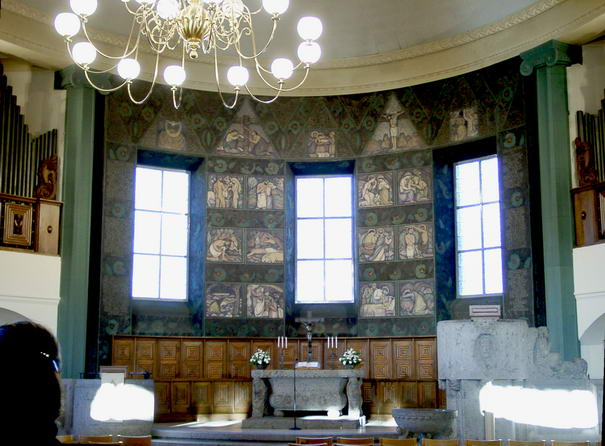
Evang. Kirche Stuttgart-Gaisburg – Innenansicht
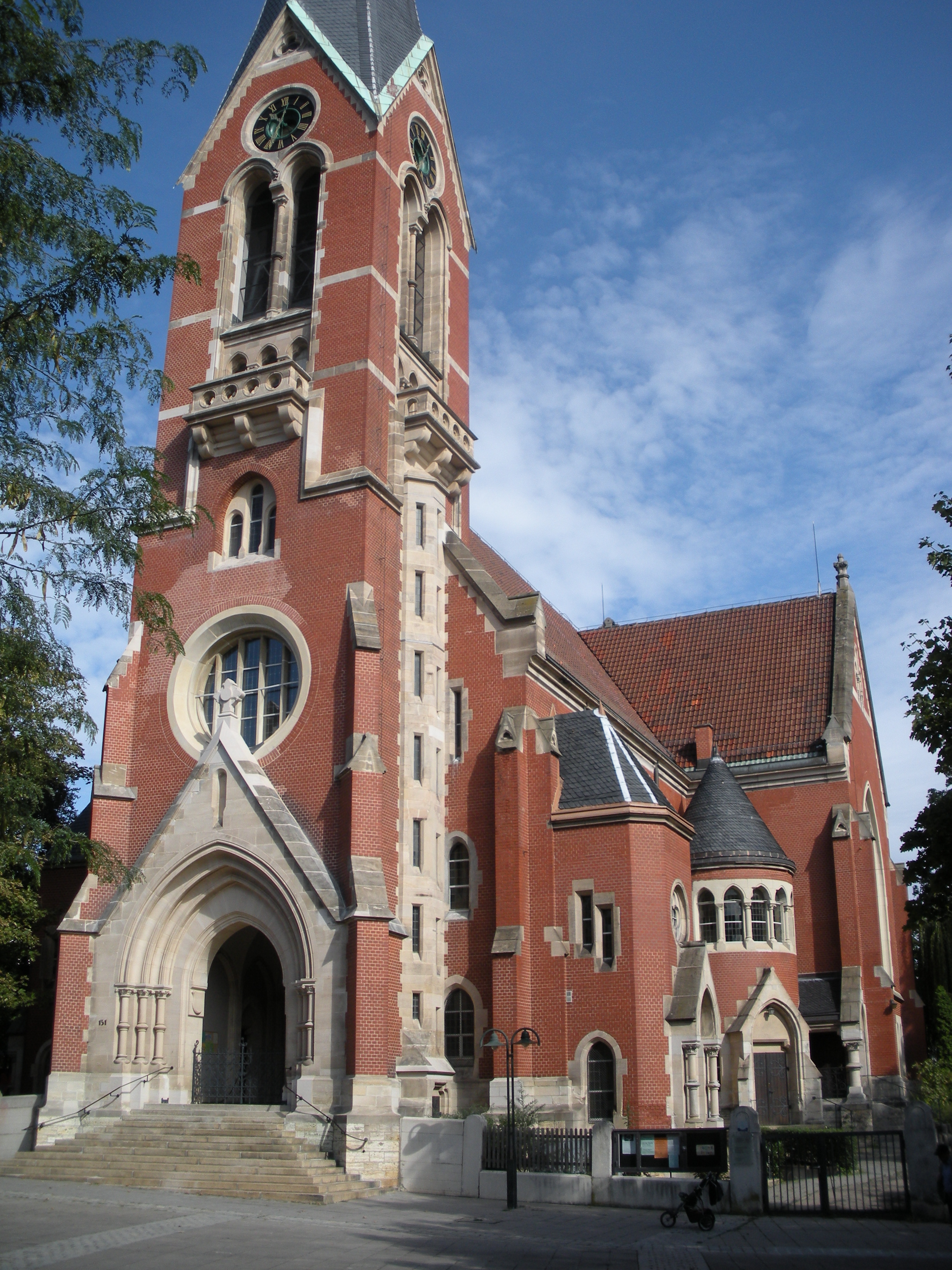
Evang. Lukaskirche Stuttgart-Ost
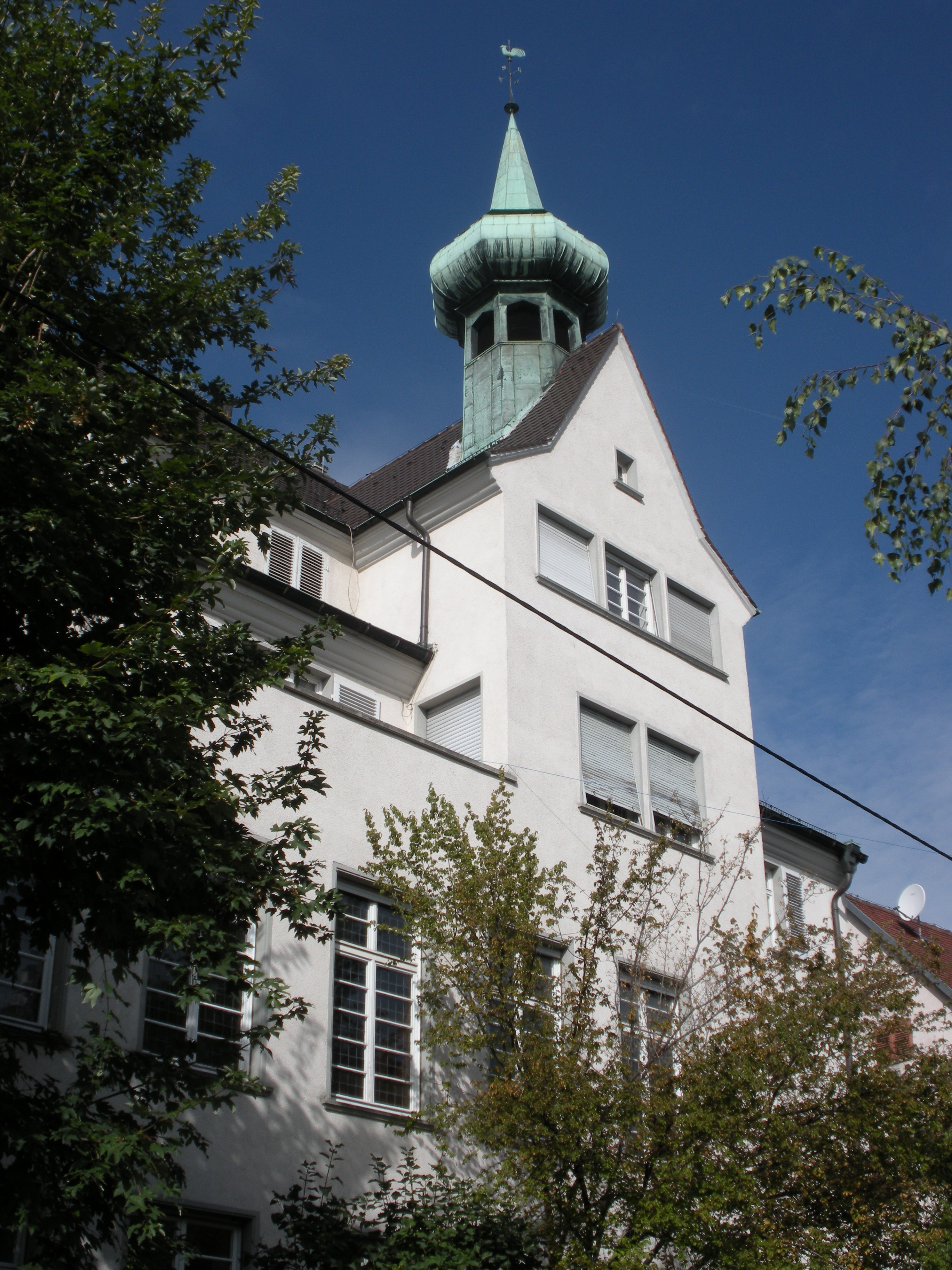
Evang. Lutherhauskirche Stuttgart-Ost
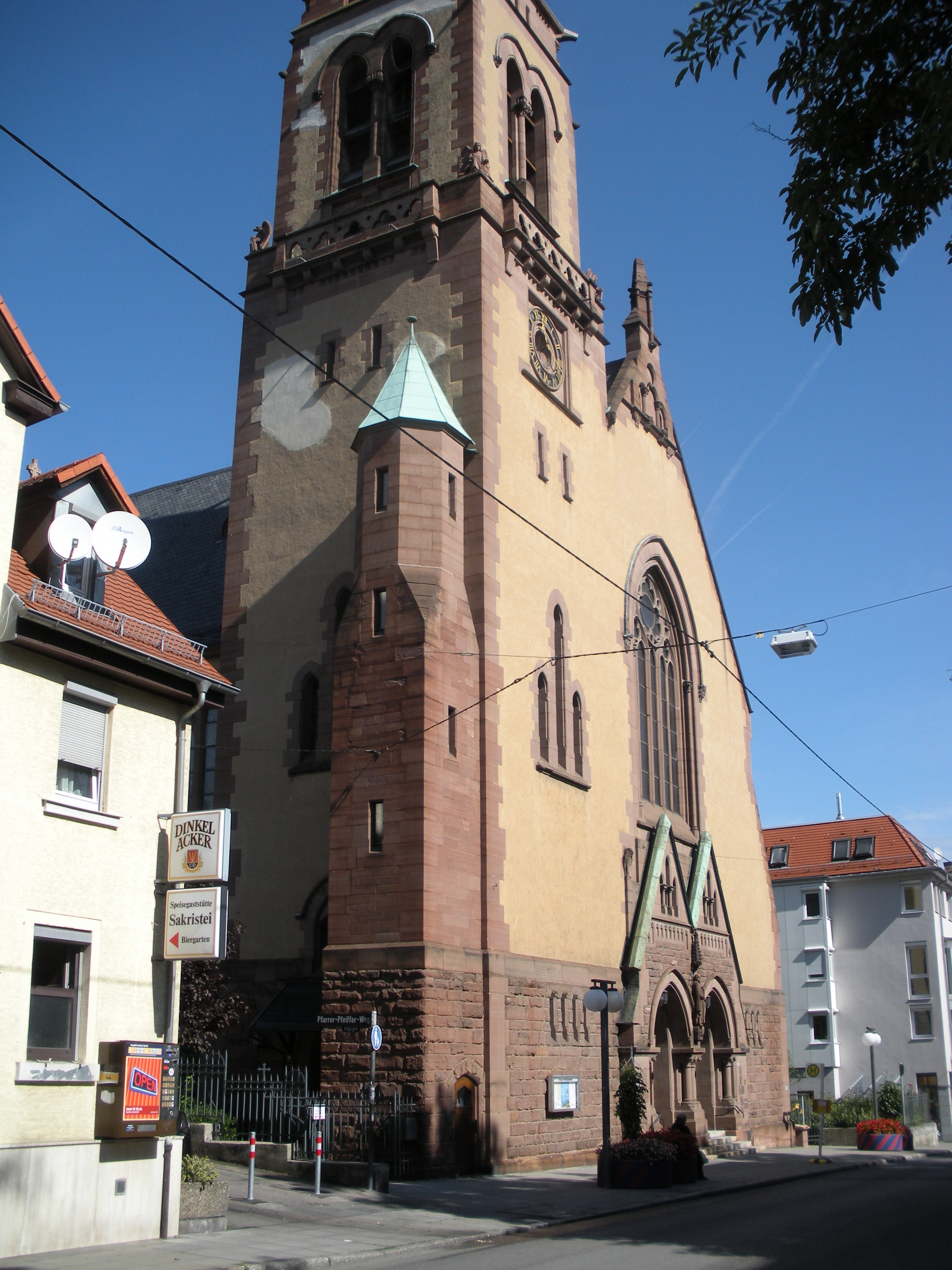
Evang. Petruskirche Stuttgart-Gablenberg
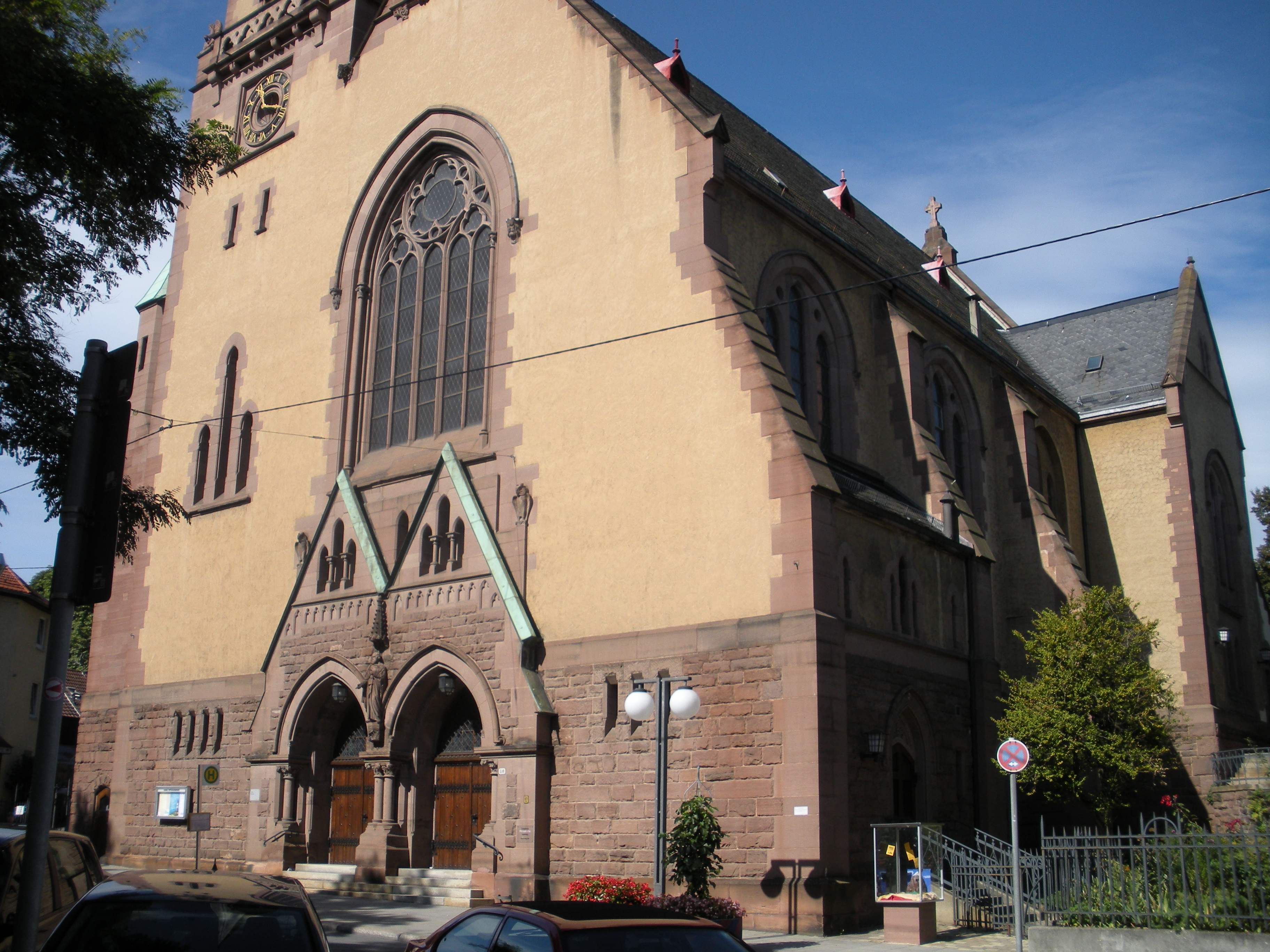
Evang. Petruskirche Stuttgart-Gablenberg
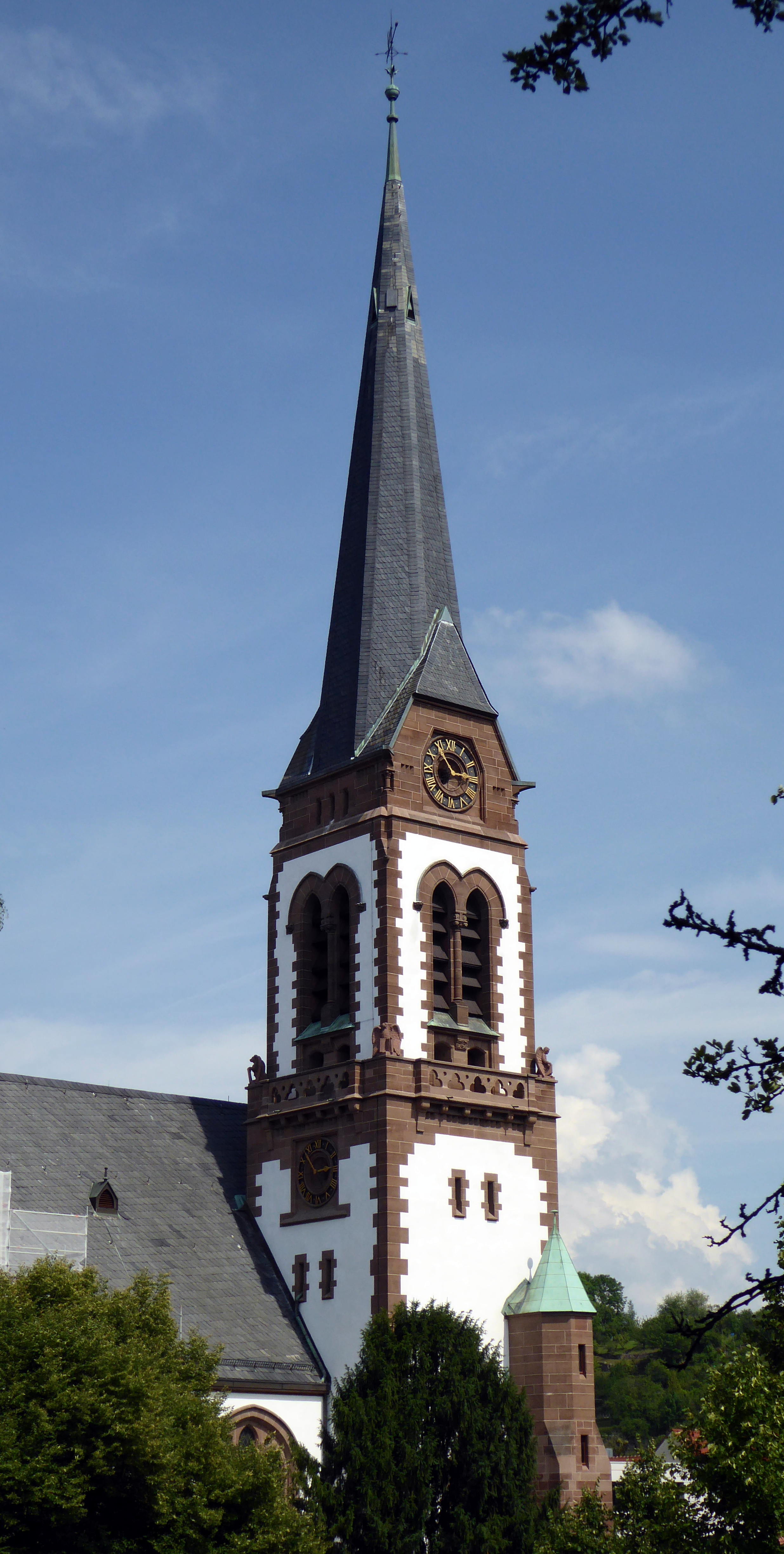
Evang. Petruskirche Stuttgart-Gablenberg
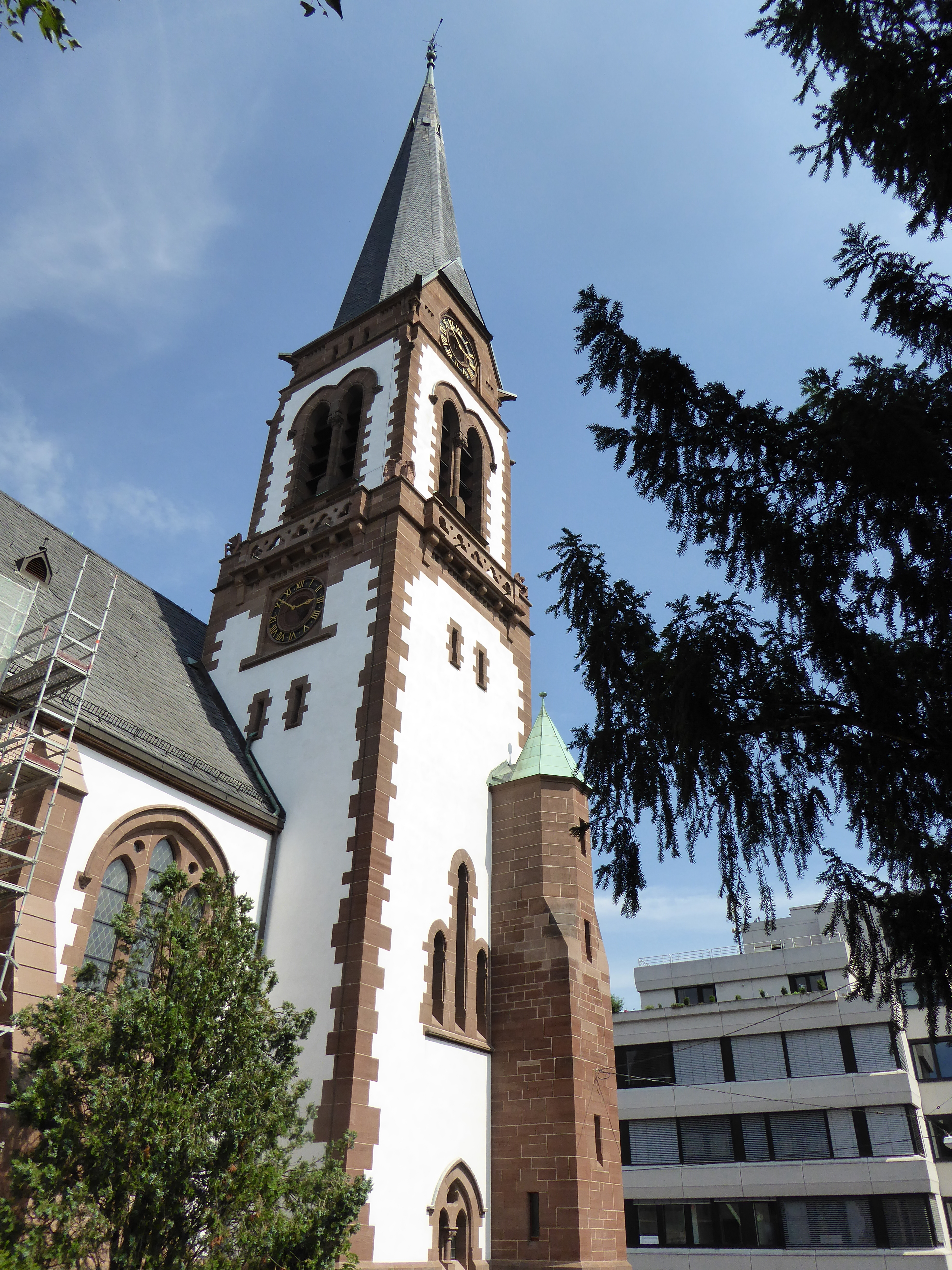
Evang. Petruskirche Stuttgart-Gablenberg
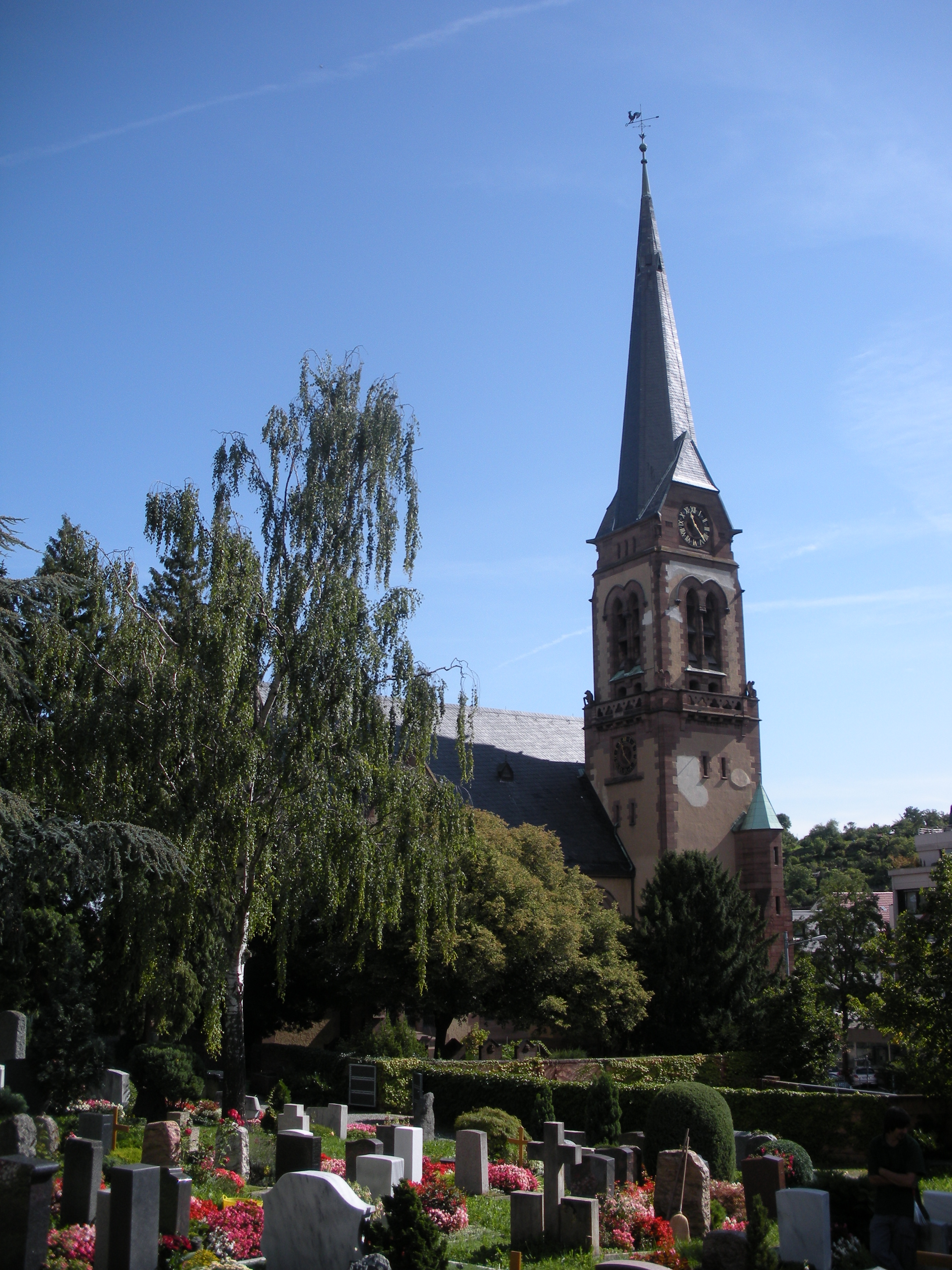
Evang. Petruskirche Stuttgart-Gablenberg – vom Friedhof aus gesehen
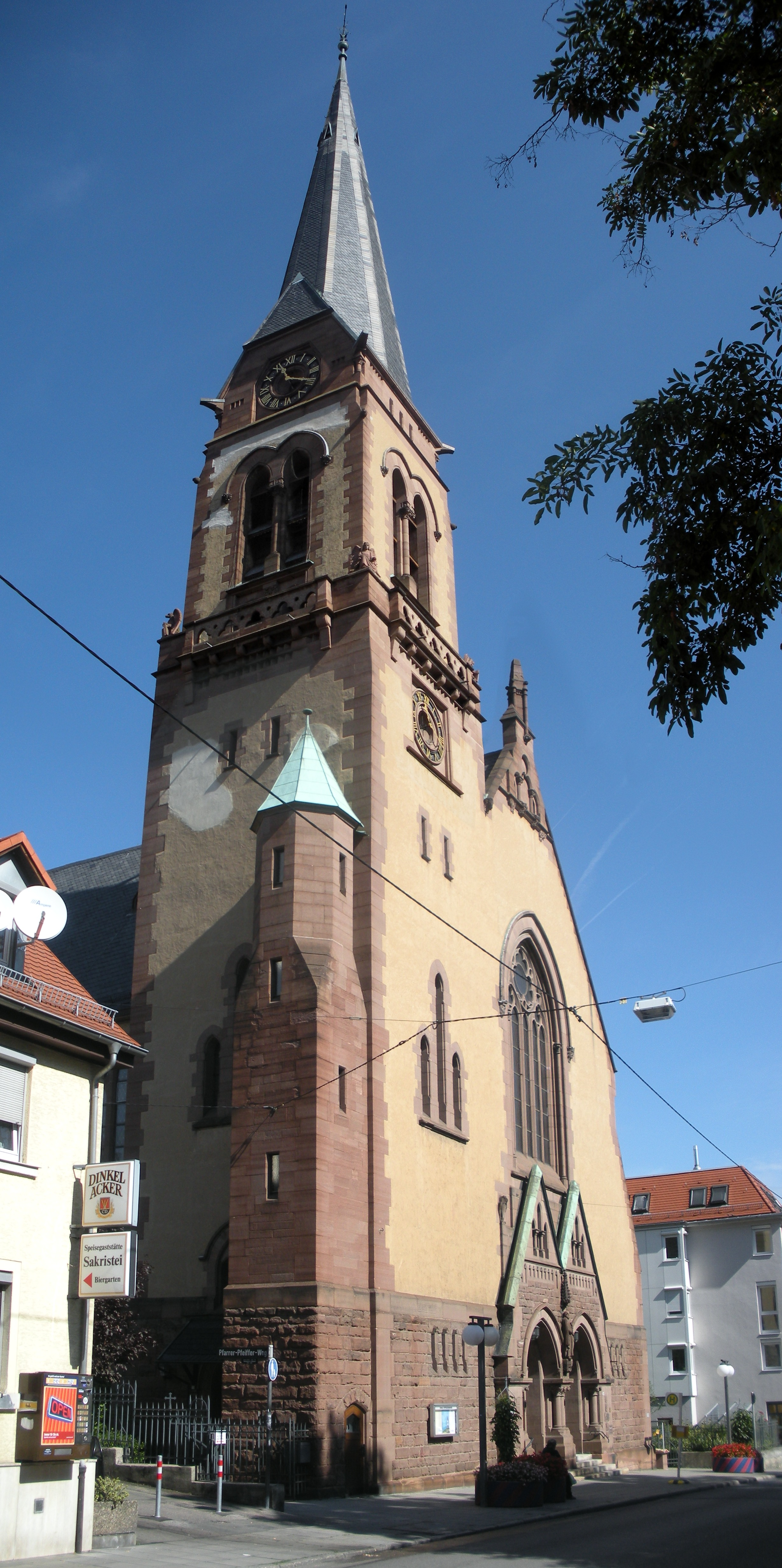
Evang. Petruskirche Stuttgart-Gablenberg
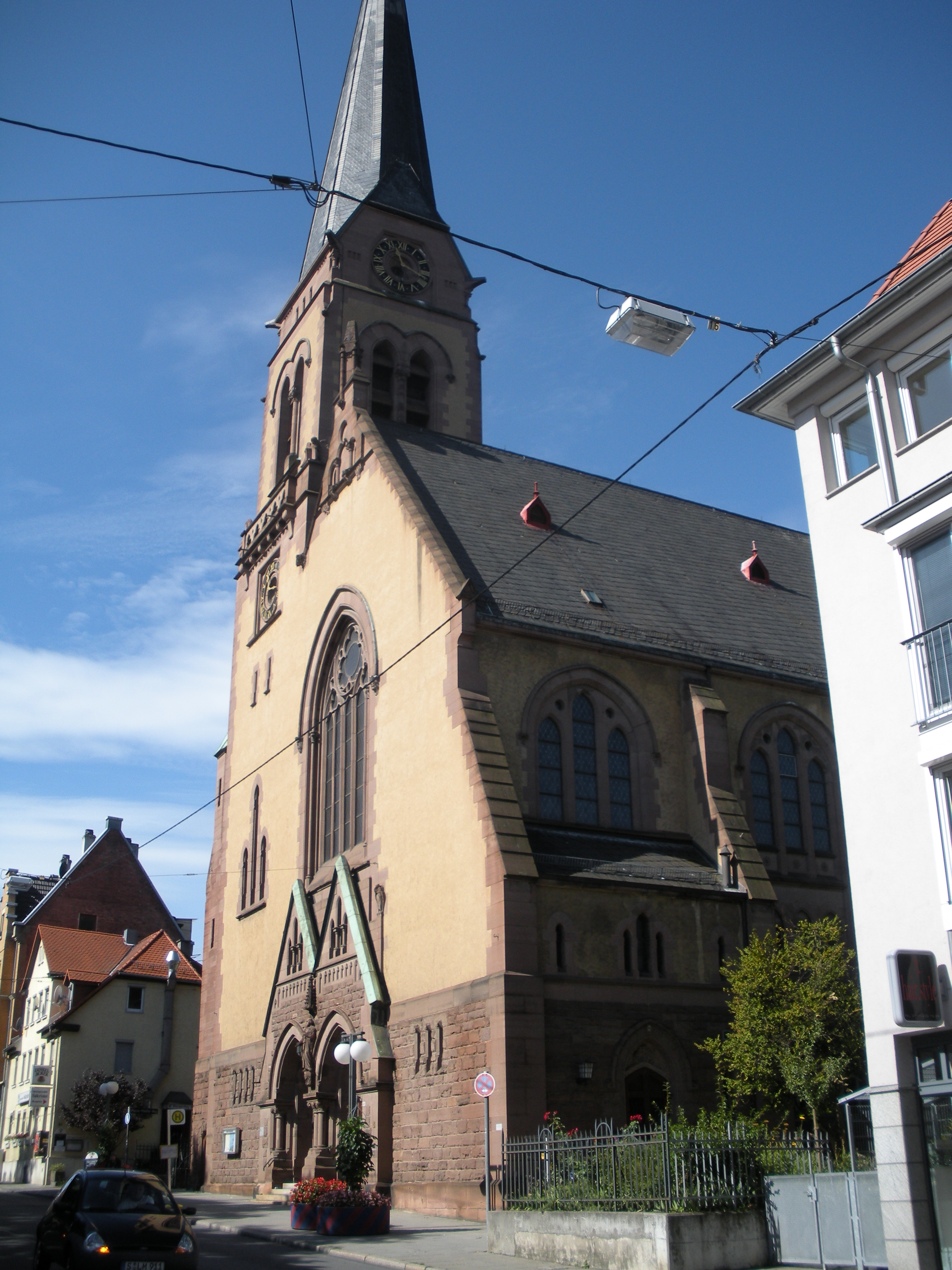
Evang. Petruskirche Stuttgart-Gablenberg
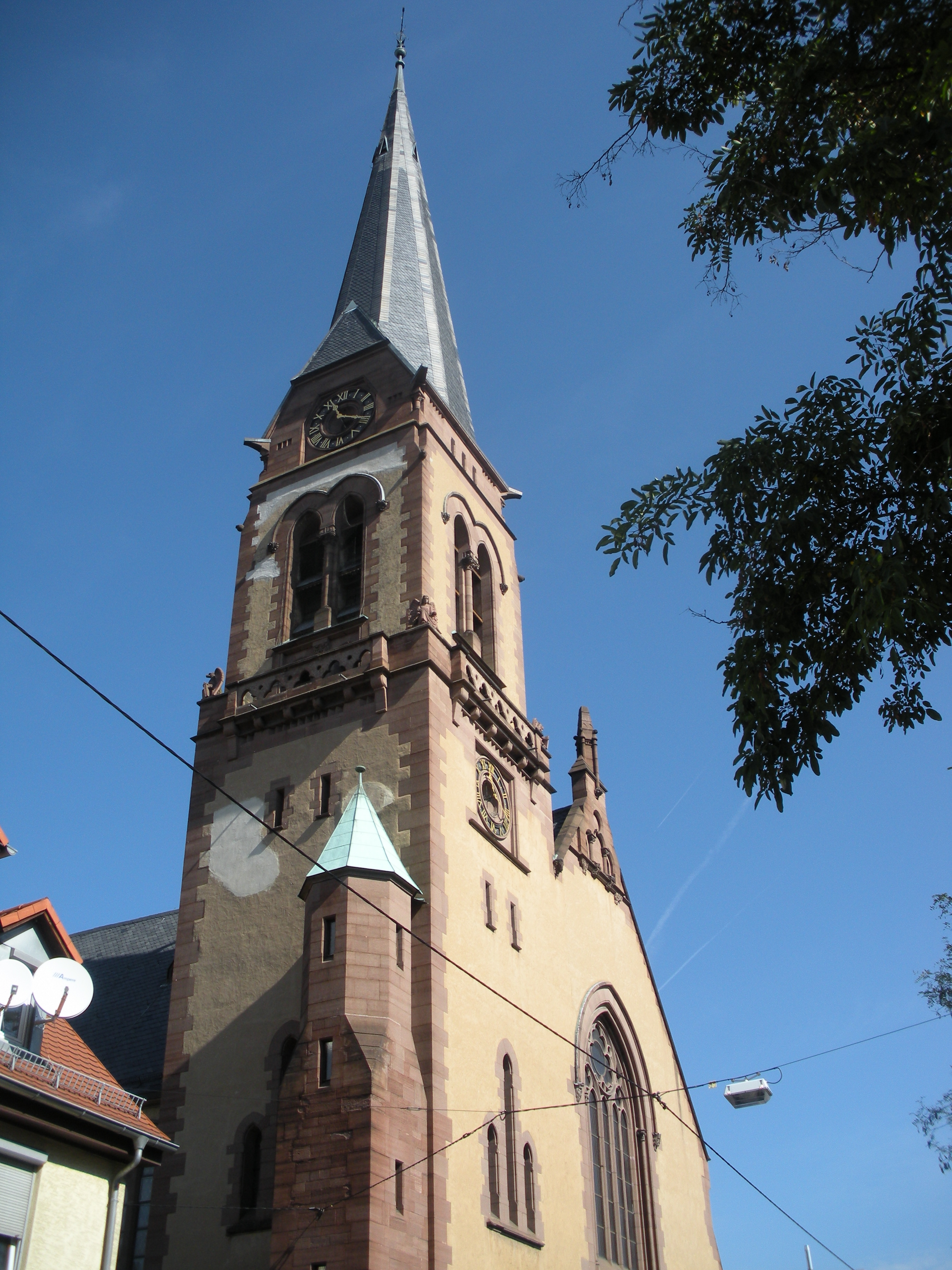
Evang. Petruskirche Stuttgart-Gablenberg
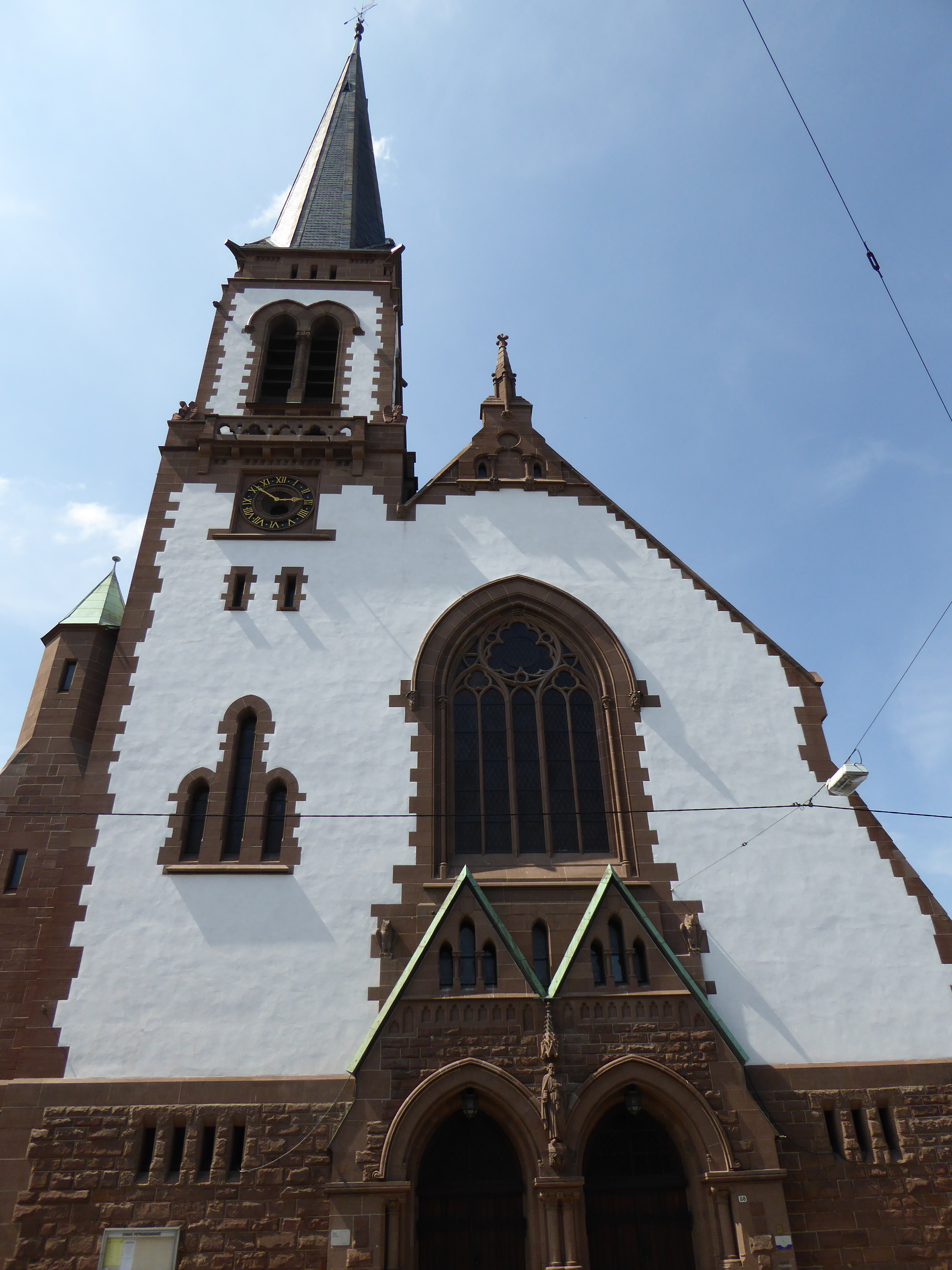
Evang. Petruskirche Stuttgart-Gablenberg
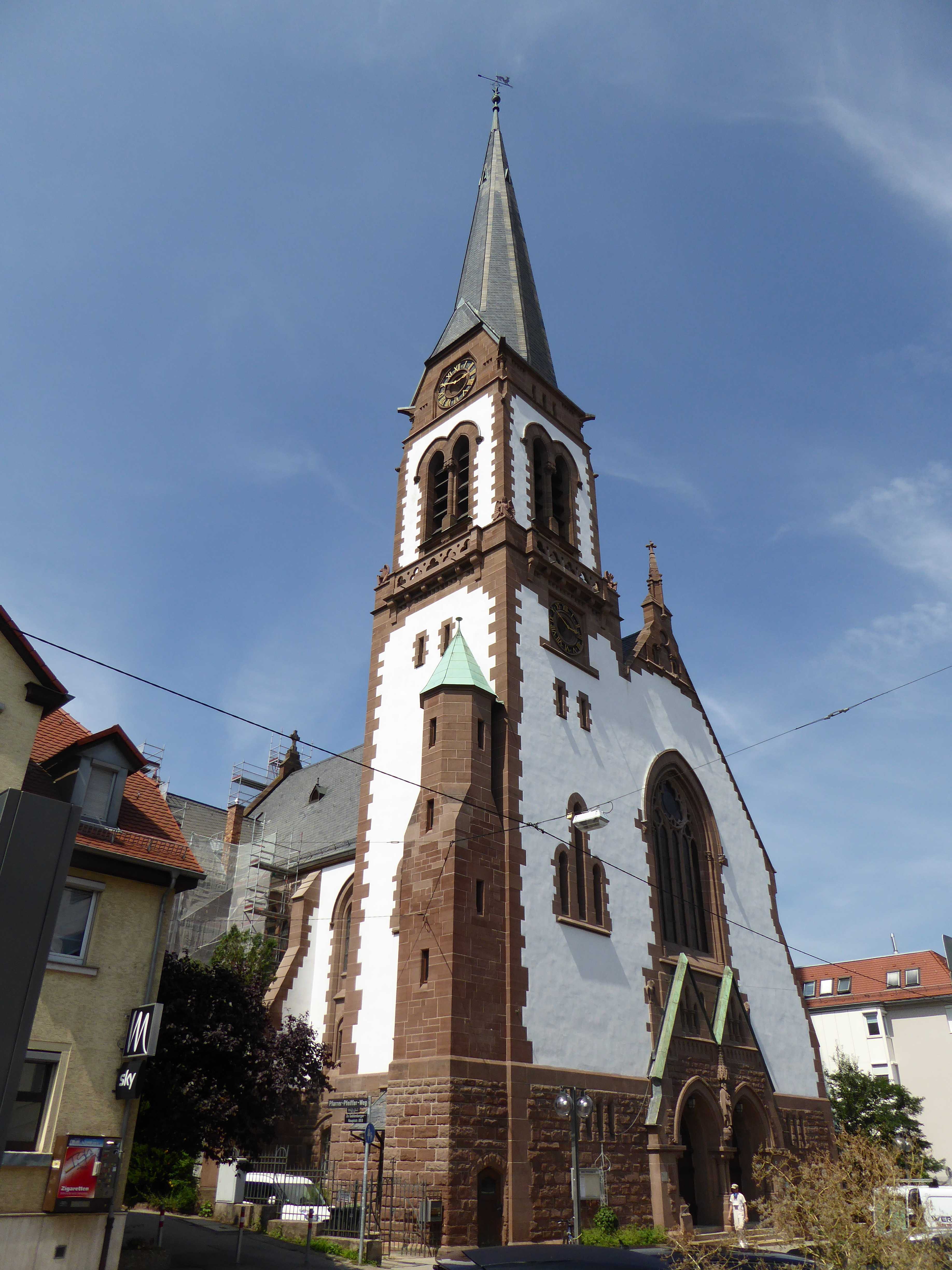
Evang. Petruskirche Stuttgart-Gablenberg

#### Thomaskirchengemeinde Kaltental
Die Thomaskirchengemeinde Kaltental (ca. 2.405) umfasst den Stadtteil Kaltental innerhalb des Stadtbezirks Stuttgart-Süd sowie das Wohngebiet Dachswald innerhalb des Stadtbezirks Vaihingen.
Der Ort Kaltental gehörte kirchlich stets zu Vaihingen. 1887 wurde jedoch ein eigener Betsaal gebaut und 1889 erhielt der Ort eine Pfarrverweserei sowie 1899 einen eigenen Pfarrer. 1930 wurde die Thomaskirche Kaltental erbaut, die im Zweiten Weltkrieg teilweise zerstört, 1950 jedoch wieder aufgebaut wurde. Als zweite Predigtstelle wurde 1969 für die benachbarte Siedlung Dachswald eine eigene Kirche, die Dachswaldkirche, erbaut. Damals gehörten die Bewohner eines Teils von Dachswald noch zur Kirchengemeinde Stuttgart-Vaihingen, zumal sie politisch bis heute auch zum Stadtbezirk Vaihingen gehören. Ein Teil der Dachswaldsiedlung war jedoch bereits mit Bekanntmachung vom 18. März 1949 von der Kirchengemeinde Stuttgart-Vaihingen gelöst und der Thomaskirchengemeinde Kaltental zugeordnet worden. Mit Wirkung vom 5. Dezember 1971 wurde auch der restliche Teil des Dachswalds von der Kirchengemeinde Stuttgart-Vaihingen gelöst und der Thomaskirchengemeinde Kaltental zugeordnet. Die Bewohner wechselten damit auch den Kirchenbezirk, von Degerloch zu Stuttgart.
Bis 1939 gehörte die Kirchengemeinde Kaltental zum Kirchenbezirk Plieningen bzw. Degerloch. Mit Wirkung vom 1. April 1939 wurde sie in den Kirchenbezirk Stuttgart umgegliedert.

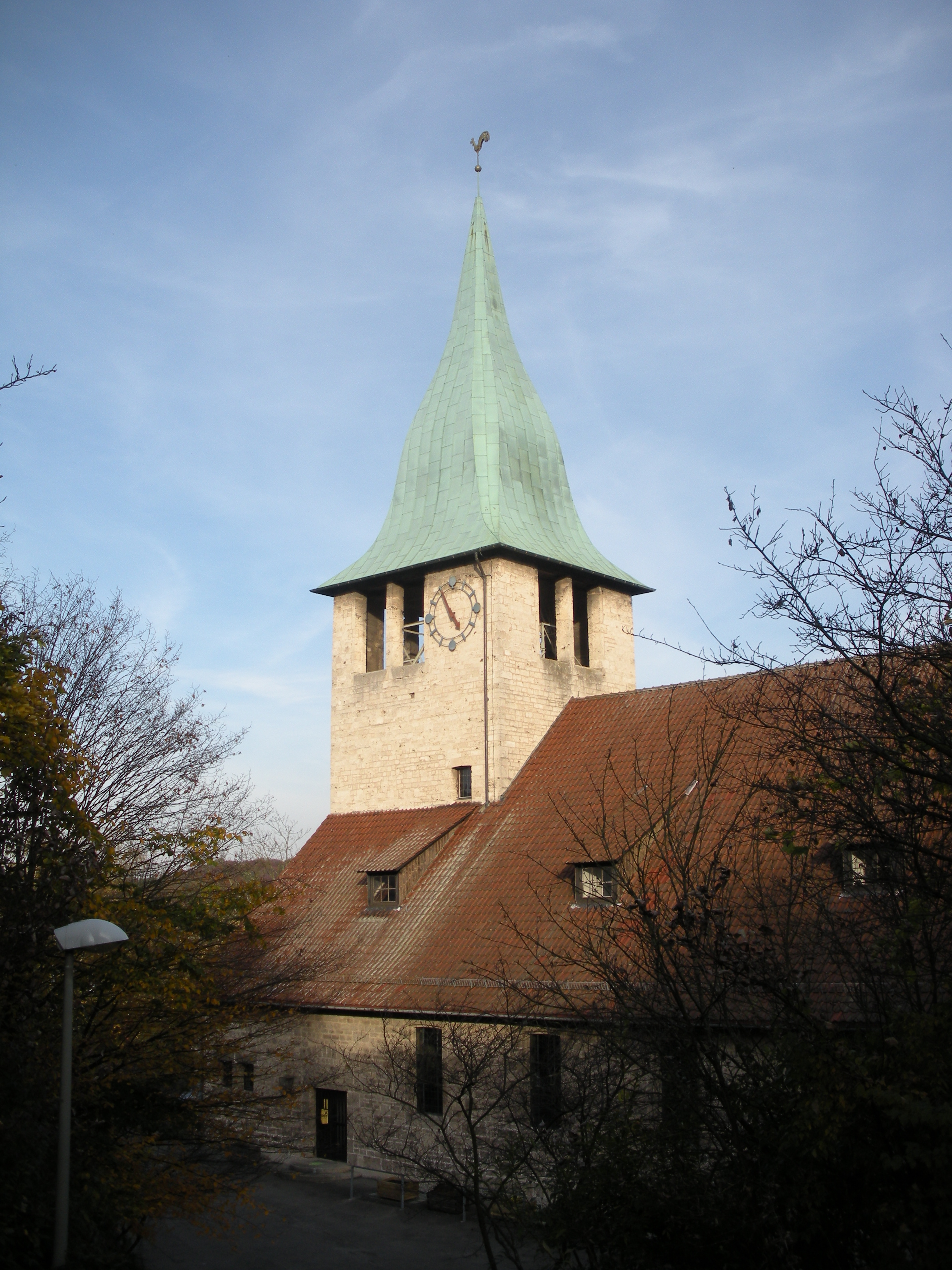
Evang. Thomaskirche Stuttgart-Kaltental
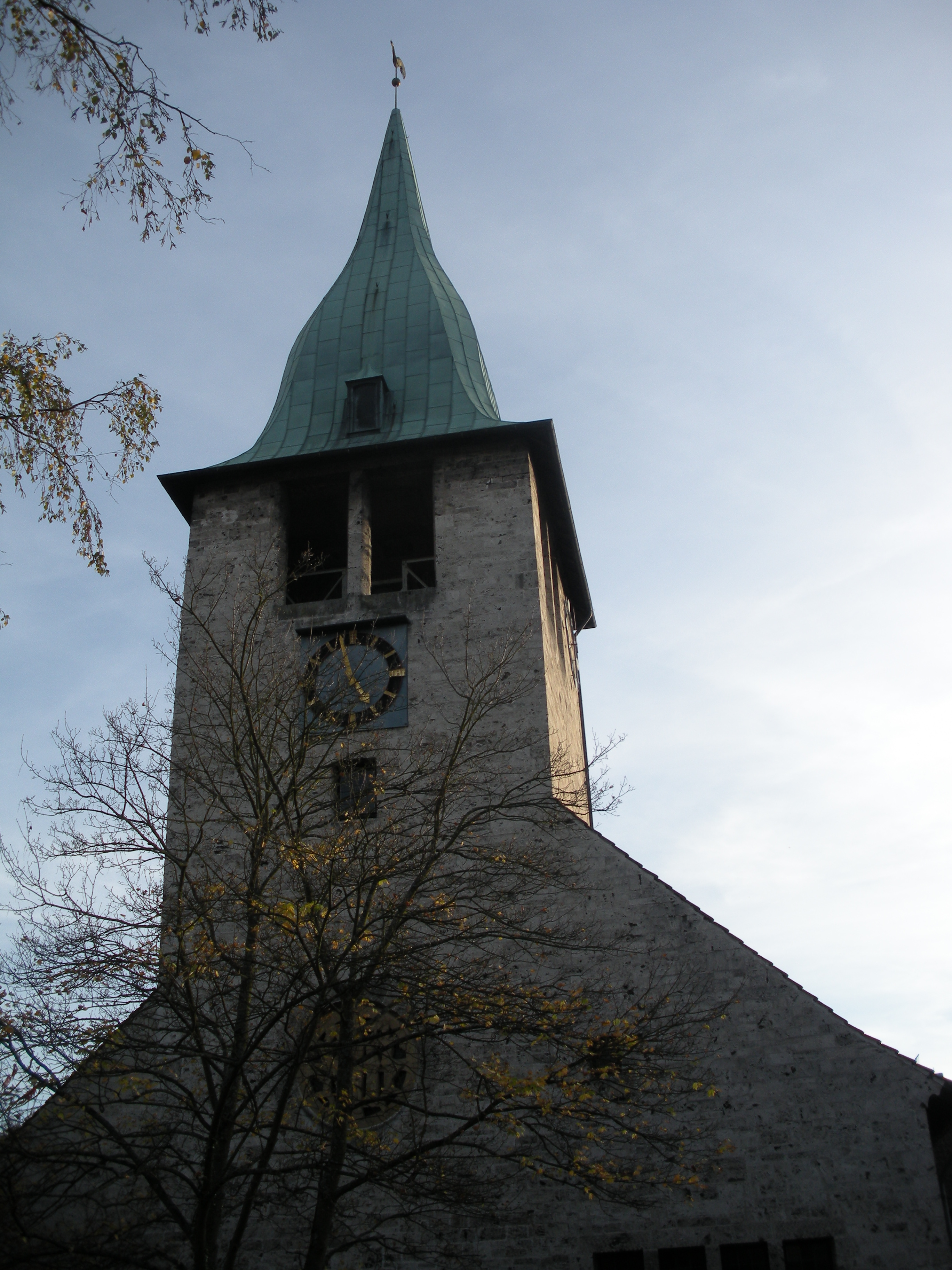
Evang. Thomaskirche Stuttgart-Kaltental
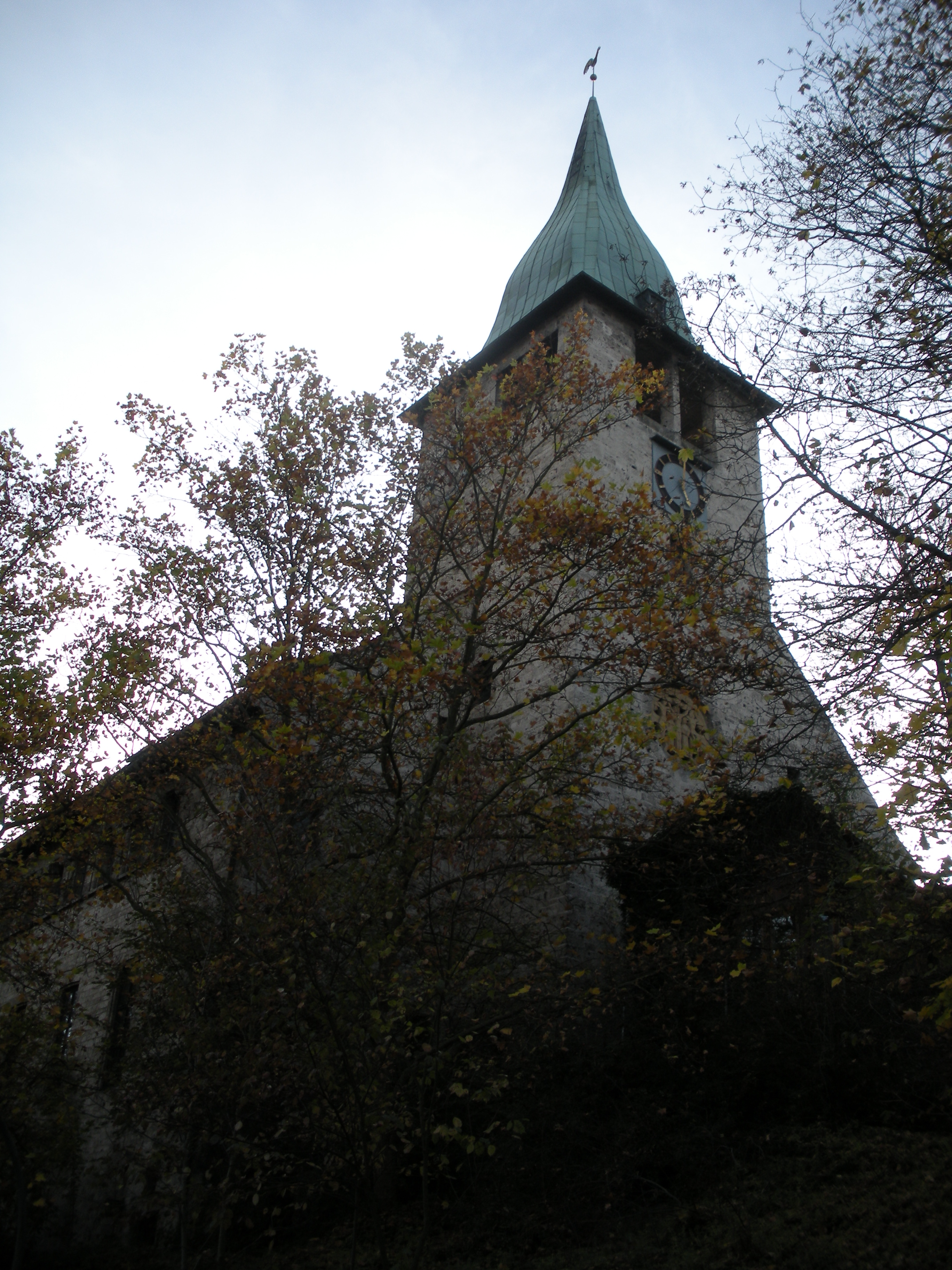
Evang. Thomaskirche Stuttgart-Kaltental
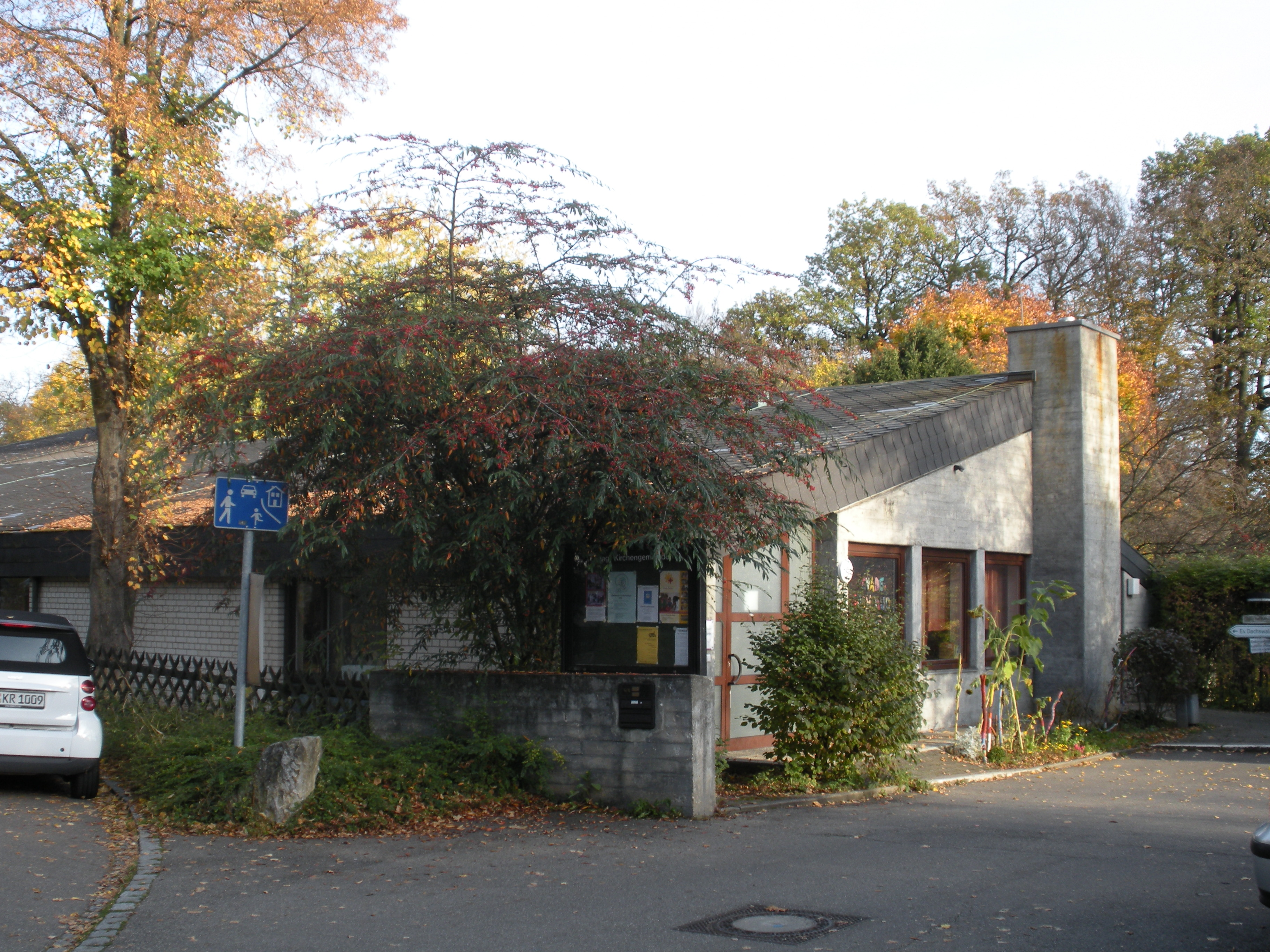
Evang. Dachswaldkirche in Stuttgart-Vaihingen

#### Kirchengemeinde Stuttgart-West
Die Kirchengemeinde Stuttgart-West (ca. 8.134) wurde durch Verfügung des Oberkirchenrats vom 17. April 2019 und Anerkennung des Ministeriums für Kultus, Jugend und Sport Baden-Württemberg mit Wirkung vom 1. Dezember 2019 aus den bisherigen Stuttgarter Kirchengemeinden Johanneskirchengemeinde, Paul-Gerhardt-Kirchengemeinde und der Pauluskirchengemeinde gebildet.
Die Johanneskirchengemeinde Stuttgart umfasst Teile des Stadtbezirks Stuttgart-West. Für die rasch wachsende Zahl der Evangelischen in Stuttgart waren die im 19. Jahrhundert bestehenden drei evangelischen Kirchen der Stadt Stuttgart (Stifts-, Hospital- und Leonhardskirche) nicht mehr ausreichend. So entstand am Feuersee im Westen der Stadt zwischen 1864 und 1876 nach Plänen von Christian Friedrich von Leins die Johanneskirche im neugotischen Stil. Durch Bekanntmachung des Konsistoriums vom 30. Juni 1910 wurde durch Abtrennung eines Teilgebiets der Johanneskirchengemeinde die selbständige Rosenbergkirchengemeinde gebildet.
Im Zweiten Weltkrieg wurde die Johanneskirche teilweise zerstört, jedoch wieder aufgebaut, wobei der Turmhelm nicht mehr aufgesetzt wurde.
Durch Bekanntmachung des Oberkirchenrats vom 13. Mai 1968 gab es eine Gebietsveränderung der Johanneskirchengemeinde zugunsten der benachbarten Matthäuskirchengemeinde.

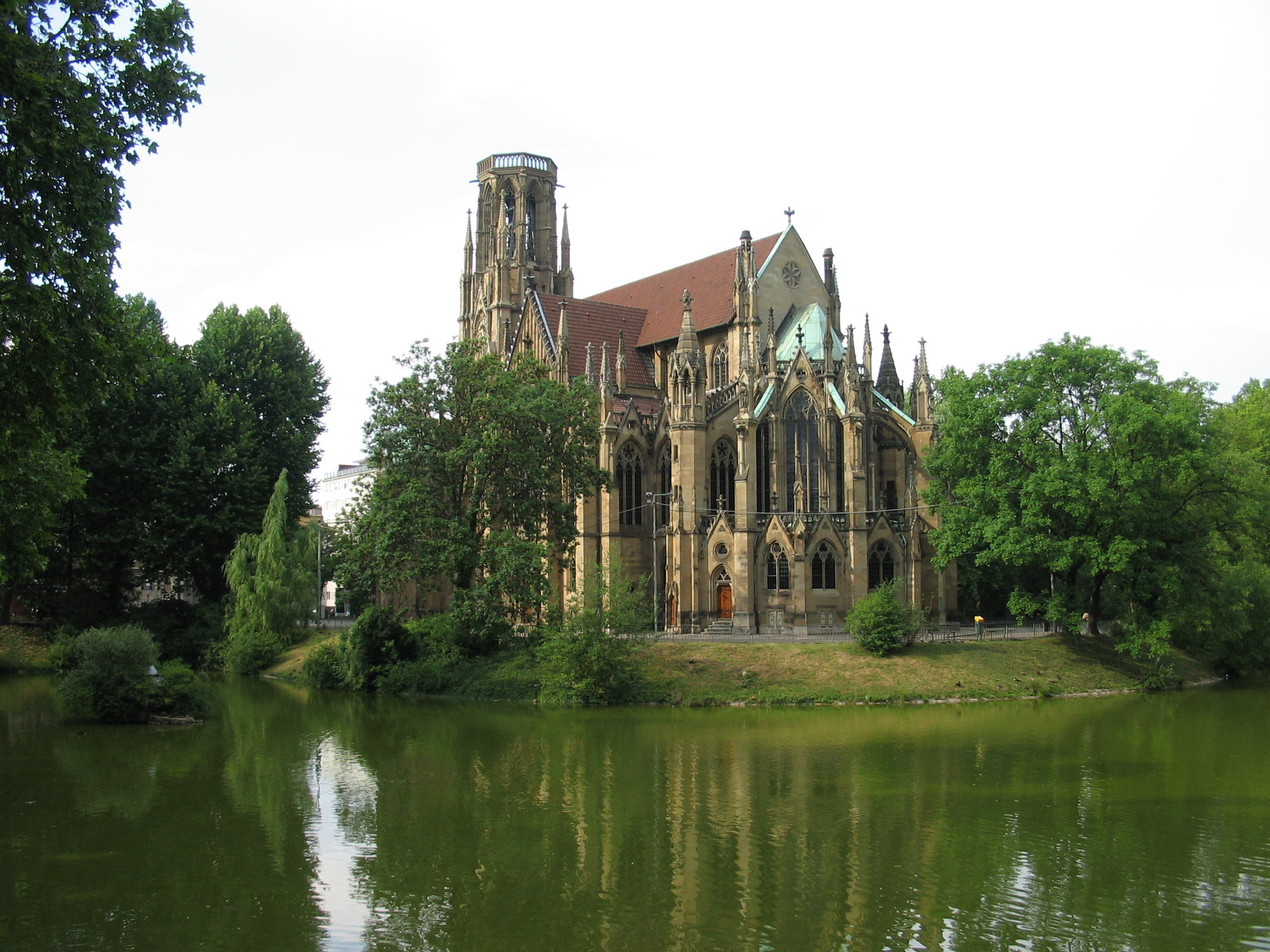
Evang. Johanneskirche Stuttgart am Feuersee
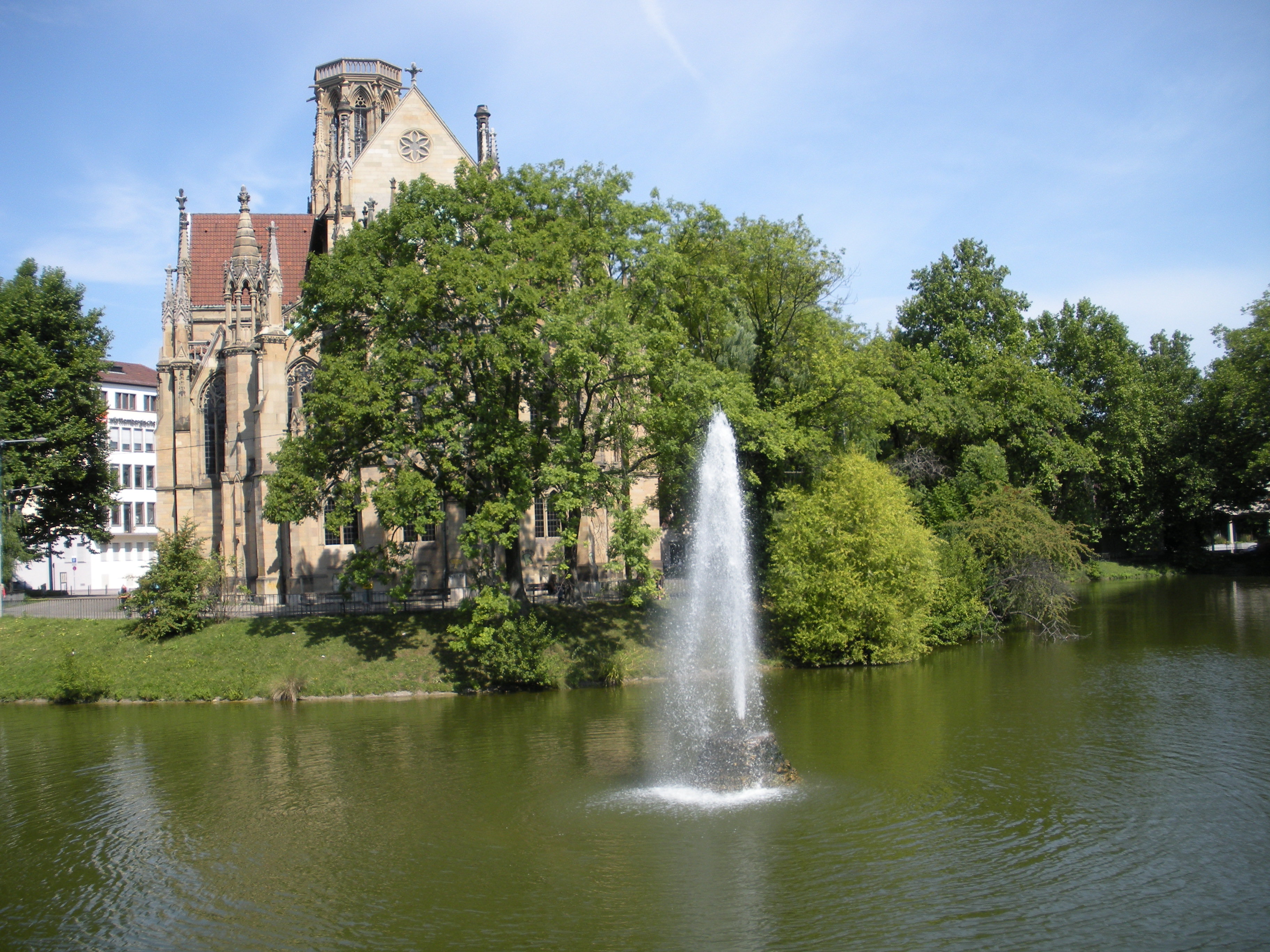
Evang. Johanneskirche Stuttgart mit Fontäne im Feuersee
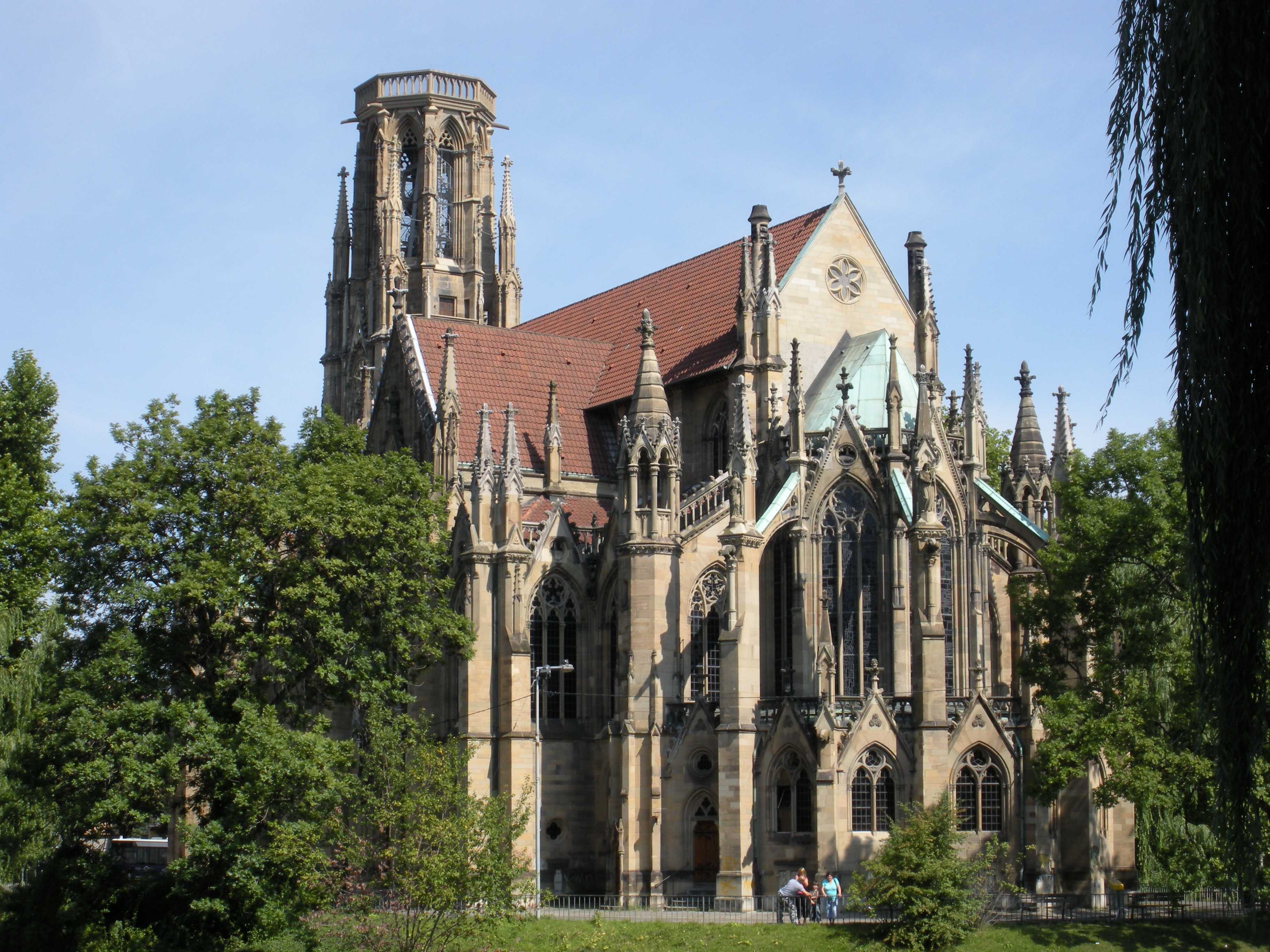
Evang. Johanneskirche Stuttgart am Feuersee
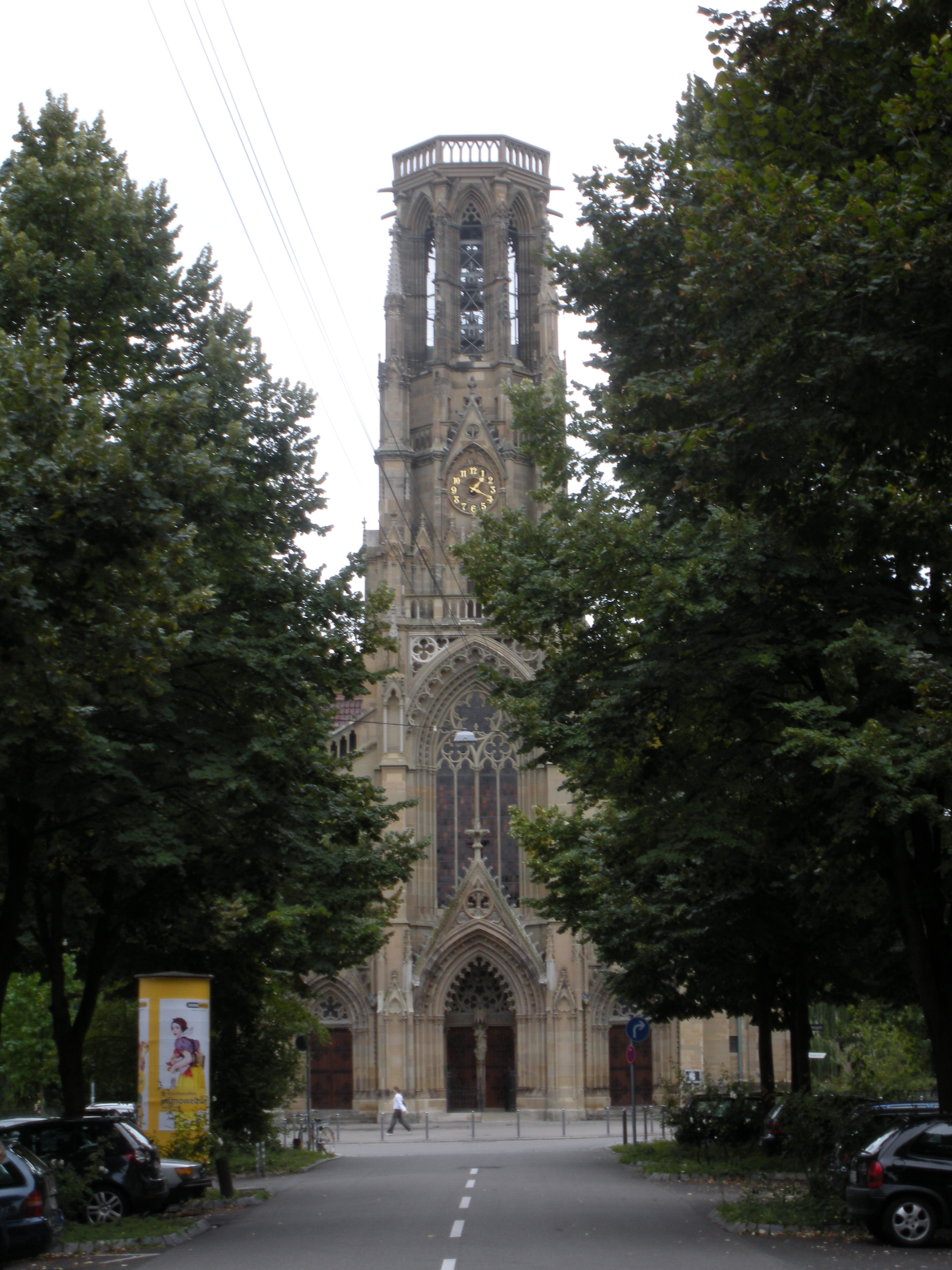
Evang. Johanneskirche Stuttgart, von der Johannesstraße aus gesehen

Für den schnell wachsenden Stadtteil West wurde von 1896 bis 1898 die Pauluskirche im neugotischen Stil erbaut und eine eigene Kirchengemeinde errichtet. Im Zweiten Weltkrieg wurde die Kirche zerstört. In einer Notkirche am Leipziger Platz fand die Paulusgemeinde nach dem Krieg zunächst eine Bleibe. 1961 konnte dann die neue Pauluskirche eingeweiht werden. Sie hat einen 46 m hohen Turm. Die frühere Paulus-Notkirche wurde inzwischen an die Griechisch-Orthodoxe Gemeinde übergeben.
1959 gab es eine Gebietsveränderung der Pauluskirchengemeinde zugunsten der benachbarten Rosenbergkirchengemeinde.

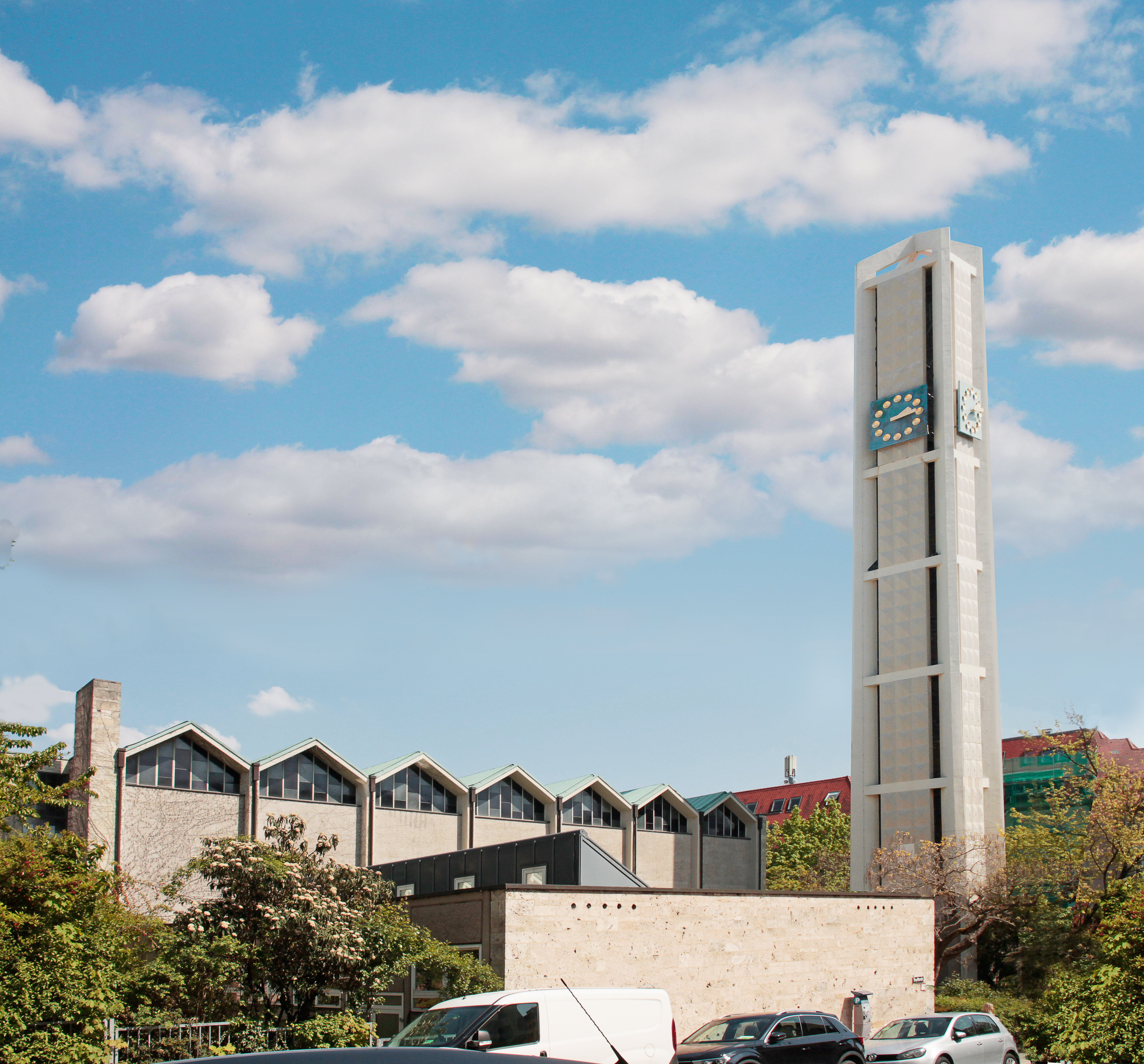
Evang. Pauluskirche Stuttgart-West
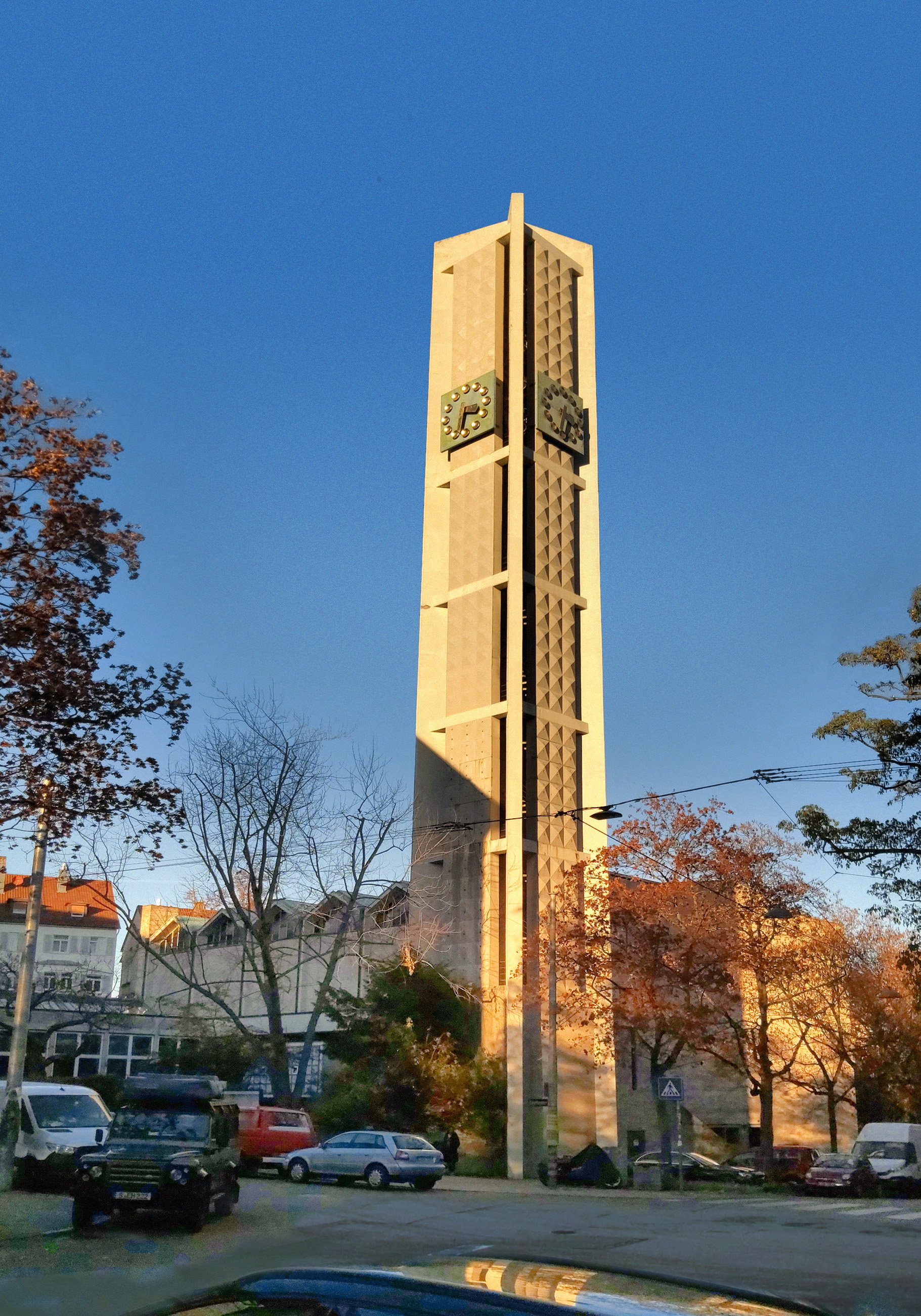
Evang. Pauluskirche Stuttgart-West
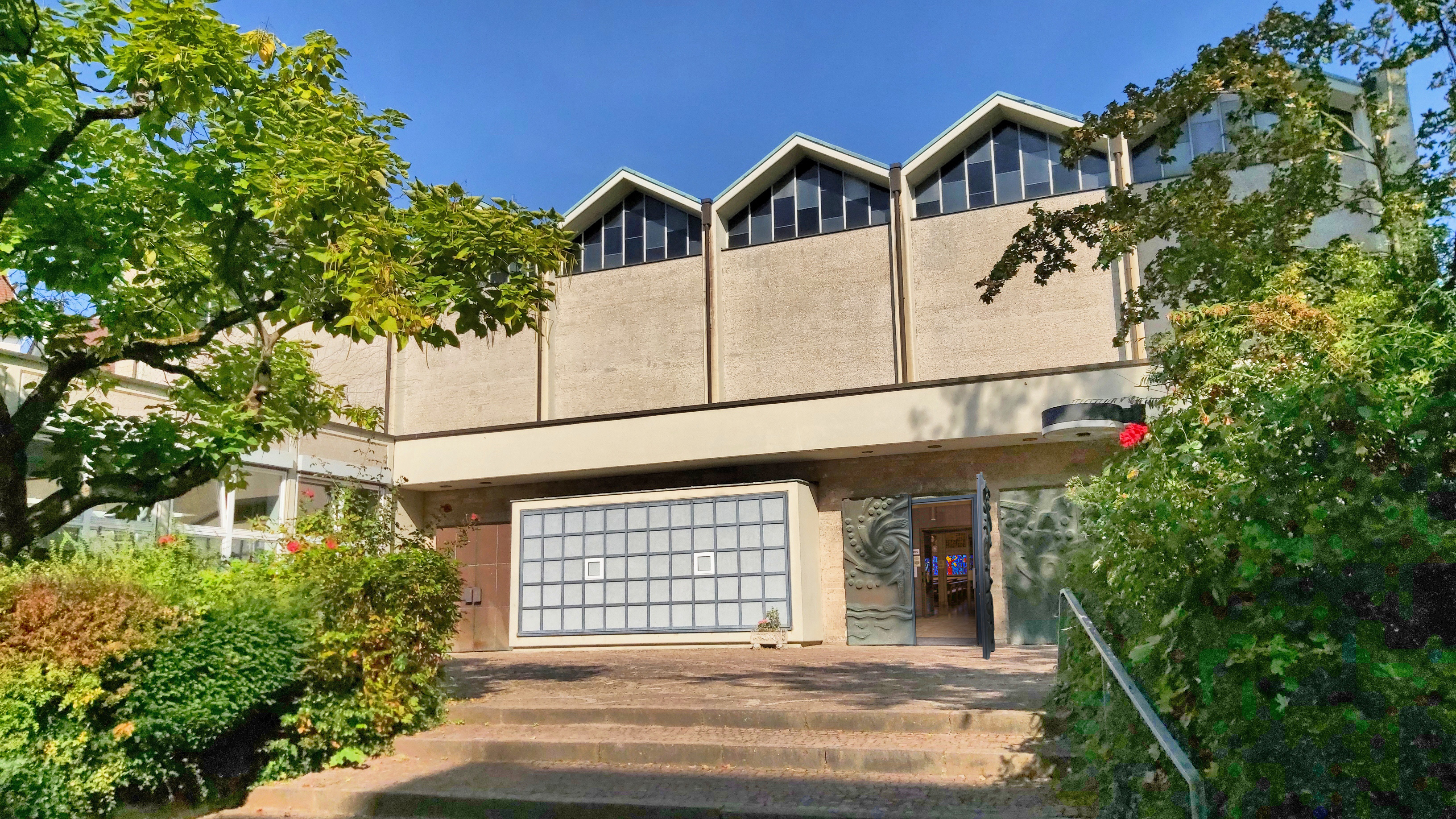
Evang. Pauluskirche Stuttgart-West Eingangsbereich
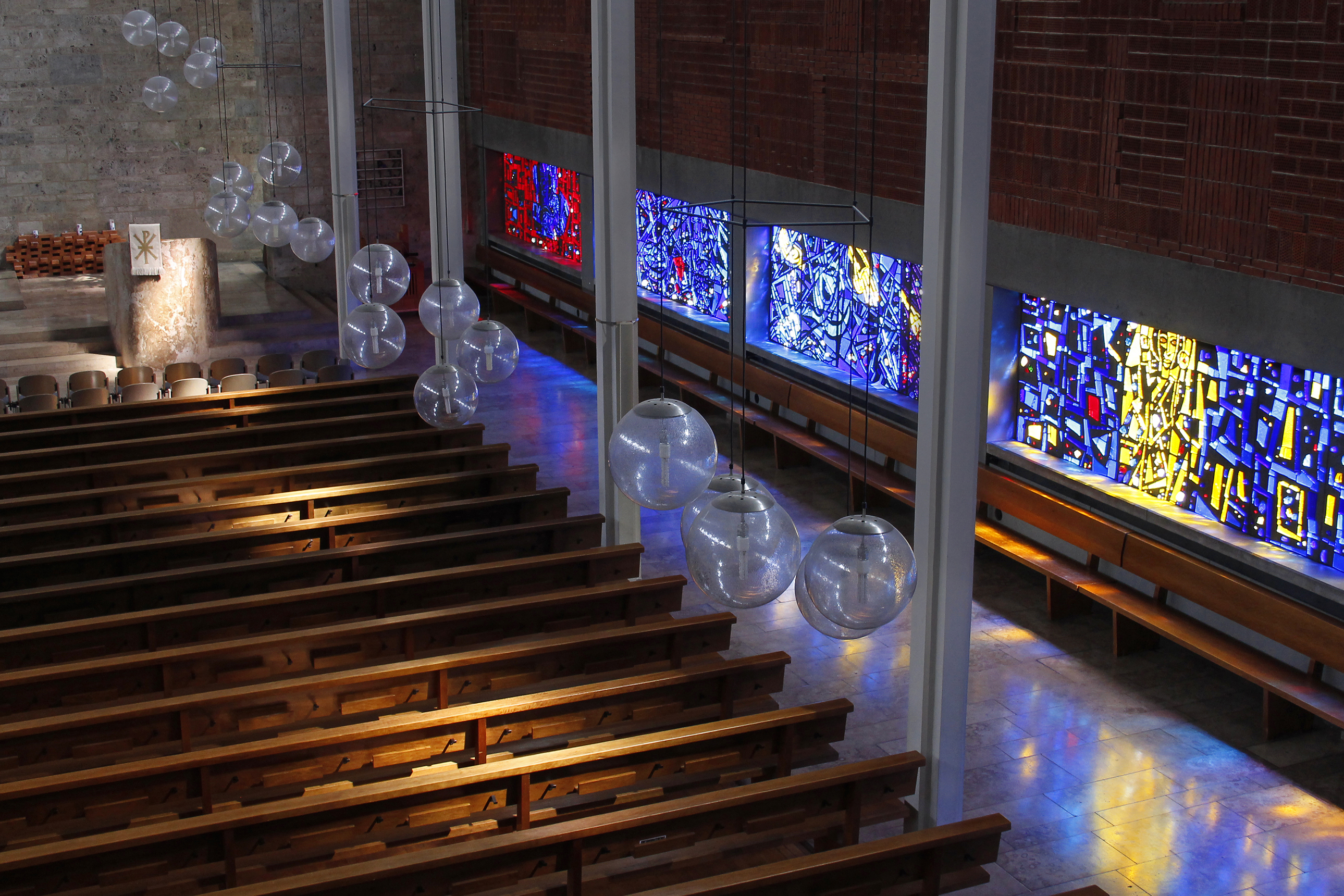
Evang. Pauluskirche Stuttgart – Innenraum mit Lichtspiel
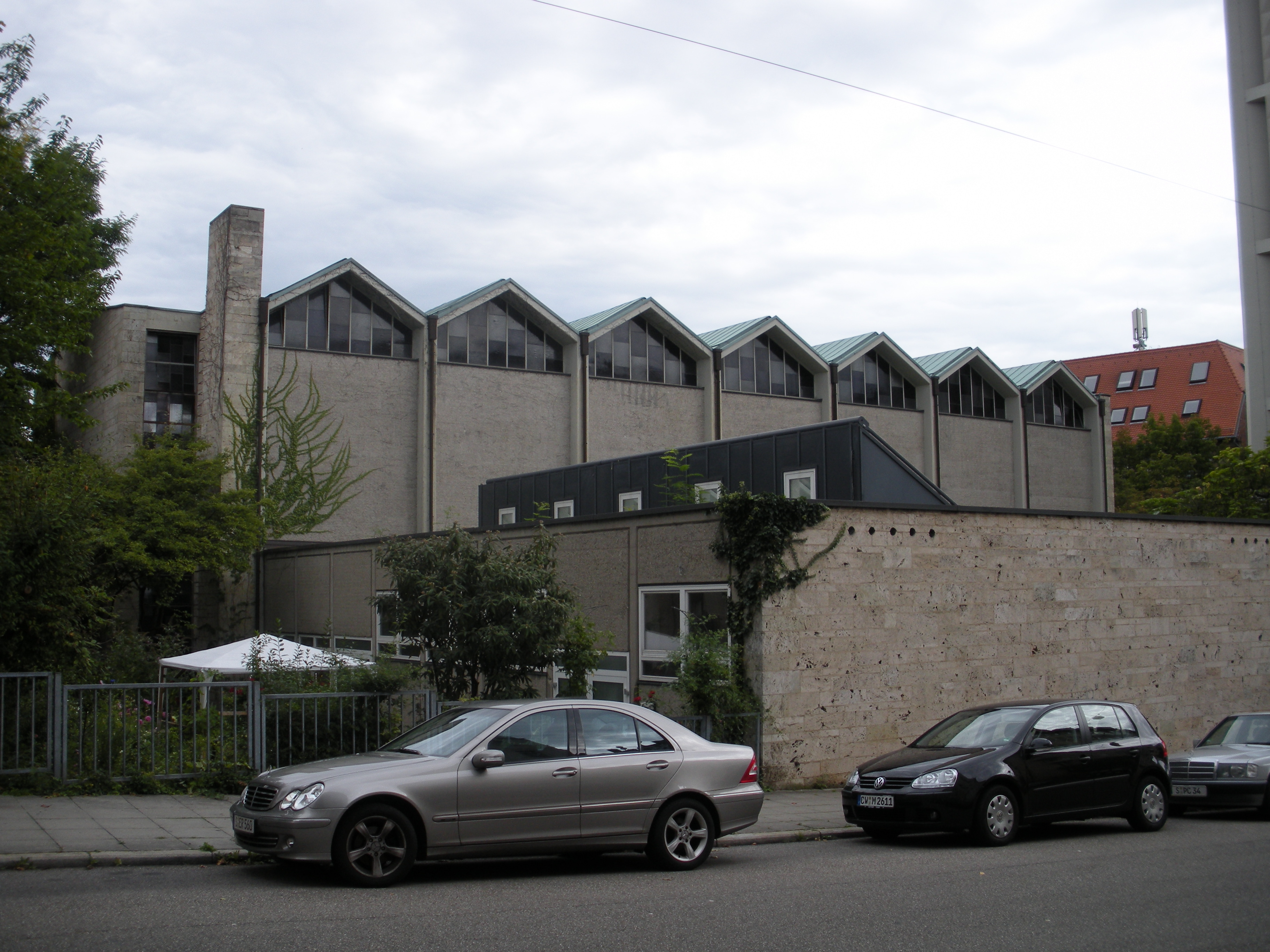
Evang. Pauluskirche Stuttgart-West
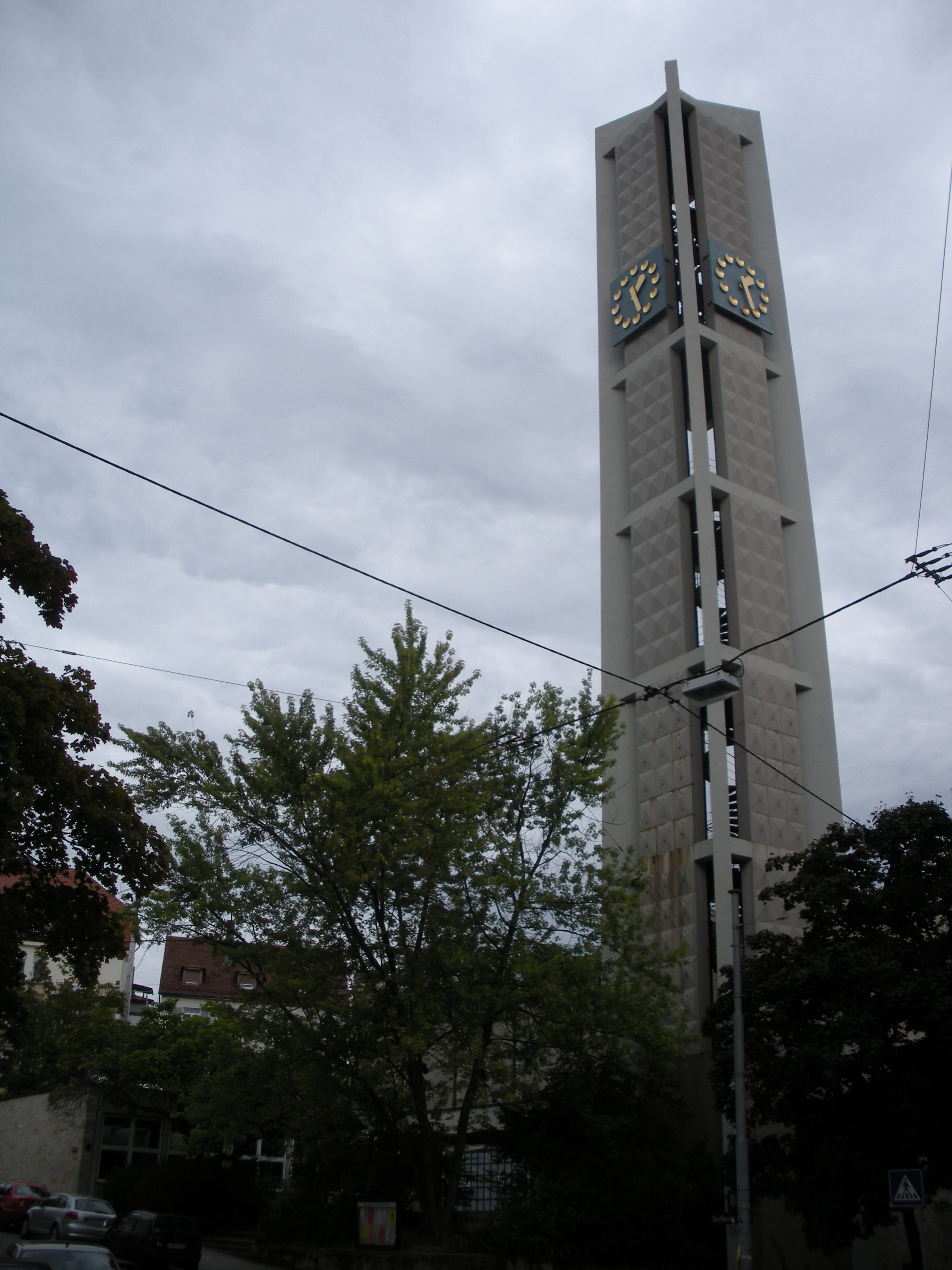
Evang. Pauluskirche Stuttgart-West – Turm
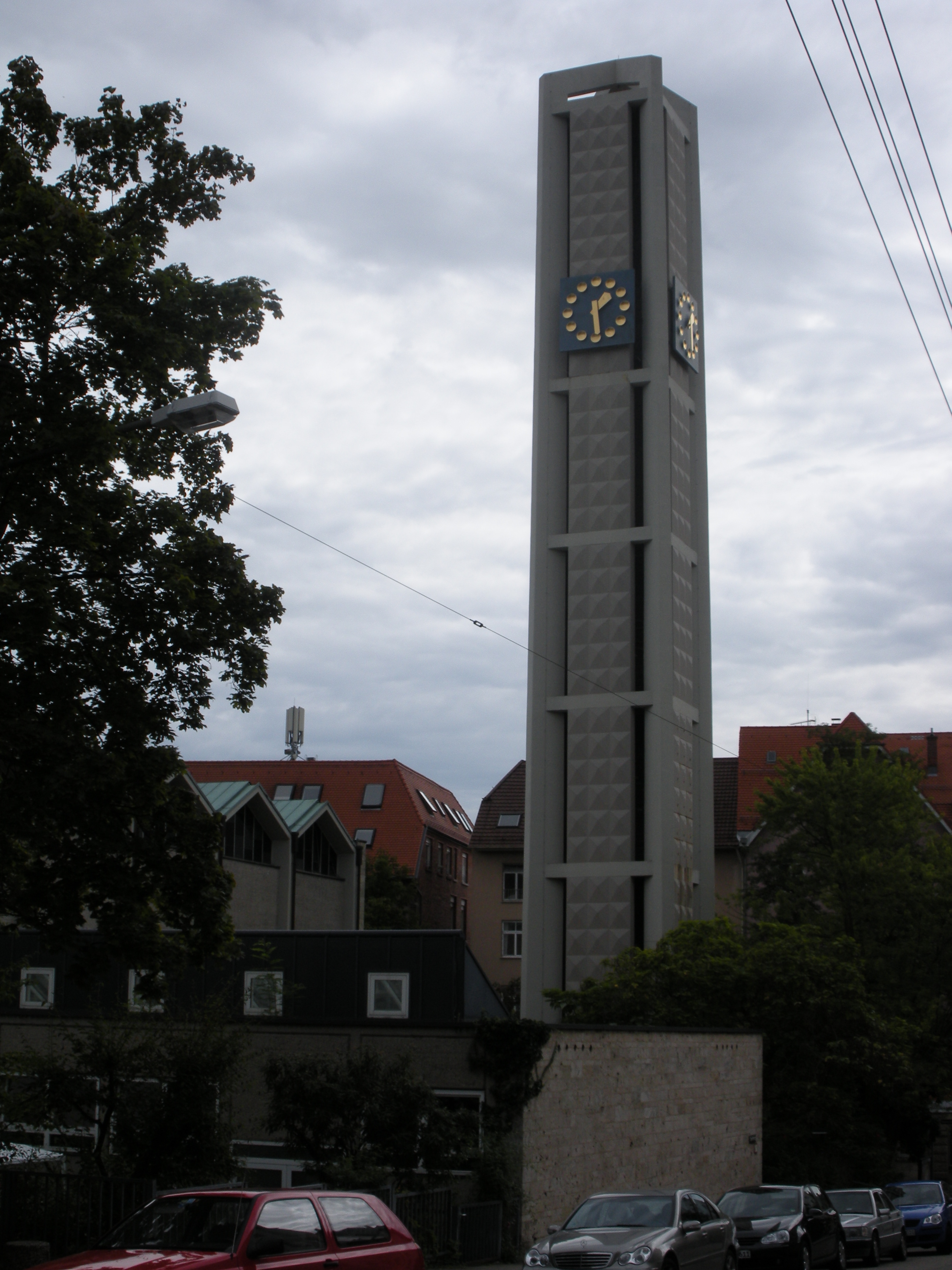
Evang. Pauluskirche Stuttgart-West – Turm

Aus einem Teilgebiet der Pauluskirchengemeinde wurde durch Bekanntmachung des Oberkirchenrats vom 1. September 1926 die neue Paul-Gerhardt-Kirchengemeinde als weitere Teilkirchengemeinde der Gesamtkirchengemeinde Stuttgart gebildet. und 1926 unweit des Vogelsangs eine bescheidene Kirche erbaut, die den Namen Paul-Gerhardt-Kirche erhielt. Durch Bekanntmachung des Oberkirchenrats vom 1. September 1926 wurde auch die selbständige Paul-Gerhardt-Kirchengemeinde als weitere Teilkirchengemeinde der Gesamtkirchengemeinde Stuttgart gebildet. Das zugehörige Gemeindegebiet gehörte zuvor zur Pauluskirchengemeinde. Im Juli 1944 wurde die Paul-Gerhardt-Kirche fast völlig zerstört. Auf den Fundamenten der alten Kirche wurde die heutige Paul-Gerhardt-Kirche 1951 neu erbaut. Die Orgel wurde 2001 von der Orgelbaufirma Rensch aus Lauffen am Neckar erbaut und hat 33 Register auf 2 Manualen.

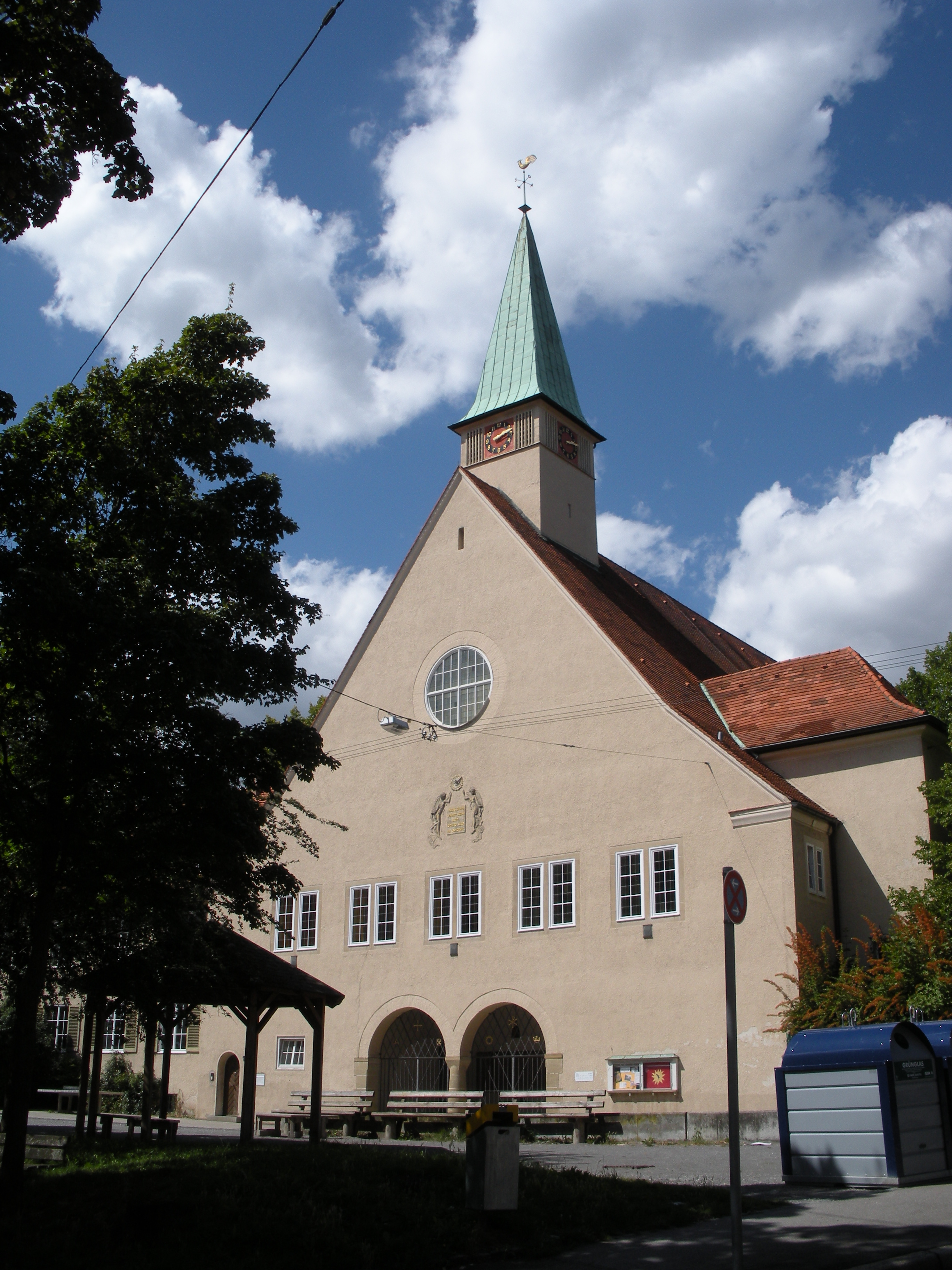
Evang. Paul-Gerhardt-Kirche Stuttgart-West
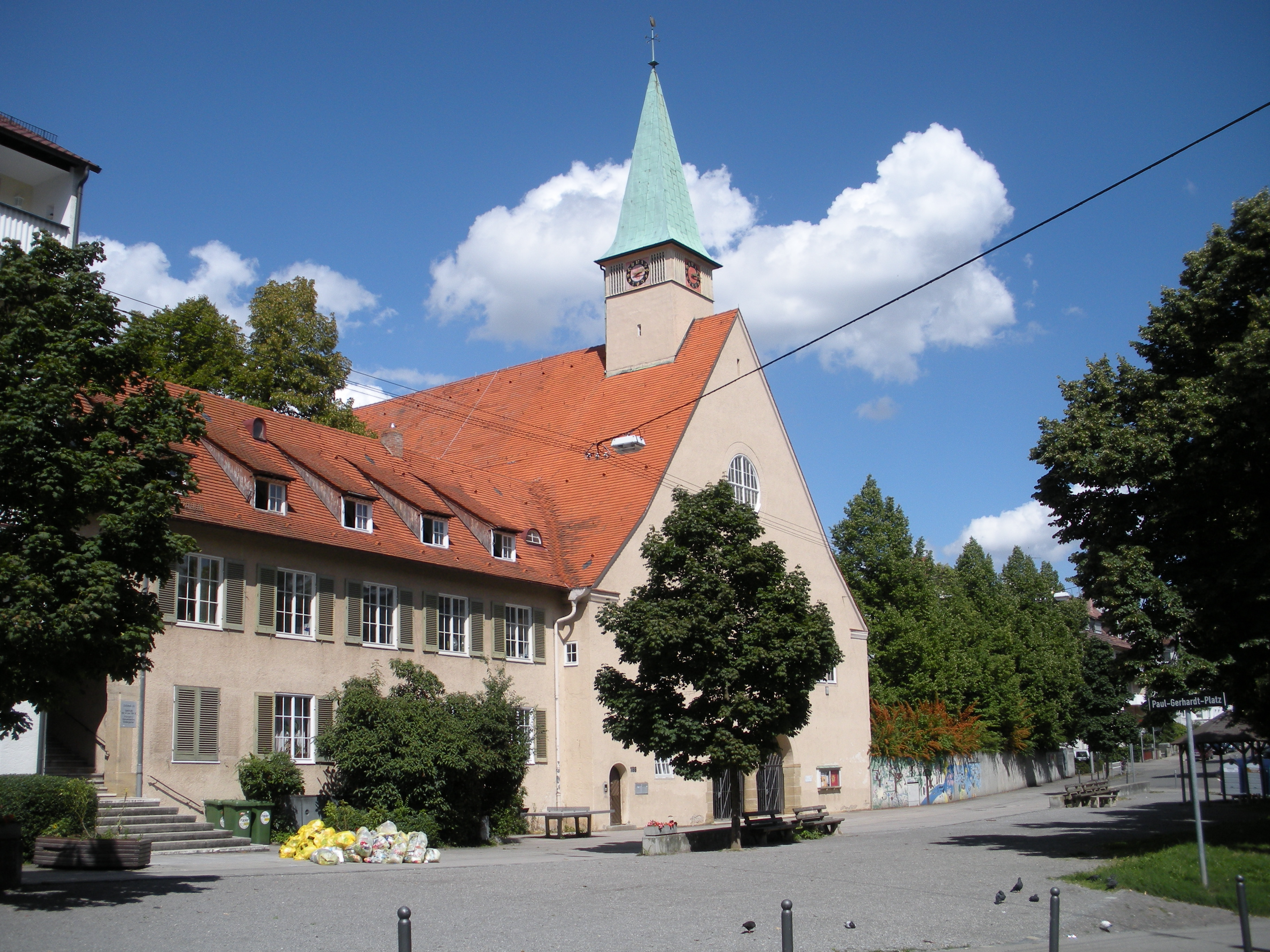
Evang. Paul-Gerhardt-Kirche Stuttgart-West
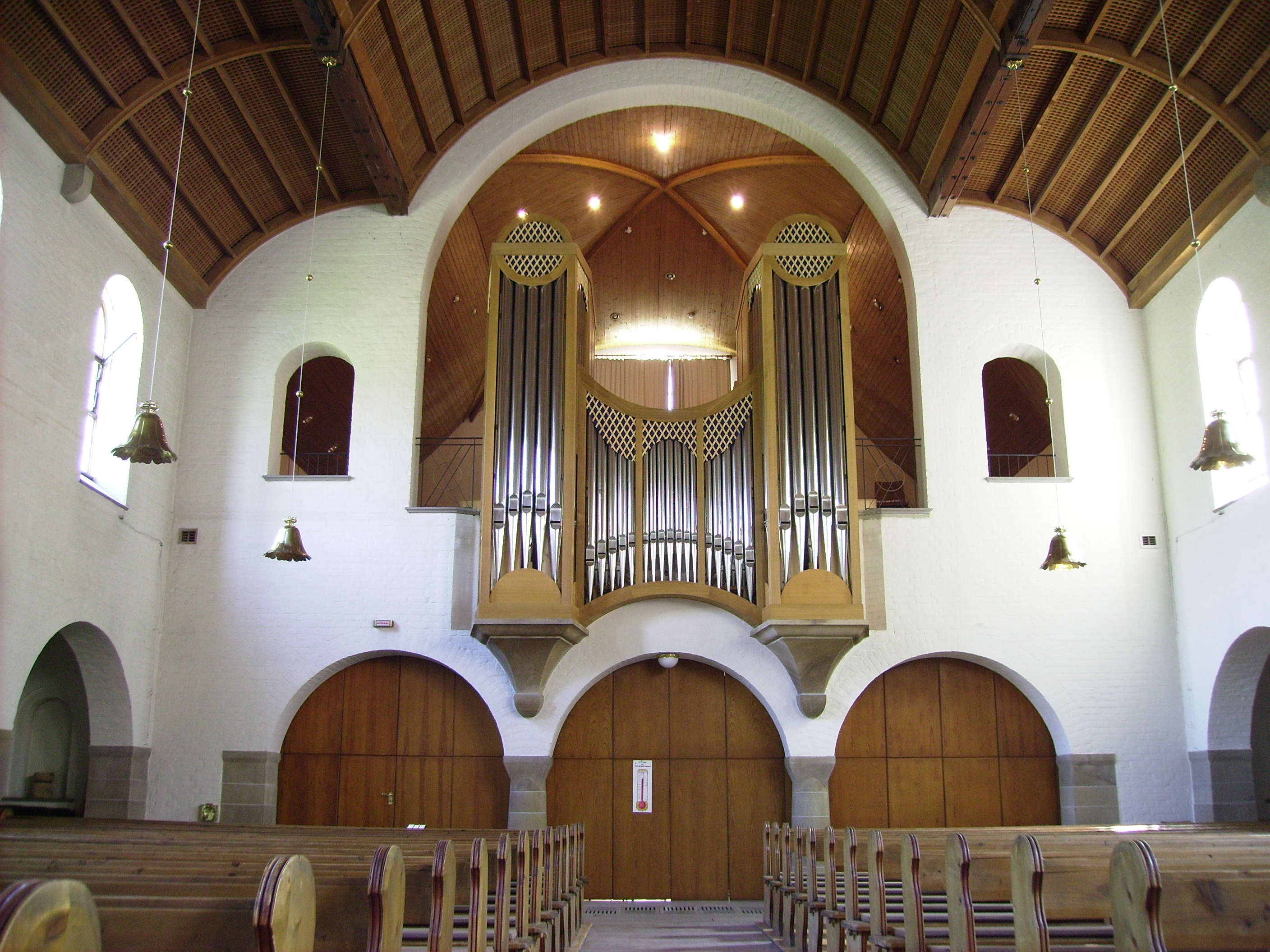
Paul-Gerhardt-Kirche Innenraum mit Orgel

### Kirchengemeinde Stuttgart-Birkach
Die Kirchengemeinde Stuttgart-Birkach (ca. 1.900) umfasst den gleichnamigen Stadtbezirk (ohne den Stadtteil Schönberg). Kirchlich gehörte Birkach zunächst zu Plieningen. Nach dem Bau der Franziska-Kirche 1780 wurde Birkach eine selbständige Pfarrei und im 19. Jahrhundert wurde Birkach auch eine eigene Kirchengemeinde. Zur Kirchengemeinde Birkach gehörte bis 1947 auch Riedenberg, bevor dieser mit Wirkung vom 1. April 1947 der Kirchengemeinde Sillenbuch zugeordnet und zu deren eigenständigen Filialkirchengemeinde erhoben wurde. Die Pfarrei Birkach betreute ferner auch die am 1. April 1959 gebildete Kirchengemeinde Schönberg im gleichnamigen Stadtteil, bevor diese 1985 der Pfarrei Asemwald zugeordnet wurde.

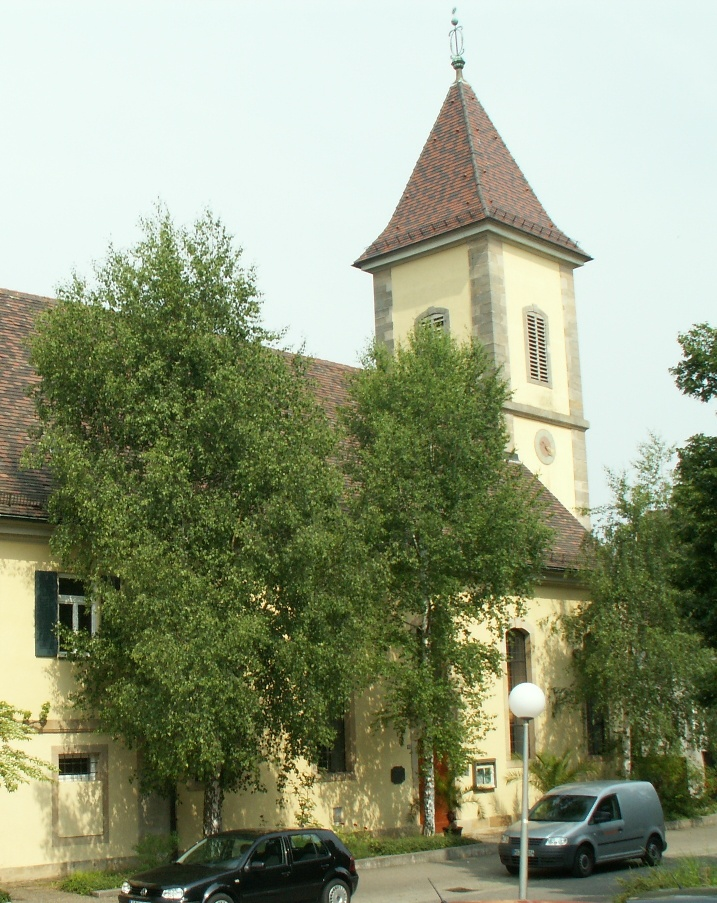
Evang. Franziska-Kirche Stuttgart-Birkach
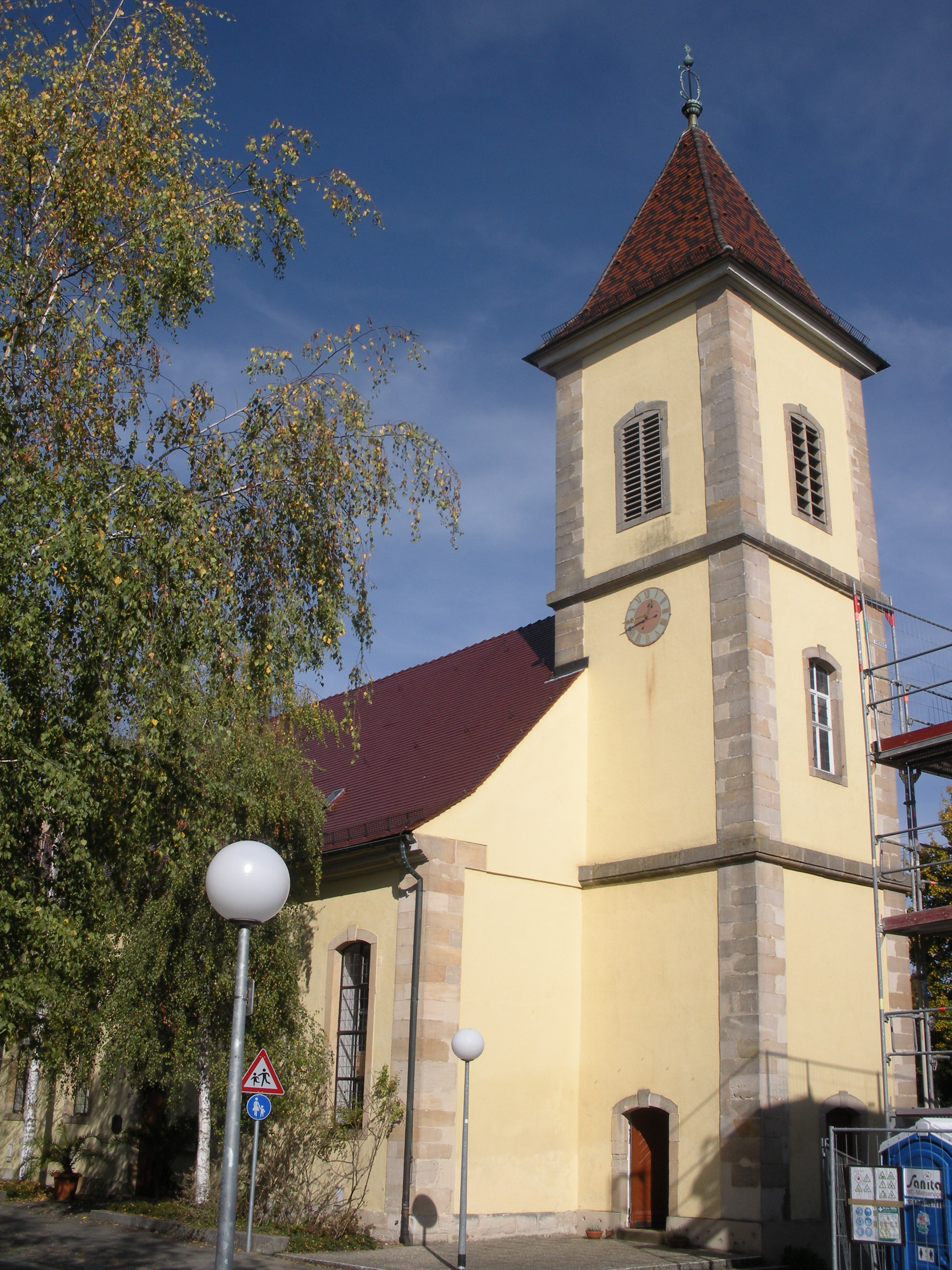
Evang. Franziska-Kirche Stuttgart-Birkach
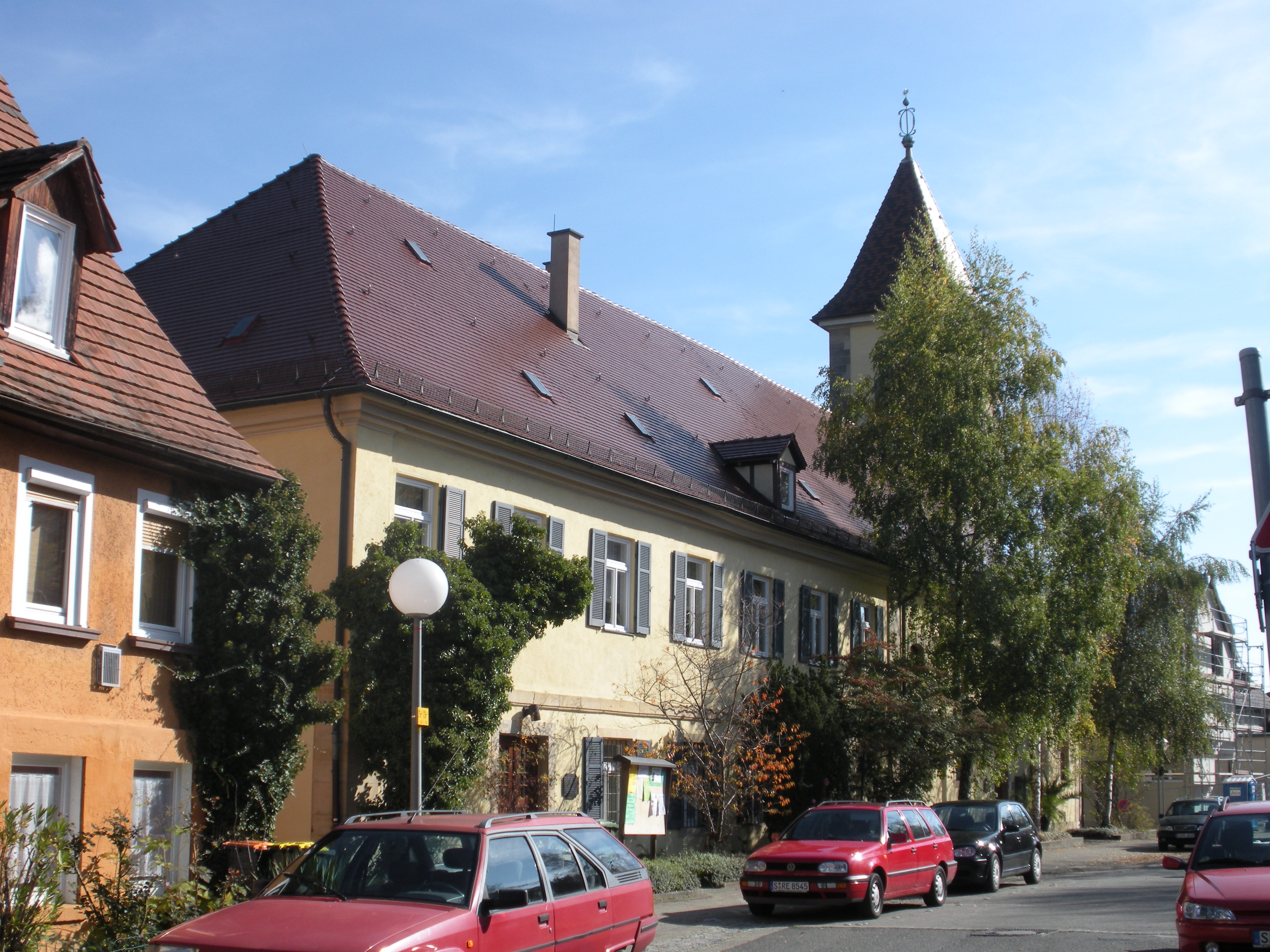
Evang. Franziska-Kirche Stuttgart-Birkach

### Kirchengemeinde Stuttgart-Büsnau
Die Kirchengemeinde Stuttgart-Büsnau (ca. 750) umfasst den gleichnamigen Stadtteil innerhalb des Stadtbezirks Vaihingen. Für den seit den 1930er Jahren aufgesiedelten Stadtteil wurde 1957 eine eigene Kirche, die Versöhnungskirche, gebaut und durch Bekanntmachung des Oberkirchenrats vom 10. April 1958 die selbständige Kirchengemeinde Vaihingen-Büsnau gebildet. Das Kultusministerium hatte die neue Kirchengemeinde mit Schreiben vom 27. Januar 1958 als Körperschaft des öffentlichen Rechts anerkannt. Zuvor gehörten die Bewohner zur Kirchengemeinde Stuttgart-Vaihingen. Später wurde die Kirchengemeinde Vaihingen-Büsnau in Stuttgart-Büsnau umbenannt.

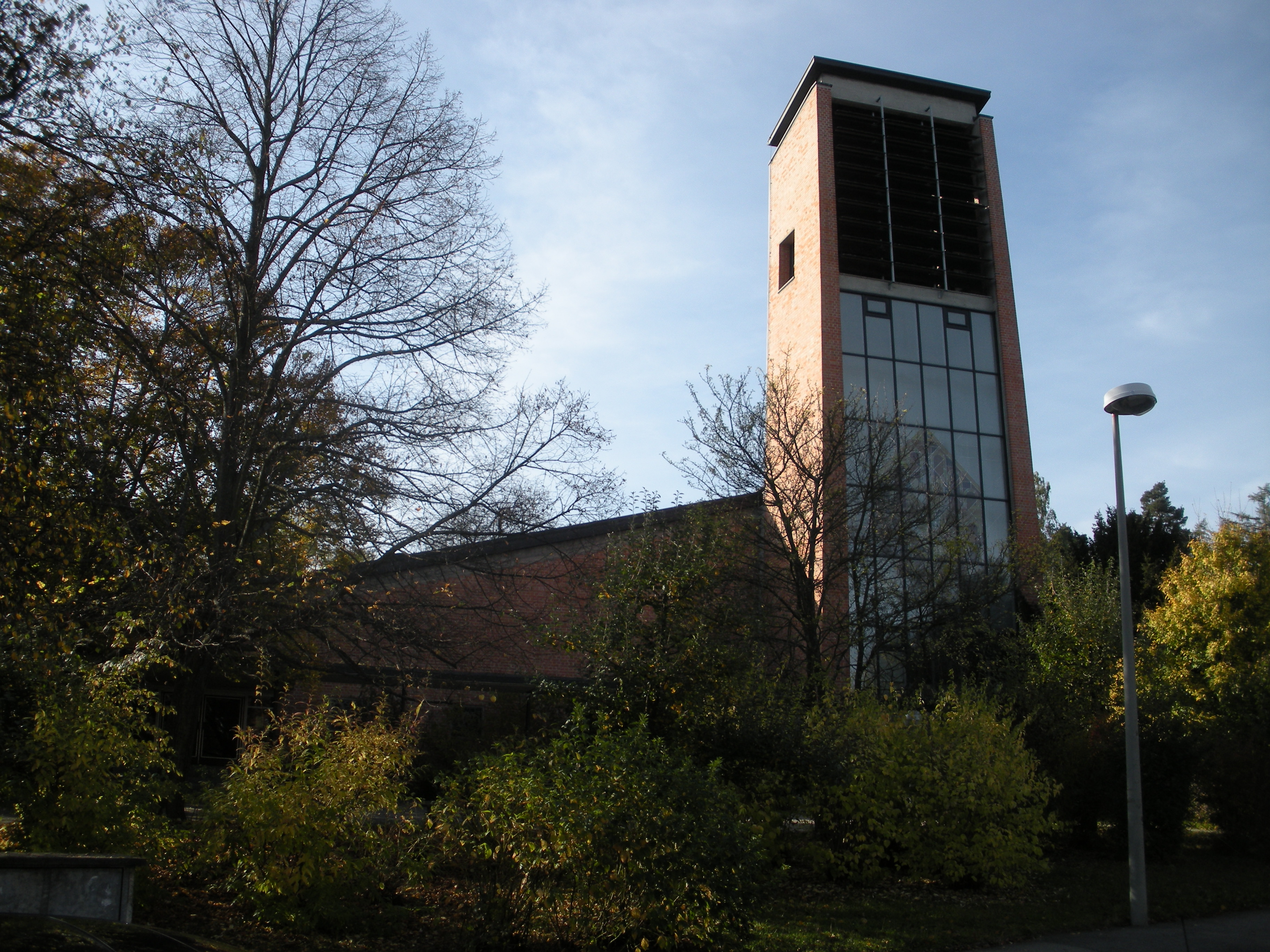
Evang. Versöhnungskirche Stuttgart-Büsnau
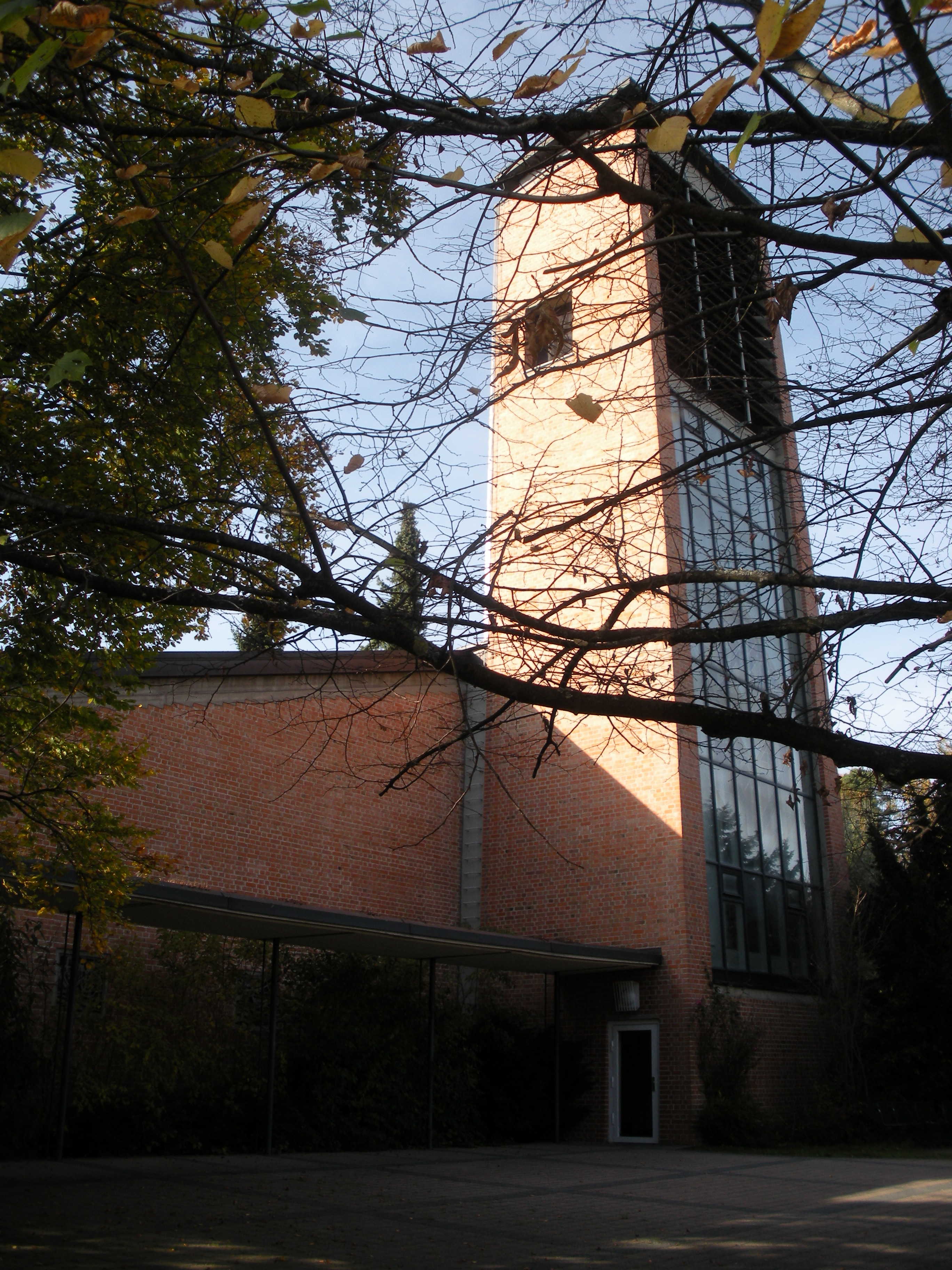
Evang. Versöhnungskirche Stuttgart-Büsnau

### Kirchengemeinde Stuttgart-Hedelfingen
Die Kirchengemeinde Stuttgart-Hedelfingen (ca. 1.600) umfasst den Stadtbezirk Hedelfingen. Das alte Dorf Hedelfingen ist seit der Reformation evangelisch. Ursprünglich gehörte der Ort kirchlich zu Nellingen. Der Ort besitzt eine alte Kirche, die als Wehrkirche im 13. Jahrhundert errichtet wurde und heute das älteste Bauwerk des Stadtbezirks Hedelfingens ist. 1449 wurde die Kirche stark zerstört, jedoch 1468 wieder aufgebaut. Dabei erhielt sie ihre Wandmalereien, die im 16. Jahrhundert übertüncht wurden. Da die Kirche für den wachsenden, inzwischen zu Stuttgart gehörigen Stadtteil zu klein war, wurde bis 1930 eine neue Kirche, die Kreuzkirche erbaut. Sie ist heute eine der wenigen im Bauhausstil erhaltenen Kirchen.
Im Zweiten Weltkrieg wurde die Alte Kirche beschädigt und führte daher lange Zeit ein Schattendasein, bis sie von 1957 bis 1959 renoviert wurde. Dabei entdeckte man die alten Malereien und legte sie frei. Ende der 1990er Jahre wurde die Kirche umfassend restauriert.
Durch Bekanntmachung des Oberkirchenrats vom 23. August 1979 gab es eine Gebietsveränderung im Bereich der Hedelfinger Straße von der Kirchengemeinde Wangen zur Kirchengemeinde Hedelfingen.
Bis 1910 gehörte auch das heute zur Stadt Esslingen gehörige Weil zur Kirchengemeinde Hedelfingen. Durch Bekanntmachung des Konsistoriums vom 8. Juni 1910 wurde dieser Weiler in den Kirchenbezirk Esslingen umgegliedert und der Kirchengemeinde Mettingen innerhalb der Gesamtkirchengemeinde Esslingen zugeordnet.

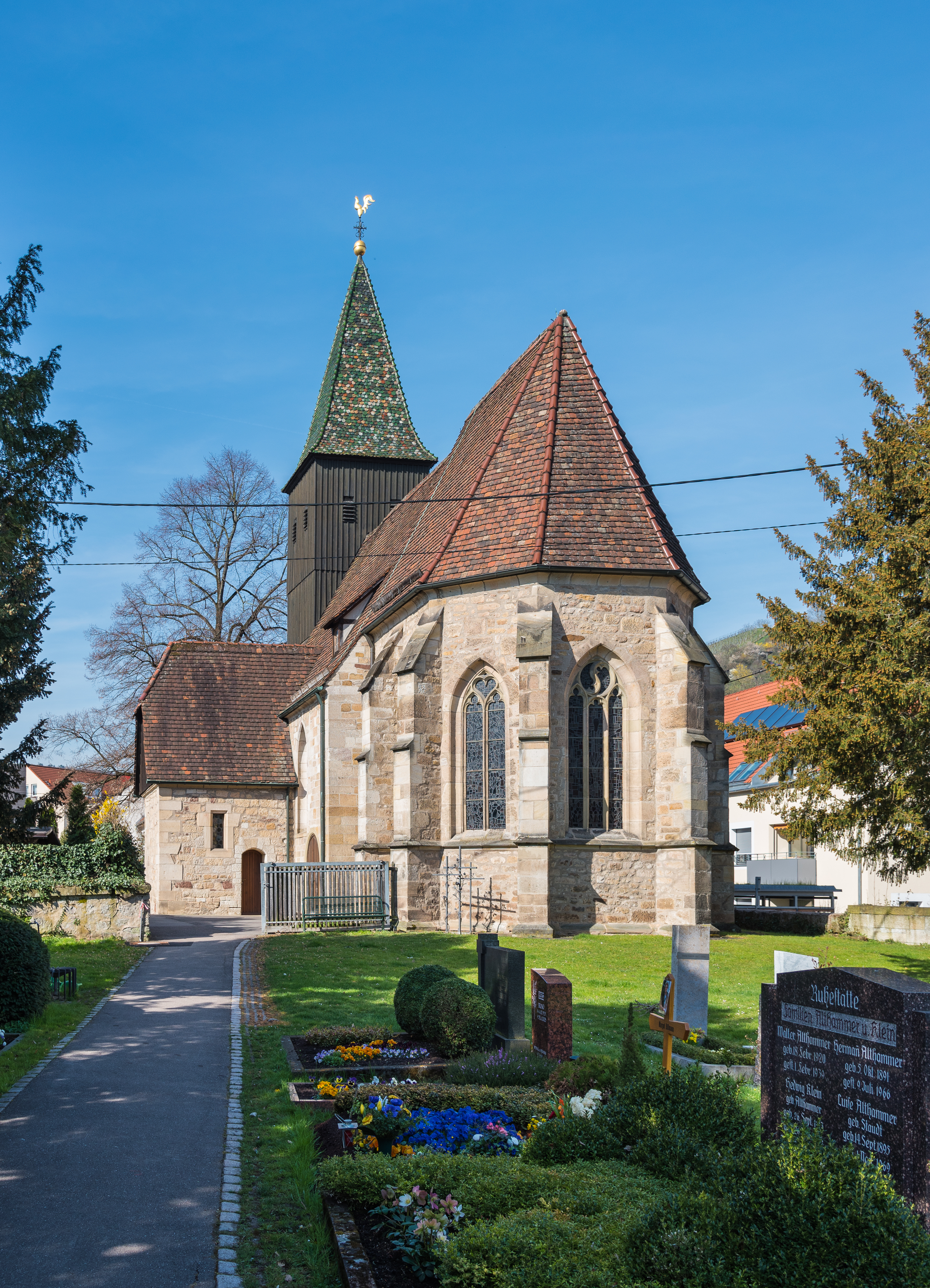
Alte Pfarrkirche (Friedhofskirche) in Hedelfingen aus Richtung Friedhof.
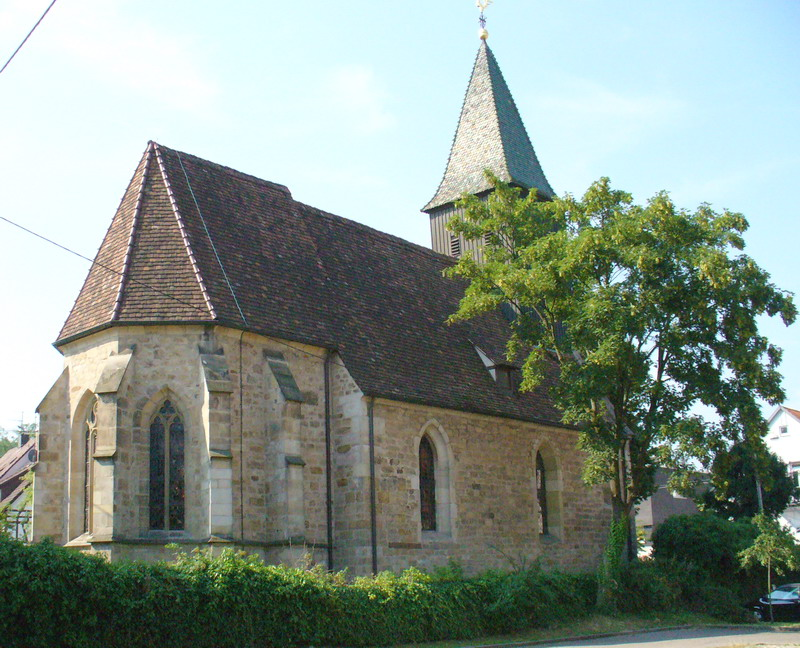
Alte Evang. Kirche Stuttgart-Hedelfingen
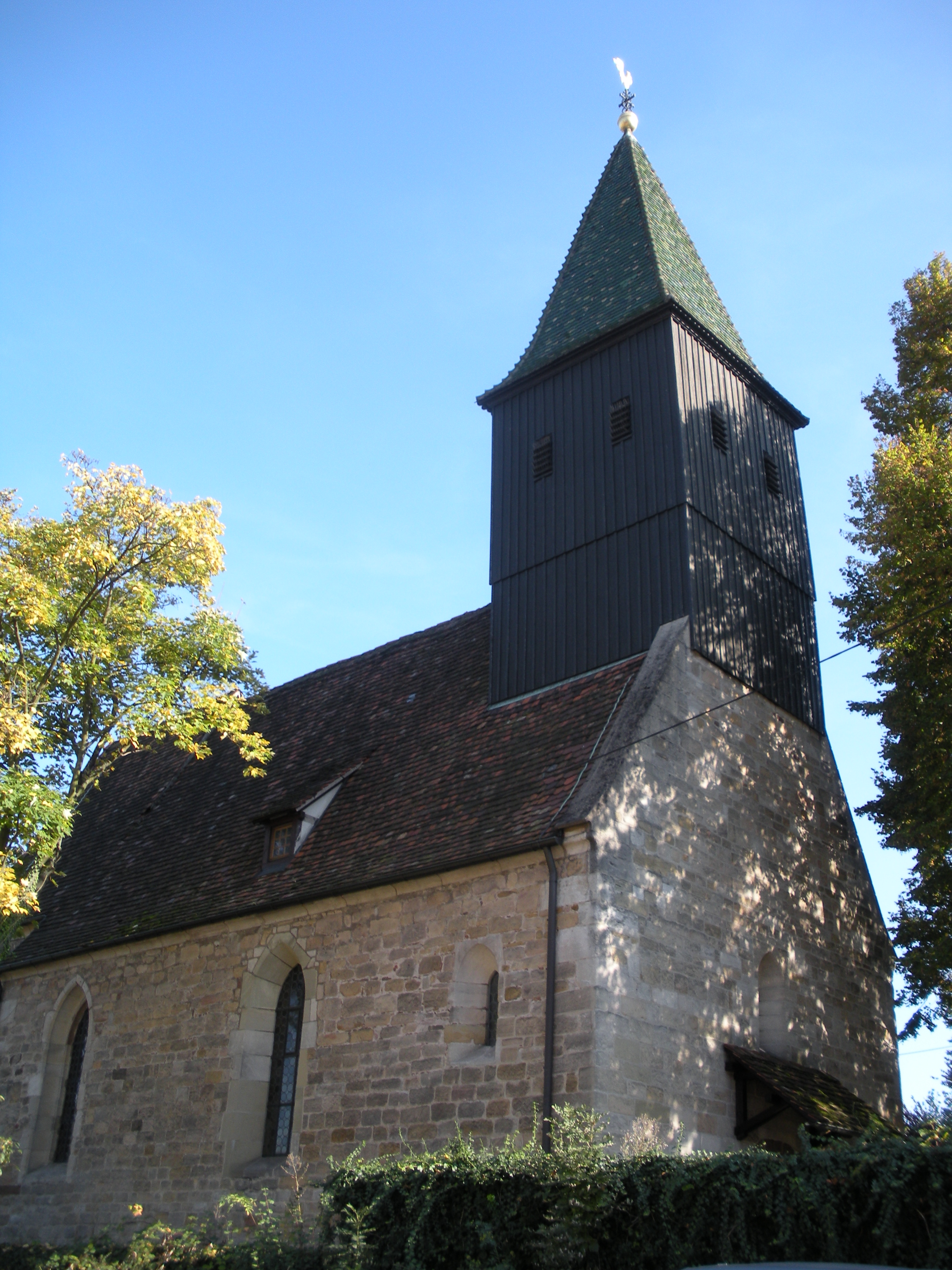
Alte Evang. Kirche Stuttgart-Hedelfingen
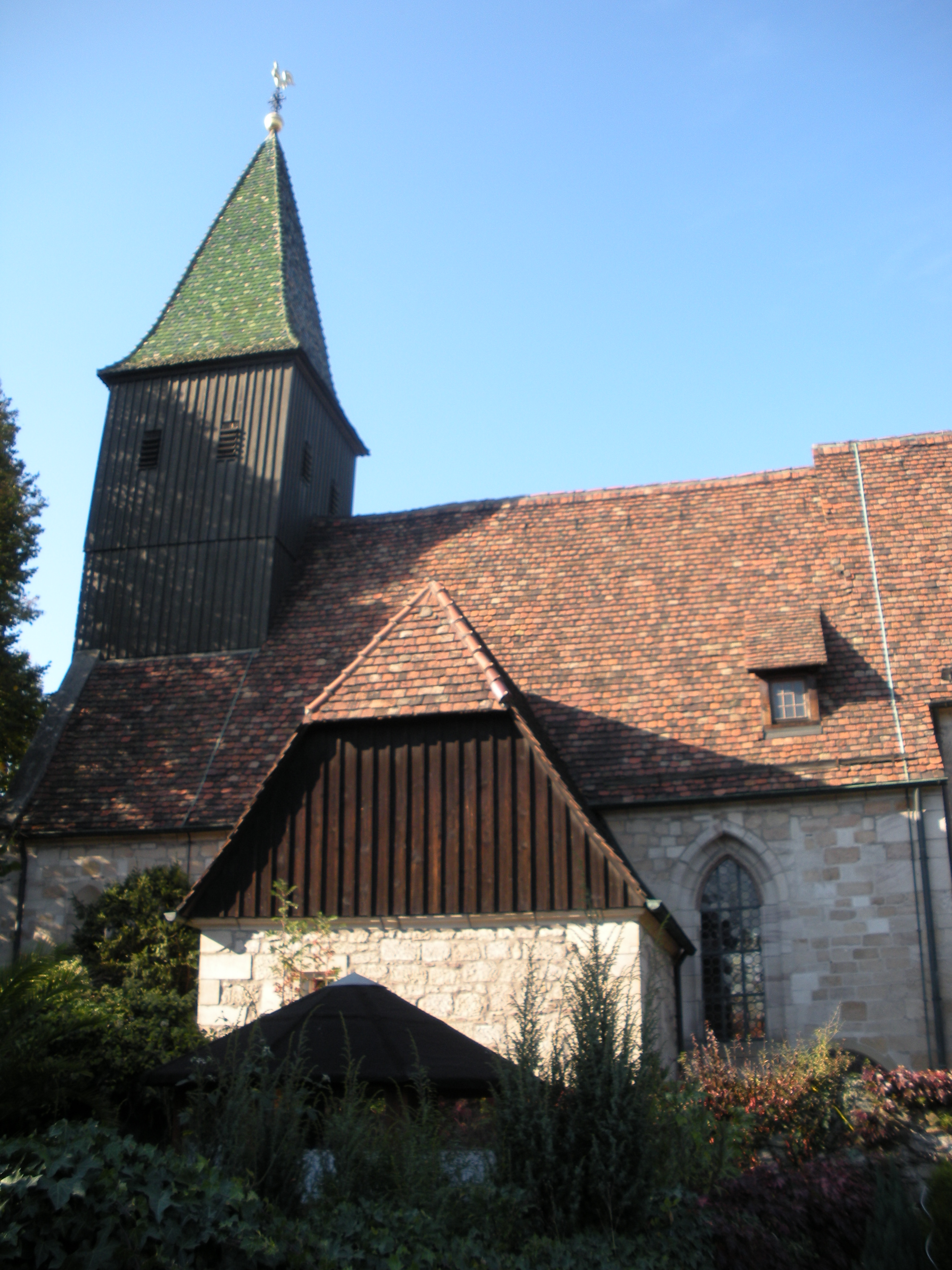
Alte Evang. Kirche Stuttgart-Hedelfingen
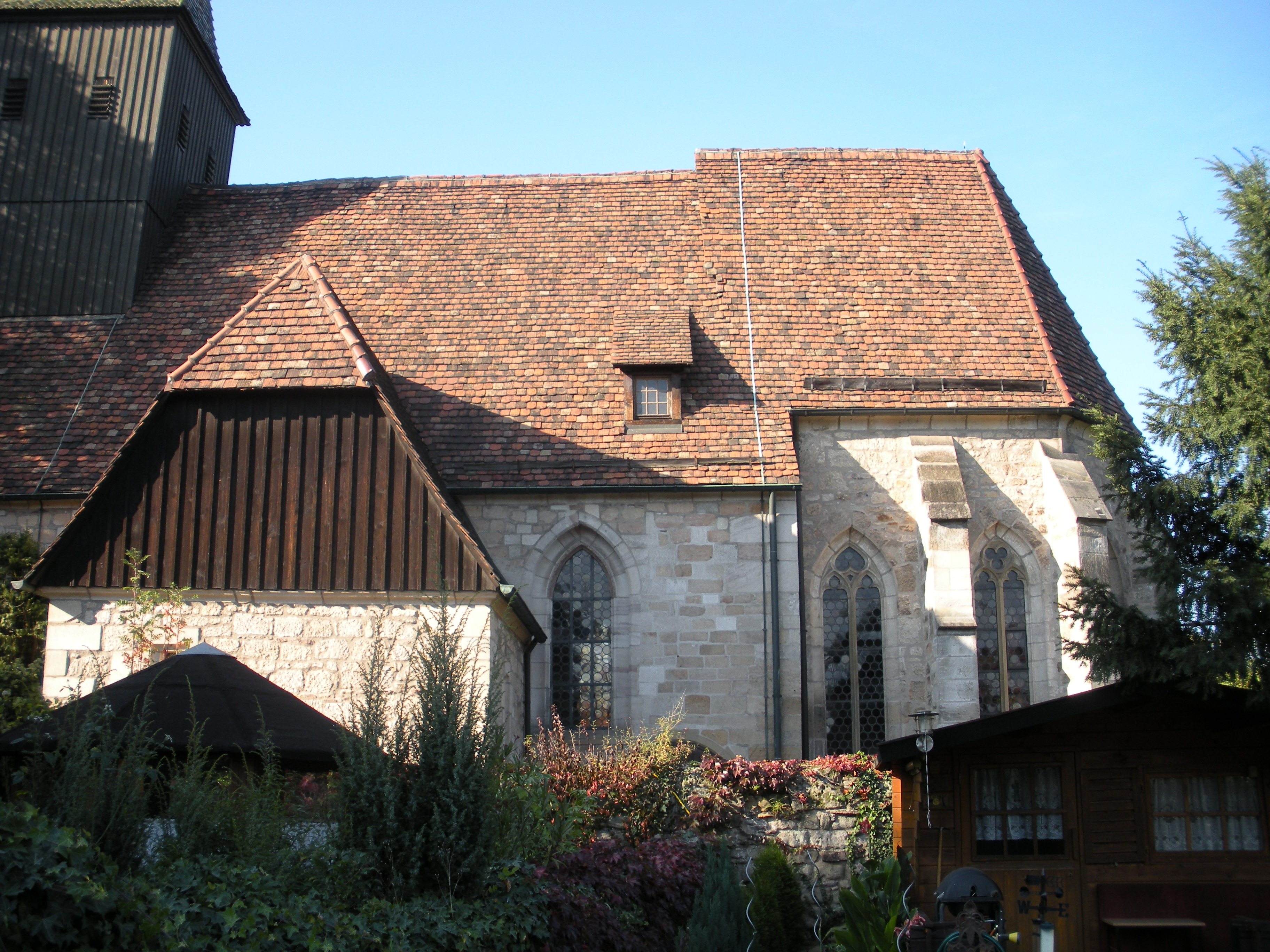
Alte Evang. Kirche Stuttgart-Hedelfingen
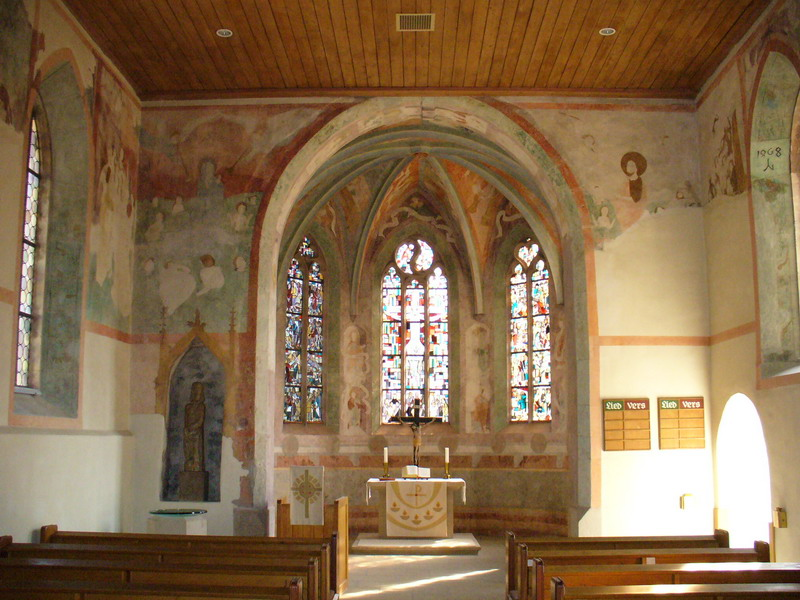
Alte Evang. Kirche Stuttgart-Hedelfingen – Innenaufnahme
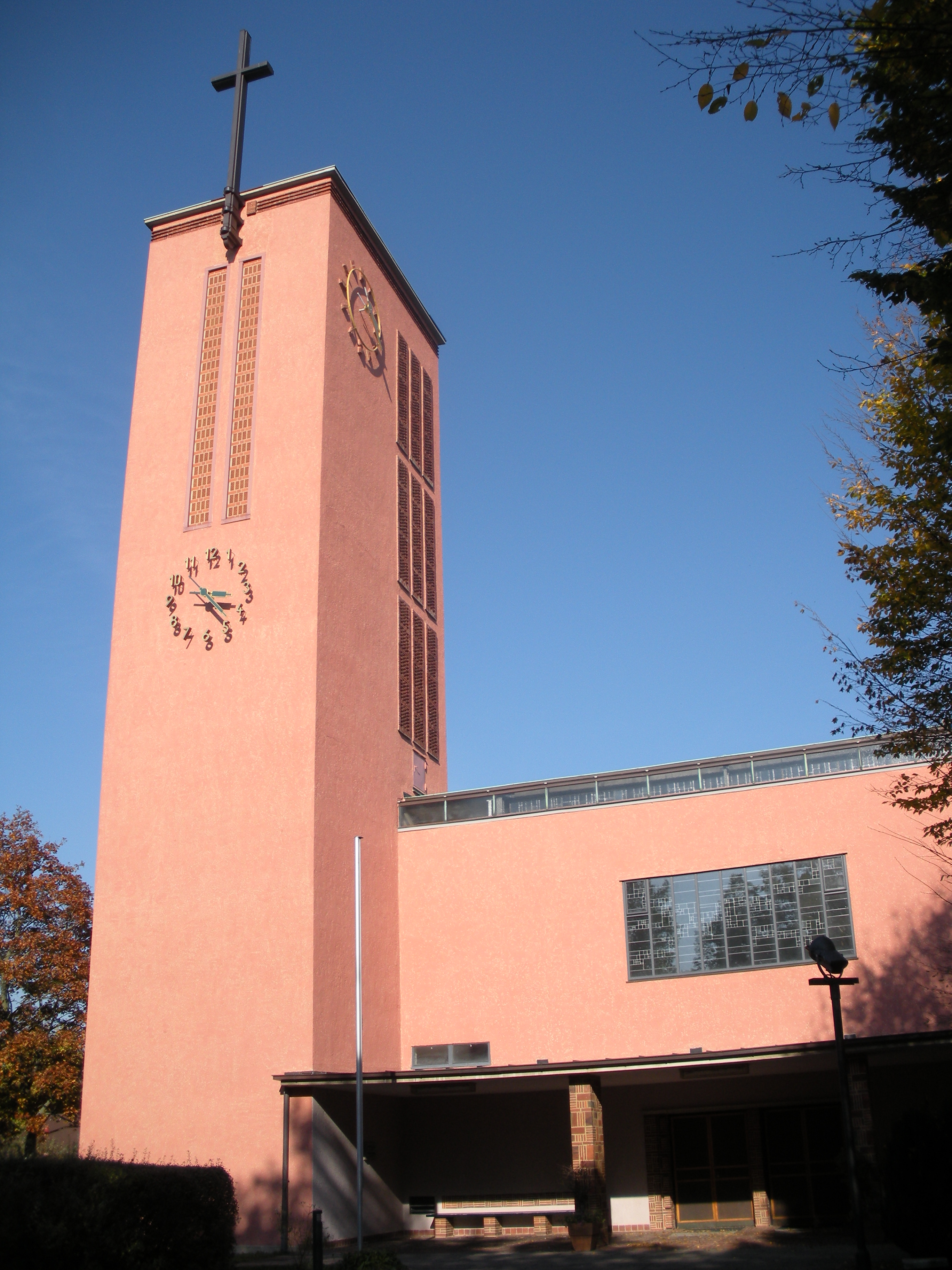
Evang. Kreuzkirche Stuttgart-Hedelfingen
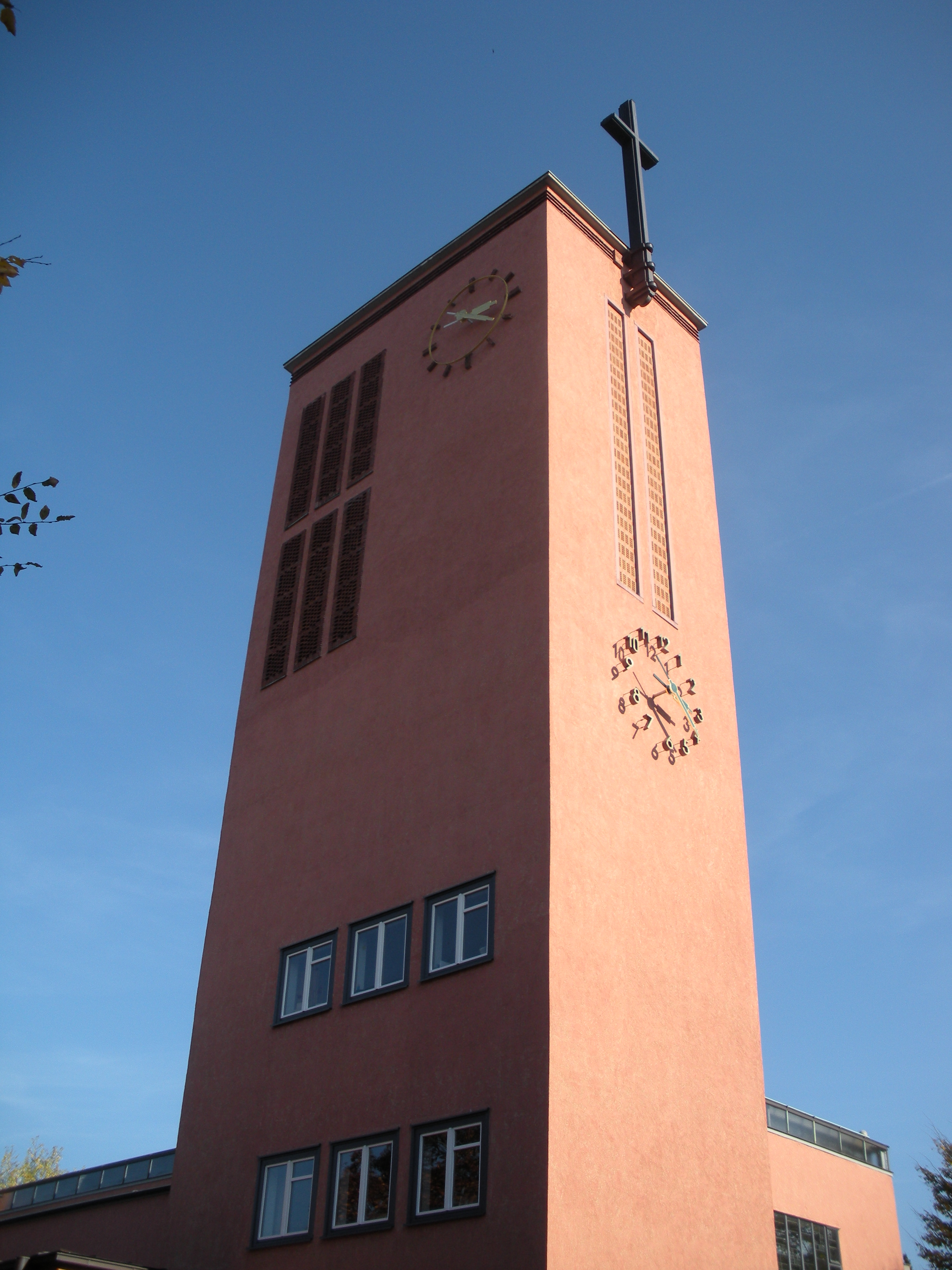
Evang. Kreuzkirche Stuttgart-Hedelfingen – Turm
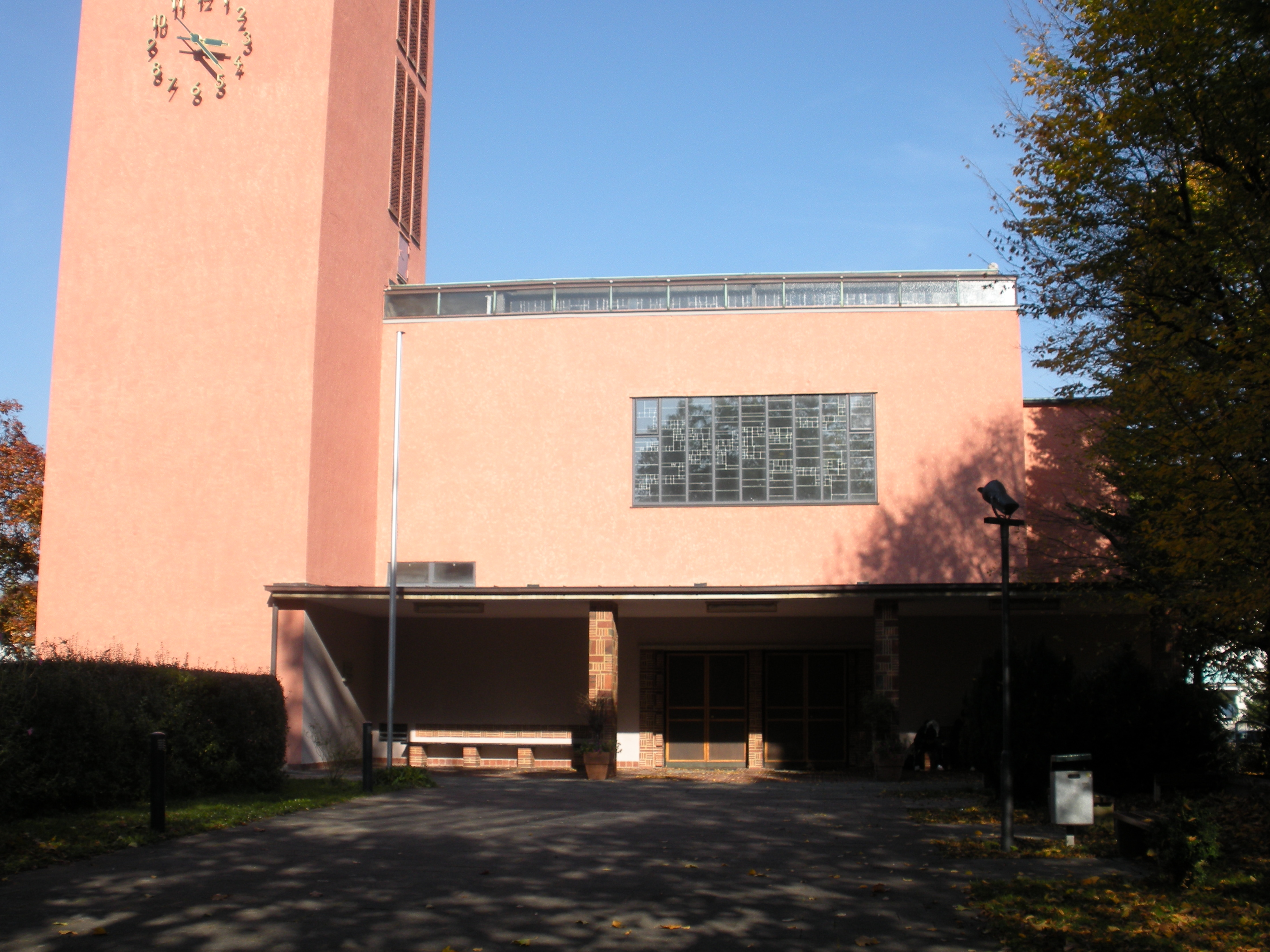
Evang. Kreuzkirche Stuttgart-Hedelfingen

### Kirchengemeinde Stuttgart-Hofen

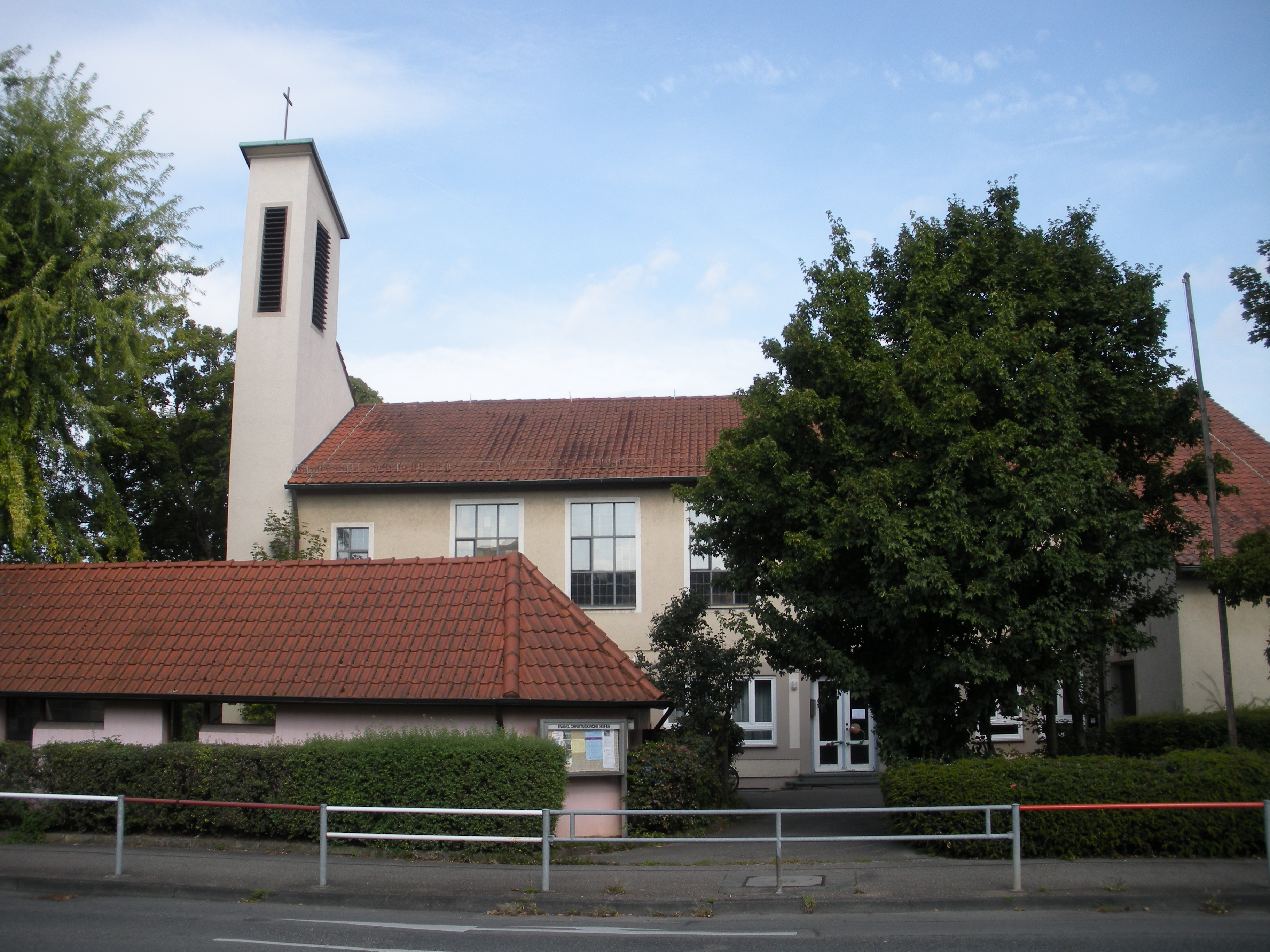
Evang. Christuskirche Stuttgart-Hofen

Die Kirchengemeinde Stuttgart-Hofen (ca. 1.300) umfasst den gleichnamigen Stadtteil innerhalb des Stadtbezirks Mühlhausen. Hofen ist seit alters her katholisch. Erst nach dem Zweiten Weltkrieg zogen auch Protestanten nach Hofen. Sie wurden zunächst von der Nachbarkirchengemeinde Mühlhausen betreut, zu der sie als Filialkirchengemeinde gehörten. Die ersten eigenen Gottesdienste wurde in einer Gaststätte gefeiert. 1958 wurde dann die Christuskirche erbaut und durch Bekanntmachung des Oberkirchenrats vom 26. Juli 1962 wurde die Filialkirchengemeinde Stuttgart-Hofen von der Muttergemeinde Mühlhausen gelöst und zur selbständigen Kirchengemeinde erhoben. Zu dieser Kirchengemeinde gehörten später auch die evangelischen Bewohner des ab 1969 aufgesiedelten Stadtteils Neugereut, bevor dort mit Wirkung vom 1. Januar 1974 die selbständige Kirchengemeinde Stuttgart-Neugereut errichtet wurde.
2001 wurde das Gebiet der Kirchengemeinde Stuttgart-Hofen um ein kleines Gebiet der Kirchengemeinde Stuttgart-Neugereut vergrößert.

### Kirchengemeinde Stuttgart-Mühlhausen
Die Kirchengemeinde Stuttgart-Mühlhausen (ca. 1.300) umfasst den gleichnamigen Stadtteil innerhalb des Stadtbezirks Mühlhausen. Die Ortsherren von Mühlhausen führten die Reformation ein. Pfarrkirche war über Jahrhunderte die 1488 erbaute Walpurgiskirche. Diese wurde 1943 zerstört und danach nicht mehr aufgebaut. In der Turmruine wurde später ein modernes Gemeindezentrum eingebaut bzw. angegliedert. Als Pfarrkirche dient seit dem Zweiten Weltkrieg die Veitskirche, auch als „Veitskapelle“ bezeichnet. Diese im gotischen Stil ab 1380 begonnene Kirche ist nahezu unverändert erhalten. Sie ist nach dem Nationalheiligen Böhmens, dem heiligen Veit benannt. Die reich geschmückte Kirche ist das kunsthistorisch bedeutendste Gotteshaus Stuttgarts.
Nach dem Zweiten Weltkrieg gehörten auch die evangelischen Bewohner des Stadtteils Hofen zur Kirchengemeinde Mühlhausen, bevor dort eine eigene Filialkirchengemeinde Stuttgart-Hofen gebildet wurde, die durch Bekanntmachung des Oberkirchenrats vom 26. Juli 1962 zur selbständigen Kirchengemeinde erhoben wurde.
Bis 1964 gehörten ferner die evangelischen Bewohner des neu entstandenen Stadtteils Mönchfeld zur Kirchengemeinde Mühlhausen, bevor dort mit Wirkung vom 1. Januar 1965 die selbständige Kirchengemeinde Mönchfeld errichtet wurde.

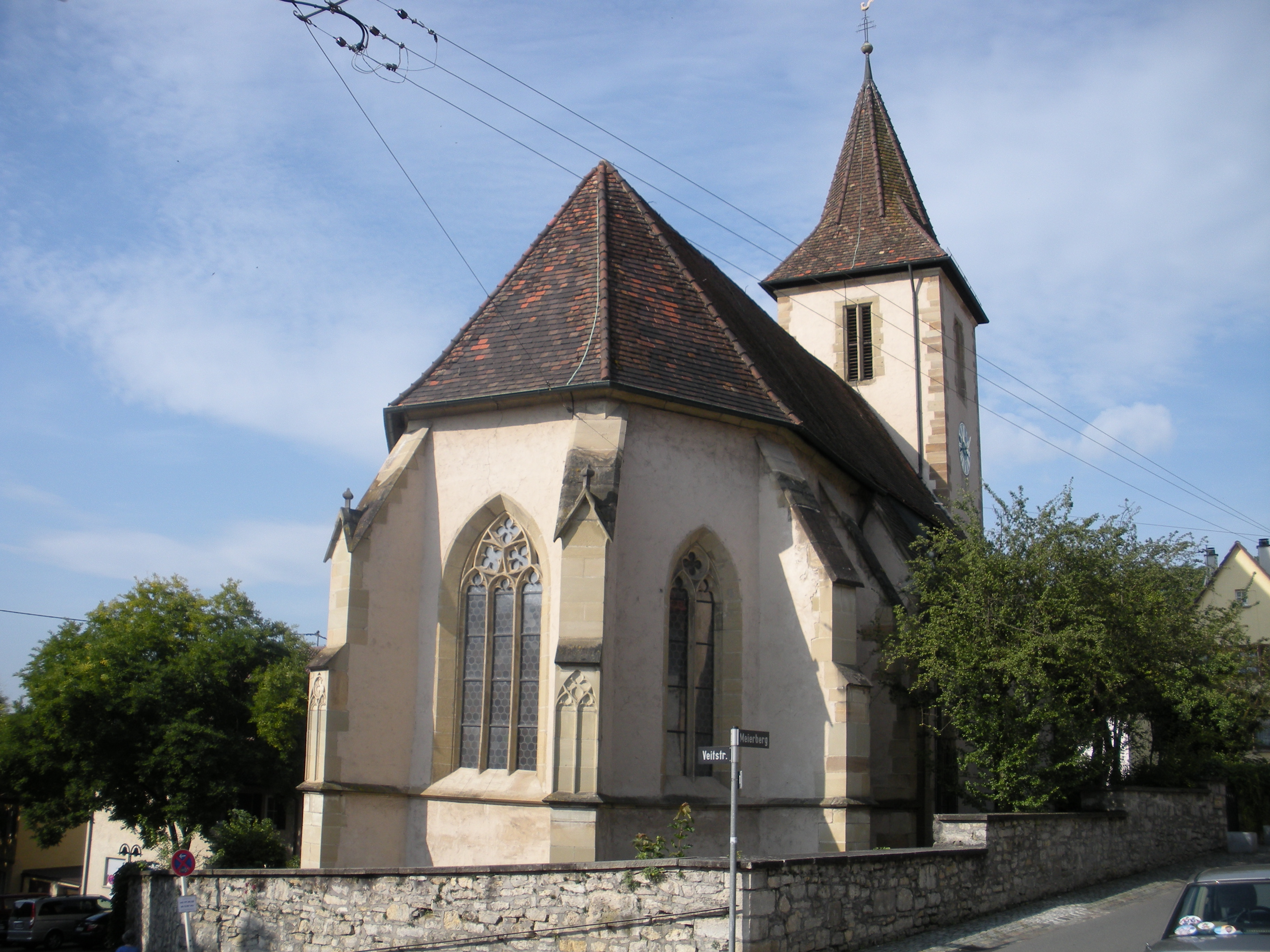
Evang. Veitskapelle Stuttgart-Mühlhausen
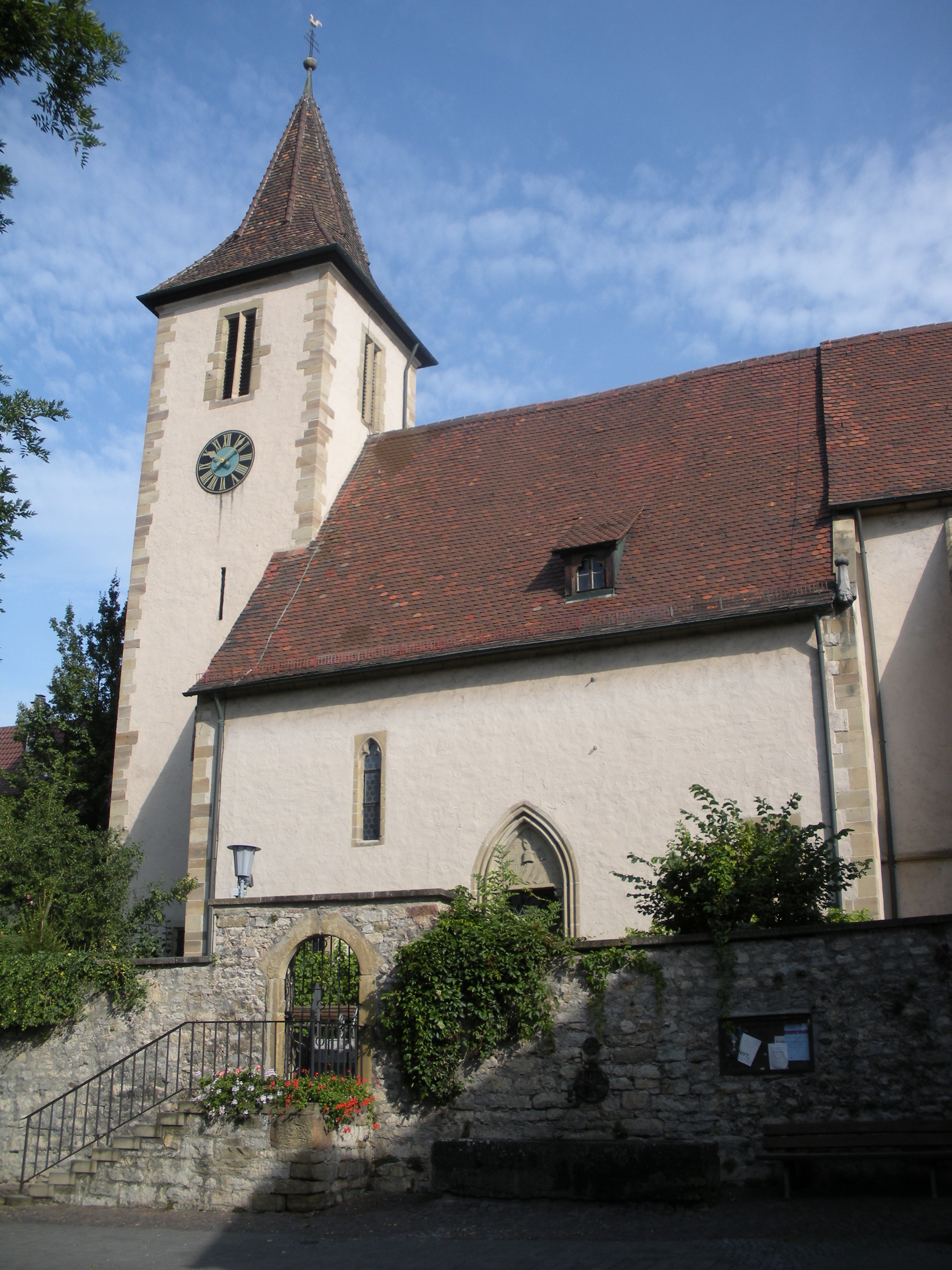
Evang. Veitskapelle Stuttgart-Mühlhausen
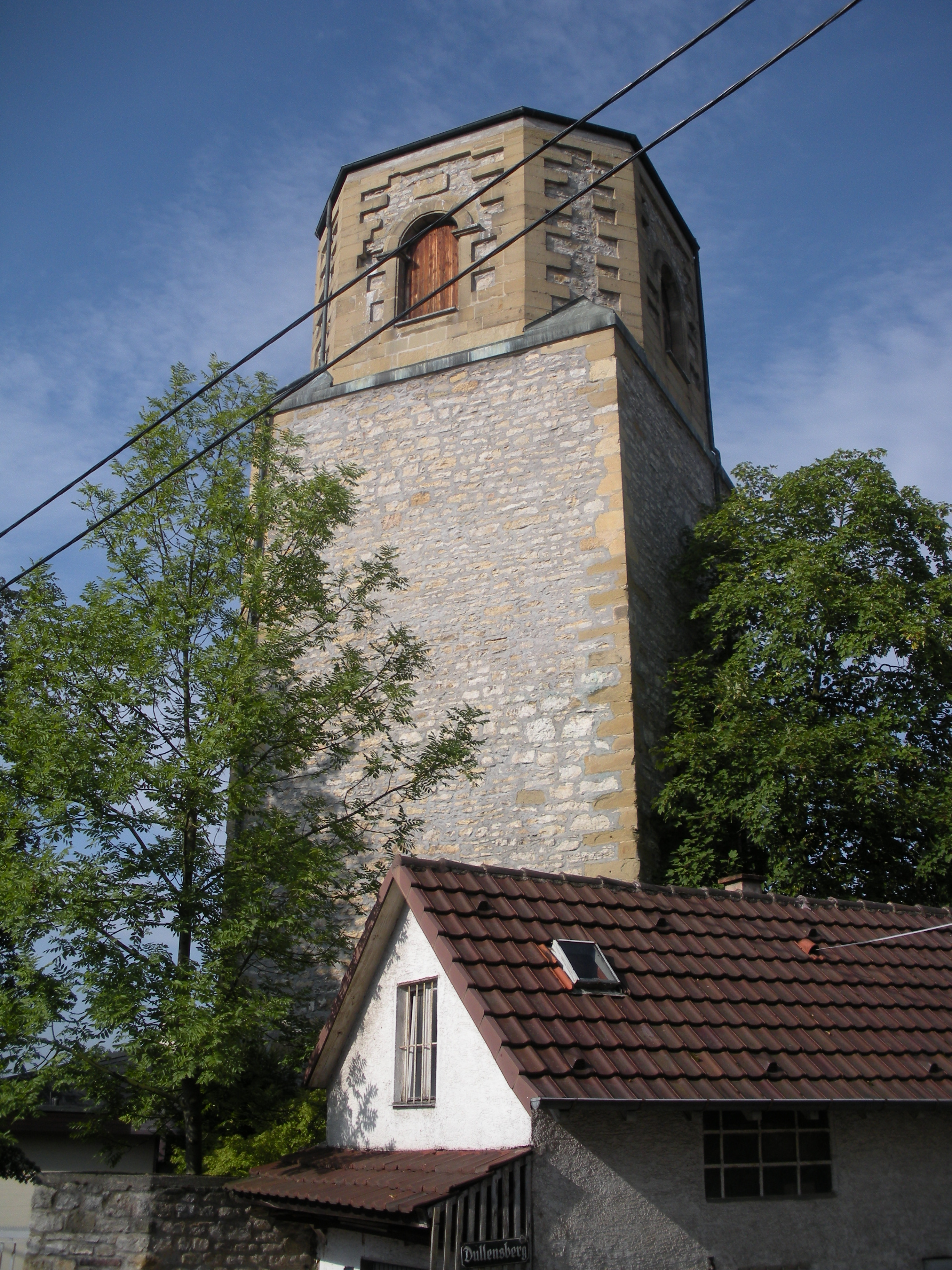
Ruine der Walpurgiskirche Stuttgart-Mühlhausen

### Kirchengemeinde Stuttgart-Münster

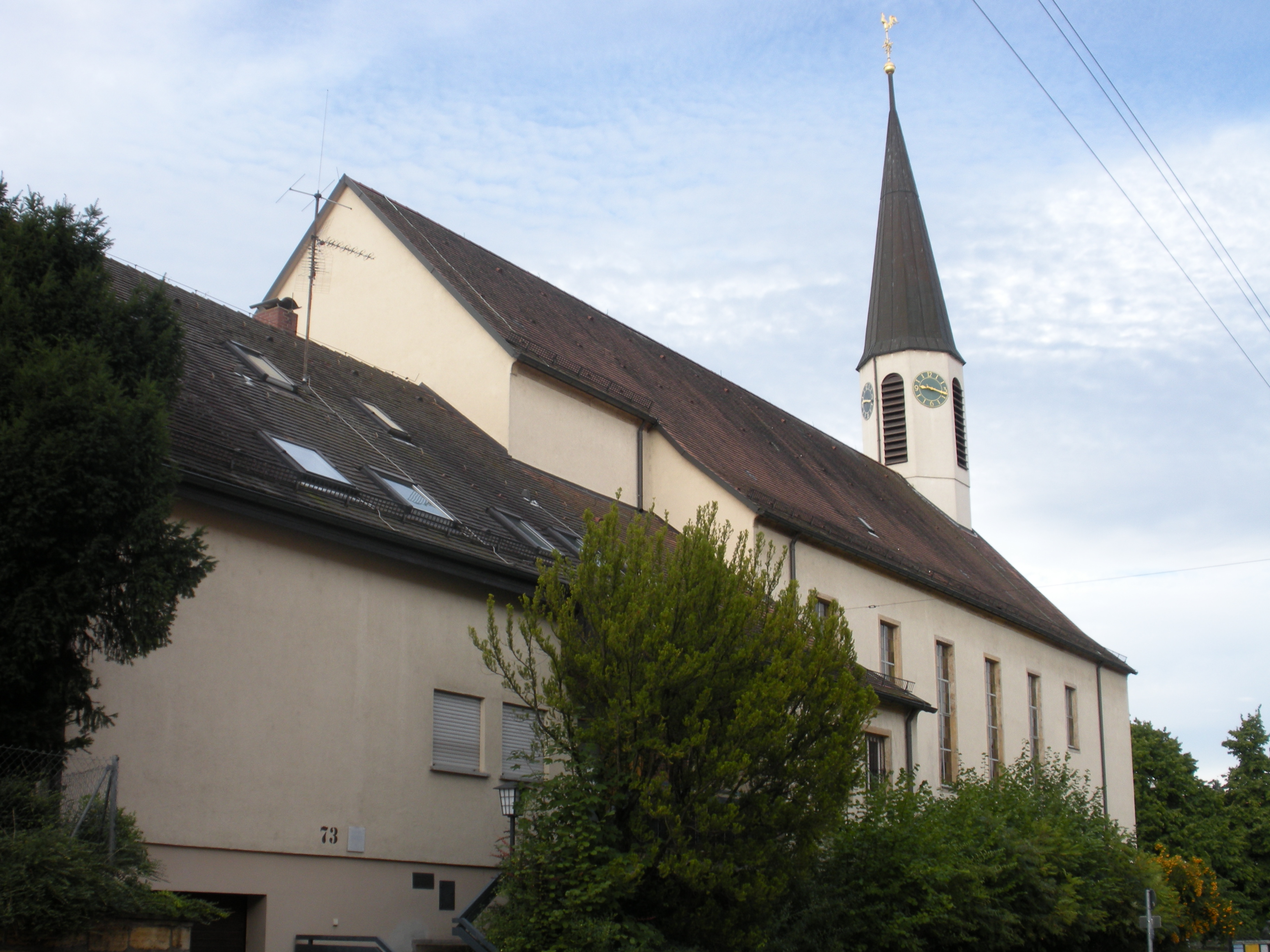
Evang. Dreifaltigkeitskirche Stuttgart-Münster

Die Kirchengemeinde Stuttgart-Münster (ca. 2.000) umfasst den gleichnamigen Stadtbezirk. Münster ist wie die meisten alten Stadtteile Stuttgarts seit der Reformation ein evangelisches Dorf. Die ursprünglich Dorfkirche war Patronatsstelle des Klosters Lorch. Sie wurde 1889 durch einen neugotischen Neubau ersetzt. Dieser wurde 1943 zerstört. Die heutige Dreifaltigkeitskirche wurde 1954/55 an anderer Stelle erbaut.

### Kirchengemeinde Stuttgart-Neugereut
Die Kirchengemeinde Stuttgart-Neugereut (ca. 2.000) umfasst den gleichnamigen Stadtteil innerhalb des Stadtbezirks Mühlhausen. Die evangelischen Bewohner des ab 1969 aufgesiedelten Stadtteils Neugereut gehörten zunächst zur benachbarten Evangelischen Kirchengemeinde Stuttgart-Hofen. Mit Wirkung vom 1. Januar 1974 wurde dann für Neugereut die selbständige Kirchengemeinde Stuttgart-Neugereut errichtet. Ihre Gottesdienste feierte die junge Kirchengemeinde zunächst in einem Behelfsbau „Arche“. 1980 erhielt Neugereut dann zusammen mit der römisch-katholischen Kirchengemeinde ein Ökumenisches Zentrum. Die Gemeinde kooperiert mit den Nachbarkirchengemeinden Hofen und Steinhaldenfeld. Auch die Musiker des Posaunenchors und des Flötenkreises kommen aus den drei Distriktgemeinden.
2001 wurde ein kleines Gebiet der Kirchengemeinde Stuttgart-Neugeureut in die Kirchengemeinde Stuttgart-Hofen umgegliedert.

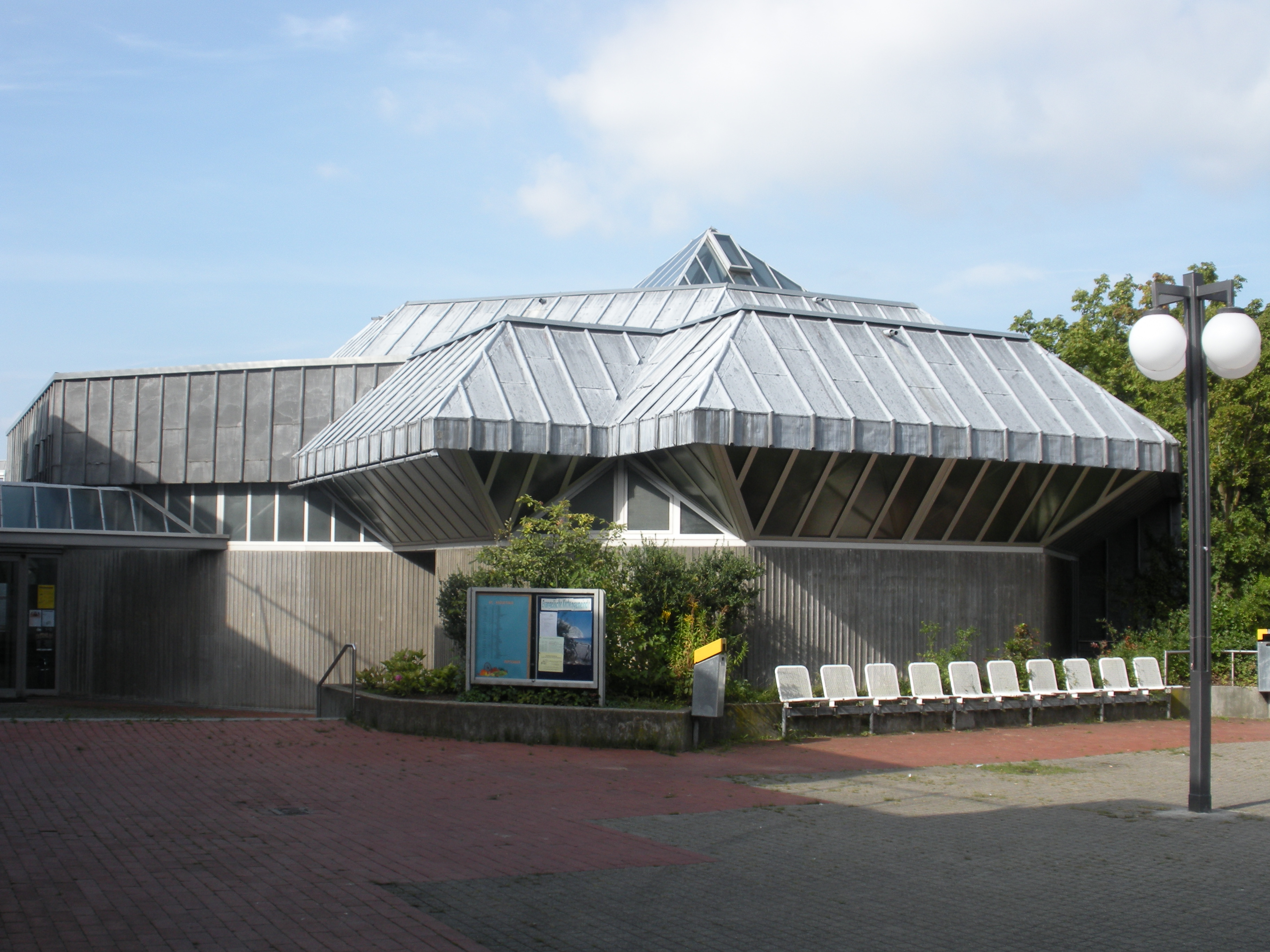
Ökumenisches Gemeindezentrum Stuttgart-Neugereut
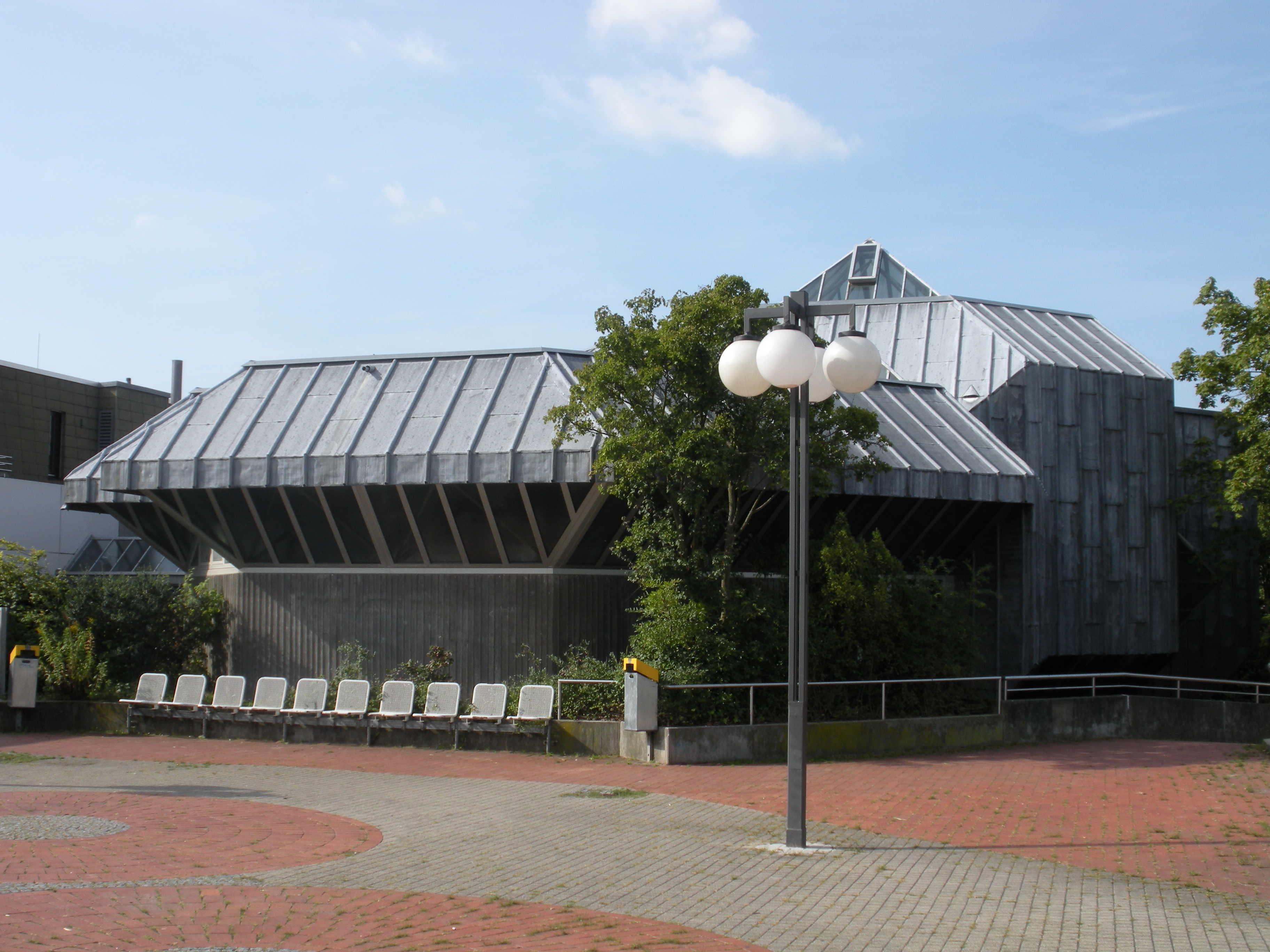
Ökumenisches Gemeindezentrum Stuttgart-Neugereut

### Kirchengemeinde Stuttgart-Obertürkheim
Die Kirchengemeinde Stuttgart-Obertürkheim (ca. 1.400) umfasst den Stadtbezirk Obertürkheim ohne den Stadtteil Uhlbach. Obertürkheim ist wie die meisten alten Stadtteile Stuttgarts seit der Reformation ein evangelisches Dorf. Die Dorfkirche war die oberhalb des Ortes 1484 erbaute Kirche St. Petrus, die auf eine ehemalige Wallfahrtskirche zurückging, die bereits 1285 erwähnt war. 1732 und 1778 wurde die Petruskirche baulich verändert. Die Kirche war für den wachsenden Stadtteil zu klein. Daher wurde 1927 im Tal des Ortes die Andreaskirche erbaut.
Bis 1923 gehörte auch der Esslinger Weiler Brühl zur Kirchengemeinde Obertürkheim. Mit Wirkung vom 1. November 1923 wurde Brühl in die Kirchengemeinde Mettingen umgegliedert. Im Gegenzug erhielt die Kirchengemeinde Obertürkheim den bis dahin zur Kirchengemeinde Sulzgries in Esslingen gehörigen Obertürkheimer Teil von Rüdern.

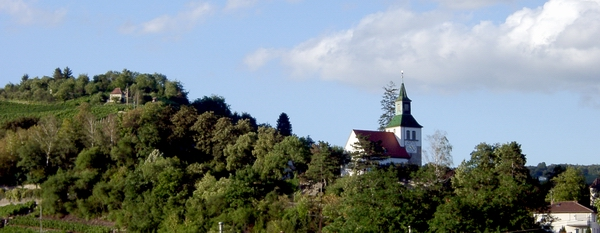
Evang. Petruskirche Stuttgart-Obertürkheim
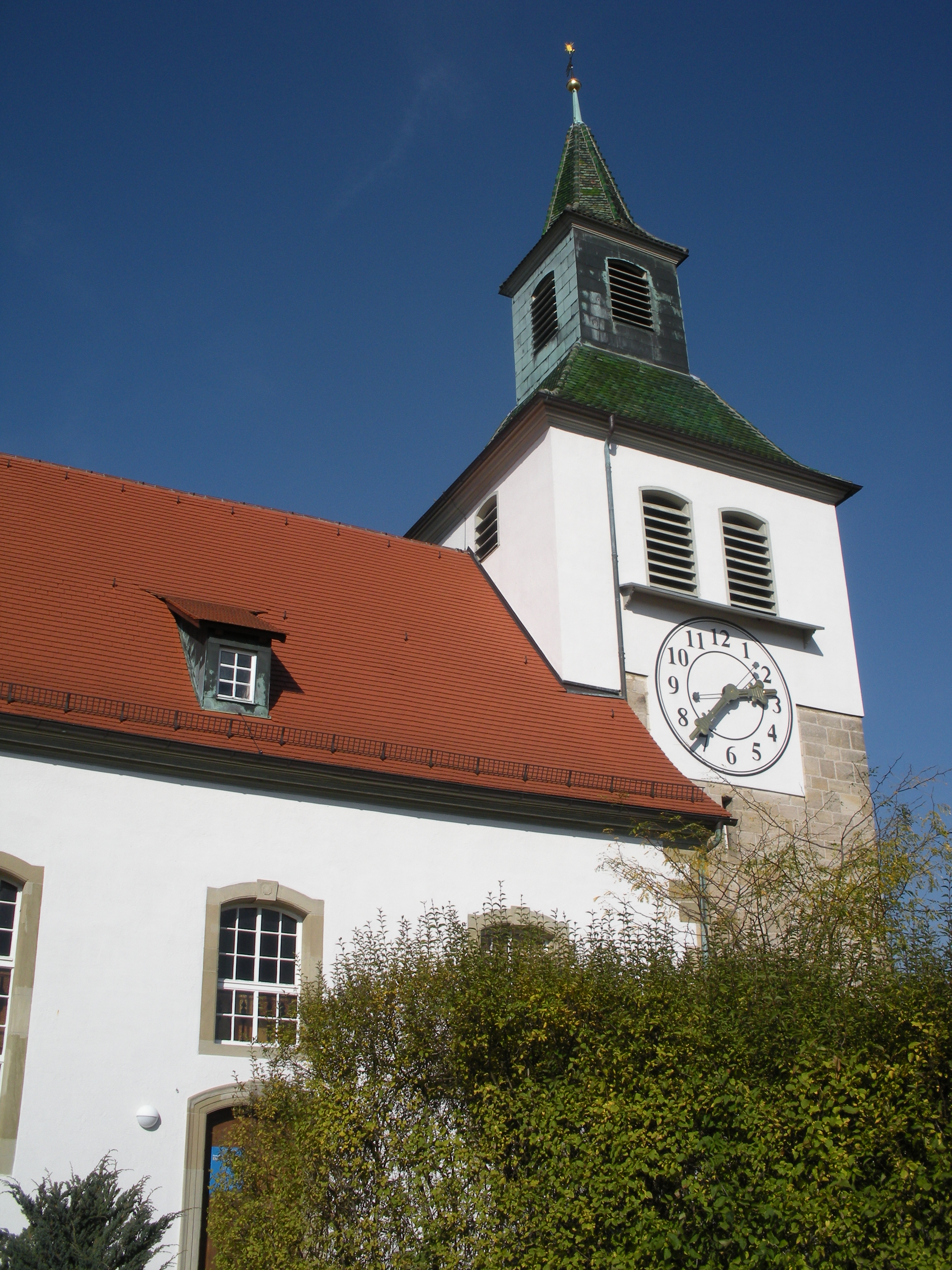
Evang. Petruskirche Stuttgart-Obertürkheim
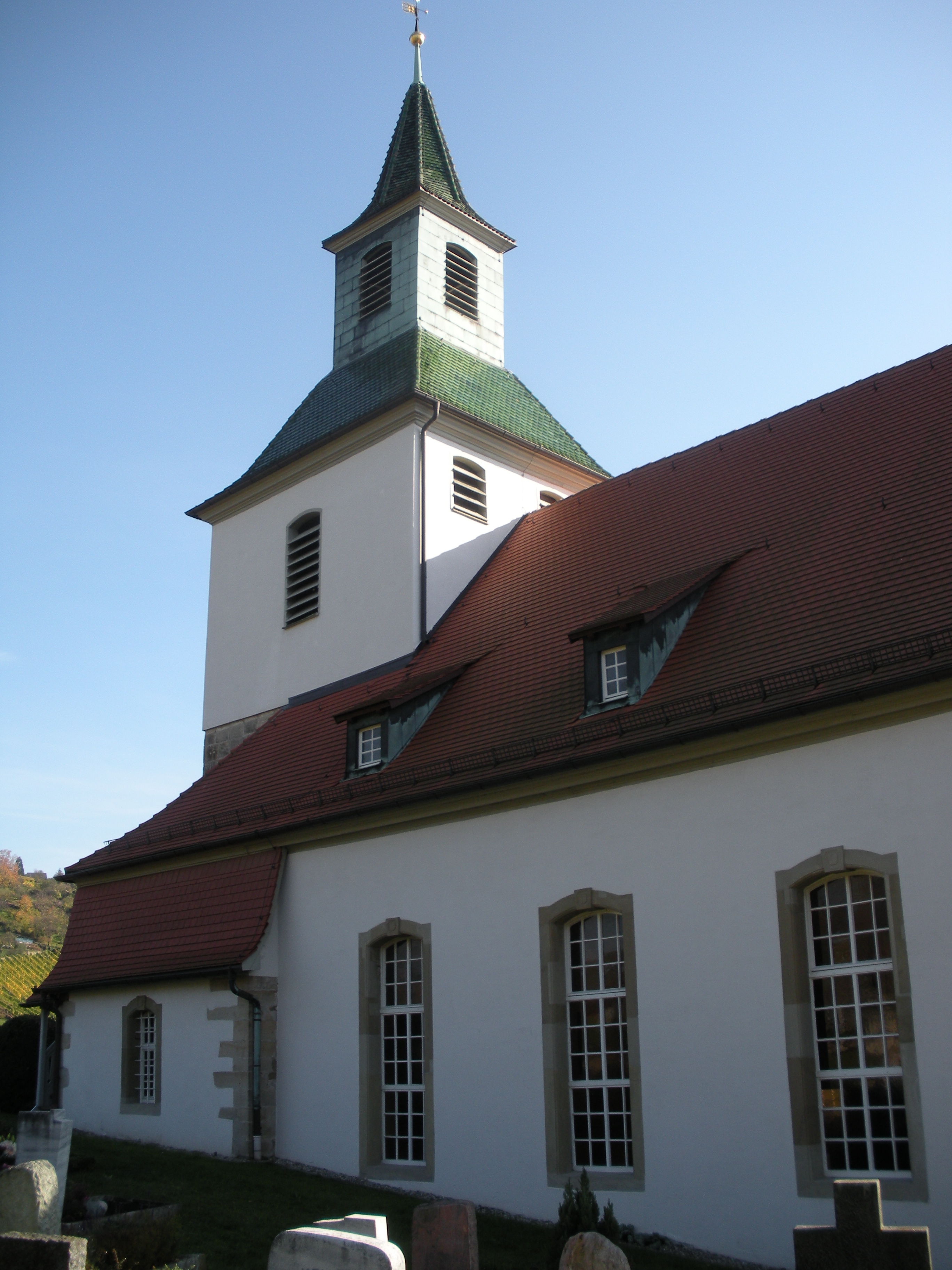
Evang. Petruskirche Stuttgart-Obertürkheim
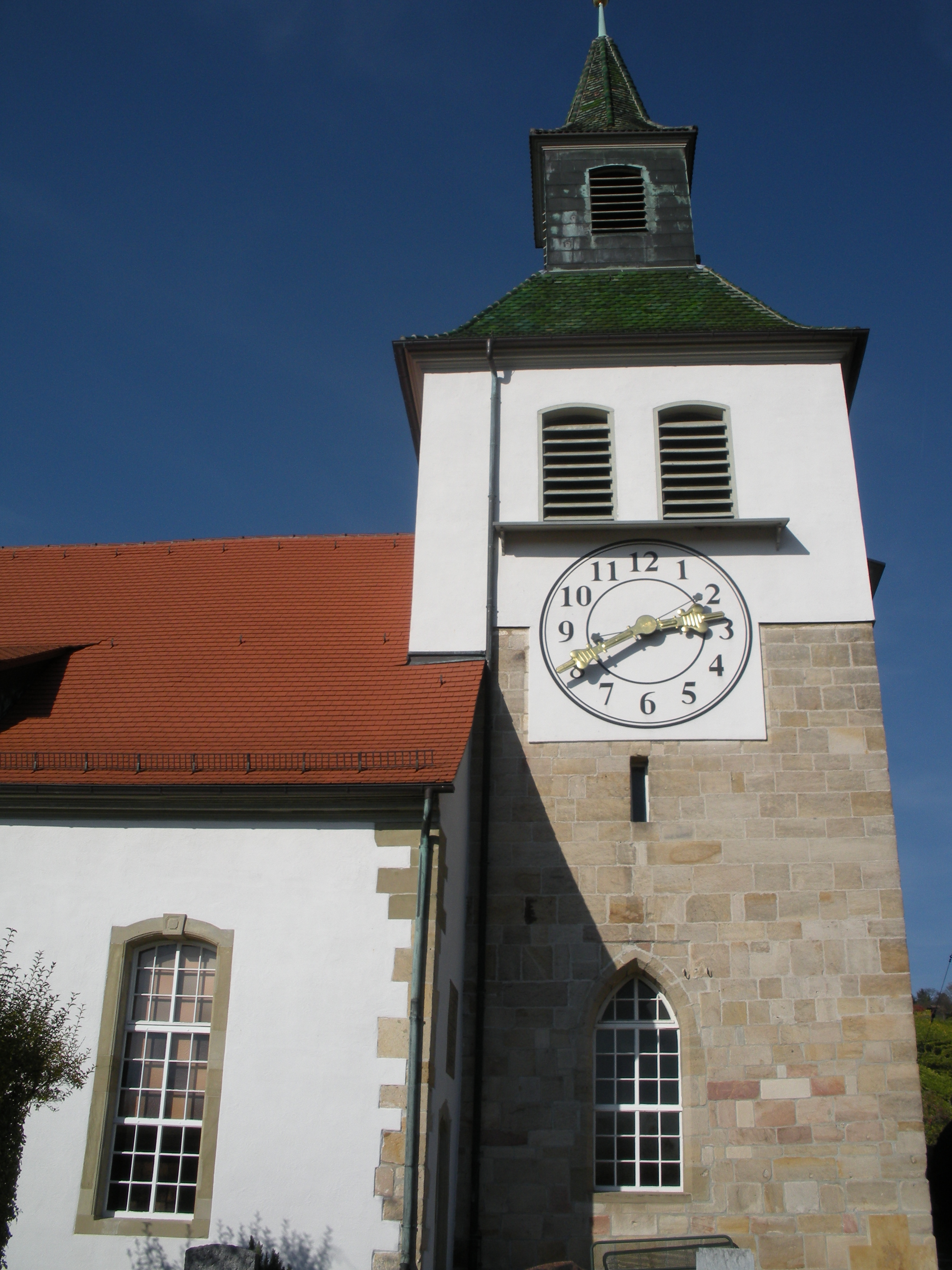
Evang. Petruskirche Stuttgart-Obertürkheim
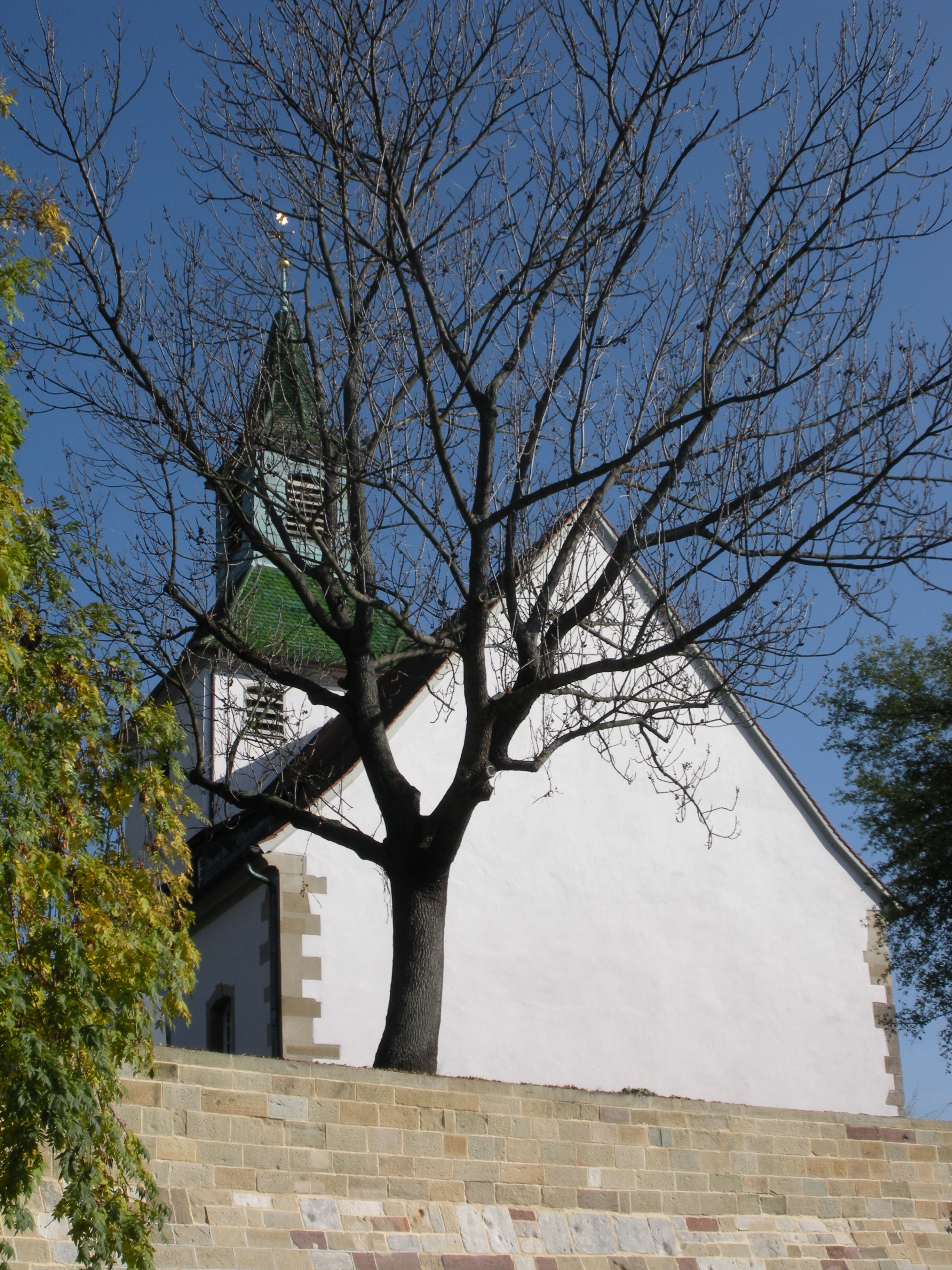
Evang. Petruskirche Stuttgart-Obertürkheim
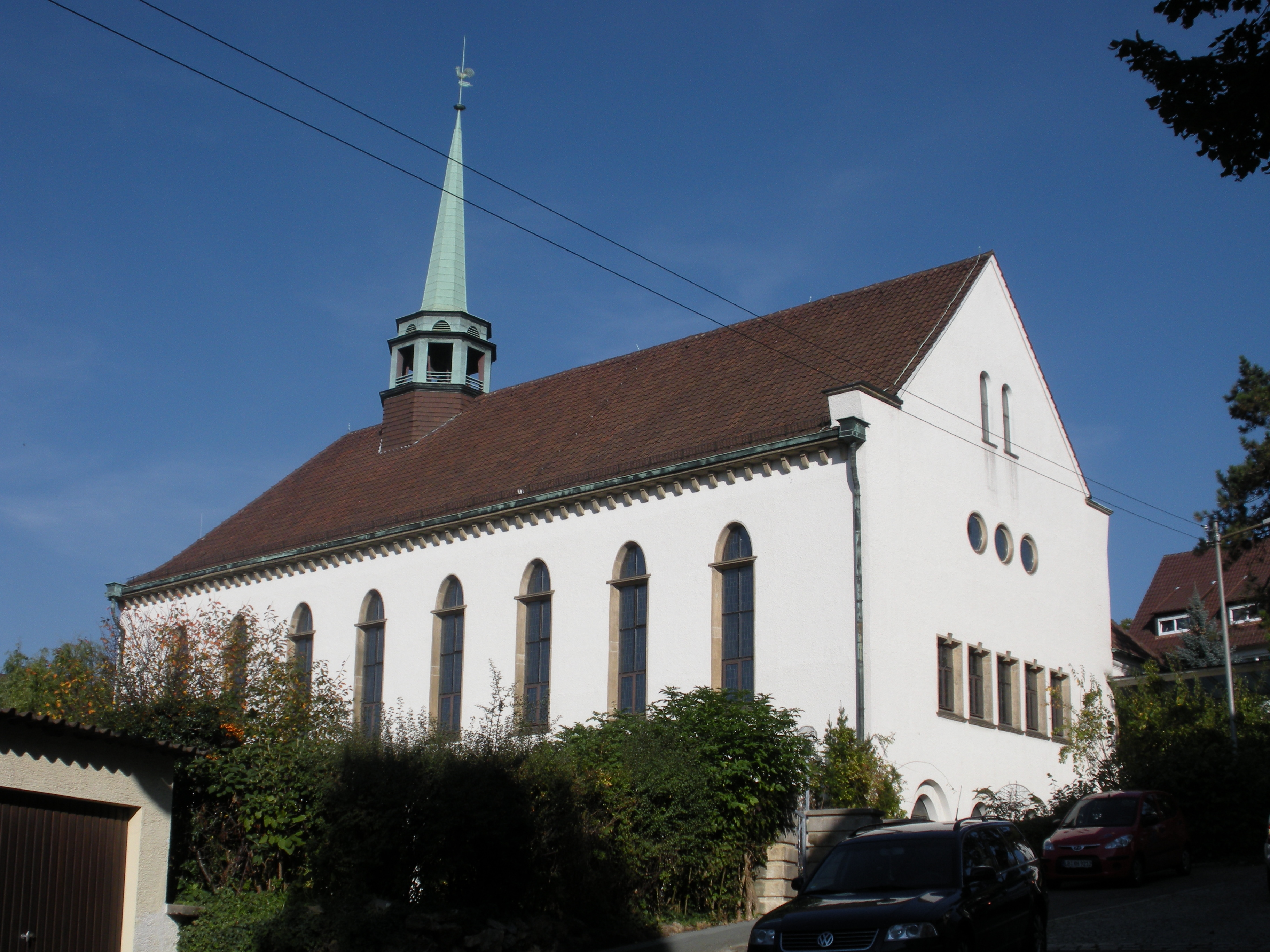
Evang. Andreaskirche Stuttgart-Obertürkheim

### Kirchengemeinde Stuttgart-Rohracker/Frauenkopf
Die Kirchengemeinde Stuttgart-Rohracker/Frauenkopf (ca. 1.500) umfasst den Stadtteil Rohracker des Stadtbezirks Hedelfingen sowie den Stadtteil Frauenkopf des Stadtbezirks Stuttgart-Ost.
Rohracker ist wie die meisten alten Stadtteile Stuttgarts seit der Reformation ein evangelisches Dorf. Die Dorfkirche ist die Bernhardskirche, benannt nach Bernhard von Clairvaux (1090 bis 1153), aus dem Jahr 1447, die auf eine Kapelle aus dem 14. Jahrhundert zurückgeht und im Laufe der Geschichte mehrfach umgebaut wurde. Anfangs gehörte der Ort kirchlich zu Wangen. Seit 1441 gibt es aber eine eigene Pfarrei.
Auf dem ursprünglich zu Rohracker gehörenden Gebiet Frauenkopf, oberhalb des Dorfes, wurde ab 1902 eine eigenständige Wohnsiedlung errichtet, die ab 1937 zusammen mit Rohracker nach Stuttgart eingemeindet und dann erweitert wurde. 1948 wurde die Siedlung von Rohracker abgetrennt und dem Stadtteil Stuttgart-Ost angegliedert. Kirchlich blieb die Siedlung jedoch bei Rohracker und bekam 1955 eine eigene evangelische Kirche mit einer Weigle-Orgel. Schon zu Beginn des 16. Jahrhunderts stand in der Nähe der heutigen Kirche eine kleine Hirtenkapelle mit der Bezeichnung „Capel zu unserer Lieben Frau zur Aich“. Daher rührt der Name des heutigen Stadtteiles.
Bis 1975 hieß die Kirchengemeinde nur „Kirchengemeinde Rohracker“. Mit Wirkung vom 19. September 1975 wurde sie in „Kirchengemeinde Stuttgart-Rohracker/Frauenkopf“ umbenannt.
Bis 1931 gehörte auch Sillenbuch als Nebenort zur Kirchengemeinde Rohracker. Durch Bekanntmachung des Oberkirchenrats vom 28. November 1931 wurde jedoch die selbständige Kirchengemeinde Sillenbuch gebildet.

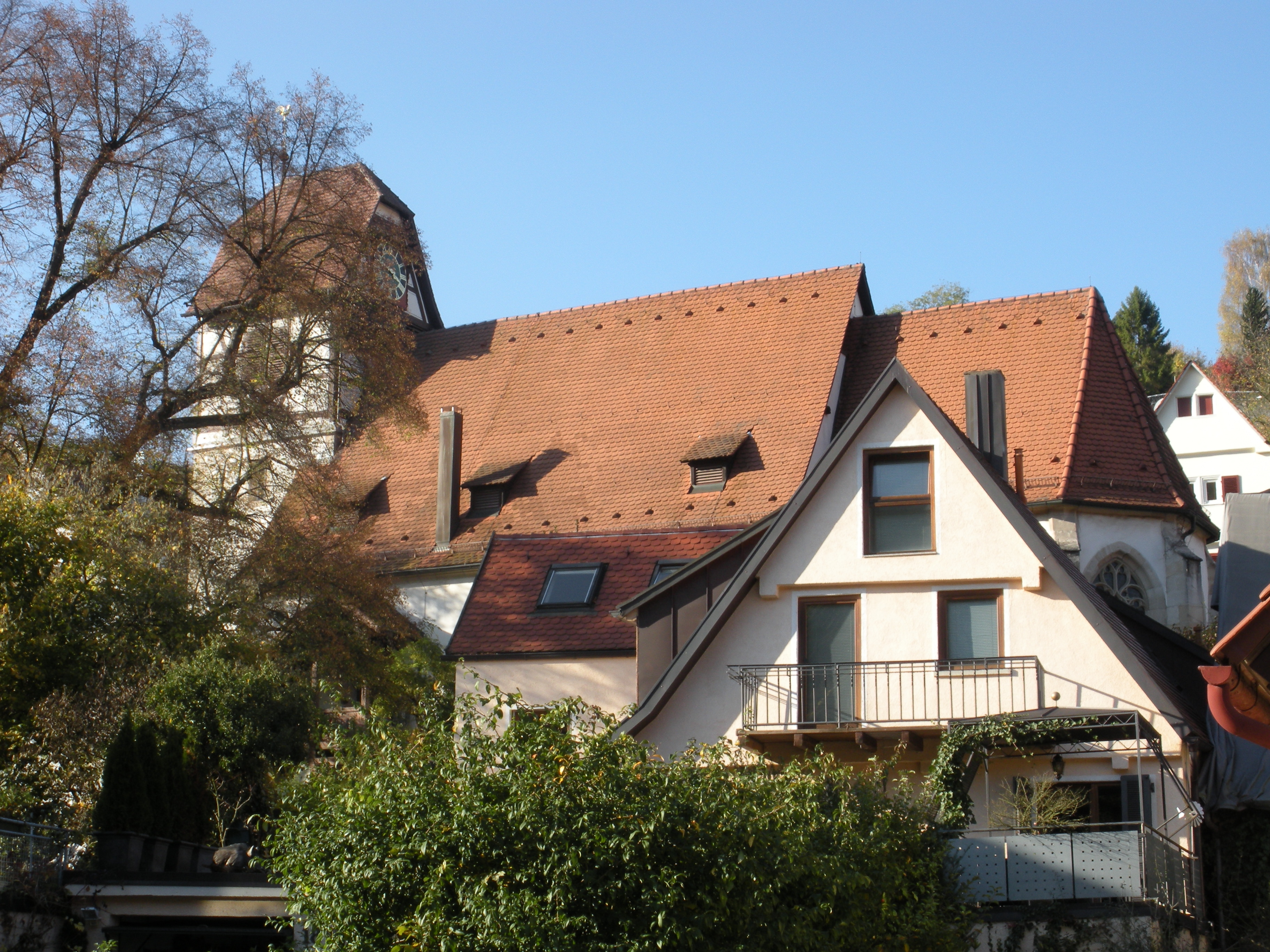
Evang. Bernhardskirche Stuttgart-Rohracker
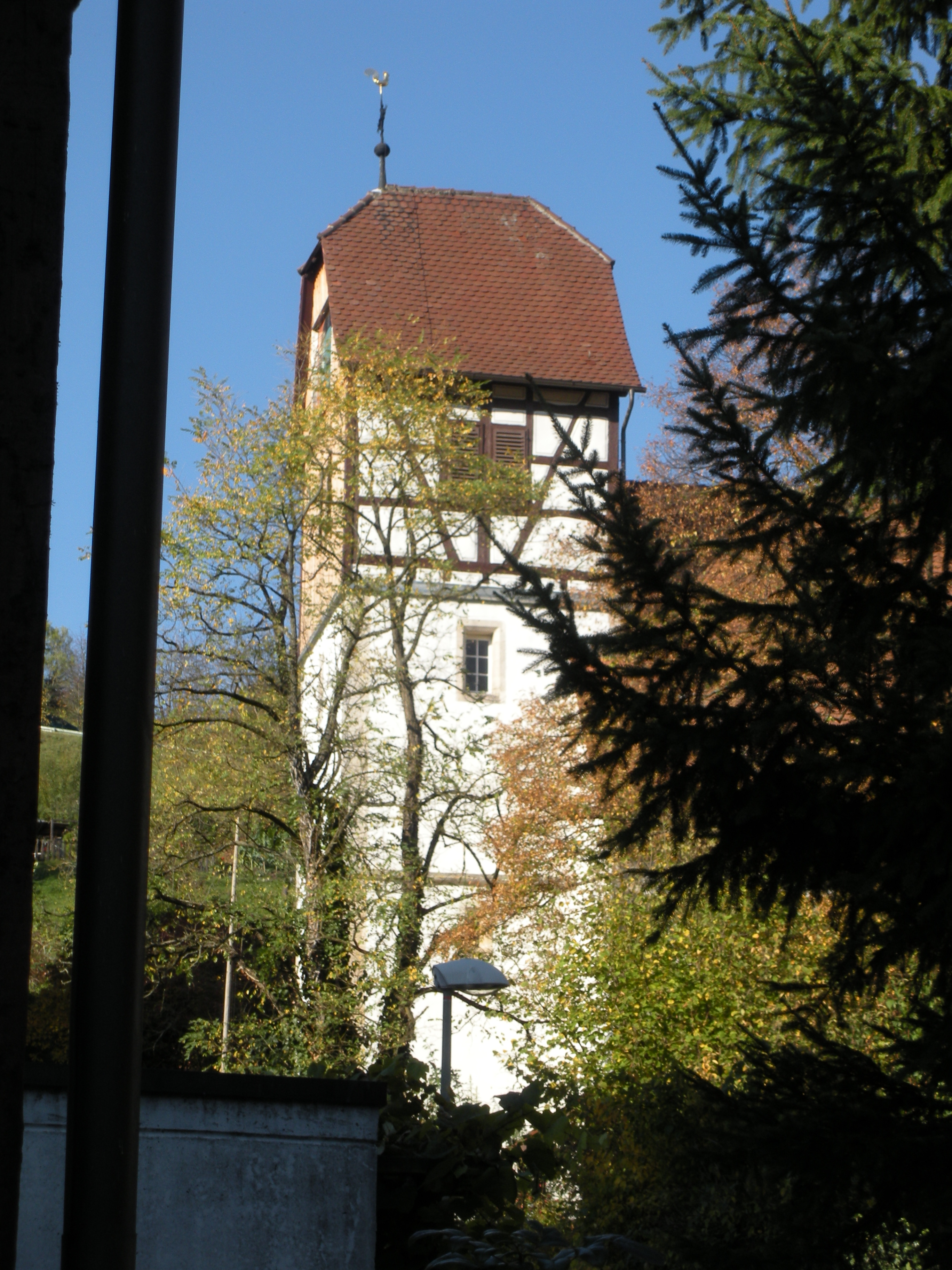
Evang. Bernhardskirche Stuttgart-Rohracker
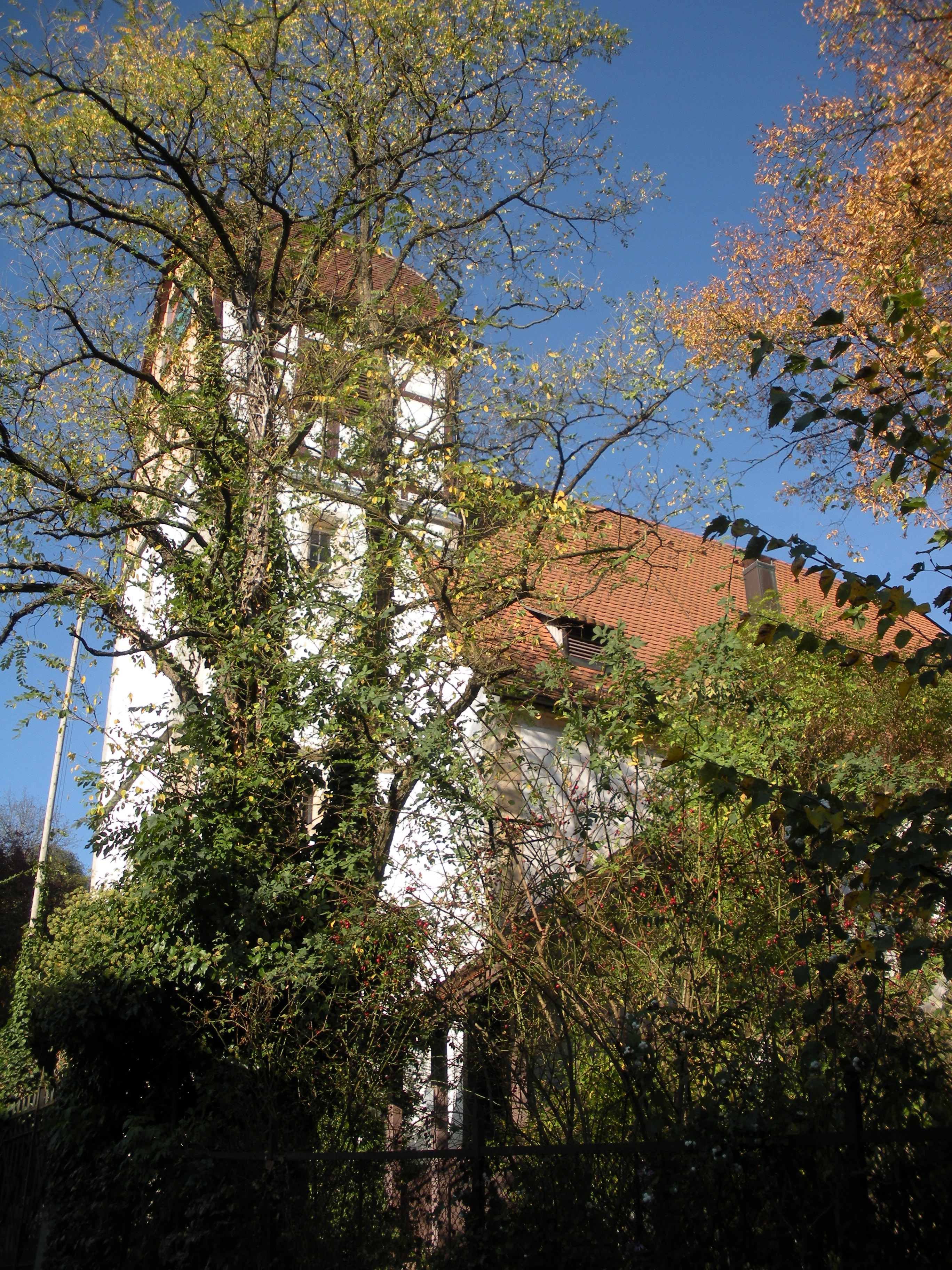
Evang. Bernhardskirche Stuttgart-Rohracker
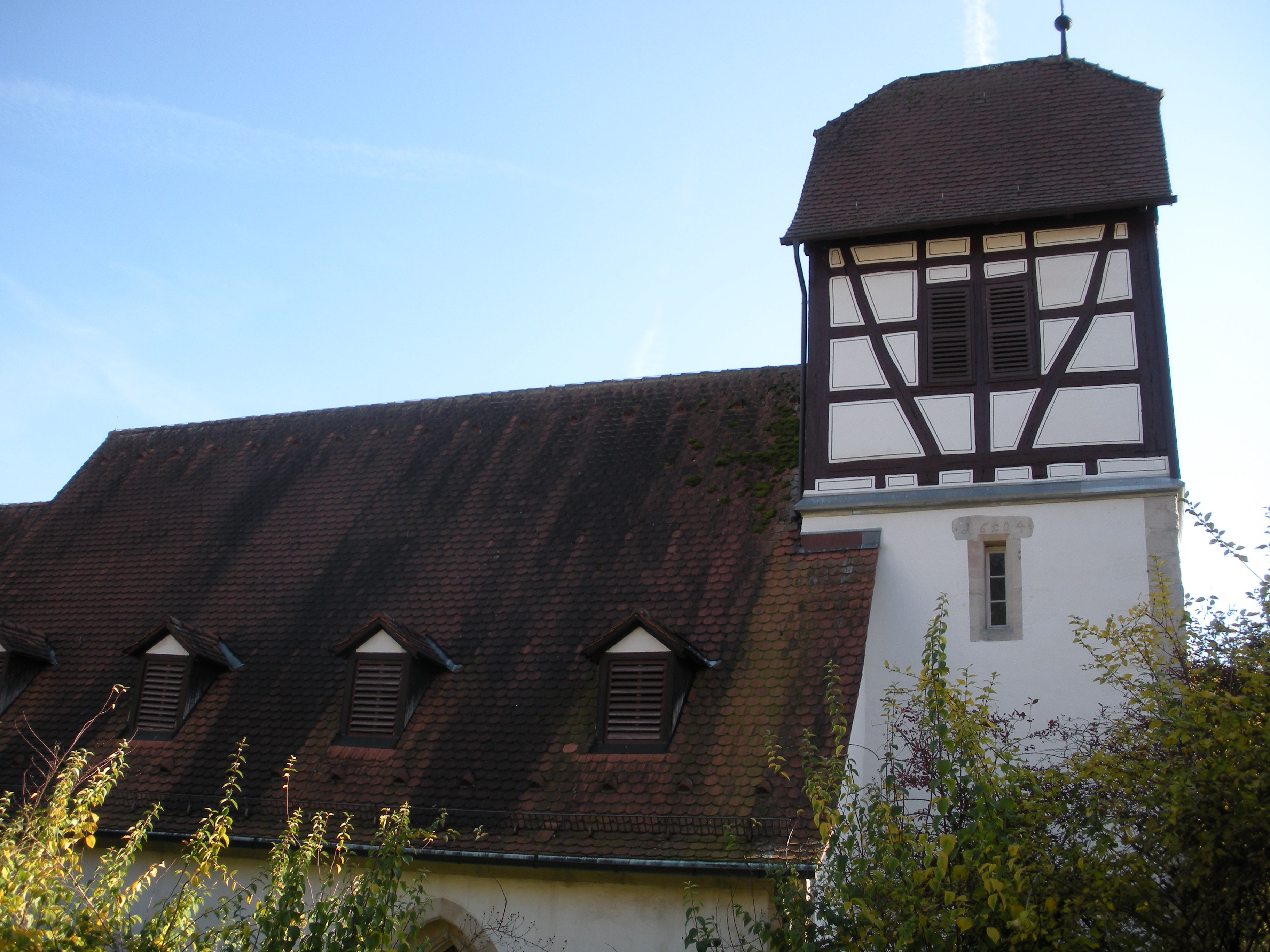
Evang. Bernhardskirche Stuttgart-Rohracker
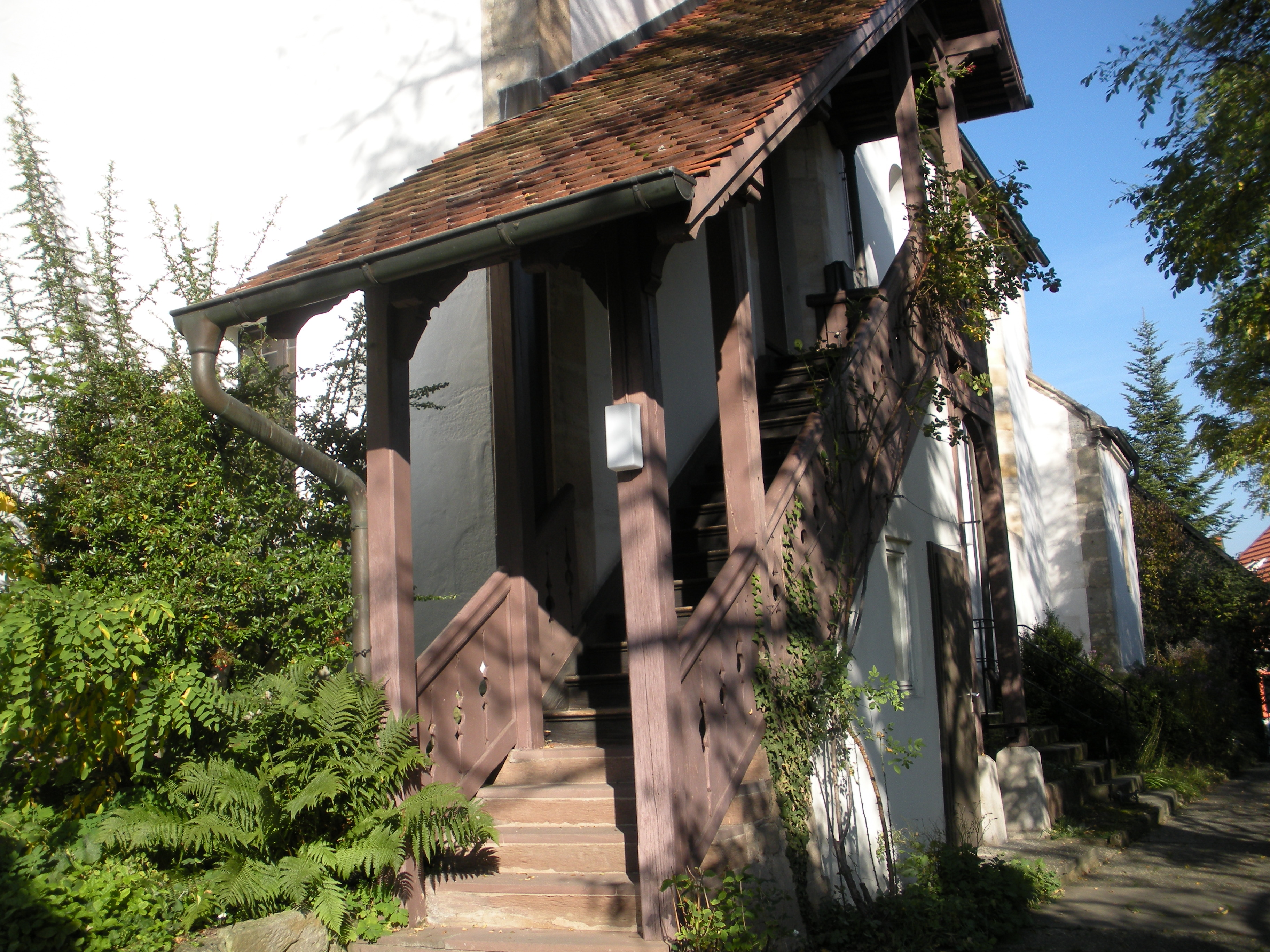
Evang. Bernhardskirche Stuttgart-Rohracker
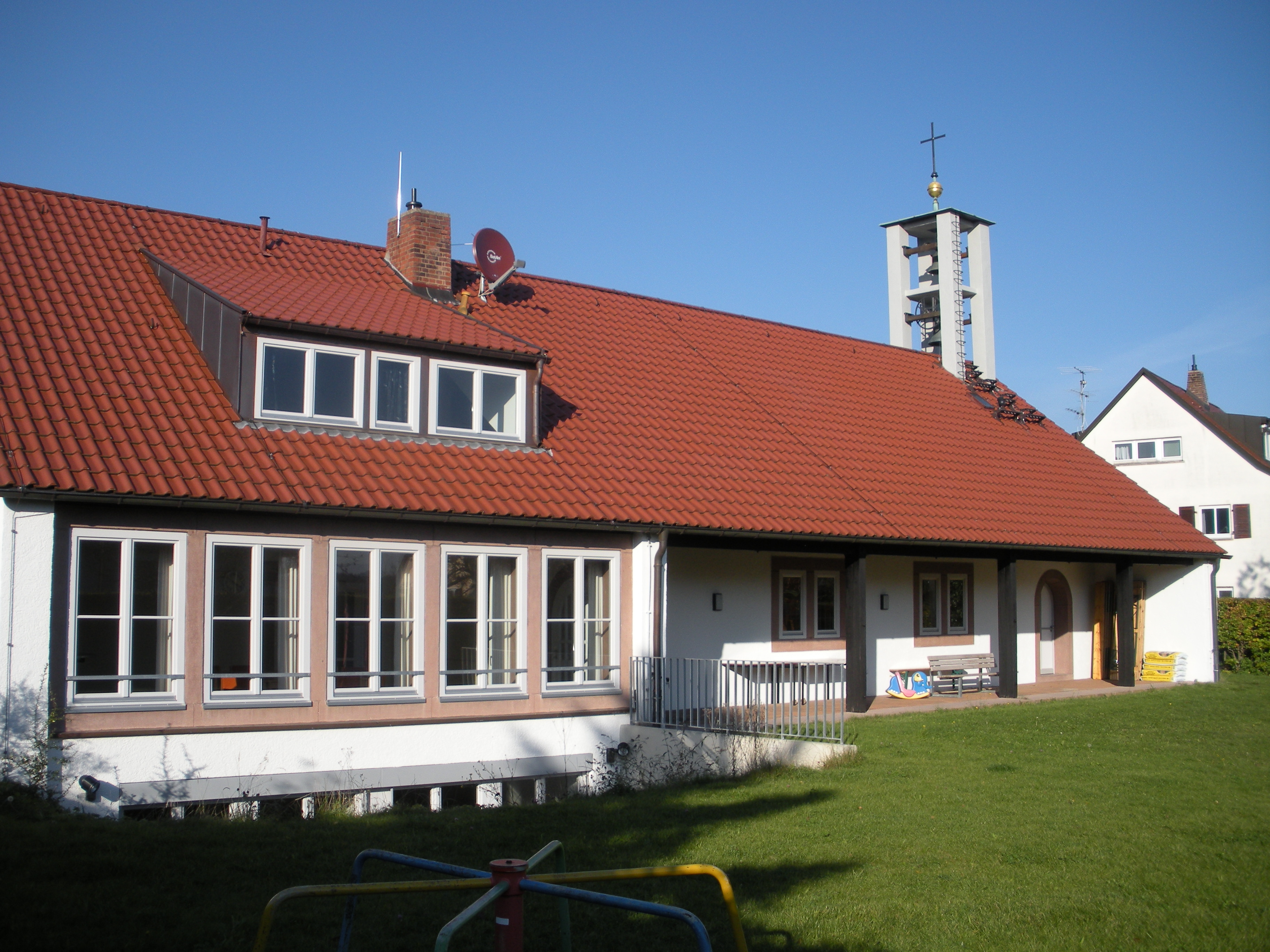
Evang. Kirche Stuttgart-Frauenkopf
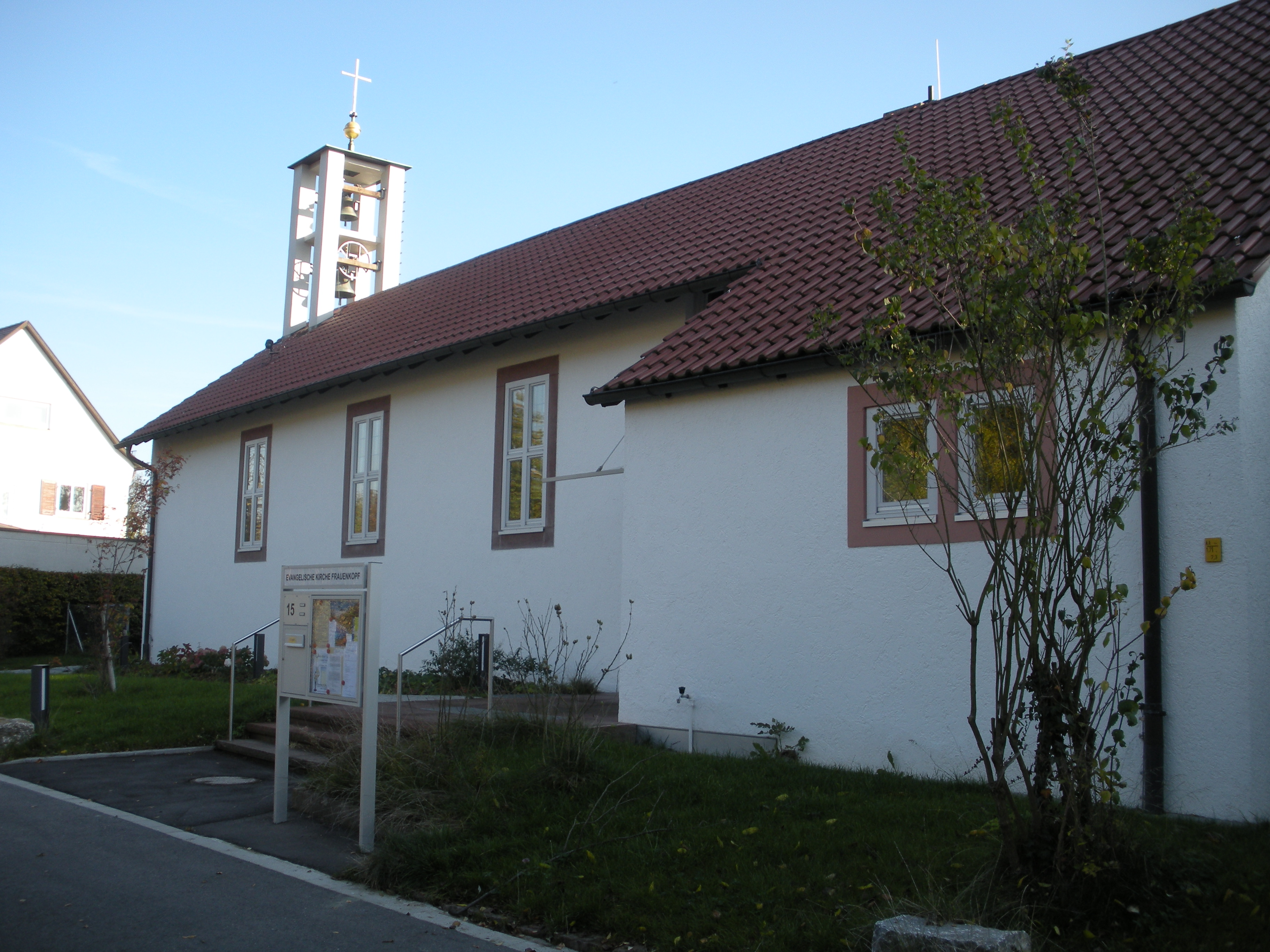
Evang. Kirche Stuttgart-Frauenkopf

### Kirchengemeinde Stuttgart-Sonnenberg

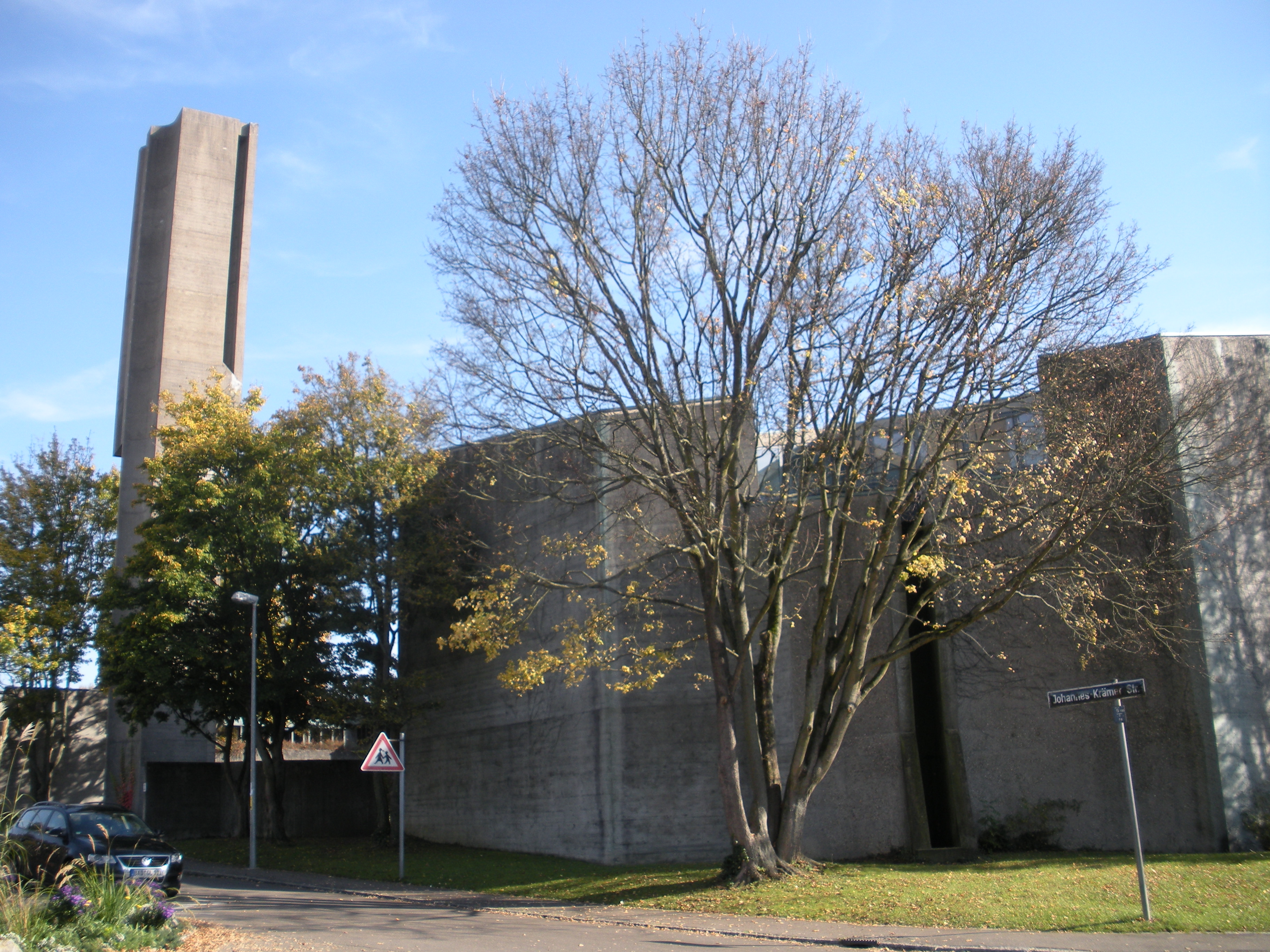
Evang. Kirche Stuttgart-Sonnenberg

Die Kirchengemeinde Stuttgart-Sonnenberg (ca. 2.200) umfasst den gleichnamigen Stadtteil sowie die Wohnsiedlungen alter und neuer Park und Rosenwiessiedlung innerhalb des Stadtbezirks Möhringen. Der Stadtteil Sonnenberg wurde ab 1903 und vor allem seit den 1930er Jahren stark aufgesiedelt. Die Gemeindeglieder wurden zunächst von Möhringen aus betreut. Während des Zweiten Weltkriegs wurde eine Notkirche errichtet, die 1965 durch ein modernes Gemeindezentrum mit Kirche mit freistehendem Turm und Kindergarten ersetzt wurde. Bereits durch Bekanntmachung des Oberkirchenrats vom 13. Februar 1964 war aus den oben genannten Gebieten die selbständige Kirchengemeinde Stuttgart-Sonnenberg gebildet worden, nachdem das Kultusministerium die neue Kirchengemeinde als Körperschaft des öffentlichen Rechts anerkannt hatte.

### Kirchengemeinde Stuttgart-Uhlbach
Die Kirchengemeinde Stuttgart-Uhlbach (ca. 1.500) umfasst den Stadtteil Uhlbach des Stadtbezirks Obertürkheim. Uhlbach ist wie die meisten alten Stadtteile Stuttgarts seit der Reformation ein evangelisches Dorf. Kirchlich war der Ort geteilt. Der eine Teil gehörte als Filiale zu Cannstatt, der andere Teil zu St. Dionysius in Esslingen. Die Grenze bildete der Dorfbach. Seit 1504 war der Ort kirchlich vereinigt. Die spätgotische Kirche von 1490 wurde unter Verwendung einer Kapelle aus dem Jahr 1386 erbaut und 1894/95 umgebaut.

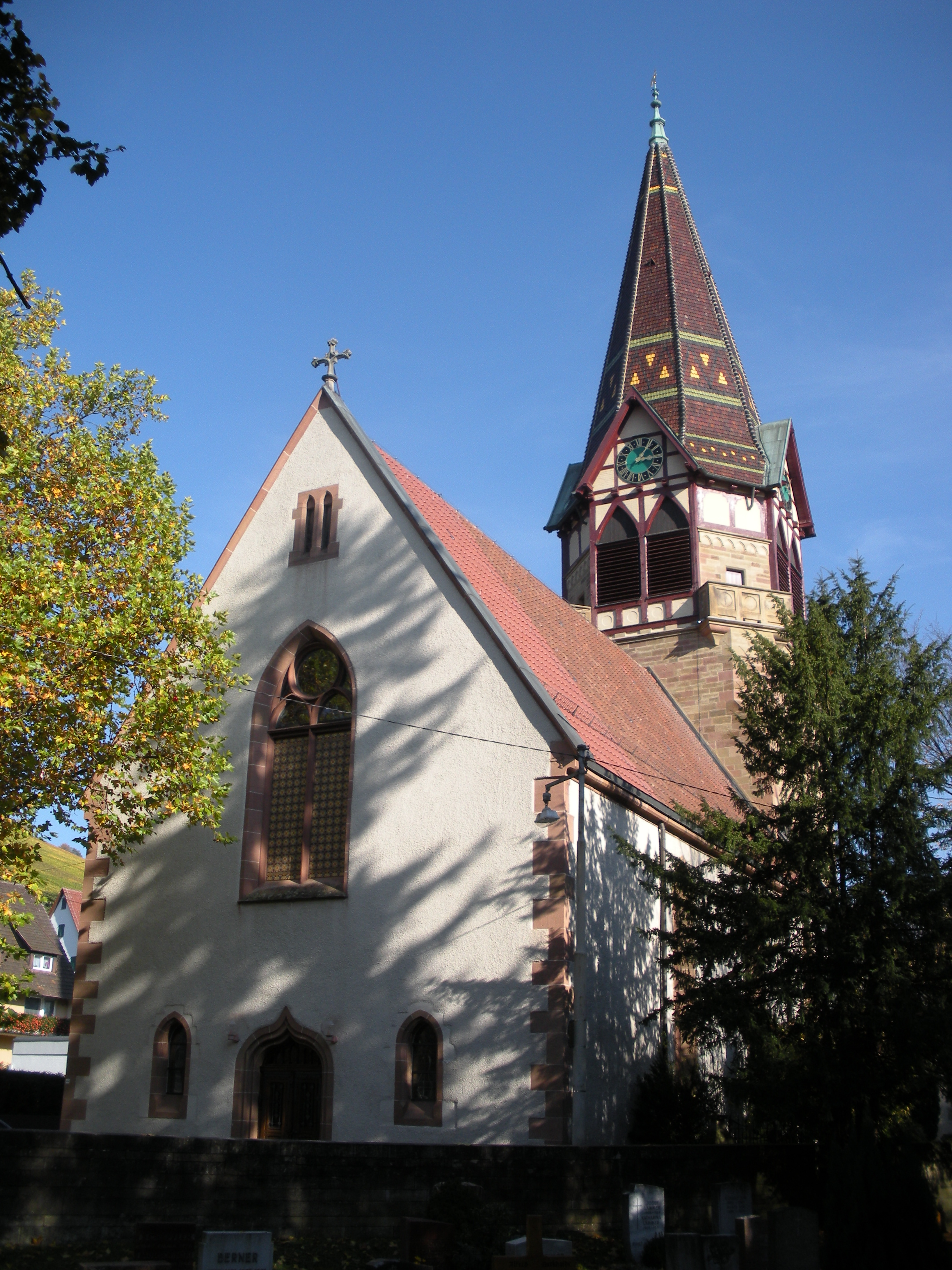
Evang. Kirche Stuttgart-Uhlbach
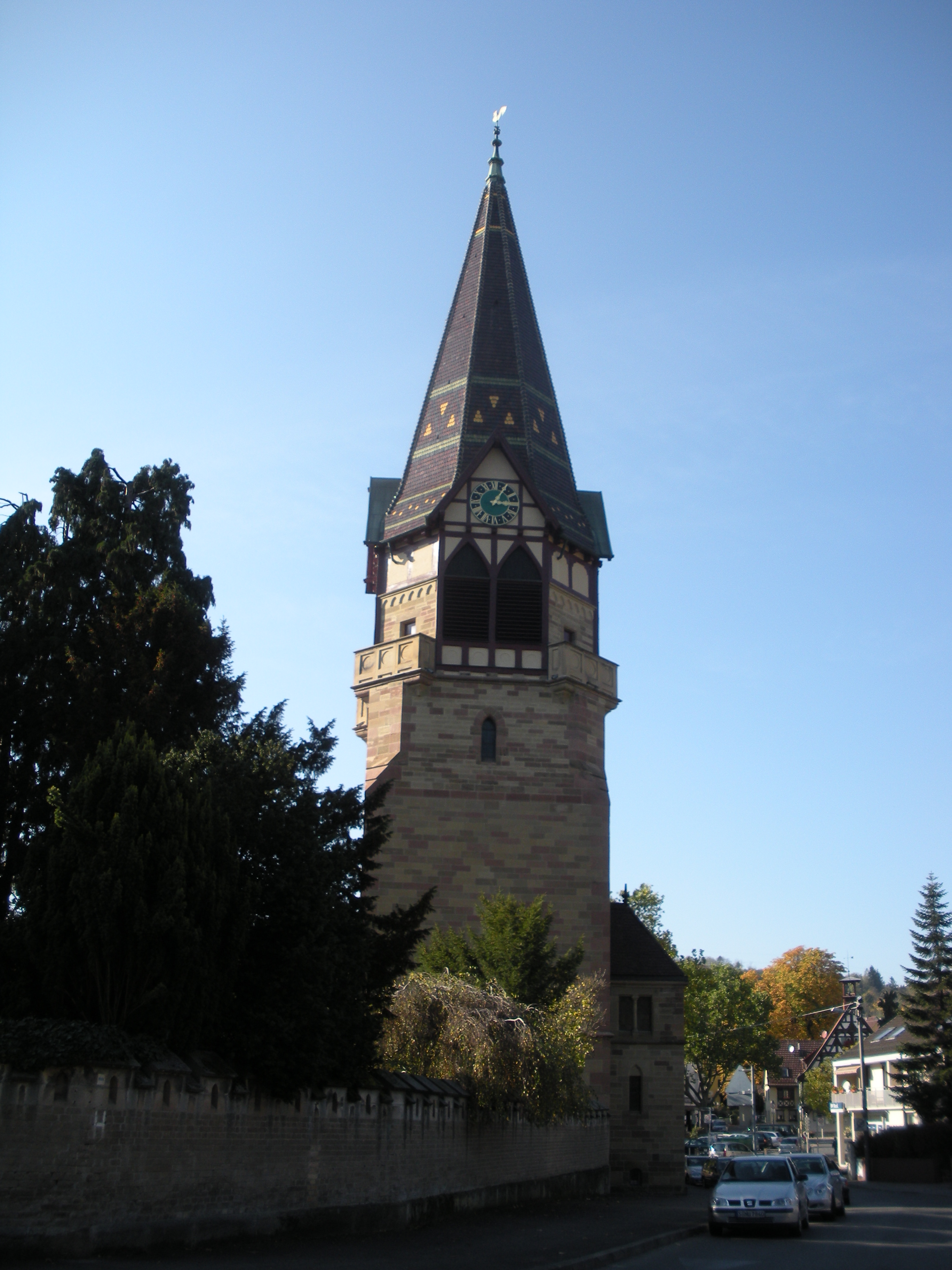
Evang. Kirche Stuttgart-Uhlbach

### Kirchengemeinde Stuttgart-Vaihingen
Die Kirchengemeinde Stuttgart-Vaihingen (ca. 8.200) umfasst den Hauptort des gleichnamigen Stadtbezirks Vaihingen, ohne den Stadtteil Dachswald. Vaihingen gehörte bis 1802 zum Katharinenspital Esslingen. Eine Kirche besteht dort bereits seit dem 13. Jahrhundert, die im 15. und 16. Jahrhundert verändert bzw. erweitert wurde. Das Langhaus wurde 1860 im gotischen Stil neu erbaut. Die heute als Stadtkirche bezeichnete Kirche ist somit die älteste Kirche in Vaihingen. Infolge starken Wachstums der Gemeinde wurden weitere Kirchen bzw. Gemeindezentren erbaut. Es entstanden die Dreieinigkeitskirche (1960), das Ostgemeindehaus, das Oberlinhaus und das Ökumenische Zentrum Pfaffenwald. Diese Predigtstellen bilden jedoch keine eigenständigen Kirchengemeinden. Es sind jedoch in Vaihingen mehrere Pfarrer tätig. Die Kirchengemeinde Vaihingen ist somit eine der größten Kirchengemeinden der Evangelischen Landeskirche in Württemberg.
Durch Bekanntmachung des Oberkirchenrats vom 9. Juli 1956 wurde das Gebiet Ernsthalde von der Kirchengemeinde Möhringen der Kirchengemeinde Vaihingen zugeordnet.
1969 wurde im damaligen Wohngebiet Dachswald eine eigene Kirche erbaut. Bereits durch Bekanntmachung vom 18. März 1949 war ein Teil der Wohnsiedlung Dachswald von der Kirchengemeinde Stuttgart-Vaihingen gelöst und der Thomaskirchengemeinde Kaltental zugeordnet. Mit Wirkung vom 5. Dezember 1971 wurde auch der restliche Teil der Dachswaldsiedlung von der Kirchengemeinde Stuttgart-Vaihingen der Thomaskirchengemeinde Kaltental zugeordnet. Damit wechselten die Bewohner auch den Kirchenbezirk, von Degerloch zu Stuttgart.
Mit Wirkung vom 4. Dezember 1977 erhielt die Kirchengemeinde Vaihingen einige Gebiete von der Martinskirchengemeinde Möhringen.

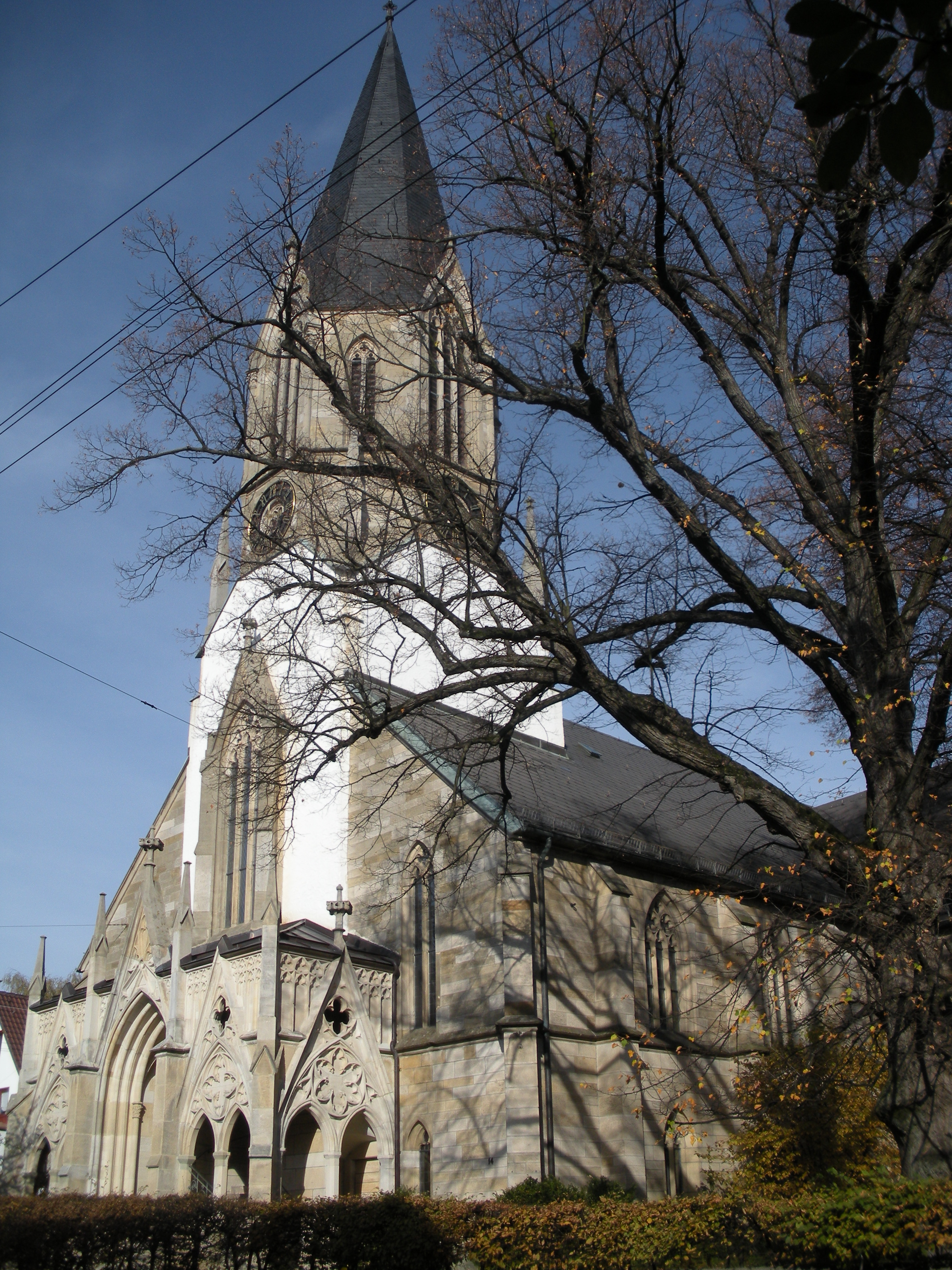
Evang. Stadtkirche Stuttgart-Vaihingen
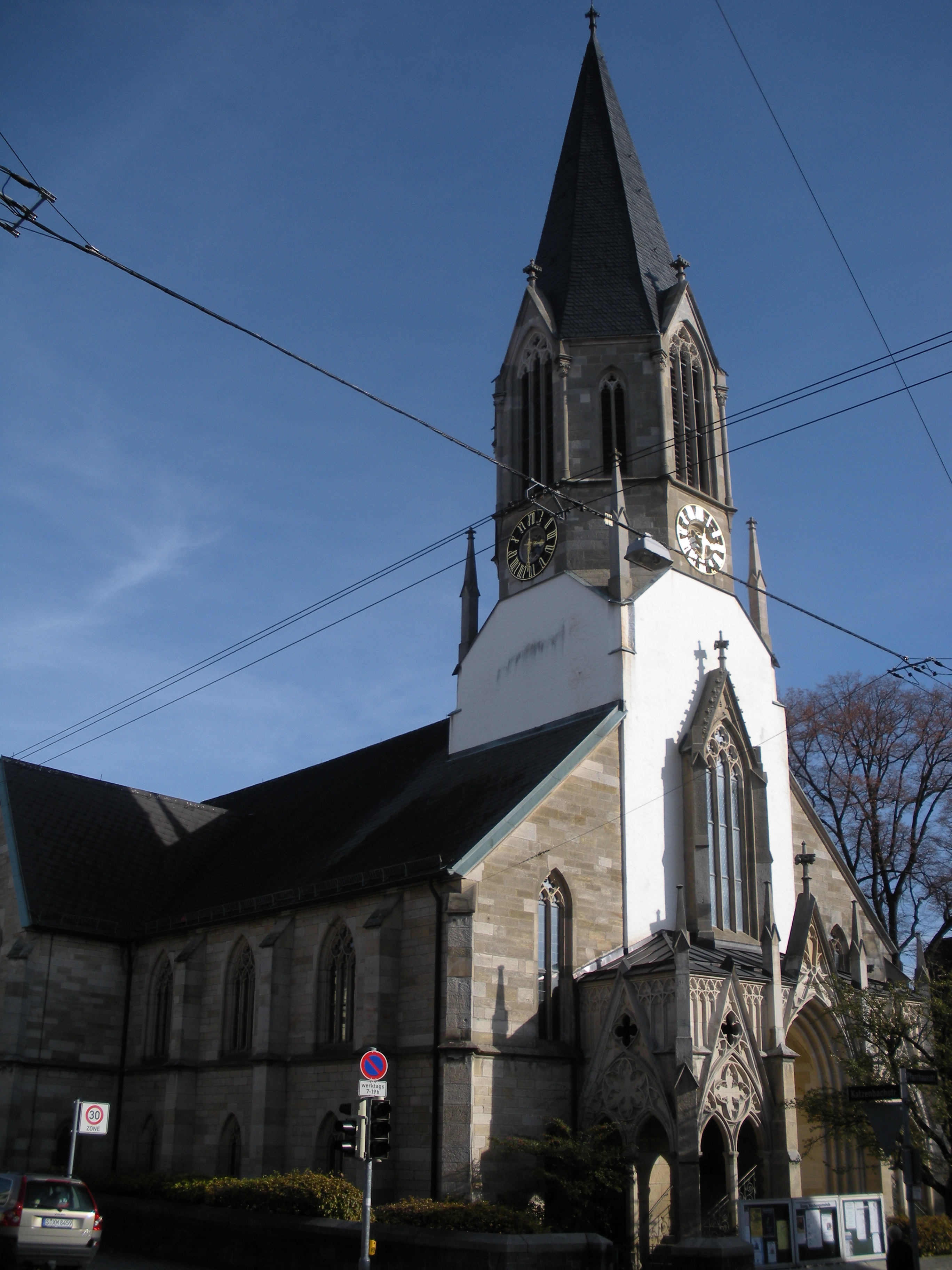
Evang. Stadtkirche Stuttgart-Vaihingen
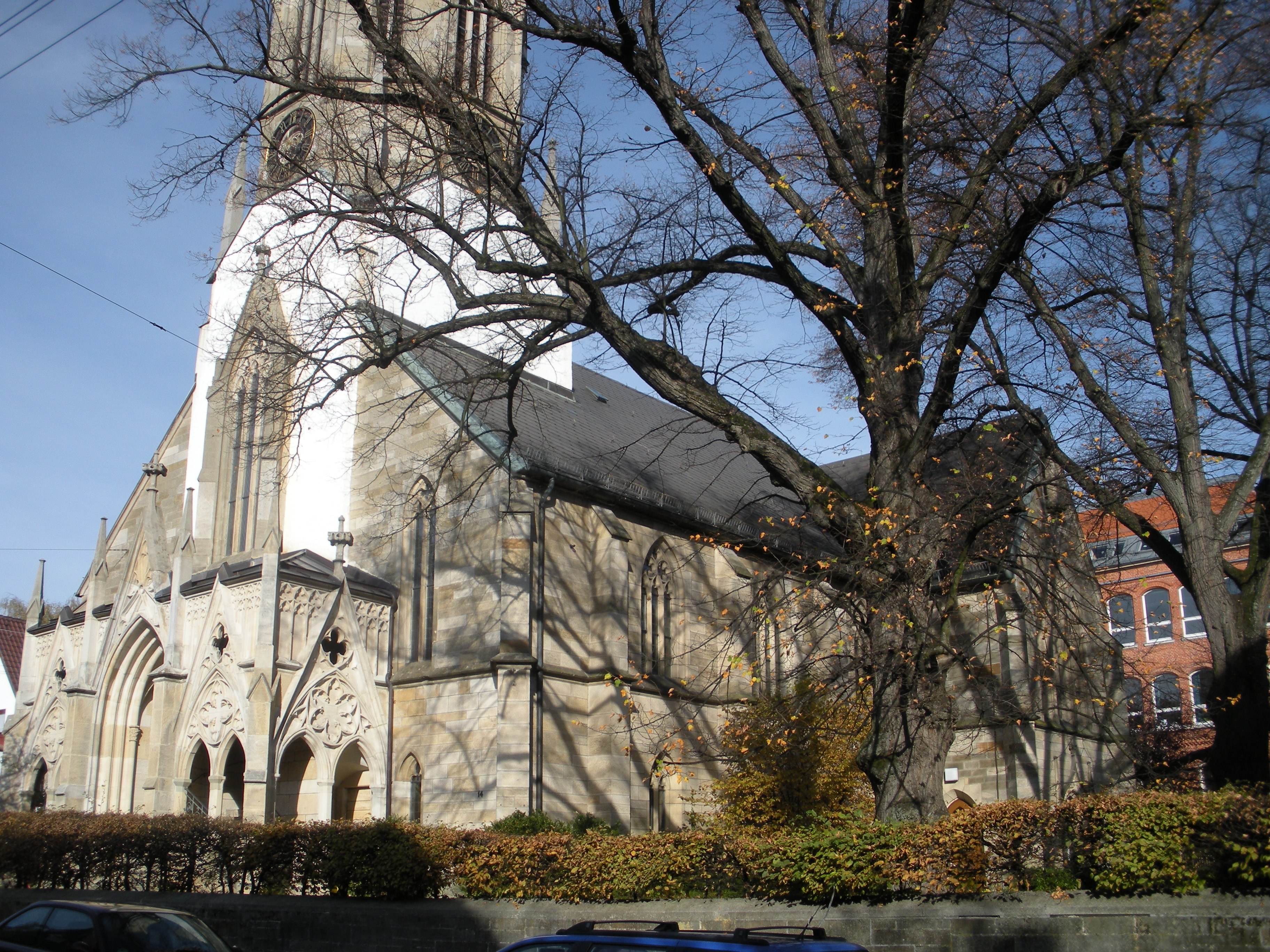
Evang. Stadtkirche Stuttgart-Vaihingen
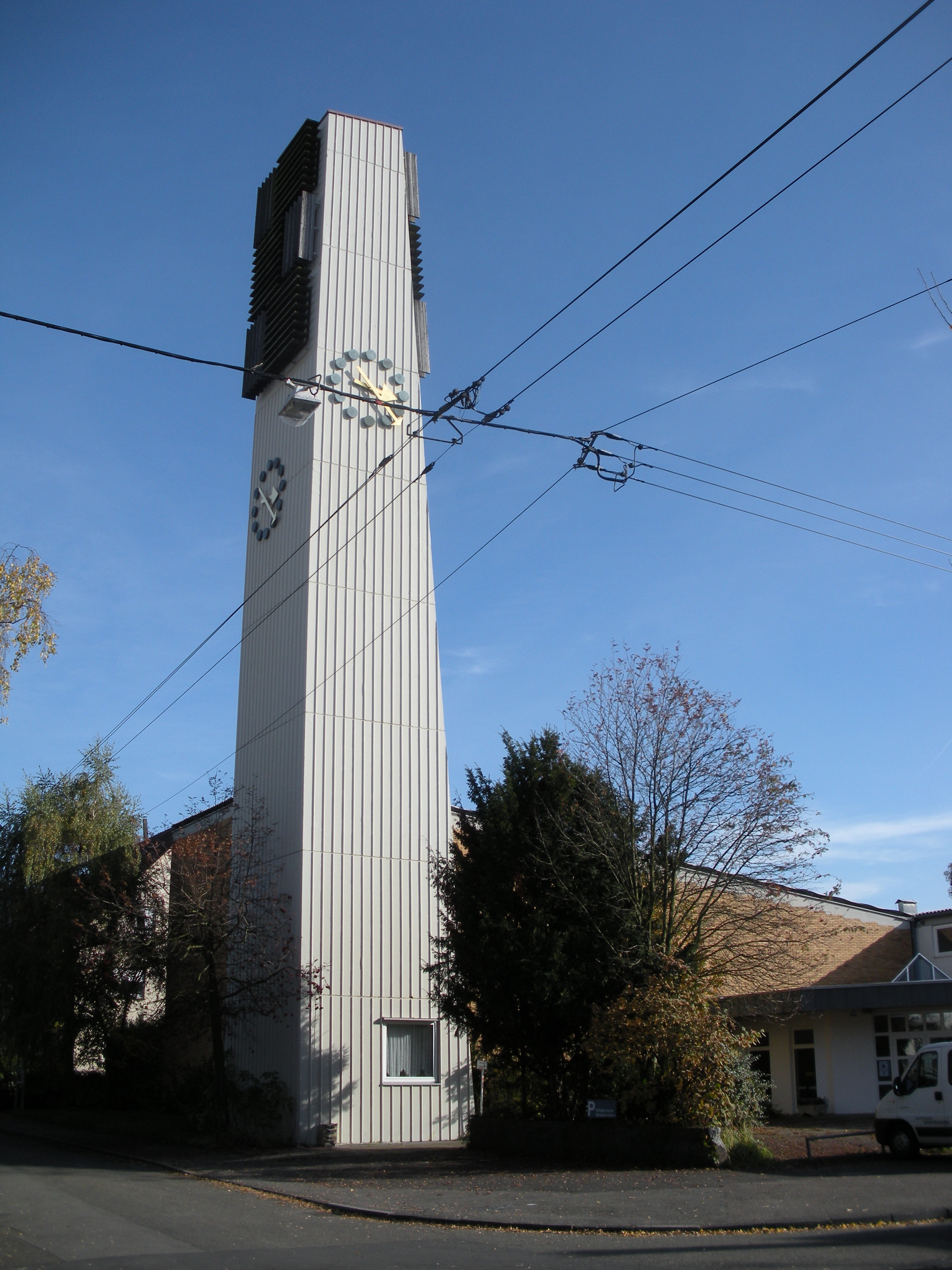
Evang. Dreieinigkeitskirche Stuttgart-Vaihingen

### Kirchengemeinde Stuttgart-Wangen
Die Kirchengemeinde Stuttgart-Wangen (ca. 2.400) umfasst den Stadtbezirk Wangen. Wangen ist wie die meisten alten Stadtteile Stuttgarts seit der Reformation ein evangelisches Dorf. Vermutlich gab es in Wangen schon sehr früh eine Kirche, die dem Heiligen Michael geweiht war. Die heutige Kirche wurde jedoch erst um 1250 als einschiffige Chorturmkirche erbaut. Sie diente wohl als Wehrkirche. Das Sakramentshäuschen wurde 1360 errichtet. Im 17. Jahrhundert wurden Turm und Langhaus aufgestockt, im 19. Jahrhundert das Schiff verbreitert. 1903 wurde sie wesentlich umgebaut.
Durch Bekanntmachung des Oberkirchenrats vom 23. August 1979 gab es eine Gebietsveränderung im Bereich der Hedelfinger Straße zugunsten der Kirchengemeinde Hedelfingen. Bereits durch Bekanntmachung vom 22. November 1949 hatte es eine Gebietsbereinigung zwischen der Kirchengemeinde Untertürkheim und der Kirchengemeinde Wangen gegeben. Damals wurde der Neckar als Grenze zwischen beiden Kirchengemeinden festgelegt.

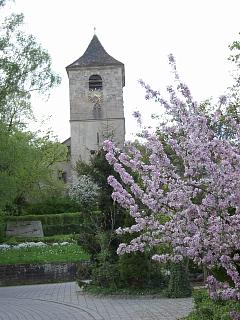
Evang. Michaelskirche Stuttgart-Wangen
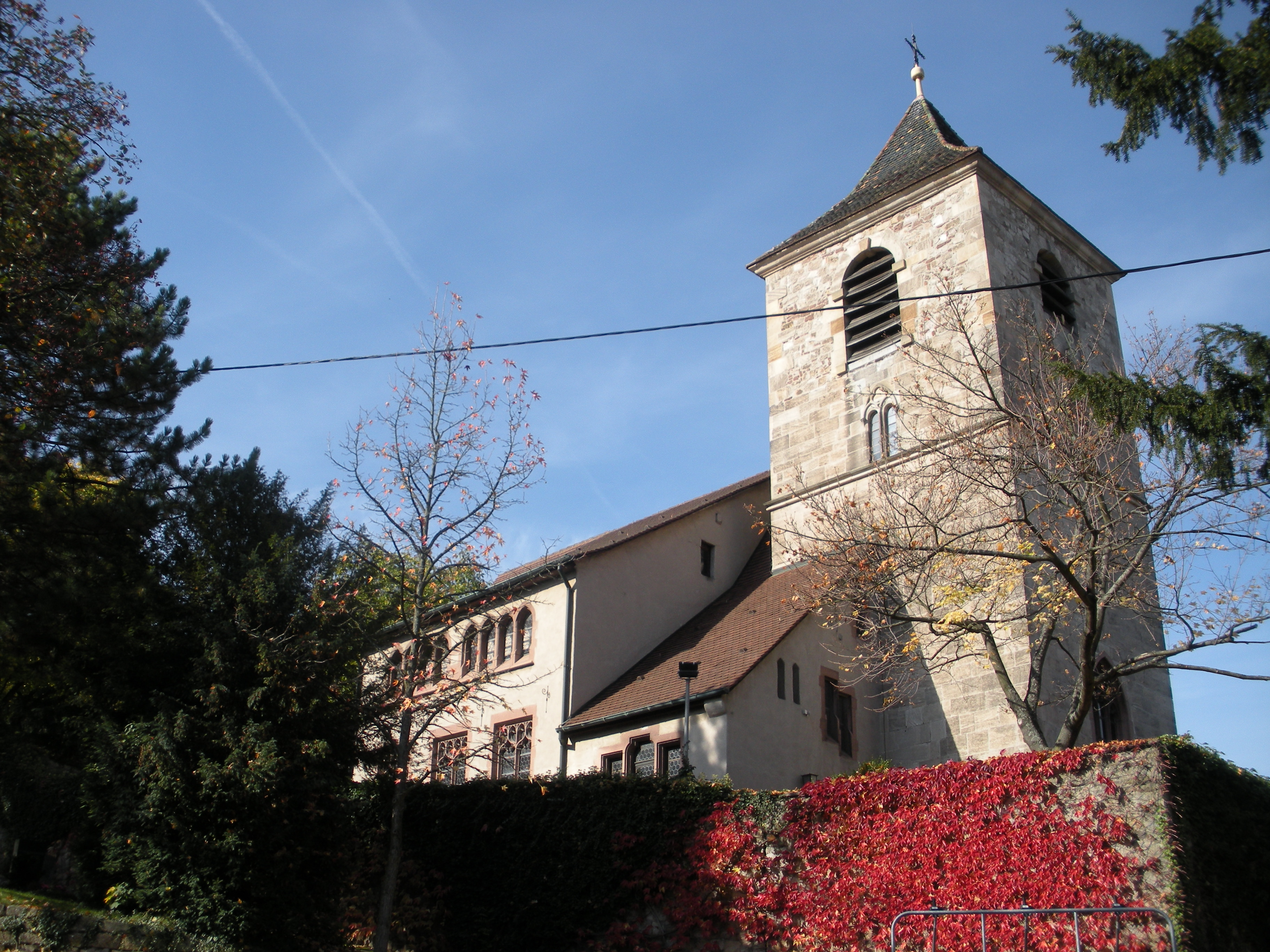
Evang. Michaelskirche Stuttgart-Wangen
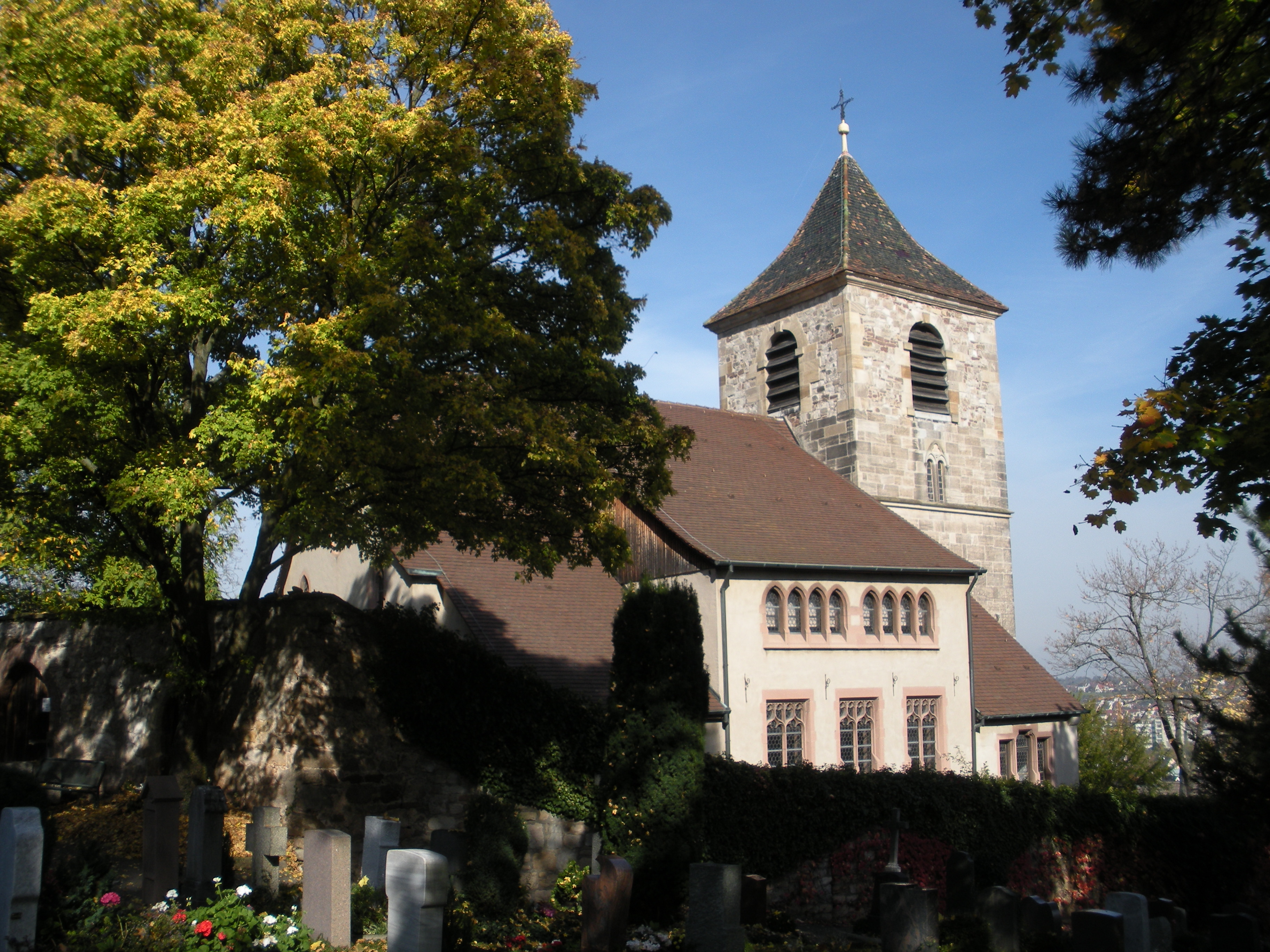
Evang. Michaelskirche Stuttgart-Wangen

### Gesamtkirchengemeinde Stuttgart-Weilimdorf
Die Evangelische Gesamtkirchengemeinde Stuttgart-Weilimdorf (ca. 10.000) umfasst den gleichnamigen Stadtbezirk Weilimdorf mit allen zugehörigen Stadtteilen. Sie entstand durch Bekanntmachung des Oberkirchenrats vom 17. Januar 1963, als die bis dahin alleinige Kirchengemeinde Stuttgart-Weilimdorf in zunächst drei Teilkirchengemeinden, nämlich Oswaldkirchengemeinde Weilimdorf, Stephanuskirchengemeinde Weilimdorf (mit weiterer Predigtstelle im Stadtteil Hausen) und Wolfbuschkirchengemeinde Weilimdorf, aufgeteilt und diese gleichzeitig in der neu gebildeten Gesamtkirchengemeinde Stuttgart-Weilimdorf zusammengeschlossen wurden. Das Kultusministerium hatte die Gesamtkirchengemeinde Stuttgart-Weilimdorf und deren Teilkirchengemeinden mit Schreiben vom 21. September 1962 als Körperschaften des öffentlichen Rechts anerkannt. Am 1. Januar 1989 wurde durch Abtrennung von der Oswaldkirchengemeinde Weilimdorf die Dietrich-Bonhoeffer-Kirchengemeinde Weilimdorf als weitere Teilkirchengemeinde gebildet, so dass die Gesamtkirchengemeinde Stuttgart-Weilimdorf seither aus vier Teilkirchengemeinden besteht.

#### Dietrich-Bonhoeffer-Kirchengemeinde Weilimdorf
Die Dietrich-Bonhoeffer-Kirchengemeinde Weilimdorf (ca. 2.500) umfasst Teile des Stadtteils Weilimdorf. Sie entstand am 1. Januar 1989 durch Abtrennung von der Oswaldkirchengemeinde Weilimdorf als weitere Teilkirchengemeinde der Gesamtkirchengemeinde Stuttgart-Weilimdorf. Infolge starker Bautätigkeit vor allem im Wohngebiet Pfaffenäcker war die Oswaldkirchengemeinde zu groß geworden. So wurde bereits 1960 eine provisorische Holzkirche errichtet, die 1962 den Namen Dietrich-Bonhoeffer-Kirche erhielt. Das heutige Gemeindezentrum mit Kindergarten wurde erst 1984 erbaut.

#### Oswaldkirchengemeinde Weilimdorf
Die Oswaldkirchengemeinde Weilimdorf (ca. 3.400) umfasst den alten Teil des heutigen Stadtbezirks Weilimdorf. Das alte Dorf Weilimdorf erhielt 1472 seine dem Heiligen Oswald († 642) geweihte Kirche. Oswald war König von Northumbria, Missionar Englands und Patron der Welfen, die im 12. Jahrhundert unter anderem auch im Glemsgau Besitzungen hatten. Über Jahrhunderte war die Oswaldkirche die einzige Kirche Weilimdorfs. Bis 1939 gehörte die Kirchengemeinde Weilimdorf zum Kirchenbezirk Leonberg. Mit Wirkung vom 1. April 1939 wurde sie in den Kirchenbezirk Cannstatt umgegliedert.
Im 20. Jahrhundert wuchs der Ort stark an. So entstanden die drei weiteren Kirchen. Die heutige Oswaldkirchengemeinde Weilimdorf wurde durch Bekanntmachung des Oberkirchenrats vom 17. Januar 1963 gebildet, als die bis dahin alleinige Kirchengemeinde Stuttgart-Weilimdorf in damals drei Teilkirchengemeinden aufgeteilt und diese gleichzeitig in der neu gebildeten Gesamtkirchengemeinde Weilimdorf zusammengeschlossen wurden.
Bis 1955 gehörten auch die evangelischen landeskirchlichen Bewohner der Nachbargemeinde Korntal, also all jene, die nicht zur Evangelischen Brüdergemeinde Korntal gehörten, zur Kirchengemeinde Weilimdorf. Durch Bekanntmachung des Oberkirchenrats vom 23. März 1955 wurde in Korntal jedoch eine selbständige Kirchengemeinde errichtet, nachdem das Kultusministerium mit Schreiben vom 17. März 1955 die neue Kirchengemeinde als Körperschaft des öffentlichen Rechts anerkannt hatte.

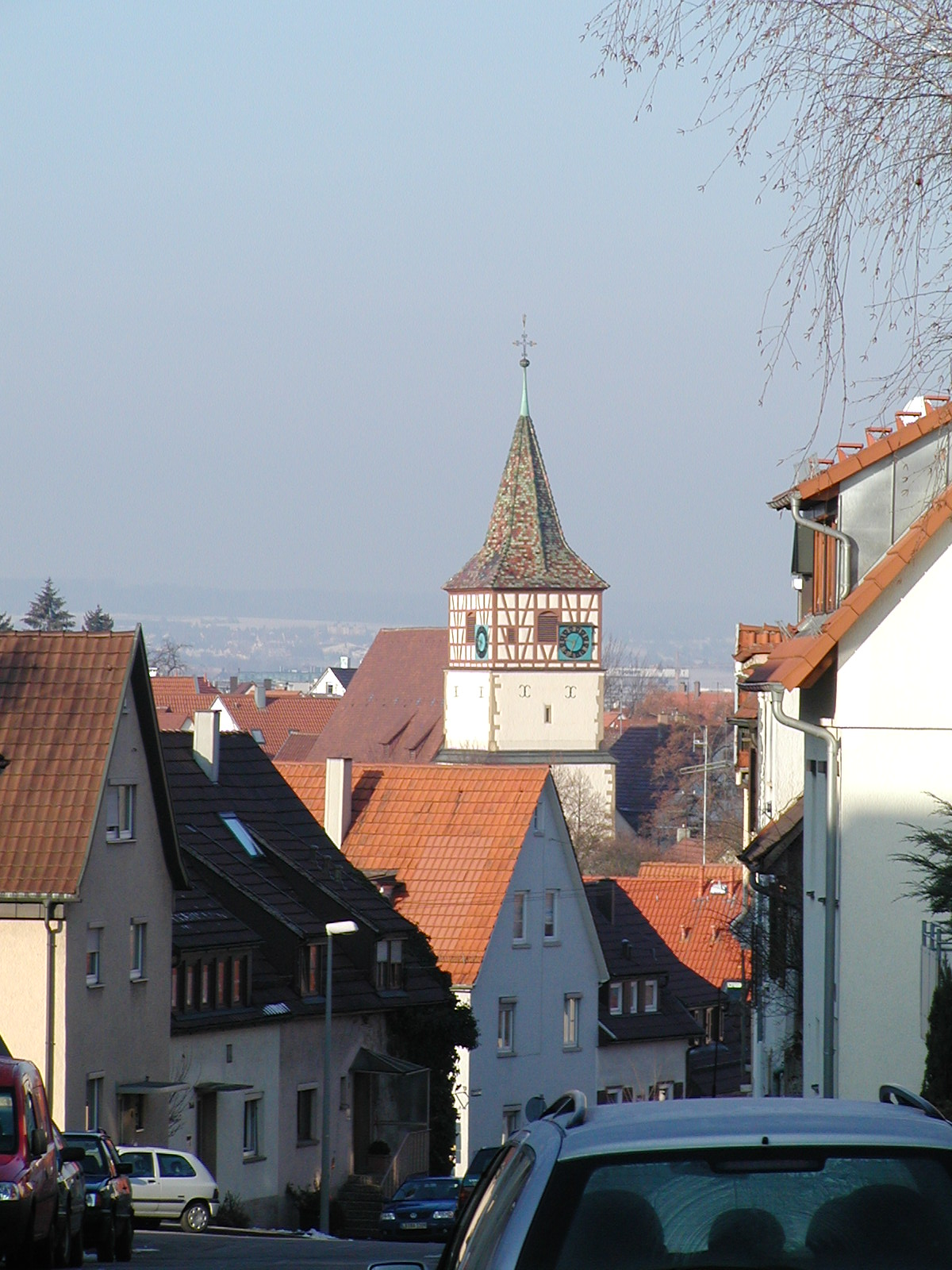
Evang. Oswaldkirche Stuttgart-Weilimdorf
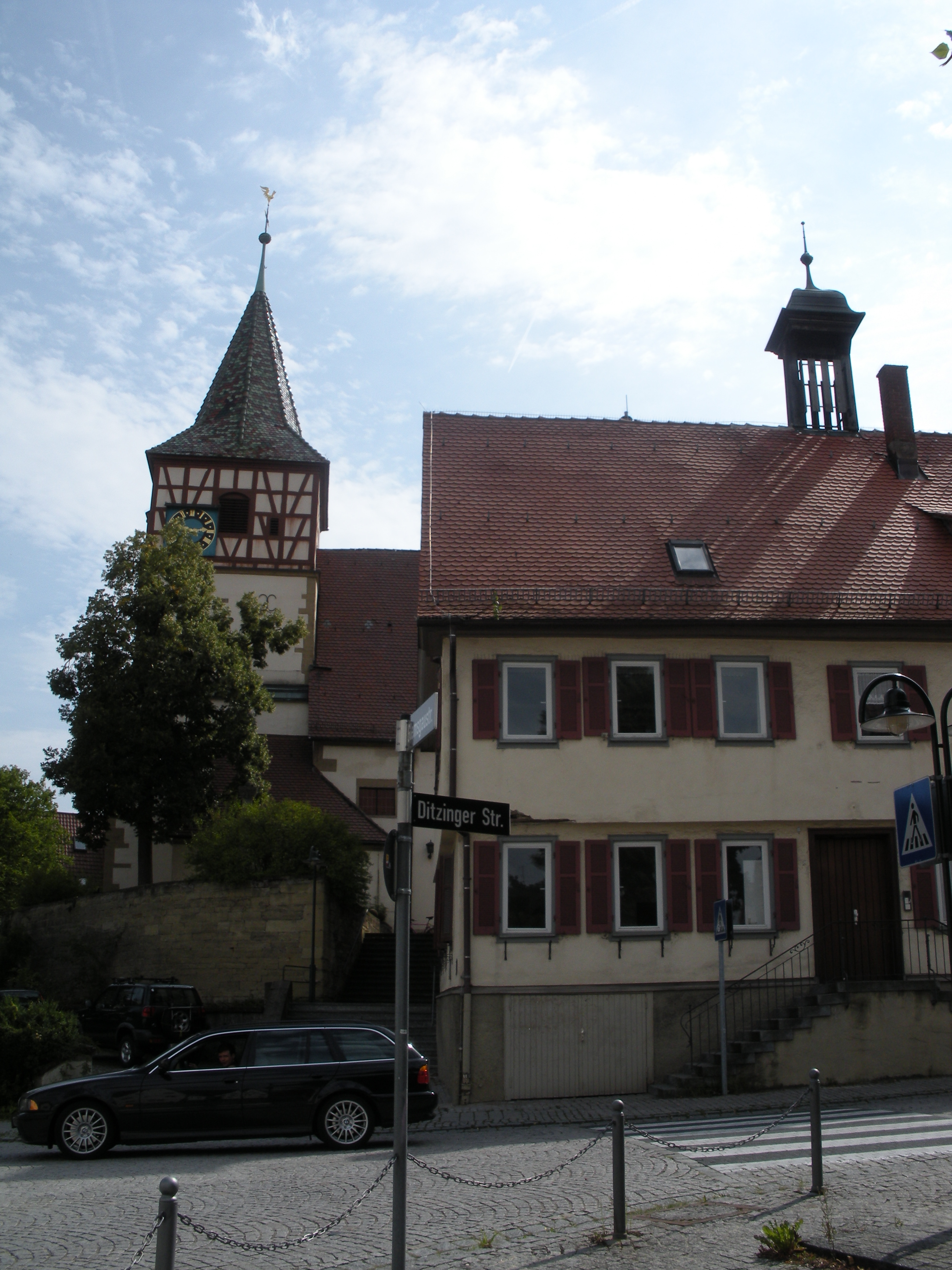
Evang. Oswaldkirche und altes Rathaus in Stuttgart-Weilimdorf
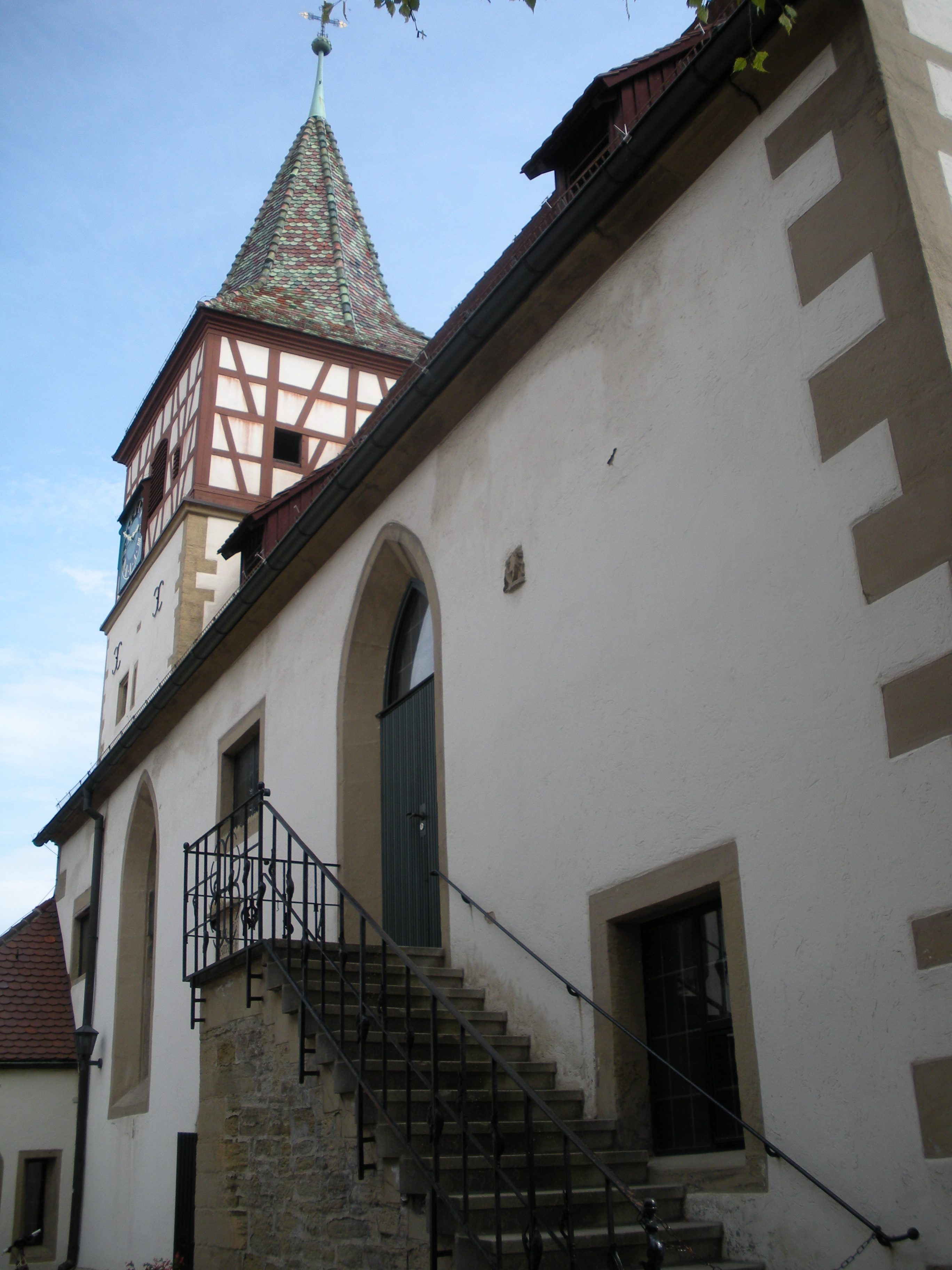
Evang. Oswaldkirche Stuttgart-Weilimdorf
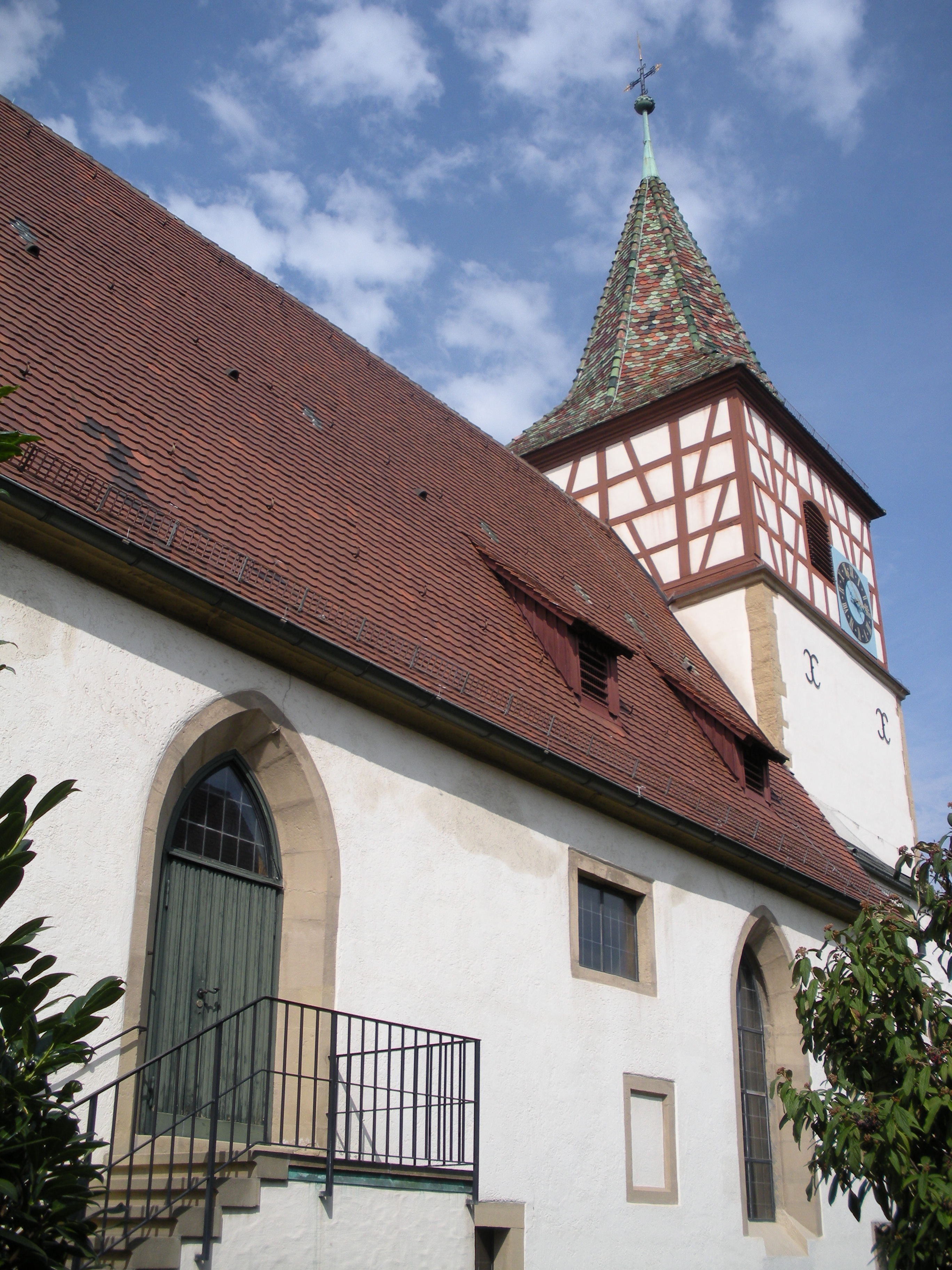
Evang. Oswaldkirche Stuttgart-Weilimdorf
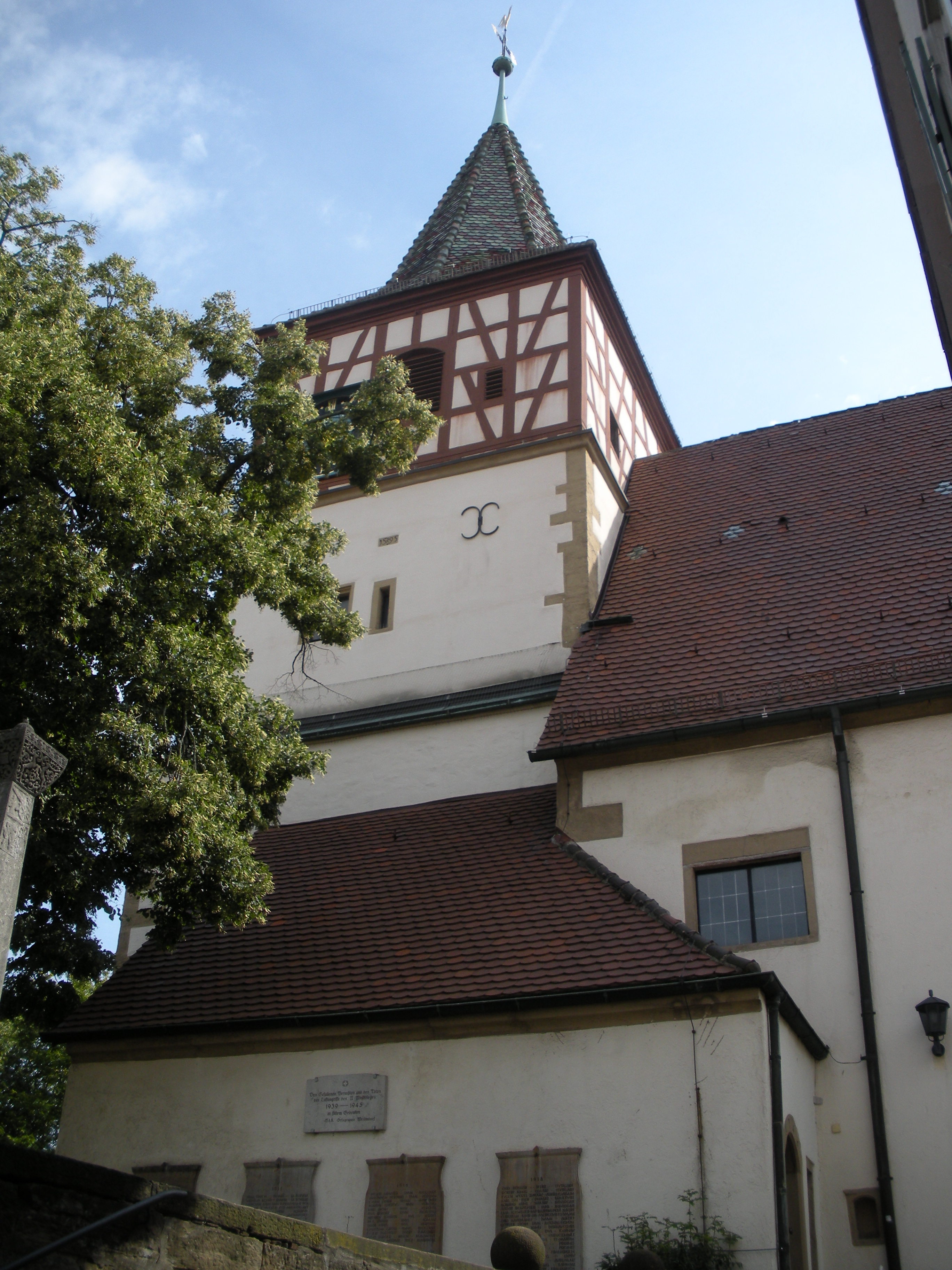
Evang. Oswaldkirche Stuttgart-Weilimdorf

#### Stephanuskirchengemeinde Weilimdorf
Die Stephanuskirchengemeinde Weilimdorf (ca. 2.900) umfasst die Stadtteile Bergheim, Giebel und Hausen innerhalb des Stadtbezirks Weilimdorf. Für die rasch wachsende evangelische Kirchengemeinde Weilimdorf wurde nach der alten Oswaldkirche und der 1938 erbauten Wolfbuschkirche im Jahre 1957 eine dritte Kirche, die Stephanuskirche im Stadtteil Giebel errichtet. An ihr wurde dann durch Bekanntmachung des Oberkirchenrats vom 17. Januar 1963 die heutige Stephanuskirchengemeinde Weilimdorf gebildet, als die bis dahin alleinige Kirchengemeinde Stuttgart-Weilimdorf in damals drei Teilkirchengemeinden aufgeteilt wurde.
Später entstand im Stadtteil Hausen eine weitere Kirche in Holzbauweise, die Jakobuskirche, in welcher auch regelmäßig (meist Früh-)Gottesdienste stattfanden. Die Holzkirche wurde abgetragen und an ihrer Stelle am 20. März 2004 ein kleines Gemeindehaus eingeweiht. Am zweiten und vierten Sonntag im Monat findet dort um 9:30 Uhr ein evangelischer Gottesdienst statt. Da sich der Stadtteil Hausen im Wachstum befindet, wird dieses Gemeindehaus auch ökumenisch genutzt.

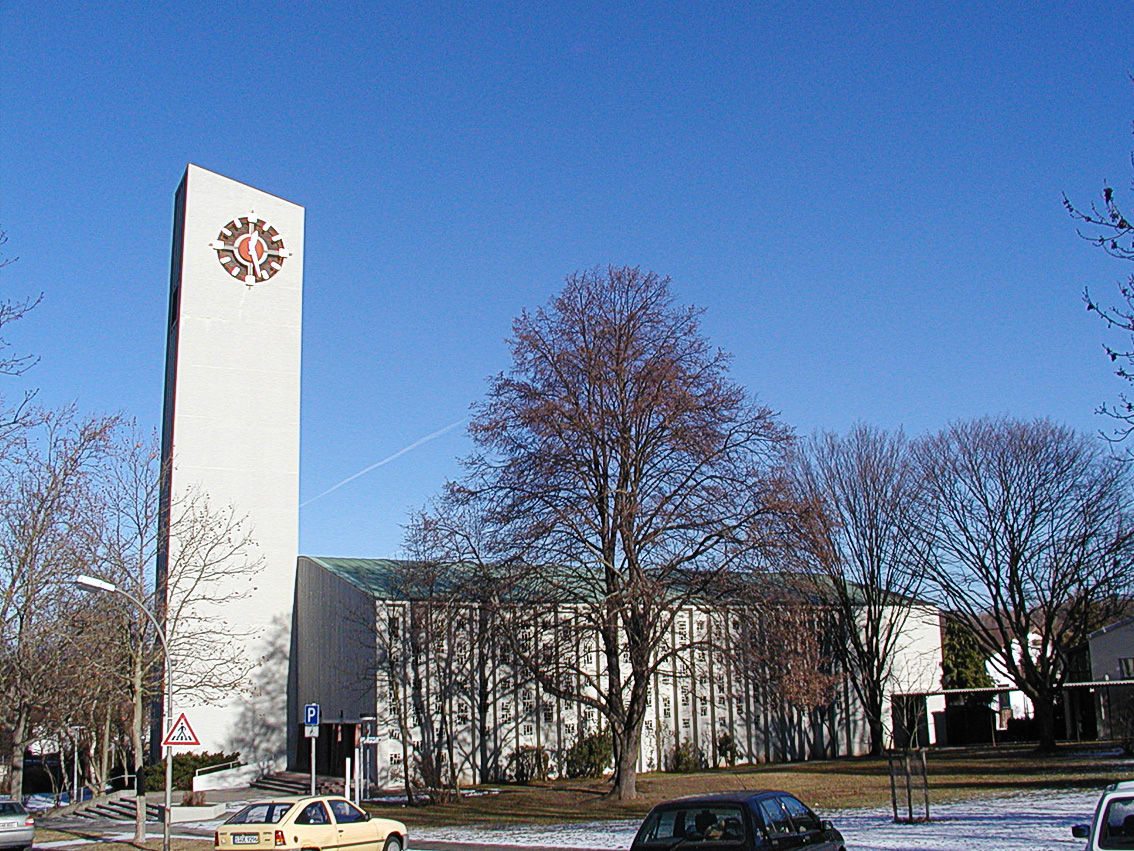
Evang. Stephanuskirche in Stuttgart-Giebel
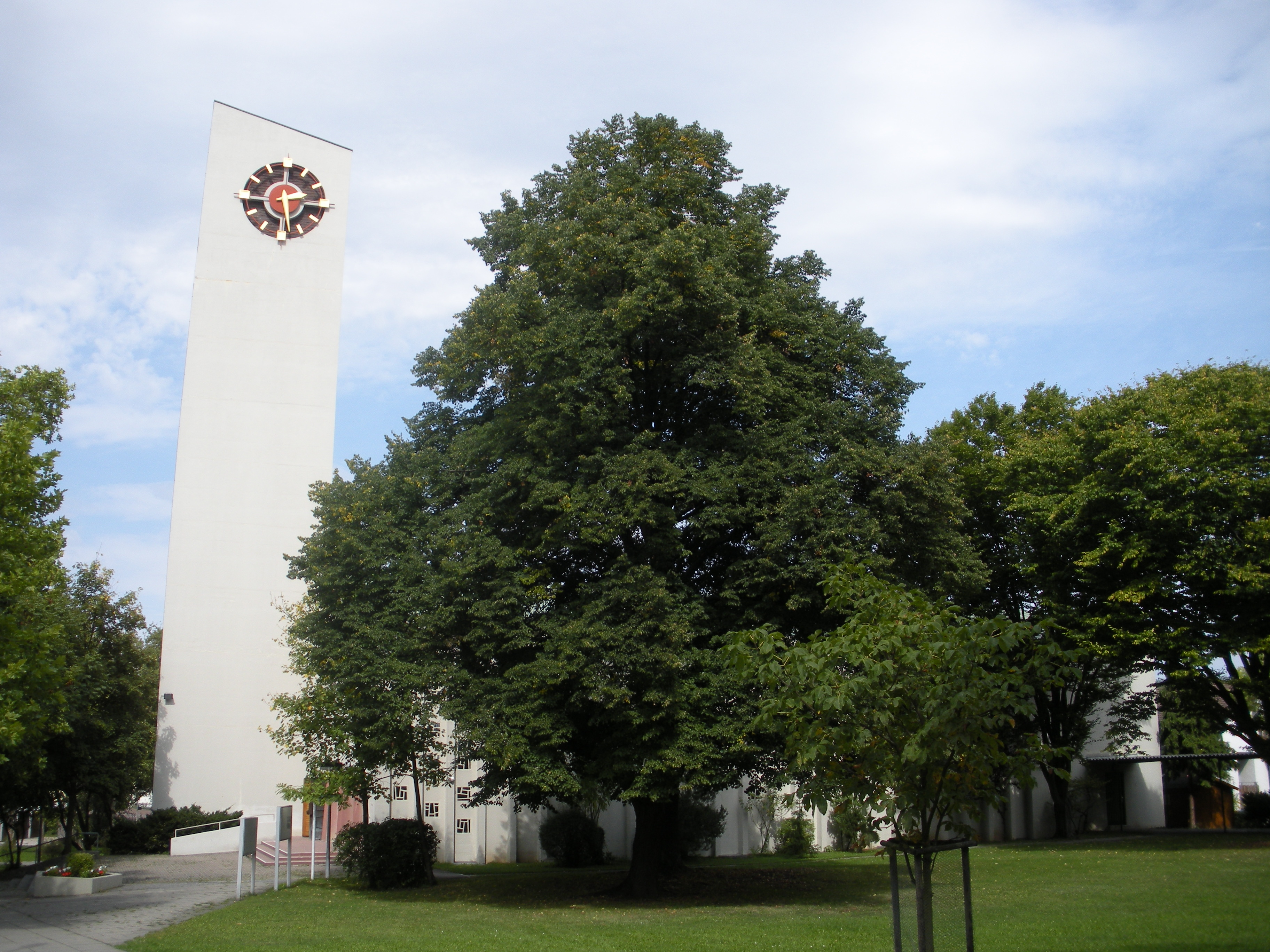
Evang. Stephanuskirche Stuttgart-Giebel
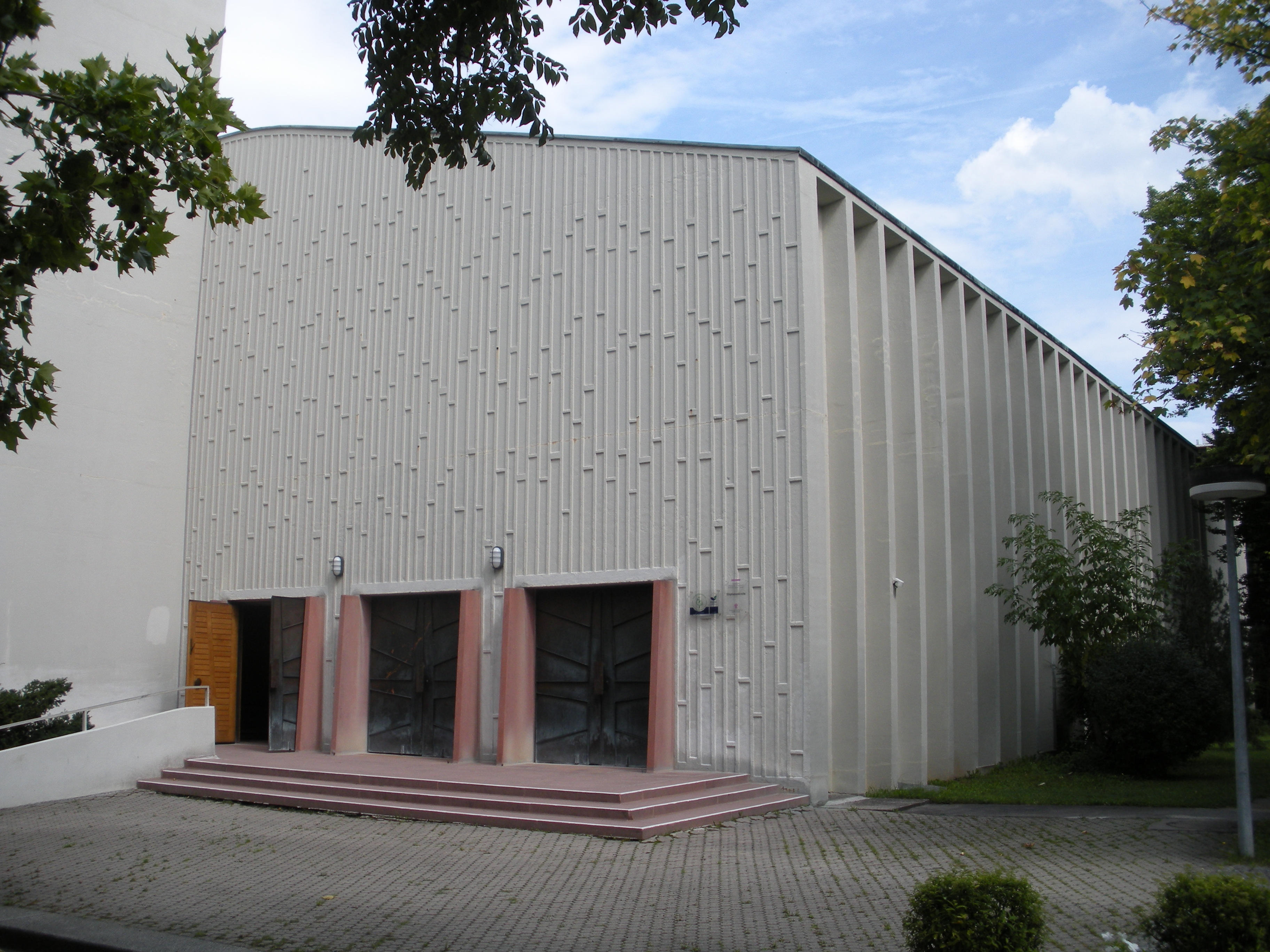
Evang. Stephanuskirche Stuttgart-Giebel

#### Wolfbuschkirchengemeinde Weilimdorf
Die Wolfbuschkirchengemeinde Weilimdorf (ca. 1.200) umfasst den Stadtteil Wolfbusch innerhalb des Stadtbezirks Weilimdorf. Der Stadtteil Wolfbusch entstand in den Jahren 1933 bis 1938 und erhielt bereits 1938 eine eigene Kirche, die Wolfbuschkirche mit Kindergarten, an welcher ein eigener Pfarrer seine Dienste tat. Die evangelische Bevölkerung gehörte jedoch zur Kirchengemeinde Weilimdorf. Nach dem Zweiten Weltkrieg wurde die beschädigte Kirche wieder aufgebaut.
Die heutige Wolfbuschkirchengemeinde Weilimdorf wurde dann durch Bekanntmachung des Oberkirchenrats vom 17. Januar 1963 gebildet, als die bis dahin alleinige Kirchengemeinde Stuttgart-Weilimdorf in damals drei Teilkirchengemeinden aufgeteilt wurde. Da die Bevölkerungszahl weiter wuchs, wurde 1969 auch ein eigenes Gemeindehaus errichtet.

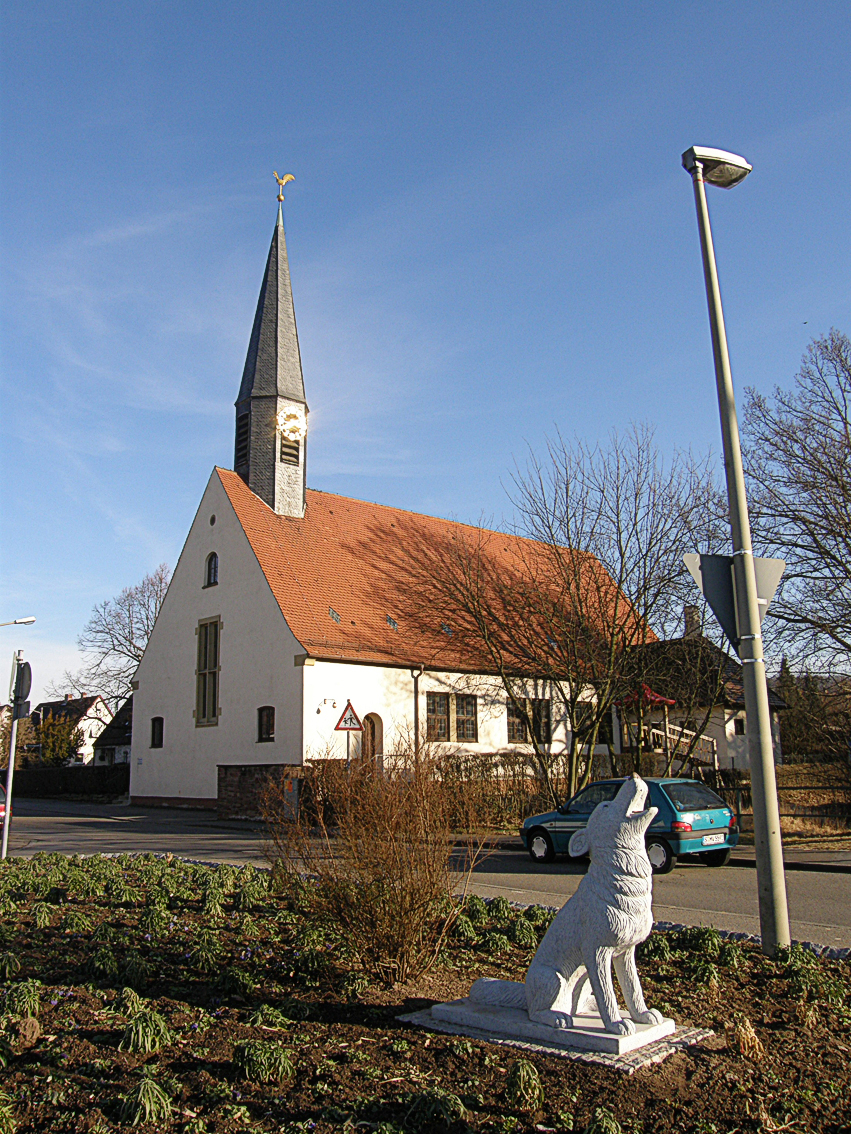
Evang. Wolfbuschkirche Stuttgart-Wolfbusch
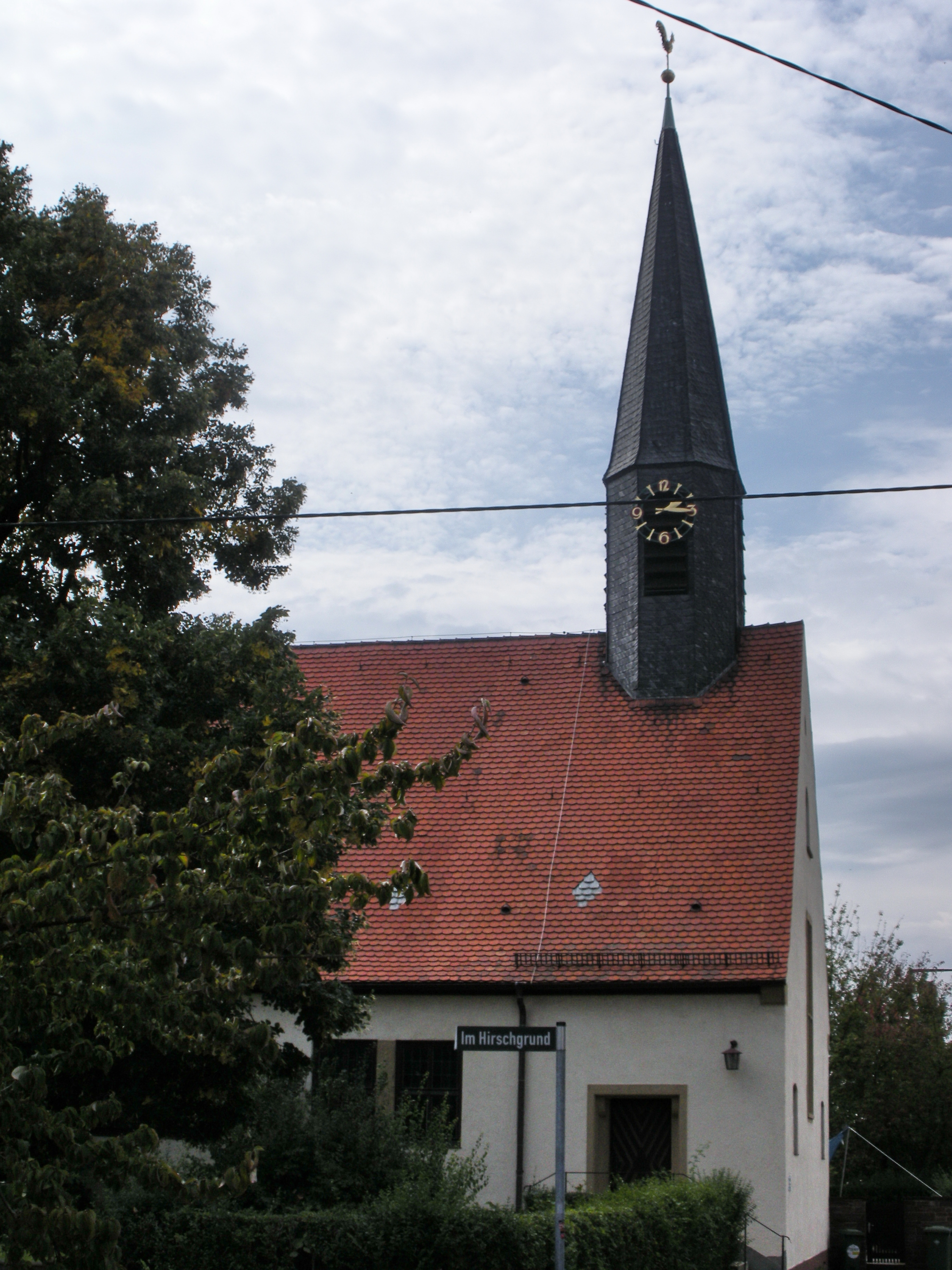
Evang. Wolfbuschkirche Stuttgart-Wolfbusch
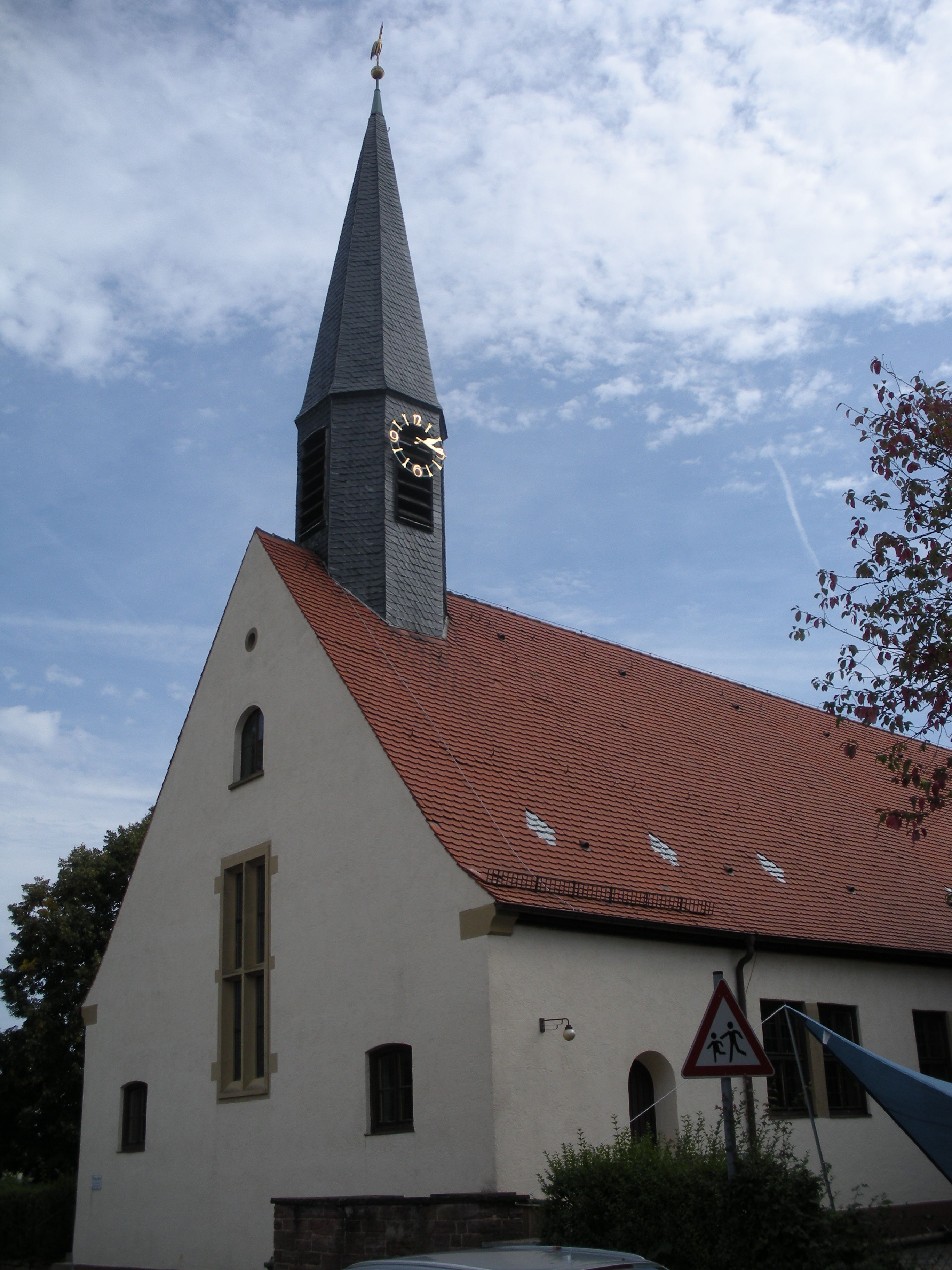
Evang. Wolfbuschkirche Stuttgart-Wolfbusch

### Kirchengemeinde Stuttgart-Zuffenhausen
Die Kirchengemeinde Stuttgart-Zuffenhausen (ca. 6.000) umfasst den Hauptort des Stadtbezirks Zuffenhausen. Die heutige Kirchengemeinde wurde mit Wirkung vom 11. November 2001 neu gebildet. Damals wurden die drei bis dahin selbständigen Kirchengemeinden, die Johanneskirchengemeinde Zuffenhausen, die Michaelskirchengemeinde Zuffenhausen und die Pauluskirchengemeinde Zuffenhausen aufgelöst und aus ihren Gemeindebezirken die neue Kirchengemeinde Stuttgart-Zuffenhausen gebildet. Daher gibt es heute noch drei Kirchen. Bis zur Fusion der drei Kirchengemeinden bildeten diese die durch Bekanntmachung des Oberkirchenrats vom 23. Oktober 1953 gebildete Gesamtkirchengemeinde Stuttgart-Zuffenhausen. Diese wurde damals errichtet, als die bis dahin alleinige Kirchengemeinde Stuttgart-Zuffenhausen in die drei Teilkirchengemeinden Pauluskirchengemeinde Zuffenhausen, Johanneskirchengemeinde Zuffenhausen und Kirchengemeinde im Rot aufgeteilt wurde. Das Kultusministerium hatte die Gesamtkirchengemeinde Stuttgart-Zuffenhausen und deren Teilkirchengemeinden mit Schreiben vom 6. Oktober 1953 als Körperschaften des öffentlichen Rechts anerkannt. Durch Bekanntmachung vom 11. Januar 1960 wurde der 3. Seelsorgebezirk der Pauluskirchengemeinde Zuffenhausen zur selbständigen Michaelskirchengemeinde Zuffenhausen erhoben, so dass die Gesamtkirchengemeinde Stuttgart-Zuffenhausen aus vier Teilkirchengemeinden bestand. Das Kultusministerium hatte die Michaelskirchengemeinde mit Schreiben vom 15. Oktober 1959 ebenfalls als Körperschaft des öffentlichen Rechts anerkannt. Durch weitere Bekanntmachung vom 23. April 1969 wurde schließlich die Kirchengemeinde im Rot wieder aus dem Verband der Gesamtkirchengemeinde Zuffenhausen herausgelöst und zur selbständigen Kirchengemeinde erhoben, so dass die Gesamtkirchengemeinde Stuttgart-Zuffenhausen bis zu ihrer Auflösung 2001 aus drei Teilkirchengemeinden bestand.
Durch Verfügung des Oberkirchenrats vom 7. November 2002 wurde ein Gebiet im Norden der Kirchengemeinde Zuffenhausen und zwar die Straßenzüge „Im Grasgarten“, „In den Hochwiesen“, „Im Gütle“ und „Im Wiesert“ von dieser Kirchengemeinde gelöst und der Kirchengemeinde Stammheim angegliedert. Mit Wirkung vom 12. Januar 2007 erfolgte dann eine erneute kleine Grenzkorrektur in der Stammheimer Straße zur benachbarten Kirchengemeinde Stammheim.
Die Johanneskirche ist die älteste Kirche Zuffenhausens. Sie wurde um 1270 im frühgotischen Stil erbaut und war ursprünglich dem Heiligen Hippolytus geweiht. Sie ist seit der Reformation die Pfarrkirche des Dorfes Zuffenhausen. Nach Beschädigungen im Dreißigjährigen Krieg wurde sie wieder aufgebaut. 1718 kam die Gemeinde Zuffenhausen kirchlich zum neu gebildeten Dekanat Ludwigsburg. Ende des 19. Jahrhunderts wuchs Zuffenhausen stark an, so dass die Kirche zu klein wurde. So wurde 1903 unweit der alten Kirche eine neue, größere Kirche erbaut, die den Namen Pauluskirche bekam. Die alte Kirche wurde in Johanniskirche umbenannt, aus der dann später die heutige Namensform „Johanneskirche“ hervorging. 1931 wurde Zuffenhausen nach Stuttgart eingemeindet. Mit Wirkung vom 1. April 1939 wechselte die Kirchengemeinde Zuffenhausen dann auch mit ihren beiden Kirchen vom Kirchenbezirk Ludwigsburg in den Kirchenbezirk Cannstatt. 1944 brannten die beiden Kirchen aus und wurden 1951–1956 in veränderten Formen wieder aufgebaut. 1951 gab es einen Gebietsaustausch zwischen der Kirchengemeinde Zuffenhausen und der benachbarten Kirchengemeinde Feuerbach. 1953 wurden aus der Kirchengemeinde Zuffenhausen die beiden selbständigen Teilkirchengemeinden Pauluskirchengemeinde und Johanneskirchengemeinde innerhalb der ebenfalls neu gebildeten Gesamtkirchengemeinde Zuffenhausen errichtet und 1965 wurde die Johanneskirche Sitz des neu gebildeten Kirchenbezirks Zuffenhausen. 1977/78 wurde bei der Johanneskirche das Gemeindehaus „Johanneshof“ angebaut.
Durch Verfügung des Oberkirchenrats vom 4. August 1976 gab es eine Gebietsveränderung im Bereich der damaligen Pauluskirchengemeinde Zuffenhausen zur Kirchengemeinde im Rot (Mönchsberg- und Markelsheimer Straße). Eine nochmalige kleine Gebietsveränderung im Bereich der Pauluskirchengemeinde zugunsten der Kirchengemeinde im Rot gab es durch Bekanntmachung des Oberkirchenrats vom 30. März 1981. Mit Wirkung vom 5. Juli 1999 wurde schließlich auch das Wohngebiet bzw. der heutige Stadtteil „Im Raiser“ der Pauluskirchengemeinde abgetrennt und der Kirchengemeinde im Rot angegliedert.
Neben der Johannes- und der Pauluskirche wurde 1938 im benachbarten Stadtteil Neuwirtshaus eine weitere Kirche, die Michaelskirche erbaut und 1959 die selbständige Michaelskirchengemeinde innerhalb der Gesamtkirchengemeinde Zuffenhausen gebildet. Im Osten des zur Michaelskirche zugehörigen Gemeindebezirks wurde 1955 schließlich das Johann-Albrecht-Bengel-Haus als weitere Predigtstätte mit Kindergarten errichtet. Infolge rückläufiger Gemeindegliederzahlen wurde dieses Kirchengebäude jedoch Ende der 1990er Jahre nicht mehr benötigt. Das schlichte Gotteshaus mit Dachreiter wurde daher 2004 an die rumänisch-orthodoxe Kirchengemeinde Jesu Christi Geburt in Stuttgart verkauft, die es zu einem orthodoxen Kirchenraum umbaute und auch einen Turm anbaute.

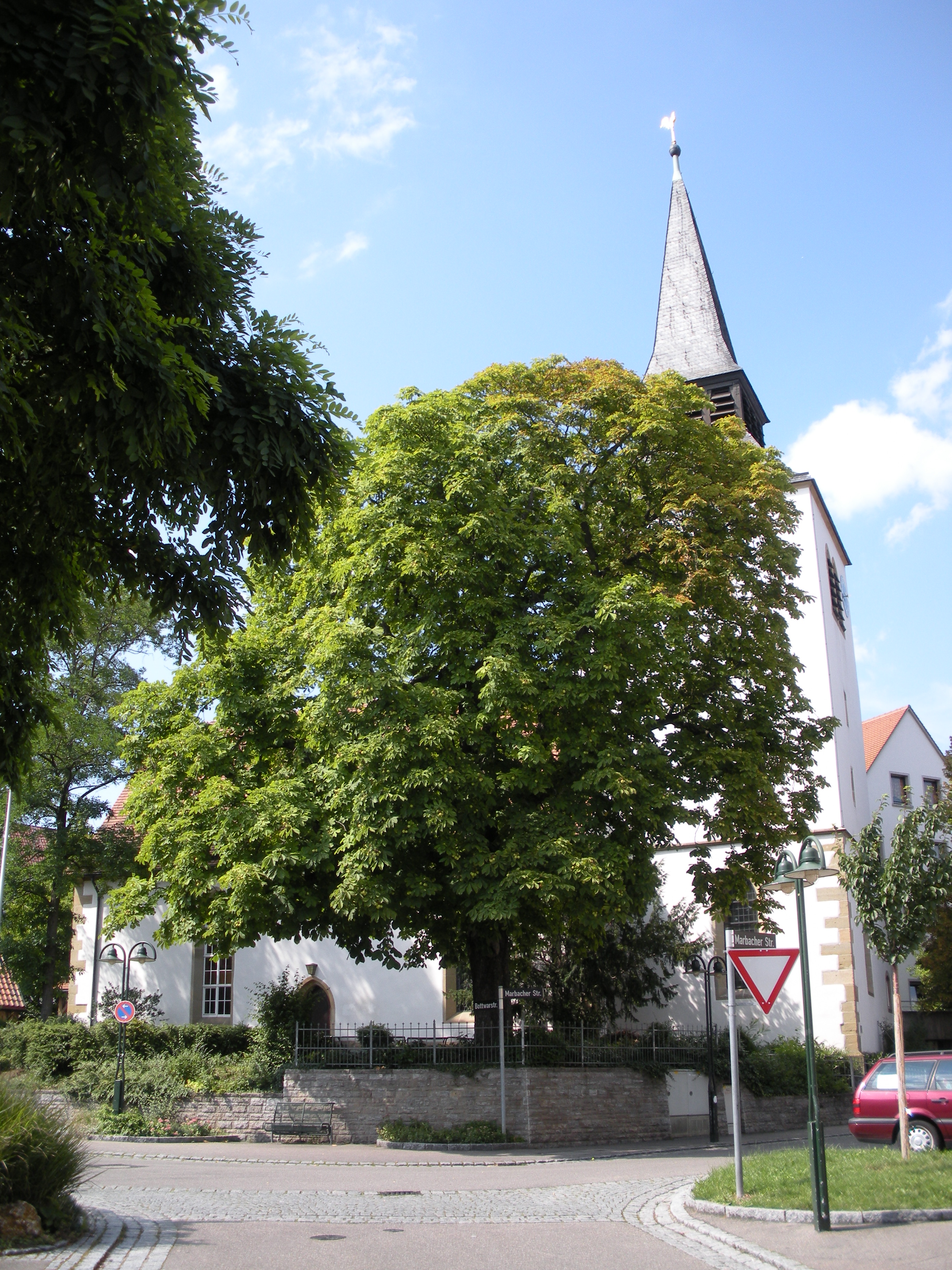
Evang. Johanneskirche Stuttgart-Zuffenhausen
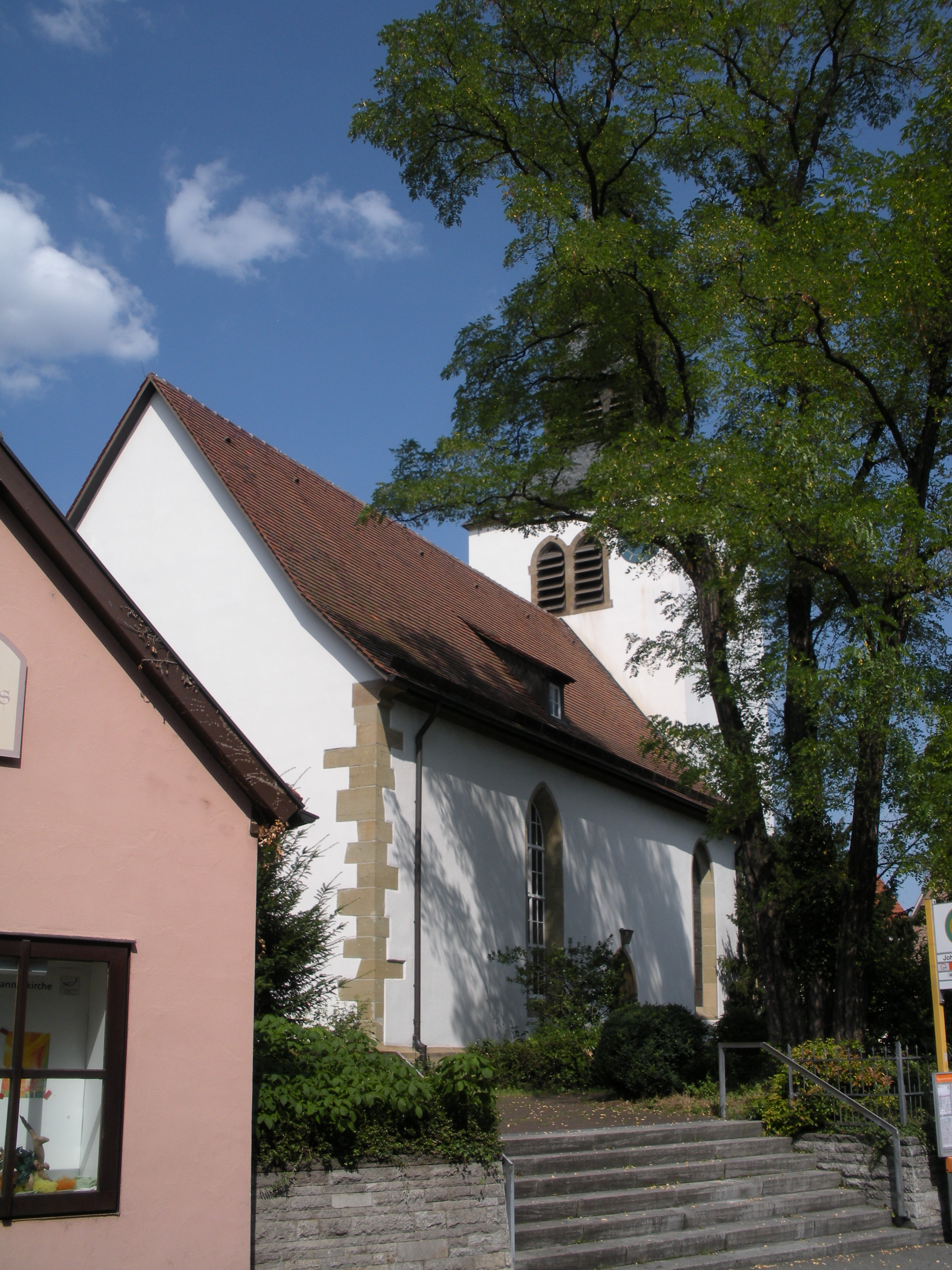
Evang. Johanneskirche Stuttgart-Zuffenhausen – Blick von Südwesten
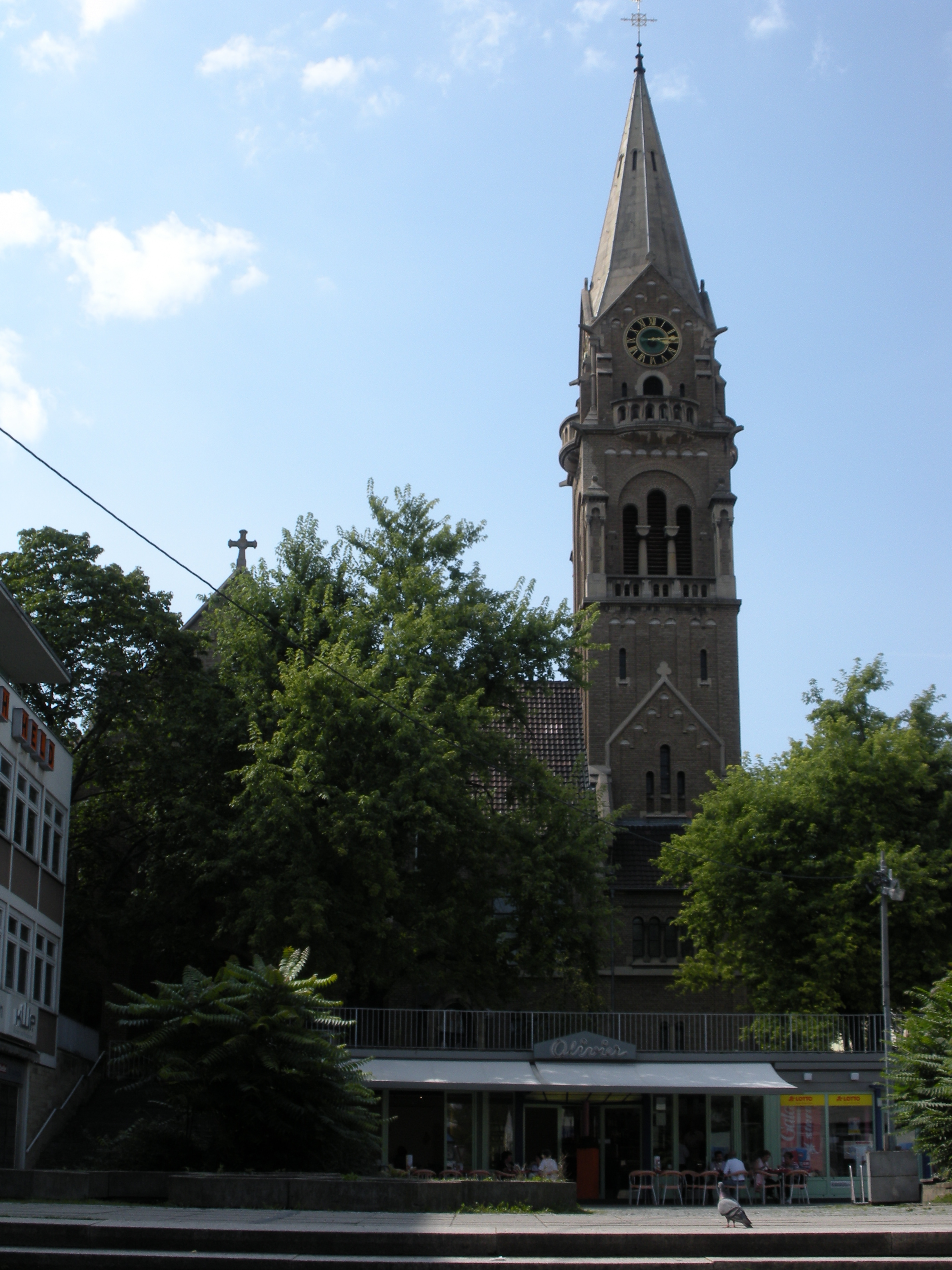
Evang. Pauluskirche Stuttgart-Zuffenhausen
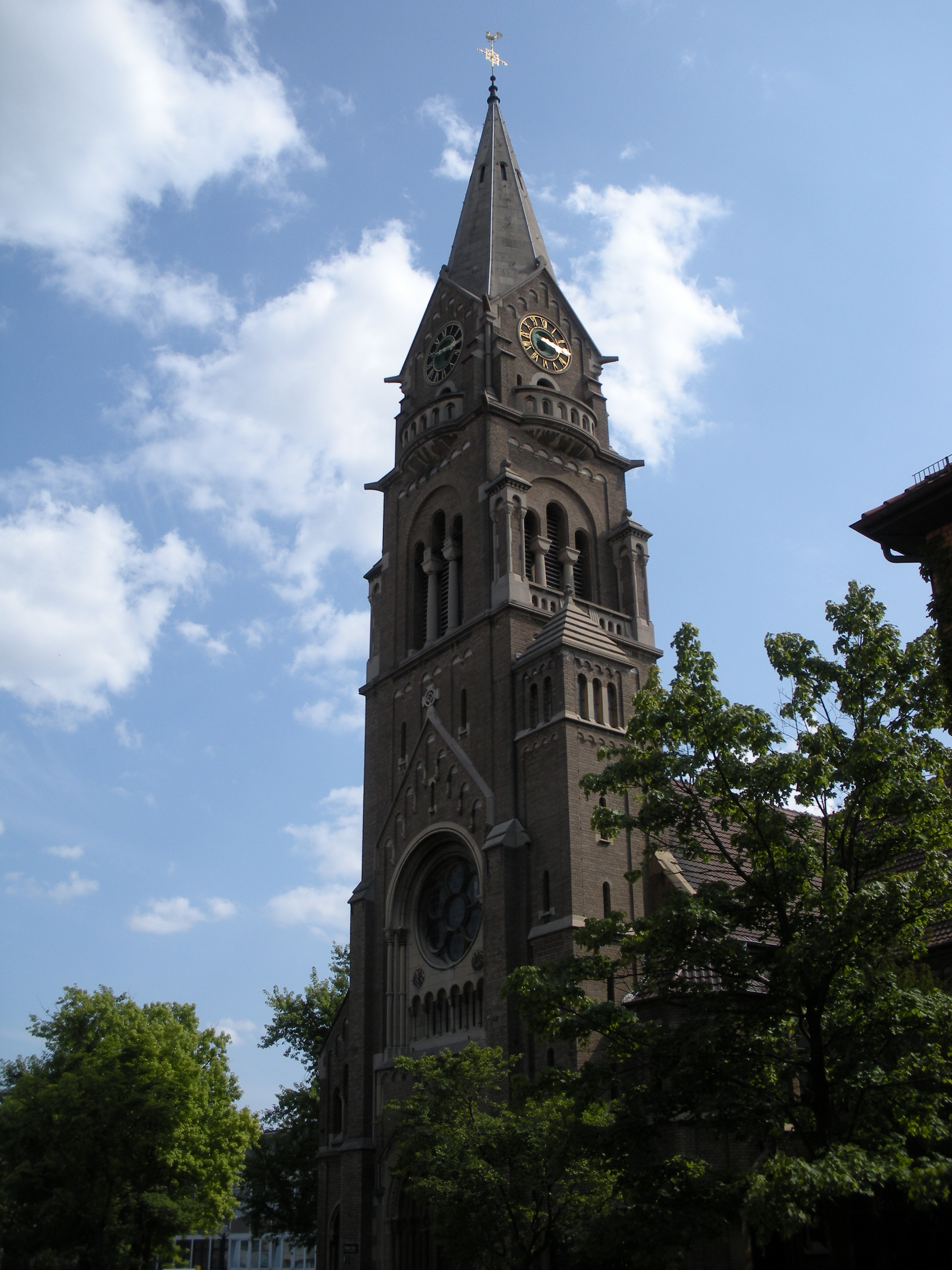
Evang. Pauluskirche Stuttgart-Zuffenhausen
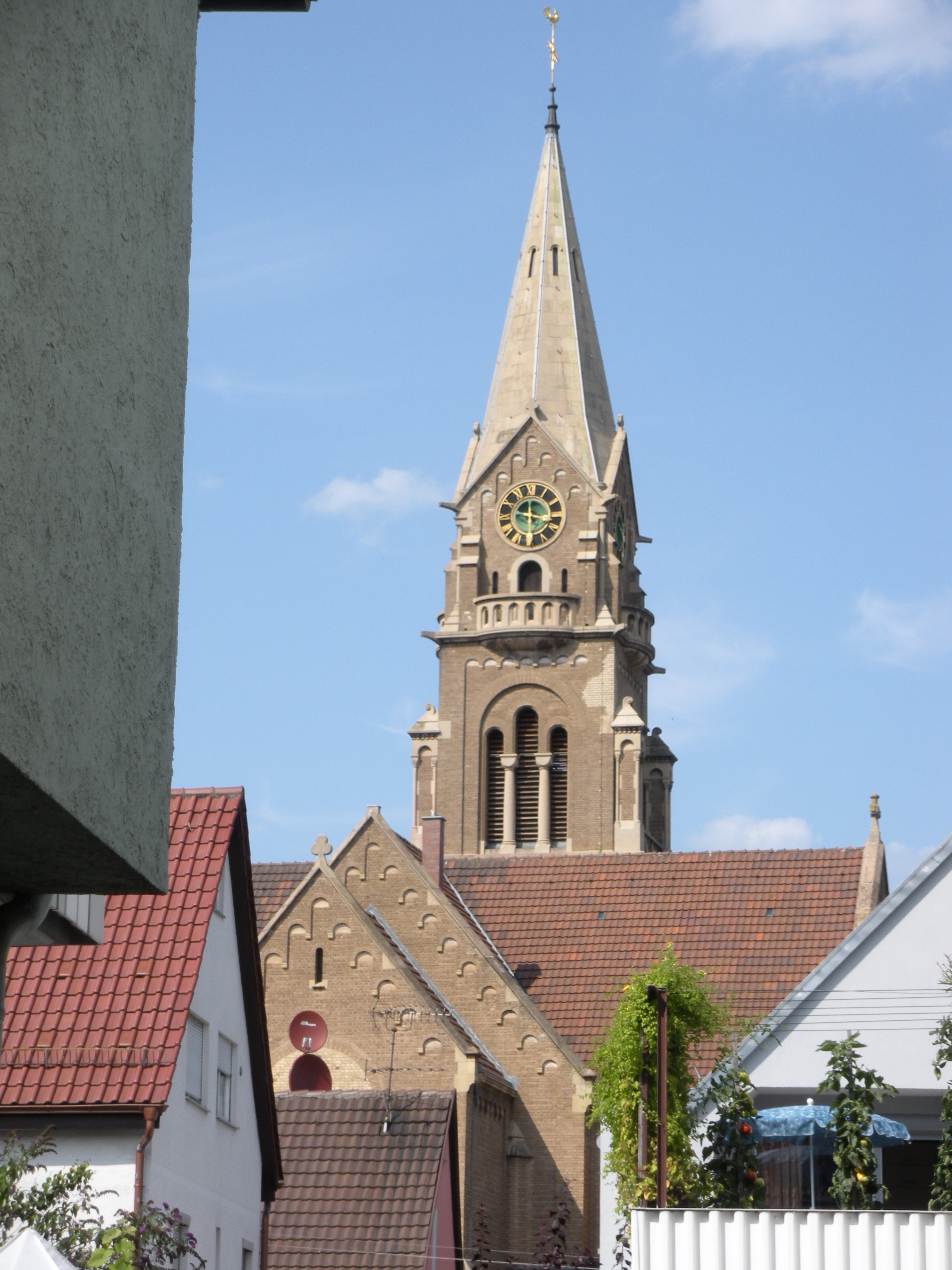
Evang. Pauluskirche Stuttgart-Zuffenhausen – Turm
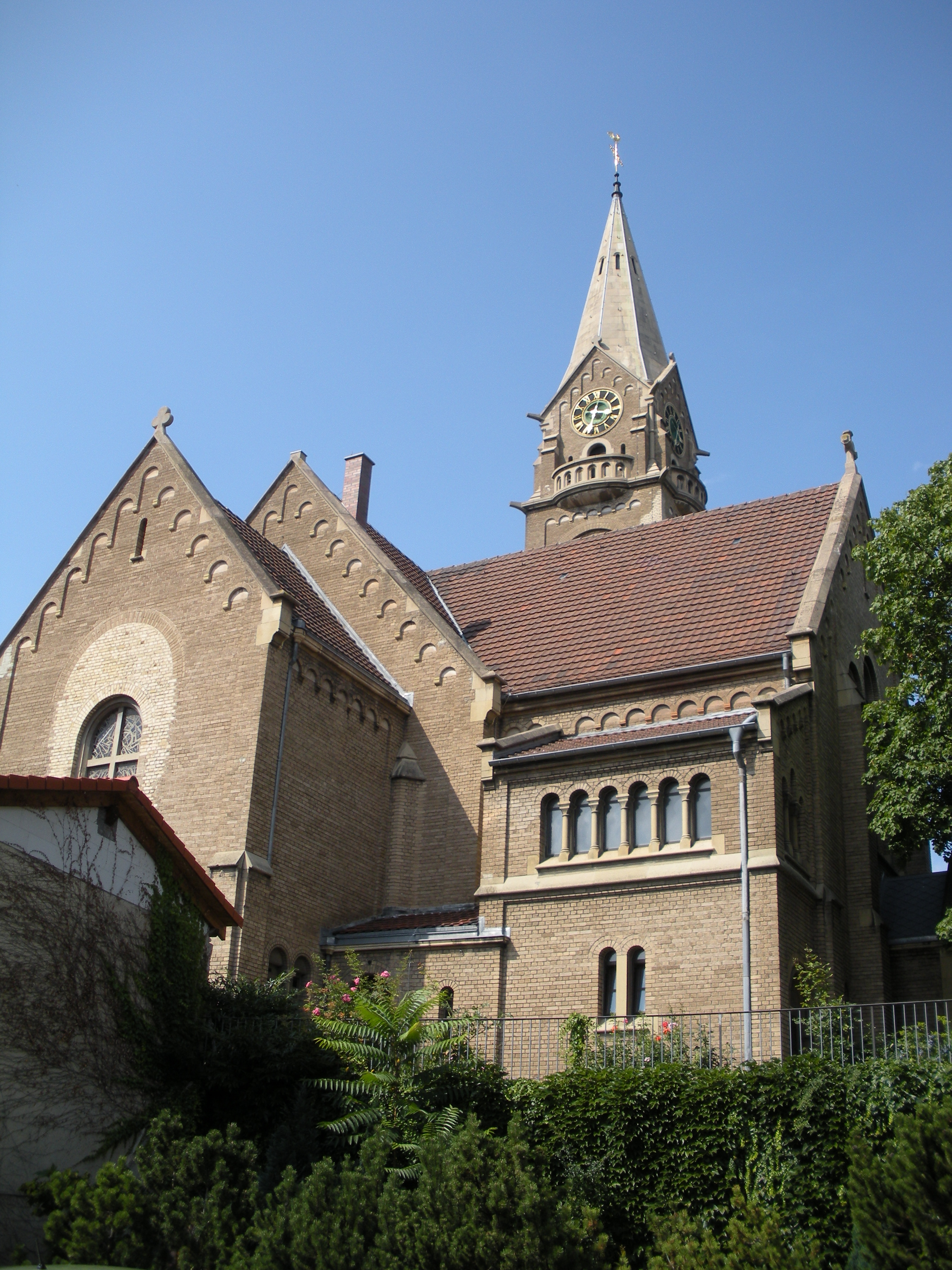
Evang. Pauluskirche Stuttgart-Zuffenhausen
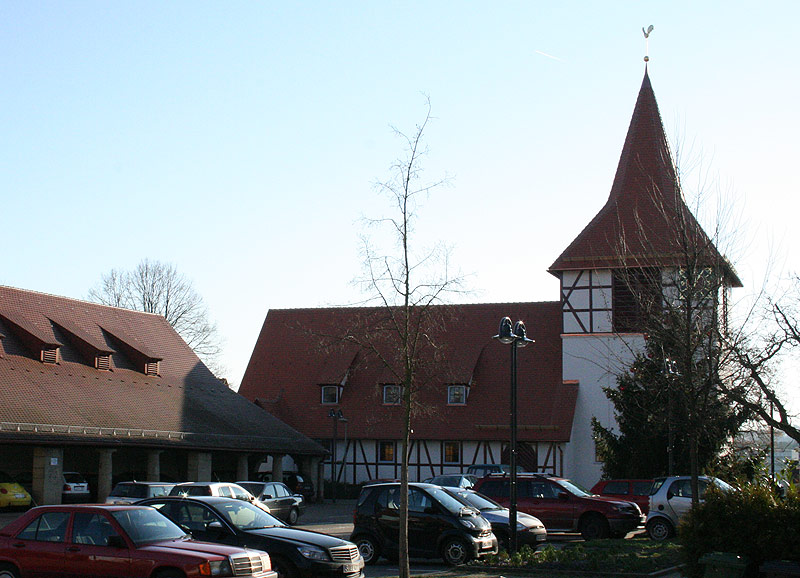
Evang. Michaelskirche in Neuwirtshaus

### Gesamtkirchengemeinde Untertürkheim
Die Gesamtkirchengemeinde Untertürkheim umfasst den Stadtbezirk Untertürkheim der Stadt Stuttgart. Sie wurde durch Bekanntmachung des Oberkirchenrats vom 8. April 1959 gebildet, als die bis dahin alleinige Kirchengemeinde Untertürkheim in zunächst drei Teilkirchengemeinden, nämlich Stadtkirchengemeinde Untertürkheim, Gartenstadtkirchengemeinde Untertürkheim und Kirchengemeinde am Gemeindehaus aufgeteilt und diese in der gleichzeitig in der neu gebildeten Gesamtkirchengemeinde Untertürkheim zusammengeschlossen wurden. Das Kultusministerium hatte die Gesamtkirchengemeinde Untertürkheim und deren Teilkirchengemeinden mit Schreiben vom 31. Januar 1959 als Körperschaften des öffentlichen Rechts anerkannt. Die Kirchengemeinde am Gemeindehaus wurde 1975 in „Wallmerkirchengemeinde Untertürkheim“ umbenannt. Die Stadtkirchengemeinde und die Wallmerkirchengemeinde fusionierten 2001 zur Stadt- und Wallmerkirchengemeinde Untertürkheim, so dass es zunächst nur zwei Teilkirchengemeinden innerhalb der Gesamtkirchengemeinde Untertürkheim gab. Zum 1. Januar 2007 wurde jedoch die Kirchengemeinde Stuttgart-Rotenberg als dritte Teilkirchengemeinde in den Verband der Gesamtkirchengemeinde Untertürkheim aufgenommen.

#### Gartenstadtkirchengemeinde Untertürkheim
Die Gartenstadtkirchengemeinde Untertürkheim umfasst den Stadtteil Luginsland des Stadtbezirks Untertürkheim. Die Luginsland-Siedlung entstand ab 1911. Schon bald danach fanden im Saal der Kleinkinderschule die ersten Gottesdienste statt. Eine eigene Kirche wurde 1931 erbaut, die 1942 und 1943 schwer zerstört, danach aber wieder aufgebaut wurde. Sie war für die wachsende Siedlung jedoch bald zu klein. So entstand 1969 die heutige Gartenstadtkirche als wuchtiger Betonbau. Die eigenständige Gartenstadtkirchengemeinde Untertürkheim wurde 1959 gebildet, als die Kirchengemeinde Untertürkheim in damals drei Teilkirchengemeinden aufgeteilt wurde.

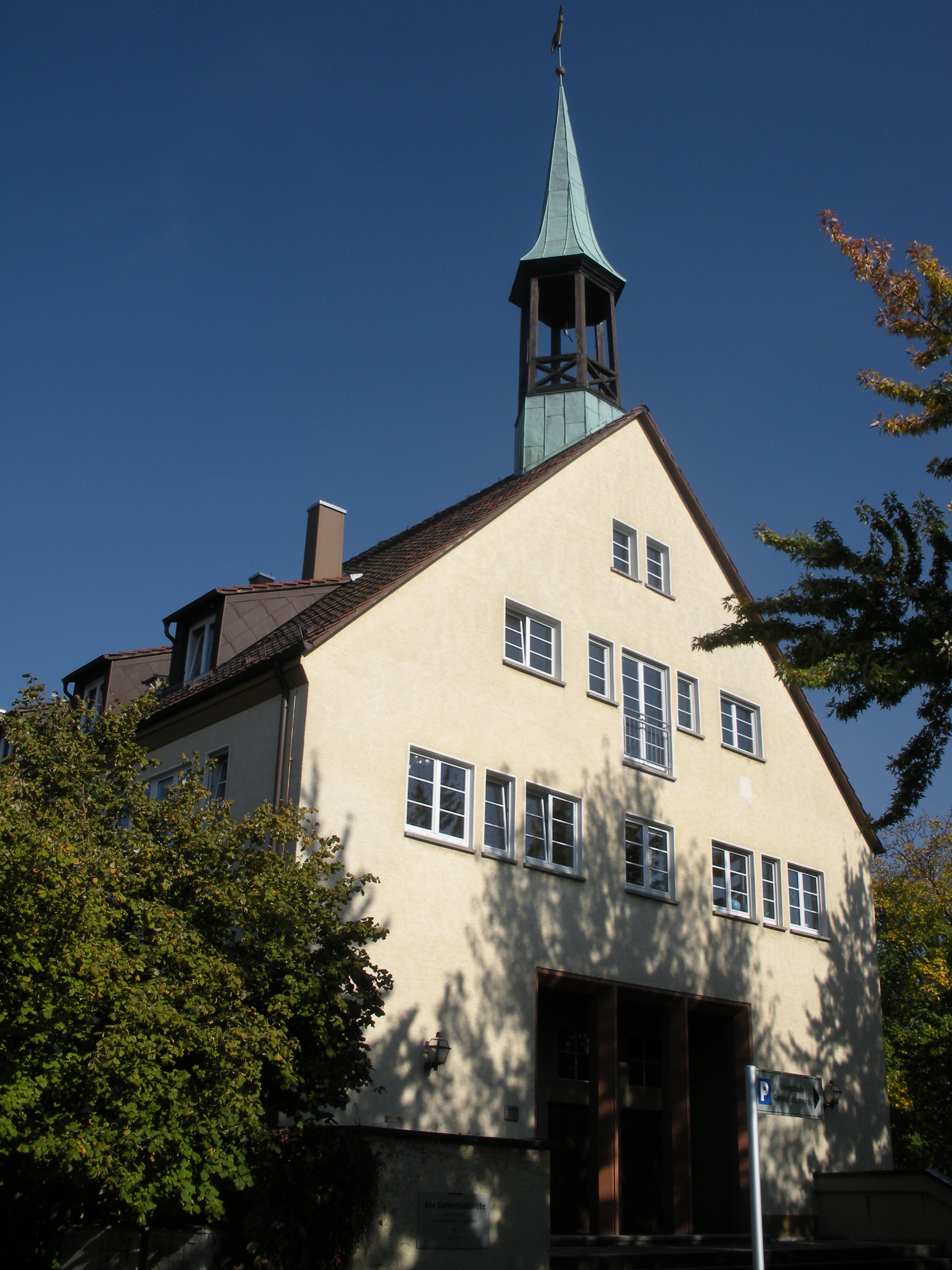
Alte evang. Gartenstadtkirche Stuttgart-Untertürkheim
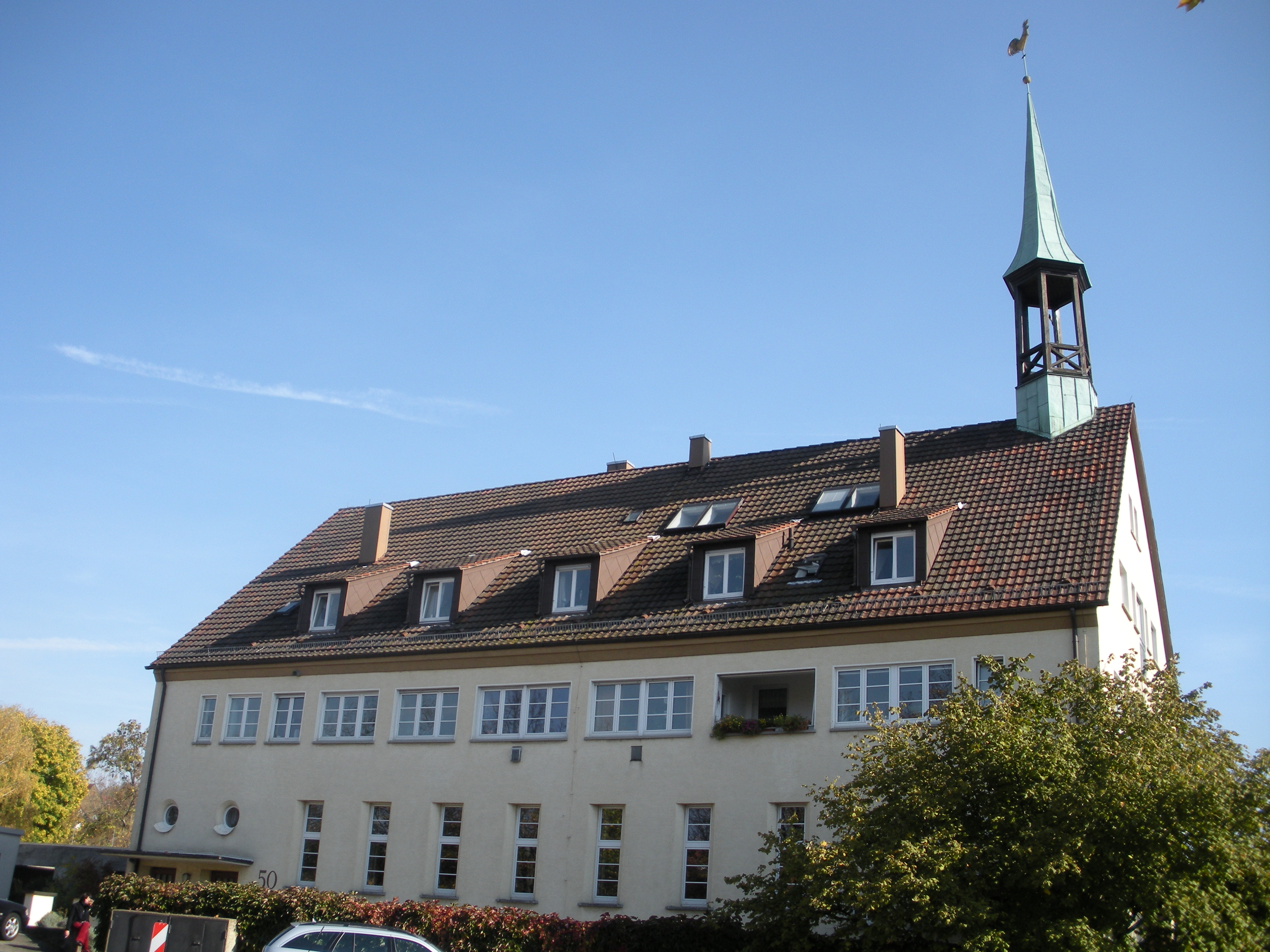
Alte evang. Gartenstadtkirche Stuttgart-Untertürkheim
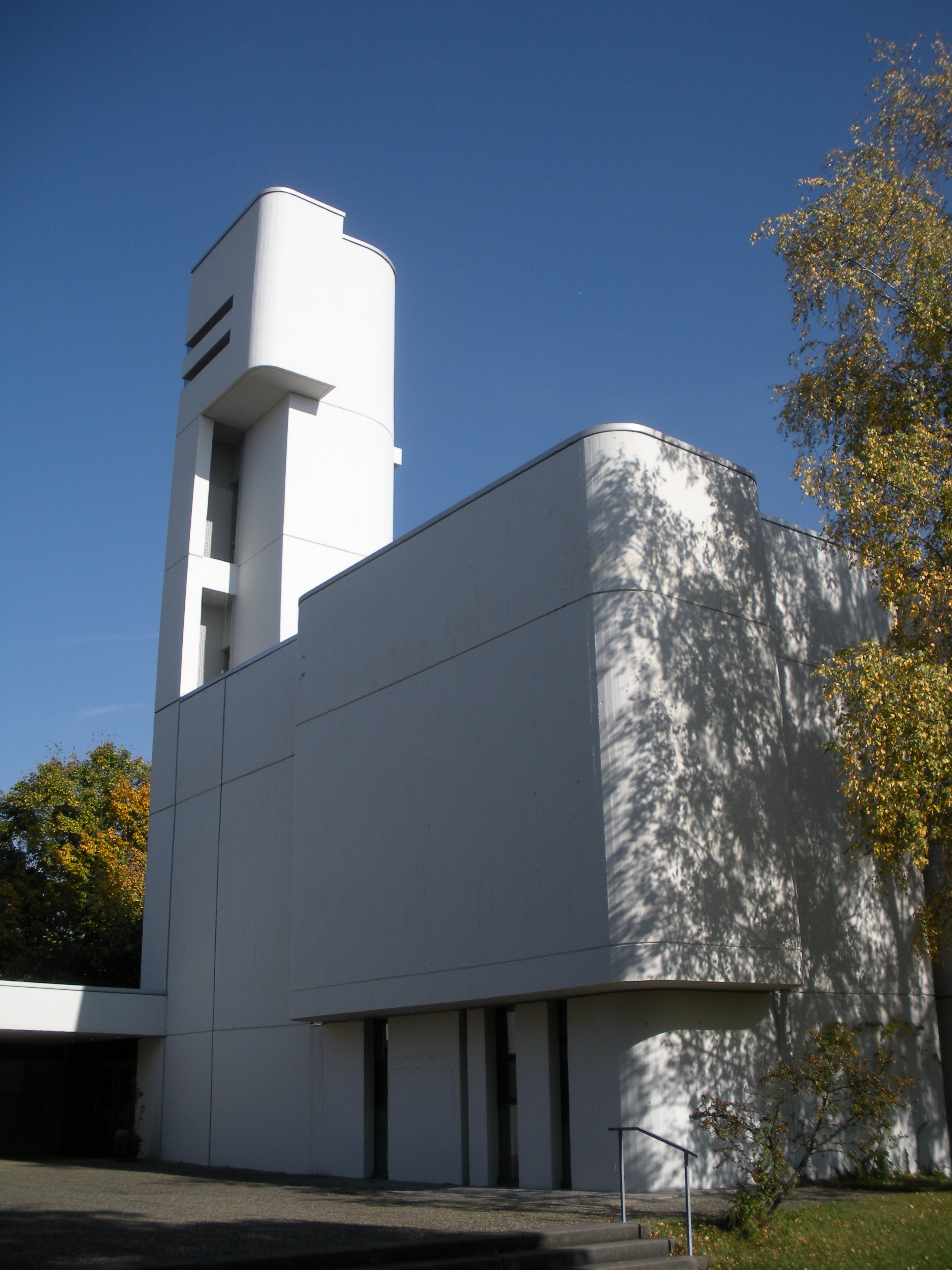
Neue Evang. Gartenstadtkirche Stuttgart-Untertürkheim
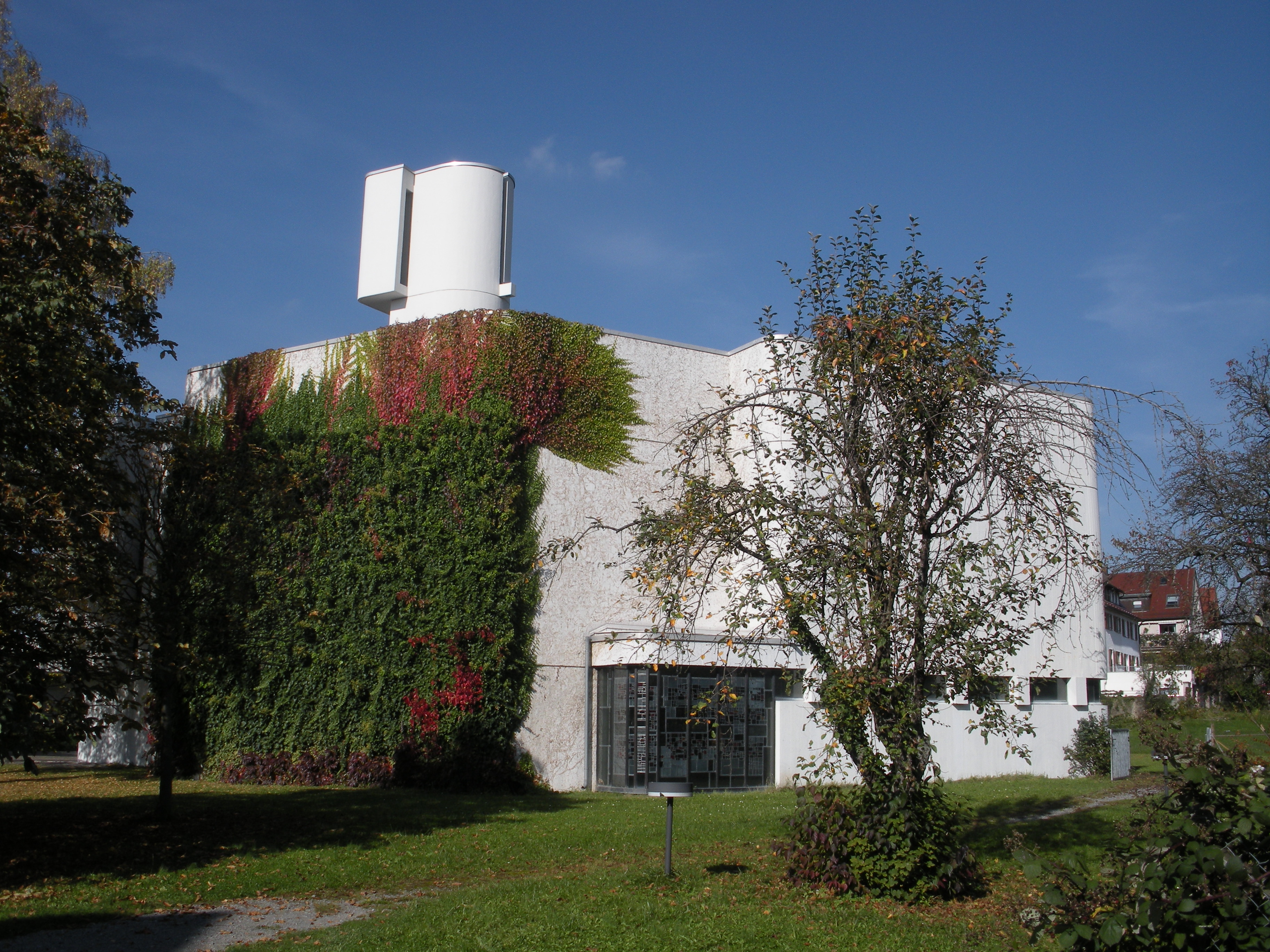
Neue evang. Gartenstadtkirche Stuttgart-Untertürkheim

#### Stadt- und Wallmerkirchengemeinde Untertürkheim
Die Stadt- und Wallmerkirchengemeinde Untertürkheim umfasst den Kernort des Stadtbezirks Untertürkheim, also die Stadtteile Untertürkheim, Benzviertel, Bruckwiesen, Flohberg, Gehrenwald und Lindenschulviertel. Wie die meisten alten Stadtteile Stuttgarts ist auch Untertürkheim seit der Reformation ein evangelisches Dorf. Kirchlich war der Ort zunächst Filiale von Cannstatt. Im 15. Jahrhundert bekam der Ort einen eigenen Pfarrer. Die St. Germanus geweihte Kirche wurde 1493/94 erbaut und 1478 gotisch umgebaut. Benannt ist die Kirche nach dem Pariser Bischof St. Germain, der in Untertürkheim eine „Außenstelle“ einrichten ließ. 1634 wurde die Kirche zerstört und 1654–1656 wieder aufgebaut. Mitte des 18. und zu Beginn des 19. Jahrhunderts musste die Kirche wegen Baufälligkeit renoviert werden, dabei ersetzte man den Chor durch einen rechteckigen Anbau. Die heute als Stadtkirche St. Germanus bezeichnete Kirche wurde in den 1970er Jahren renoviert und umgebaut. Dabei erhielt sie eine neue Wandgestaltung mit 36 Linolschnitten zur alttestamentlichen Josefsgeschichte von HAP Grieshaber.
Für ein in den 1950er Jahren entstandenes Wohngebiet wurde 1954 ein Gemeindehaus erbaut. An diesem wurde 1959 die selbständige „Kirchengemeinde am Gemeindehaus“ gebildet, als die damalige Kirchengemeinde Untertürkheim in damals drei Teilkirchengemeinden aufgeteilt wurde. Damals entstand auch die Stadtkirchengemeinde Untertürkheim. Durch Bekanntmachung des Oberkirchenrats vom 13. Februar 1964 wurde das Gebiet der Kirchengemeinde am Gemeindehaus um das Wohngebiet „Im Blick“ erweitert und durch Verfügung vom 30. Juni 1975 wurde die Kirchengemeinde am Gemeindehaus dann in „Wallmerkirchengemeinde Untertürkheim“ umbenannt. Mit Wirkung vom 11. November 2001 wurde sowohl die Wallmerkirchengemeinde als auch die Stadtkirchengemeinde Untertürkheim aufgelöst. Aus den Gebieten beider Kirchengemeinden wurde die Stadt- und Wallmerkirchengemeinde Untertürkheim neu gebildet. Die Wallmerkirche dient aber weiterhin als Predigtstelle der neuen Kirchengemeinde.
Durch Bekanntmachung des Oberkirchenrats vom 22. November 1949 gab es eine Gebietsbereinigung zwischen der Kirchengemeinde Untertürkheim und der Kirchengemeinde Wangen. Damals wurde der Neckar als Grenze zwischen beiden Kirchengemeinden festgelegt.

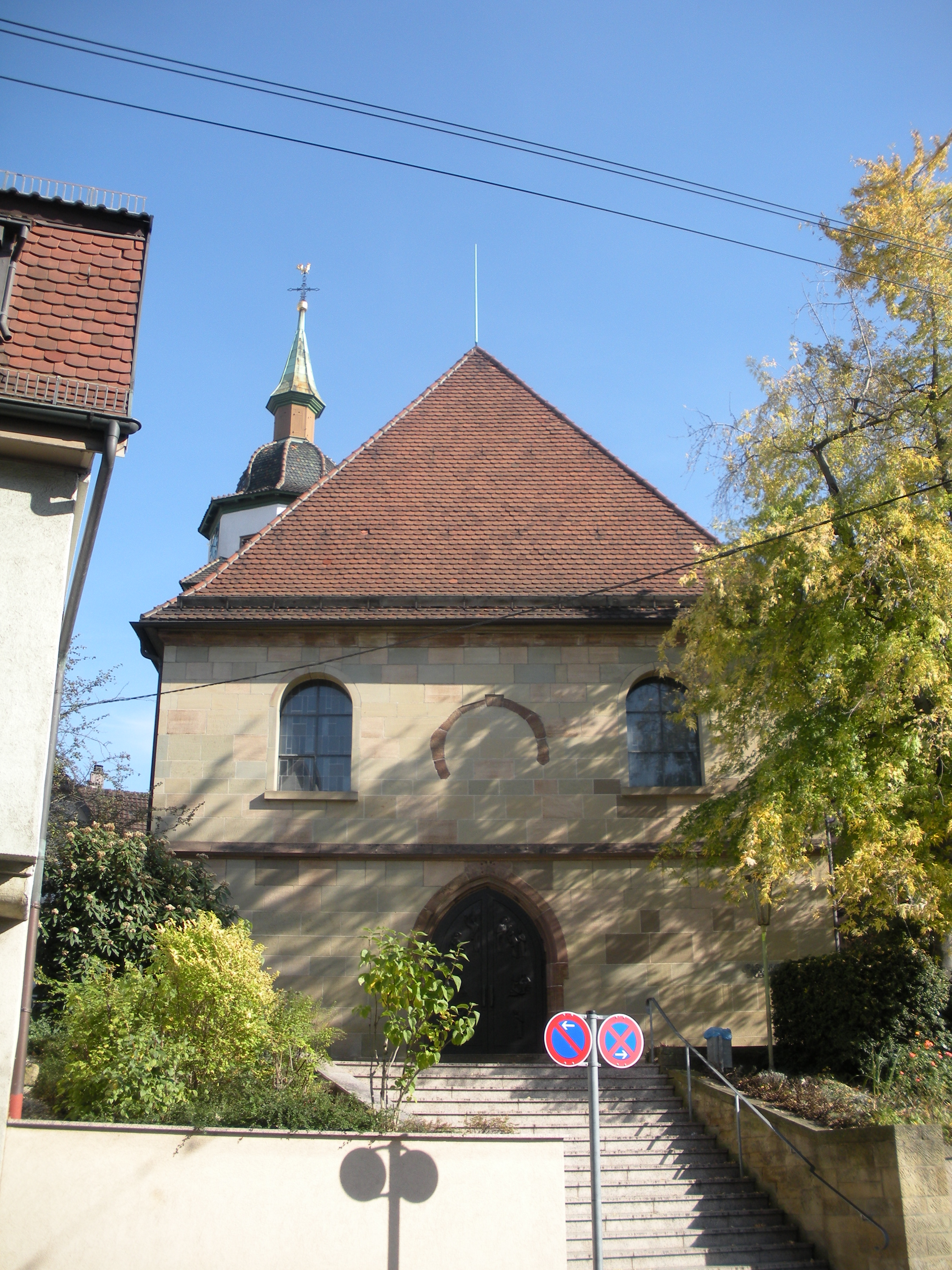
Evang. Stadtkirche St. Germanus Stuttgart-Untertürkheim
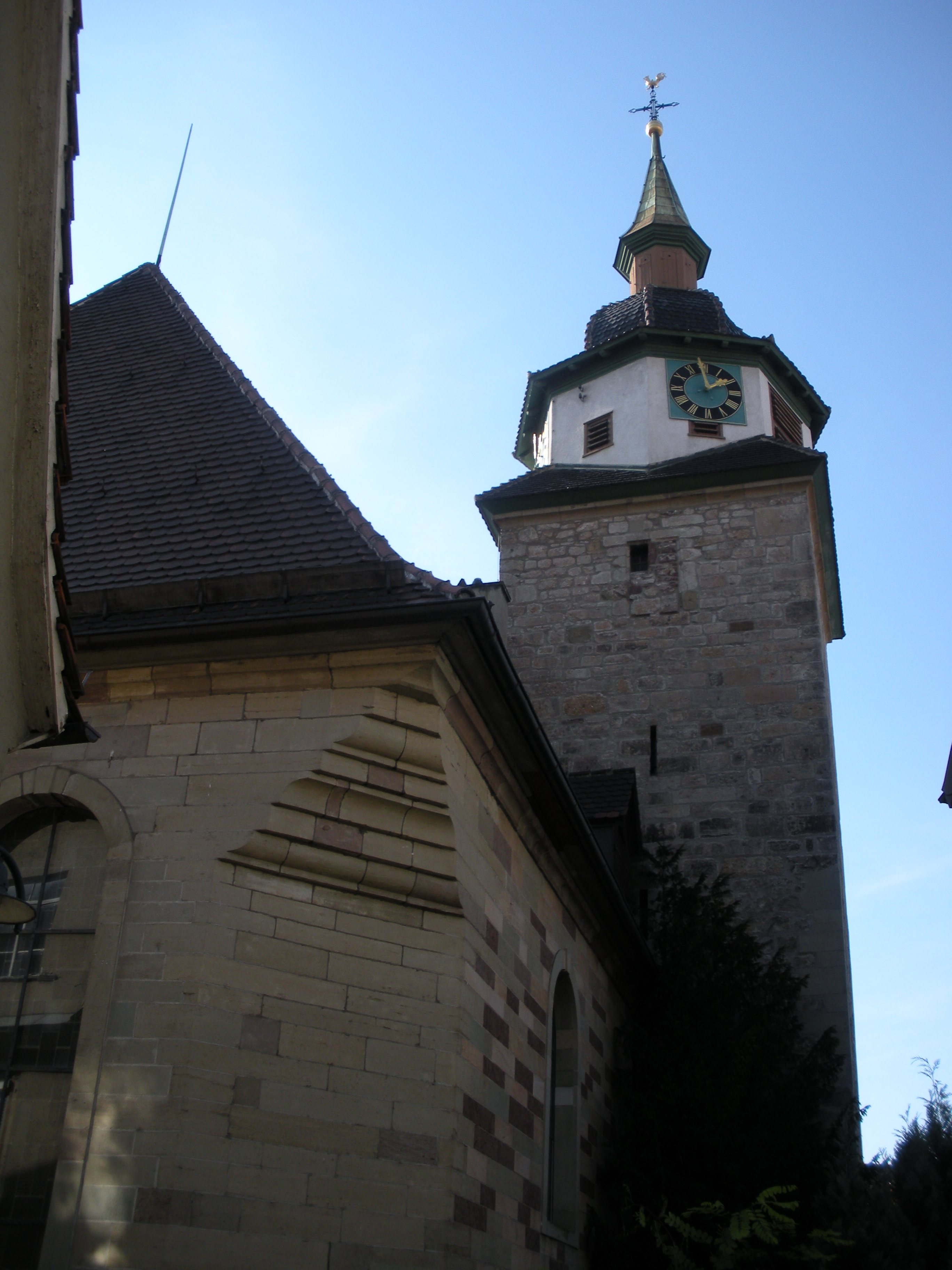
Evang. Stadtkirche St. Germanus Stuttgart-Untertürkheim
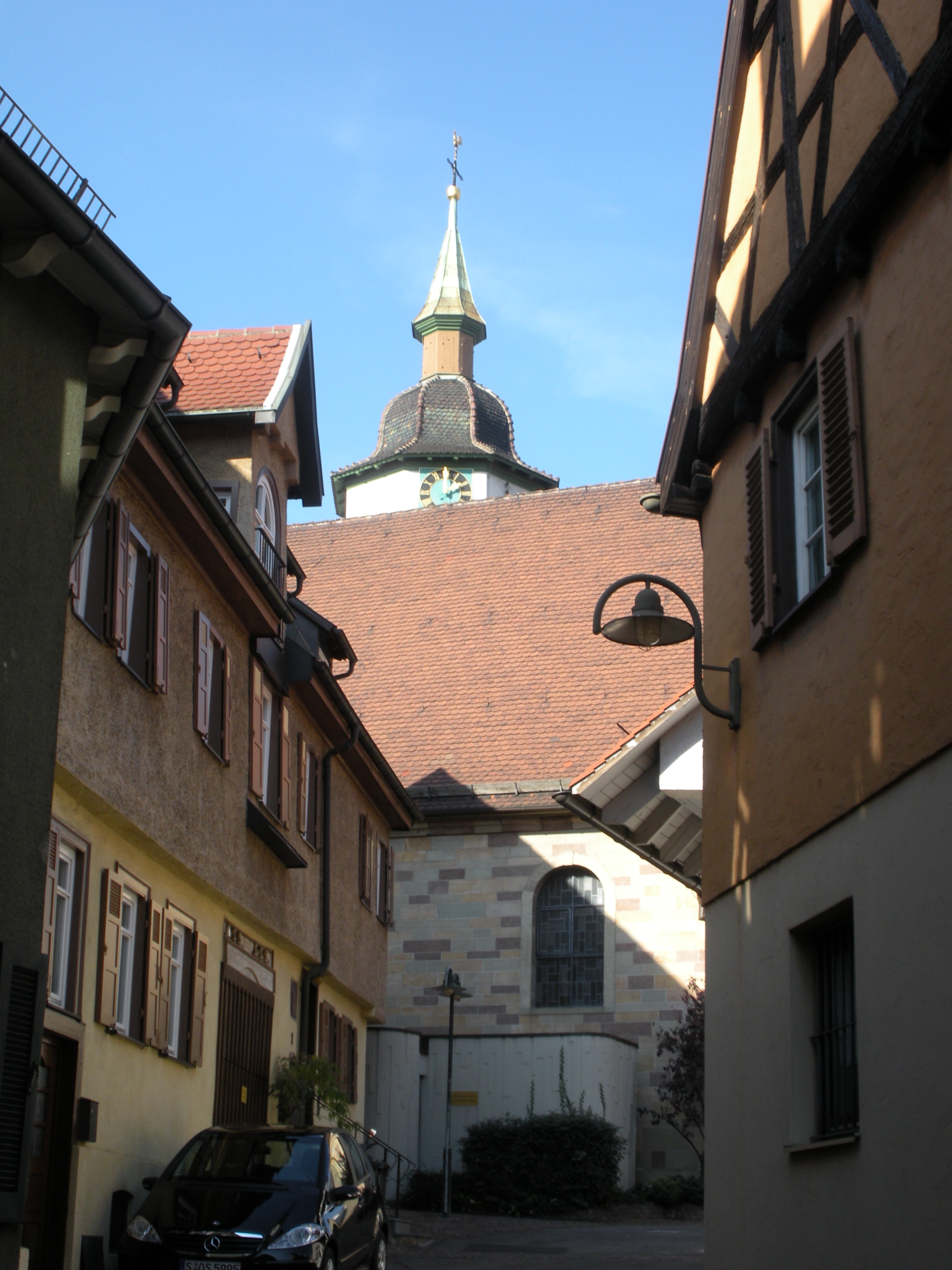
Evang. Stadtkirche St. Germanus Stuttgart-Untertürkheim
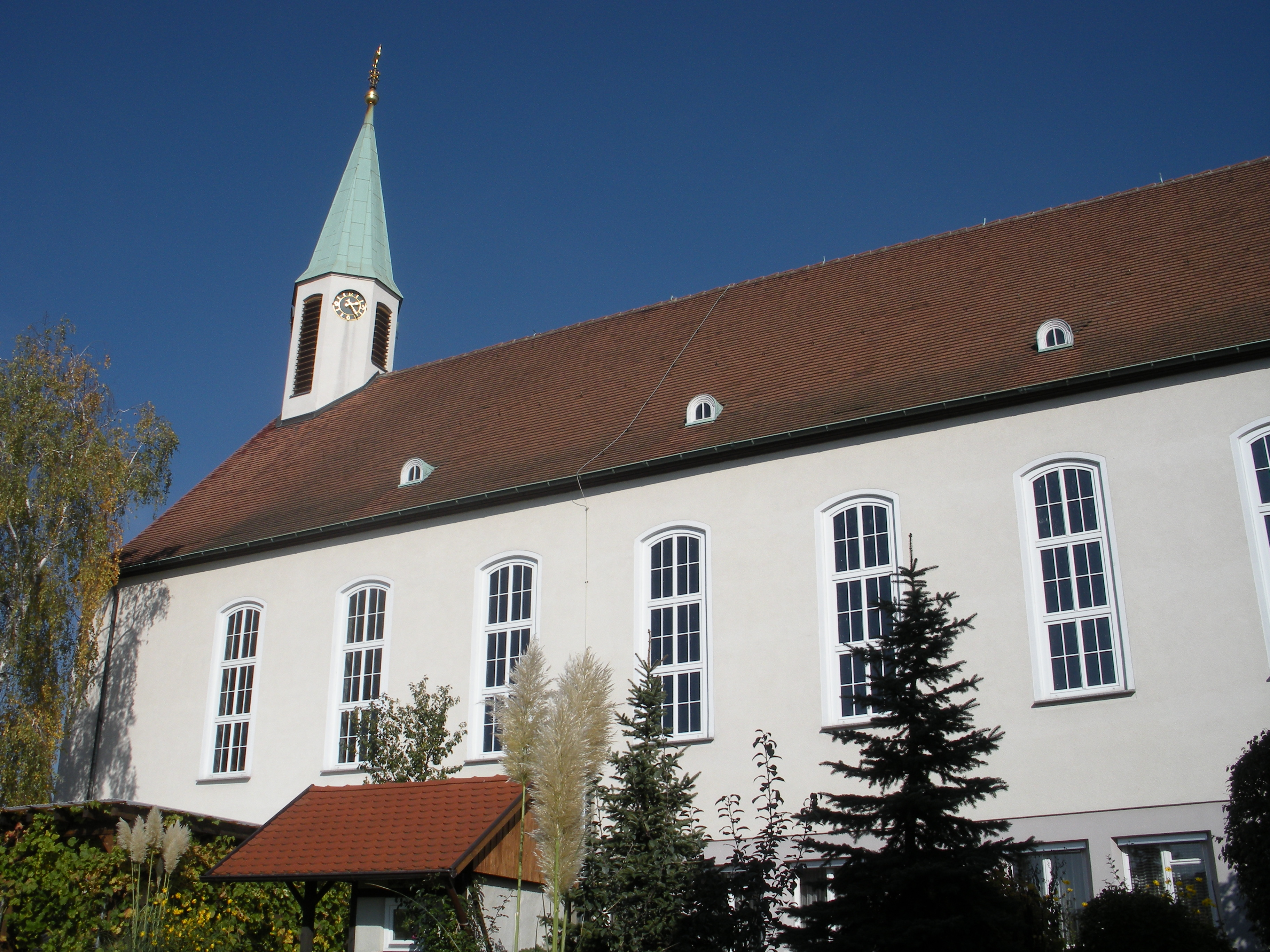
Evang. Wallmerkirche Stuttgart-Untertürkheim
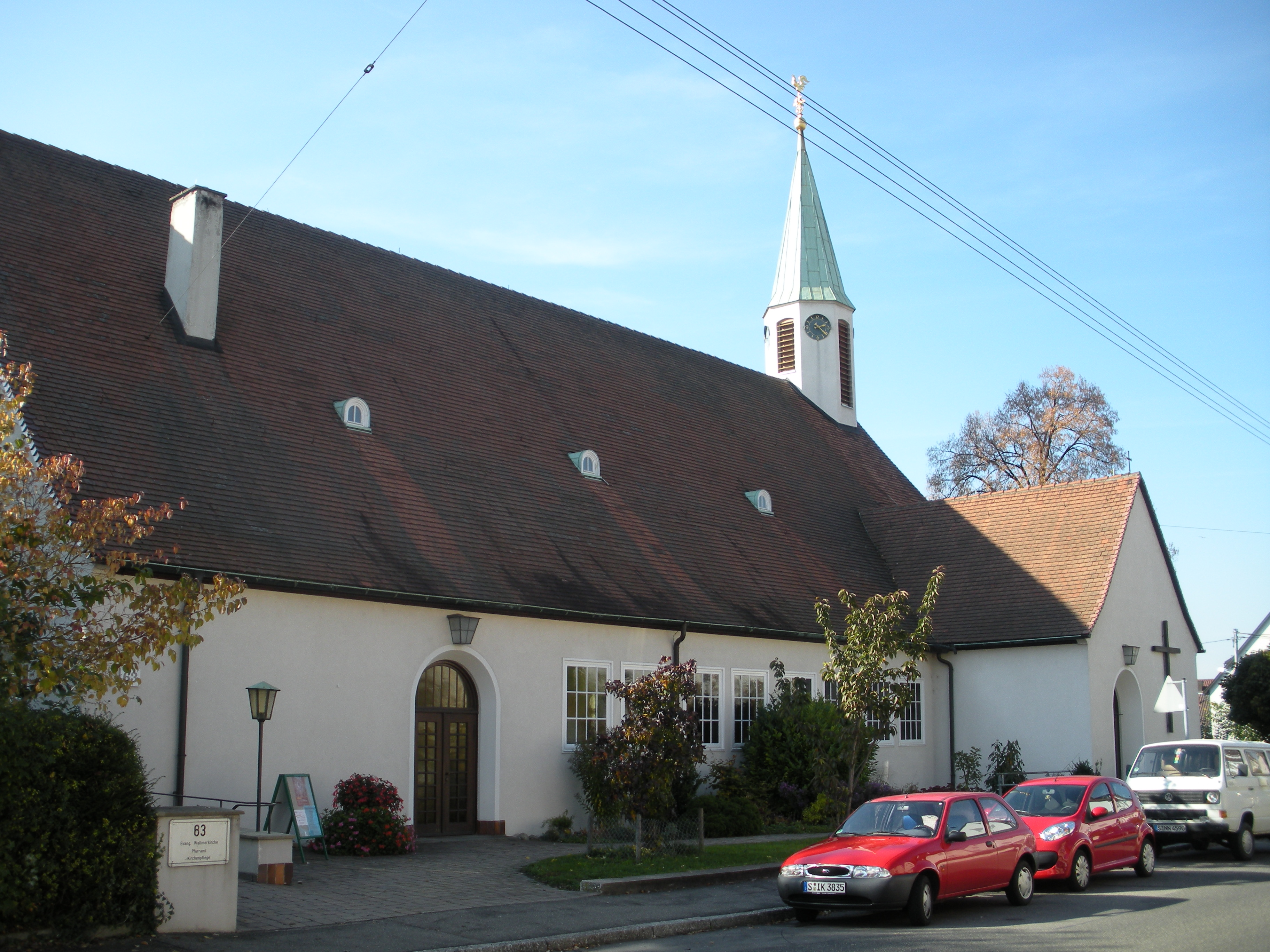
Evang. Wallmerkirche Stuttgart-Untertürkheim

#### Kirchengemeinde Stuttgart-Rotenberg
Die Kirchengemeinde Stuttgart-Rotenberg (ca. 440) umfasst den Stadtteil Rotenberg des Stadtbezirks Untertürkheim. Das alte Dorf Rotenberg gehörte bis ins 17. Jahrhundert zu Untertürkheim und wurde dann eine eigenständige Gemeinde. Das Dorf besaß eine um 1495 erbaute Marienkapelle, die wohl seit der Reformation evangelisch war. Da sie für den Ort zu klein war, wurde zwischen 1754 und 1756 die heutige Kirche im Barockstil erbaut. Ihre Besonderheit ist ihr quadratischer Grundriss. Mit Wirkung vom 1. Januar 2007 schloss sich die Kirchengemeinde Stuttgart-Rotenberg als dritte Kirchengemeinde der Gesamtkirchengemeinde Untertürkheim an.

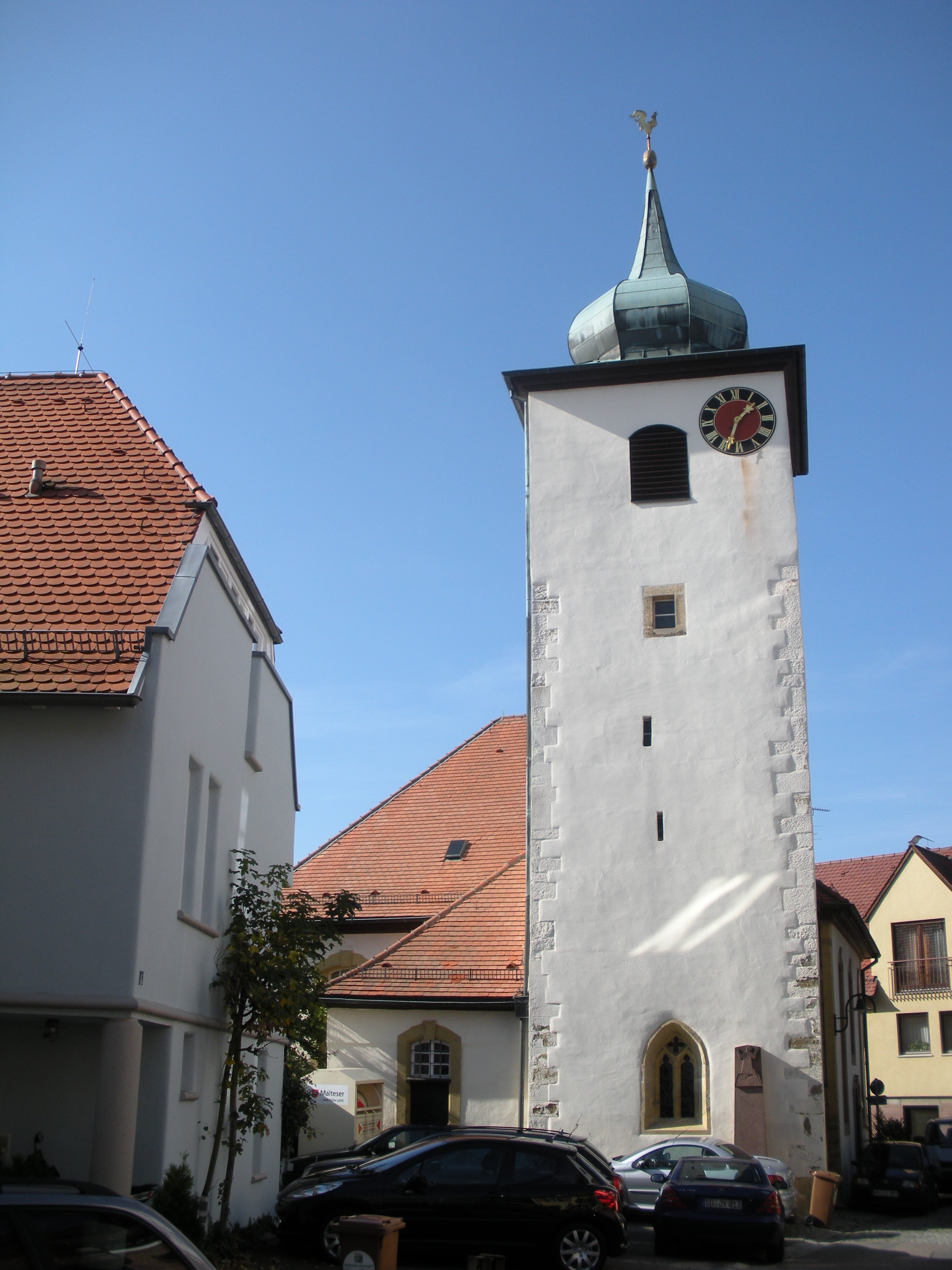
Evang. Kirche Stuttgart-Rotenberg
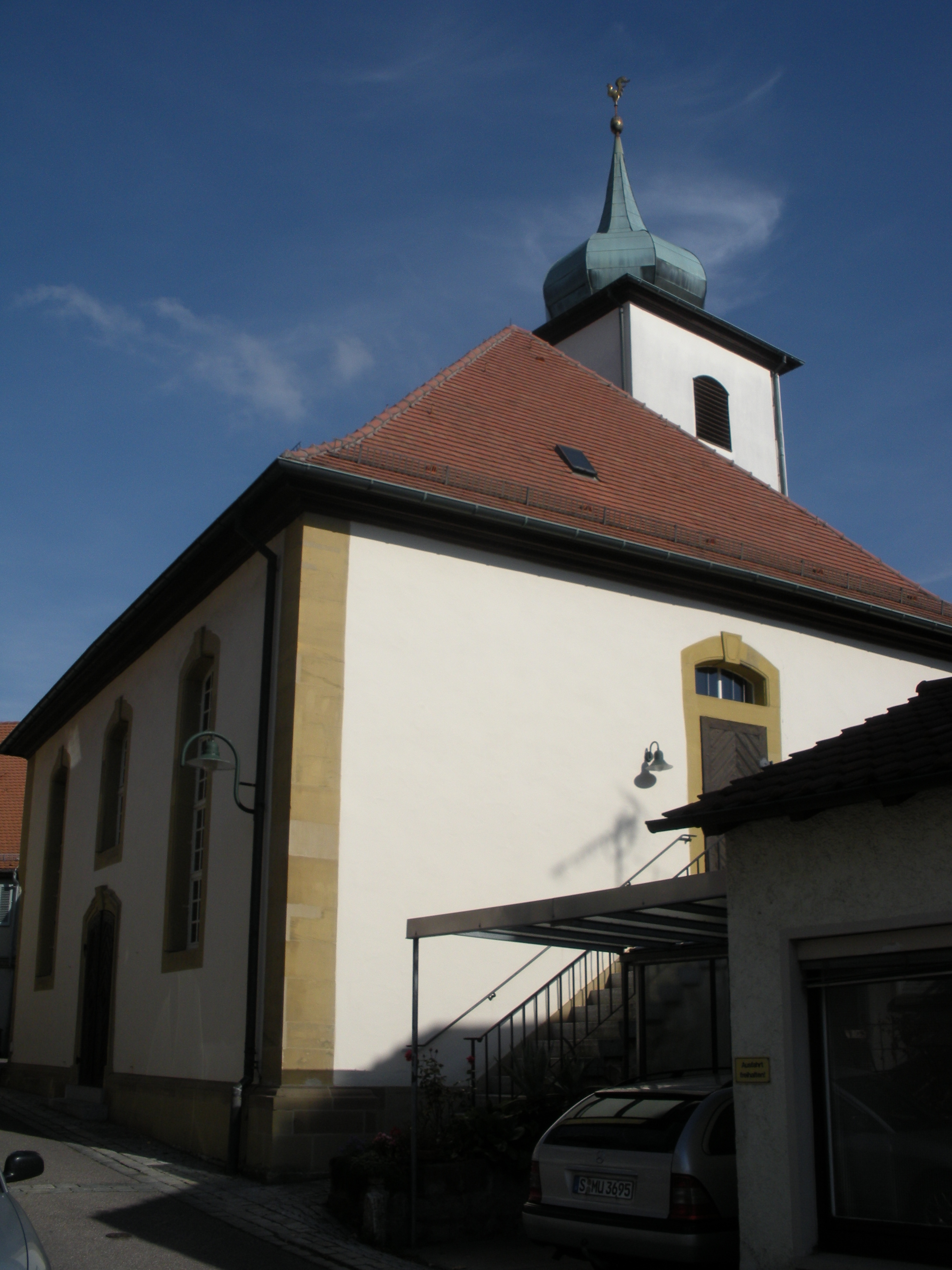
Evang. Kirche Stuttgart-Rotenberg

## Archivquellen
- Bestand: Visitationsberichte.   Landeskirchliches Archiv Stuttgart. 1581–1822.   Signatur: A 1.
- Bestand: Kirchenvisitationsakten.   Hauptstaatsarchiv Stuttgart. ca. 1601–1840.   Signatur: A 281.
- Bestand: Ortsakten [mit Digitalisaten der Pfarrbeschreibungen und Pfarrberichte (darin u. a.: Chronik, Filialverhältnisse)].   Landeskirchliches Archiv Stuttgart. ca. 1550–1923.   Signatur: A 29.
- Bestand: Ortsakten [mit Digitalisaten der Pfarrberichte (darin u. a.: Filialverhältnisse)].   Landeskirchliches Archiv Stuttgart. ca. 1924–1966.   Signatur: A 129.
- Bestand: Ortsakten [mit Visitationsberichten].   Landeskirchliches Archiv Stuttgart. ca. 1967–1989.   Signatur: A 229.
- Archivgut: Dekanatsarchive.   Landeskirchliches Archiv Stuttgart.   Signatur: F-Bestände.
- Archivgut: Pfarrarchive.   Landeskirchliches Archiv Stuttgart.   Signatur: G-Bestände.